# Musée du Louvre
Pour les articles homonymes, voir Louvre.
Le musée du Louvre est un musée situé au sein du palais du Louvre dans le 1er arrondissement de Paris, en France. Ordonnées en neuf départements, ses collections présentent l'art occidental du Moyen Âge à 1848, celui des civilisations antiques qui l'ont précédé et influencé (orientales, égyptienne, grecque, étrusque et romaine), les arts des premiers chrétiens et ceux de l'islam. Avec 72 735 m2 de salles et galeries, il s'agit du plus grand musée d'art du monde devant le musée de l'Ermitage (66 842 m²) en Russie et le musée national de Chine (65 000 m²).
Immense résidence royale de huit cent ans, sur la rive droite de la Seine, le palais du Louvre est étroitement lié aux arts et à leur conservation. Au XVIe siècle, François Ier en fait l'emblème de la Renaissance en plein Paris. À la suite du départ de Louis XIV pour le château de Versailles à la fin du XVIIe siècle, sont entreposées une partie des collections royales de tableaux et de sculptures antiques. Pendant un siècle, le palais héberge plusieurs académies dont celle de peinture et de sculpture, ainsi que divers artistes et leurs ateliers logés par le roi. Le projet naît au siècle des Lumières d'y présenter au public les chefs-d'œuvre de la collection de la Couronne. La Révolution accomplit ce dessein en inaugurant en 1793 le musée, par la suite enrichi, agrandi et remanié par les régimes ultérieurs.
Depuis la fin du Moyen Âge, les souverains français s'attachaient à passer des commandes aux plus grands artistes européens et à rassembler les chefs-d'œuvre de leur temps et des époques passées. Augmentées à l'ouverture en 1793 par les œuvres confisquées chez des nobles émigrés ou dans des églises, ces collections ne cessent de s'enrichir par des prises de guerre, acquisitions, mécénats, legs, donations, et découvertes archéologiques au cours des deux siècles suivants. En 2019, le Louvre conserve plus de 500 000 œuvres, dont plus de 36 000 sont exposées. Parmi ses pièces les plus célèbres figurent La Joconde, la Vénus de Milo, Le Scribe accroupi, la Victoire de Samothrace et le Code de Hammurabi.
Avec 8,7 millions de visiteurs en 2024, dont trois-quarts d'étrangers, le Louvre est le musée d'art le plus visité au monde et le site culturel payant le plus fréquenté de France. Les aménagements des années 1980 — en particulier l'entrée souterraine signalée par la pyramide de verre — l'ont adapté au tourisme de masse. Le palais comprend également le musée des Arts décoratifs et l'École du Louvre. La statue équestre de Louis XIV, dans la cour Napoléon, marque le point de départ de l'axe historique parisien.

## Variété des œuvres exposées
Le Louvre couvre une chronologie et une aire géographique étendues, depuis l'Antiquité jusqu'à 1848 et de l'Europe occidentale jusqu'à l'Iran, via la Grèce, l'Égypte et le Proche-Orient. Selon le récolement achevé en 2014, les collections comptaient 554 498 œuvres réparties alors en huit départements : « Antiquités égyptiennes » (66 300), « Antiquités orientales » (137 628), « Antiquités grecques, étrusques et romaines » (68 362), « Arts de l'Islam » (15 311), « Peintures » (12 660), Sculptures (6 115), « Objets d'art » (23 405) et « Arts graphiques » (122 212), augmentés de la « collection Rothschild » (86 858) et de la section « Chalcographie » (14 647). En 2022 a été créé le neuvième département « Arts de Bysance et des Chrétientés en Orient ». 480 000 œuvres sont répertoriées, avec leur notice, dans la base Collections, qui a succédé à la base Atlas.
Les œuvres du musée sont de nature variée : peintures, sculptures, dessins, céramiques, objets archéologiques, objets d'art de divers matériaux, entre autres. Parmi les pièces les plus célèbres se trouvent le Code de Hammurabi, la Vénus de Milo, La Joconde de Léonard de Vinci, La Liberté guidant le peuple d'Eugène Delacroix ou la Victoire de Samothrace restaurée en 2014.
À Paris, plusieurs musées nationaux sont complémentaires des collections du Louvre.

## Histoire du palais du Louvre

La cour Napoléon et la pyramide de Ieoh Ming Pei, au crépuscule.

L'origine du Louvre est un château fort, construit par le roi Philippe Auguste en 1190, qui occupe originellement le quart sud-ouest de l'actuelle Cour carrée. La forteresse constituait un quadrilatère d'environ 70 à 80 mètres de côté, entouré de fossés, flanqué de tours et possédant deux entrées, au centre duquel se trouve un puissant donjon, la Grosse tour du Louvre. L'une de ses principales missions est alors la surveillance de la partie aval de la Seine, l'une des voies traditionnelles empruntées lors des invasions et razzias depuis l'époque des Vikings. Au XIVe siècle, Charles V le Sage fait du château une résidence royale.
En 1546, François Ier commence la transformation de la forteresse en palais : il fait abattre la partie ouest de l'enceinte médiévale, qu'il fait remplacer par une aile de style Renaissance érigée par Pierre Lescot. Ces travaux se poursuivent sous le règne d'Henri II : la partie sud de l'enceinte du « vieux Louvre » est à son tour démolie pour elle aussi laisser place à une aile Renaissance.
En 1594, Henri IV décide d'unir le palais du Louvre au palais des Tuileries construit par Catherine de Médicis : c'est le « Grand Dessein », dont la première étape est la Grande galerie, qui longe la Seine sur 450 mètres.
Sous le règne de Louis XIII et Louis XIV, l'ancienne cour de la Renaissance quadruple de taille et devient la Cour carrée, édifiée par les architectes Lemercier puis Le Vau, et donne au palais sa nouvelle façade : la Colonnade du Louvre. La décoration et l'aménagement du palais sont alors dirigés par des peintres comme Poussin, Romanelli et Le Brun. Mais tout ceci est brutalement interrompu lorsque Louis XIV choisit Versailles comme centre du pouvoir et résidence royale en 1678.
Le Louvre reste alors longtemps tel quel. Ce n'est qu'au XVIIIe siècle que de nouveaux projets, menés notamment par Gabriel et Soufflot, viennent continuer le « Grand Dessein ». Un de ces nouveaux projets est celui de transformer le Louvre en musée. Il prend naissance sous Louis XV, mais n'aboutira véritablement qu'avec la Révolution. Le « Grand Dessein » est achevé par Napoléon III en 1857 : une aile en symétrie de la Grande galerie est édifiée le long de la rue de Rivoli et termine enfin la réunion aux Tuileries. Cependant, après la Commune de Paris de 1871 et l'incendie puis la destruction du palais des Tuileries, le Louvre trouve sa forme actuelle, ouverte sur le jardin des Tuileries.
À la fin du XXe siècle, sous le président de la République François Mitterrand, la pyramide du Louvre de l'architecte Ieoh Ming Pei est inaugurée en 1989, 800 ans après la construction du premier Louvre.
En 2025, face à la vétusté de certains bâtiments, des mesures de réhabilitation sont annoncées par Emmanuel Macron, notamment la création d'une nouvelle "grande entrée". La durée des travaux est estimée à 10-15 ans. Un concours international d'architecture est lancé le 27 juin 2025.

## Histoire du musée

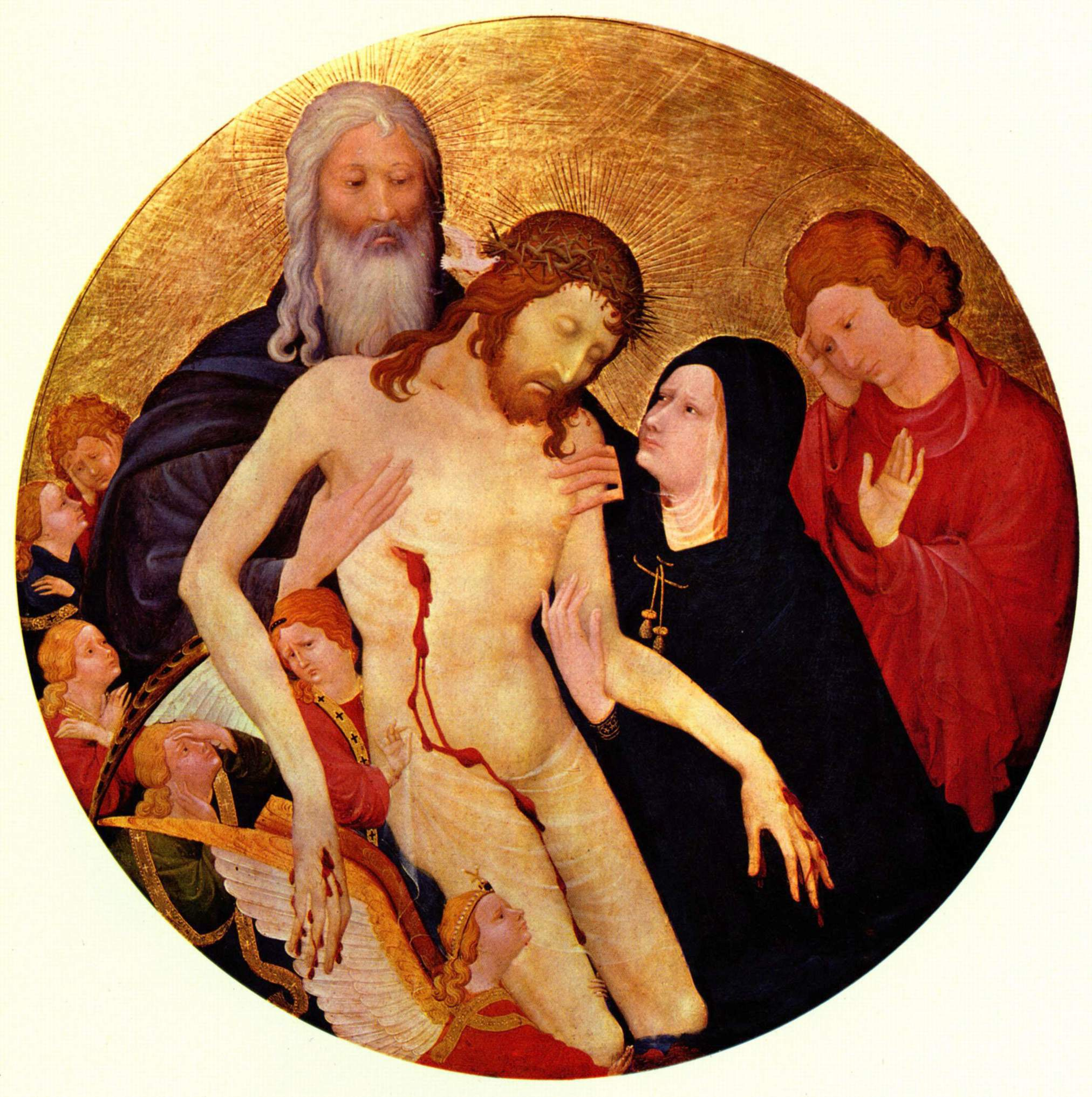
Grande Piéta ronde
Philippe le Hardi,
Jean Malouel

### Débuts

#### Collection de la Couronne

##### Premières collections royales et princières
À partir de Charles V et de ses frères Louis d'Anjou, roi de Naples et de Sicile, Jean, duc de Berry et Philippe le Hardi, duc de Bourgogne, va se développer un goût du luxe qui les conduit à faire à de nombreux artistes des commandes de livres enluminés, d'étoffes et de pièces d'orfèvrerie.
Les œuvres ayant appartenu à ces princes ont pour la plupart été données à des institutions religieuses après leur mort. Elles ne sont entrées au musée du Louvre que par des achats de collectionneurs ou les saisies révolutionnaires.
Louis XII a acquis les premiers tableaux italiens de la collection de la Couronne. Léonard de Vinci lui a fait parvenir une Madone en 1507, qui a disparu. Il est peut-être le premier propriétaire de la Vierge aux Rochers. Le tableau de Fra Bartolomeo, Noli me tangere, est probablement celui que Domenico Perini a acheté en 1506 avec une Nativité, perdue, et qui ont été envoyés en France.

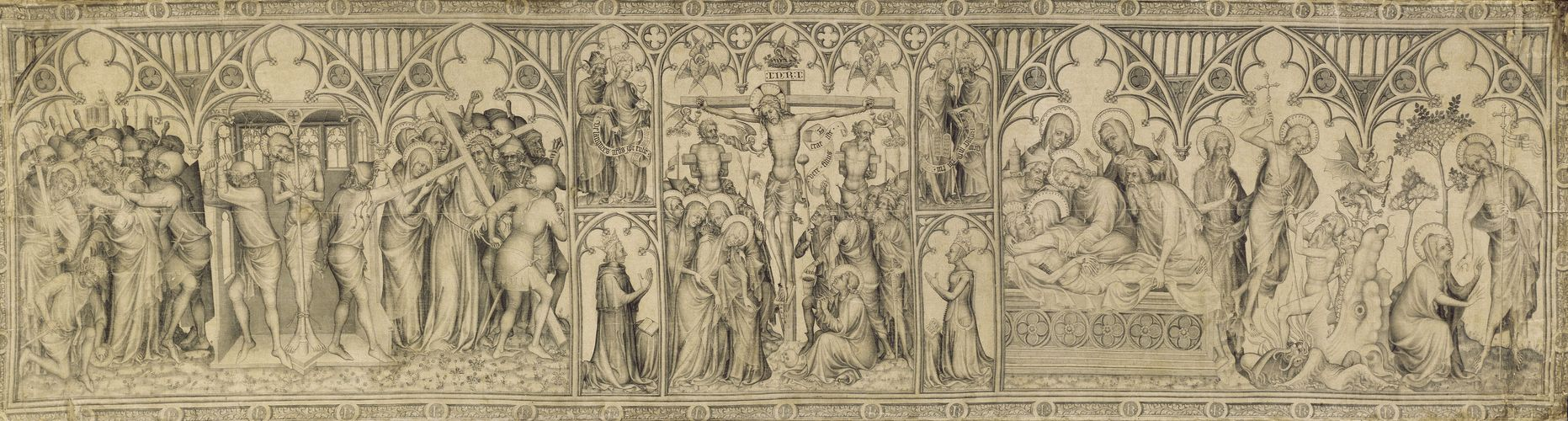
Charles V Parement de Narbonne, Maître du Parement de Narbonne
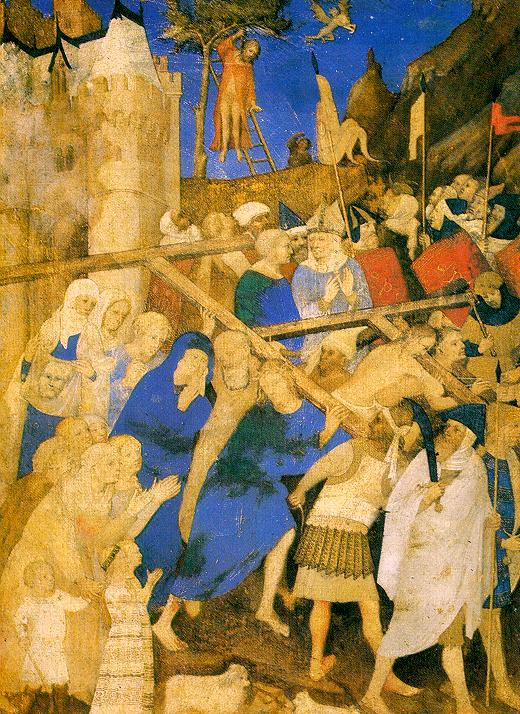
Les Grandes Heures du duc de Berry, Le Portement de Croix Jacquemart de Hesdin
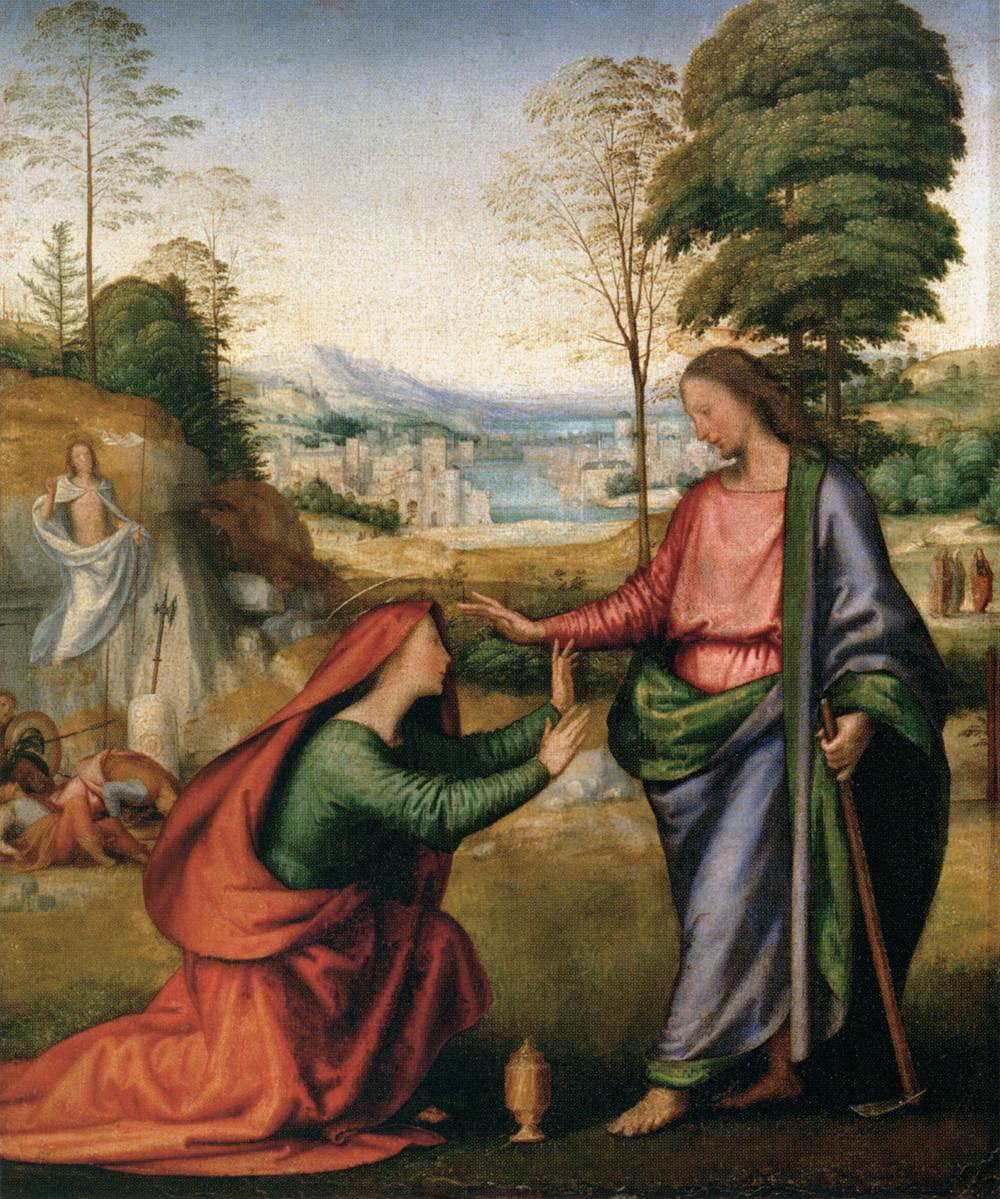
Louis XII Noli me tangere, Fra Bartolomeo

##### FrançoisIeret le premier cabinet de tableaux
François Ier est le premier roi de France à constituer un « cabinet de tableaux », c'est-à-dire une collection de peintures de chevalet non liées à la décoration des demeures royales et pouvant être exposées indépendamment. Ayant réussi à faire venir Léonard de Vinci en France en 1516, le roi achète du vivant de l'artiste, en 1518 - Léonard de Vinci meurt le 2 mai 1519 - les tableaux que celui-ci possédait, à son élève Salai :

Peintures par Léonard de Vinci de la collection de François Ier
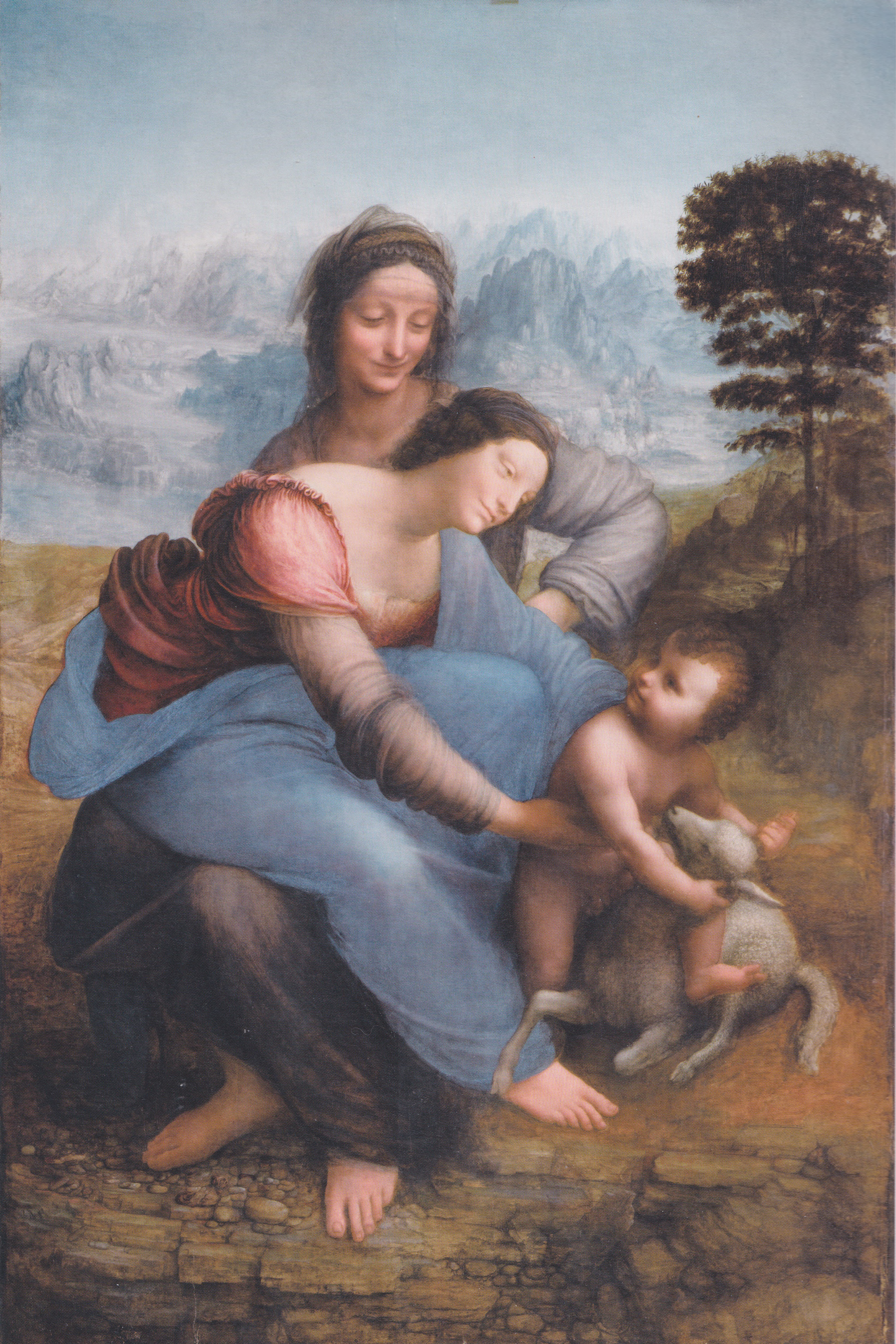
La Vierge, l'Enfant Jésus et sainte Anne
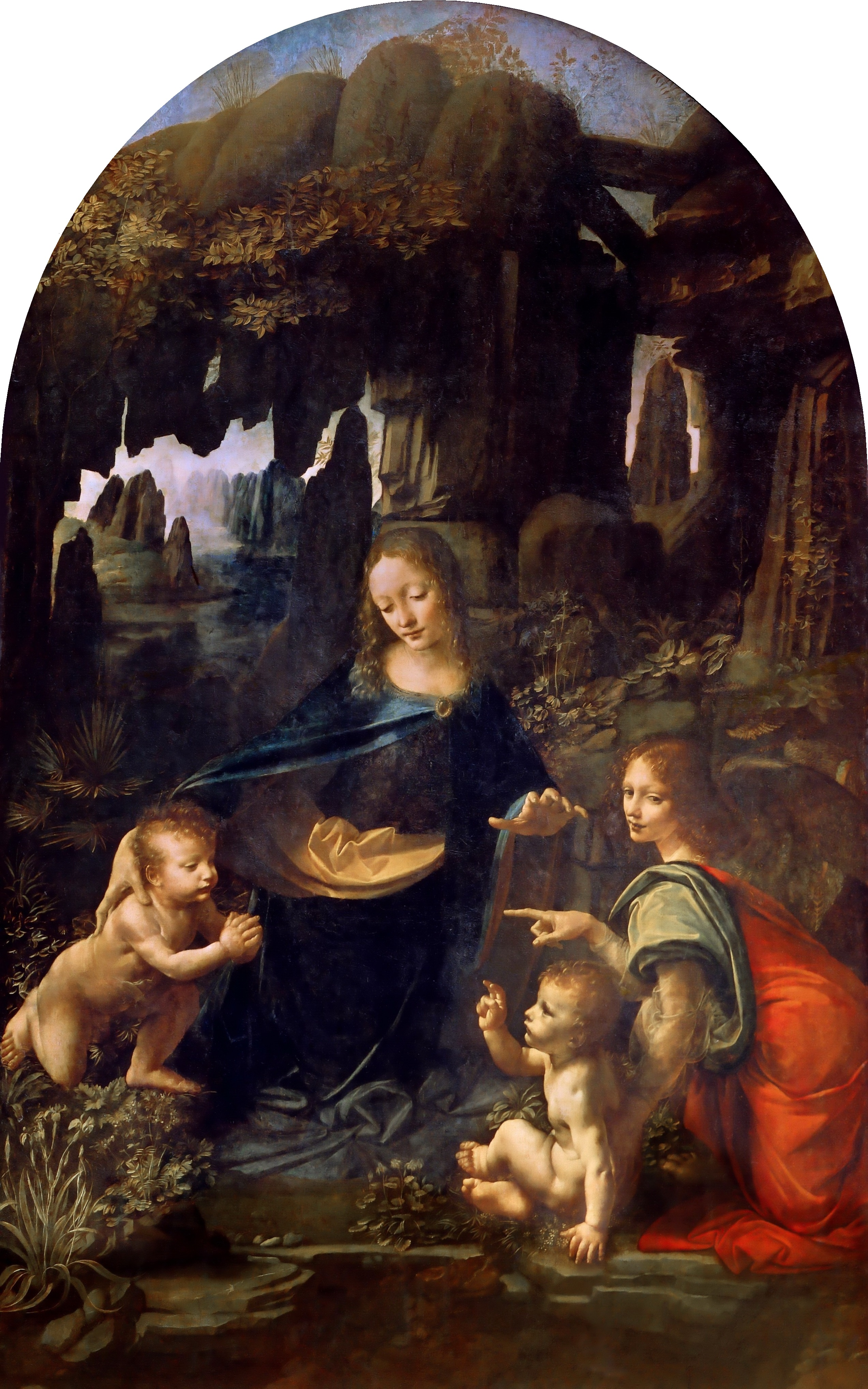
La Vierge aux rochers
La Joconde
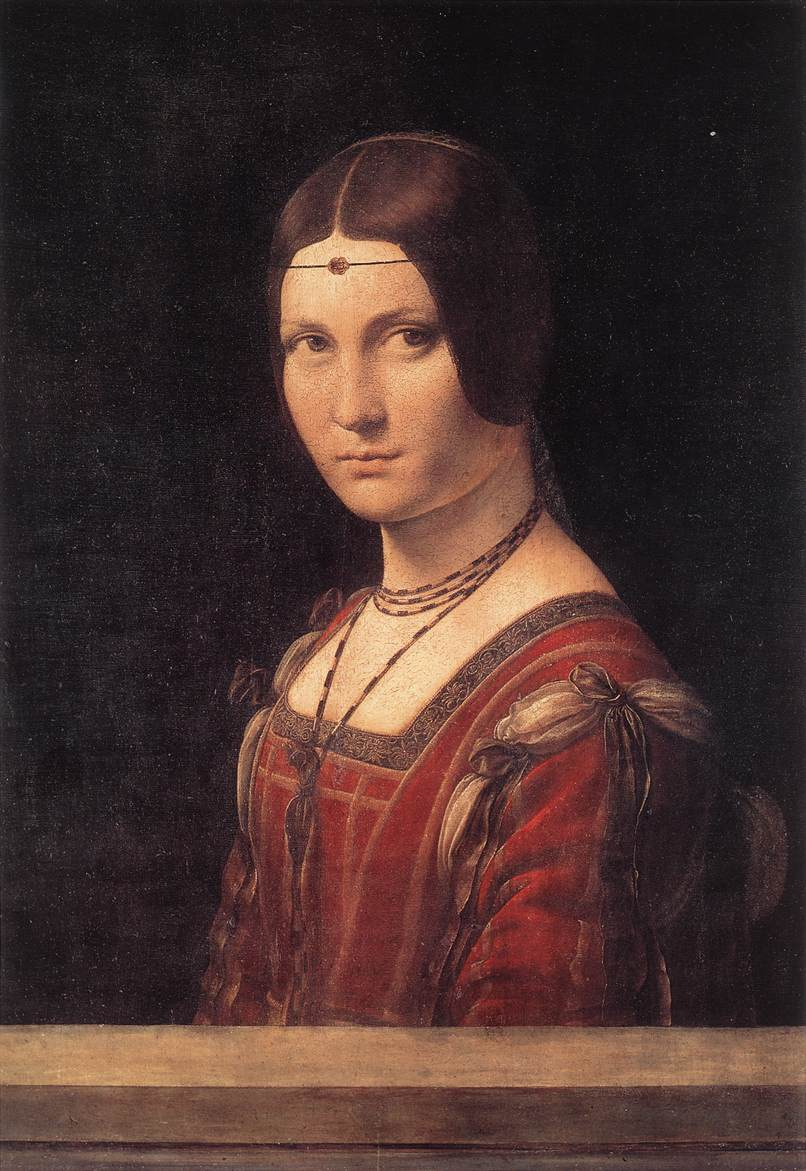
La Belle Ferronnière
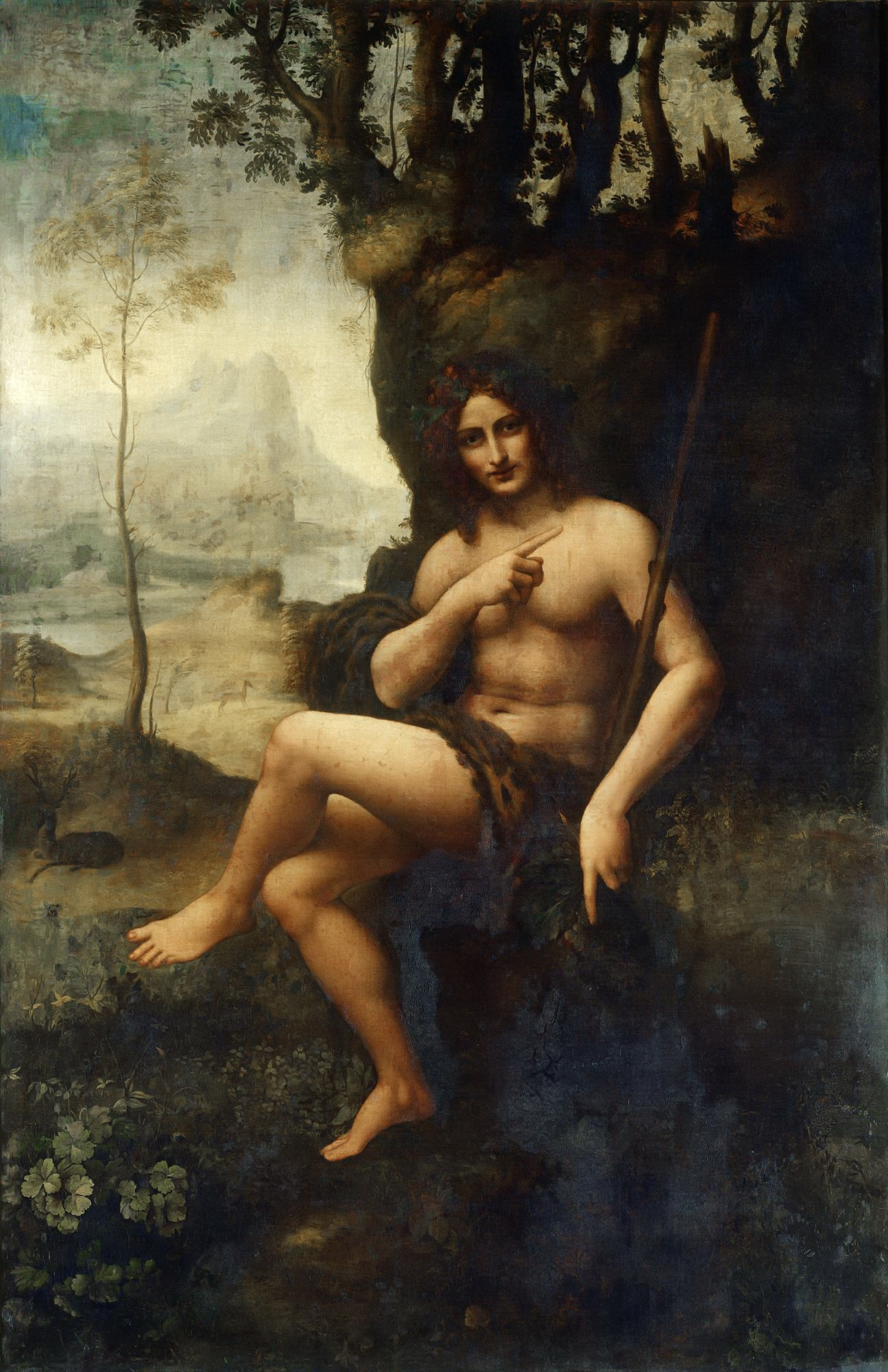
Bacchus

Les cheminements de deux tableaux après la mort de l'artiste, La Vierge, l'Enfant Jésus et sainte Anne et Saint Jean Baptiste, ont été discutés. Pour le premier, les historiens de l'art ont écrit qu'il a été acheté par le cardinal de Richelieu en 1629 et offert à Louis XIII vers 1636-1639, mais Bernard Jestaz a montré qu'il a bien été acheté par François Ier. Le second 
a été donné à Charles Ier, roi d'Angleterre, par Roger du Plessis de Liancourt, puis acheté par Jabach qui l'a vendu à Louis XIV en 1662. Des récits signalent un tableau représentant Léda qui a disparu, probablement détruit, ainsi que l’Enlèvement de Proserpine.
Grâce à des conseillers artistiques — Battista della Palla, Giovan Battista Puccini et Pietro Aretino —, le roi fait venir d'Italie d'autres artistes pour assurer la décoration de ses châteaux, en particulier le château de Fontainebleau où est créée la première école de Fontainebleau. C'est grâce à l'intervention de Puccini qu'Andrea del Sarto vient en France en 1518 où d'après Giorgio Vasari il réalise de nombreux tableaux, aujourd'hui disparus pour la plupart, avant son retour à Florence en 1520.
Le roi fait aussi acheter des tableaux. Connaissant son goût pour l'art italien, la papauté et les principautés italiennes lui offrent des œuvres d'art, comme les sculptures des esclaves de Michel-Ange offertes par Roberto Strozzi.

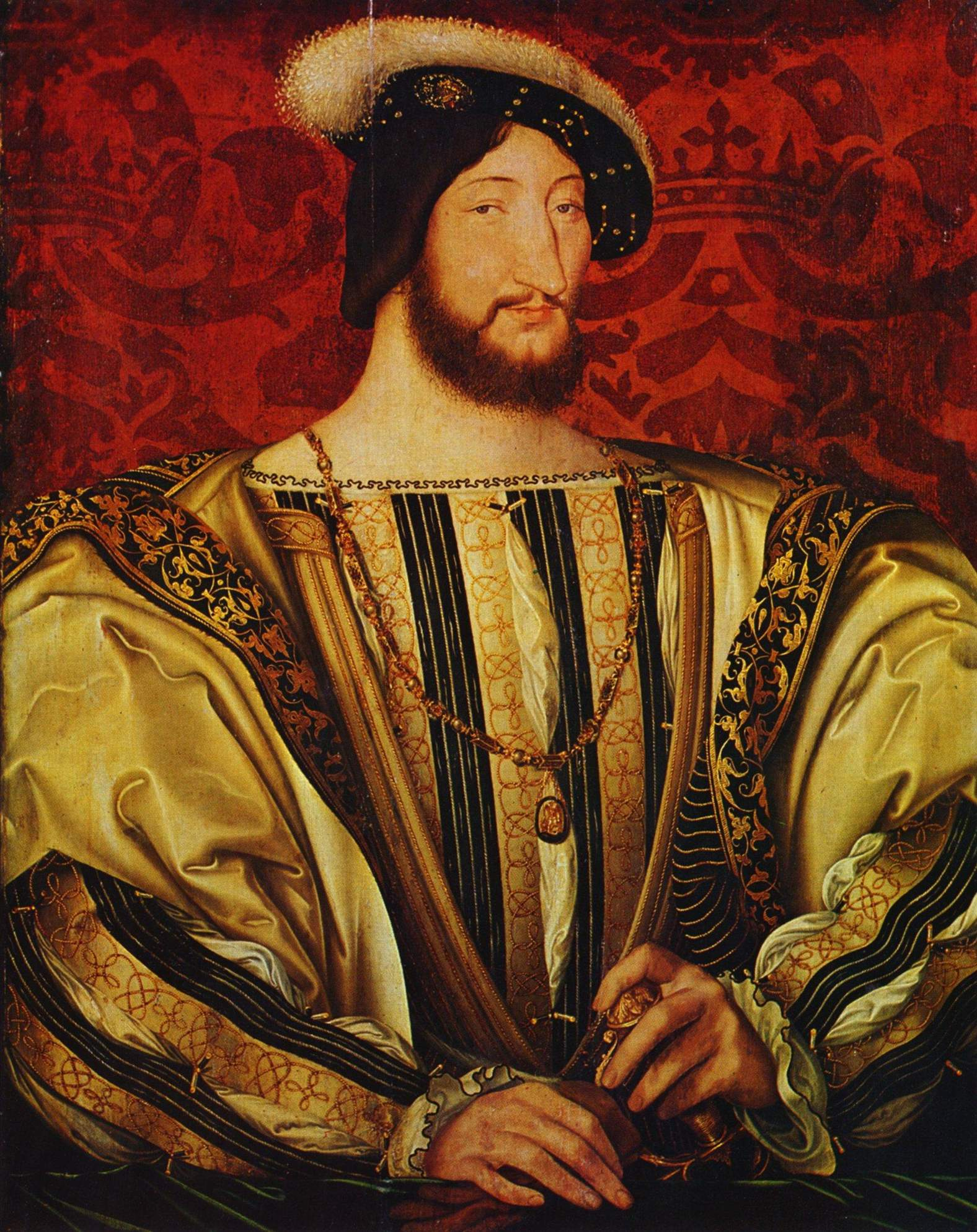
Portrait de François Ier, Jean Clouet
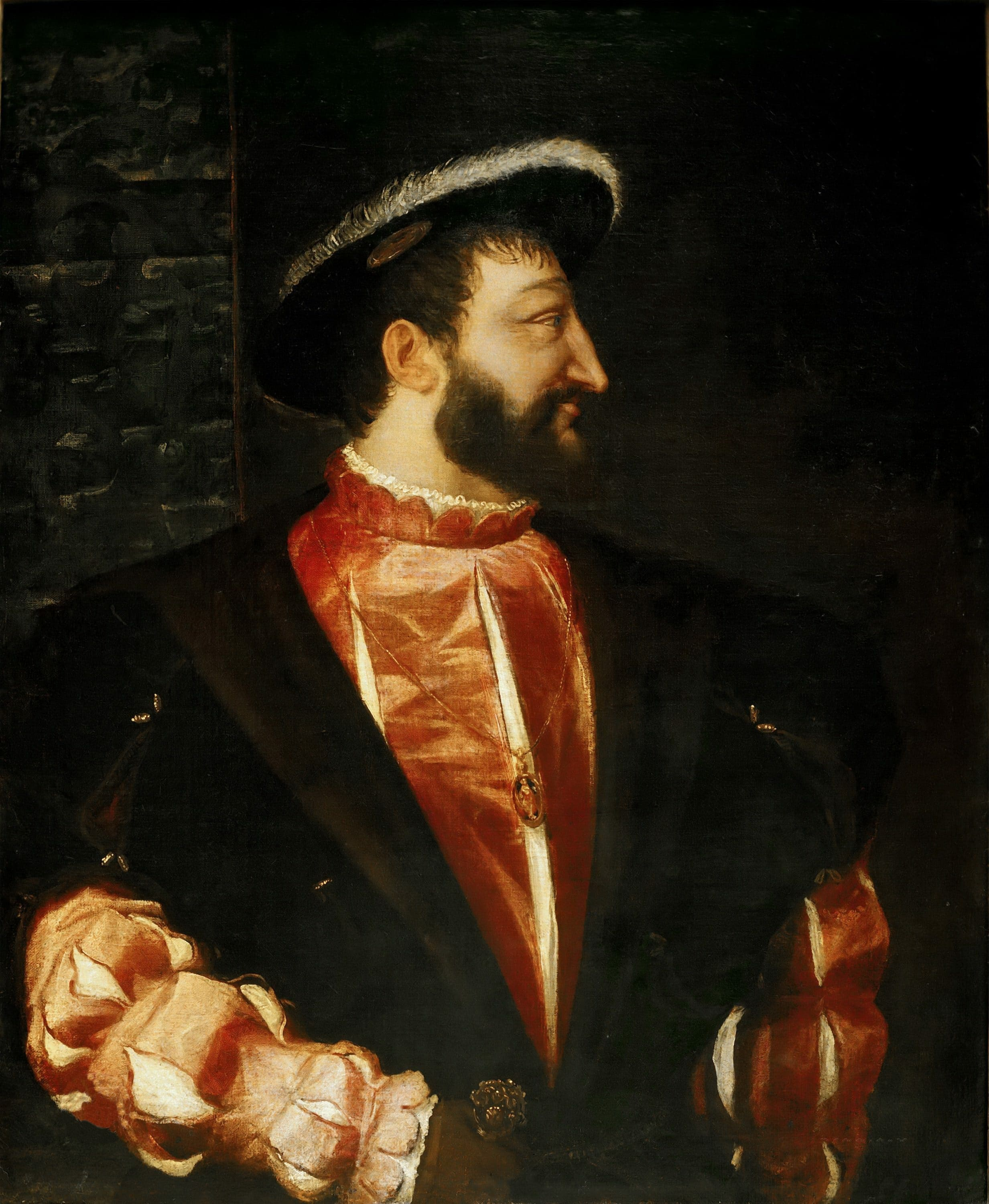
Portrait de François Ier, Le Titien
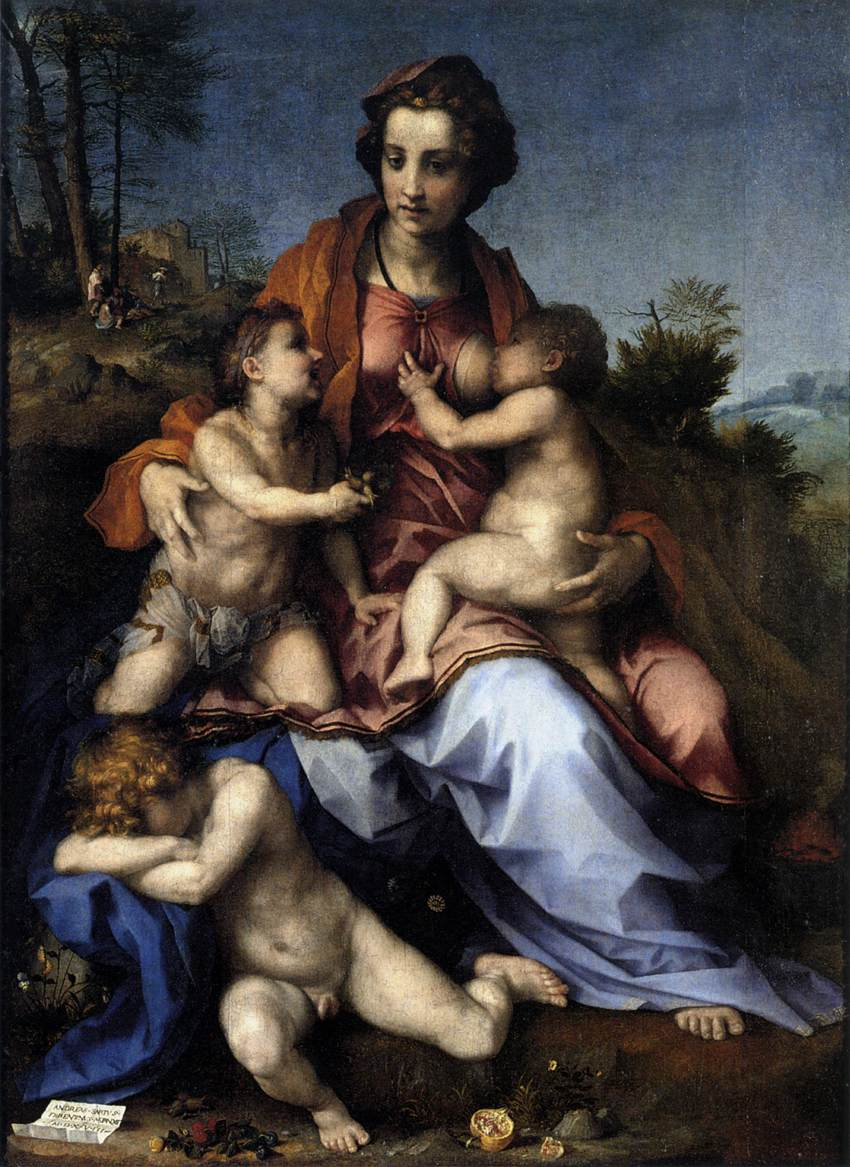
Charité, Andrea del Sarto
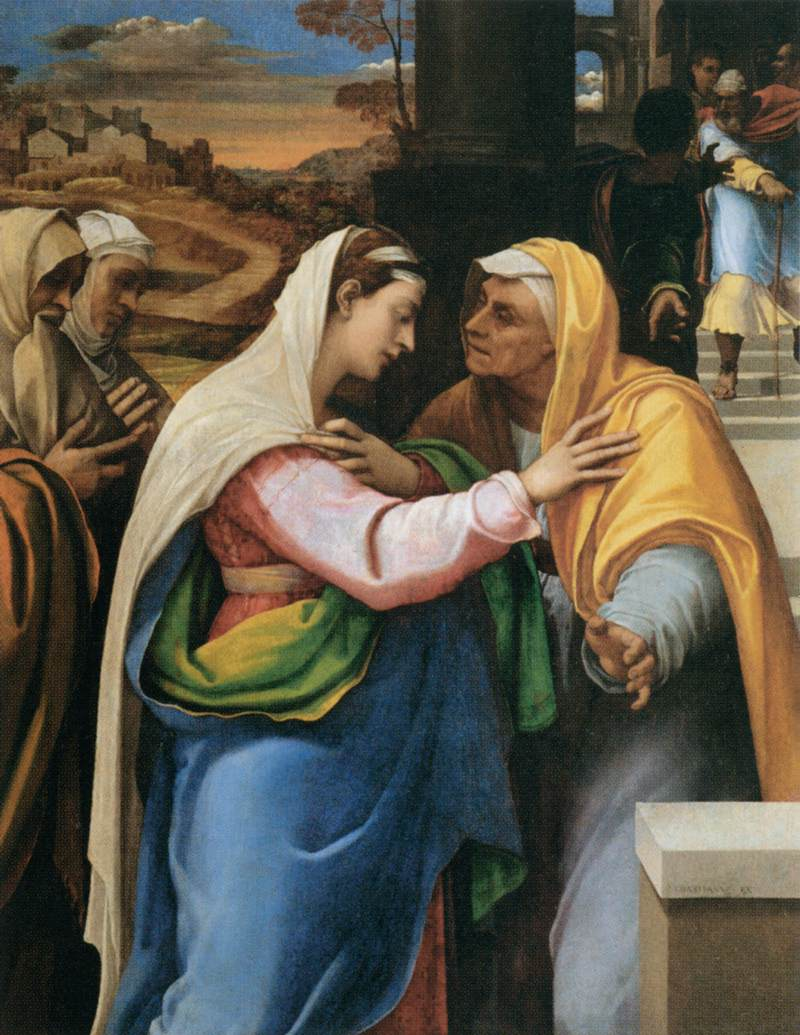
La Visitation, Sebastiano del Piombo
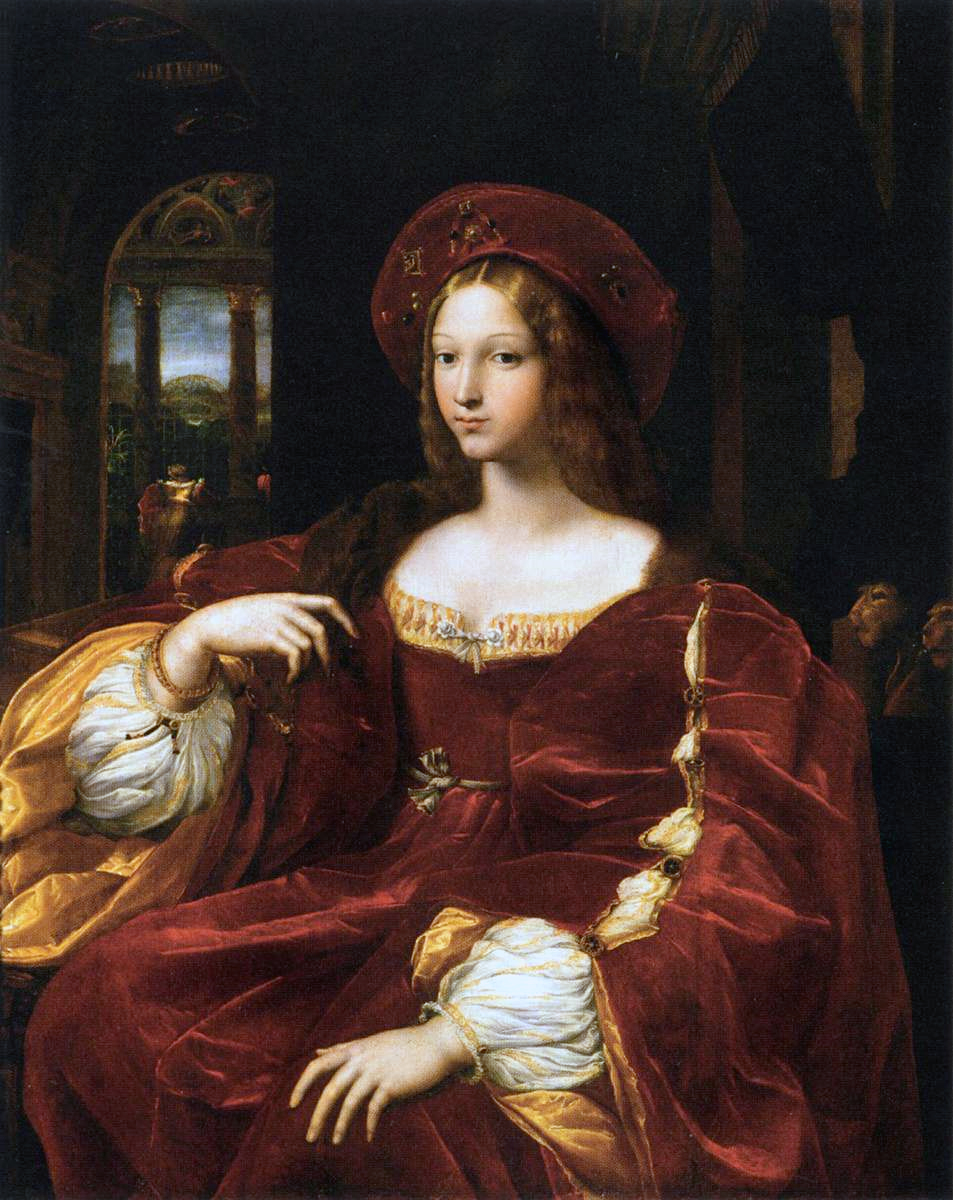
Portrait de Jeanne d'Aragon, Raphaël
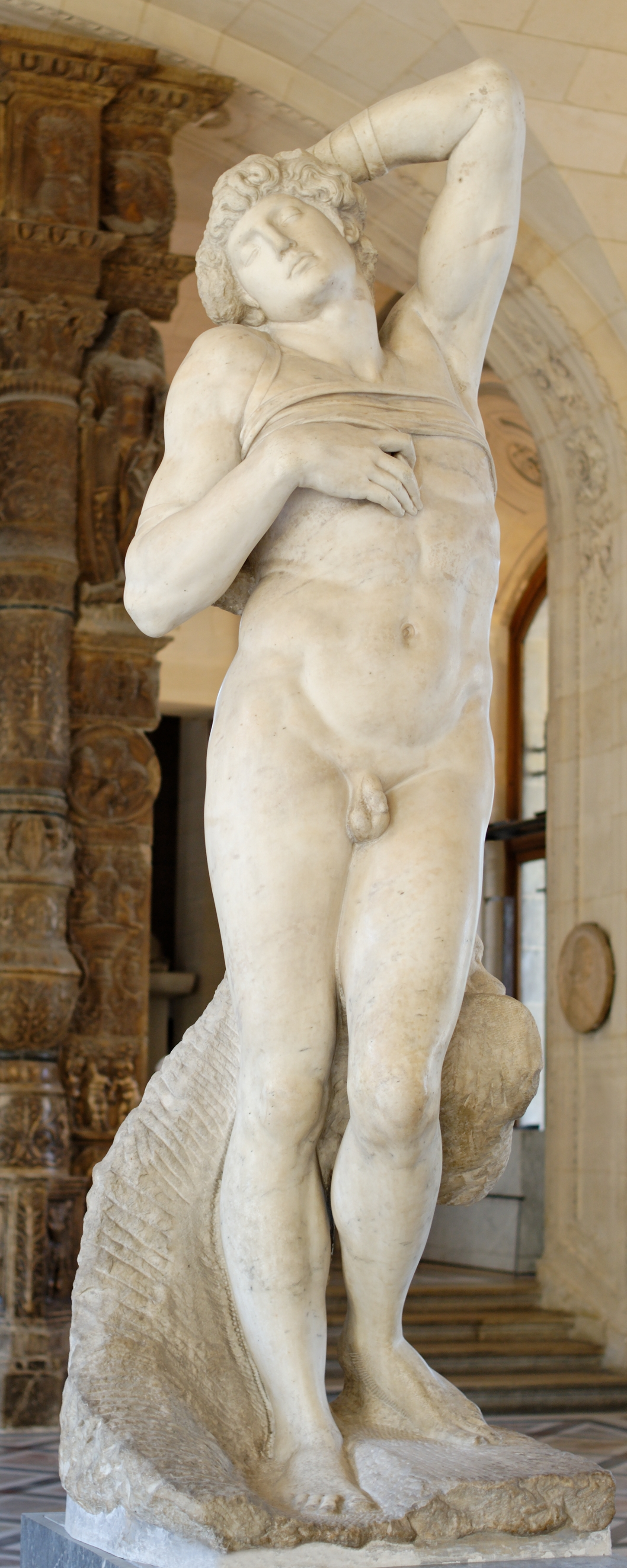
L'Esclave mourant, Michel-Ange

Les tableaux conservés dans l'appartement des Bains, sous la galerie François-Ier du château de Fontainebleau, ont souffert de l'humidité.

##### D'HenriIIà HenriIII

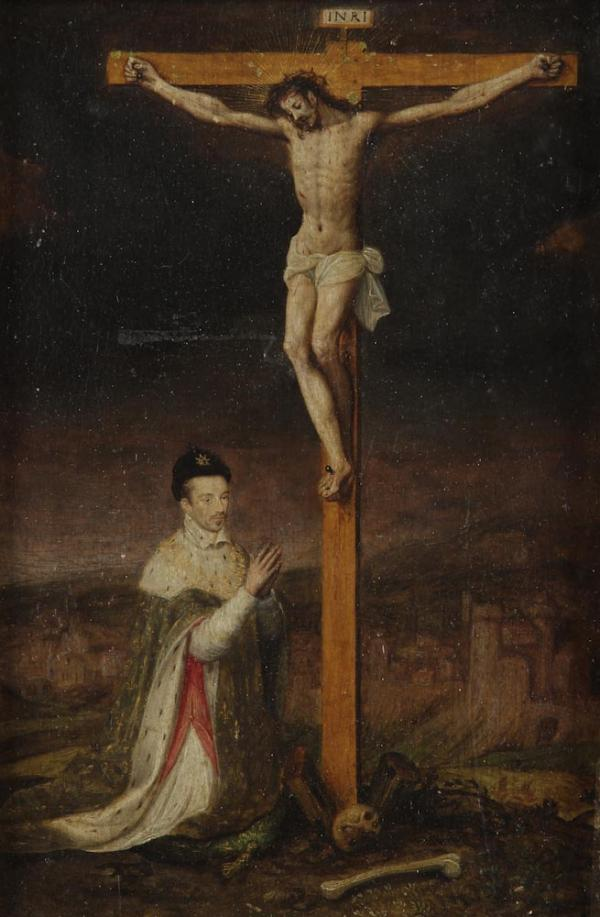
Henri III au pied du Christ en croix (1580),
École française

Les troubles religieux qui commencent à apparaître à la fin du règne du roi Henri II vont limiter les achats d'œuvres d'art. Cette période est surtout marquée par la construction de nouveaux châteaux et palais, comme le début de la transformation du château du Louvre en palais. L'essentiel des tableaux entrés dans la collection de la couronne sont des portraits de François Clouet et son école ou de Corneille de Lyon.

##### HenriIVet Marie de Médicis pendant la minorité de LouisXIII
Il faut attendre la fin des guerres de religion avec Henri IV pour voir la reprise de l'achat de tableaux et le développement d'une seconde école de Fontainebleau. Le roi a fait construire la Grande galerie du palais du Louvre reliant la Petite galerie construite par Charles IX au palais des Tuileries construit par Catherine de Médicis et il prévoit d'y loger des artistes travaillant pour lui. Il nomme « garde des tableaux » le peintre Jean de Hoey, petit-fils de Lucas de Leyde, en 1608 pour « les peintures des vieux tableaux de Sa Majesté au château de Fontainebleau, tant pour rétablir ceux qui sont gastez, peints à l'huile sur bois ou sur toile, ensemble pour nettoyer les bordures des autres tableaux à fresque des chambres, salles, galeries, cabinets d'iceluy château ». À sa mort, en 1615, la charge passe à son fils Claude (1585-1660), puis à son petit-fils qui a suivi les tableaux de Fontainebleau quand ils ont été installés au palais du Louvre. Jacques de Hoey a été garde du cabinet des peintures du Louvre entre 1618 et 1623. On connaît les œuvres se trouvant au château de Fontainebleau par le témoignage de Cassiano dal Pozzo, en 1625, et le père Pierre Dan qui a écrit, en 1642, Trésors des merveilles de la maison royale de Fontainebleau.
La régence de Marie de Médicis a été l'occasion de faire réaliser les peintures de la galerie Médicis pour le palais du Luxembourg par Pierre Paul Rubens, premier peintre flamand à entrer dans la collection de la Couronne. Cette galerie a été inaugurée le 11 mai 1625 pour le mariage d'Henriette-Marie de France avec Charles Ier.

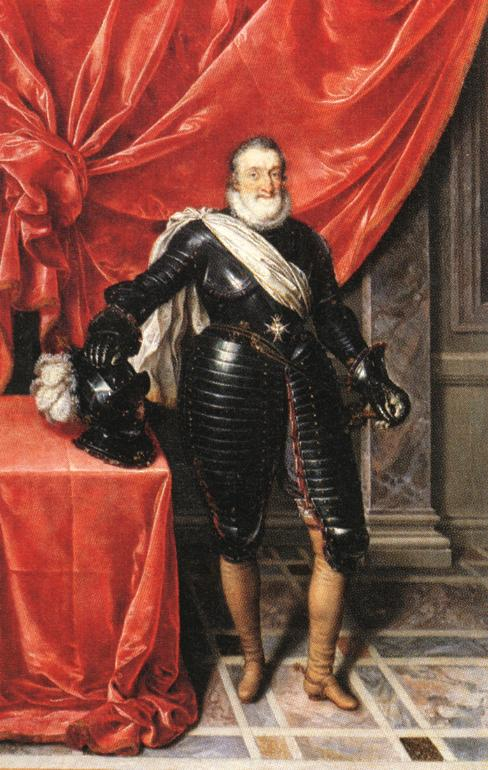
Portrait d'Henri IV en armure, Frans Pourbus le Jeune
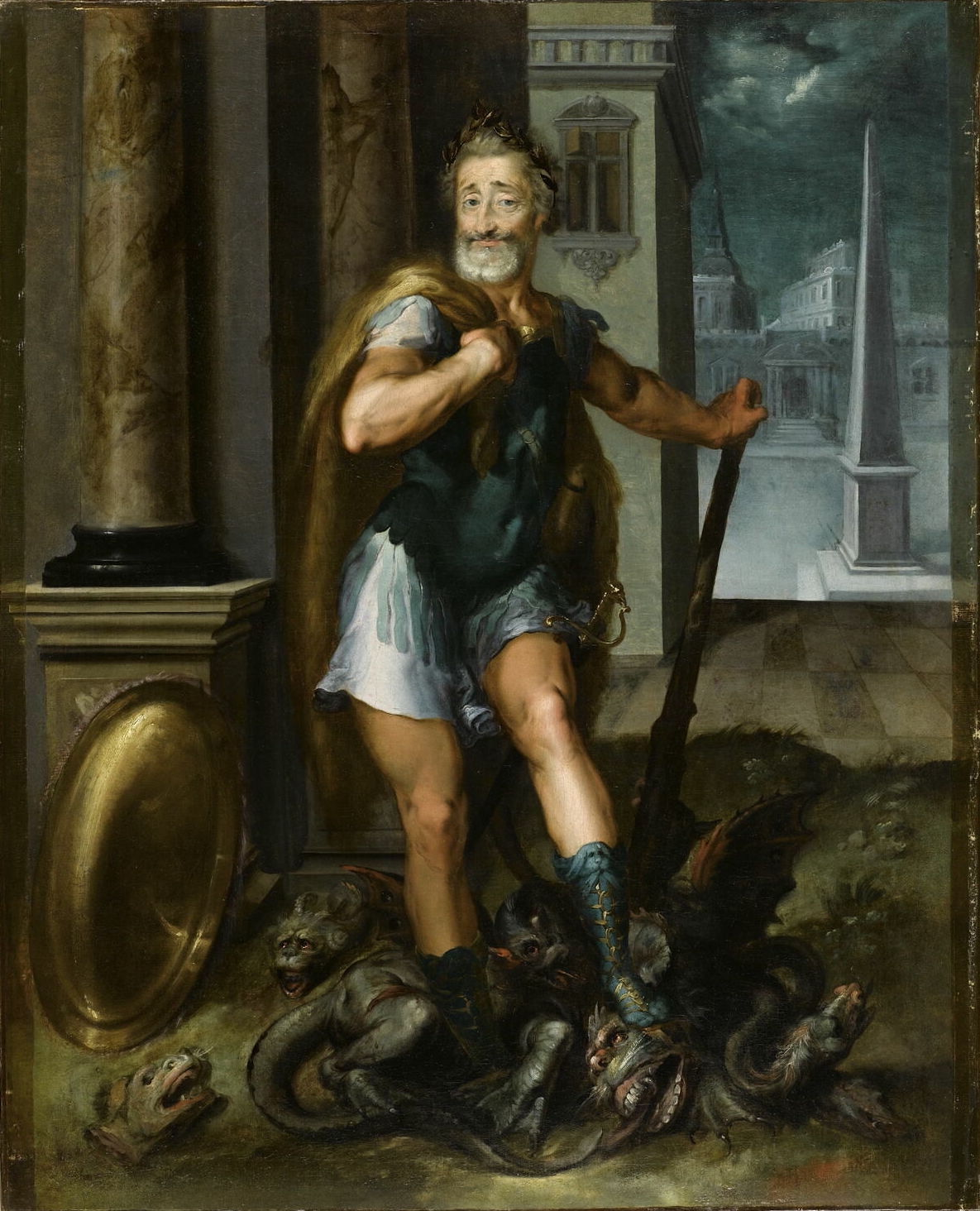
Henri IV en Hercule terrassant l'Hydre de Lerne, Toussaint Dubreuil
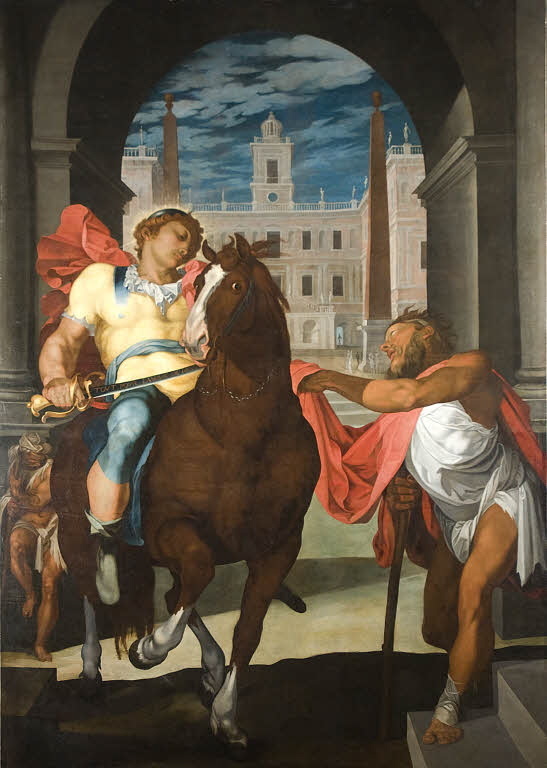
La charité de saint Martin, Martin Fréminet
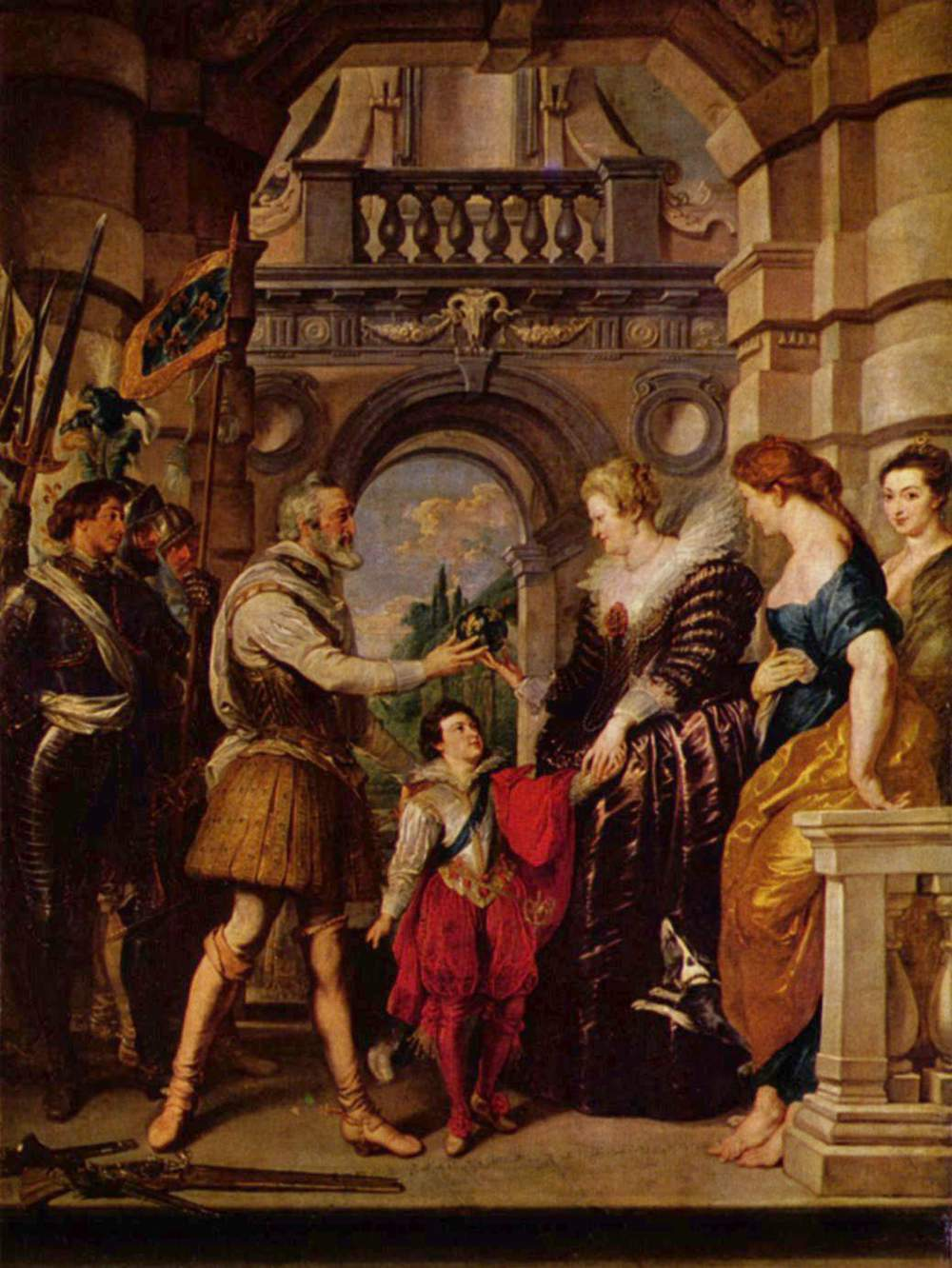
Henri IV transmet la Régence, Pierre Paul Rubens, galerie Médicis

##### LouisXIII, Richelieu et Mazarin pendant la minorité de LouisXIV
Louis XIII n'a pas un intérêt particulier pour la peinture ou la sculpture. Il a fait venir Nicolas Poussin de Rome pour décorer la nouvelle aile du palais du Louvre en 1641. Mais sa mésentente avec Simon Vouet et Jacques Lemercier le fait revenir à Rome en 1642.
L'essentiel des œuvres d'art de cette période qui sont entrées dans la collection de la couronne l'ont été par l'intermédiaire des collections rassemblées par les cardinaux Richelieu et Mazarin. Une partie de la collection de Richelieu est acquise avec la donation du palais Cardinal et de tout ce qu'il contient au roi. Une autre partie entre au musée du Louvre au moment des confiscations révolutionnaires. Mazarin est un collectionneur passionné. Il va profiter de la vente de l'une des plus belles collections de tableaux, celle du roi Charles Ier, décidée par Cromwell pour envoyer le banquier Everhard Jabach en acheter des peintures qui étaient présentées dans la galerie Mazarin, construite par François Mansart, dépendant aujourd'hui du site Richelieu de la Bibliothèque nationale de France. La galerie de peintures est alors gérée par son secrétaire, Jean-Baptiste Colbert.

Collection de Louis XIII
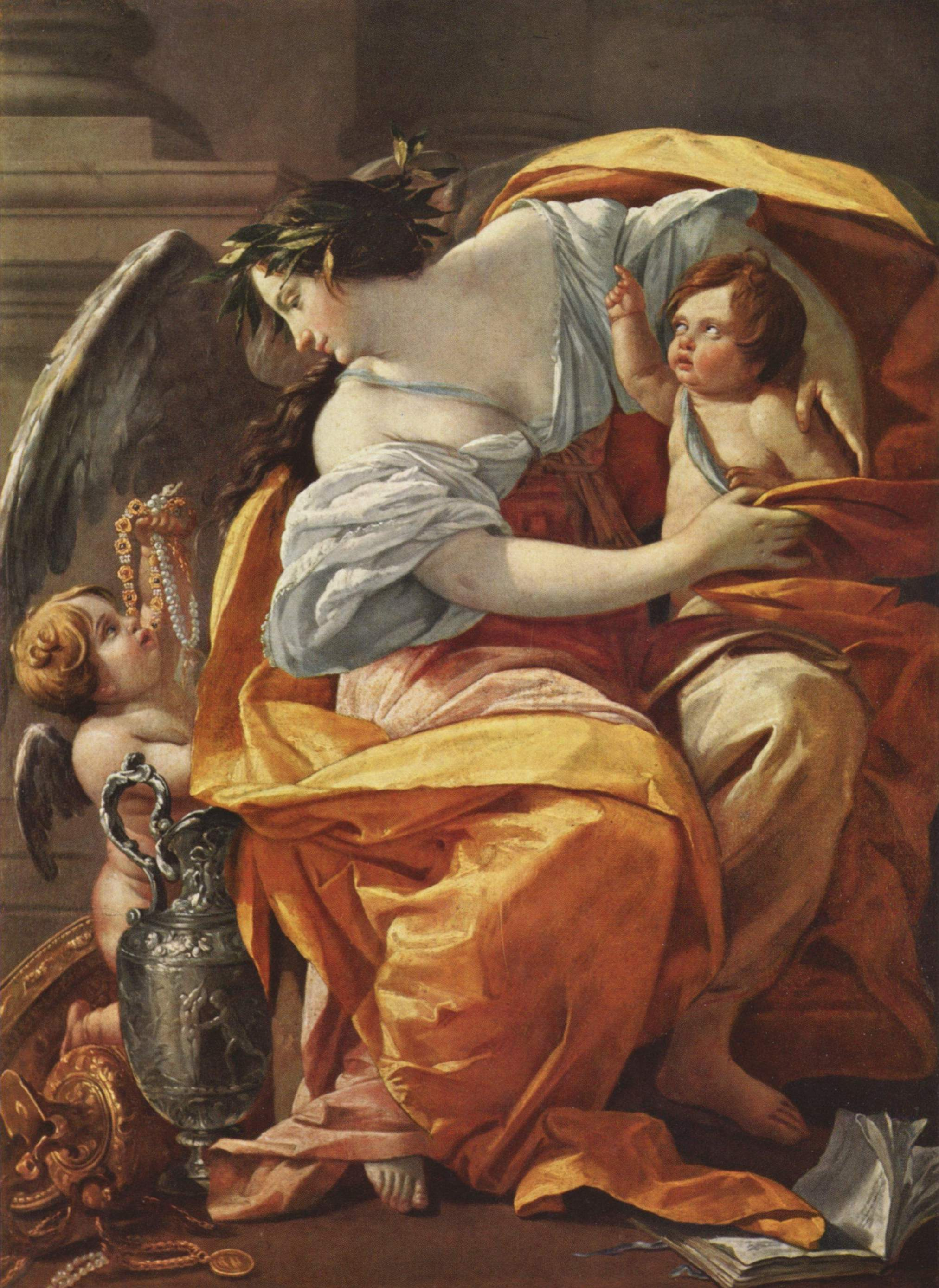
La Richesse, Simon Vouet (~1640).
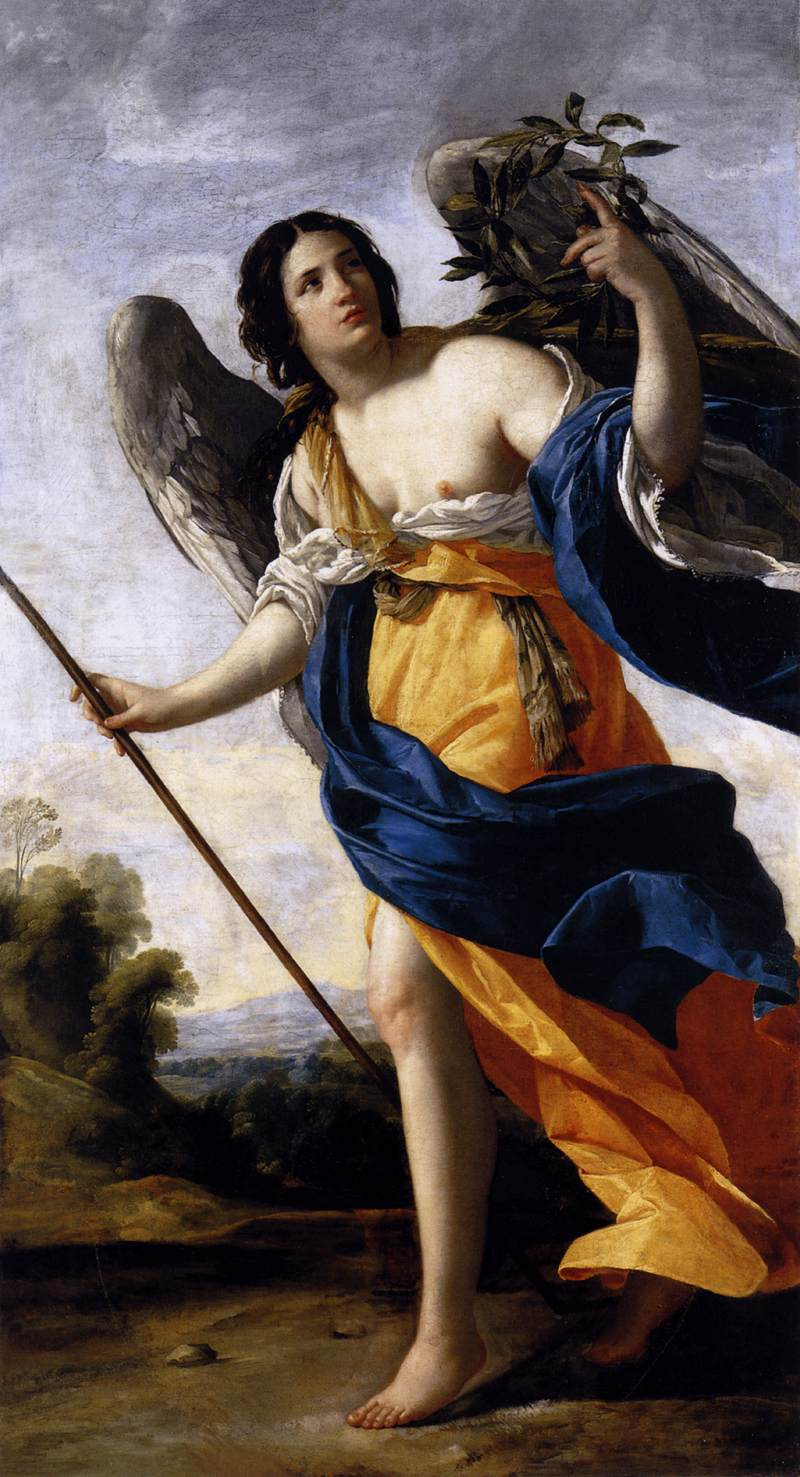
Allégorie de la Vertu Simon Vouet
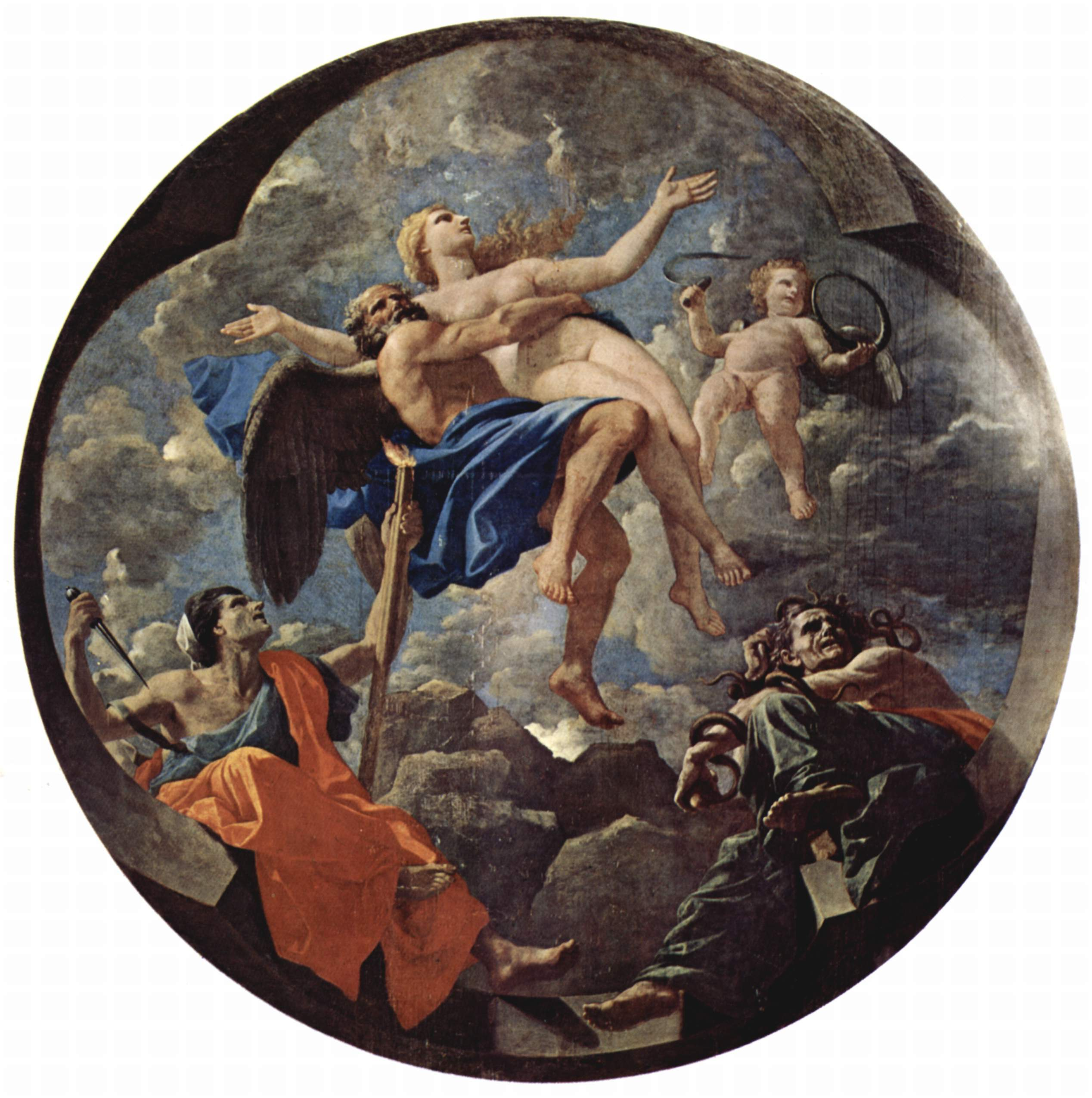
Le Temps soustrait la Vérité aux atteintes de l'Envie et de la Discorde Nicolas Poussin (Legs de Richelieu au roi)
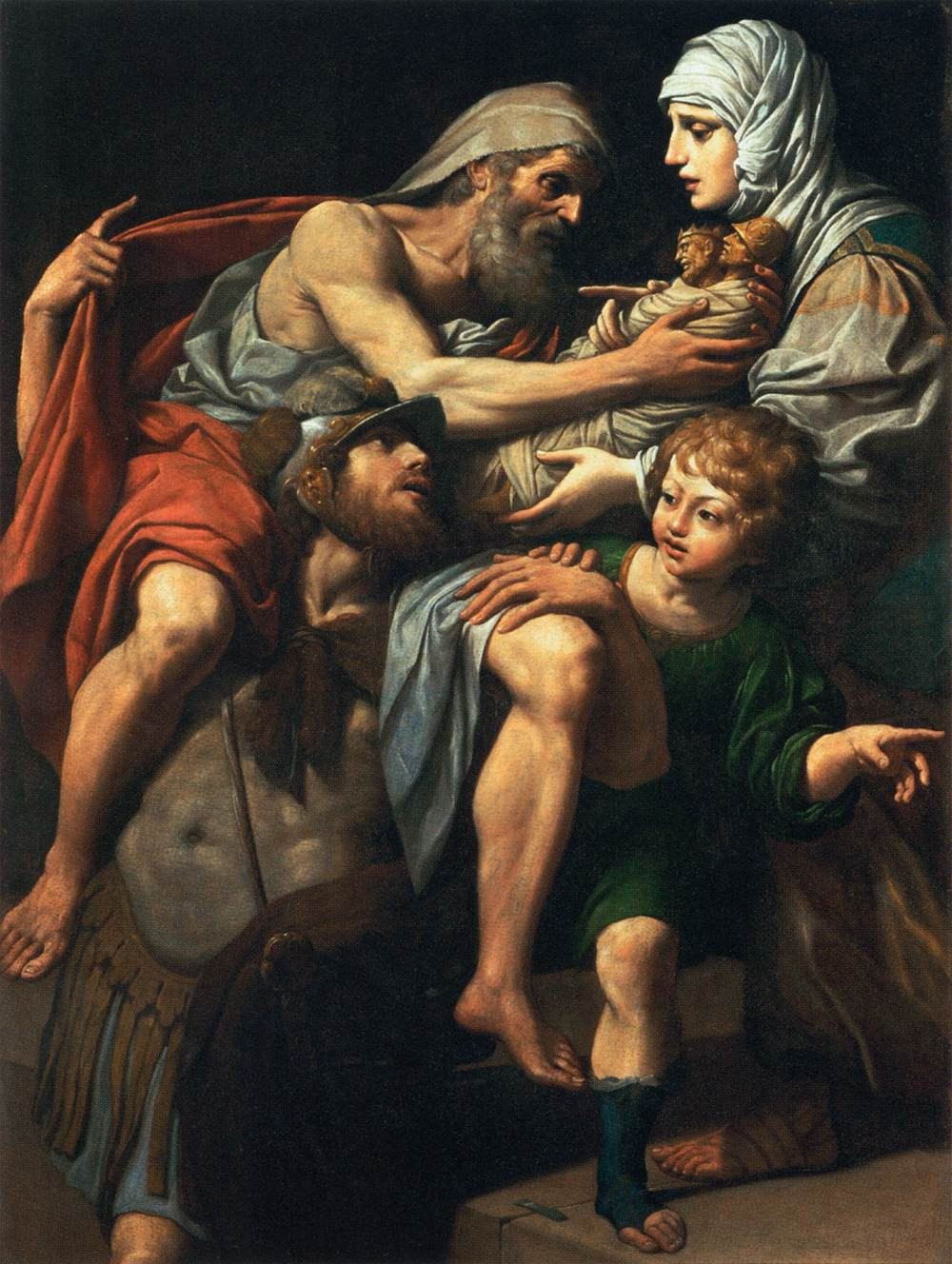
Enée et Anchise, Leonello Spada (~1615)
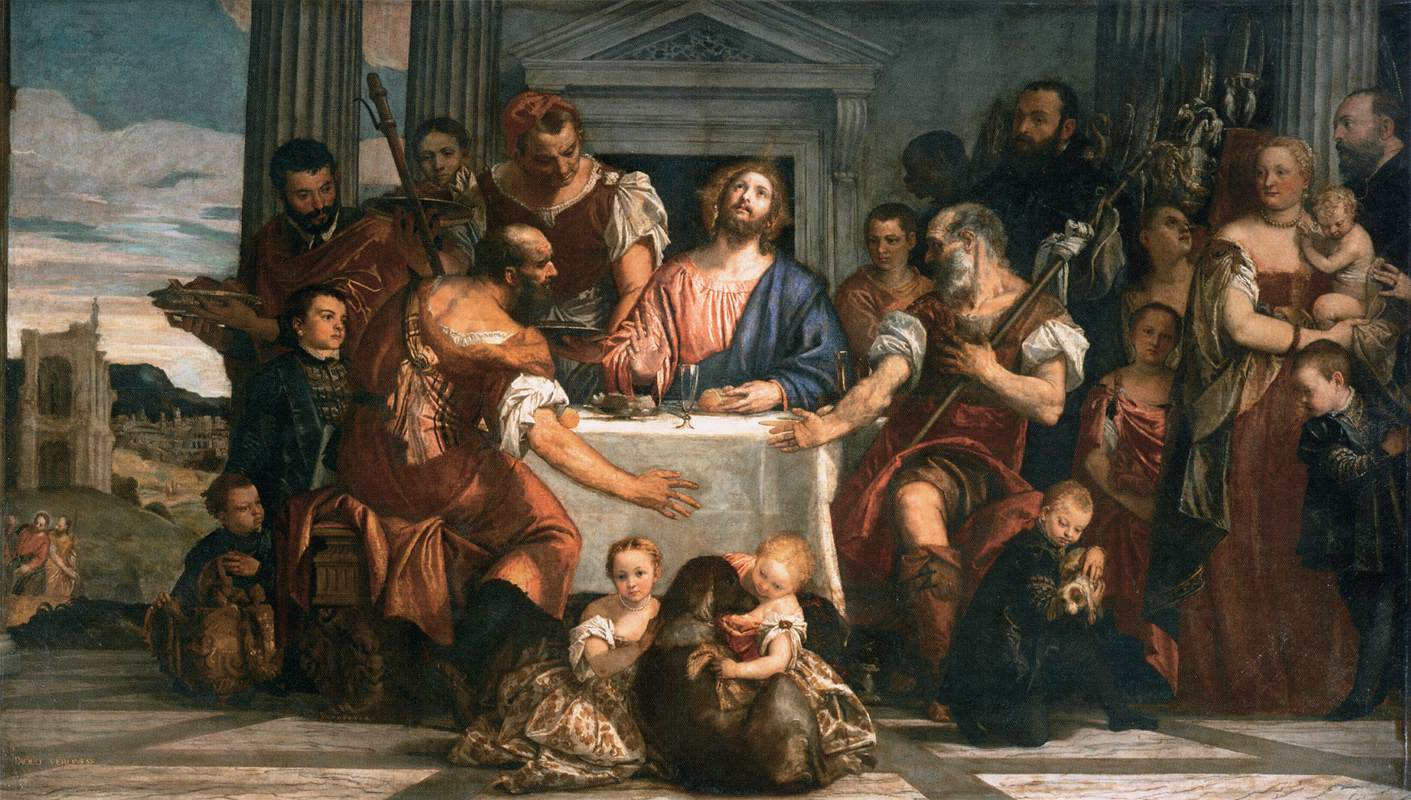
Les Pèlerins d'Emmaüs Paolo Veronese (~1559) (Achat au duc de Créquy)

##### LouisXIV

###### L'enrichissement de la collection de tableaux et de dessins
À partir de la prise de pouvoir par Louis XIV, en 1661, l'enrichissement de la collection de la couronne va devenir l'objet d'une attention particulière. L'achat d'une partie des œuvres d'art de la collection de Mazarin à ses héritiers a été un des premiers actes de Louis XIV. Mazarin est mort le 9 mars 1661. Sur ordre du roi, l'inventaire de ses biens meubles est commencé le 31 mars 1661. Il est terminé le 22 juillet. L'inventaire donne 546 tableaux originaux : 283 de l'école italienne, 77 de l'école allemande et des Pays-Bas, 77 de l'école française et 109 de diverses écoles. Les experts pour la peinture ont estimé la collection pour 224 573 livres tournois. S'ajoutaient 92 tableaux, copies de maîtres, et 241 portraits de papes. La collection de Mazarin possédait aussi 130 sculptures. Louis XIV achète aussi les 196 bustes antiques et modernes. Les sculptures sont estimées 50 309 livres et les bustes 46 920 livres tournois. Bien que Mazarin ait acheté des tableaux au banquier Everhard Jabach quelques années auparavant, cette collection ne possédait pas de tableaux de d'Albane, Guerchin, Paul Véronèse, Claude Lorrain et Nicolas Poussin. Colbert va s'employer à combler ces manques.
Ainsi entrent dans sa collection le Balthazar Castiglione, le Saint Georges et le Saint Michel de Raphaël, la Vénus du Pardo de Titien, l’Allégorie des Vices et l’Antiope, le Mariage de sainte Catherine du Corrège, le Déluge d'Antoine Carrache et une Histoire de David de Hans Sebald Beham.

Balthazar Castiglione, Raphaël
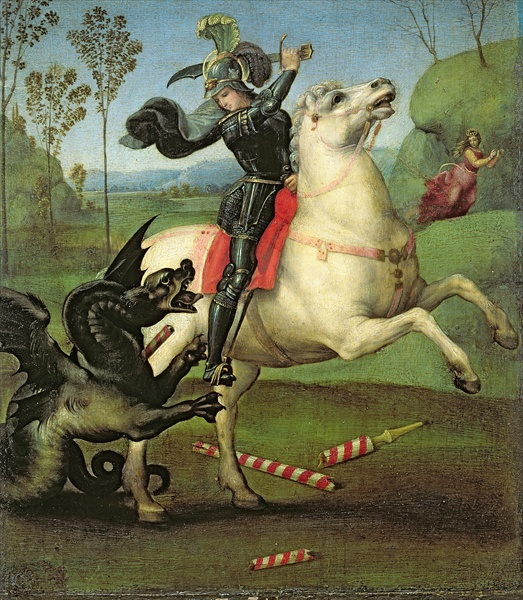
Saint Georges combattant le dragon Raphael
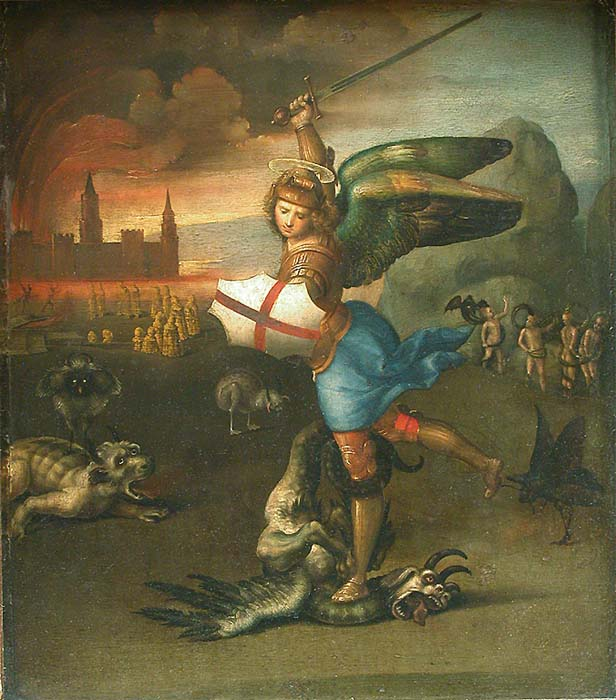
Saint Michel terrassant le démon (dit le petit saint Michel), Raphaël
Jupiter et Antiope ou Vénus du Pardo, Le Titien
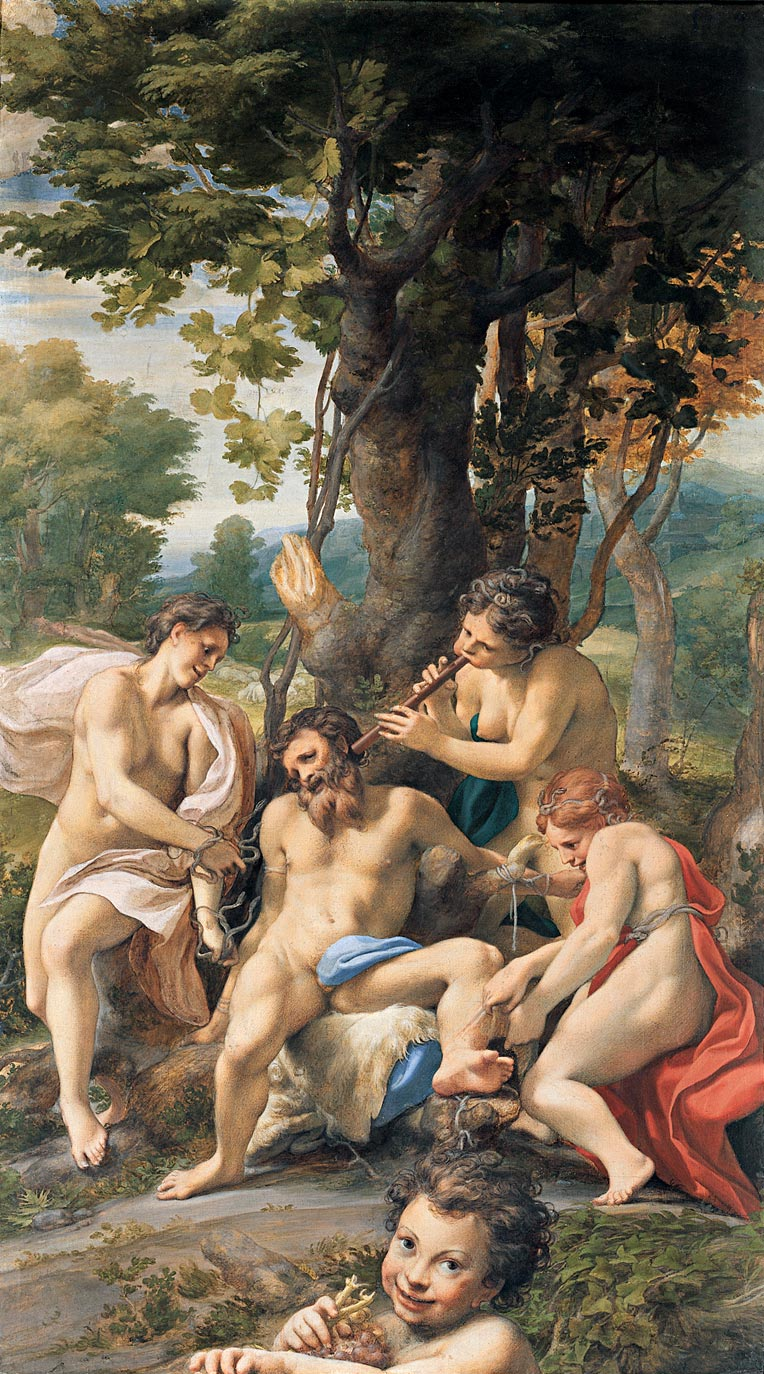
Allégorie des Vices, Corrège
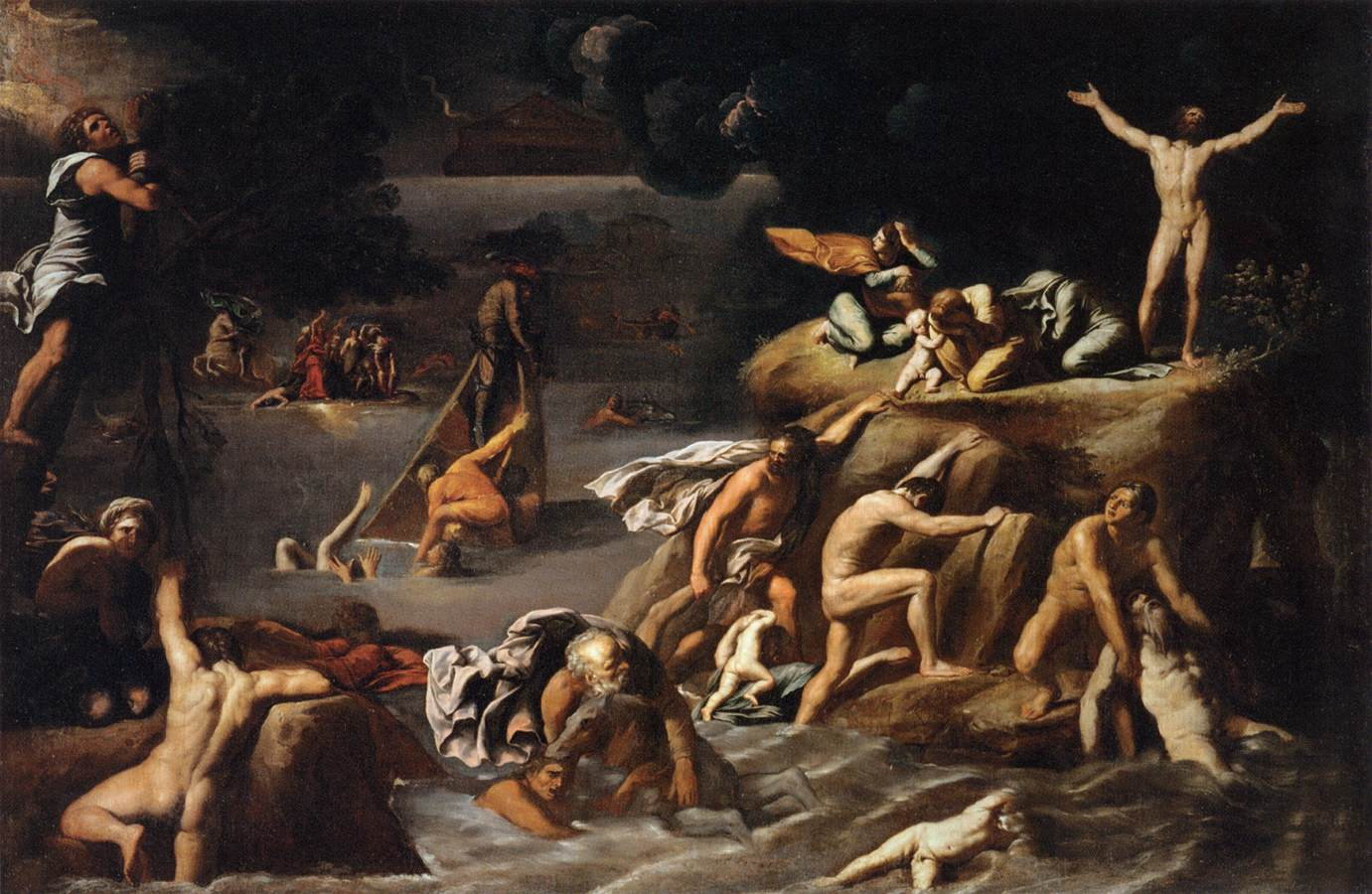
Le Déluge, Antoine Carrache

La charge de « direction et garde générale du cabinet des tableaux et dessins de Sa Majesté » est d'abord confiée à Charles Le Brun par brevet du 1er juillet 1664.
En 1665, la collection s'enrichit de tableaux achetés au duc de Richelieu, petit-neveu du cardinal : 13 tableaux de Nicolas Poussin, deux tableaux de Claude Lorrain, plusieurs autres, dont la Vierge au lapin du Titien. Cette vente aurait été la conséquence d'une partie perdue au jeu de paume par le duc contre le roi.

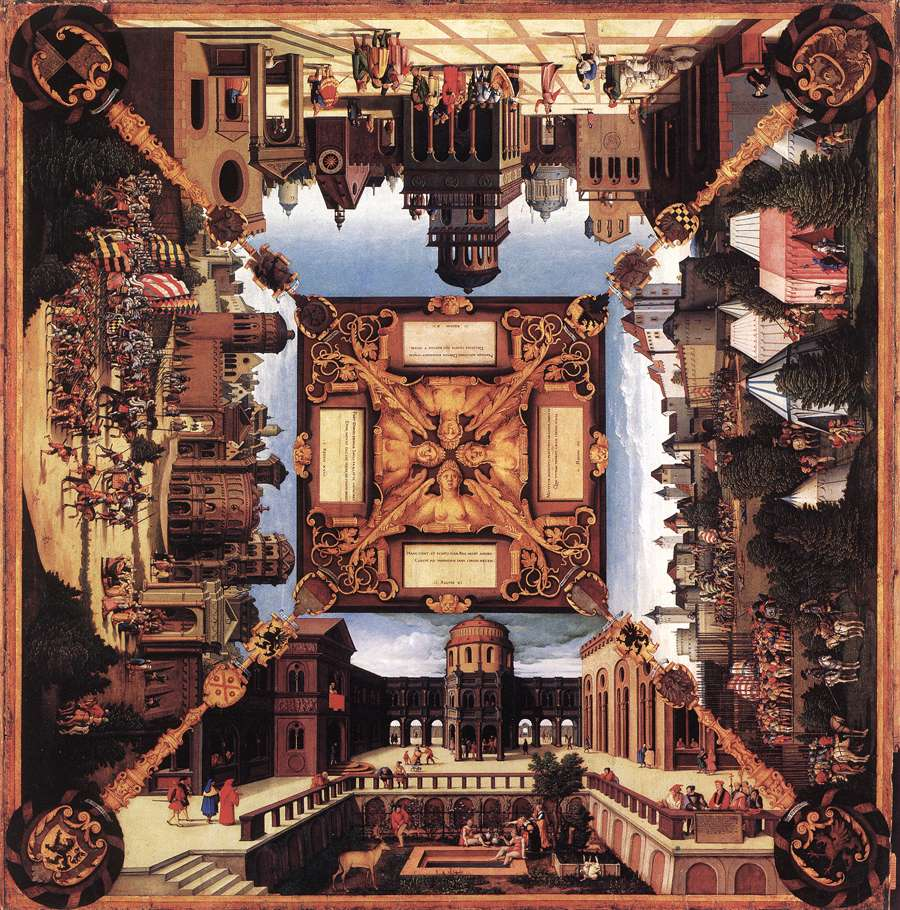
Histoire de David, Hans Sebald Beham
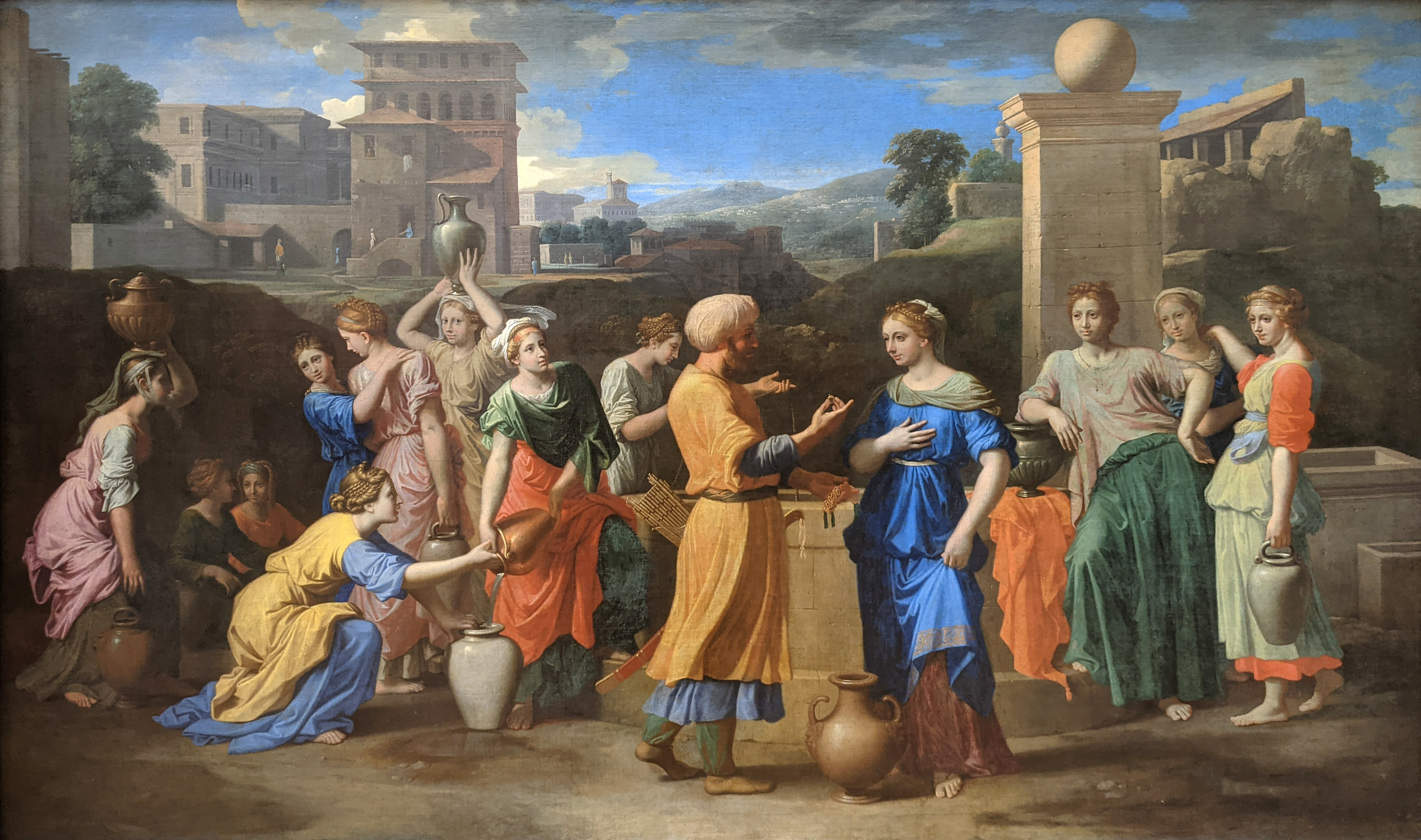
Éliézer et Rébecca, Nicolas Poussin
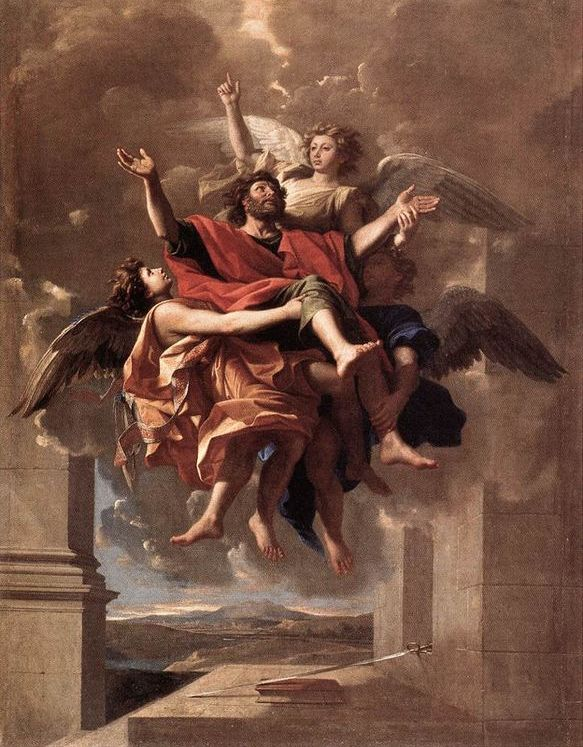
Le Ravissement de saint Paul, Nicolas Poussin
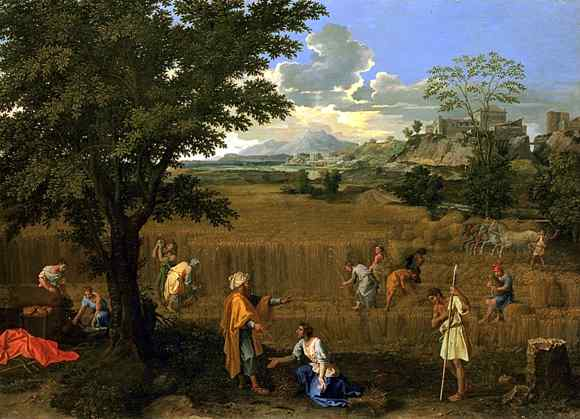
Les Saisons L'été ou Ruth et Booz, Nicolas Poussin
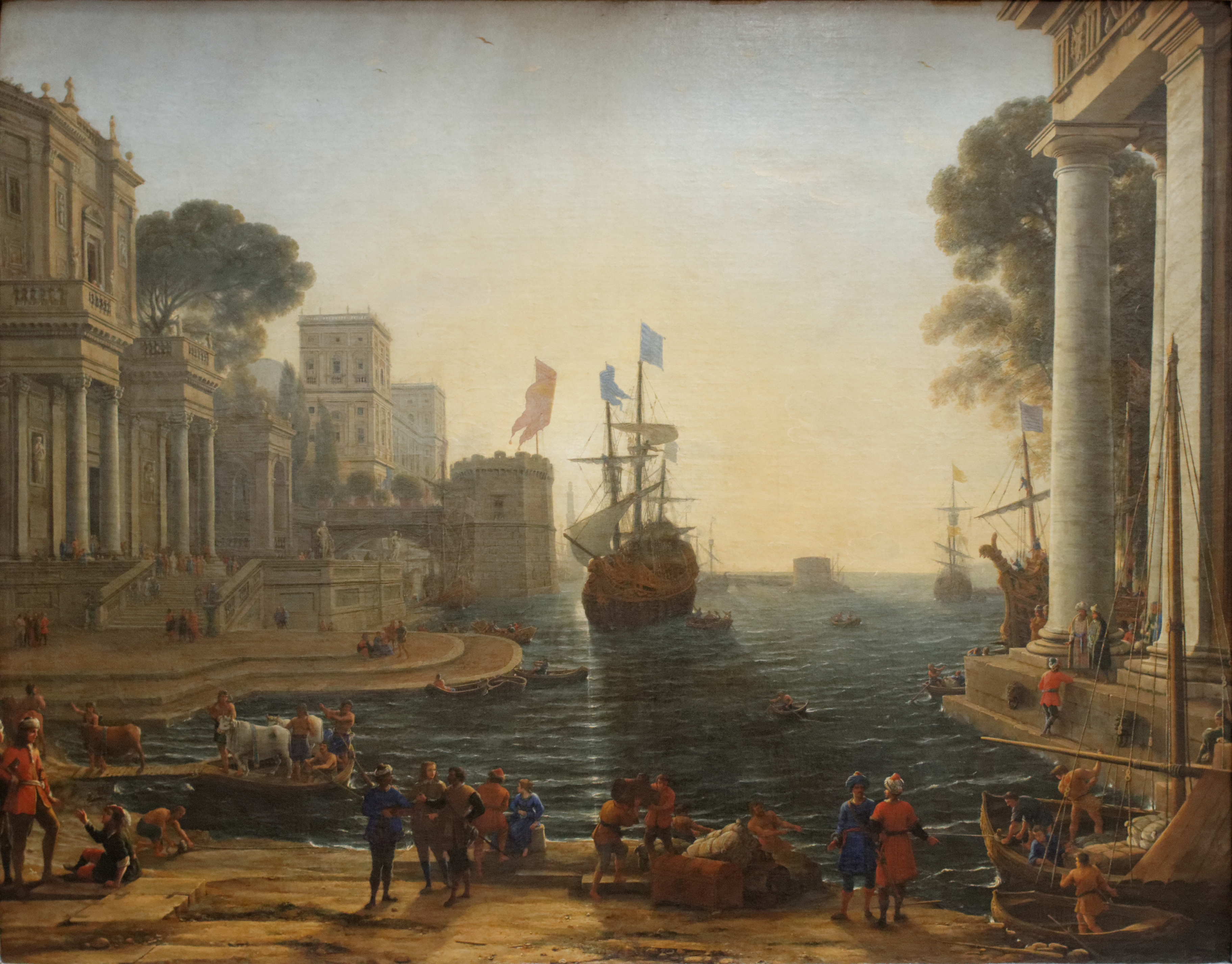
Ulysse remettant Chryséis à son père, Claude Lorrain
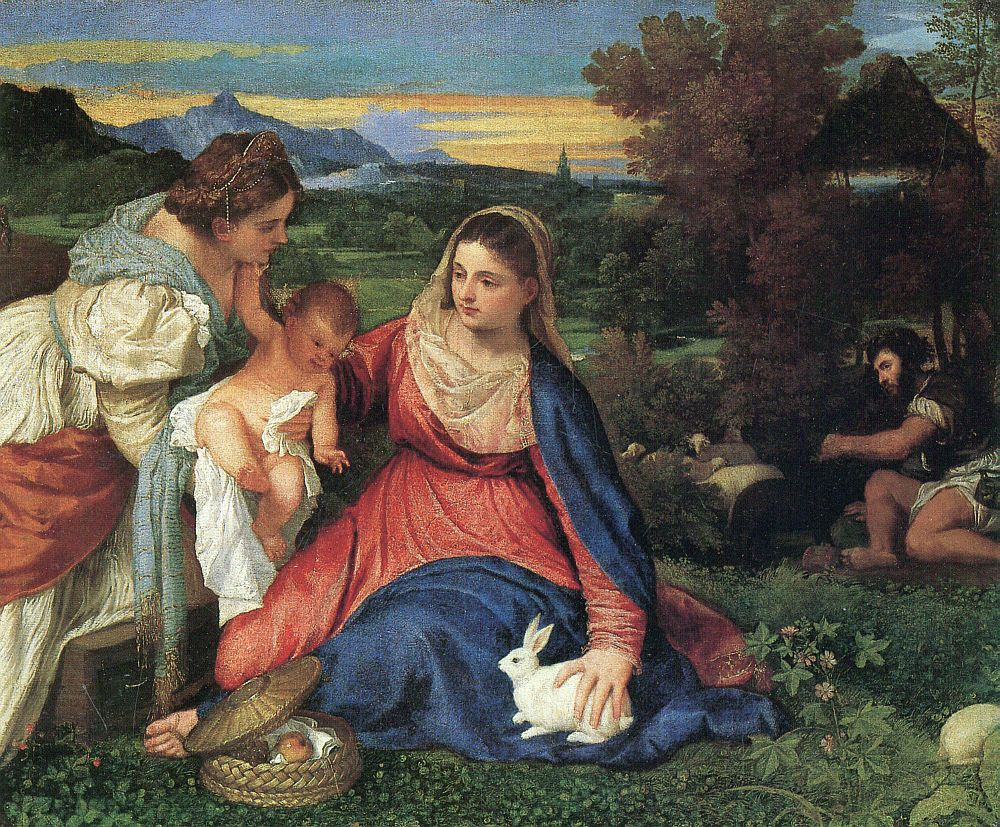
Vierge au lapin, Le Titien

Il achète à Loménie de Brienne la Prise du Pas de Suze et le Siège de La Rochelle de Claude Lorrain.
En 1671 est créée, au sein des collections royales, une section particulière consacrée aux dessins. Cette section est l'ancêtre du département des arts graphiques du Louvre. Jabach décide de vendre sa collection. Il écrit le 10 mars 1671 à Gédéon Berbier du Mets (1626-1709), conseiller du roi, intendant et contrôleur général des meubles de la Couronne entre 1663 et 1711 : « Considérez, au nom de Dieu, que je me trouve entre le marteau et l'enclume et que j'ay affaire à des gens avec qui il n'y a aucun quartier ». Estimée par lui à 581 025 livres, il en avait demandé 450 000. Après de longues discussions, le 11 mars 1671, Colbert fait acheter pour le roi 5 542 dessins et 101 tableaux de la collection Jabach pour la somme de 220 000 livres. Jabach se plaint, car ce n'est même pas le prix qu'il avait payé pour leur achat. Cependant le collectionneur Mariette fait remarquer en 1741 : « Monsieur Jabach dont le nom subsistera pendant longtemps avec honneur dans la curiosité, en vendant au Roi ses tableaux et ses dessins, s'étoit réservé une partie des desseins et ce n'étoient pas certainement les moins beaux ». La collection est installée dans l'hôtel de Gramont situé à côté du Louvre, acheté en 1665 par le roi, le 4 janvier 1672, pour les « 2 631 desseins d'ordonnance collés et dorés », et le 27 mai 1676, pour les « 2 911 desseins non collés, estant le rebut de ma collection ». Dans les dessins d'ordonnance, il y a 69 pages provenant du Libro de'Disegni de Giorgio Vasari que Jabach a fait coller sur un carton en y ajoutant une bande dorée.

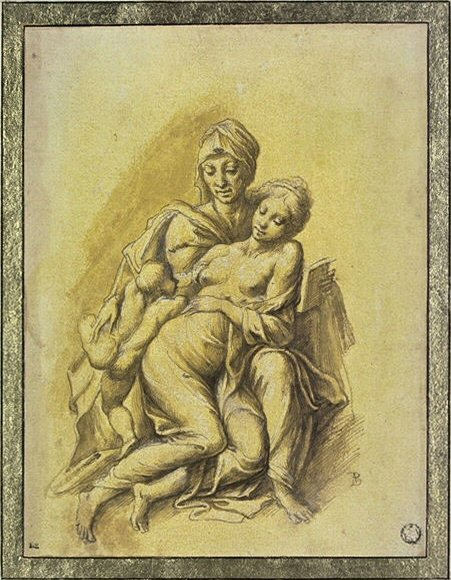
Vierge à l'Enfant, Biagio Pupini
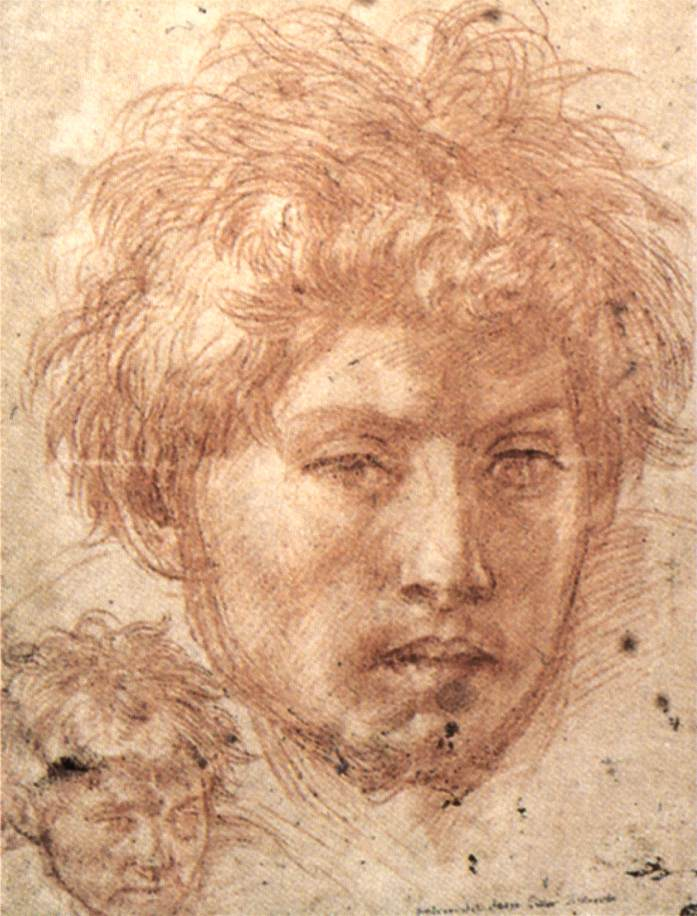
Tête d'homme, Andrea del Sarto
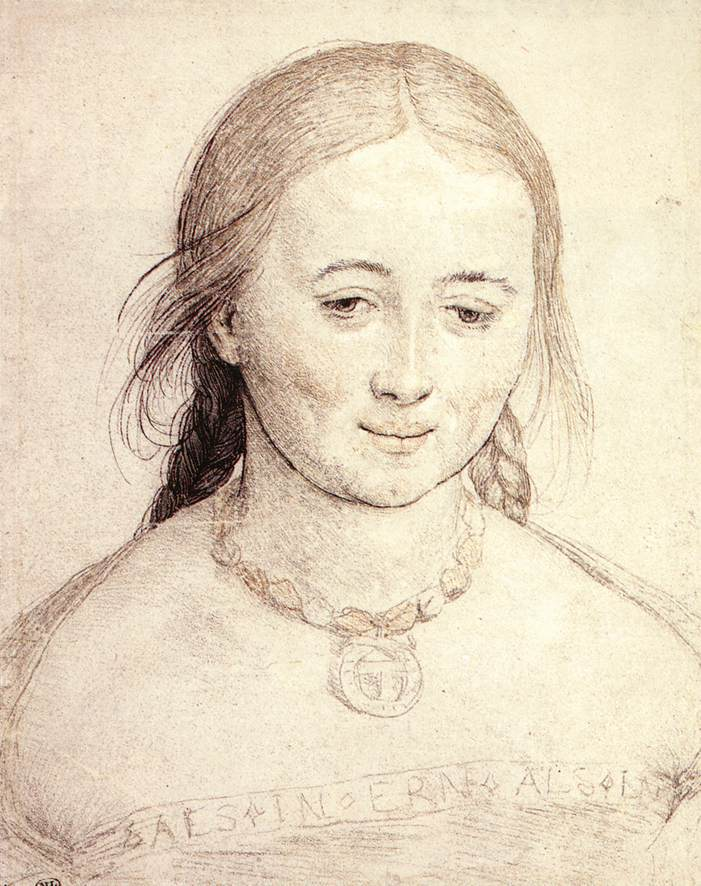
Portrait de jeune femme, Hans Holbein
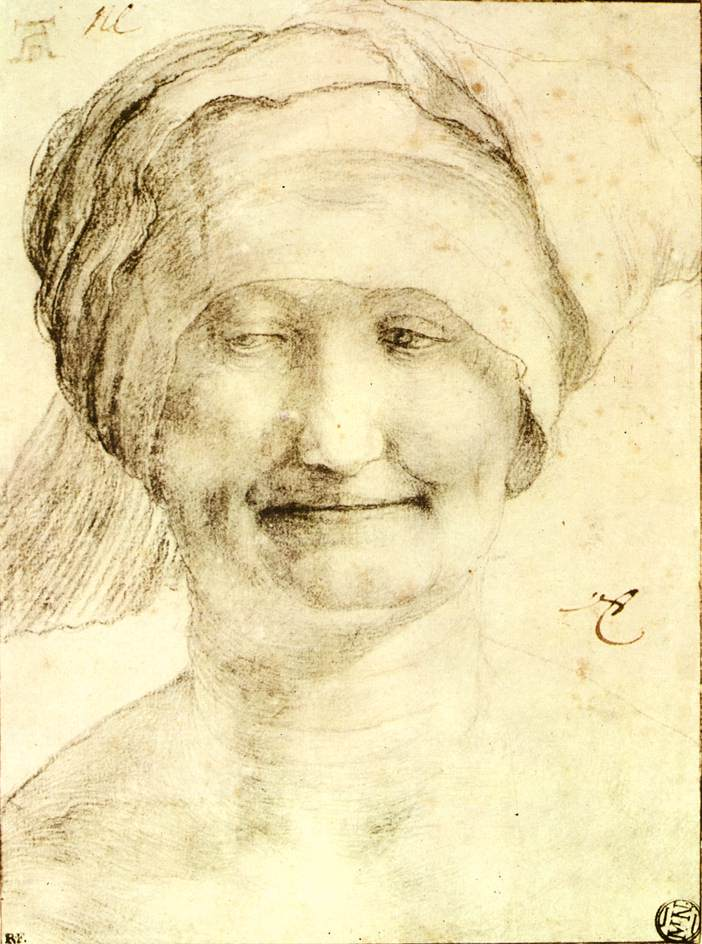
Portrait de femme âgée, Mathias Grünewald

Il semble que les plus beaux tableaux de la collection Jabach avaient déjà été achetés : l’Homme au gant, la Mise au tombeau, les Pèlerins d'Emmaüs, l’Allégorie d'Alphonse d'Avalos, La Femme au miroir de Titien, le Repos de Sainte Famille de Gentileschi, le Concert champêtre de Giorgione, la Mort de la Vierge du Caravage, l’Allégorie des Vertus de Corrège, les Exploits d'Hercule de Guido Reni. En effet un document trouvé après décès dans les papiers de Jabach est une « copie de l'ordonnance sur M. de Bartillat de la somme de 330 000 l. pour paiement des tableaux, bustes et bronzes que led. Jabach avoit vendu à Sa Maté en date du 20 avril 1662 ». L'inventaire de Le Brun de 1683 permet de distinguer les tableaux achetés à Jabach en 1662 (L.B.18 à L.B.79 ou L.B.116) et en 1671 (L.B.193 à L.B.293).

Saint Jean-Baptiste Léonard de Vinci
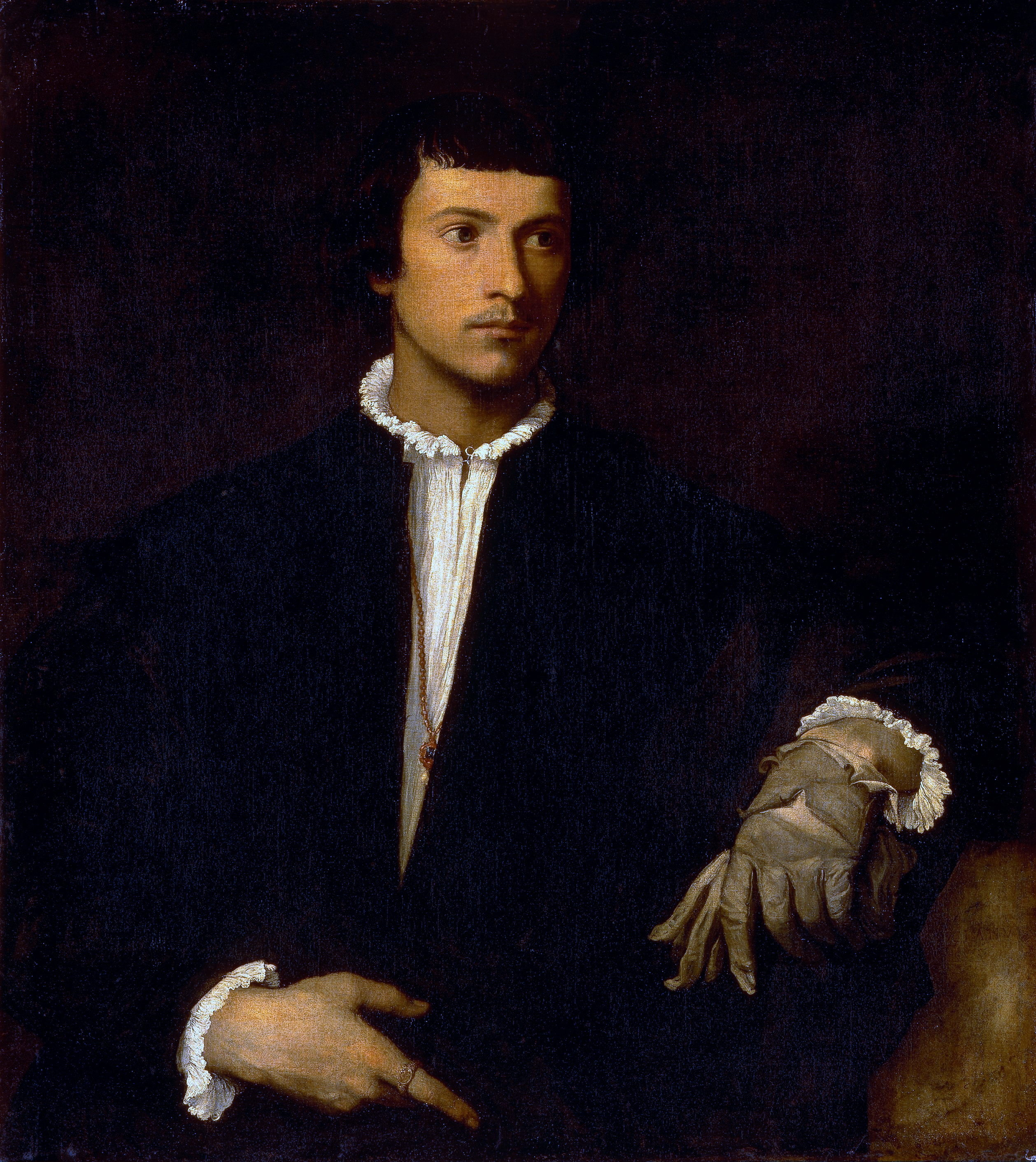
L'Homme au gant, Le Titien
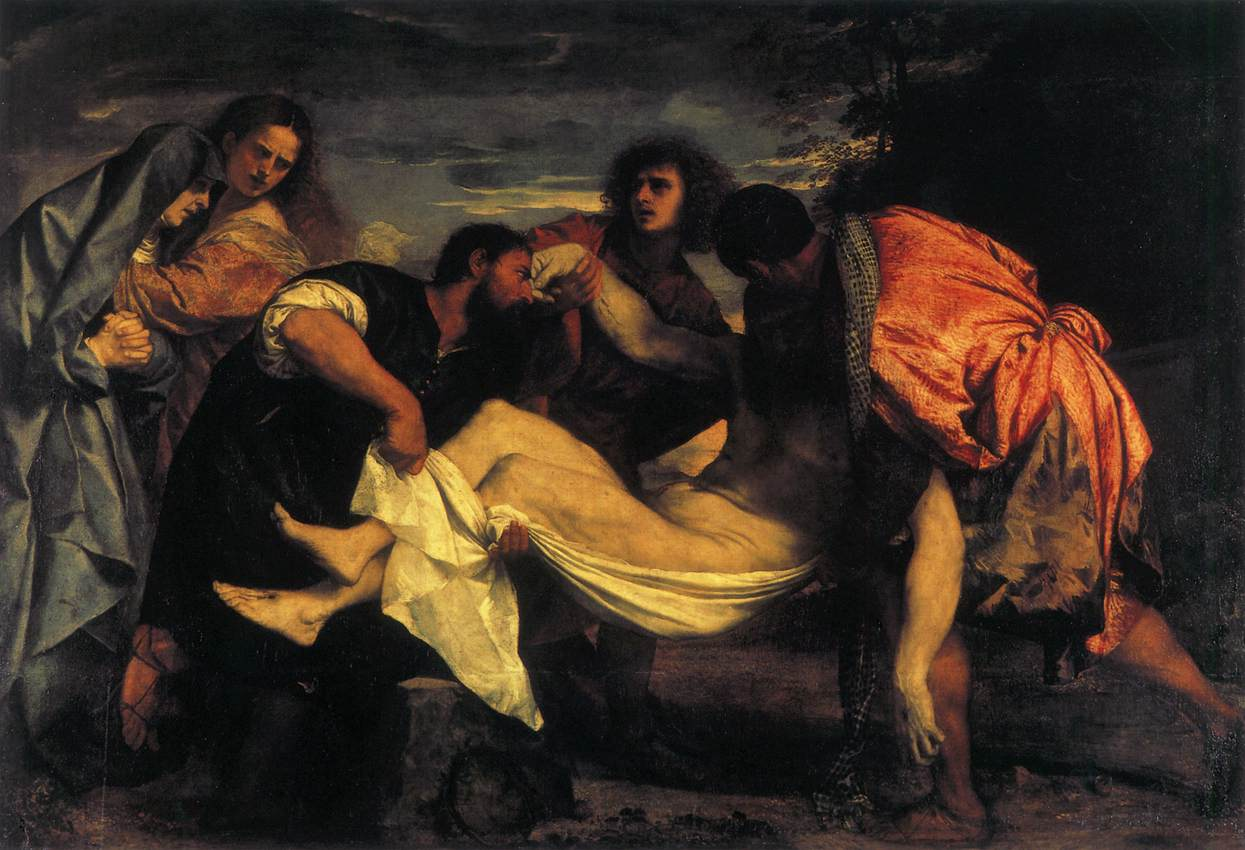
Mise au tombeau, Le Titien
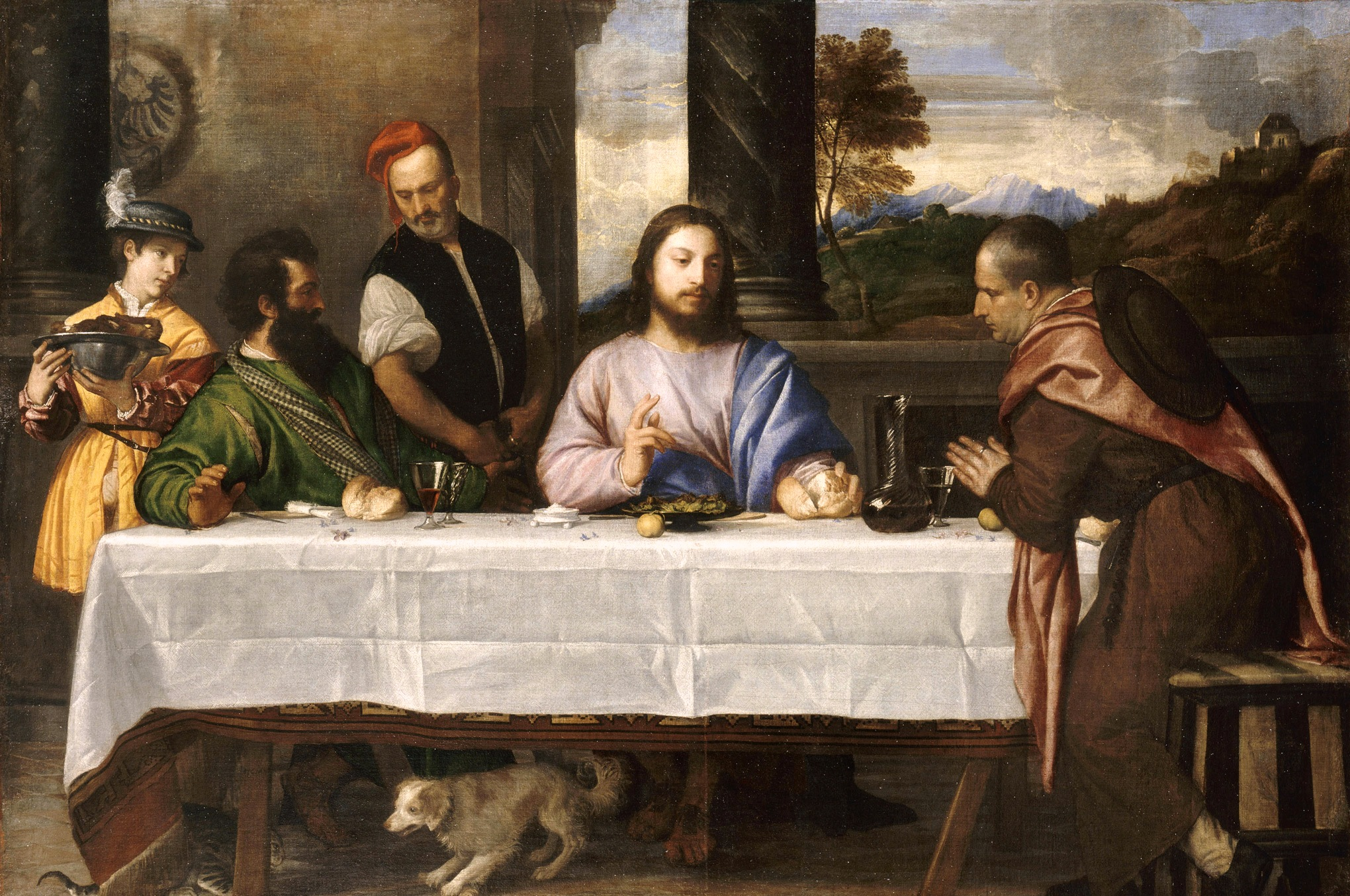
Les Pèlerins d'Emmaüs, Le Titien
La Femme au miroir, Le Titien
Concert champêtre, Giorgione
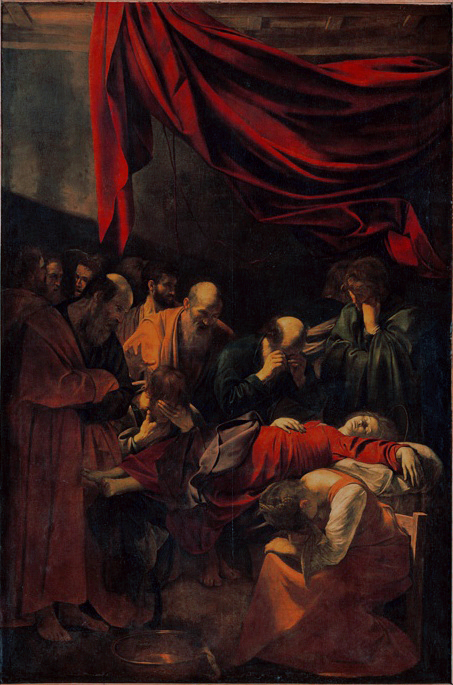
Mort de la Vierge, Le Caravage

Après la guerre de Dévolution pendant laquelle les combats se sont portés dans les Pays-Bas espagnols, la peinture flamande n'est plus considérée comme un art inférieur à l'art italien. Ce goût va s'accroître dans la deuxième moitié du règne de Louis XIV. Le duc de Richelieu, après avoir vendu ses tableaux de Poussin au roi, achète plusieurs tableaux de Rubens. Vers 1680 va surgir une querelle du dessin et de la couleur. Les anciens défendent le dessin, de Raphaël à Poussin, et les modernes défendent la couleur et prônent le réalisme de la peinture flamande. Les premiers traitent la peinture de Rubens de vulgarité avec son « gros air flamand » et « ses dieux gras ». Les partisans de Rubens louent les beautés de la couleur, de la lumière.
Les collections royales vont alors s'enrichir d'œuvres flamandes. Le roi achète, en 1671, l'Autoportrait de Rembrandt âgé et la Vie des saints innocents de Rubens au marquis de La Feuille et, en 1685, la Kermesse de Rubens au marquis de Hauterive. En 1681, le Mercure galant mentionne 14 tableaux de Van Dyck entreposés au Louvre, dans la galerie construite par Louis Le Vau après l'incendie de 1661 en doublement de la Petite galerie à côté de la cour de la reine.

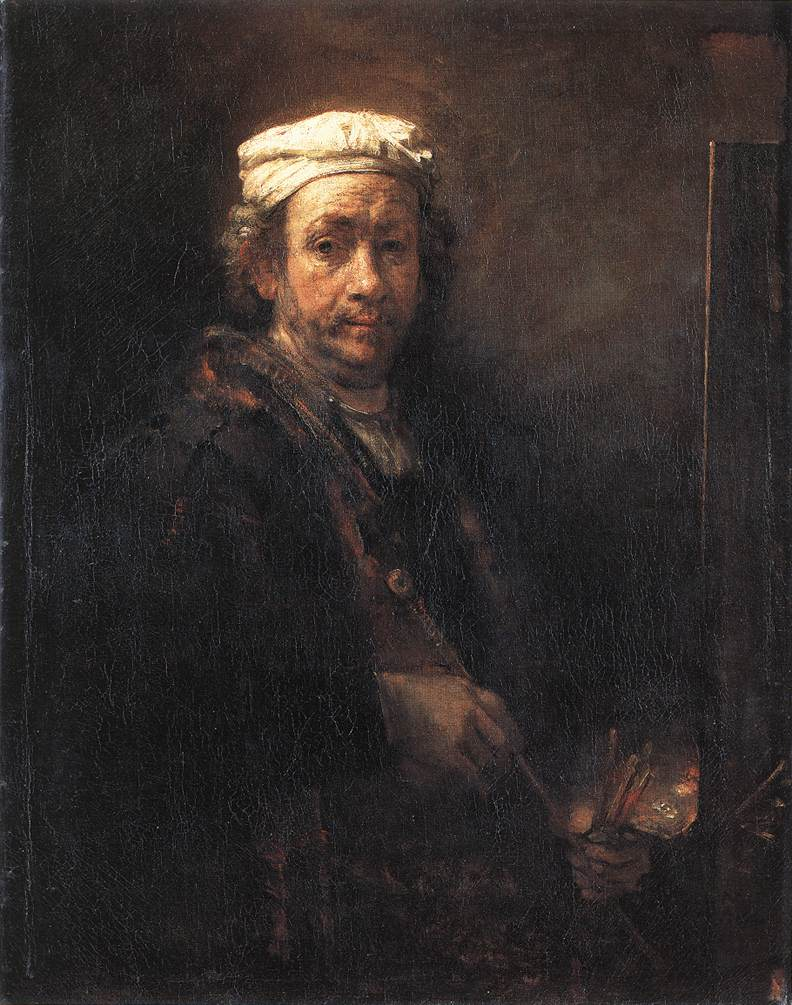
Autoportrait âgé, Rembrandt
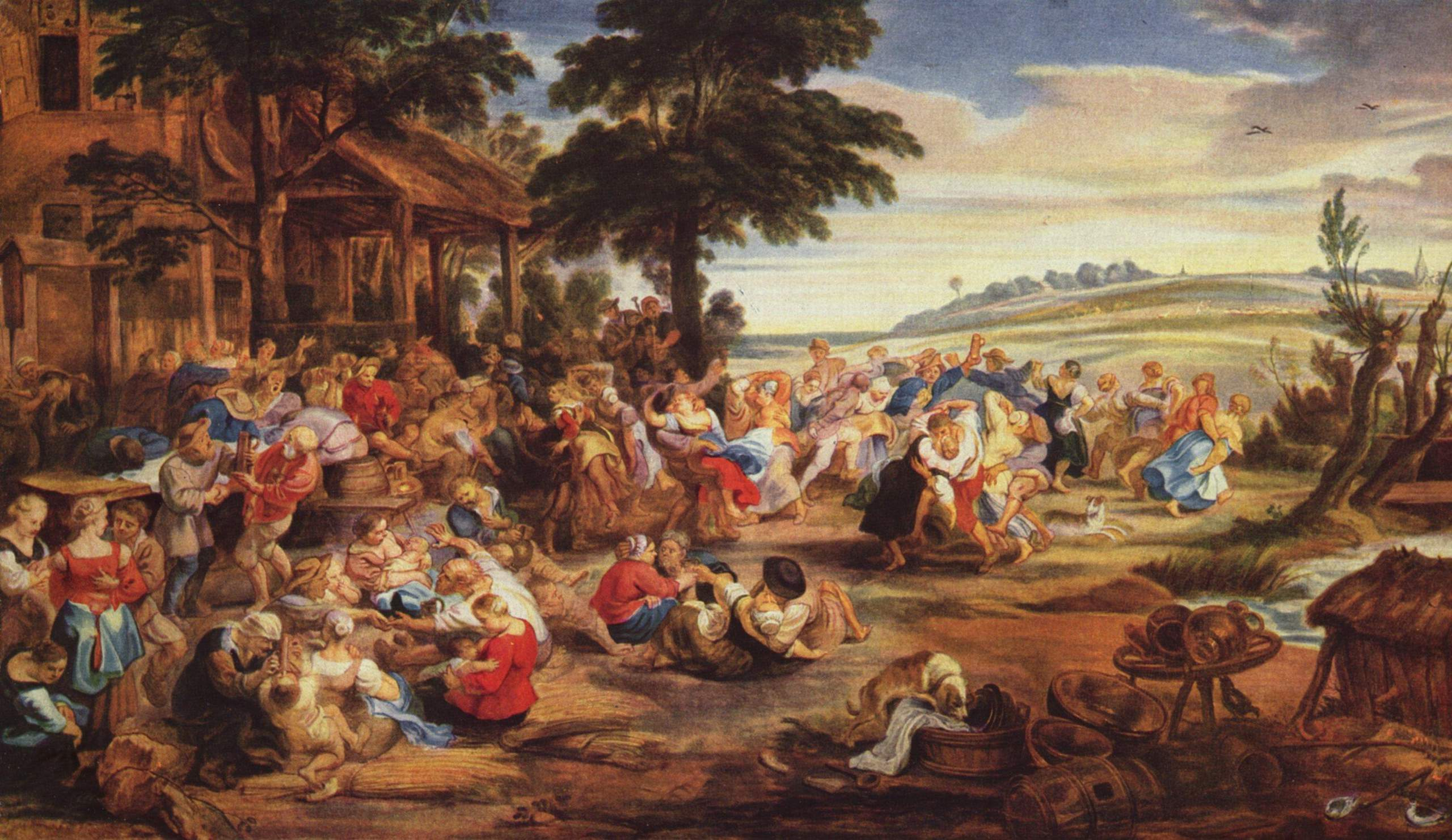
Kermesse, Rubens

Dans les 101 tableaux de la collection Jabach il y en a une vingtaine de l'école flamande, Pierre Paul Rubens, Antoon van Dyck, Paul Bril, Joos de Momper, Hendrik van Steenwijk II. Il y avait aussi des tableaux des écoles du Nord, en particulier des œuvres de Holbein : Érasme écrivant, William Warham, Nicolaus Kratzer, Sir Henry Wyatt, Anne de Clèves.

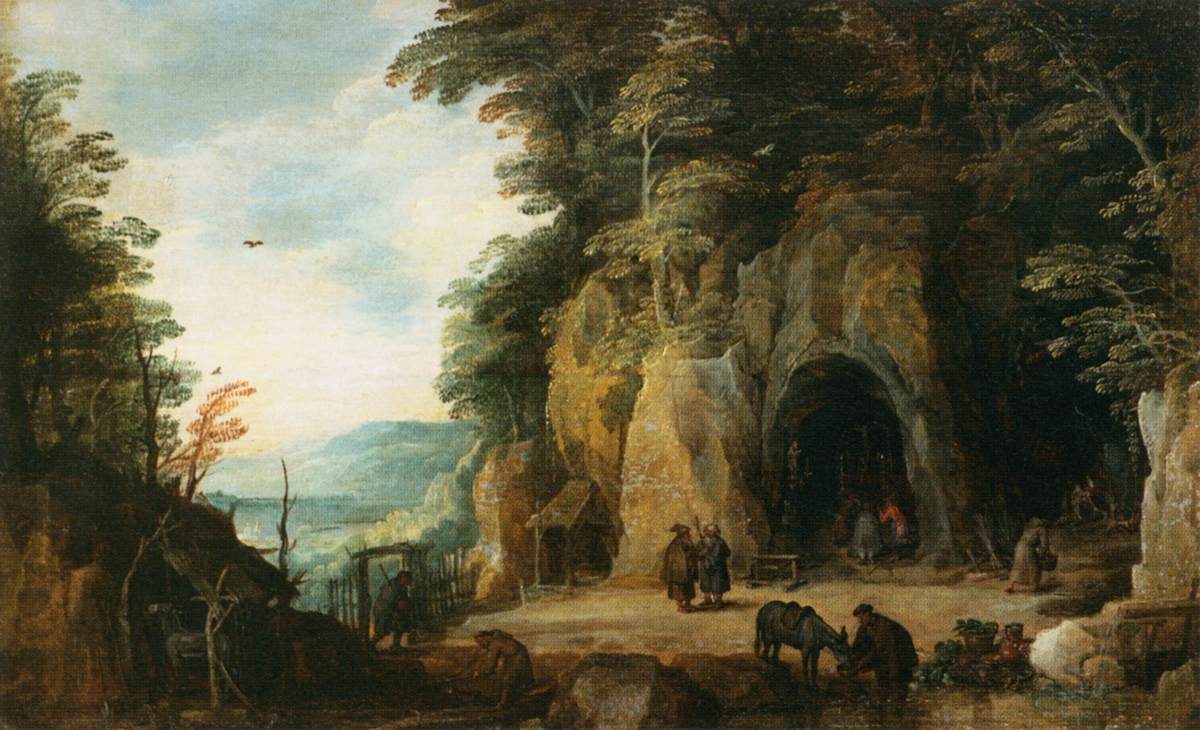
Paysage à l'ermitage, Joos de Momper
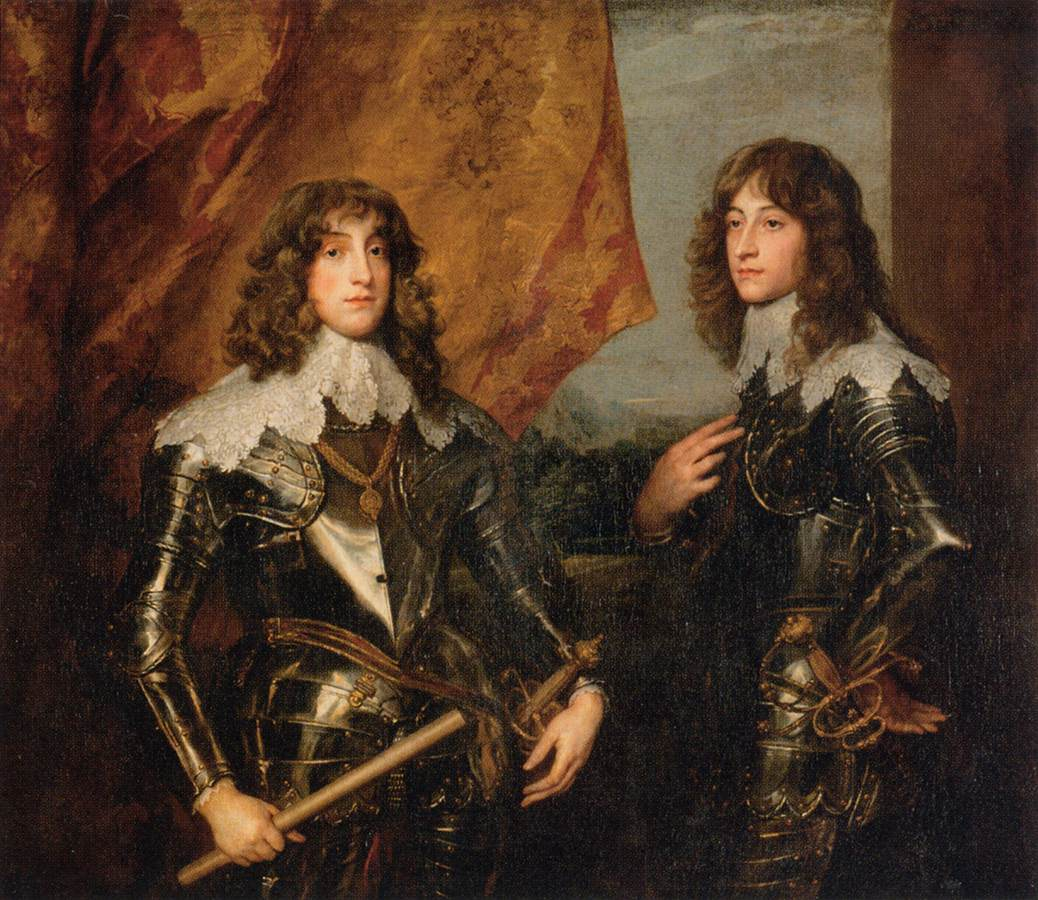
Portrait des princes palatins, Antoine van Dyck
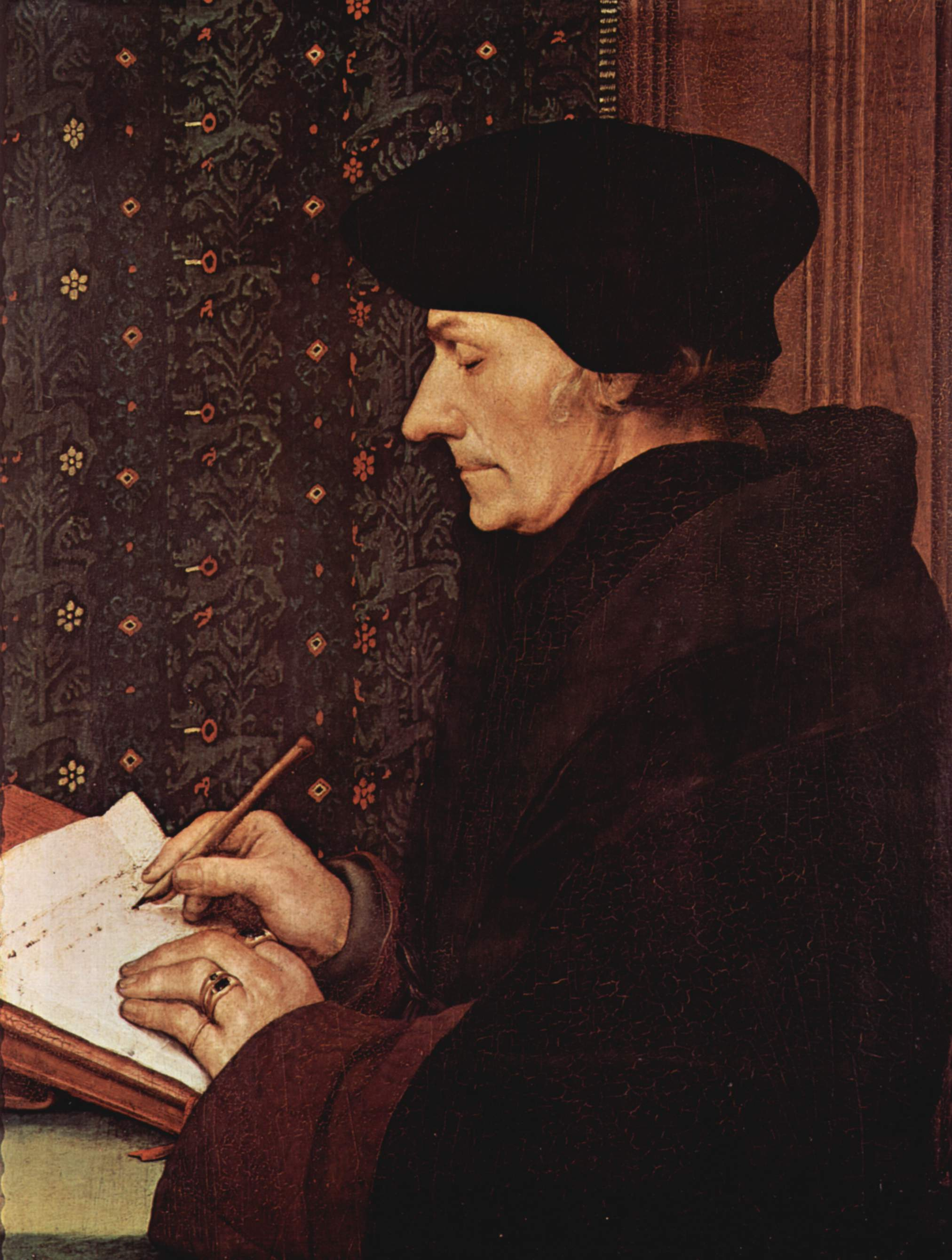
Portrait d'Érasme écrivant, Hans Holbein
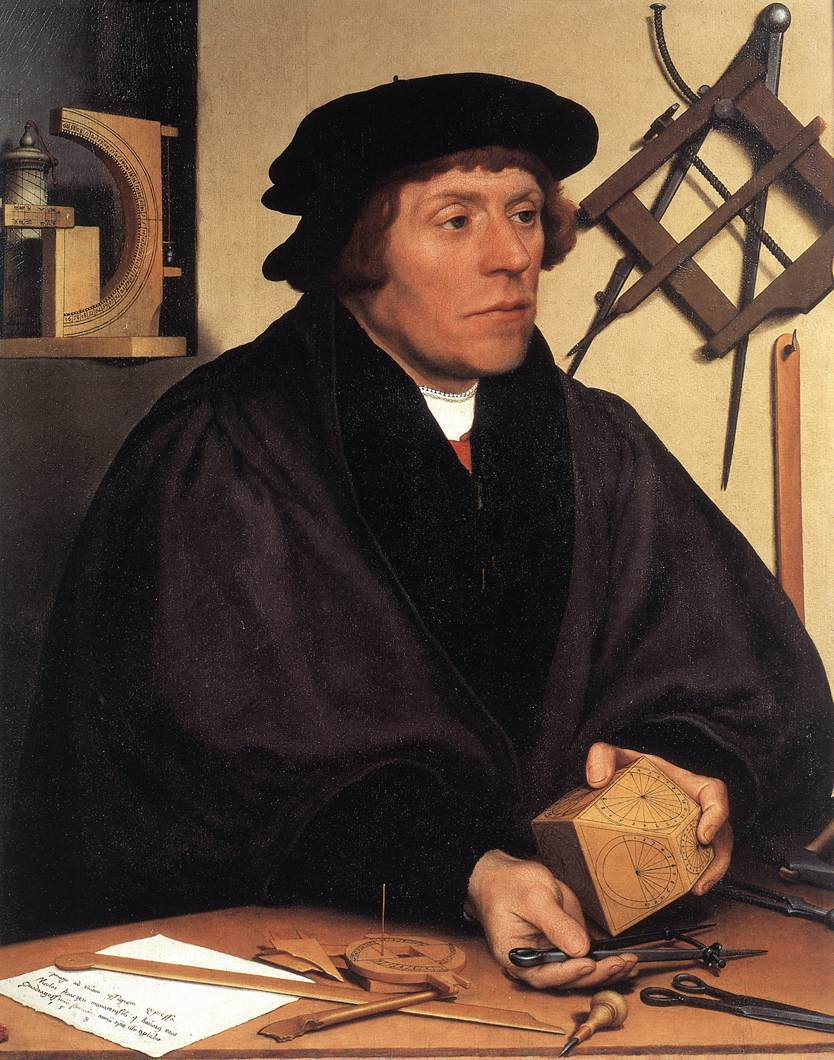
Portrait de Nicolaus Kratzer, Hans Holbein

Le 5 décembre 1681, Louis XIV fait un voyage à Paris et visite son Cabinet de tableaux se trouvant au Louvre, à côté de la galerie d'Apollon. Il fait alors transporter la plupart des tableaux qui se trouvaient au Louvre à Versailles.
Après la mort de Colbert, survenue en 1683, Le Brun, premier peintre du roi, est chargé de recenser tous les tableaux appartenant au roi. Son inventaire est le premier qui donne une idée précise des collections royales depuis les années 1500. Achevé le 18 octobre 1683, il recense 426 tableaux, auxquels ont été ajoutés 57 tableaux dans un appendice daté de 1686 environ. Cet inventaire comprend essentiellement les tableaux achetés par le roi depuis 1662 conservés au palais du Louvre où à l'hôtel de Grammont. Il manque les tableaux se trouvant dans les palais royaux. Les tableaux sont classés en fonction de leur date d'entrée dans la collection royale et numérotés de L. B. 1 à L. B. 483.
En 1685, Gabriel Blanchard est envoyé aux Pays-Bas et en Angleterre pour acheter des tableaux des écoles nordiques au nom du roi. Les inventaires et les comptes ne permettent pas de savoir quelles toiles ont été acquises.
Aux tableaux achetés viennent s'ajouter ceux offerts comme cadeaux diplomatiques, comme le Repas chez Simon de Véronèse offert par la république de Venise, ou par des courtisans souhaitant entrer dans les bonnes grâces du souverain. André Le Nôtre offre trois tableaux de Poussin, deux de Claude Lorrain, et ses Albane. Le prince-cardinal Camillo Pamphili charge Le Bernin d'apporter au roi la Chasse et la Pêche d'Annibale Carrache, la La Vierge à l'Enfant avec saint Étienne, saint Jérôme et saint Maurice de Titien, la Diseuse de bonne aventure du Caravage, des Albane. Des prélats italiens lui offrent des tableaux, comme monseigneur Cordini avec la Bataille de Salvator Rosa. Le tableau Diane et Callisto de Paul Brill est offert en 1674 par le cardinal Fabrizio Spada, le Saint François en extase de Gerard Seghers est un cadeau de l'ambassadeur du roi de Danemark, en 1682.

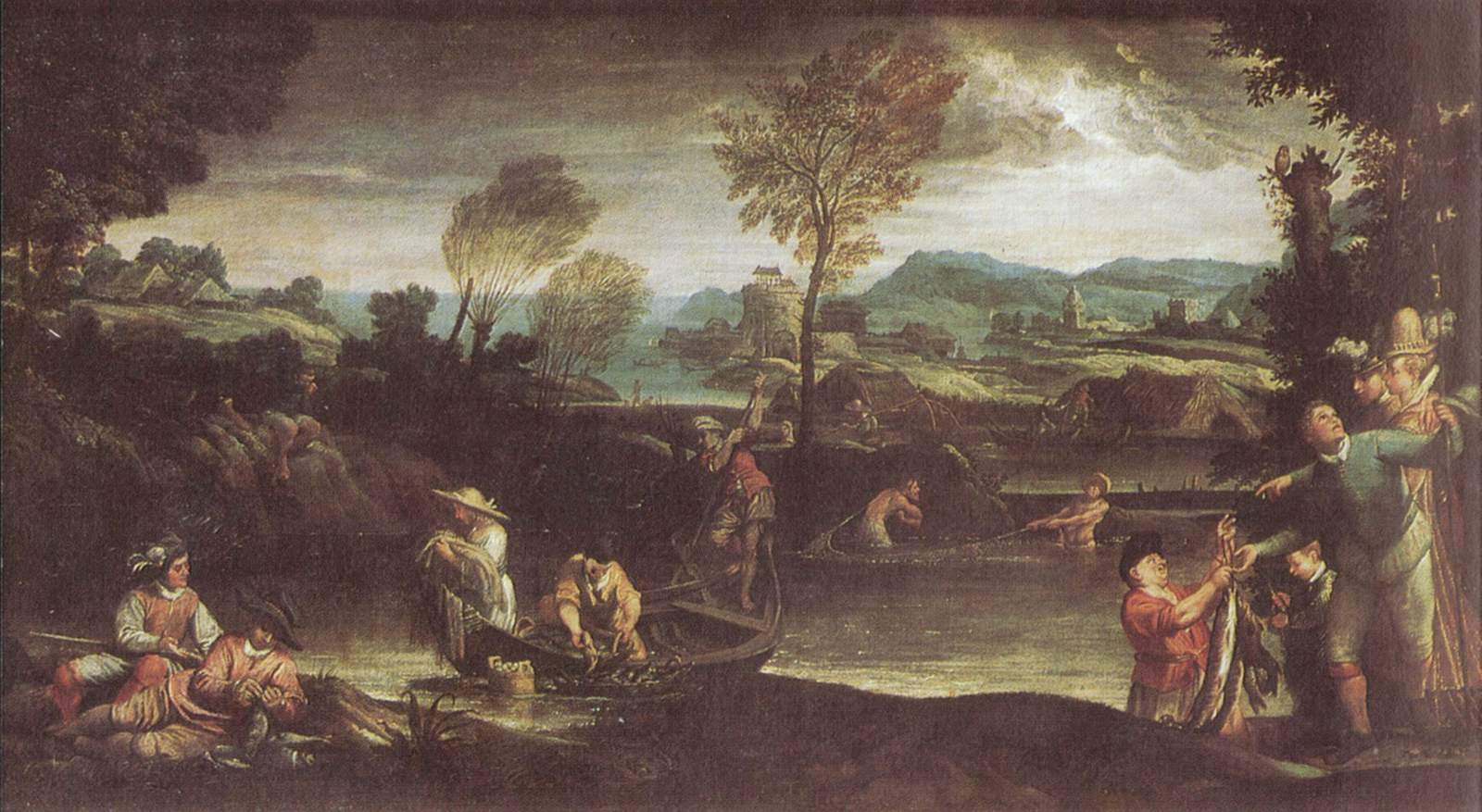
La Pêche, Annibale Carrache
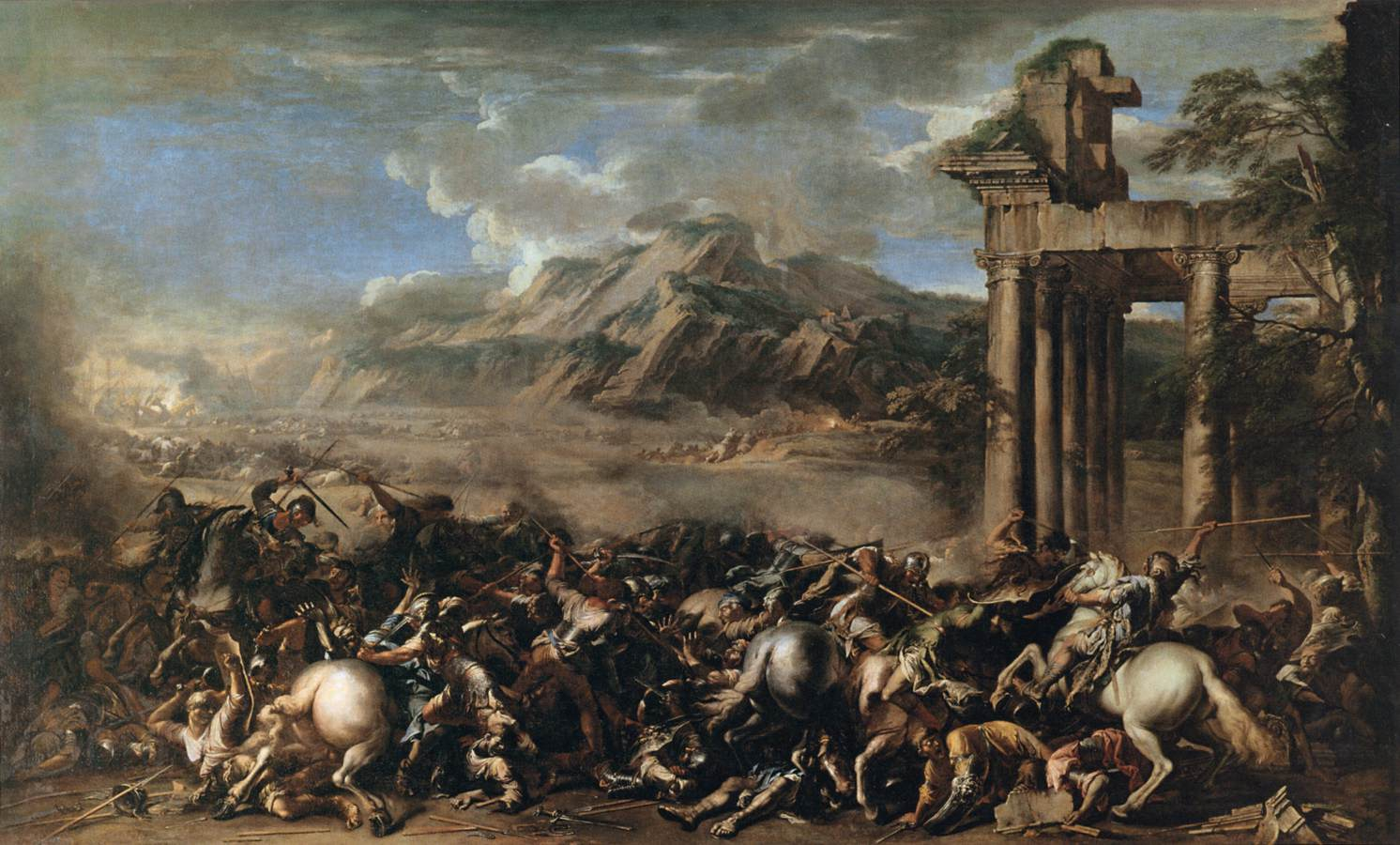
Bataille, Salvator Rosa
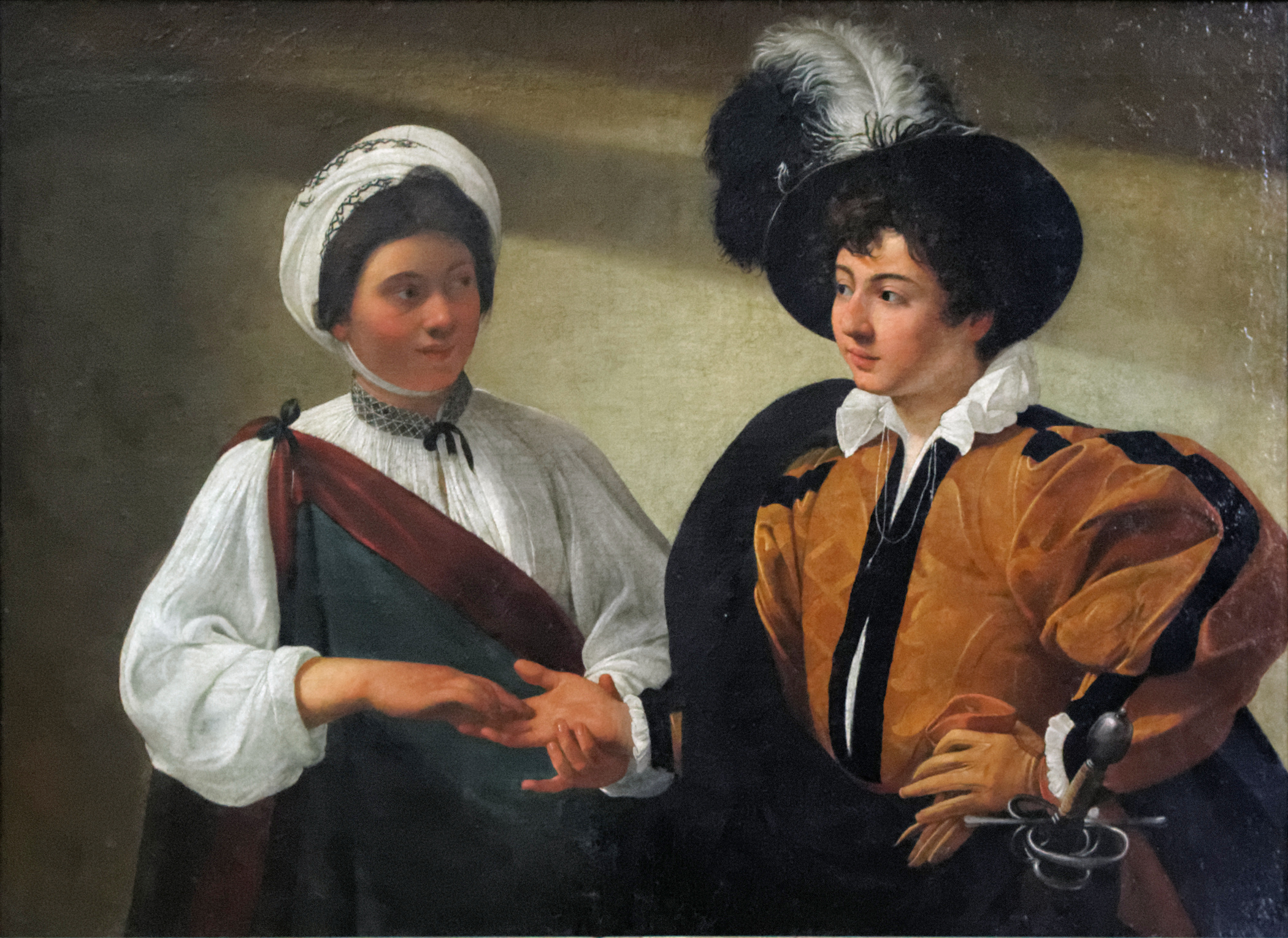
La Diseuse de bonne aventure, Le Caravage

À la mort du Premier peintre du roi, en 1690, le roi décide, au vu de l'importance de la pension annuelle de 12 000 livres qui lui était versée, de considérer que toutes les œuvres se trouvant dans son atelier ont été réalisées dans le cadre de sa fonction officielle et sont la propriété de la Couronne. Louvois fait aussi saisir et transporter à l'hôtel de Gramont les œuvres antérieures à son entrée au service du roi et les ouvrages qui lui ont été offerts malgré les Très humbles remontrances de sa veuve à Louvois. Louis XIV utilisera le même procédé pour les ateliers de Van der Meulen, en 1690, et de Mignard, en 1695.
La charge revient ensuite à Pierre Mignard et à la mort de ce dernier en 1695, elle est coupée en deux, une pour les objets des collections se trouvant au Louvre, l'autre pour les collections du palais de Versailles et des Maisons royales. Après le départ du roi pour Versailles, le Louvre n'est plus qu'un dépôt. C'est le peintre René-Antoine Houasse qui a la garde des tableaux du Louvre. À sa prise de fonction en 1690, il n'y a plus que 86 peintures au Louvre. Au cours du XVIIIe siècle, toutes les peintures vont quitter le Louvre où ne reste que le cabinet de dessin. Nommé à l'École de France à Rome, en 1699, il est remplacé par Gabriel Blanchard. À la mort de Blanchard, en 1704, Houasse demande à reprendre sa charge et la garde jusqu'à sa mort, en 1710. Dans l'inventaire des tableaux de la couronne fait par Nicolas Bailly, garde des tableaux de Versailles et des maisons royales, en 1709-1710, on compte 2 376 œuvres, comprenant 1 478 tableaux dont 369 des écoles italiennes, 179 des écoles du Nord, 930 de l'école française. Antoine Coypel succède à Houasse avec le titre de directeur des tableaux et dessins de la couronne.
Enfin, l'inventaire des tableaux du roi dressé par Nicolas Bailly en 1709 et 1710 montre un triplement du nombre de tableaux appartenant au roi depuis l'inventaire fait par Charles Le Brun en 1683.

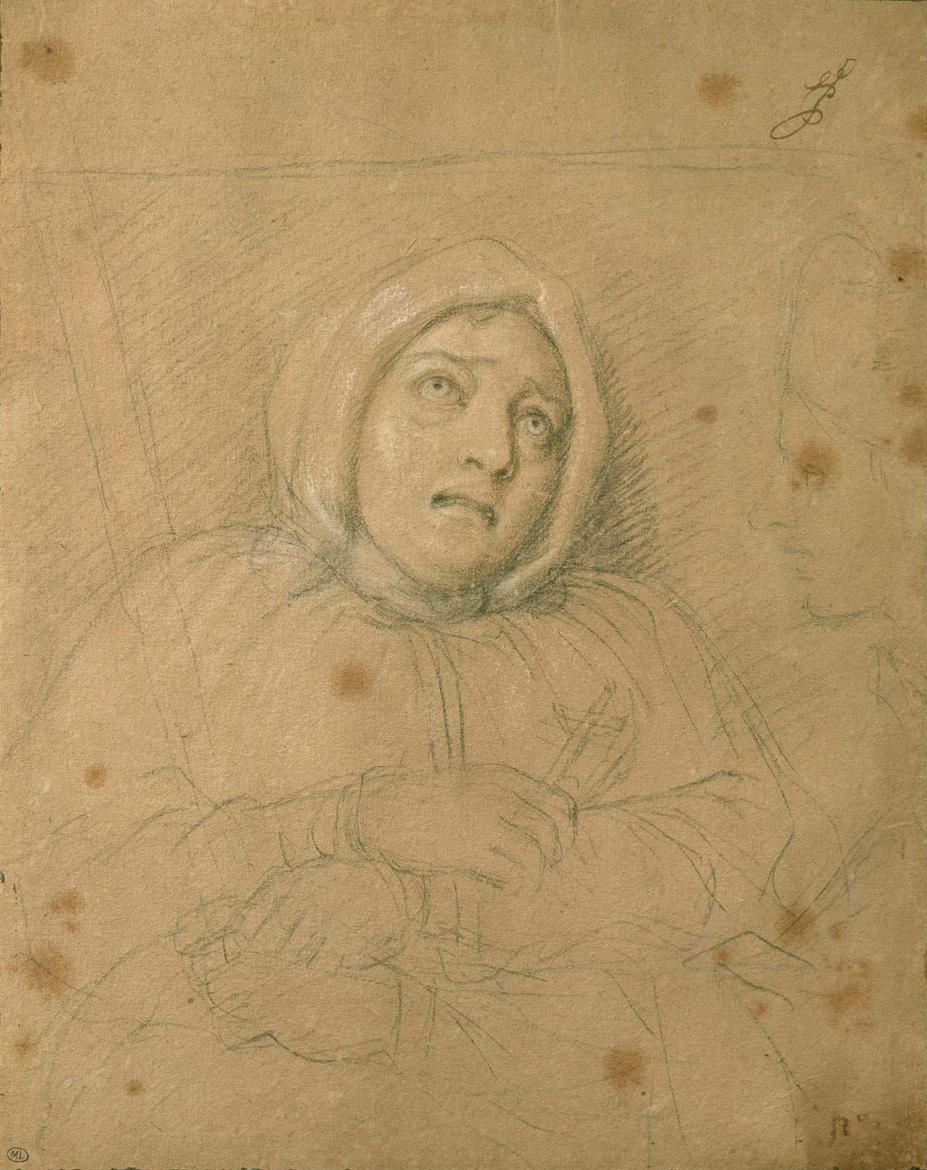
Portrait de la marquise de Brinvilliers[38], Charles Le Brun
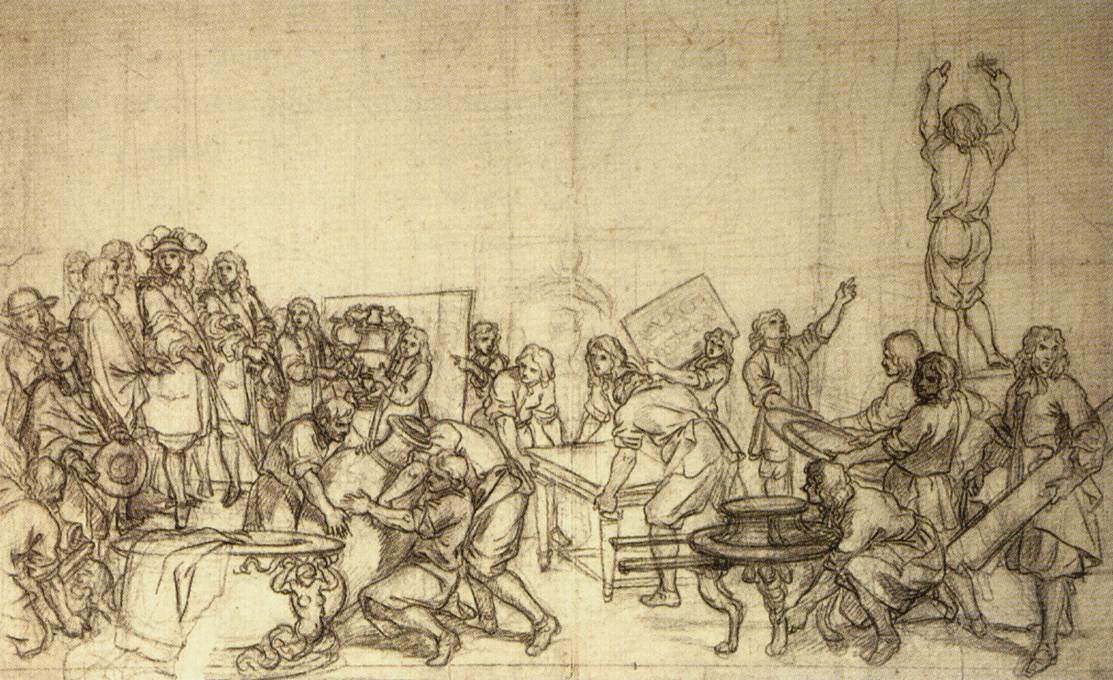
Louis XIV visitant les Gobelins, Charles Le Brun

En même temps que le cabinet du roi s'enrichit de nombreux tableaux, des achats de dessins continuent. Colbert comprend rapidement que la gravure pouvait être un moyen pour faire connaître à tous et pour conserver à la postérité les entreprises et les victoires du roi. Il fait prendre au roi, en 1660, alors qu'il était à Saint-Jean-de-Luz, un arrêt donnant aux graveurs un statut d'artistes indépendants de la maîtrise et des corps de métiers. En 1667, le roi accorde sa protection aux graveurs qui travaillent aux Gobelins. Colbert va entreprendre de faire graver des planches par André Félibien pour représenter les maisons royales, Daniel Marot, Robert Bonnart, Van der Meulen et Israël Silvestre pour donner des vues des pays nouvellement conquis, Claude Mellan, Gilles Rousselet et Girard Audran doivent copier les tableaux et statues antiques appartenant au roi, et François Chauveau les ornements des Tuileries. Le coût de la gravure étant élevé, Colbert décide en 1679 de mettre dans le commerce des tirages. Cette opération fut vite rentable. L'ensemble des planches gravées du Cabinet du Roi ont été déposées à la Chalcographie du Louvre à la Révolution.

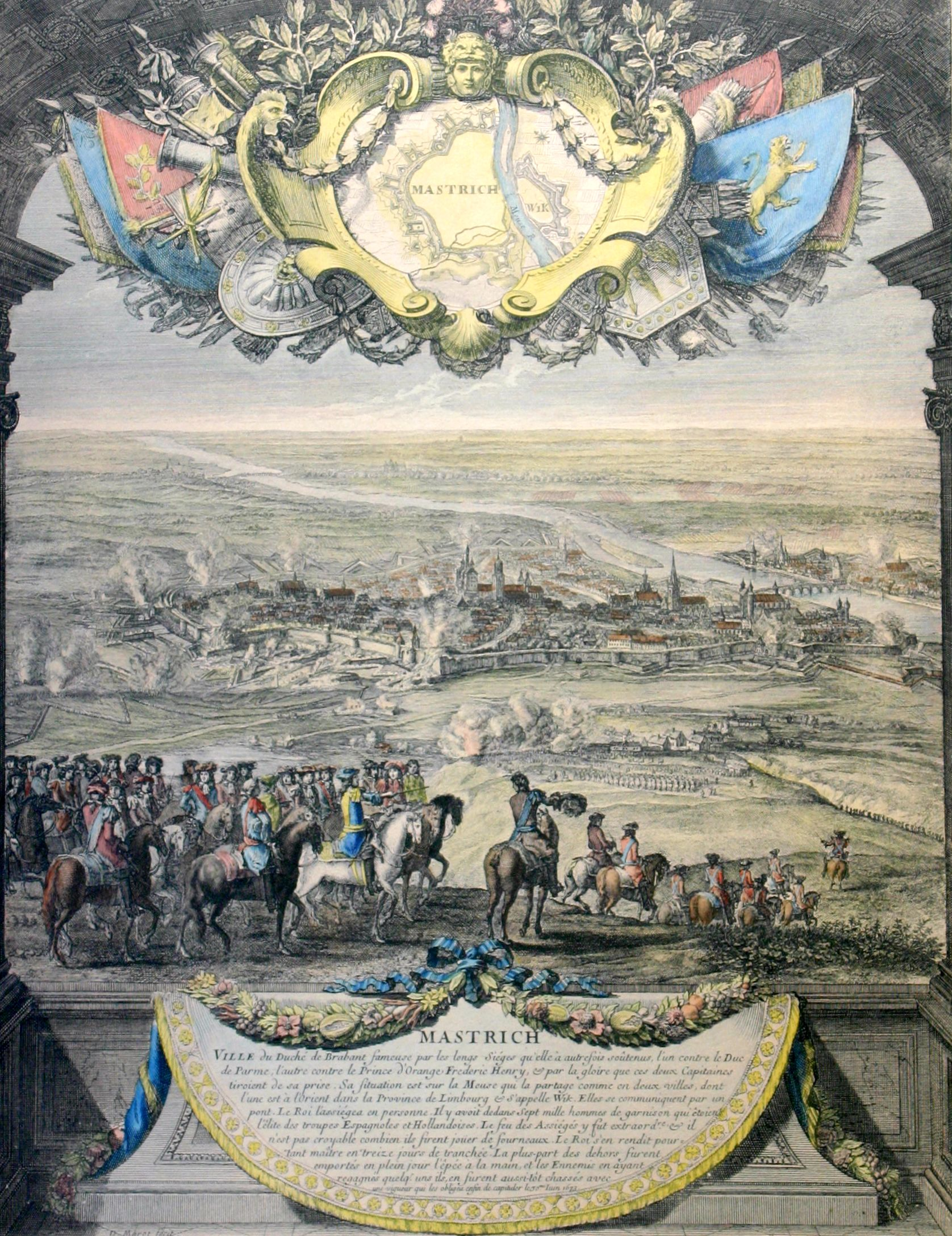
Siège de Maastricht, Daniel Marot
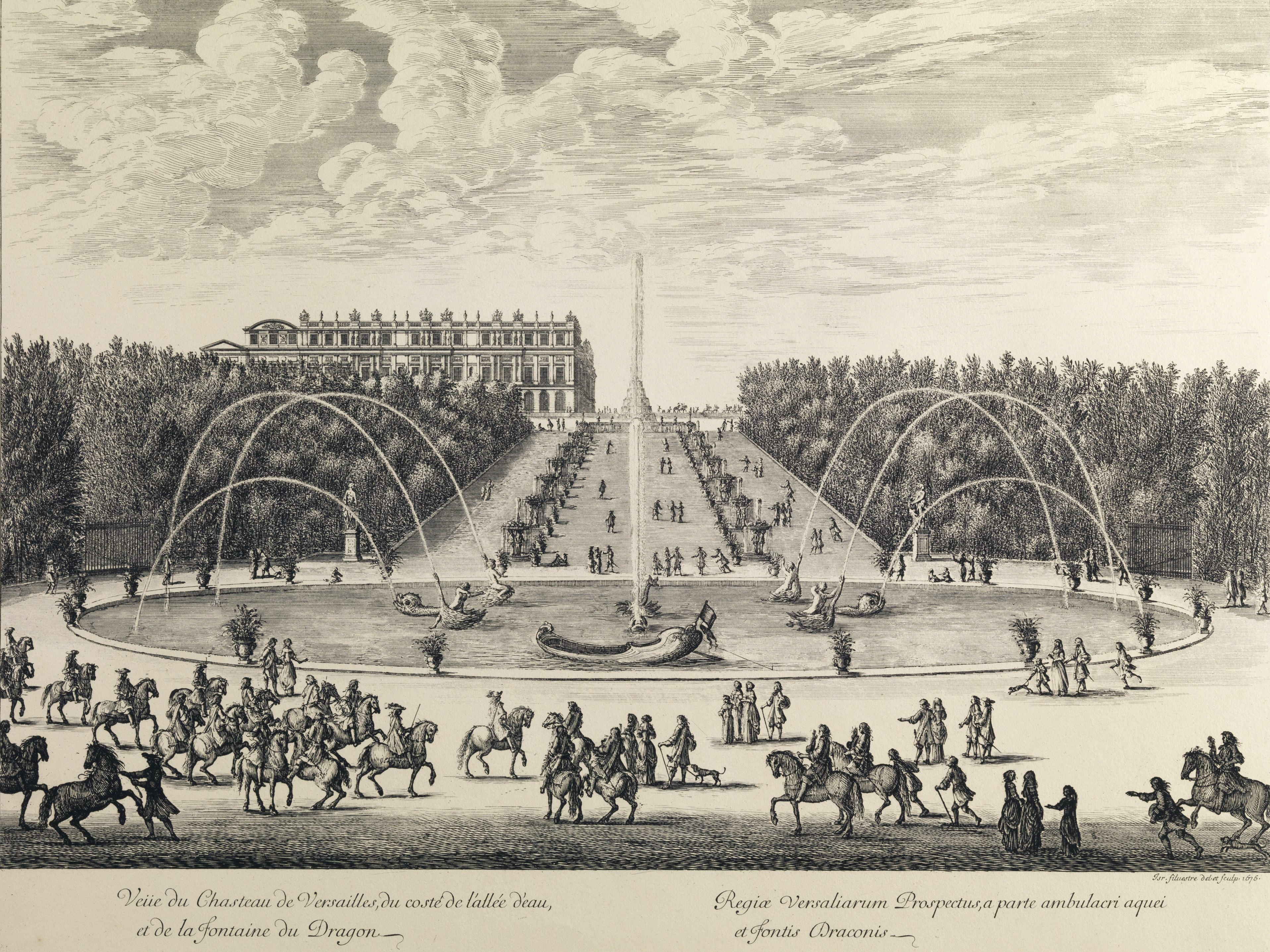
Vue du château de Versailles, du côté de l'allée d'eau et de la fontaine du dragon, Israël Sivestre
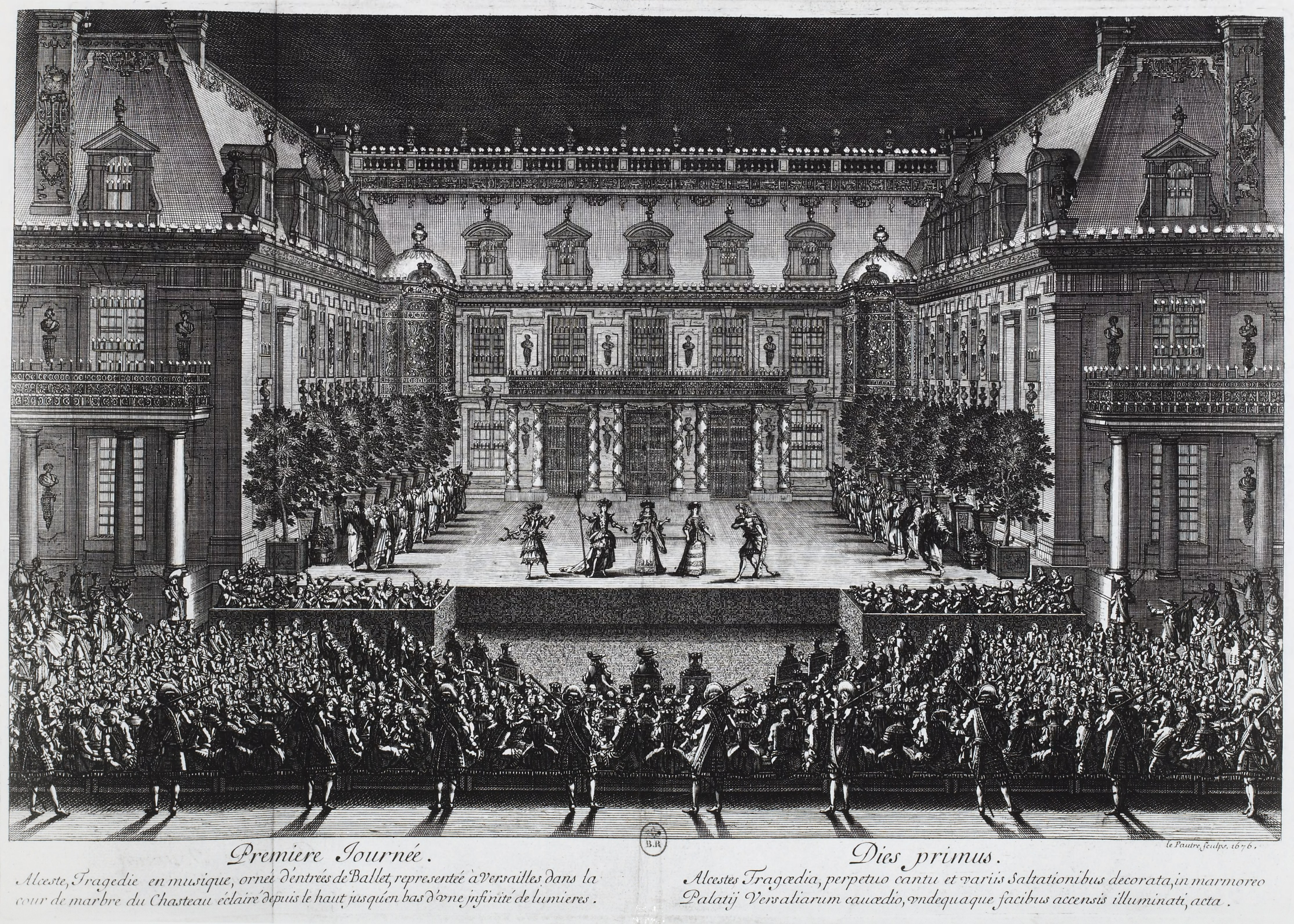
Représentation d'Alceste dans la Cour de Marbre, Jean Le Pautre
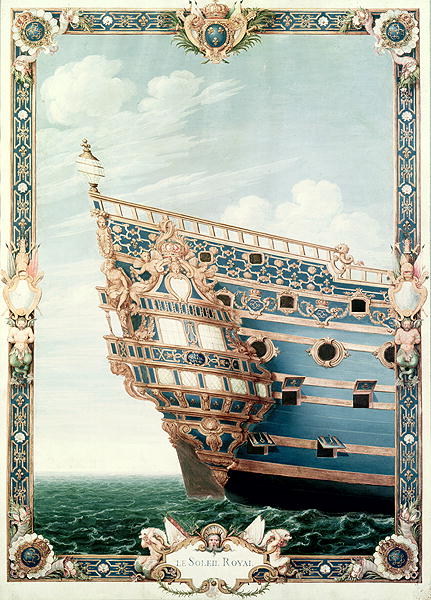
Poupe du Soleil Royal, Jean Bérain

###### Une collection qui porte sur l’ensemble des arts
La réplique romaine de la Vénus Genitrix est exposée au palais des Tuileries en 1678. En 1685, le roi acquiert à Rome, par l'intermédiaire de Poussin, les antiques Hermès rattachant sa sandale et Statue de Marcellus. Elles viennent s'ajouter à Artémis à la biche, dite Diane de Versailles, donnée à Henri II par le pape Paul IV en 1556, à l'Amazone blessée acquise par Louis XIV, à la succession de Mazarin et à la Vénus d'Arles qu'il s'est fait offrir par les édiles provençaux en 1683.

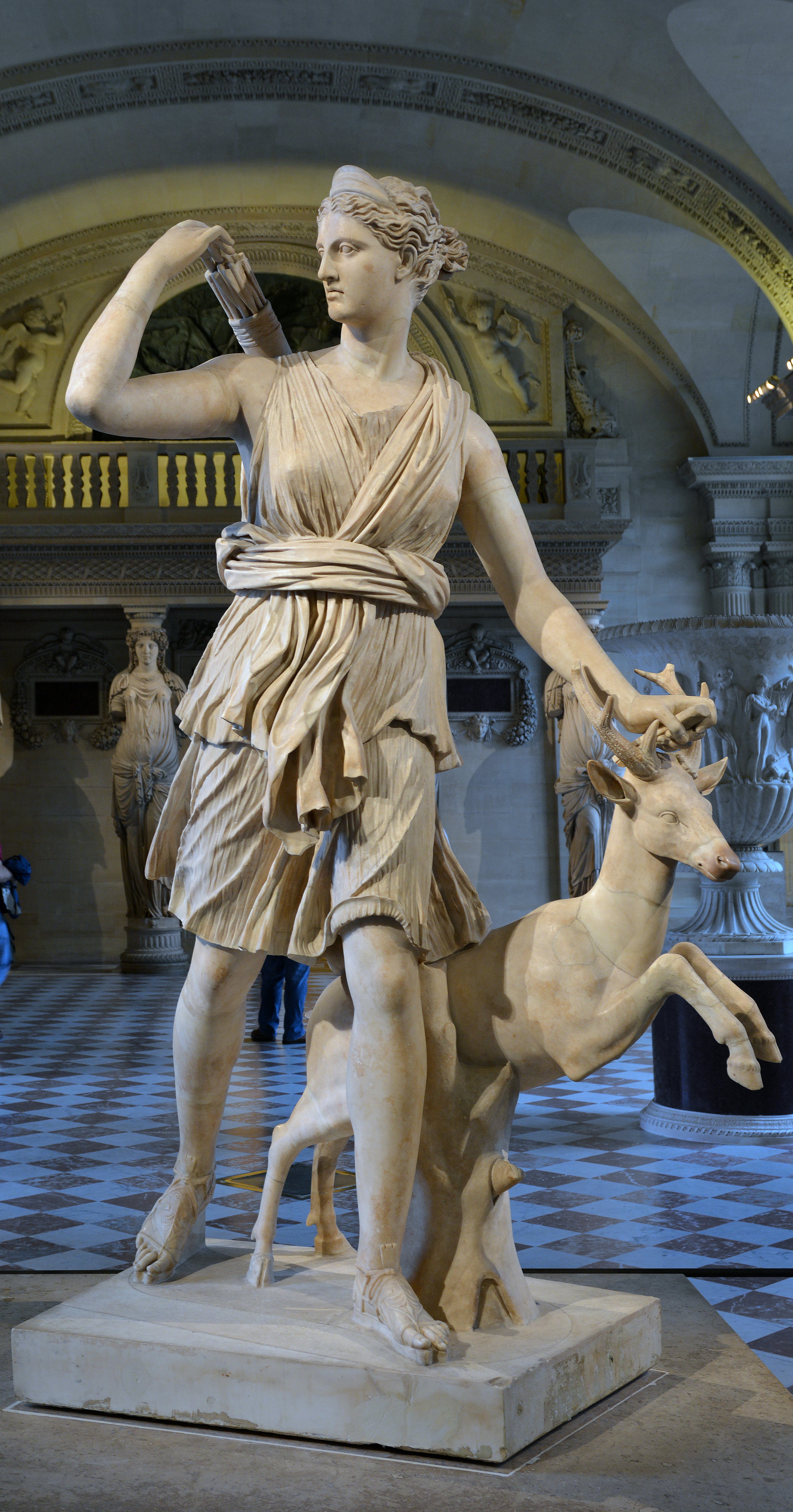
Artémis à la biche dite Diane de Versailles
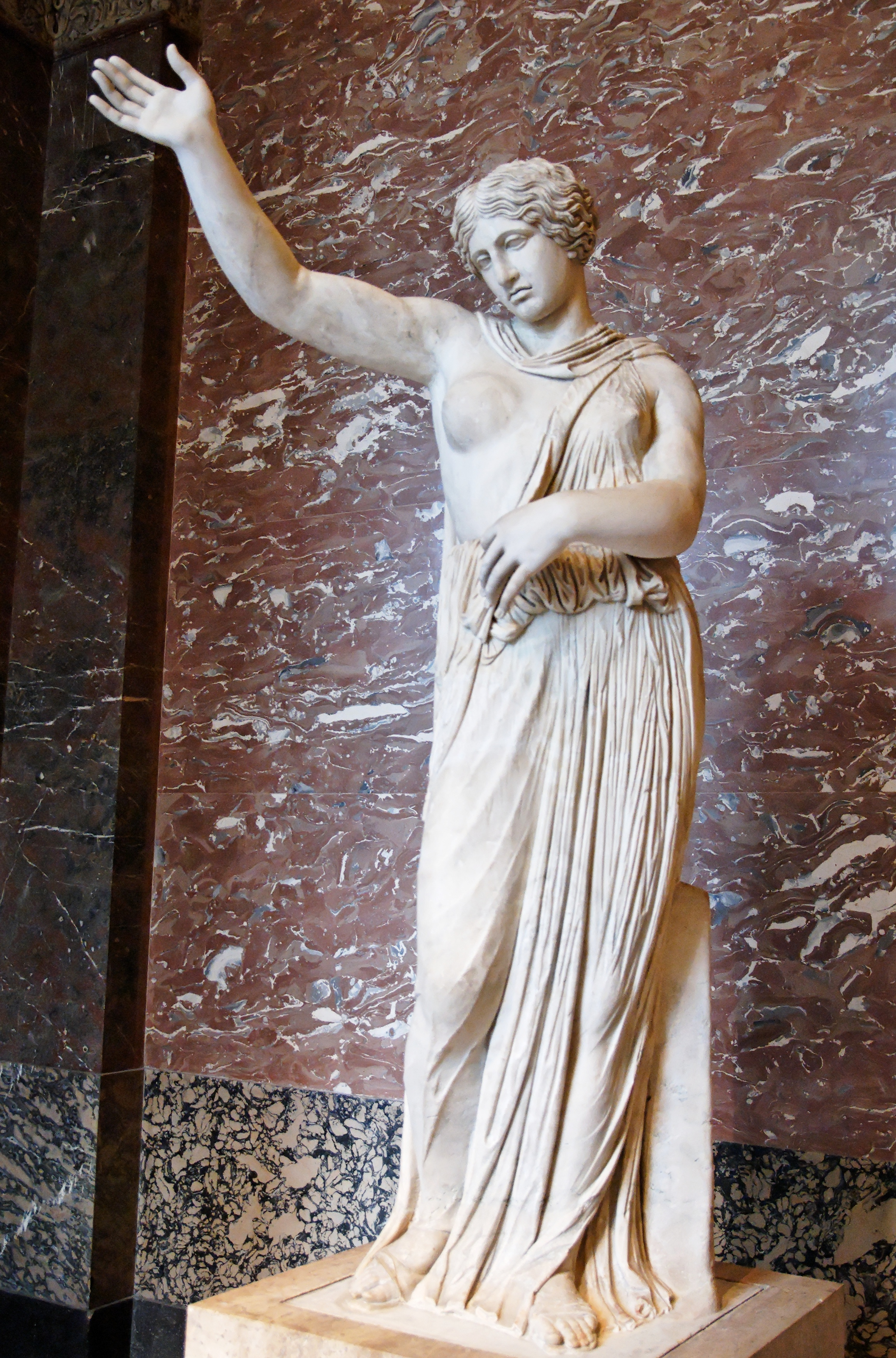
Amazone blessée
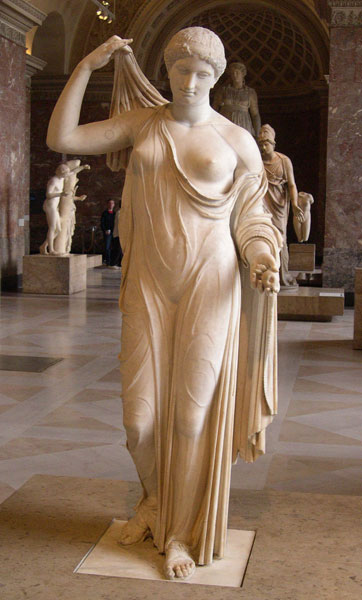
Vénus Genitrix
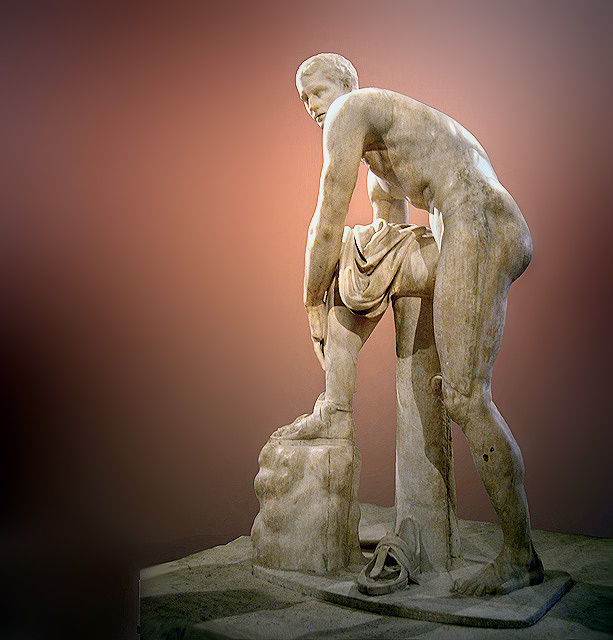
Hermès rattachant sa sandale
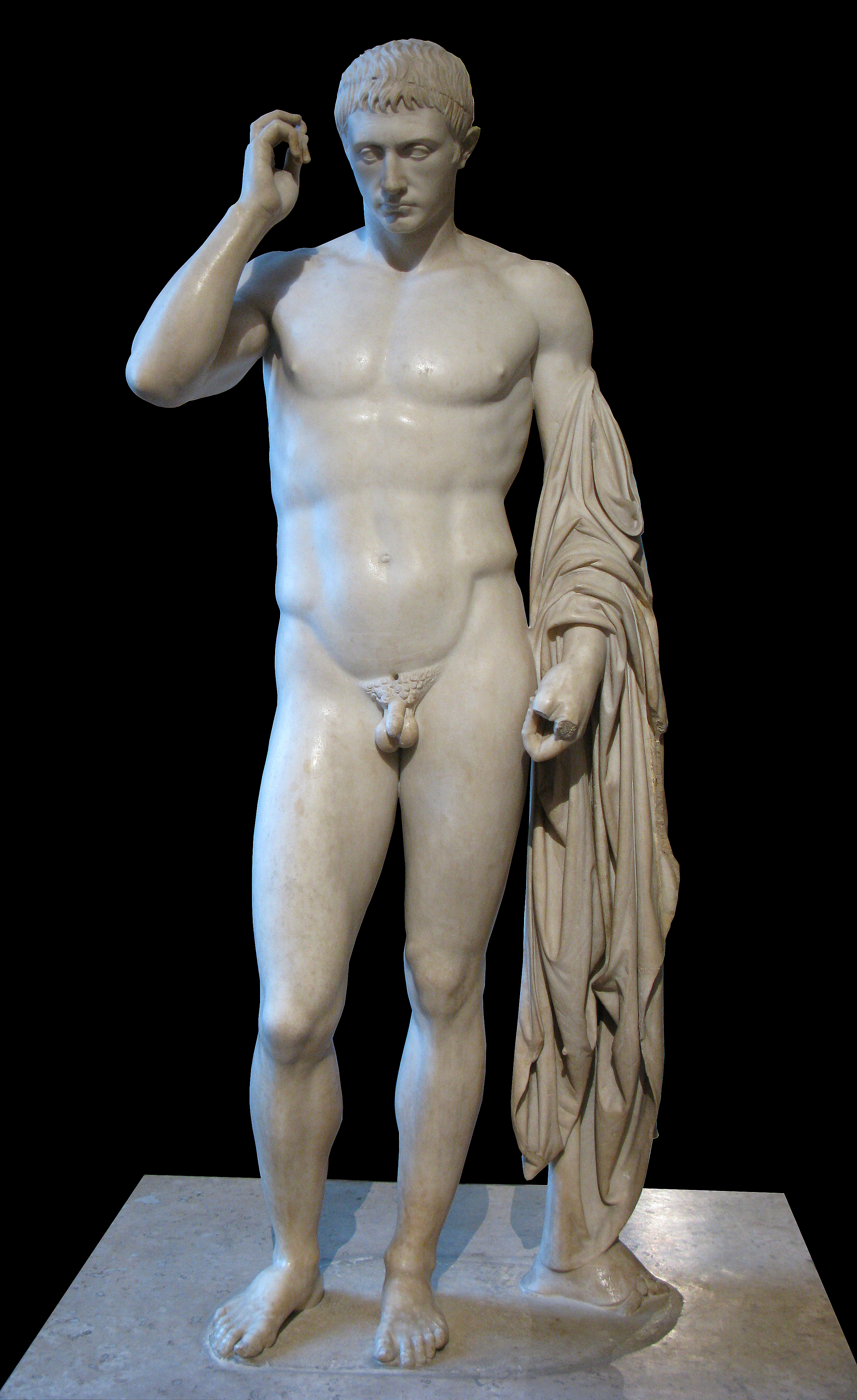
Statue de Marcellus
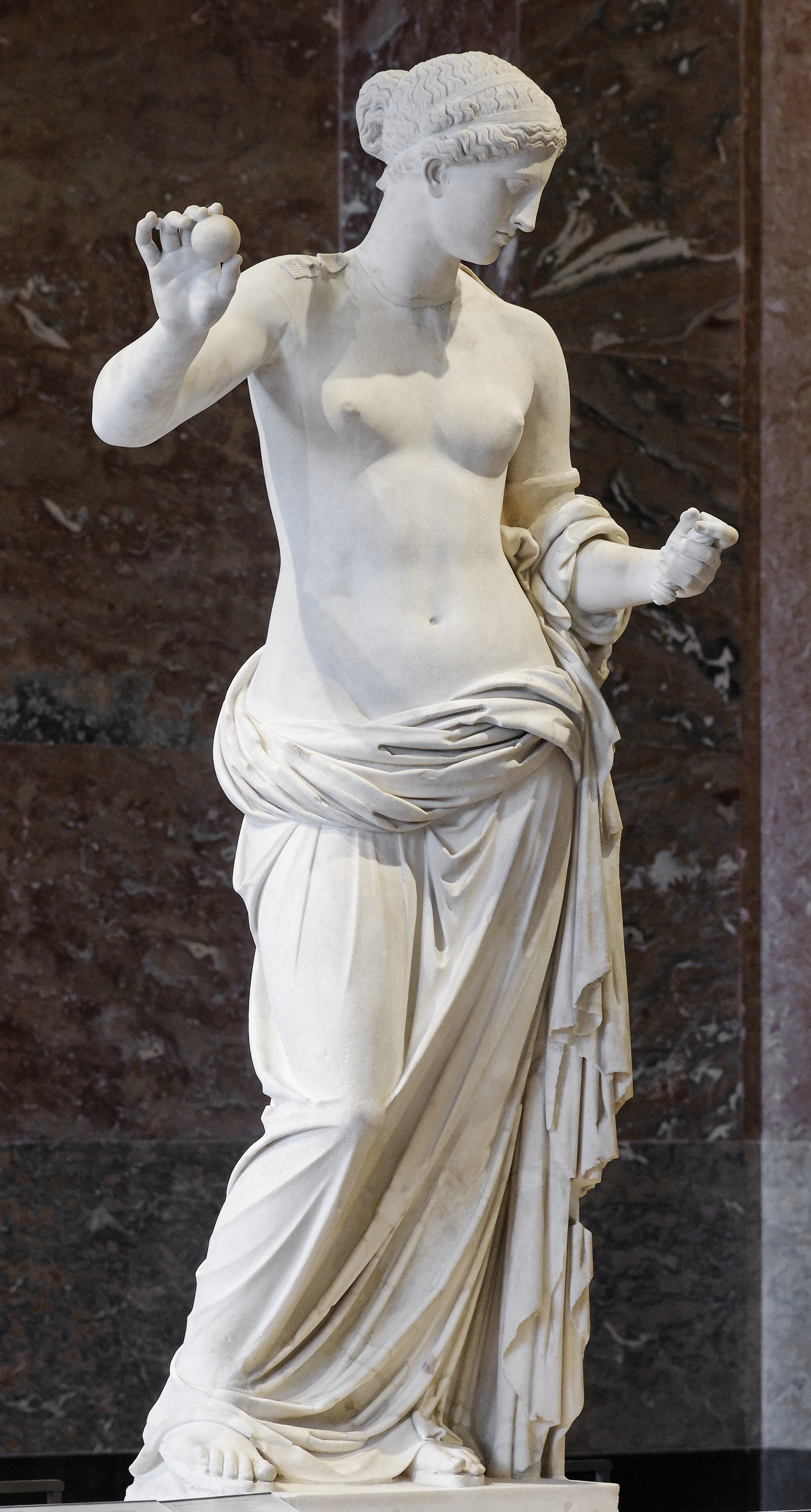
Vénus d'Arles

Louis XIV a constitué une collection de nombreux vases en pierres dures ou gemmes et de bronzes. Il a enrichi la collection des joyaux de la Couronne. Les gemmes et les joyaux rescapés sont exposés aujourd'hui dans la galerie d'Apollon.

###### Louis XIV collectionneur
Le roi, écrit Saint-Simon, « aima en tout la splendeur, la magnificence, la profusion » ; son goût personnel crée un nouveau style.
La création de l'Académie de peinture a fait naître un art officiel qui s'est progressivement séparé de celui des artistes les plus novateurs.
Si Louis XIV a aimé la peinture et a été un grand collectionneur par le nombre et la qualité, les tableaux ont d'abord été achetés pour décorer les châteaux royaux, et le plus grand de tous, le palais de Versailles où il a fait transporter, après 1681, les tableaux qui se trouvaient au Louvre, ce qu'ont montré les études de Arnauld Brejon de Lavergnée et d'Antoine Schnapper.
Ces châteaux sont meublés. André-Charles Boulle, ébéniste, doreur et sculpteur du roi entre 1672 et 1732, a mis au point un type de marqueterie caractéristique du style Louis XIV. En 1689, le roi a dû fondre son mobilier en argent pour financer la guerre de la Ligue d'Augsbourg. Après la mort de Charles Le Brun les arts décoratifs vont évoluer vers le style Régence.

##### LouisXV
Louis XV augmente peu les collections royales. En 1717, le Régent fait retenir le portrait de Jean II le Bon, le plus ancien tableau représentant un personnage de profil, pour la bibliothèque du roi. Il est entré dans les collections du Louvre en 1925. En 1757, il fait transporter au Louvre le Portrait de Charles VII qui se trouvait à la Sainte-Chapelle de Bourges.
Il a acquis des œuvres en 1742 à la succession de Victor-Amédée Ier de Savoie-Carignan, prince de Carignan : le Tournoi, la Fuite de Loth de Rubens, l’Ange Raphaël quittant Tobie de Rembrandt, la Vierge au voile de Raphaël, la Vierge au coussin vert de Solario, des peintures du XVIe siècle.

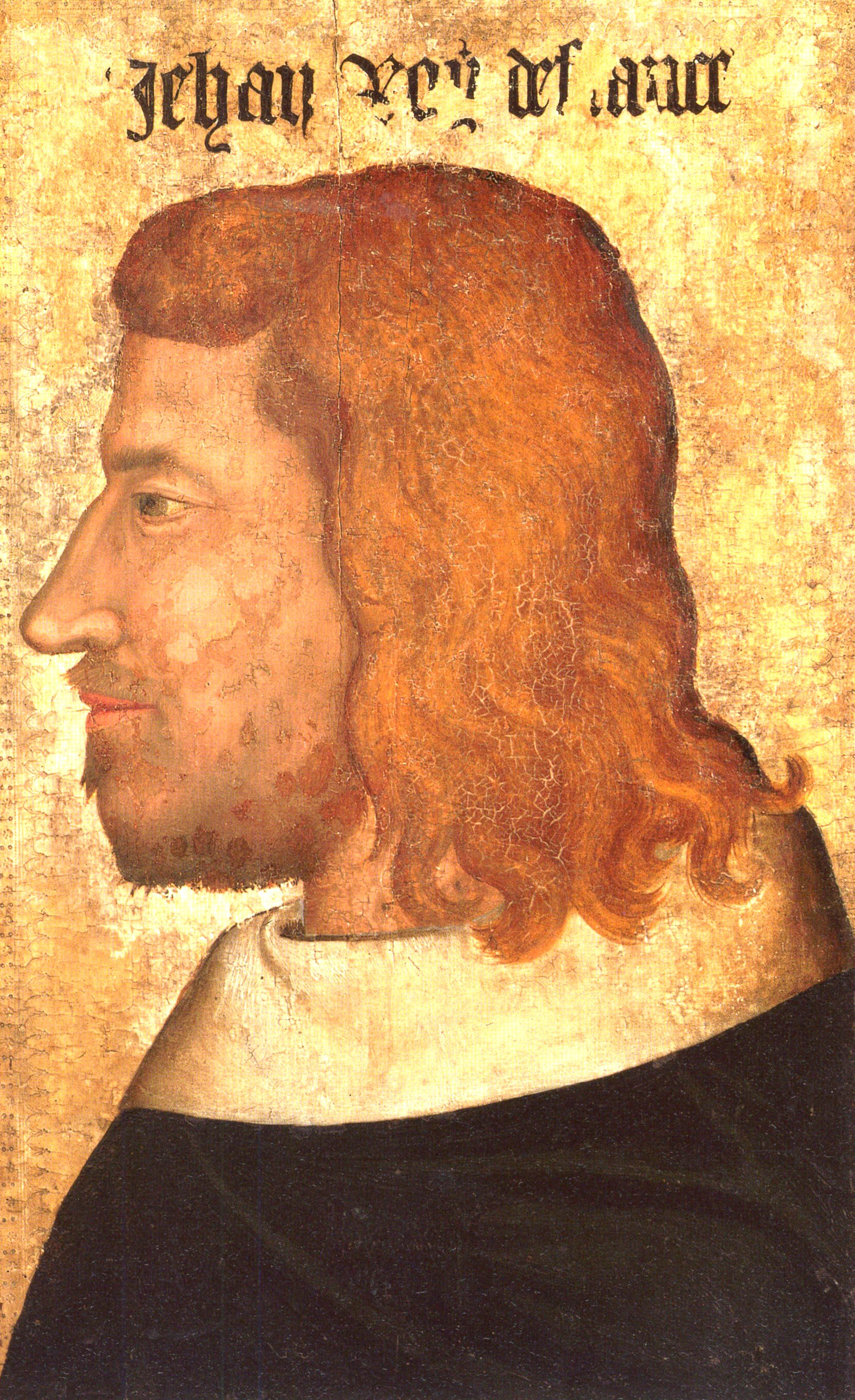
Portrait du roi Jean II le Bon, Girard d'Orléans (?) (vers 1350)
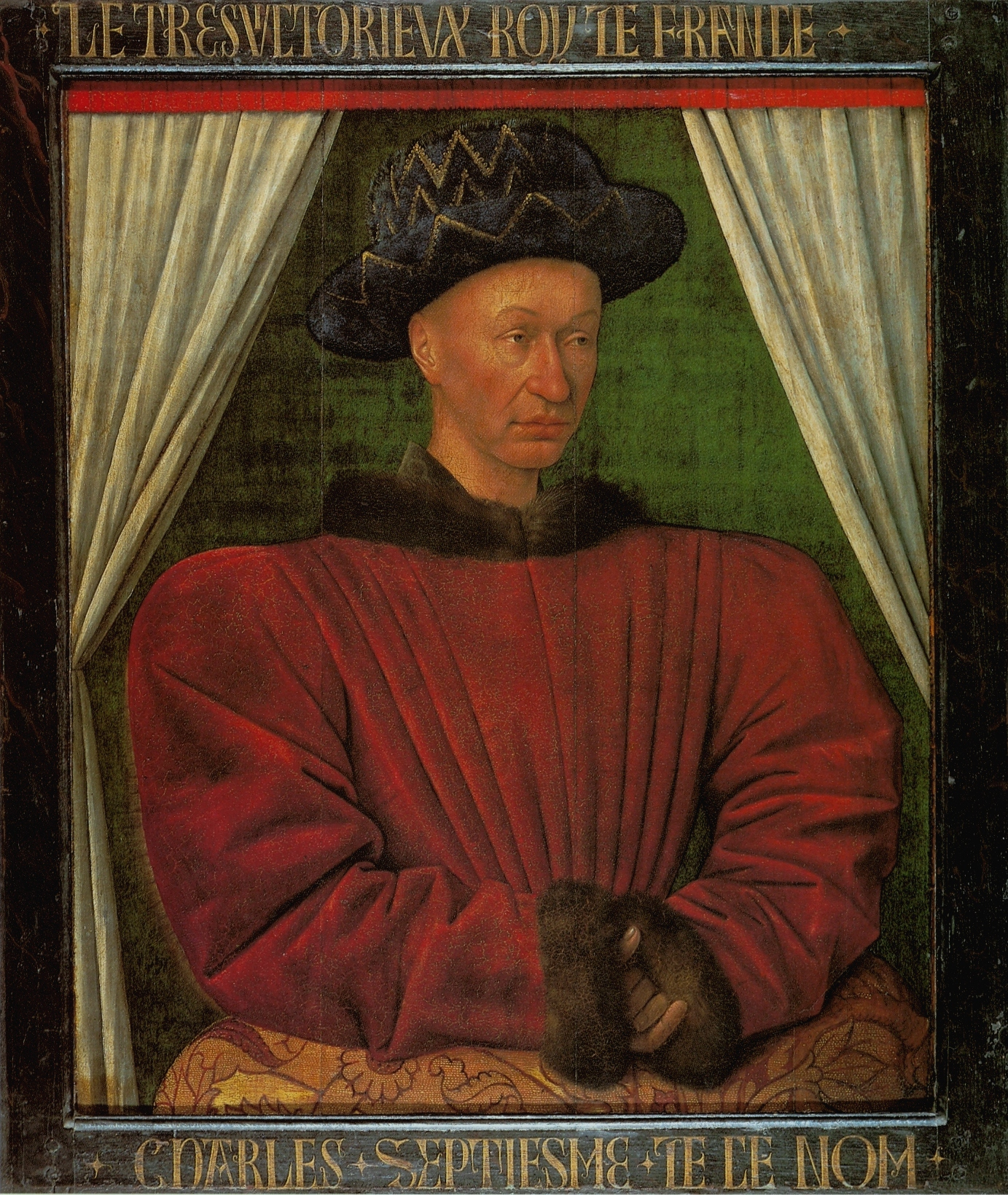
Portrait de Charles VII, roi de France, Jean Fouquet
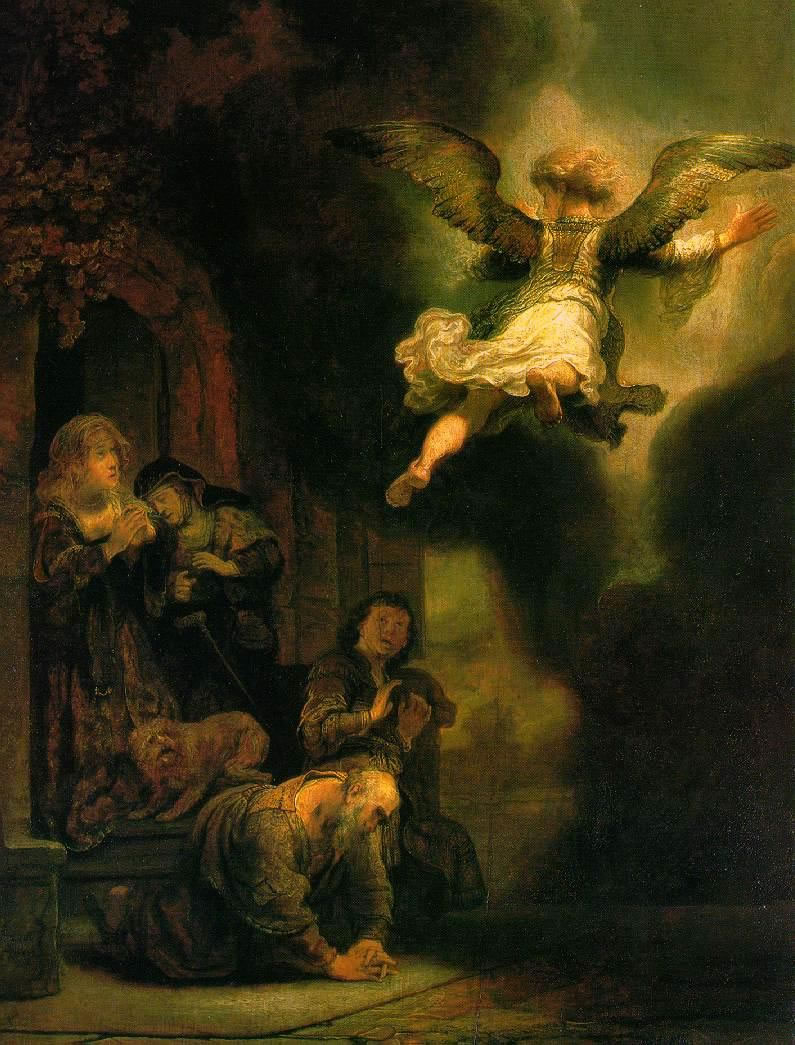
Ange Raphaël quittant Tobie, Rembrandt
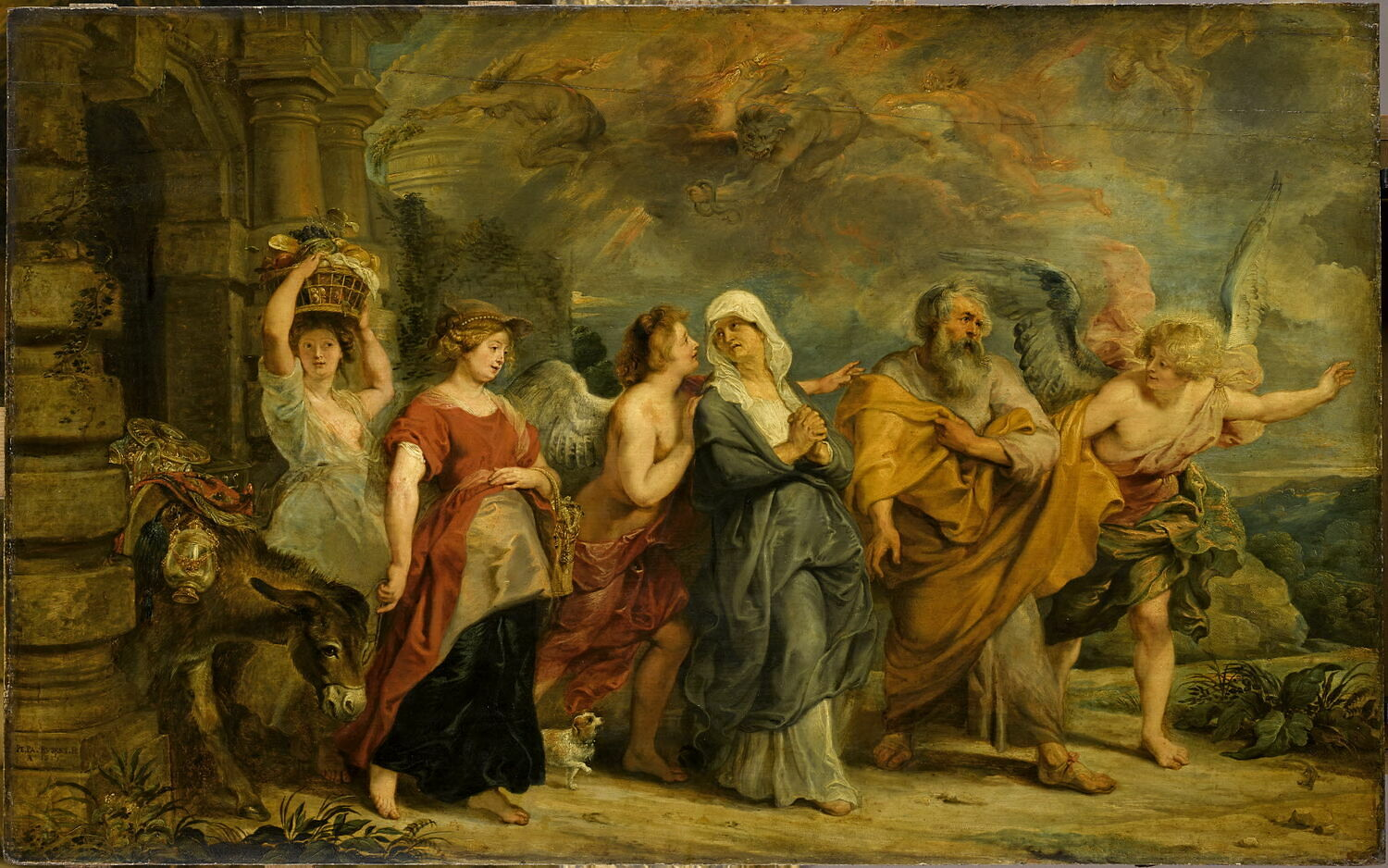
Fuite de Loth, Pierre Paul Rubens
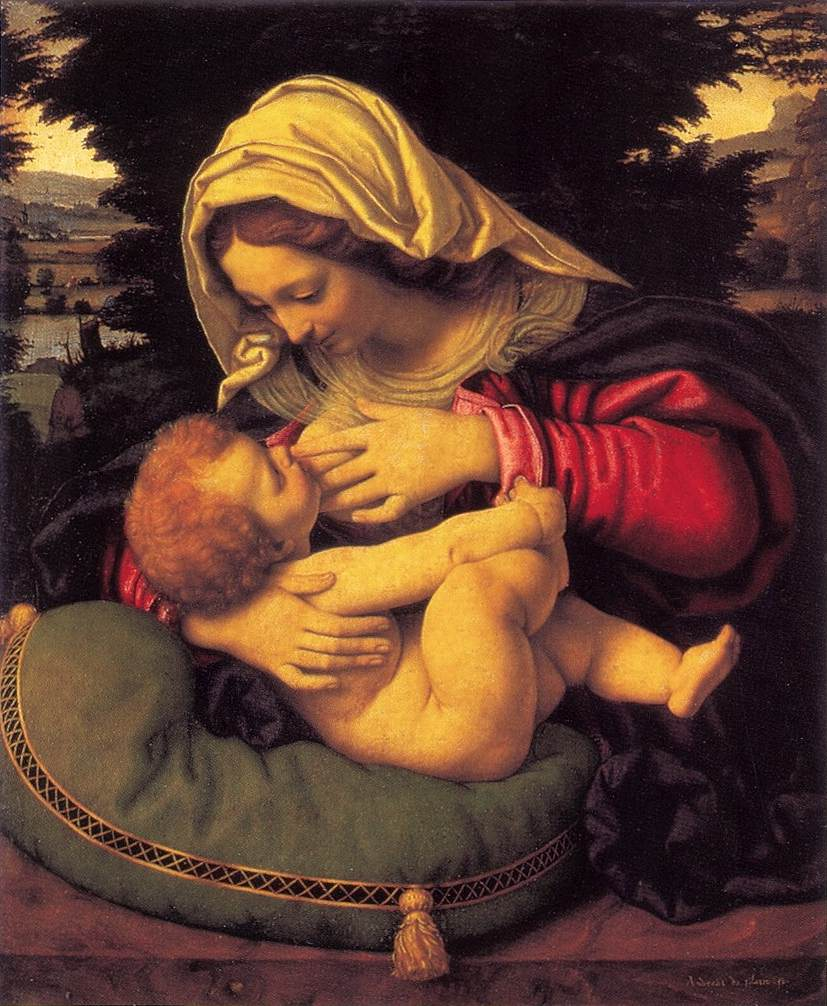
Vierge au coussin vert, Andrea Solario
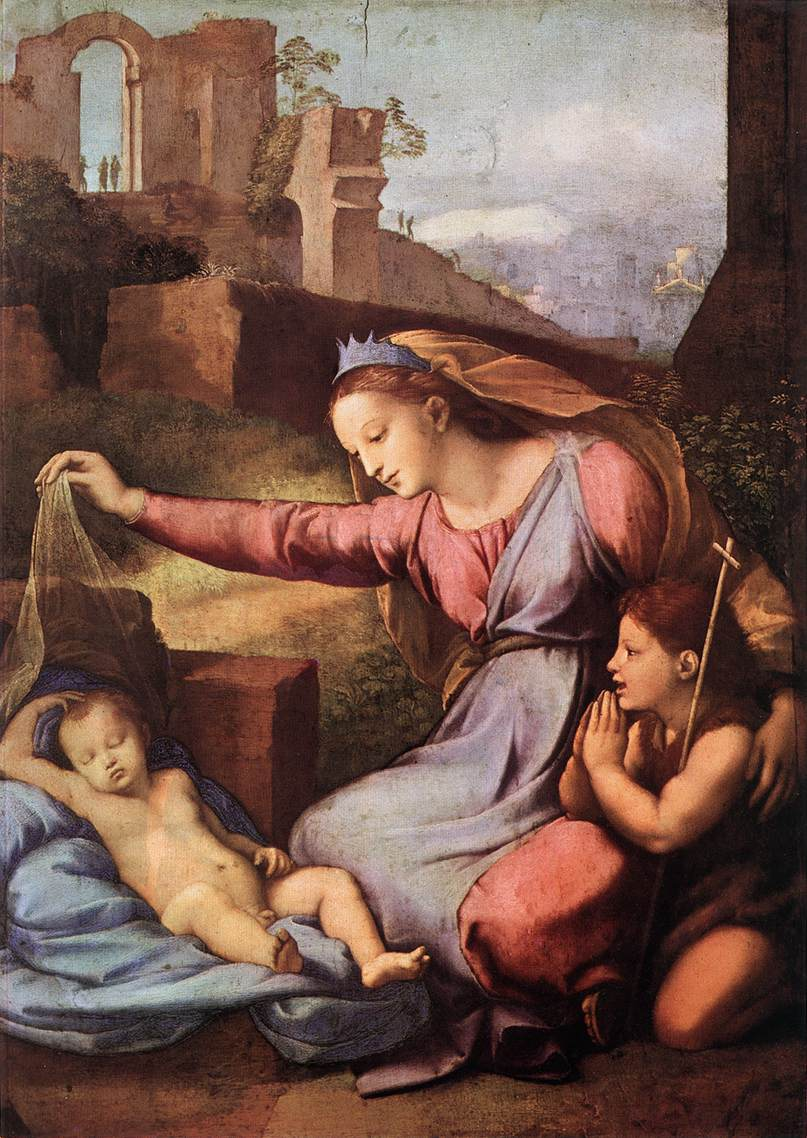
Vierge au voile, Raphaël

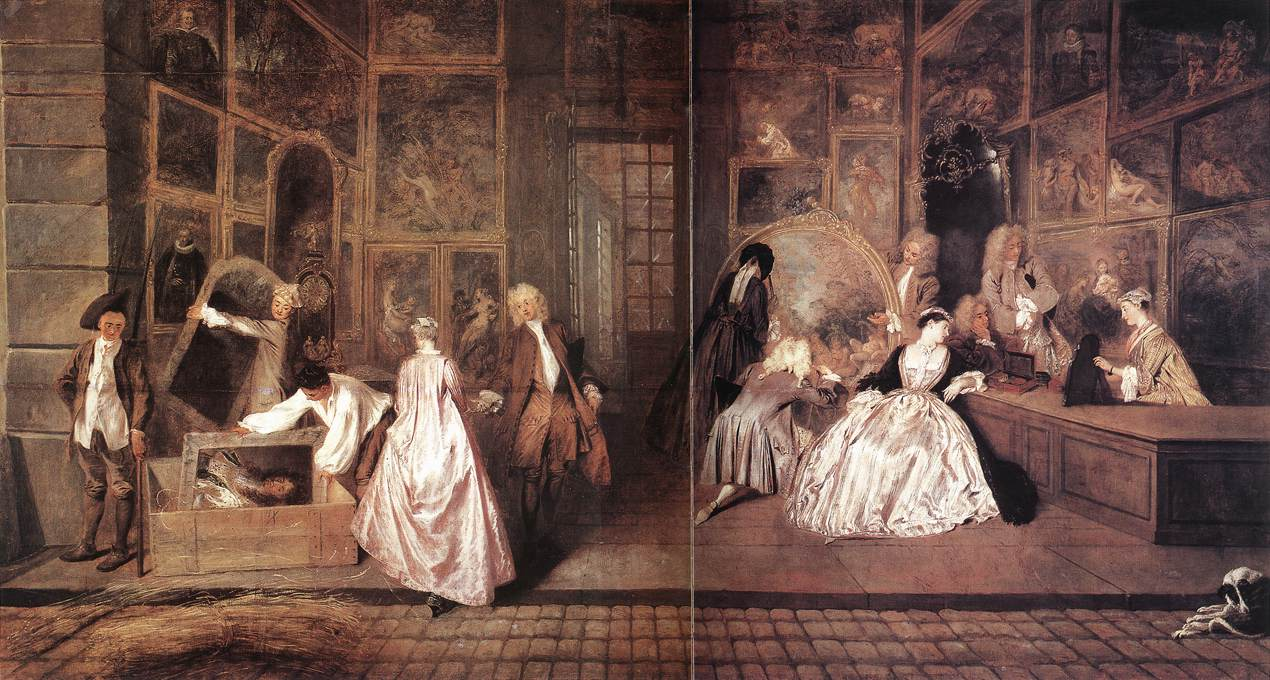
L'enseigne de Gersaint,
Jean Antoine Watteau
château de Charlottenburg, Berlin

En 1704, Pierre Crozat installe sa collection de 19 000 dessins et 400 tableaux dans son hôtel de la rue de Richelieu. Le goût a changé. Les grandes peintures de l'école de Charles Le Brun ne conviennent plus pour la décoration des hôtels particuliers. La bourgeoisie se tourne vers des tableaux plus petits pour les petits appartements décorés de boiseries claires. À la pompe du Grand Siècle, on préfère les sujets galants, les petits maîtres hollandais ou flamands. Les Hollandais ont créé le marché de l'art. Des marchands comme Edmé-François Gersaint sont allés étudier le système de vente aux enchères des œuvres d'art en Hollande. Paris et Amsterdam sont les deux plus grands marchés de tableaux d'Europe.
Les dépenses des guerres vont empêcher l'achat de la moindre toile de la collection de Pierre Crozat et de la collection du comte de Thiers. Elles vont augmenter la collection de l'impératrice de Russie Catherine II, ce que déplore l'expert Rémy dans la vente de la collection Tallard, en 1756. L'impératrice Catherine II a pour démarcheur à Paris Denis Diderot. Le baron Stroganoff y a acheté des tableaux qui ont enrichi la collection d'œuvres d'art qui se trouvaient dans le palais Stroganov.

##### LouisXVI
Louis XVI reprend les achats de tableaux pour les collections royales.
Après 1775, le comte d'Angivillier, nommé directeur des Bâtiments en 1774, entreprend d'acheter des tableaux pour la collection de la Couronne afin d'en combler les lacunes pour pouvoir montrer au public l'ensemble le plus complet possible des écoles de peinture. Il achète, dès 1775, à madame du Barry, le tableau Portrait de Charles Ier de van Dyck. Le principal fournisseur de tableaux est Jean-Baptiste Pierre Le Brun (1748-1813), le mari de madame Vigée-Lebrun. Il va procurer au roi deux tableaux de Jordaens, Le roi boit et Les Jeunes piaillent comme chantent les Vieux…. En 1782, il vend au roi le tableau de Murillo, Le Jeune Mendiant. Louis XVI a acheté plusieurs tableaux de Murillo, La Sainte Famille (dit La Vierge de Séville), La Prière au jardin des Oliviers et Le Christ à la colonne et saint Pierre. D'Angivillier va profiter de la suppression des établissements des Jésuites aux Pays-Bas autrichiens pour acheter des tableaux alors proposés à la vente. L'achat par un certain Bosschaert du tableau L'Adoration des Mages de Rubens aux religieuses Annonciades va nécessiter l'intervention de l'ambassadeur de France à Bruxelles pour obtenir l'autorisation de son exportation. Il a acheté en 1784 au comte de Vaudreuil quatre tableaux de l'école flamande : Rubens, Portrait d'Hélène Fourment et de ses enfants ; Jordaens, Les Quatre Évangélistes ; van Dyck, Portrait de Jean Richardot et de son fils ; et David Teniers le Jeune, L'archiduc Léopold à la chasse au héron. En 1785, le marchand d'art Alexandre Joseph Paillet achète pour lui l'Autoportrait à la toque sur fond d'architecture de Rembrandt, qui sera exposé lors de l'exposition inaugurale de 1793. Il fait aussi entrer des peintures de maîtres français que le goût académique avait méprisés : Le Nain, La Forge ; Philippe de Champaigne, La Cène ; Le Sueur, La Vie de saint Bruno, achetée aux chartreux en 1776, ainsi que la Chambre des muses et le Cabinet de l'amour qui se trouvaient à l'hôtel Lambert.

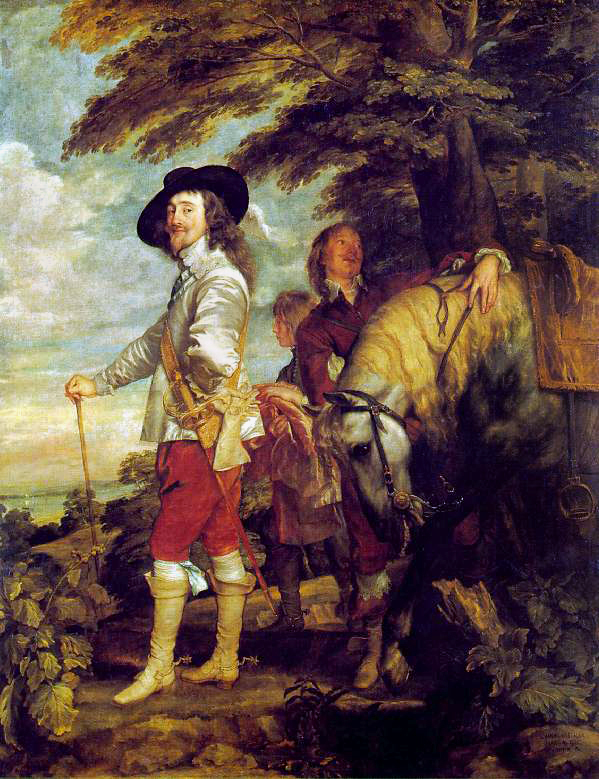
Charles Ier à la chasse, Antoine van Dyck
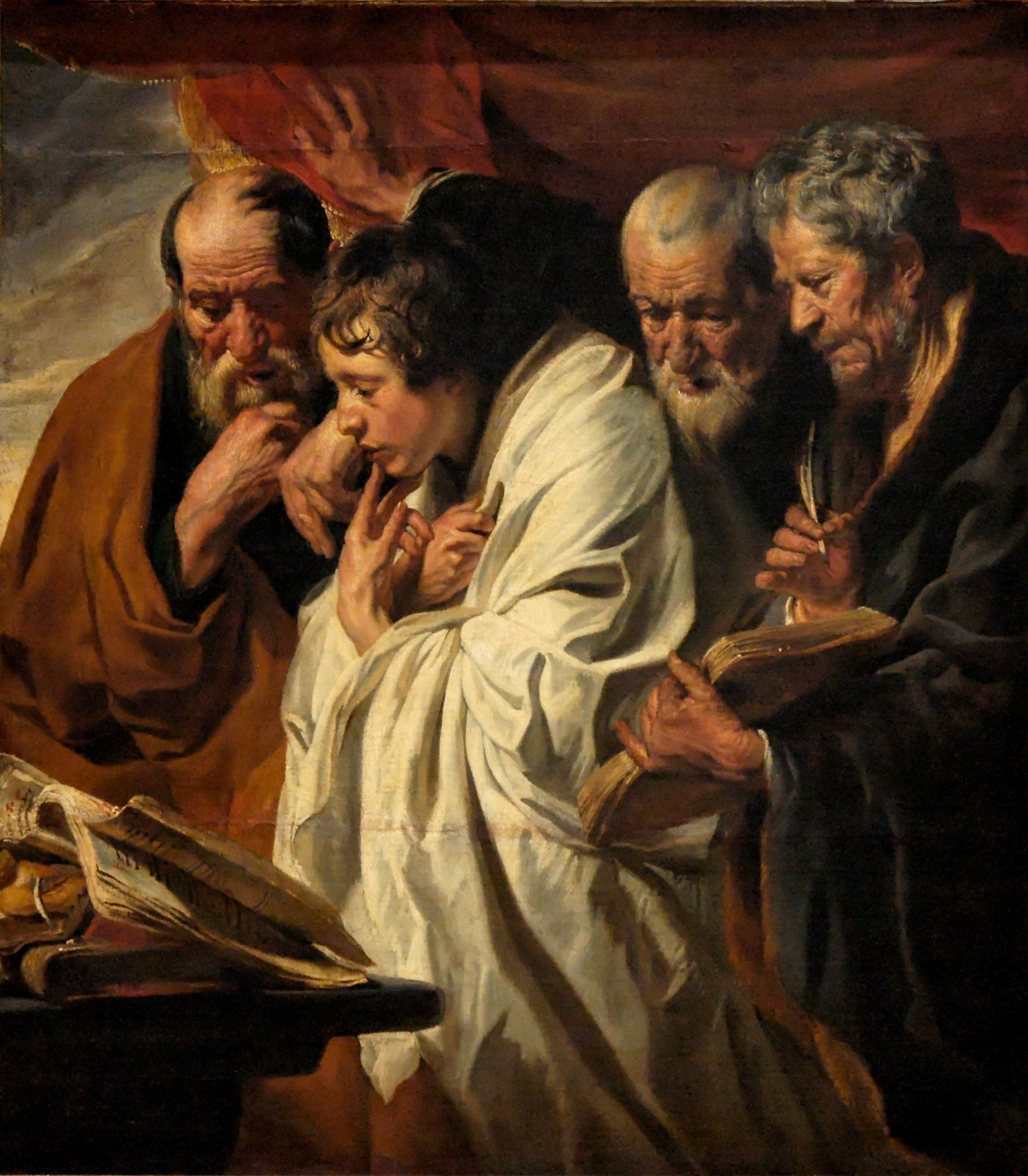
Les Quatre Évangélistes, Jacob Jordaens
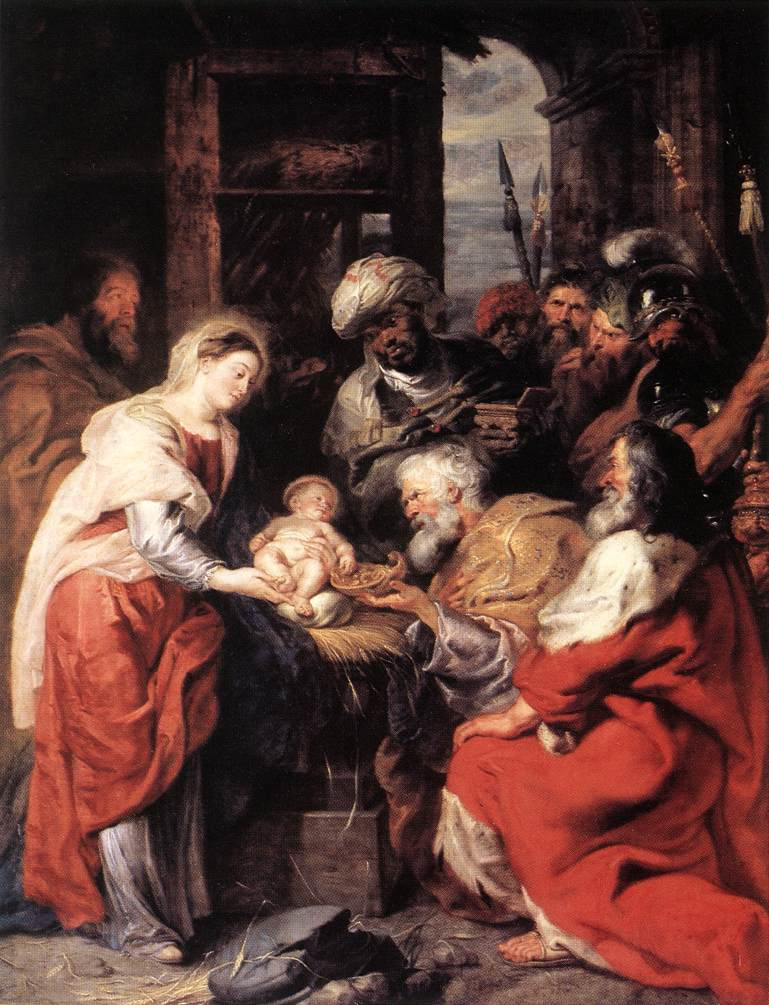
L'Adoration des Mages, Pierre Paul Rubens
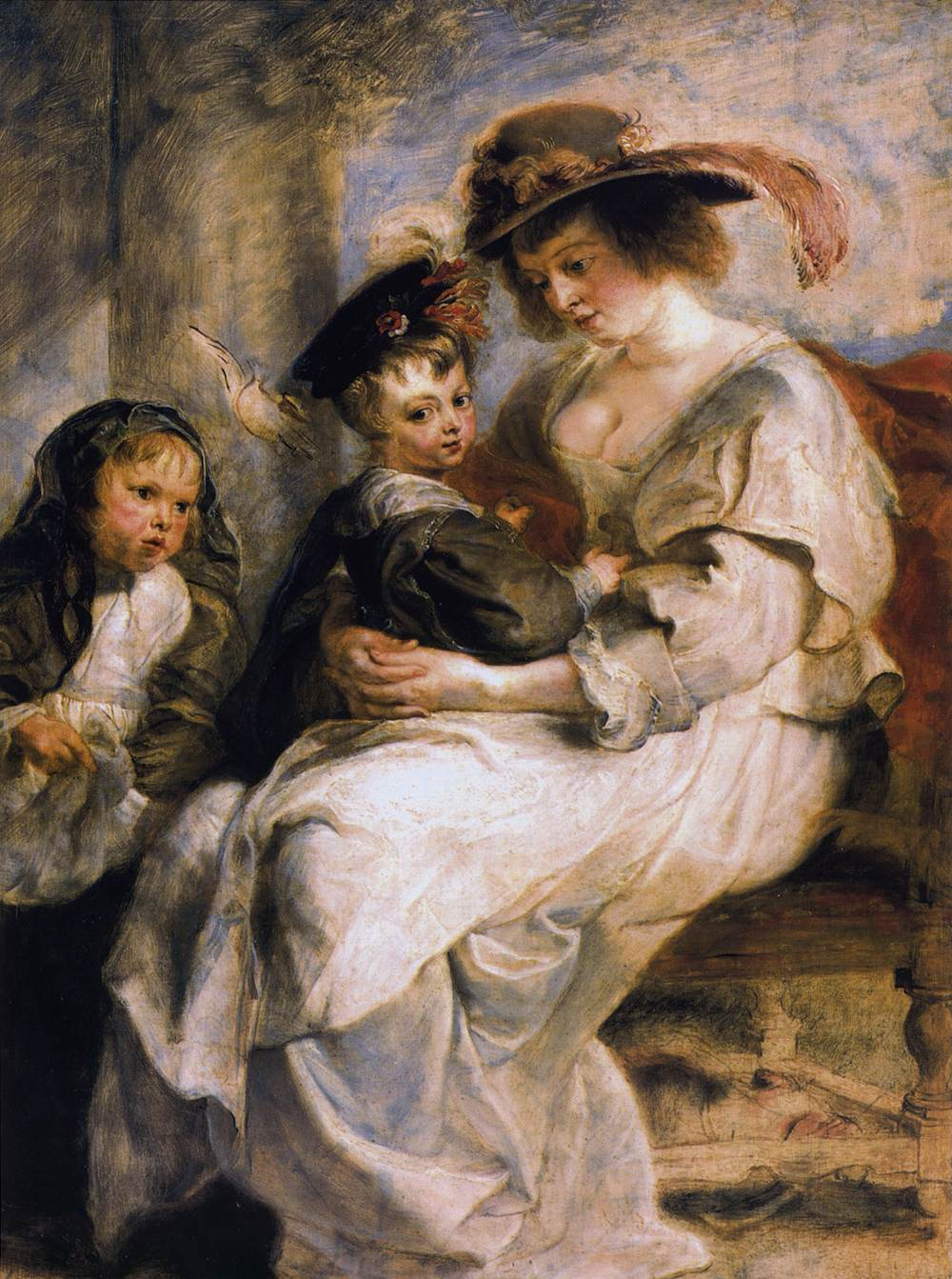
Hélène Fourment et ses enfants, Pierre Paul Rubens
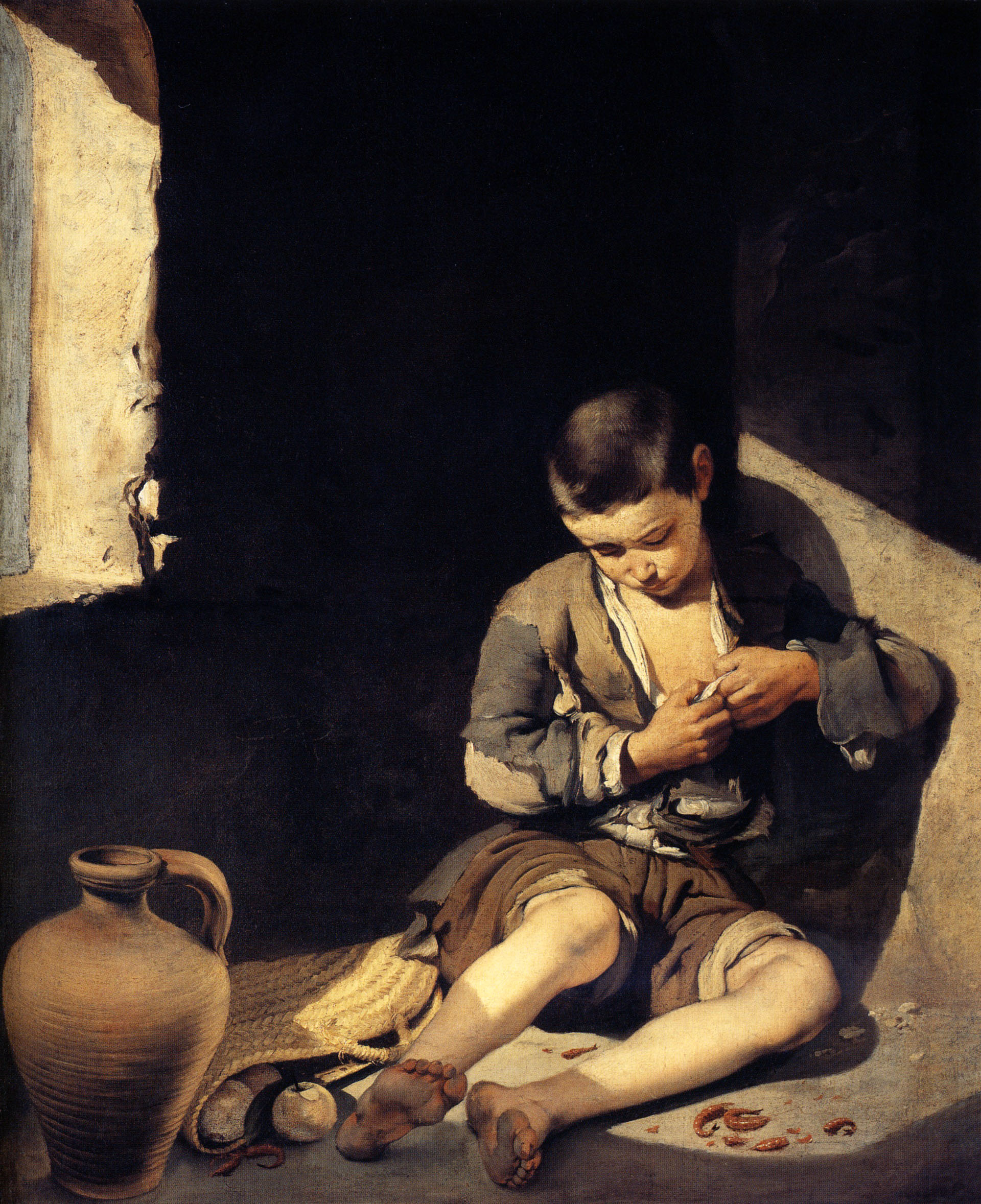
Le Jeune Mendiant, Bartolomé Esteban Murillo
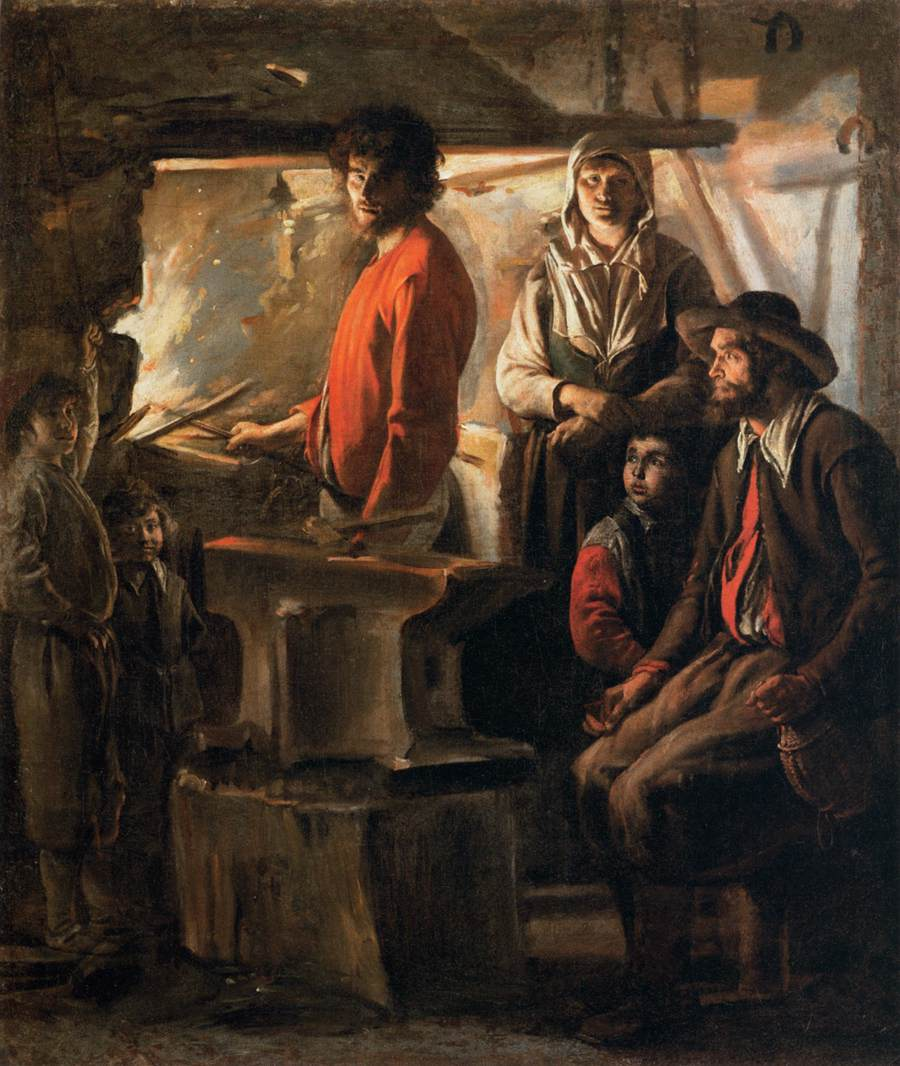
La forge, Louis Le Nain

Le goût en art dépend de son époque et de ses orientations sociales. La critique d'art peut varier, sur une œuvre ou sur un peintre, des épithètes les plus élogieuses aux critiques les plus malsonnantes. On avait reproché à Louis XV son indifférence au bien public. Sous Louis XVI l'administration chargée des Beaux-Arts se préoccupa de l'éducation vertueuse du peuple. Monsieur Hautecœur fit remarquer que le comte d'Angivillier « montrait à l'égard de la vertu un zèle d'autant méritoire qu'il ne lui devait point ses hautes fonctions ». Il acheta des tableaux de Greuze, de Vernet, de Vien pour « ranimer les vertus et les sentiments patriotiques ». Jacques-Louis David reçut en 1784 la commande du roi pour le Serment des Horaces.

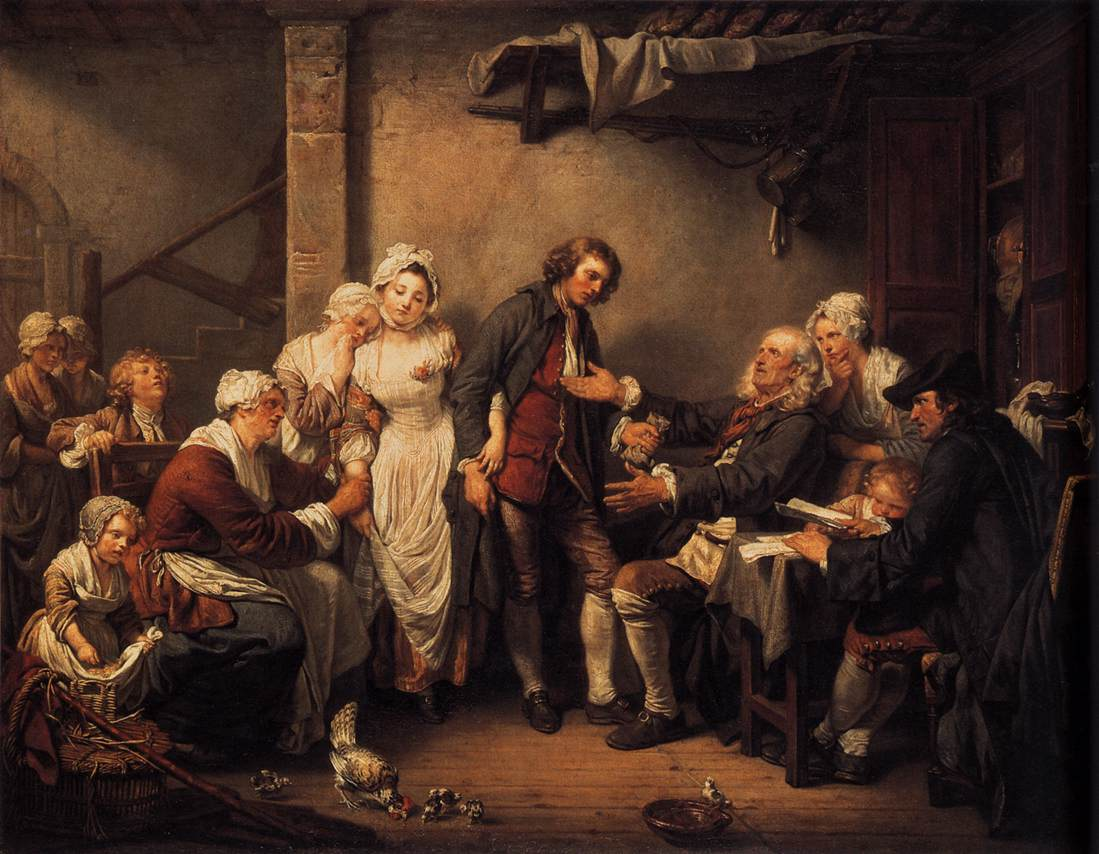
L'Accordée de Village, Jean-Baptiste Greuze
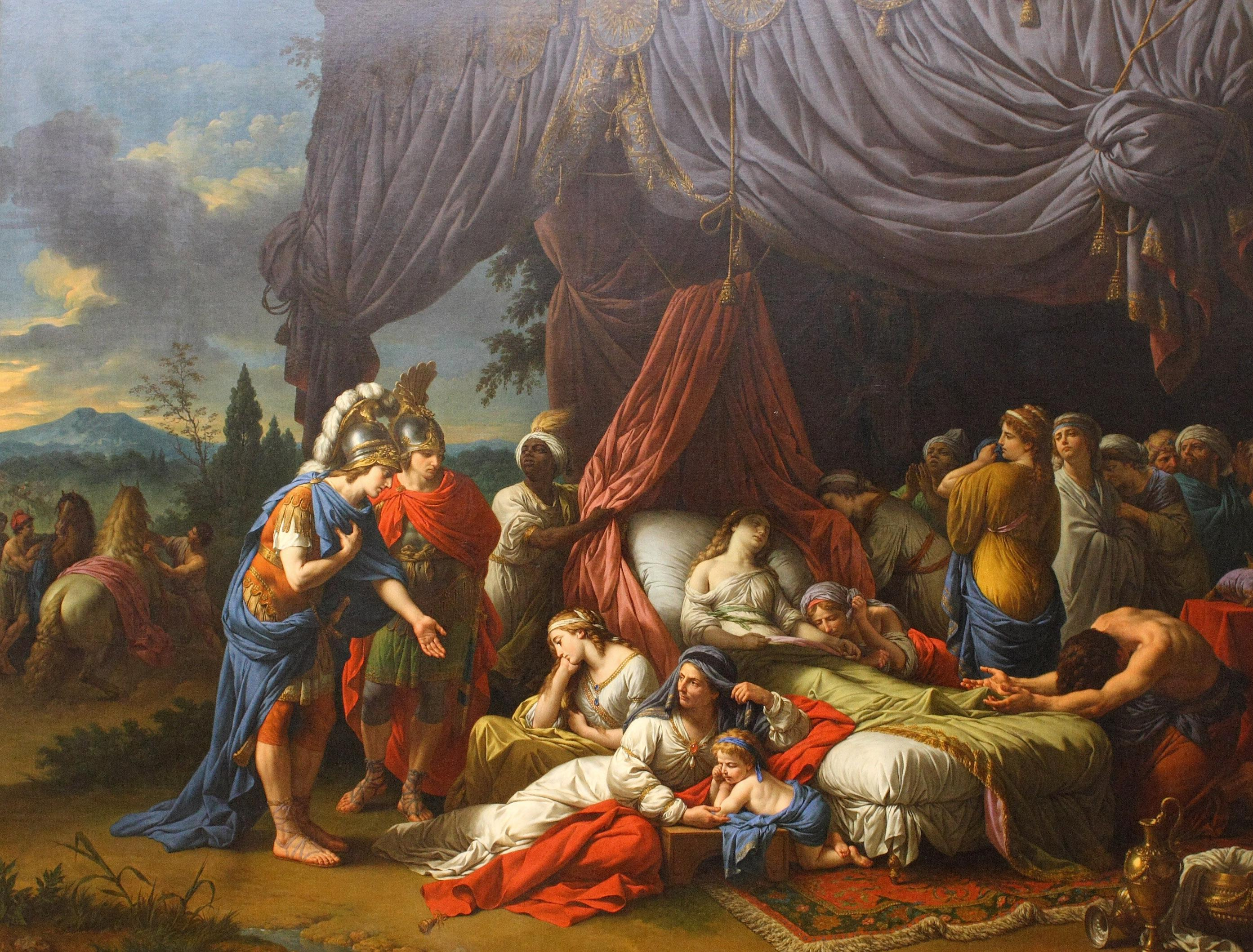
La mort de la femme de Darius, Louis Jean François Lagrenée
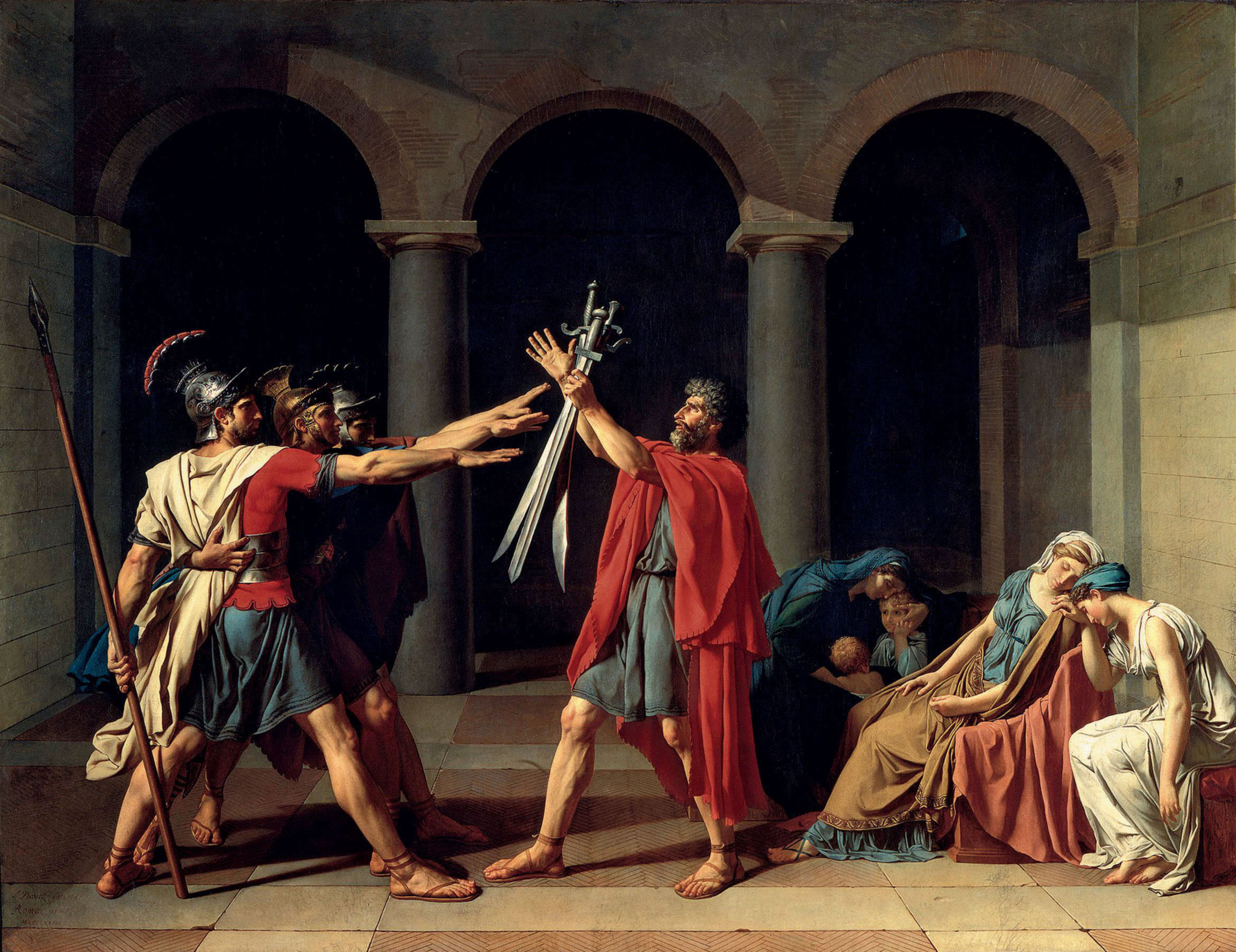
Le Serment des Horaces, Jacques-Louis David

Le goût revint aux peintres italiens du Seicento, Guido Reni, Procaccini, Giuseppe Maria Crespi, Domenico Fetti…
Le comte d'Angivillier a aussi mis en place une politique de restauration des objets d'art. Il a fait refaire les cadres des tableaux sur lesquels sont indiqués le nom du peintre et leur sujet. Alexandre Lenoir lui rendit justice : « D'Angivillier leur avait fait faire des cadres qui sans ajouter à leur valeur, leur donnaient de l'éclat ».
On n'oublie pas d'acheter des dessins pour enrichir le Cabinet du Roi. À la vente de la collection Mariette comprenant quelque 10 000 feuilles le roi n'en a pas acheté la totalité, mais sur les instances de Charles-Nicolas Cochin, garde des dessins du Cabinet, il en choisit 1 266 pièces pour la somme de 52 000 livres.

#### Premiers projets de musée
C'est sous le règne de Louis XIV que naît l'idée de faire du palais du Louvre un dépôt d'œuvres d'art appartenant à la couronne. Malgré le départ du roi pour le palais de Versailles, en 1681, quatre cents peintures continuent à être conservées au palais du Louvre, dans le salon du Dôme et dans la galerie d'Apollon et les Antiques avec les moulages envoyés par les pensionnaires de l'Académie de France à Rome sont déposés dans la salle des Caryatides. Bien que propriété du roi, les collections étaient visibles aux amateurs et artistes qui en faisaient la demande.
En 1746, Étienne La Font de Saint-Yenne se plaint de l'impossibilité de voir les tableaux de la collection du roi. En 1747, dans les Réflexions sur quelques causes de l'État présent de la peinture en France avec un examen des principaux ouvrages exposés au Louvre, ce mois d'août 1746 parues en 1747, il demande la création d'un musée accessible par tous. Ces protestations vont entraîner le transport de tableaux du dépôt de la Surintendance des bâtiments, à Versailles, au palais du Luxembourg, en 1750.

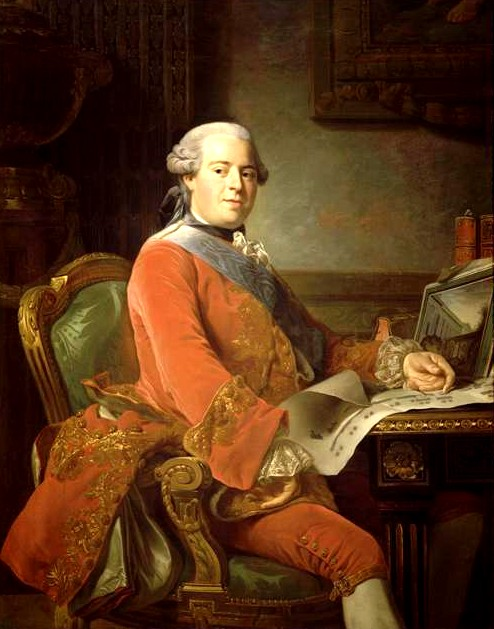
Le marquis de Marigny,
Alexandre Roslin.

Tout commence par une exposition provisoire des plus beaux tableaux de la collection royale, qui se tient dans la galerie royale de peinture installée au palais du Luxembourg de 1750 à 1779 et qui connaît un grand succès. Le marquis de Marigny demanda à Jacques Bailly (vers 1700-18 novembre 1768), peintre et garde des tableaux du roi à Versailles (fils de Nicolas Bailly (3 mai 1659-13 novembre 1736) et père de Jean Sylvain Bailly, tous les deux gardes des tableaux de la Couronne), d'aménager l'appartement de la reine d'Espagne au palais du Luxembourg pour y exposer par roulement 110 tableaux et des dessins. Ce musée est ouvert le 14 octobre 1750. La galerie est visitable le mercredi et le samedi de chaque semaine, le matin depuis le mois d'octobre jusqu'au mois d'avril et l'après-midi le reste de l'année. La galerie Médicis est ouverte aux mêmes horaires. En 1778, le palais du Luxembourg est donné en apanage au comte de Provence. L'exposition est fermée en 1779. Les tableaux sont renvoyés en dépôt à la Surintendance des bâtiments, à Versailles, où Louis-Jacques Durameau, peintre ordinaire du roi, en fait l'inventaire en 1784.
En 1765, dans le tome IX de l'Encyclopédie dirigée par Denis Diderot et D'Alembert, à l'article Le Louvre, après avoir regretté l'inachèvement des bâtiments, il dresse un programme pour un futur musée :

« L’achevement de ce majestueux édifice, exécuté dans la plus grande magnificence, reste toujours à désirer. On souhaiterait, par exemple, que tous les rez-de-chaussées de ce bâtiment fussent nettoyés & rétablis en portiques. Ils serviraient ces portiques, à ranger les plus belles statues du royaume, à rassembler ces sortes d’ouvrages précieux, épars dans les jardins où on ne se promène plus, & où l’air, le tems & les saisons, les perdent & les ruinent. Dans la partie située au midi, on pourroit placer tous les tableaux du roi, qui sont présentement entassés & confondus ensemble dans des gardes-meubles où personne n’en jouit. On mettrait au nord la galerie des plans, s’il ne s’y trouvait aucun obstacle. On transporteroait aussi dans d’autres endroits de ce palais, les cabinets d’Histoire naturelle, & celui des médailles. »

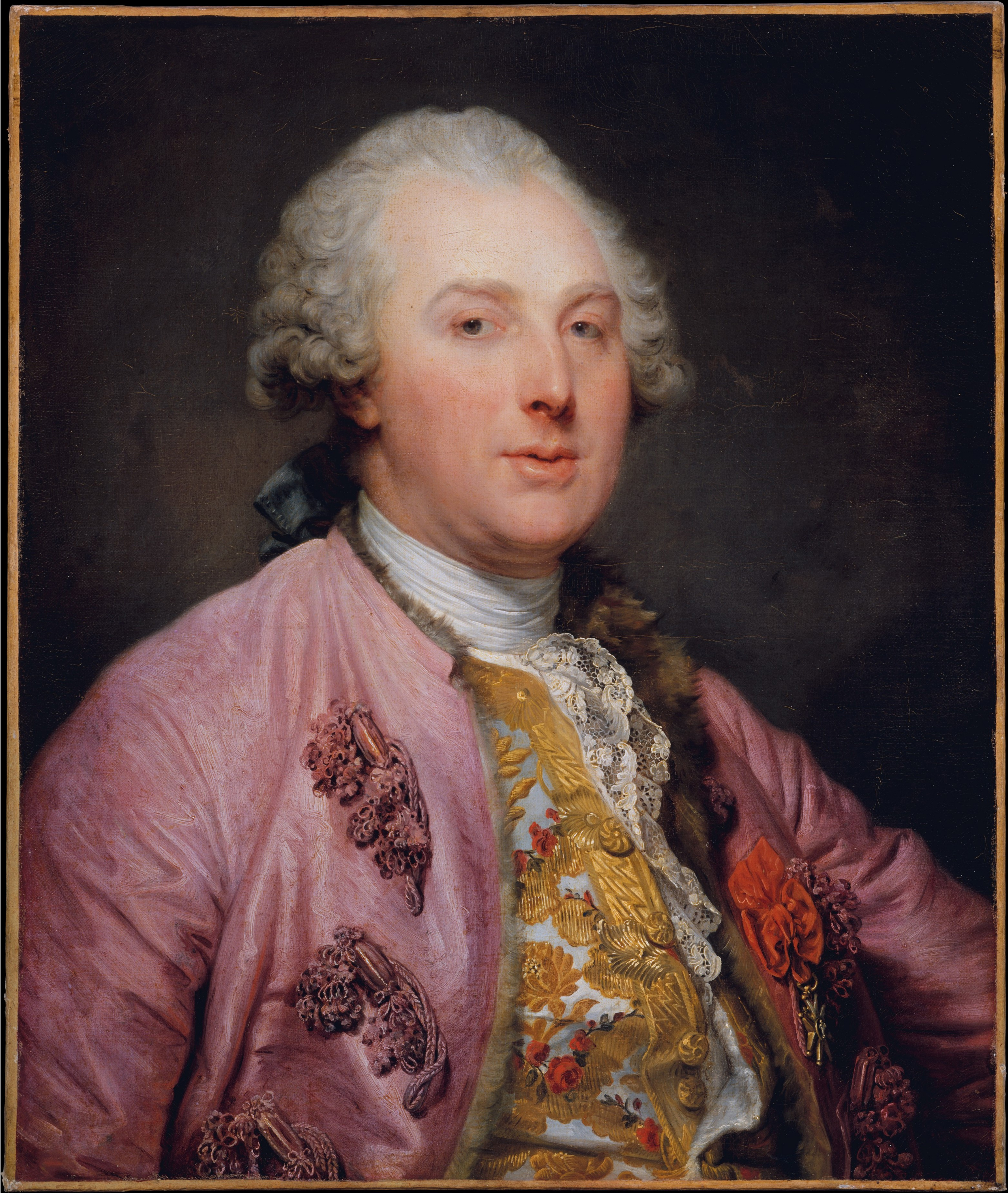
Le comte d'Angiviller,
Jean-Baptiste Greuze

Le marquis de Marigny, directeur général des Bâtiments du Roi, et son successeur, en 1775, le comte d'Angiviller élaborent alors le projet de faire du Louvre un musée permanent. Préfigurant dès 1776 cette ouverture et sur les conseils de Jean-Baptiste Marie Pierre, directeur de l’Académie royale de peinture et de sculpture, d'Angiviller s’efforce de renouveler la peinture d'histoire par plusieurs commandes de séries et vastes compositions exaltant les gloires nationales depuis le Moyen Âge, sur des sujets « propres à ranimer la vertu et les sentiments patriotiques » précurseurs du romantisme, confiées à de jeunes artistes tels que La mort de Du Guesclin de Nicolas Brenet de 1777 ou Henri IV faisant entrer des vivres dans Paris par Vincent de 1783, Musée du Louvre. De même, entre 1776 et 1787, il commanda une importante série de sculptures de grande taille représentant les grands hommes de la France, qui firent travailler les principaux sculpteurs du temps : Jean-Antoine Houdon, Augustin Pajou, Louis-Simon Boizot, Jean Joseph Foucou ou Félix Lecomte.
En 1777, la collection des plans-reliefs des forteresses du royaume qui était présentée dans la Grande galerie depuis 1697 avait été enlevée. Les tableaux qui se trouvaient au palais du Luxembourg y sont mis en dépôt en 1780, mais le roi donne l'ordre de regrouper dans les réserves de Versailles les 1 122 tableaux qui avaient été déposés au palais du Luxembourg. Jacques-Germain Soufflot fait les plans d'un nouvel escalier pour accéder à la Grande galerie construit par Maximilien Brébion à partir de 1781. Il propose un éclairage zénithal. Jean Sylvain Bailly qui avait remplacé en 1754 son père comme garde des tableaux de la Couronne, astronome et non peintre, dut abandonner son poste en 1783 au profit du premier peintre du roi, Jean-Baptiste Marie Pierre. Hubert Robert, un des peintres du roi, est alors désigné pour prendre en charge le projet de Musoeum dans la Grande galerie du Louvre. En 1785, des tableaux commencent à arriver de Versailles pour être déposés au Louvre comme le montre le catalogue qui est dressé.
Depuis 1725 l'Académie de peinture présente les tableaux de ses membres dans la grande salle du Louvre appelée Salon carré et qui a laissé son nom à l'exposition. Le Salon devient bisannuel en 1751. Le problème posé par la Grande galerie est celui de son éclairage. L'éclairage zénithal est jugé le meilleur, aussi, pour faire un essai, il est réalisé en 1789 dans le Salon Carré.
Alors que les collections de la Couronne avaient été peu enrichies pendant le règne de Louis XV, le règne de Louis XVI va être une des périodes les plus fécondes dans l'accroissement des collections. Pour permettre l'instruction du public, le comte d'Angiviller va acheter avec discernement des tableaux de toutes les écoles pour compenser les écoles peu représentées dans les collections de la Couronne. Les tableaux ont été achetés auprès des particuliers, des marchands et surtout dans les ventes publiques.
En 1787, les Parisiens attendent l'ouverture du Muséum comme le montre le Guide des amateurs et étrangers à Paris de l'abbé Thierry : « Cette galerie est destinée à faire un musée dans lequel seront placés les tableaux appartenant au roi qui se trouvent exposés également dans les magasins du Louvre et à l'hôtel de la surintendance de Versailles. Puissions-nous voir l'exécution d'un si glorieux projet, bien fait pour immortaliser celui qui l'a conçu : Monsieur le comte de La Billarderie d'Angiviller ».

### Musée central des arts de la République
Le 19 septembre 1791, un décret ordonne « le transport dans le dépôt du Louvre des tableaux et des monuments relatifs aux Beaux-Arts se trouvant dans les maisons royales ». Le projet se transforme en loi le 27 juillet 1793. L'inauguration a lieu le 10 août 1793, premier anniversaire de la chute de la monarchie, et l'ouverture définitive au public le 18 novembre 1793, le musée prenant le nom de Museum national des arts avant de s'appeler Musée central des arts de la République en mai 1796. Les conservateurs du Museum national des arts font un rapport sur leurs activités en 1793. Il ne comprend à son ouverture que la Grande galerie le long de la Seine où sont exposées les collections du roi, propriétés de la nation après l'abolition de la monarchie un an plus tôt, et les œuvres saisies chez les émigrés ou dans les églises.

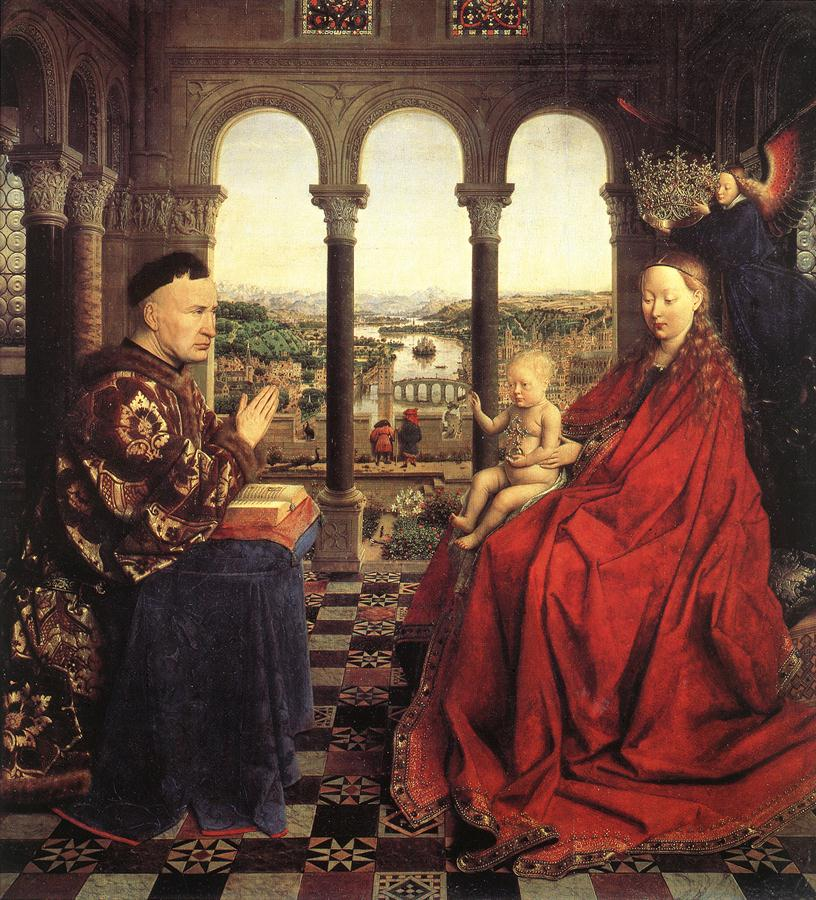
La Vierge du chancelier Rolin,
Jan Van Eyck -
Saisi dans la collégiale Notre-Dame du Châtel d'Autun en 1793, déposé au musée du Louvre en 1800.

La loi du 2 novembre 1789, prise à l'initiative de Mirabeau, avait déclaré que « le clergé n'est pas propriétaire à l'instar des autres propriétaires, puisque les biens dont il jouit et dont il ne peut disposer, ont été donnés non pour l'intérêt des personnes, mais pour le service des fonctions ». Les biens ecclésiastiques sont déclarés biens nationaux et remis aux administrations du département et du district. D'abord destinés à combler les déficits publics, on va rapidement se poser la question, à partir d'octobre 1790, de savoir si les œuvres d'art entrées en possession de la nation ne doivent être considérées que comme des marchandises. L'idée que l'État doit être un conservateur de ces œuvres au nom de l'histoire ou de l'instruction des générations s'impose. Le 13 octobre 1790, Talleyrand fait voter un décret par l'Assemblée pour que les départements inventorient et conservent ces ouvrages. En novembre 1790 est créée la Commission des monuments composée d'artistes et d'érudits qui envoie, entre décembre 1790 et juillet 1791, les quatre premières instructions qui codifient les règles de l'inventaire et de la conservation des ouvrages à protéger.
Dans un opuscule Projet tendant à conserver les arts en France, en immortalisant les évènements patriotiques et les citoyens illustres, publié le 15 janvier 1791 par Hendrik Jansen, traducteur hollandais de l'Histoire de l'art dans l'Antiquité de Winckelmann, il reprend ses propos faisant de la liberté une des principales causes de la prééminence des Grecs en art. Dans un discours prononcé devant le Conseil du département de Paris, le 15 décembre 1791, Armand de Kersaint suggère l'achèvement du palais du Louvre et la création du Musée : « Que Paris devienne l'Athènes moderne, et que la capitale des abus, peuplée d'une race d'hommes régénérés par la liberté, devienne par vos soins la capitale des arts ».
En mai 1791, le député Bertrand Barère demande que « la galerie du Louvre… devienne un Muséum célèbre, et qu'on y déploie les nombreux tableaux de Rubens et d'autres peintres illustres ». Le 26 mai 1791, l'Assemblée décrète : « Le Louvre et les Tuileries réunis seront le palais national destiné à l'habitation du roi et à la réunion de tous les monuments des sciences et des arts et aux principaux établissements de l'instruction publique »,. La même année Quatremère de Quincy publie Considérations sur les arts du dessin en France, suivies d'un plan d'Académie, ou d'école publique et d'un système d'encouragements écrit que la forme la plus favorable au développement des arts est la « forme populaire ou démocratique » et remarque « je m'aperçois que, sans y penser, j'ai presque tracé l'image de la Grèce ».
Des trésors d'églises disparaissent. Les objets qui restent du trésor de la Sainte-Chapelle et du trésor de Saint-Denis sont récupérés en 1791 pour être déposés au cabinet des médailles de la Bibliothèque du Roi. Ils sont remis en 1793 au nouveau Muséum national.

Le Parnasse,
Andrea Mantegna
Studiolo d'Isabelle d'Este
saisi dans le château de Richelieu en 1792.

La loi du 8 avril 1792 déclare que les biens des émigrés sont confisqués. Ils viennent s'ajouter aux biens de la Couronne et à ceux de l'Église.
L'insurrection du 10 août 1792 entraîne la destruction d'œuvres liées à l'ancienne monarchie. Un décret du 11 août institue une commission « pour la recherche des tableaux, statues et autres objets précieux, dépendant du mobilier de la couronne ». Par ailleurs, la commission doit, sous l'autorité du ministre de l'Intérieur, « proposer les travaux relatifs à l'établissement et à la conservation du Muséum, de veiller à l'exécution de ces travaux, de diriger l'emplacement des objets ». Le 14 août 1792, l'Assemblée vote un décret déclarant « que les principes sacrés de la liberté et de l'égalité ne permettent point de laisser plus longtemps sous les yeux du peuple français les monuments élevés à l'orgueil, au préjugé et à la tyrannie ». Tous les biens de la monarchie doivent être détruits, mais le 22 août, à l'initiative du député Cambon, la cause de la conservation des œuvres d'art est défendue en prévoyant de mettre ce « patrimoine de la Nation » dans des musées pour les sauver en les mettant à l'abri.
L'Assemblée nationale constate qu'il importe de conserver aux beaux-arts et à l'instruction publique les chefs-d'œuvre épars sur la surface de l'Empire et qu'il y a urgence. Elle décrète le 16 septembre 1792 que la commission nommée en vertu du décret du 11 août 1792 est réunie à la Commission des monuments.
Le ministre de l'Intérieur Roland fait voter le 19 septembre 1792 un décret « ordonnant le transport dans le dépôt du Louvre des tableaux et autres monuments relatifs aux beaux-arts se trouvant dans les maisons royales ». Le 3 novembre il demande aux départements de reprendre le travail d'inventaire et de conservation. Le même jour, la ville de Versailles dépose une pétition à la Convention nationale demandant qu'on ramène à Versailles les tableaux des écoles anciennes qui y ont été enlevés et ceux se trouvant au palais du Luxembourg. Le 1er octobre il met en place la commission du muséum, formée d'artistes et d'un mathématicien, pour préparer l'aménagement du Muséum. Elle propose une ouverture le 10 août 1793 pour fêter la chute de la royauté.
Pour satisfaire la municipalité de Versailles, le décret du 24 novembre 1793 crée au château un « musée spécial de l'École française ». On y transfère les œuvres des artistes appartenant à l'école française de peinture et de sculpture, le musée du Louvre devant alors être réservé, à l'inverse, aux écoles étrangères. Ce musée est progressivement dépouillé de ses tableaux pour meubler le musée du Luxembourg nouvellement créé, ainsi que divers musées, églises et résidences officielles, au début du XIXe siècle.
Si on décida très rapidement de mettre à l'abri, d'abord au garde-meuble de la Couronne, puis au Muséum, les bronzes, les pierres dures et les joyaux de la Couronne, par contre, le mobilier des appartements royaux est mis en vente. Pour le seul château de Versailles, les enchères ont duré du 25 août 1793 au 11 août 1794. Le mobilier royal s'est retrouvé dispersé dans les collections du monde entier. Les nécessités financières ont conduit à brûler à la Monnaie les tapisseries tissées de fils d'or et d'argent pour en récupérer le métal.
Ce premier musée était essentiellement consacré à la peinture même si quelques sculptures anciennes avaient été placées sur des tables, « dépouilles précieuses de nos tyrans ou autres ennemis de la patrie ». Mais la galerie doit être fermée pour faire des réparations urgentes pour n'être rouverte que le 8 novembre 1793 dans les premières travées orientales de la Grande galerie, cinq jours par décade pour les copistes, trois pour le public et deux pour le nettoyage. Le musée est ouvert tous les jours pour le public en 1794. La galerie doit être fermée de nouveau le 26 avril 1796 pour permettre des travaux réalisés par l'architecte Jean-Arnaud Raymond. Une première partie n'est rouverte que le 7 avril 1799, et la totalité le 14 juillet 1801.
Le Muséum a d'abord été créé comme lieu de formation pour les artistes de l'époque, qui étaient les seuls à pouvoir y entrer en semaine. Le public n'y était admis, gratuitement, que le dimanche, jusqu'en 1855 où il le fut toute la semaine et ce jusqu’en 1922, lorsque la gratuité fut réservée au jeudi après-midi, puis à nouveau au dimanche de 1927 à 1990. En 1996, elle fut rétablie pour le premier dimanche du mois, en 2014 pour seulement ceux de la basse saison et le 5 janvier 2019 pour le premier samedi du mois en nocturne, outre le 14 juillet (ce jour restant actuellement le seul jour gratuit à tous de l'année, à la suite de la suspension de la nocturne gratuite en raison de la crise du Covid survenue en 2020). À son ouverture, le musée étant d'abord destiné aux artistes, les tableaux n'étaient pas exposés par école ou par date, mais de façon à donner une harmonie générale à la présentation, pour donner du plaisir aux visiteurs et à les aider dans leurs créations. Le « Catalogue des objets contenus dans la Galerie du Museum français décrété par la Convention nationale le 27 juillet 1793 l'an second de la République française » liste les 537 tableaux exposés et donne la justification suivante :

« …plusieurs raisons trop longues à déduire ont empêché qu'on ne classât les tableaux par écoles… On n'offre, pour l'instant, qu'une disposition provisoire ; lorsqu'on sera en possession de la totalité qui doit former le Museum, lorsque le projet d'éclairer cet immense vaisseau par le sommet sera réalisé … alors les discussions des artistes, des savants, des amateurs auront répandu une masse de lumière suffisante pour arrêter définitivement le mode d'arrangement qui réunira le plus d'avantages… »

La Grande galerie n'était éclairée que par les grandes fenêtres côté Seine et n'offrait pas le meilleur jour pour voir les tableaux. Tous les artistes s'accordent pour demander un éclairage zénithal à Hubert Robert, qui avait été nommé garde des tableaux du roi en 1784 et chargé d'étudier l'aménagement de la Grande galerie entre 1784 et 1792, puis à nouveau entre 1795 et 1802. Il est membre du conservatoire et a donné des images de cette Grande galerie.

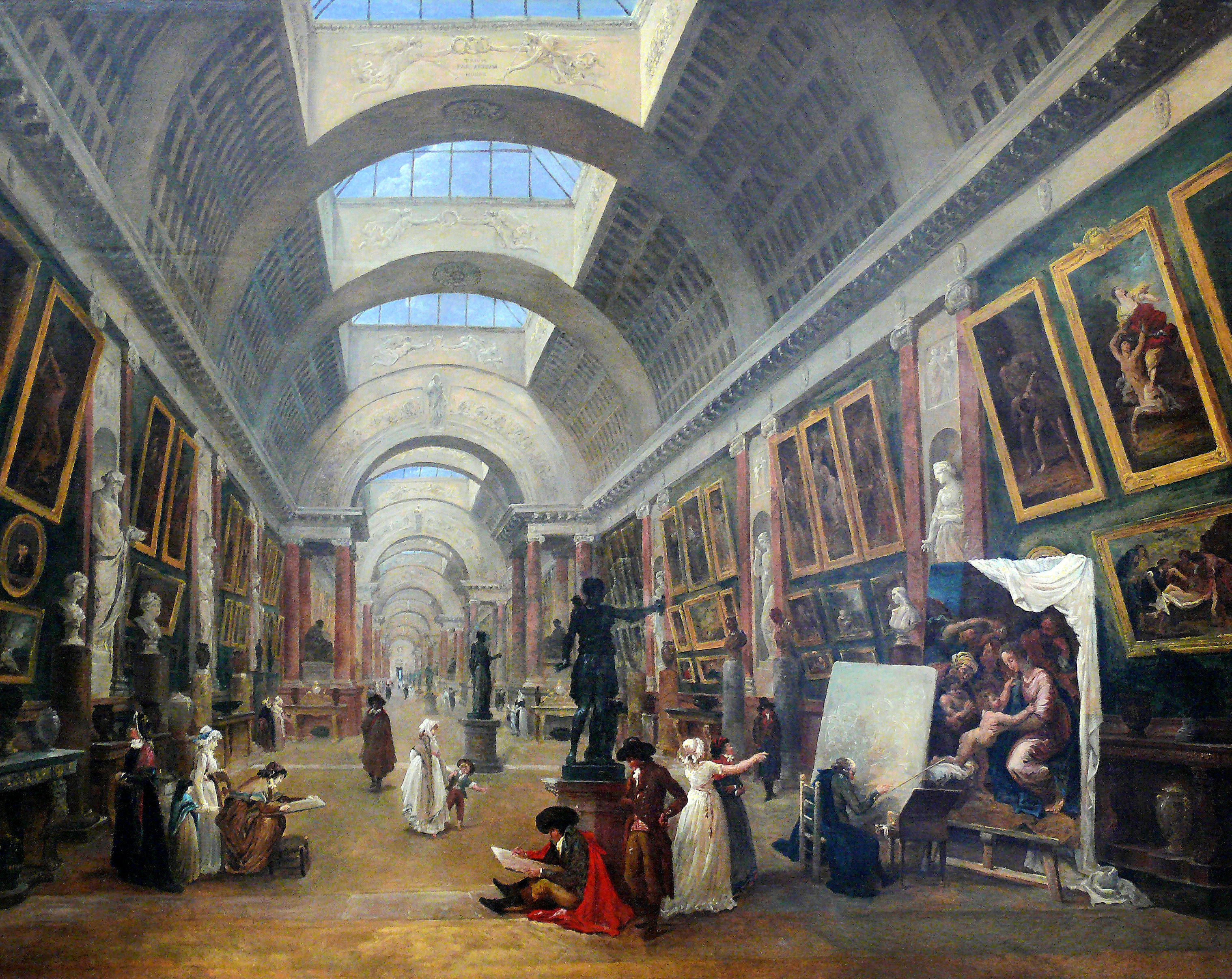
Projet d'aménagement de la Grande Galerie du Louvre (1796).
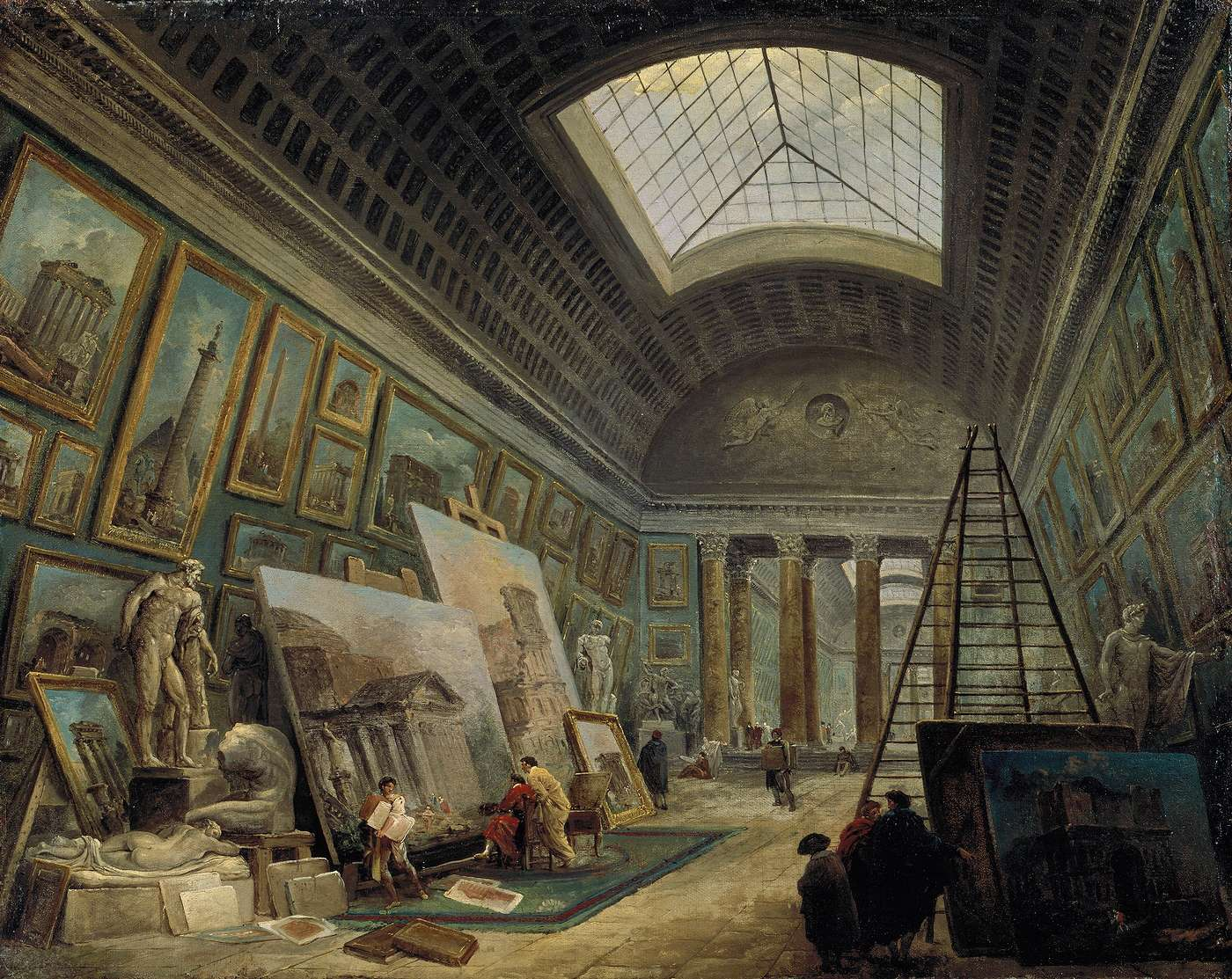
Une galerie du muséum.
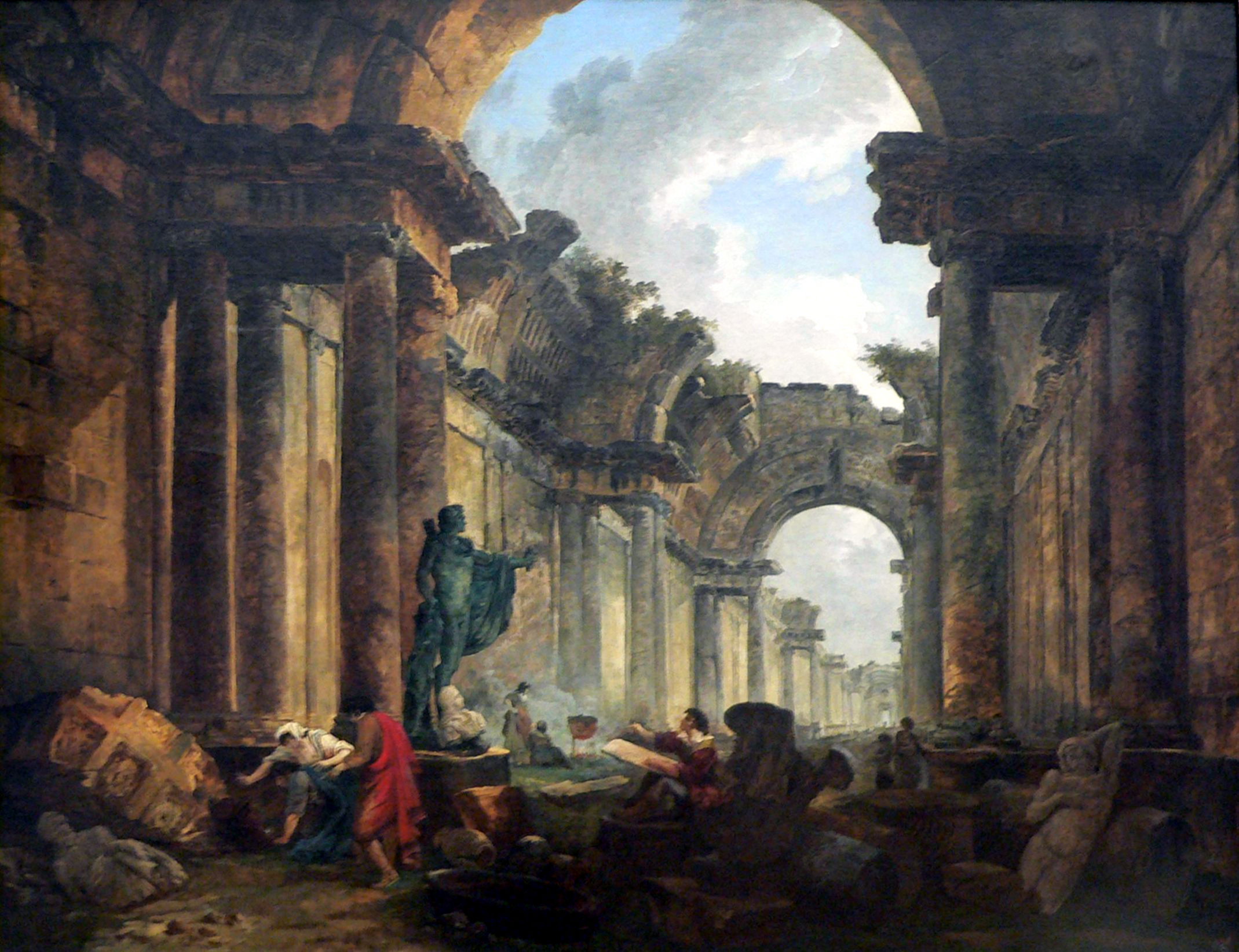
La Grande galerie en ruine.
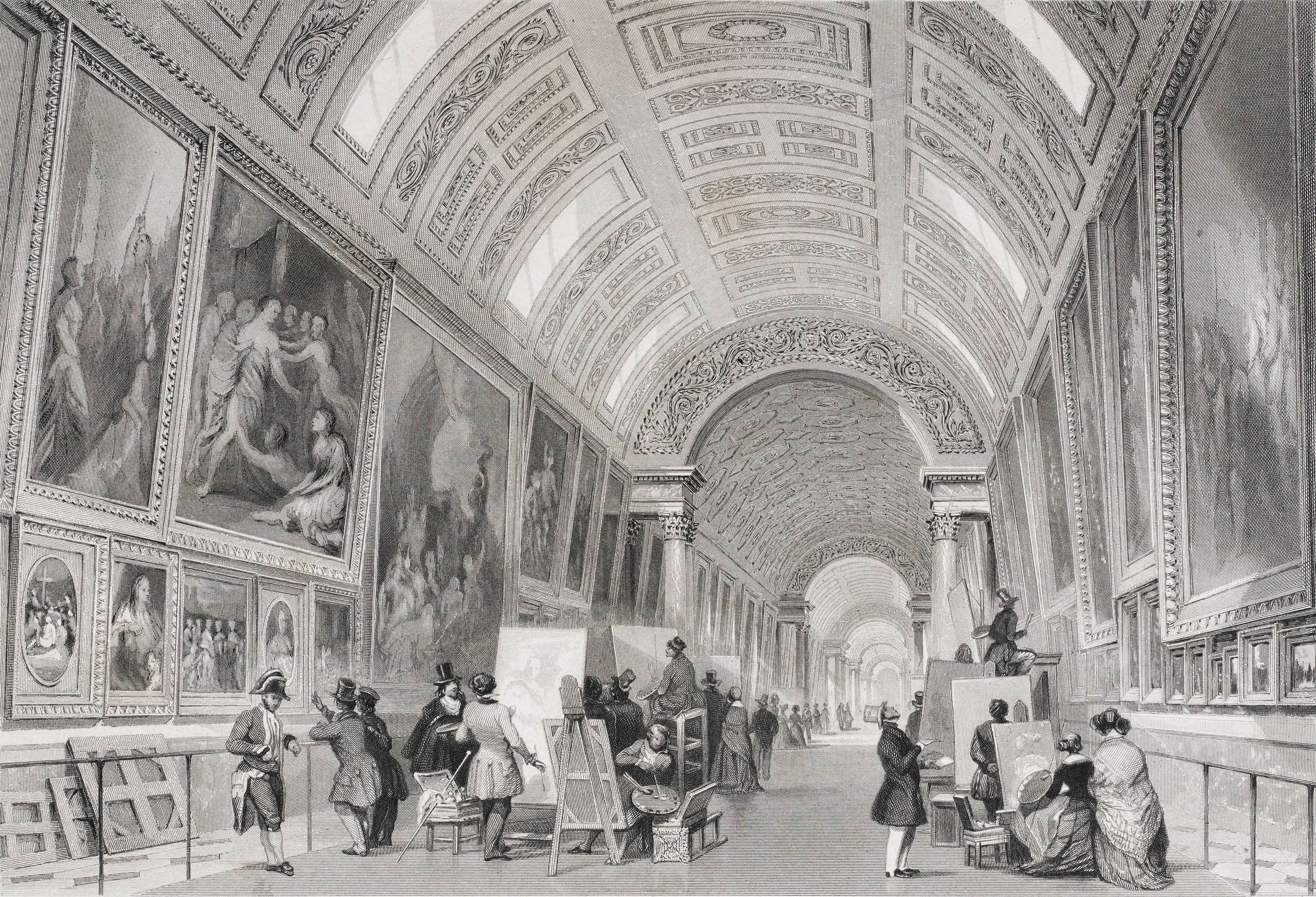
La Grande Galerie par Thomas Allom (vers 1844).

À l'été 1793, l'insurrection vendéenne et la pression des armées alliées aux frontières de la France créent une situation de crise grave qui va conduire l'Assemblée à voter des mesures de destruction de ce qui rappelait la monarchie : destruction des dépouilles royales de l'abbaye de Saint-Denis, et des statues de la galerie des rois de Notre-Dame de Paris.
L'abbé Grégoire va dénoncer le vandalisme des destructions. Il déclare : « Inscrivons donc sur tous les monuments et gravons dans les cœurs cette sentence : Les barbares et les esclaves détestent les sciences et détruisent les monuments des arts, les hommes libres les aiment et les conservent ». Le décret du 24 octobre 1793 condamne les abus et prévoit que « les monuments publics transportables, intéressant les arts et l'histoire, qui portent quelques-uns des signes proscrits, qu'on ne pourrait faire disparaître, sans leur causer un dommage réel, seront transférés dans le musée le plus voisin pour y être conservés pour l'instruction nationale ».
Le 16 janvier 1794, la commission des Monuments est remplacée par un Conservatoire qui comprend à ses débuts dix membres, peintres, sculpteurs, architectes, restaurateurs et antiquaires, puis 7 membres pour finir à cinq. Elle est chargée de l'administration du Muséum et de sélectionner les œuvres à présenter.
En mars 1794 est publiée l’« Instruction sur la manière d'inventorier et de conserver sur toute l'étendue de la République, tous les objets qui peuvent servir aux arts, aux sciences et à l'enseignement », rédigée par Félix Vicq d'Azyr.
Casimir Varon (1761-1796) critique la présentation confuse des tableaux et présente devant le Comité d'instruction publique, le 7 prairial an II (26 mai 1794), un rapport dans lequel il définit ce que doit être le Muséum : une encyclopédie des Beaux-Arts. Les tableaux doivent être rangés par école et par époque. Un catalogue doit être descriptif et donner tous les détails sur la vie et les œuvres des artistes célèbres. Une bibliothèque spécialisée doit être créée. Le Muséum doit être « un sanctuaire où les peuples s'élèveront par la connaissance de la beauté ».

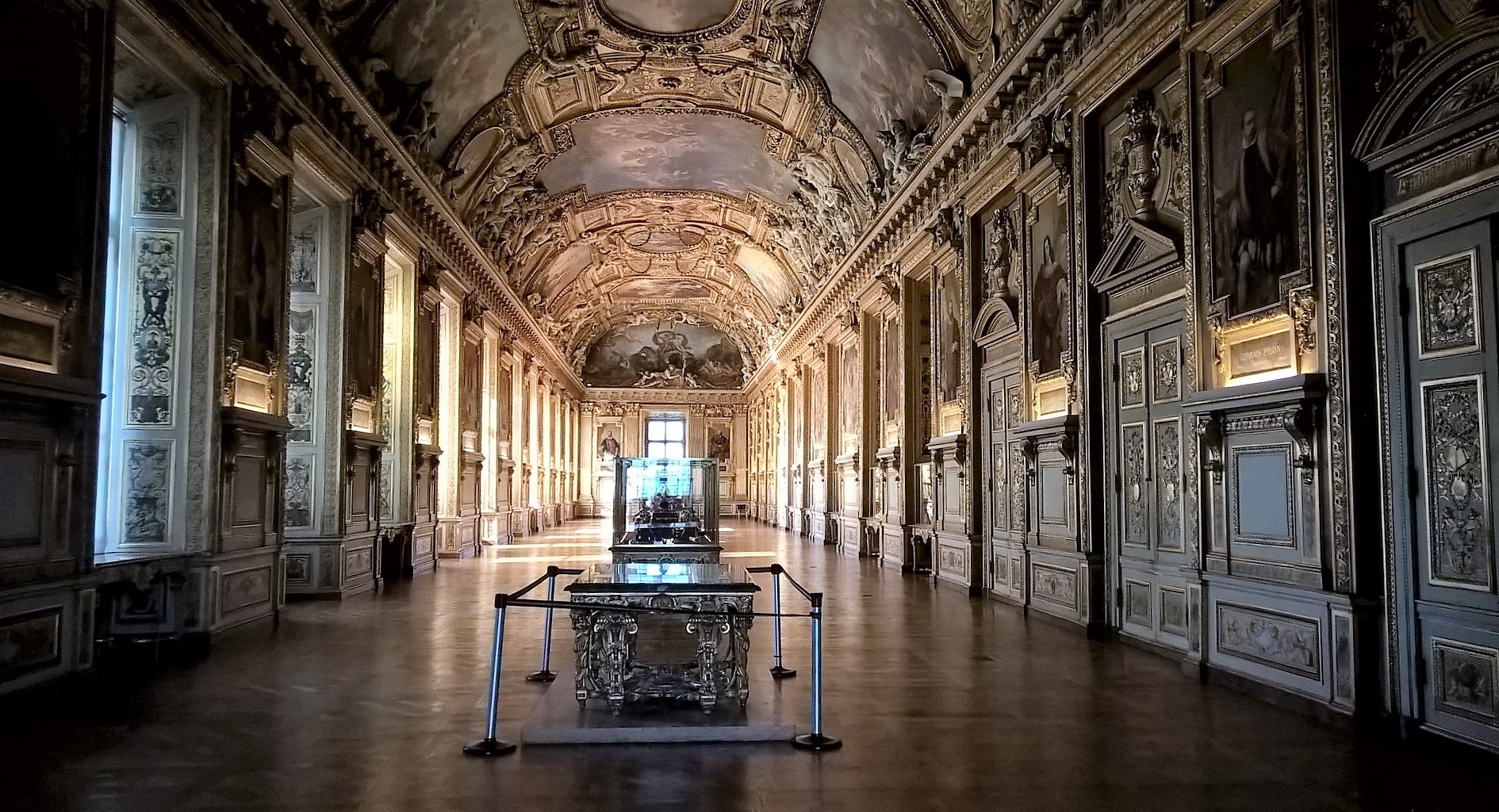
La galerie d'Apollon.

En 1796, la galerie d'Apollon décorée sous Louis XIV par Charles Le Brun reçoit les dessins et les objets d'art. La première exposition de dessins des grands maîtres est ouverte le 28 thermidor an V de la République française (15 août 1797).

### Saisies des œuvres d'art par les armées de la République transférées à Paris
Le 7 ventôse an II (25 février 1794), le peintre et député Antoine Sergent recommande au comité d'instruction publique : « Les Romains en dépouillant la Grèce, nous ont conservé de superbes monuments : imitons-les ». Déjà dans un rapport remis le 28 janvier 1794, Jean-Baptiste Wicar fait de la République française l'héritière des chefs-d'œuvre de l'art grec. Le 29 janvier, c'est l'inspecteur des mines Alexandre Charles Besson (1725-1809) qui présente à la Commission temporaire des arts « un mémoire contenant des observations sur la collection des princes palatins » en vue de leur saisie par la République. L'abbé Grégoire va plus loin en déclarant : « Si nos armées victorieuses pénètrent en Italie, l'enlèvement de l'Apollon du Belvédère et de l'Hercule Farnèse serait la plus brillante conquête. C'est la Grèce qui a décoré Rome ; mais les chefs-d'œuvre des républiques grecques doivent-ils décorer le pays des esclaves? La République française devrait être leur dernier domicile ». Ces discours vont être mis en application.
Dès l'été 1794, les victoires des armées de la République vont lui donner l'occasion de se saisir des œuvres d'art dans les territoires occupés. Le 8 messidor an II (8 juillet 1794), Bruxelles est occupée. Lazare Carnot écrit au nom du Comité de salut public aux représentants en mission à l'état-major le 13 juillet : « Hâtez-vous… Ne négligez pas les productions des beaux-arts qui peuvent embellir cette ville de Paris ; faites passer ici les superbes collections de tableaux dont ce pays abonde ; ils se trouveront sans doute heureux d'en être quittes pour des images. » Dix jours plus tard, les représentants aux armées écrivent qu'« informés que, dans les pays où les armées victorieuses de la République française viennent de chasser les hordes d'esclaves soldés par les tyrans, il existe des morceaux de peinture et de sculpture, et autres productions du génie ; considérant que leur véritable dépôt, pour l'honneur et le progrès des arts, est dans le séjour et sous la main des hommes libres » et donnent la liste des œuvres d'art à transporter à Paris. Les convois de peinture flamande arrivent à Paris en octobre avec les tableaux du Rubens. Le peintre Jacques-Luc Barbier-Walbonne présente à la Convention, le 20 septembre 1794, les premiers Rubens arrivés de Belgique en déclarant que « c'est au sein des peuples libres que doit rester la trace des hommes célèbres ; les pleurs de l'esclave sont indignes de leur gloire et les honneurs des rois troublent la paix de leur tombeau » et il ajoute que les peintres flamands sont « dans la patrie des arts et du génie, dans la patrie de la liberté et de l'égalité sainte, dans la République française »,,. Après les victoires remportées par l'Armée du Nord commandée par Pichegru, l'armée révolutionnaire entre à Amsterdam le 20 janvier 1795. La collection du stathouder Guillaume V d'Orange-Nassau comprenant essentiellement des tableaux de l'école hollandaise est confisquée. Des tableaux sont envoyés à Paris et expertisés par Lebrun, estimateur nommé par la Commission temporaire des arts en septembre 1795. Ils sont suivis des collections des principautés rhénanes.

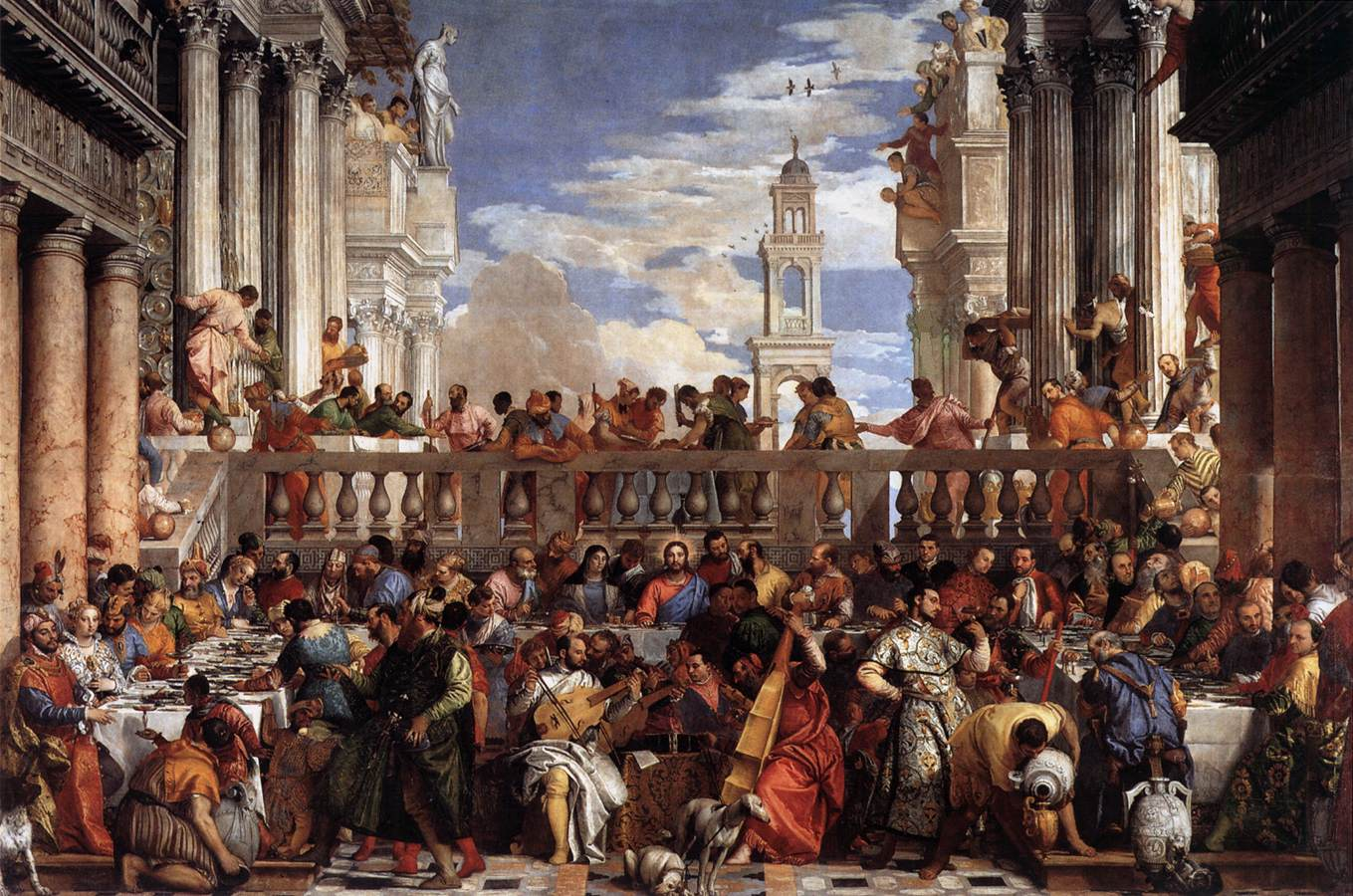
Les noces de Cana,
Paul Véronèse -
Emporté de Venise en 1797 par les commissaires français et échangé en 1815 contre un tableau de Charles Le Brun.

Napoléon Bonaparte est nommé général en chef de l'armée d'Italie le 2 mars 1796 dont il prend le commandement le 27 mars. Bonaparte signe les armistices avec les ducs de Plaisance et Modène, les 9 et 27 mai 1796, à Bologne avec le pape, le 8 juin 1796, puis le traité de Tolentino avec le pape, le 19 février 1797, et le traité de Campo-Formio avec les Autrichiens, le 18 octobre 1797. Ces deux traités prévoient dans leurs clauses le transfert à Paris des œuvres d'art les plus célèbres : tableaux de Raphaël, Mantegna, Véronèse, Titien et antiques du Vatican et du Capitole. Les saisies sont faites en mai à Parme, Modène et Milan, en juin, à Crémone et Bologne, puis à Mantoue, Vérone et Venise,. Elles sont opérées par la commission pour la recherche des objets de science et d’art en Italie nommée par le Directoire qui a été chargée de « faire passer en France tous les monuments des sciences et des arts qu'ils croiront dignes d'entrer dans nos musées et nos bibliothèques ». La commission comprend, entre autres, le mathématicien Monge, le chimiste Berthollet, les botanistes Thouin et La Billardière, le peintre Berthélémy. Des voix s'élèvent contre ces saisies sous l'impulsion de Quatremère de Quincy qui déclare « dépecer le muséum d'antiquités de Rome serait une folie et d'une conséquence irrémédiable », il condamnait « l'esprit de conquête » et le qualifiait d'« entièrement subversif de l'esprit de liberté ». Il cite les paroles de Polybe (Histoires, Livre IX, chapitre 3) : « Je souhaite que les conquérants à venir apprennent à ne pas dépouiller les villes qu'ils soumettent, à ne pas faire des calamités d'autrui l'ornement de leur patrie ». Il publie en 1796 les Lettres au général Miranda sur le préjudice qu'occasionnerait aux arts et à la science le déplacement des monuments de l'art en Italie, le démembrement de ses Écoles, et la spoliation de ses collections, galeries, musées, etc., réimprimées à Rome en 1815 dans laquelle il écrit qu'il serait « injurieux au dix-huitième siècle en le soupçonnant capable de faire revivre ce droit de conquête des Romains, qui rendaient les hommes et les choses la propriété du plus fort. Qui ne sait que ce droit absurde et monstrueux reposait, dans le Code public de Rome sur la même base que l'esclavage ».
Le 22 janvier 1797, le conservatoire est remplacé par un administrateur, Léon Dufourny, assisté par un conseil d'artistes. Il est chargé de disposer dans les galeries du Louvre les œuvres d'art ramenées des territoires conquis.
Pour fêter l'arrivée des œuvres d'art venant d'Italie, le Directoire prend un décret le 26 avril 1798 pour mettre en scène une cérémonie spectaculaire pour célébrer le « triomphe conjoint des arts et de la liberté ». La fête a eu lieu le 9 thermidor an VI (27 juillet 1798),. Un étendard précède les antiquités avec ces mots :
La Grèce les céda, Rome les a perdus
Leur sort changea deux fois, il ne changera plus.
L'arrivée de tous ces chefs-d'œuvre au Louvre nécessite alors de réaménager la présentation des collections et d'agrandir le musée devenu trop petit. La Grande galerie est transformée.

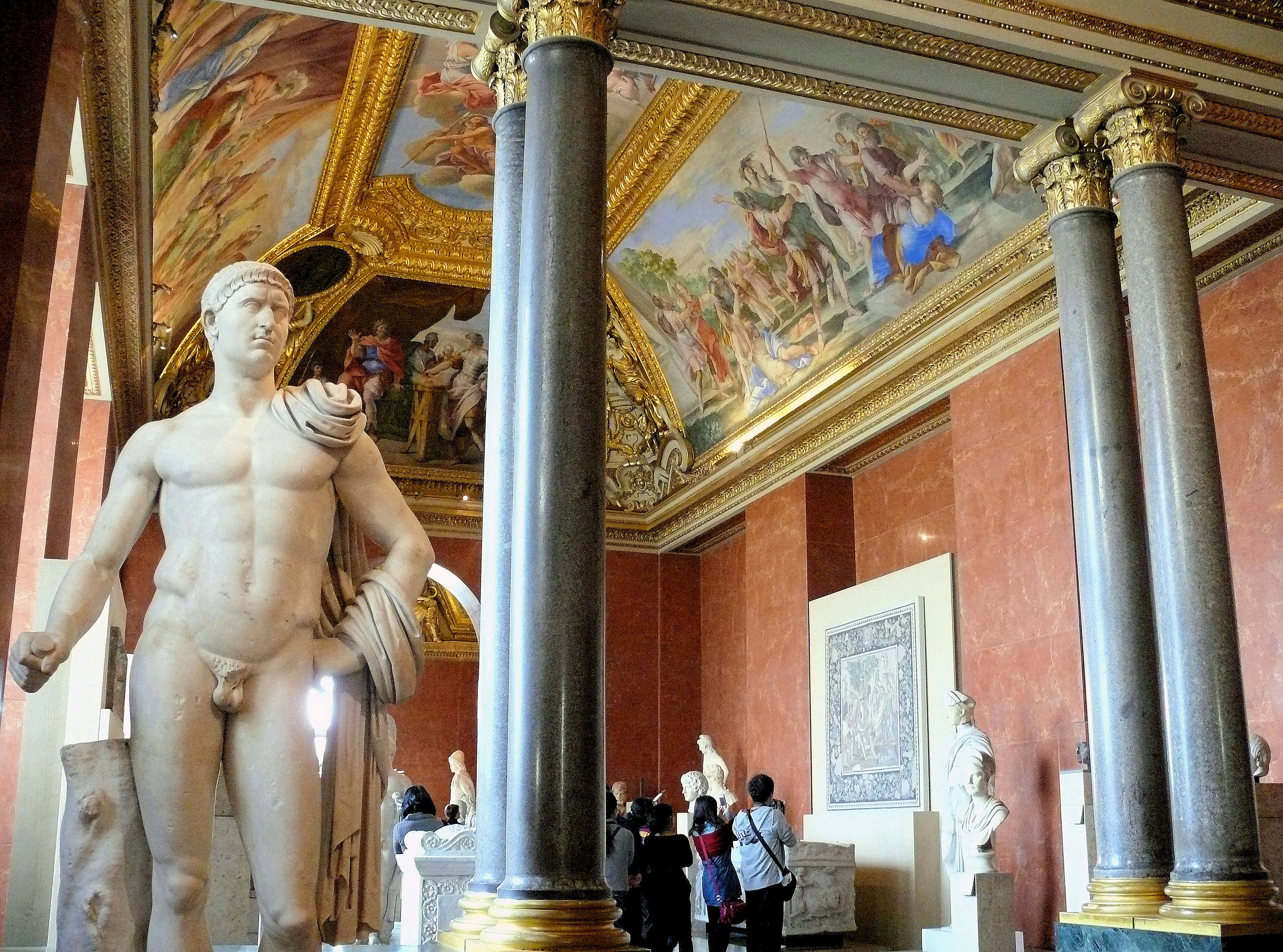
Appartements d'été de la reine Anne d'Autriche, musée des Antiques.

L'architecte Auguste Cheval de Saint-Hubert (1755-1798), puis après sa mort Jean-Arnaud Raymond transforment les appartements d'été d'Anne d'Autriche où on a abattu les cloisons et disposé dans la salle des Hommes illustres, actuel salon de la Paix, des colonnes prélevées dans la Chapelle palatine de Charlemagne à Aix-la-Chapelle pour y aménager le musée des antiques qui est inauguré le 18 brumaire an IX (9 novembre 1800). On peut y voir l'Apollon du Belvédère, le Laocoon, la Vénus de Médicis venue de Florence mais aussi les antiques de la collection de la Couronne.
Tout en saisissant des œuvres dans les pays conquis, on a continué à acheter des tableaux dans les ventes.
Dans son rapport aux consuls du 13 fructidor an IX (31 août 1801), le ministre de l'Intérieur Chaptal constate que « le Muséum des arts présente en ce moment la plus riche collection de tableaux et de statues antiques qu'il y ait en Europe. Là se trouve réunies toutes les richesses qui se trouvaient éparses avant la Révolution… 1 390 tableaux des écoles étrangères… 270 de l'ancienne école française… plus de 1 000 de l'école moderne… 20 000 dessins… 4 000 planches gravées… 30 000 estampes… 1 500 statues antiques ». Il propose alors de répartir une partie de cette collection entre 15 villes françaises où ont déjà été formés des embryons de musée avec les œuvres saisies.

### Musée Napoléon

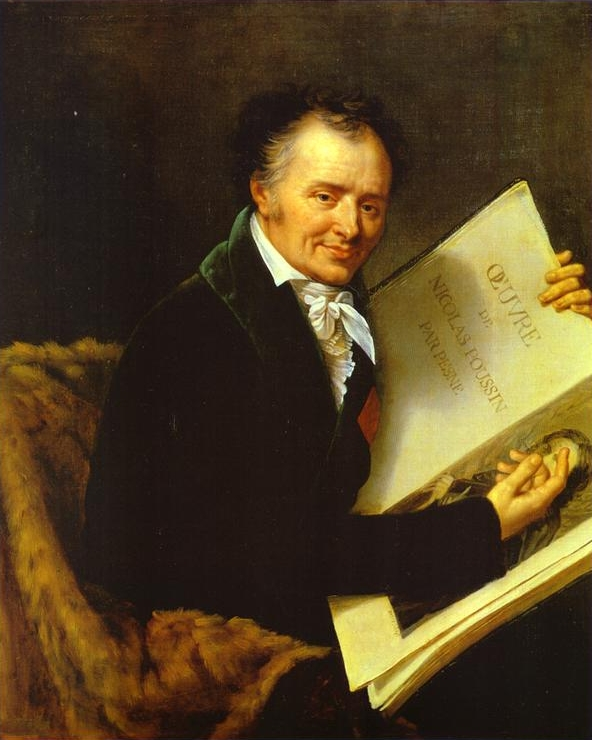
Vivant Denon,
Robert Lefèvre

En 1800, Napoléon Bonaparte décide de chasser du palais du Louvre tous les marchands qui occupent les passages. Il fait démolir les baraques placées le long des façades et des cours. Le 20 août 1801, ce sont les artistes qui logent encore au vieux Louvre — David, Vernet, Isabey… — qui sont expulsés. En décembre 1801, les locataires des appartements se trouvant sous la Grande galerie doivent les quitter. En 1806, au cours d'une visite, Napoléon Ier constate que des appartements sont encore occupés. Le lendemain, les ordres d'expulsion sont apportés. En avril 1806, le Louvre est enfin vide de tout occupant. L'Empereur ne peut supporter qu'on puisse provoquer un incendie dans son musée. Ainsi, de la place est faite pour recevoir les nouvelles œuvres.
Plusieurs ateliers de l'ancien muséum sont également délocalisés: la chalcographie dont l'accès se faisait alors par la place du Muséum (actuelle cour du Sphinx), les ateliers de restauration des peintures, installés avec l'atelier de rentoilage dans le pavillon des Arts (aile sud de la Cour carrée) et l'atelier de moulage, tous transférés à l'Hôtel d'Angiviller situé au no 4 de la rue de l'Oratoire.
En 1803, le Louvre prend le nom de musée Napoléon. À partir de Napoléon Ier jusqu'à Napoléon III, hormis la période de la Deuxième République, le musée fait partie de la liste civile du souverain.
Dominique-Vivant Denon en est le premier directeur ; il en fait le plus grand des musées du monde et il préside à son démantèlement lors de la chute de l'Empereur (en deux temps). Le musée est agrandi par Percier et Fontaine, qui construisent l'aile de la rue de Rivoli.
Pour exposer les trésors ramenés des campagnes napoléoniennes, Pierre Fontaine est chargé de finir le réaménagement des appartements d'hiver d'Anne d'Autriche et étend cette partie du musée entre 1806 et 1817 dans l'aile sud de la Cour carrée.

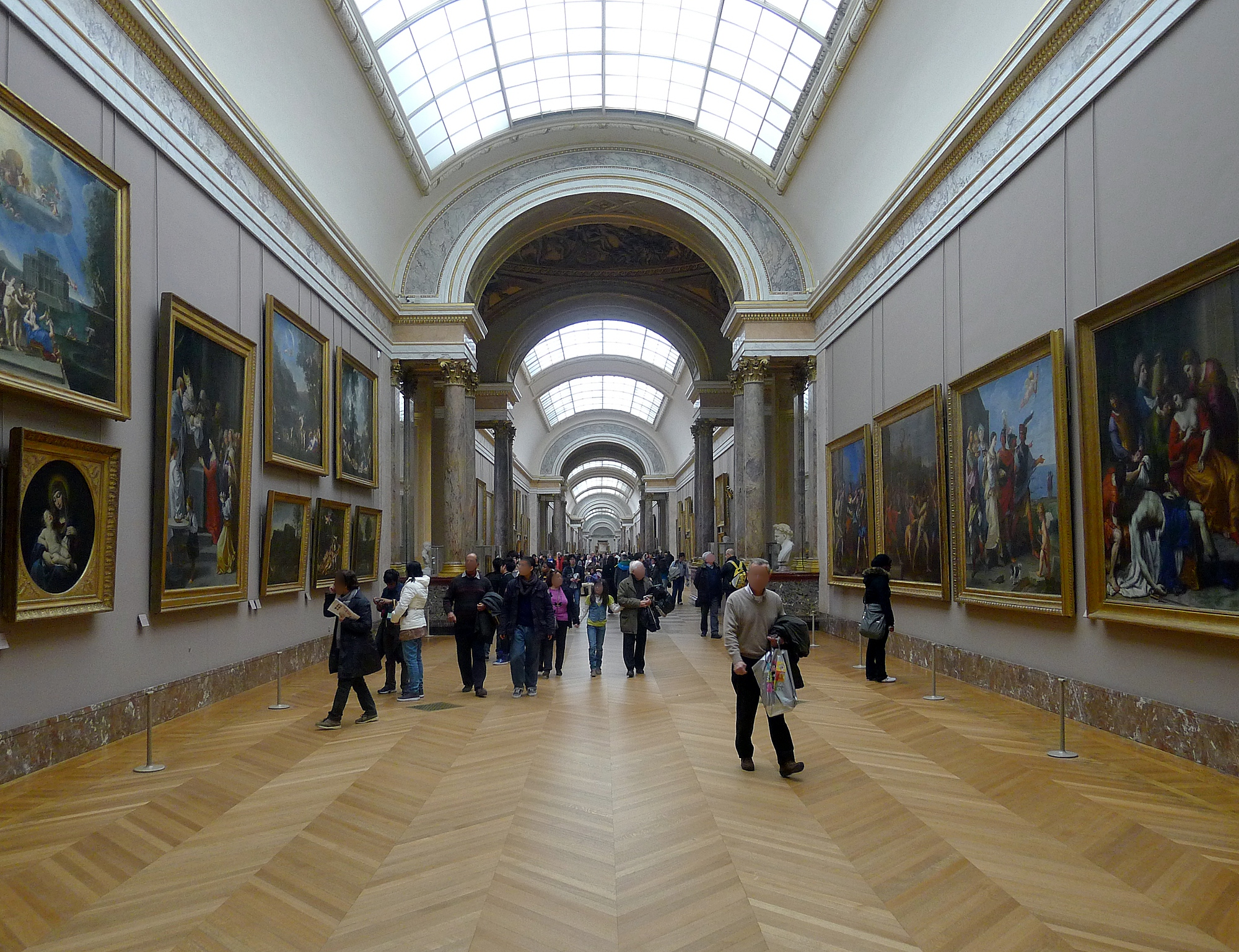
L'éclairage zénithal de la Grande galerie en 2012

Il réalise l'éclairage zénithal sur une partie de la Grande galerie qu'avait imaginé Hubert Robert en 1796. Les collections de peinture sont présentées par école. Stendhal qui est nommé auditeur au Conseil d'État en 1810, puis inspecteur de la comptabilité des Bâtiments et du Mobilier de la Couronne, est chargé de l'inventaire des œuvres d'art du musée Napoléon.

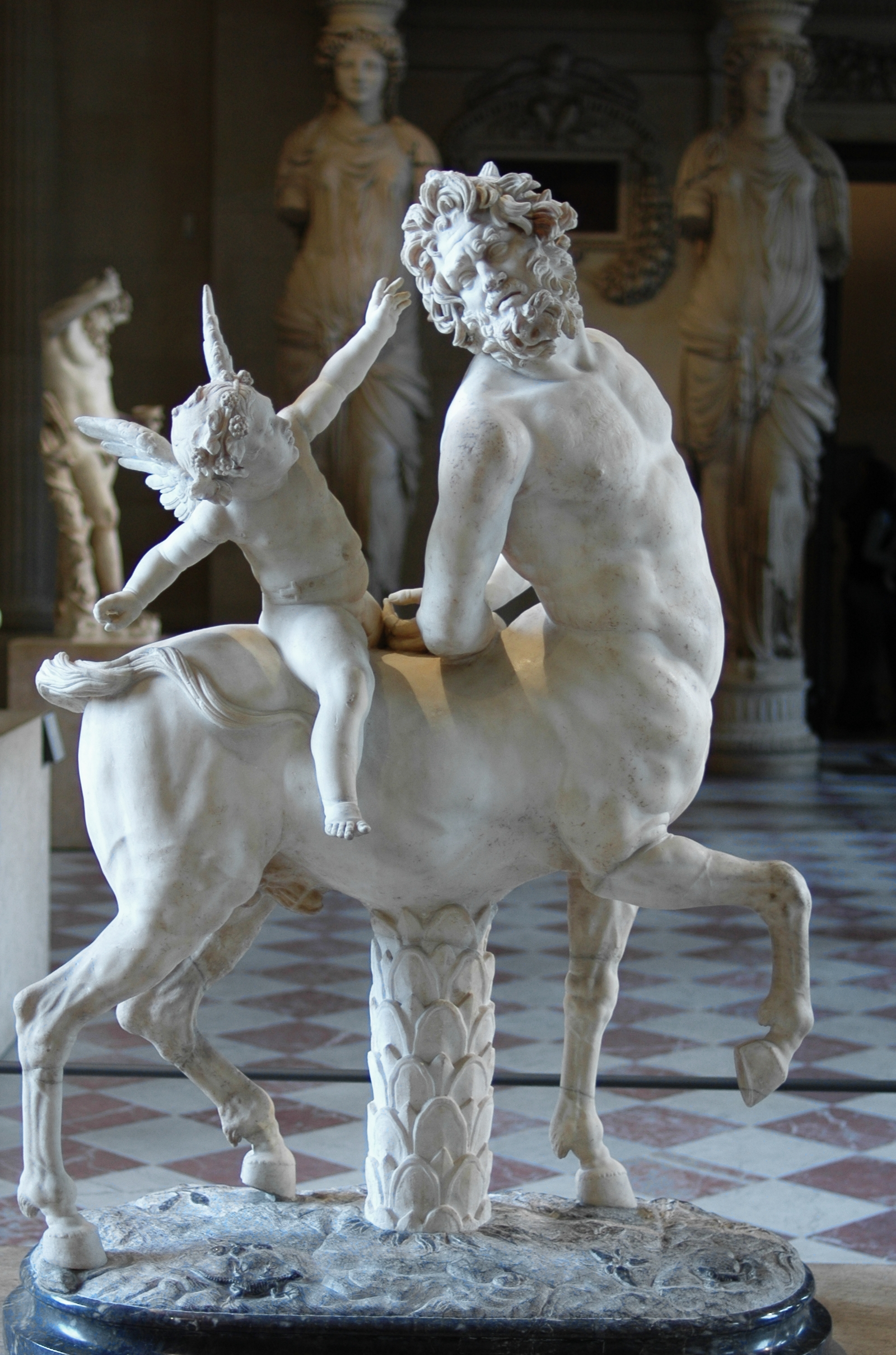
Centaure chevauché par l'Amour,
collection Borghèse

En 1812, la salle des Caryatides est aménagée pour recevoir la collection Borghèse achetée par Napoléon à son beau-frère après des évaluations faites par Pierre Daru et Visconti qui ont estimé son prix à 5 millions de francs. Le décret d'achat de la collection du 27 septembre 1807 a fixé le prix de la collection à 13 millions de francs. Pierre-Adrien Pâris et Étienne Lorimier ont été chargés du transfert en France des Antiques Borghèse,. Tentés par le prix élevé d'achat de la collection Borghèse, d'autres princes romains ont proposé la vente de pièces de leur collection à Napoléon, à commencer par le propre frère de Camille Borghèse, le prince Aldobrandini.
Après les conquêtes en Allemagne, des œuvres viennent de Berlin, Potsdam, Cassel, Schwerin, Vienne et le duché de Brunswick en 1806 et 1807. Après 1810, ces saisies vont diminuer. Les tableaux prélevés en Espagne n'allèrent pas plus loin que Bayonne, en 1814.
Vivant Denon continue à combler les lacunes du musée. En 1806, à Florence, il acquiert la collection de dessins rassemblée par Filippo Baldinucci.
Des particuliers font aussi des dons au musée.

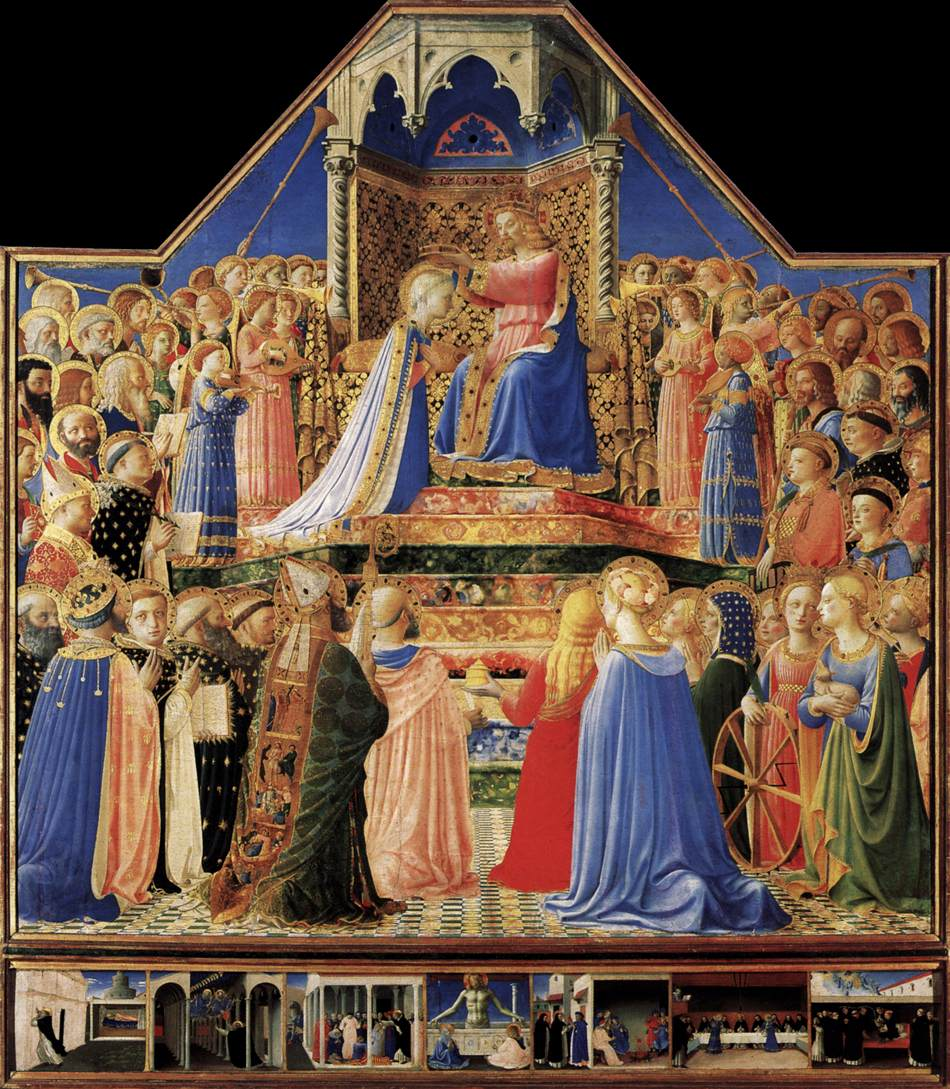
Le Couronnement de la Vierge,
Fra Angelico
Mission de 1811

En 1811, il accomplit une mission spéciale en Italie pour obtenir des peintures des débuts des différentes écoles. Il acheta certains tableaux, fit des prélèvements dans les biens des monastères supprimés. Il procéda à des échanges de tableaux entre le Louvre et la galerie Brera. Les 123 peintures acquises par le musée au cours de cette mission font l'objet d'une exposition temporaire dans le Salon Carré qui a ouvert le 25 juillet 1814, après la chute de l'Empire.
À cette politique d'acquisition des œuvres d'art pour faire du musée Napoléon un musée représentant toutes les écoles de tous les temps, va s'ajouter une volonté de catalogage et de restauration des œuvres qui y sont présentées. Antoine-Michel Filhol (1759-1812) et Joseph Lavallée entreprennent les 10 tomes du Cours élémentaire de peinture ou Galerie Napoléon (1804-1815), Charles-Paul Landon réalise, entre 1801 et 1809, les 16 volumes des Annales du Musée et de l'École des Beaux-Arts. Ennius Quirinus Visconti est responsable des notices sur les sculptures. À ces entreprises s'ajoutent les 17 volumes de l’Inventaire Napoléon publiés entre 1810 et 1815.
Le musée Napoléon possède alors et expose en un même lieu des œuvres telles que le groupe du Laocoon, la Vénus de Médicis, l'Apollon du Belvédère, le retable de l'Agneau mystique d'Hubert et Jan van Eyck, le Jugement dernier de Memling (alors attribué à Jan van Eyck), la Transfiguration de Raphaël et la Descente de Croix de Rubens.
Paris est occupé le 31 mars 1814. Napoléon Ier abdique le 12 avril. Les puissances occupantes demandèrent que les tableaux non exposés et ceux réquisitionnés en Prusse sans traité leur soient rendus. Certaines personnalités, comme le baron Humboldt, ministre de Prusse, ami de Denon, étaient favorables au Muséum. Le roi de Prusse et l'empereur d'Autriche visitent le musée et félicitent Vivant Denon pour l'exposition des œuvres. Le traité de Paris de 1814 ne demande pas la restitution des œuvres d'art saisies dans les pays occupés.

### Restitutions des œuvres d'art se trouvant au Musée Napoléon
Après les Cent-Jours et Waterloo, l'attitude des puissances alliées va changer. En dehors de la perte des augmentations de territoire en Belgique accordées par le traité de Paris, les alliés vont exiger la restitution de la majeure partie des œuvres d'art qui avaient fait l'objet de prélèvements dans les territoires occupés ou annexés, en vertu des traités (Tolentino, Campo-Formio, Tilsit, Schönbrunn...) les validant ainsi légalement au regard du droit international, y compris a posteriori ceux effectués entre 1794 et 1796 sauf à Liège et en Hollande, sans que cette nouvelle saisie ne fasse en revanche l'objet d'aucun traité, l'assimilant ainsi paradoxalement à une prise de guerre.
Certaines personnalités allemandes, comme Alexandre von Humboldt, ne sont pas jugées suffisamment actives pour reprendre les œuvres et démanteler les collections du musée. Des campagnes dans la presse allemande sont alors faites pour accélérer cette reprise. Elle commence dès le 13 juillet 1815.
En novembre 1815, 5 099 œuvres d'art, dont 2 065 peintures (988 d'Allemagne, 323 d'Autriche, 284 d'Espagne, 260 (ou 249) d'Italie et 210 des Pays-Bas et de Belgique), 1 670 objets d'art, 606 sculptures, dont 130 statues, 271 dessins, 16 vases antiques et 471 camées avaient été restituées, mais 20 des 59 marbres antiques restitués de la collection des princes Albani fut rachetée par Louis XVIII le 5 décembre 1815 ; tandis que les 421 antiques du prince Camille Borghèse, achetés en 1807 par son beau-frère Napoléon Ier et qui avaient été transportés à Paris, soit environ la moitié, ne furent pas pris en compte. Denon réussit également à conserver plusieurs centaines de tableaux en incluant ceux qui avaient été envoyés dans les musées de province et qui y restèrent, sauf six récupérés aux musées de Rouen, Dijon, Grenoble et Marseille, le tout comptant notamment 257 des 506 tableaux qui provenaient d'Italie (dont 220 italiens), mais dont une quarantaine a toutefois disparu depuis le XIXe siècle, dont 9 dès 1815.
La valeur des seuls tableaux conservés en France fut estimée par Denon à 4 620 290 francs, dont 500 000 francs pour les tableaux envoyés en province. Au Louvre demeurèrent 102 peintures, avec l'accord des puissances étrangères et notamment du commissaire italien Antonio Canova, en particulier la plupart des tableaux de primitifs italiens et du quattrocento que Denon avait acquis dans sa mission de 1811 (Cimabue, Giotto, Fra Angelico, Carpaccio, Mantegna, Pontormo...) plusieurs tableaux et objets d'art provenant également de Belgique (cinq tableaux, sans les retables de Rubens), des Pays-Bas et d'Allemagne, dont certains ne furent identifiés qu'ultérieurement, ainsi que les Noces de Cana de Véronèse, échangées avec Venise contre une grande toile de Le Brun, et huit cents dessins.
En 1818, par un accord tacite, le roi des Pays-Bas renonça à récupérer les tableaux flamands et hollandais non retrouvés à Paris en 1815 (124 peintures de la collection du stathouder à La Haye, dont certaines acquises de collectionneurs privés revinrent au Louvre au cours du XIXe siècle), dans les musées, églises et ministères, en particulier ceux demeurés dans les musées de province (63 peintures pour celles provenant de Belgique, dont trois incluant deux Jordaens brûlèrent à Strasbourg en 1870, outre 22 autres (38 en 1815) non localisées, 5 envoyées au musée de Mayence et une à la Pinacothèque de Brera à Milan) ; tandis que le roi de France abandonna sa revendication sur les 70 tableaux envoyés au musée de Bruxelles, essentiellement pour représenter les écoles italienne et française (en 1815 : Sassoferrato, Canaletto, Maratta, Cocxie, Vouet, Jouvenet, Restout, Hallé, etc.), dont au moins 27 provenant des collections de la Couronne (en 1815 : 5 Champaigne, 3 Véronèse, 3 Reni, 2 Bassano, Guerchin, Tintoret, Baroche, Palma le Vieux, Albane, Procaccini, Ferrari, Rubens, Bol, Brouwer, Van der Meulen, etc.). Les tableaux envoyés par le Louvre pour le projet du musée de Genève (23 peintures, dont 3 Fra Bartolomeo (réattribués à Mariotto Albertinelli et réunis en un seul), Véronèse, Palma Le Jeune (désattribué), Champaigne, Le Sueur (réattribué à Blanchard), Subleyras, Vernet, Thys...),, et à celui de Mayence (25 peintures, dont Guerchin, Jordaens, Lairesse, Carlier...) y demeurèrent également.
Finalement, ce sont donc plus de 470 tableaux qui restèrent sur le territoire français et environ 120 provenant des collections françaises qui le quittèrent, pertes ultérieures comprises, outre les attributions données à l'époque qui ne s'avérèrent pas exactes par la suite.
Plus de 300 tableaux quasiment tous français et 120 objets d'art sont rendus aux établissements religieux qui en ont fait la demande, mais Louis XVIII donna l'ordre de conserver aux musées les œuvres saisies chez les émigrés sauf celles qui n'étaient pas montrées.
Le 8 octobre 1815, Vivant Denon présente sa démission au roi Louis XVIII qui l'accepte. Il écrit :

« Des circonstances inouïes avaient élevé un monument immense ; des circonstances non moins extraordinaires viennent de le renverser. Il avait fallu vaincre l'Europe pour former ce trophée ; il a fallu que l'Europe se rassemblât pour le détruire. Le temps répare les maux de la guerre, des nations éparses se recomposent ; mais une telle réunion, cette comparaison des efforts de l'esprit humain dans tous les siècles, cette chambre ardente où le talent était sans cesse jugé par le talent, cette lumière enfin qui jaillissait perpétuellement du frottement de tous les mérites vient de s'éteindre, et de s'éteindre sans retour. »

Le musée est fermé le 15 novembre 1815.

### Musée royal du Louvre

#### Musée sous LouisXVIII

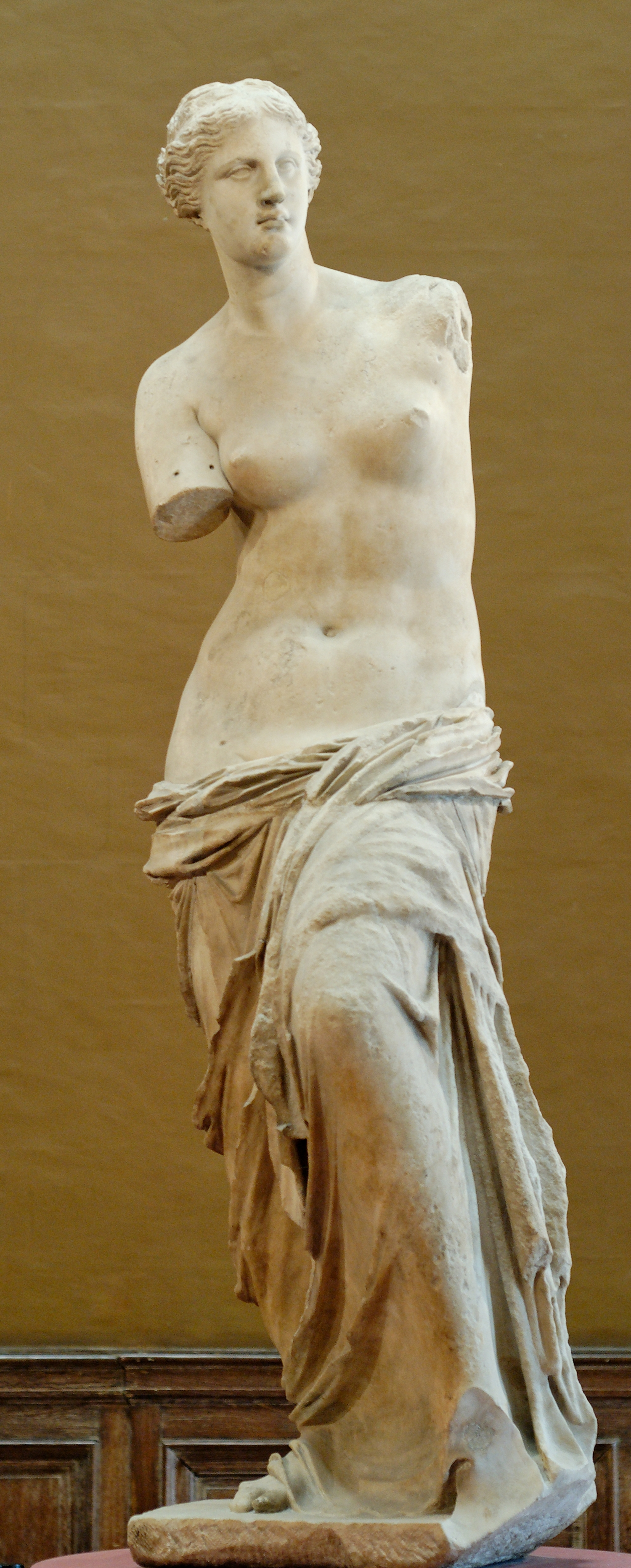
La Vénus de Milo

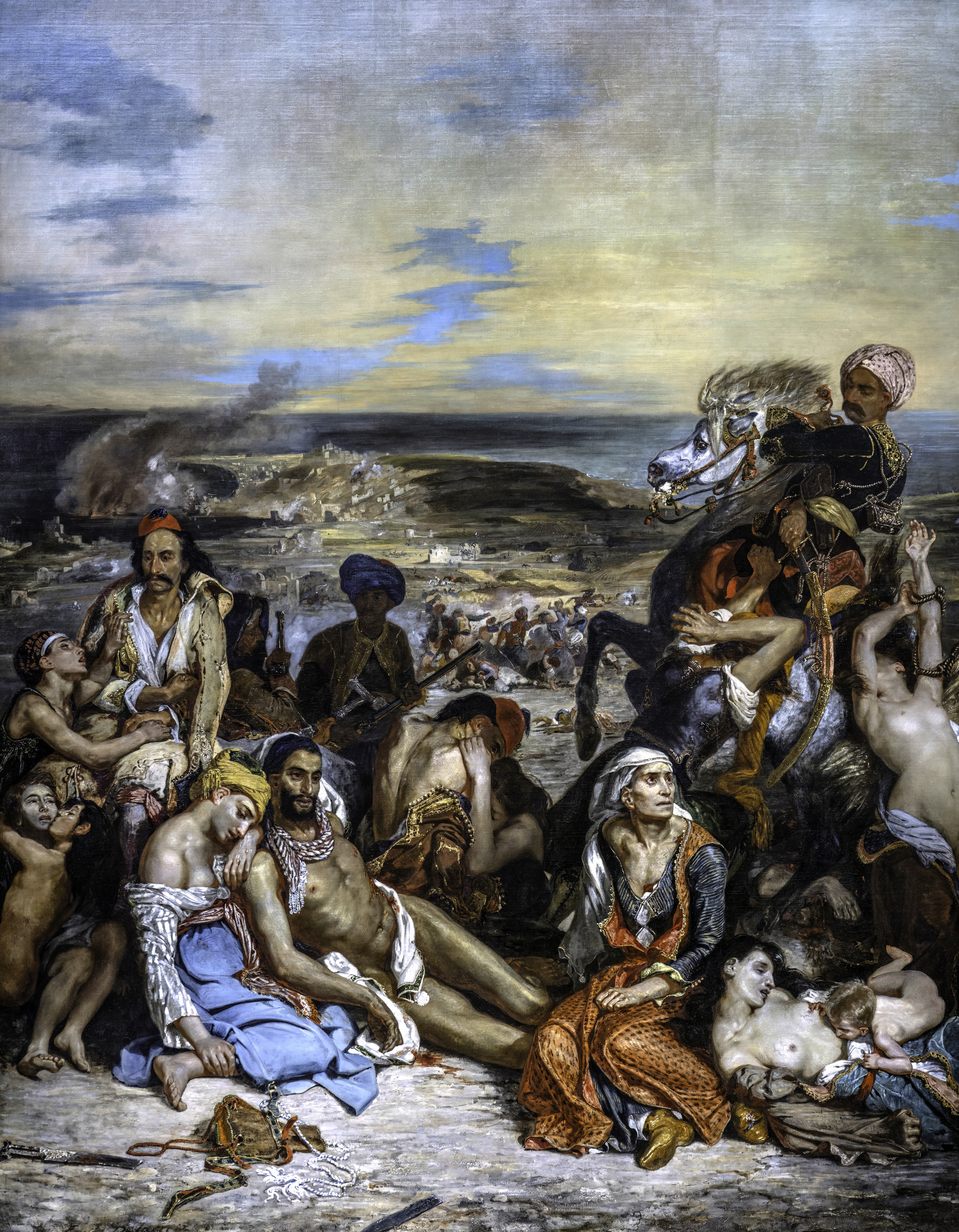
Scène des massacres de Scio,
Eugène Delacroix

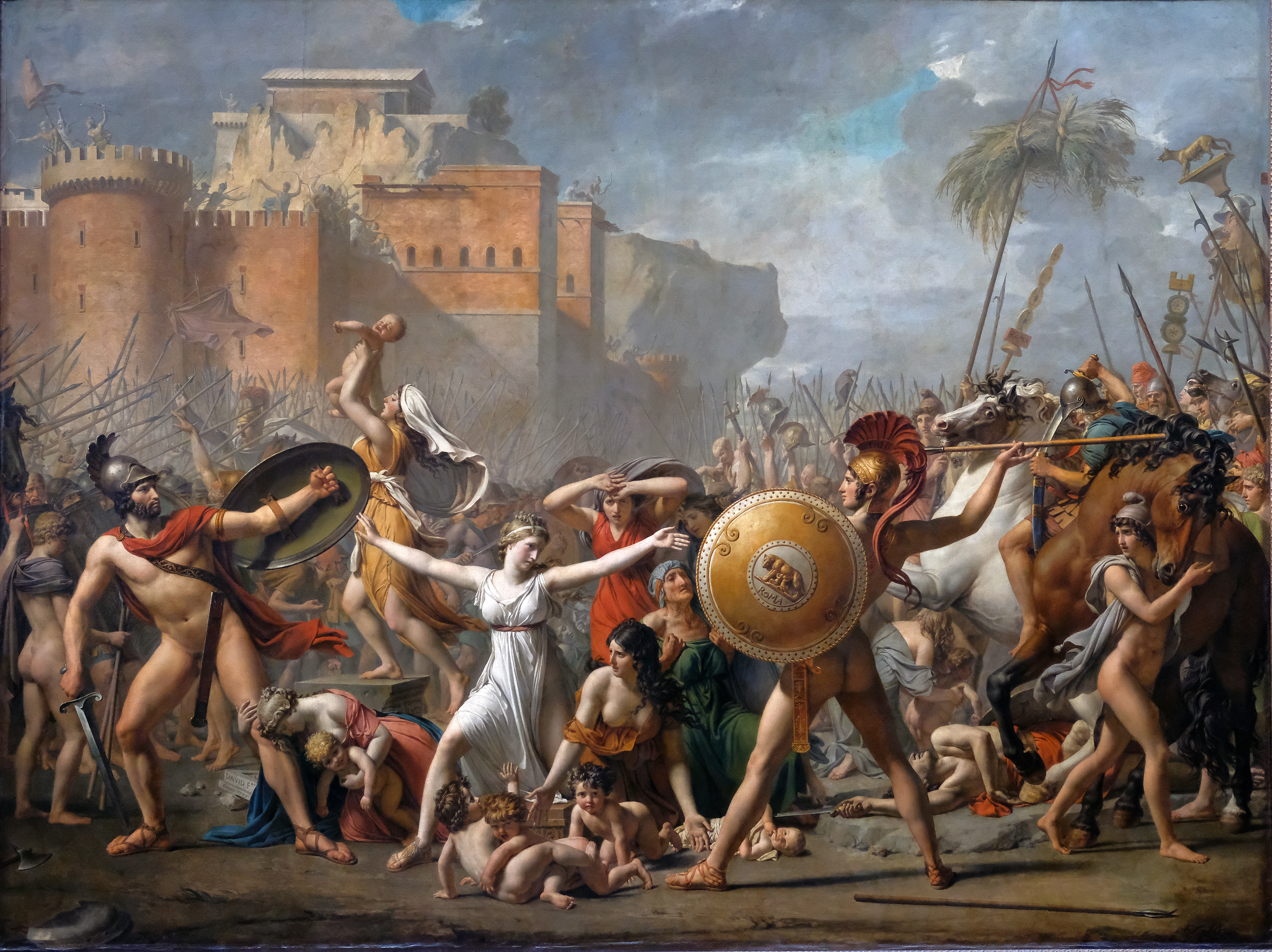
Les Sabines,
Jacques-Louis David

Le musée royal du Louvre est fondé par l'ordonnance du 22 juillet 1816 dans laquelle Louis XVIII écrit :

« Voulant à l'exemple de nos prédécesseurs faire fleurir les beaux-arts qui sont la gloire des nations, particulièrement la peinture et la sculpture dont l'éclat fut si brillant en France… Nous avons résolu de maintenir l'Établissement du Musée Royal actuellement formé dans notre château du Louvre. »

Athanase Lavallée, secrétaire général du musée Napoléon, qui avait succédé à Vivant Denon est remplacé par le comte de Forbin.
Le Louvre ne peut plus s'enrichir que par des achats et des dons. En onze ans, la liste civile de Louis XVIII n'a permis d'acquérir qu'une centaine de tableaux. Par ailleurs certaines pièces restituées en 1815 ont pu être rachetées par Louis XVIII avant leur retour comme, entre autres, des marbres grecs et romains appartenant au prince Carlo Francesco Albani. Le catalogue des Antiques rédigé en 1817 par Ennius Quirinus Visconti donne à cette date 355 numéros. En 1817, trois nouvelles salles sont inaugurées au Louvre pour abriter les Antiques : la salle de la Melpomène, la salle d'Isis et le corridor de Pan.
La pièce la plus importante acquise par le Louvre est la Vénus de Milo, don du marquis de Rivière au roi. L'achat de la collection Tochon, en 1818, permet au Louvre d'augmenter sa collection de 574 vases grecs, donnant naissance à la section de céramique grecque qui est exposée aujourd'hui dans la galerie Campana.
Le comte de Forbin s'intéresse à l'art égyptien. Il demande à Jomard d'aller au British Museum pour voir comment sont entreposées les collections égyptiennes. Le comte de Forbin achète des pièces isolées au cours du voyage qu'il fait dans le Levant dans les années 1817-1818 : à Athènes, la collection de Louis-François-Sébastien Fauvel (1753-1838), à Alexandrie, des antiquités égyptiennes : quatre Sekhmet en basalte, dont deux sont exposées dans la salle de Melpomène, et une triade Osiris, Ptah, Horus. Cependant les académiciens donnaient la primauté à l'art grec : Quatremère de Quincy jugeait l'art égyptien barbare.
En 1822, le gouvernement français achète le zodiaque de Dendérah à Sébastien Louis Saulnier qui avait chargé son homme de main Claude Lelorrain de ramener le zodiaque de pierre d’Égypte, la transaction coûta la somme de 150 000 francs.
Bernardino Drovetti proposa lui aussi au roi de lui vendre sa première collection d'antiquités égyptiennes, ce dernier refusa. Elle a été achetée par le roi de Sardaigne Charles-Félix de Savoie pour le musée de Turin.
Pour combler les vides laissés par les restitutions dans les collections de peintures, on a fait revenir les tableaux qui étaient exposés au palais du Luxembourg depuis 1802 : la série des Ports de France de Vernet, la Vie de saint Bruno de Lesueur et l'Histoire de la vie de Marie de Médicis de Rubens.
Le roi acheta des tableaux aux Salons, de Delacroix et de David, pourtant exilé à Bruxelles.

#### Musée de sculpture moderne
La fermeture du musée des Monuments français, en 1816, va permettre au Louvre de recueillir les pièces les plus importantes, sauf celles restituées ou replacées à Saint-Denis. Avec des sculptures venant du palais de Versailles, elles ont permis d'ouvrir en 1824 un musée de la sculpture moderne installé dans cinq salles aménagées par l'architecte Fontaine dans la galerie d'Angoulême entre le pavillon de l'Horloge et le pavillon de Beauvais.

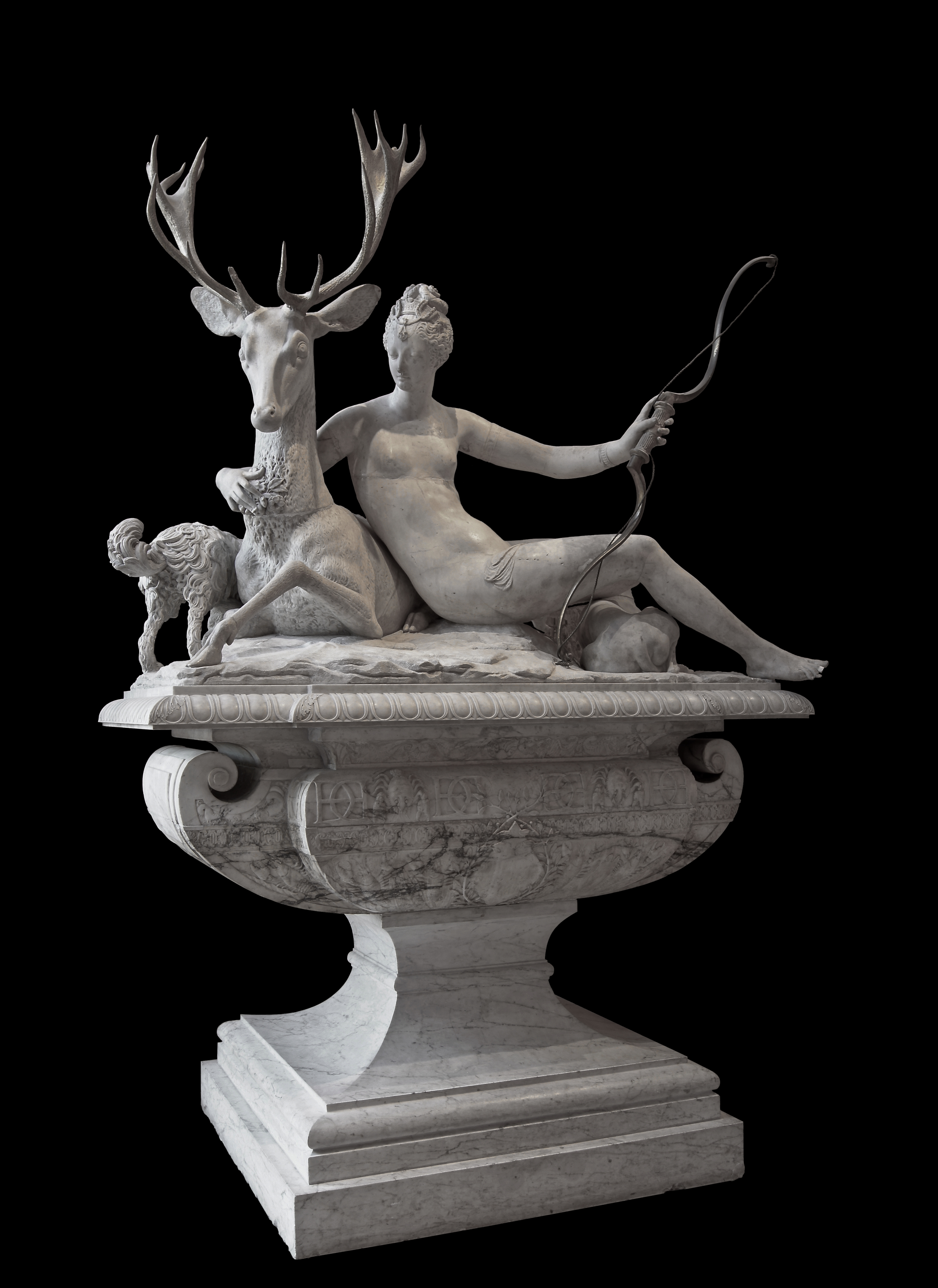
Auteur inconnu Fontaine de Diane du château d'Anet
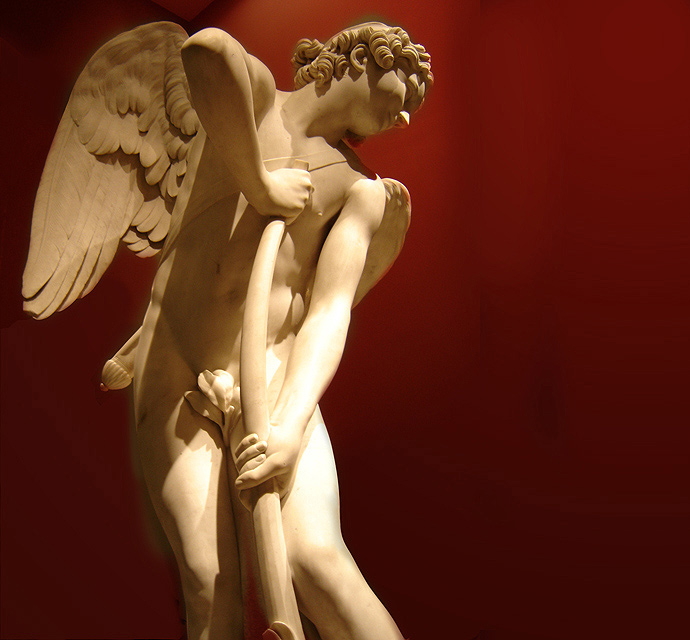
Edme Bouchardon L'Amour se faisant un arc de la massue d'Hercule
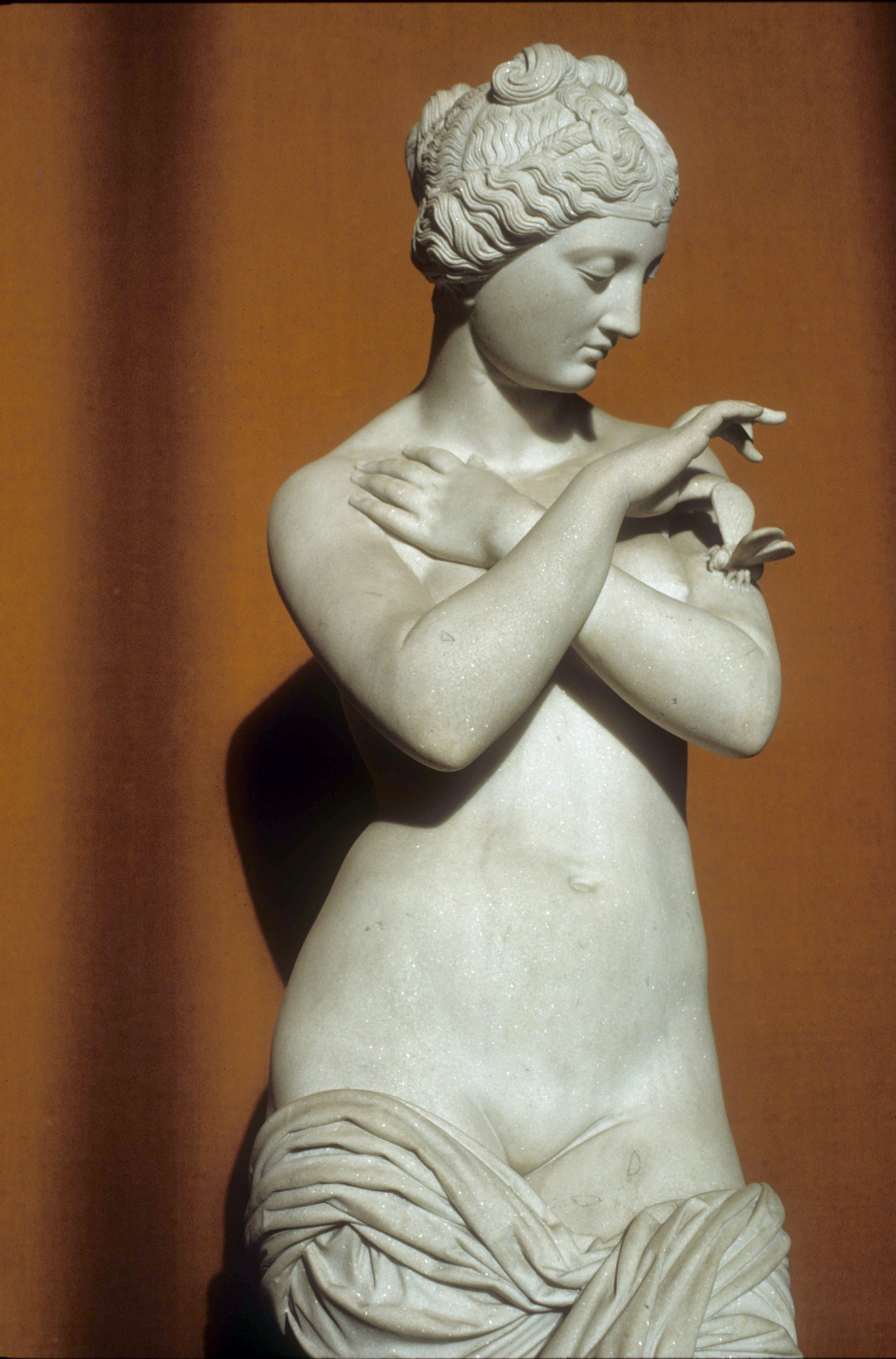
James Pradier Psyché
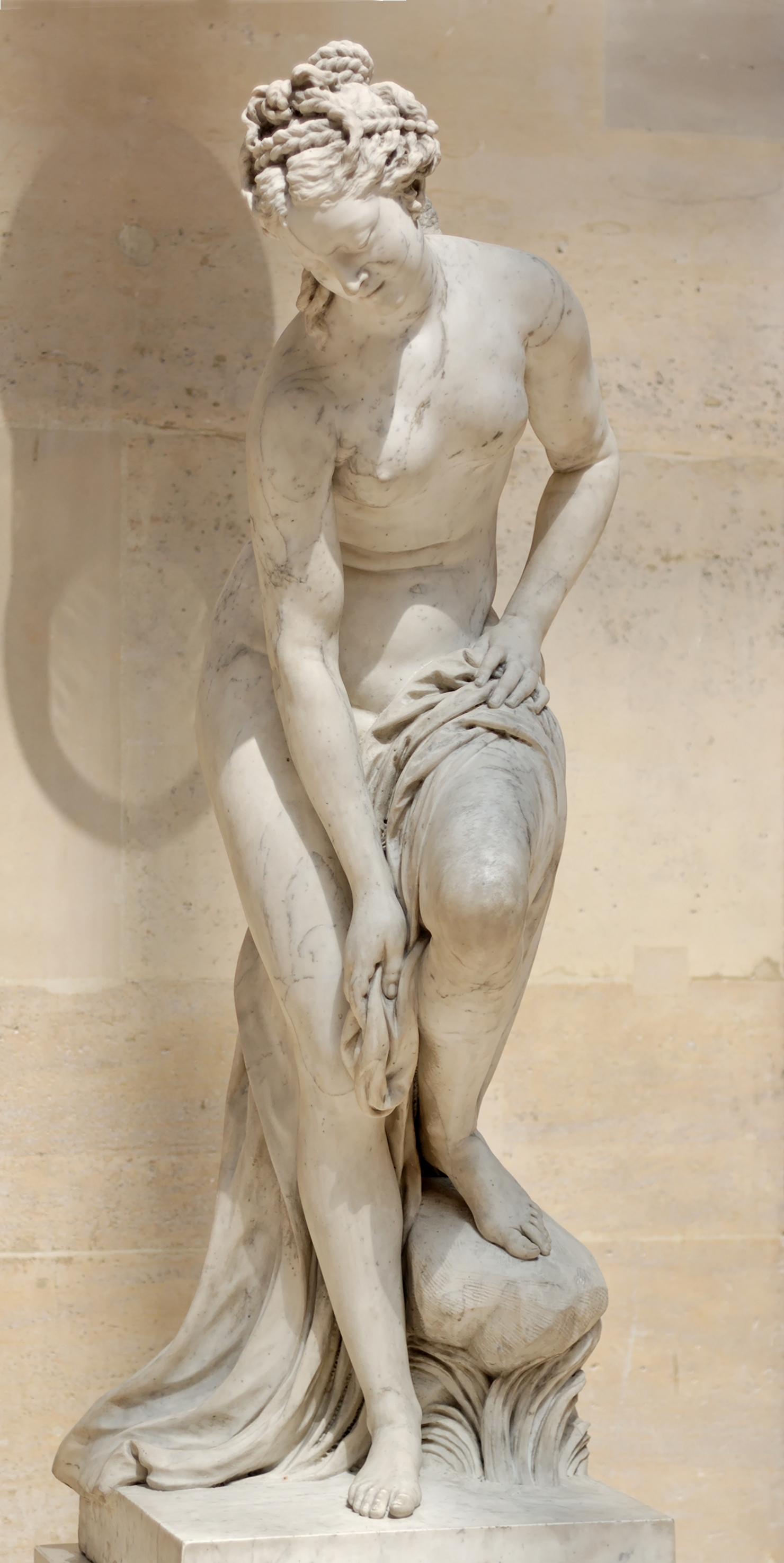
Christophe-Gabriel Allegrain Baigneuse, dite aussi Vénus

Cependant, la Grande galerie n'était pas entièrement visible une grande partie de l'année car les Salons y étaient organisés. Pendant trois mois on préparait la galerie pour le Salon qui durait trois mois.

#### Musée sous Charles

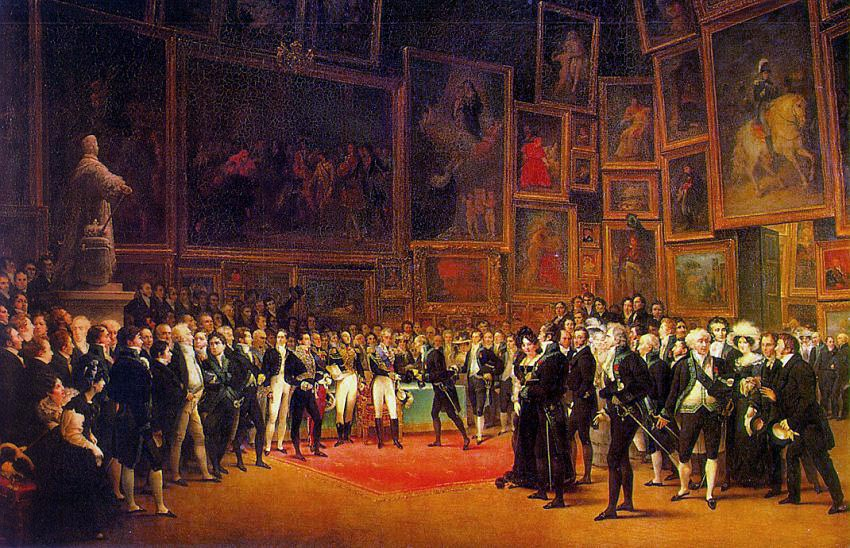
Charles distribuant des récompenses au Salon de 1824,
Francois-Joseph Heim.

#### Musée sous CharlesX

##### Musée Charles-X
D'autres importantes modifications sont apportées au Louvre sous le règne de Charles X. Le Grand Cabinet du roi Louis XIV devient la salle des bijoux, réaménagée par l'architecte Pierre Fontaine et décorée par le peintre Jean-Baptiste Mauzaisse en 1822. Les objets précieux du musée du Louvre y sont exposés.
Charles X est intéressé par les Antiquités et veut créer un musée royal. Drovetti, cherchant à l'intéresser aux antiquités égyptiennes, lui offre à son accession au trône un naos et présente un sarcophage de la XXVIe dynastie.

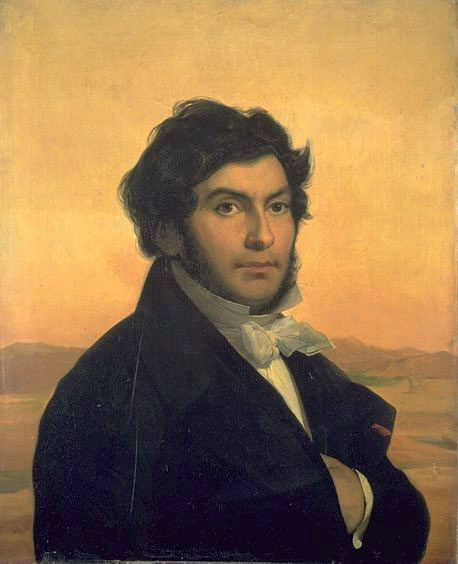
Jean-François Champollion,
Léon Cogniet.

Le roi achète la collection du chevalier Edme-Antoine Durand (1768-1835) en 1825. Elle comporte, à côté d'antiquités romaines et d'œuvres médiévales, 2 500 objets égyptiens qui lui permettent de créer un musée à son nom. Le roi envoie, en 1824, Jean-François Champollion au musée égyptologique de Turin où il va découvrir l'art égyptien. Champollion découvre en Italie la deuxième collection Salt que le consul cherche à vendre.
Champollion persuade Charles X d'acquérir la deuxième collection assemblée par Henry Salt, en 1826, pour 10 000 livres (250 000 francs). Elle comprend plus de 4 000 pièces. Avec la deuxième collection Drovetti comprenant plus de 700 pièces, achetée par Charles X en 1827 pour 200 000 francs, elles constituent le premier fonds des collections égyptiennes du musée du Louvre. Champollion est nommé conservateur de la division des monuments égyptiens et orientaux du musée Charles-X le 15 mai 1826.
Ce musée est créé au premier étage de l'aile sud de la Cour carrée dont la partie ouest a été construite par Pierre Lescot et la partie est par Louis Le Vau. Il occupe une enfilade de neuf salles qui ont été les anciens appartements des reines régnantes, puis les salles de l'Académie d'architecture. L'aménagement intérieur de ces salles avait été commencé sous Napoléon Ier par l'architecte Pierre Fontaine. Le gros œuvre est terminé en 1819. Entre 1819 et 1827, ces salles sont utilisées pour les Expositions des produits de l'industrie et les Salons des artistes vivants. Des armoires vitrées plaquées d'acajou sont livrées par Jacob Desmalter.

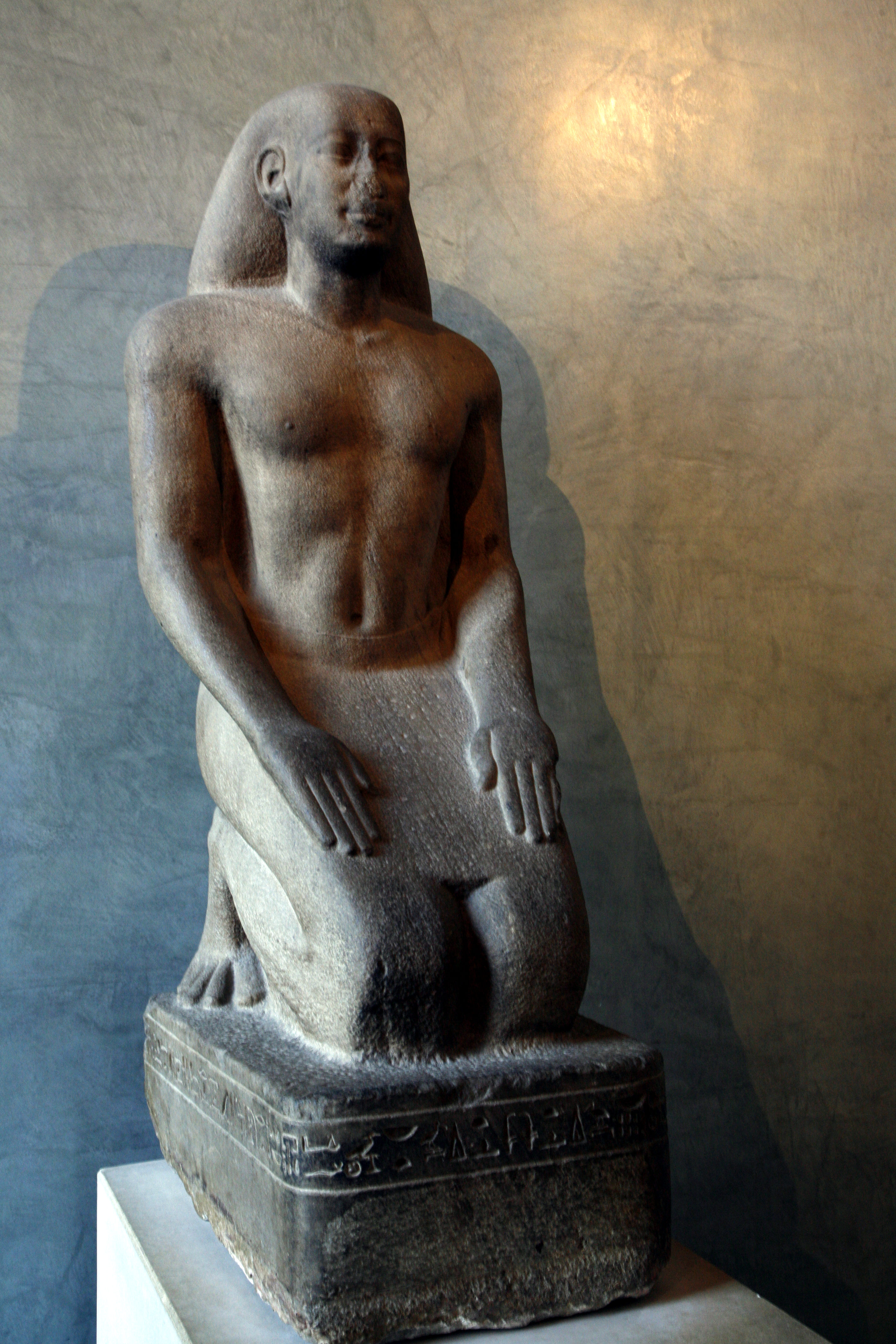
Statue de Nakhthorheb agenouillé Collection Sallier 1816
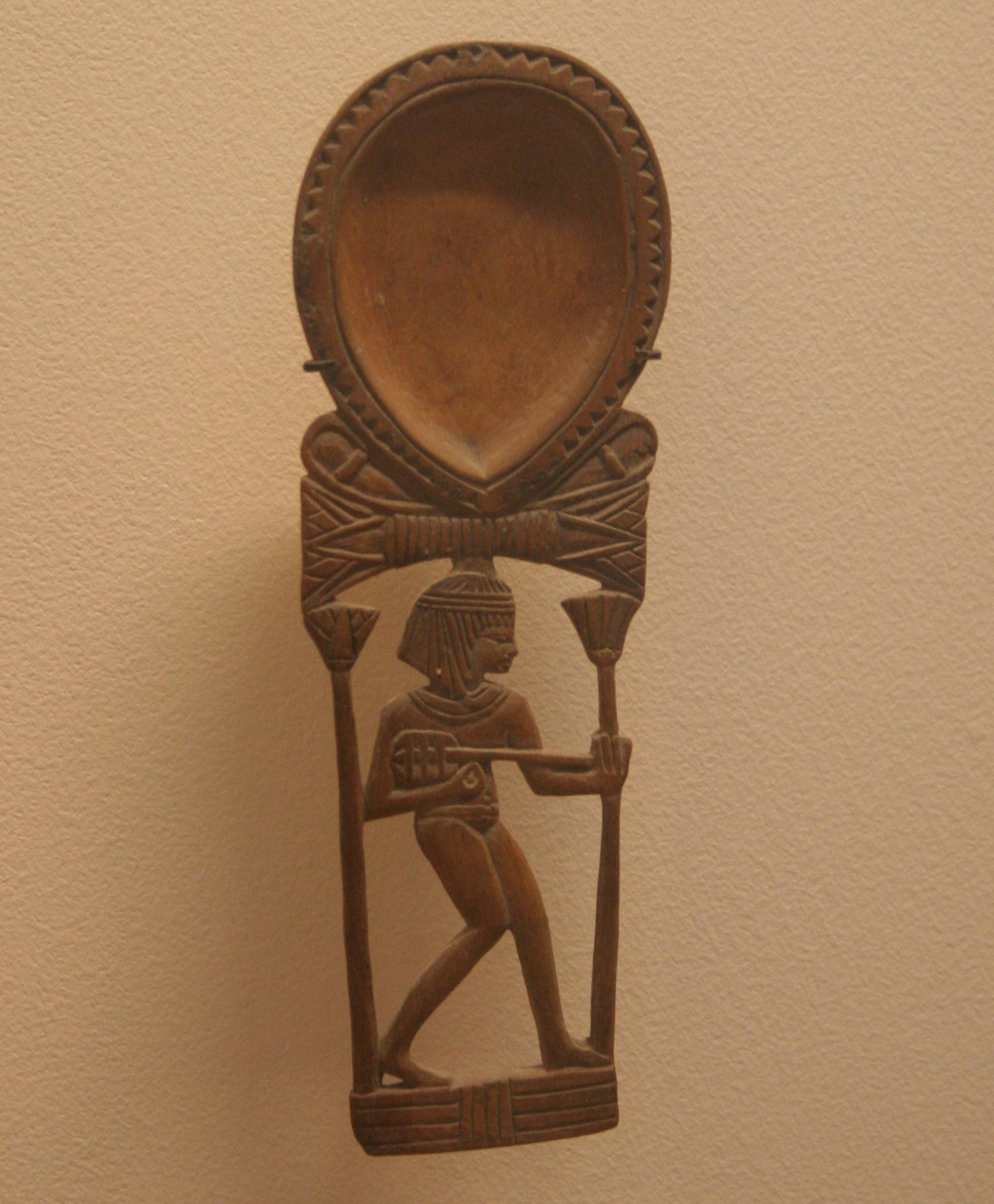
Cuiller à fard figurant une luthiste Collection Salt 1826
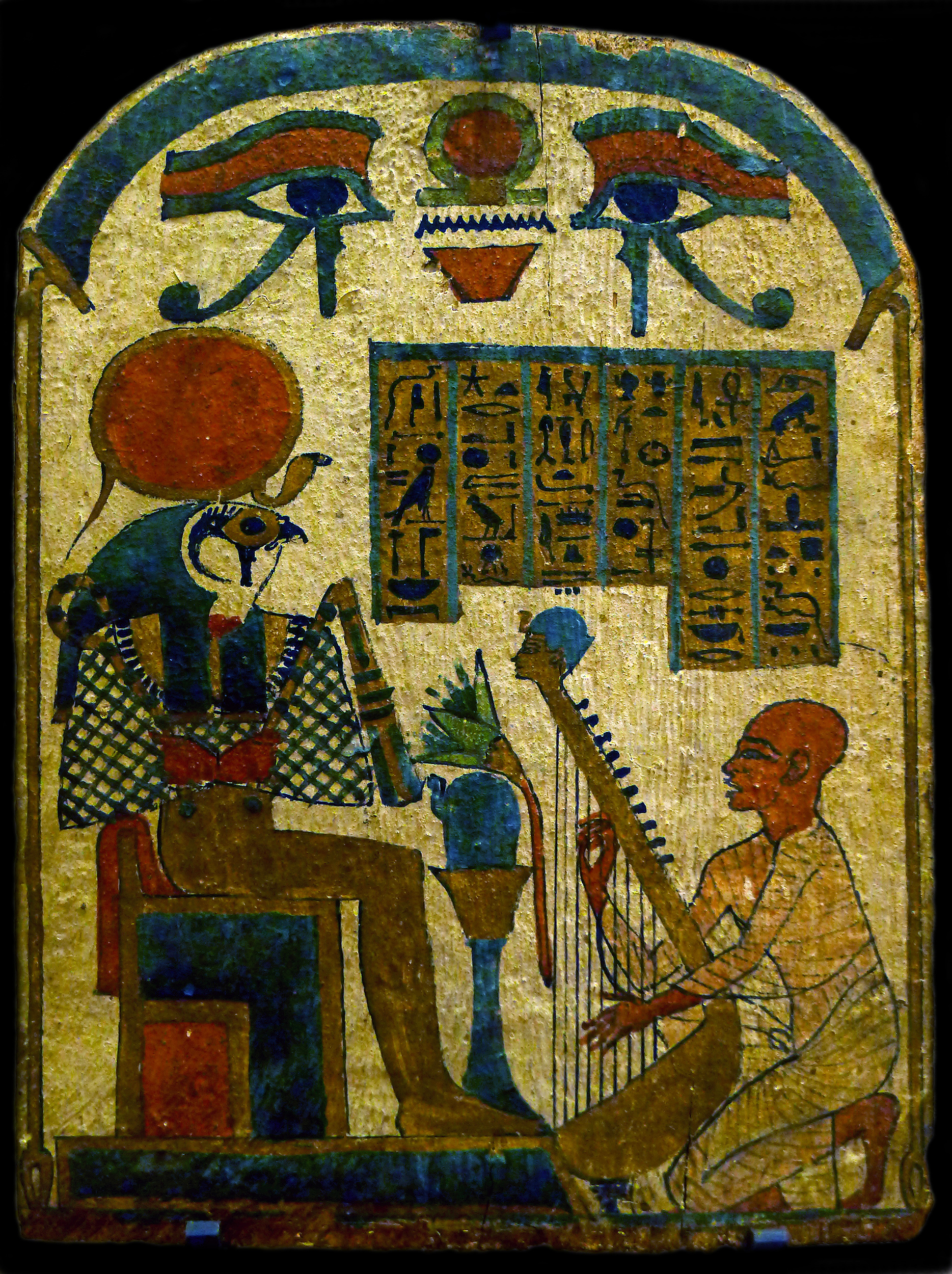
Stèle du prêtre Djedkhonsouiouefankh jouant de la harpe Collection Salt 1826
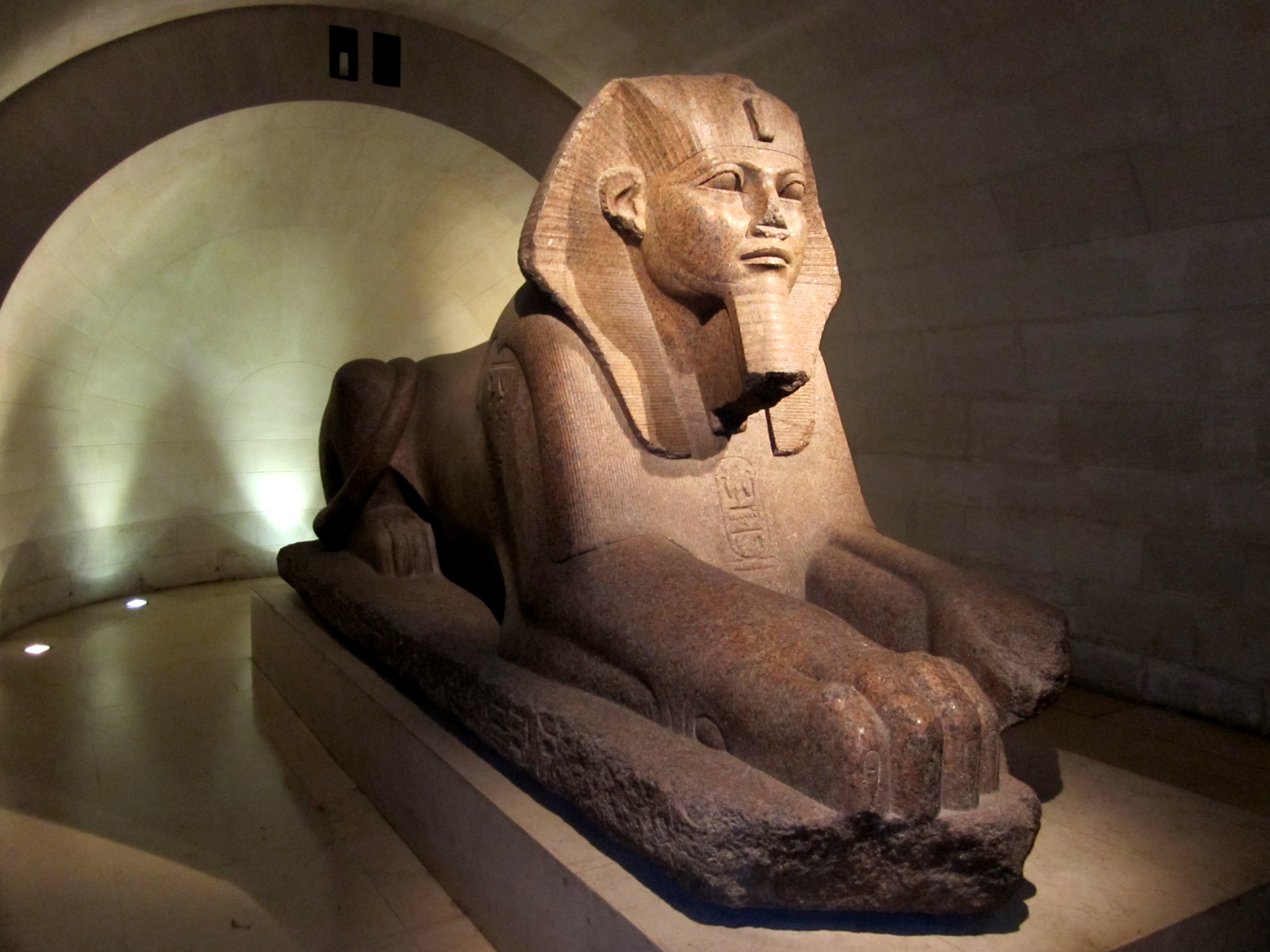
Grand sphinx de Tanis Collection Salt 1826
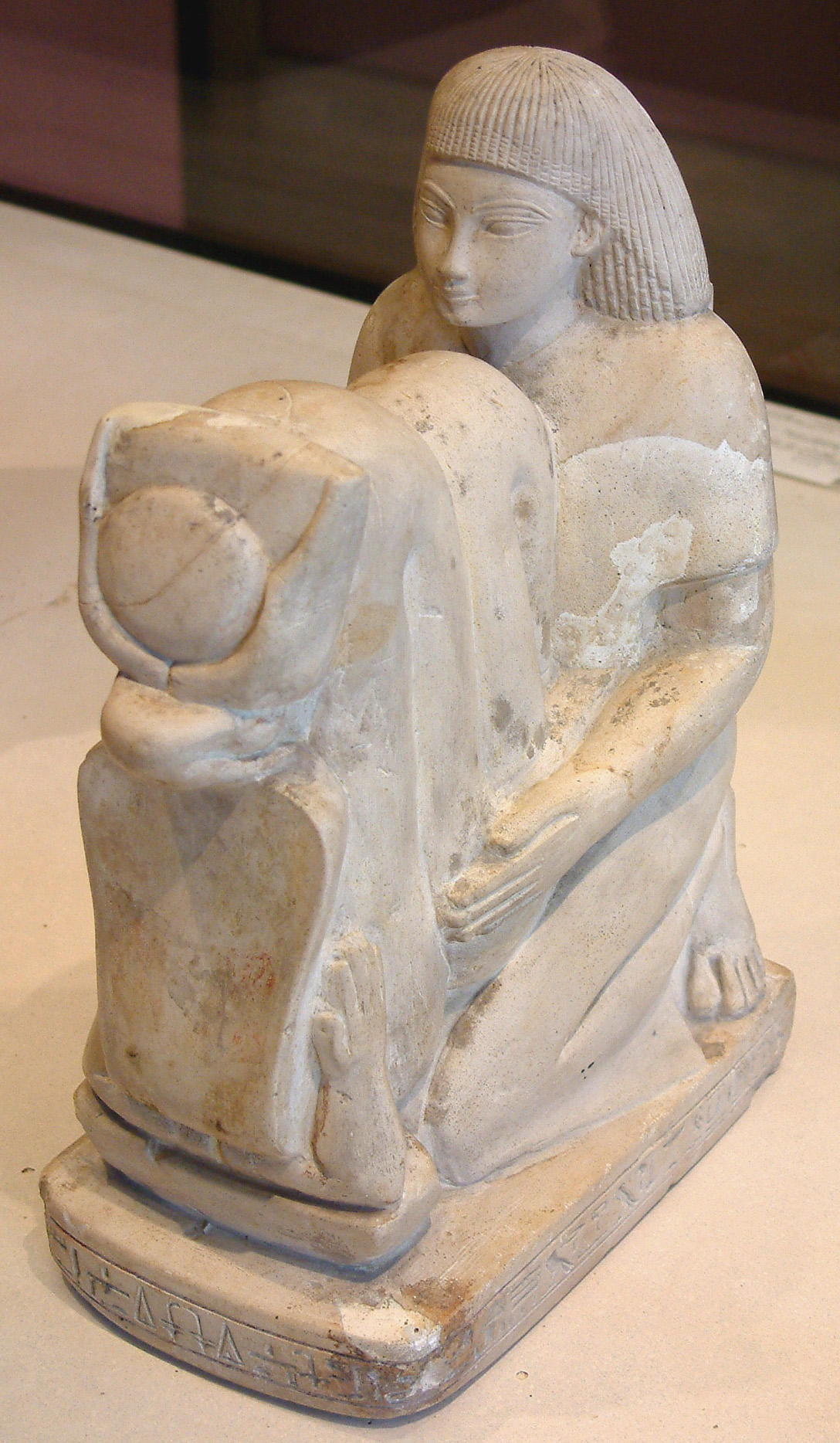
Statue de Sétaou présentant la déesse-cobra Nekhbet Collection Salt 1826
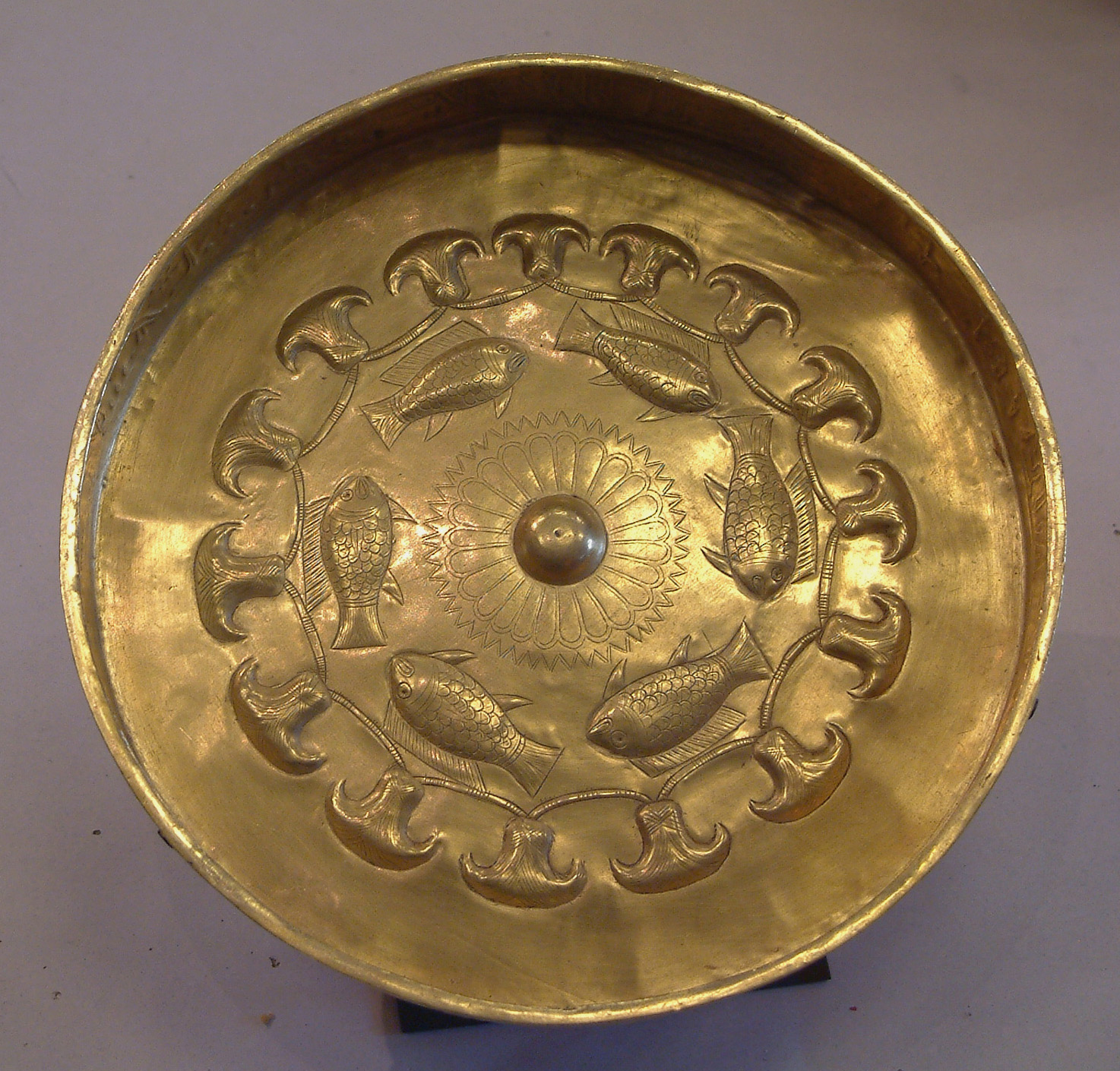
Coupe du général Djéhouty Collection Drovetti 1827

Les salles comprennent chacune une cheminée surmontée d'un miroir, à l'exception de la salle I et de la salle V (accès vers la galerie Campana) ; elles sont décorées de plafonds peints évoquant le pays d'origine des objets qui y sont présentés et des grisailles sont présentes sur la partie supérieure des murs :
- salle I (actuellement salle 649) : Homère déifié dit L'Apothéose d'Homère (1826-1827), par Jean Auguste Dominique Ingres (remplacé ultérieurement par une copie des frères Paul et Raymond Balze) ; grisailles par Nicolas Gosse et Auguste Vinchon[99],[100] ;
- salle II (actuellement salle 648) : Le Vésuve recevant de Jupiter le feu qui consumera Herculanum, Pompéi et Stabies (1826-1827), par François Joseph Heim ; grisailles par Nicolas Gosse et Auguste Vinchon[100] ;
- salle III (actuellement salle 647) : Les Nymphes de Parthénope, emportant leurs pénates sur les bords de la Seine (1826-1827), par Charles Meynier ; grisailles par Nicolas Gosse et Auguste Vinchon[101],[100] ;
- salle IV (actuellement salle 646) : Cybèle protège contre le Vésuve les villes de Stabies, Herculanum, Pompéi et Résina, par François-Édouard Picot (1828-1832) ; ce tableau remplace un autre - François Ier recevant les œuvres rapportées d'Italie, par Alexandre-Évariste Fragonard - transféré dans la galerie Campana ; grisailles d' Alexandre-Évariste Fragonard[100] ;
- salle V (actuellement salle 645, dénommée également salle des colonnes) : La véritable Gloire s'appuie sur la Vertu, Mars écoutant la Modération et Le Temps élève la Vérité vers le trône de la Sagesse par Antoine-Jean Gros[100] ;
- salle VI (actuellement salle 644) : L'Étude et le Génie dévoilent l'antique Égypte à la Grèce, par François-Édouard Picot ; grisailles par Nicolas Gosse et Auguste Vinchon[100] ;
- salle VII (actuellement salle 643) : L'Égypte sauvée par Joseph, grisailles en haut des murs, par Abel de Pujol[100] ;
- salle VIII (actuellement salle 642) : Jules II ordonnant les travaux du Vatican et de Saint Pierre, entouré de Bramante, Michel-Ange et Raphaël, par Horace Vernet ; grisailles d'Abel de Pujol[100] ;
- salle IX (actuellement salle 641) : Le Génie de la France anime les Arts, protège l'Humanité, par Antoine-Jean Gros ; Les Arts rendant hommage au souverain (six grisailles) par Alexandre-Évariste Fragonard[100].

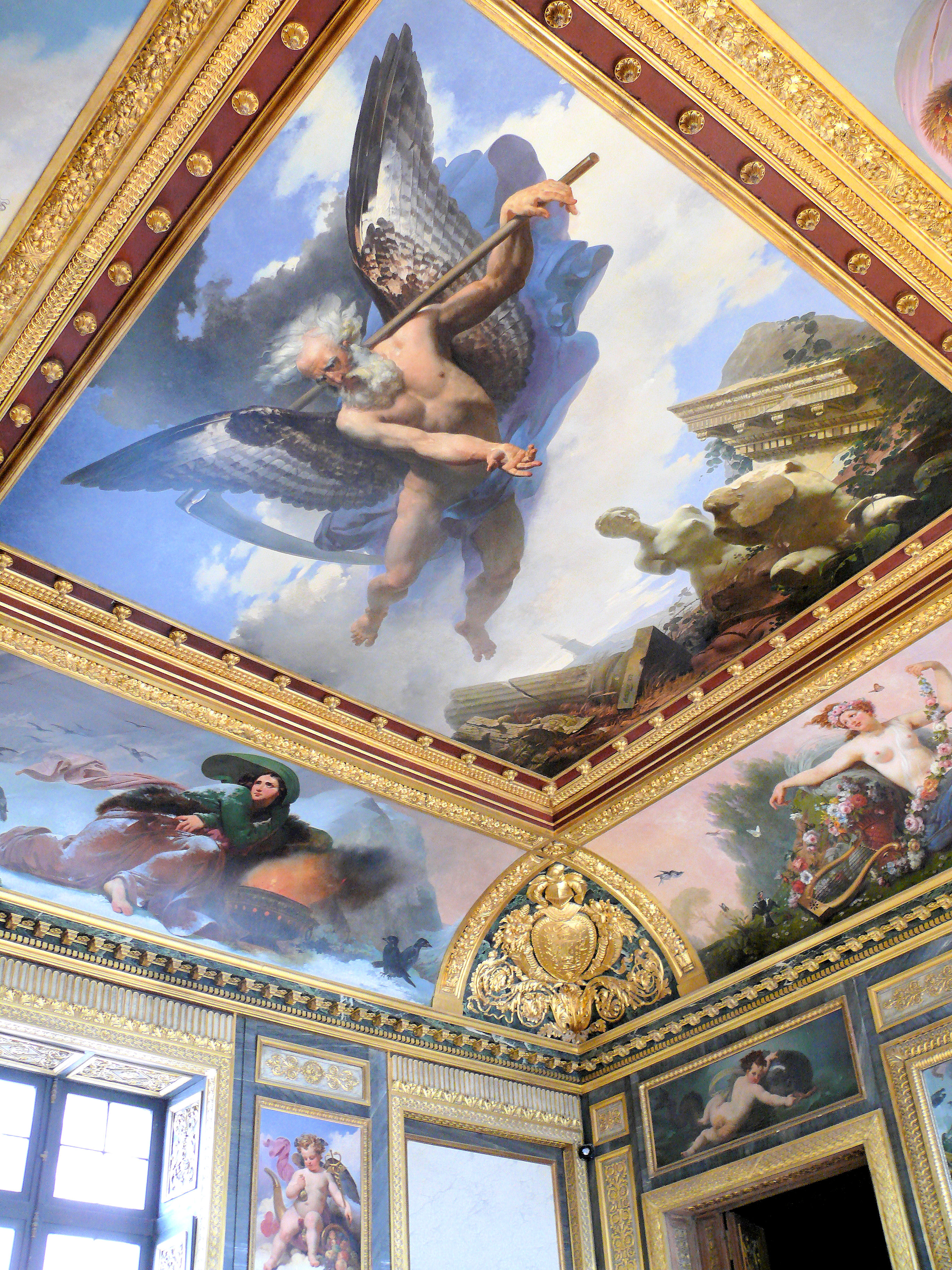
La salle des bijoux, dans l'ancien grand cabinet de Louis XIV, avec les peintures de Jean-Baptiste Mauzaisse
Homère déifié, Jean Auguste Dominique Ingres
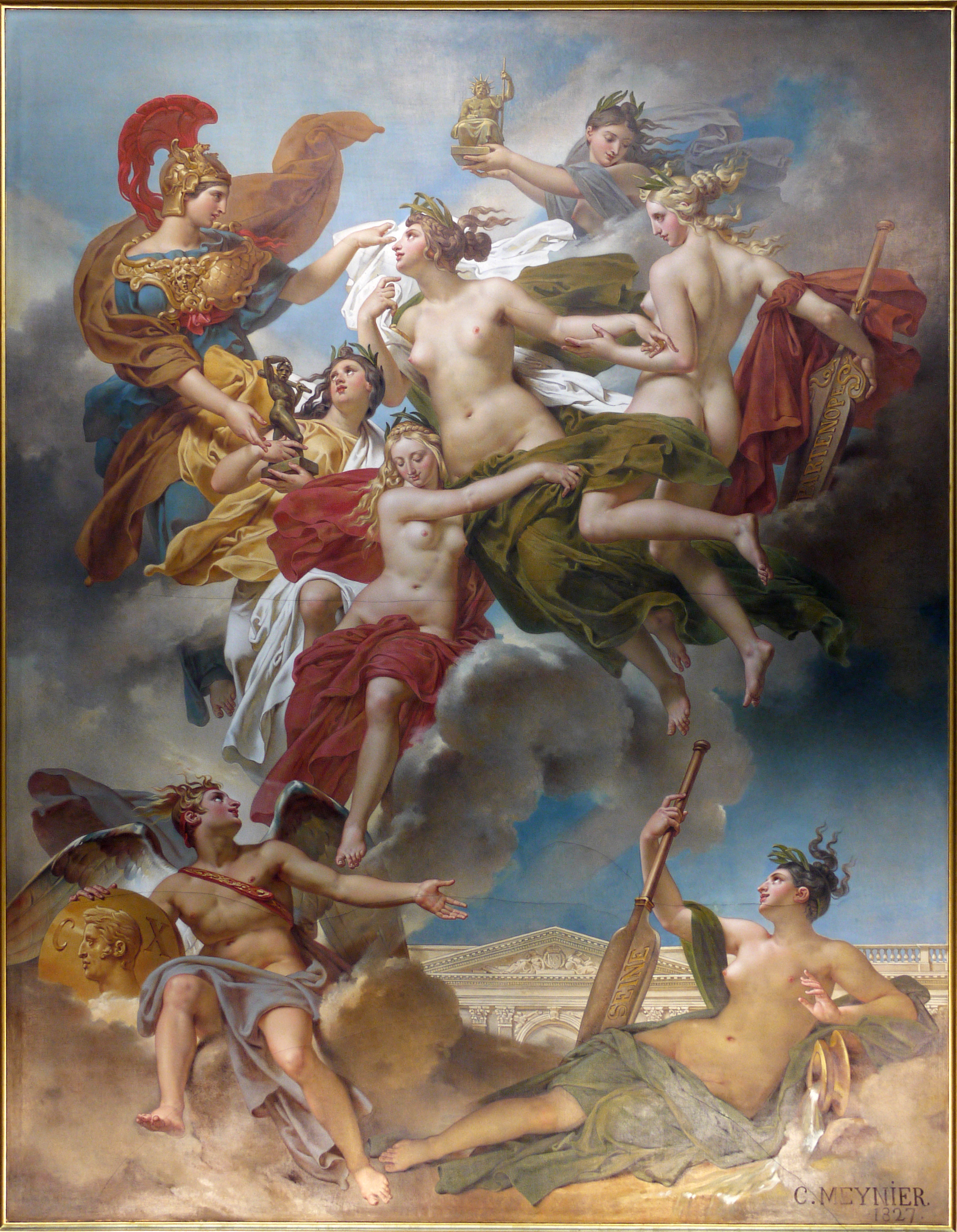
Les Nymphes de Parthénope, emportant loin de leurs rivages les Pénates, images de leurs dieux, sont conduites par la déesse des Beaux-Arts sur les bords de la Seine, Charles Meynier

Le musée Charles X est ouvert le 15 décembre 1827. La section égyptienne sont dans quatre salles. Les objets sont répartis entre une salle des dieux, une salle civile et deux salles funéraires. Pour l'ouverture du musée, Champollion rédige une Notice descriptive des monumens égyptiens du Musée Charles-X. Champollion entreprend un voyage sur les bords du Nil en 1828-1829. Il rapporte peu d'objets de ce voyage par manque de crédits, mais de qualité. Champollion meurt prématurément en 1832. Le département égyptien perd alors son autonomie.
Près de deux siècles plus tard, en 2021, le musée du Louvre met en dépôt une vingtaine d'objets de ses réserves du musée Charles X au musée Champollion à Vif, ancienne demeure familiale des frères Champollion.

##### Musée Dauphin, puis musée de la Marine
En 1748, Henri Louis Duhamel du Monceau, inspecteur général de la Marine, fondateur en 1741 de l'École de Marine de Paris pour les élèves constructeurs de bateaux, offre au roi Louis XV sa collection de modèles réduits maritimes sous la condition qu'elle soit accessible pour les spécialistes qui pourraient souhaiter les voir au Louvre où ils étaient conservés. Elle est alors présentée au Louvre dans une « salle de Marine ».
Ce musée est créé par décision du roi Charles X prise le 27 décembre 1827. Le dauphin ayant accepté de lui donner son nom, il est alors connu sous le nom de musée Dauphin, sur proposition du baron de la Bouillerie, intendant général de la liste civile du roi. Le projet a été étudié par l'ingénieur de la marine Pierre-Amédée Zédé, le premier conservateur du musée, et qui a été directeur des constructions navales. Il regroupe différents objets et maquettes ayant trait à la marine et qui étaient dispersés dans quelques palais royaux, dans les ports ou les arsenaux. Il est d'abord installé au premier étage, puis au second étage de l'aile nord de la Cour carrée. Les collections sont placées dans des armoires aux dauphins de bronze doré. Ce département technique placé au sein d'un musée où sont présentées des œuvres d'art déplaisait aux conservateurs du musée du Louvre. Les rois Charles X, puis Louis-Philippe Ier y déposèrent les objets curieux qui leur étaient adressés de toutes les parties du monde. Le ministère de la Marine y faisait déposer tous les objets rassemblés au cours des voyages de circumnavigation et de découvertes qu'il avait ordonnés. Un atelier est rattaché au musée pour assurer l'entretien et la réparation des modèles réduits reçus à son ouverture. Cet atelier a aussi réalisé des modèles réduits de bateaux anciens. Après Pierre Zédé, c'est l'ingénieur Apollinaire Lebas qui a assuré la direction du musée à partir de 1848. Pendant la Deuxième République, le musée dépend de Jeanron, directeur des musées nationaux. Il souhaite regrouper dans ce musée les différents objets chinois se trouvant dans les réserves du Louvre auxquels ont été ajoutés ceux ramenés de la mission commerciale de Théodore de Lagrené. Le projet est réalisé par le comte de Nieuwerkerke, nouveau directeur en 1849.

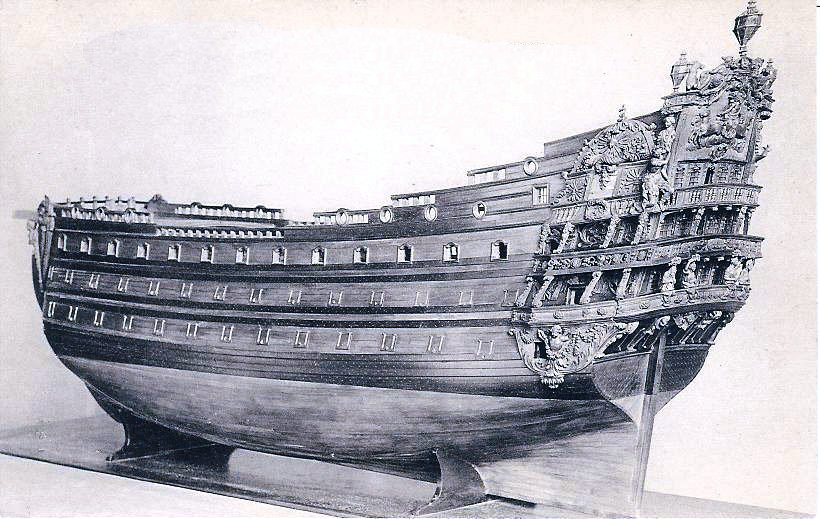
Le Soleil Royal, modèle fait au musée.
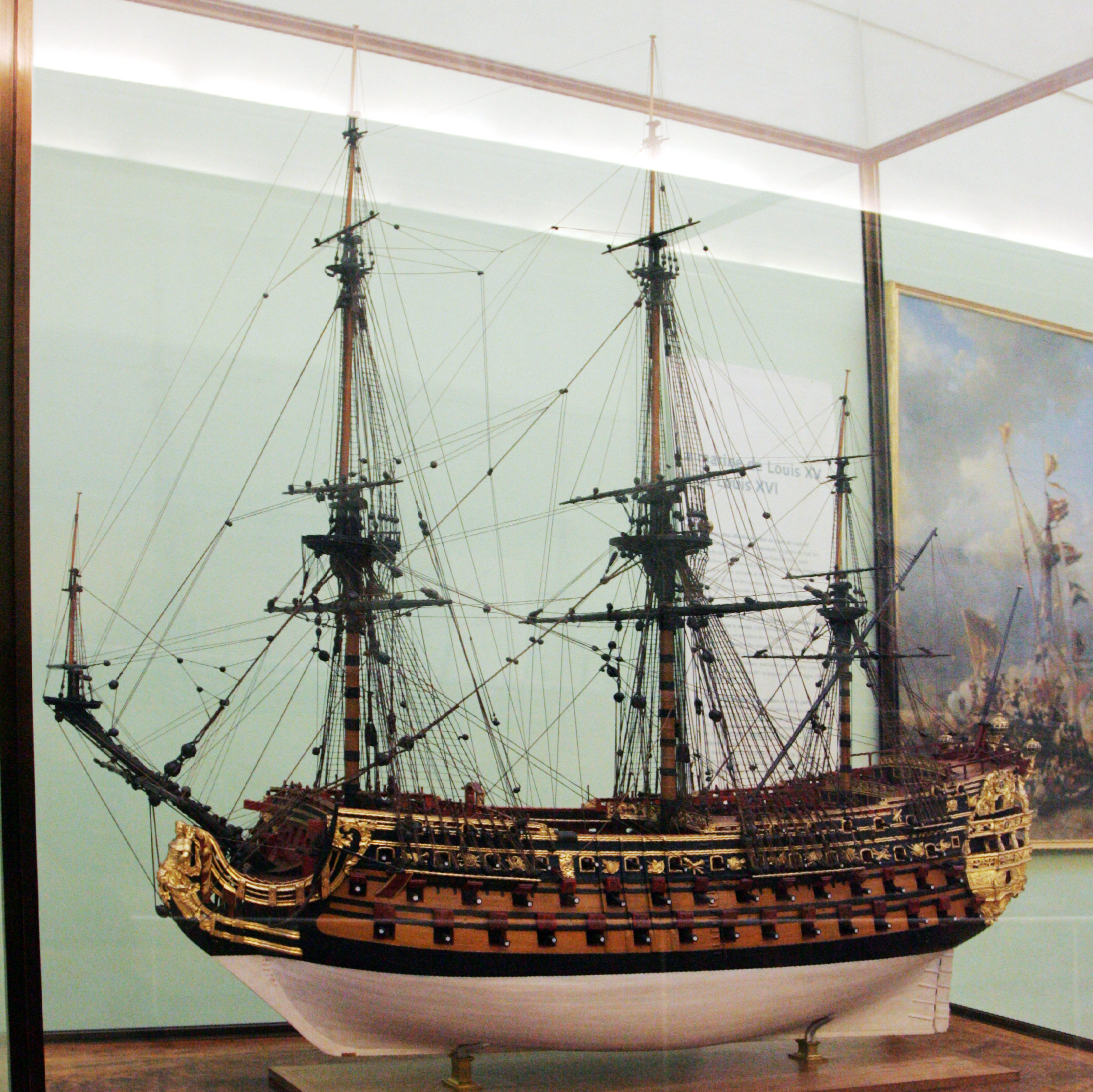
Le Louis XV, modèle du temps.
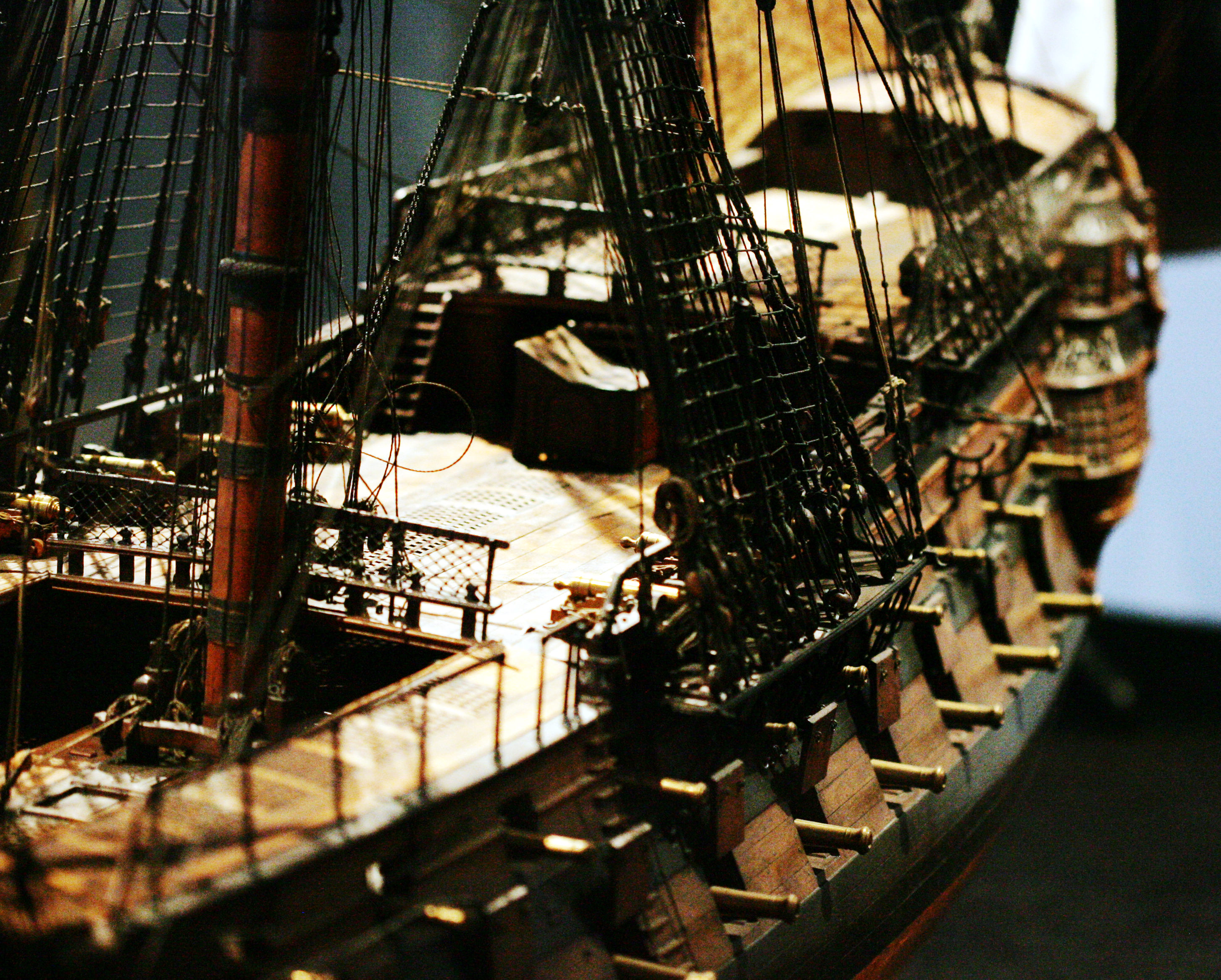
L’Artésien, modèle du temps.
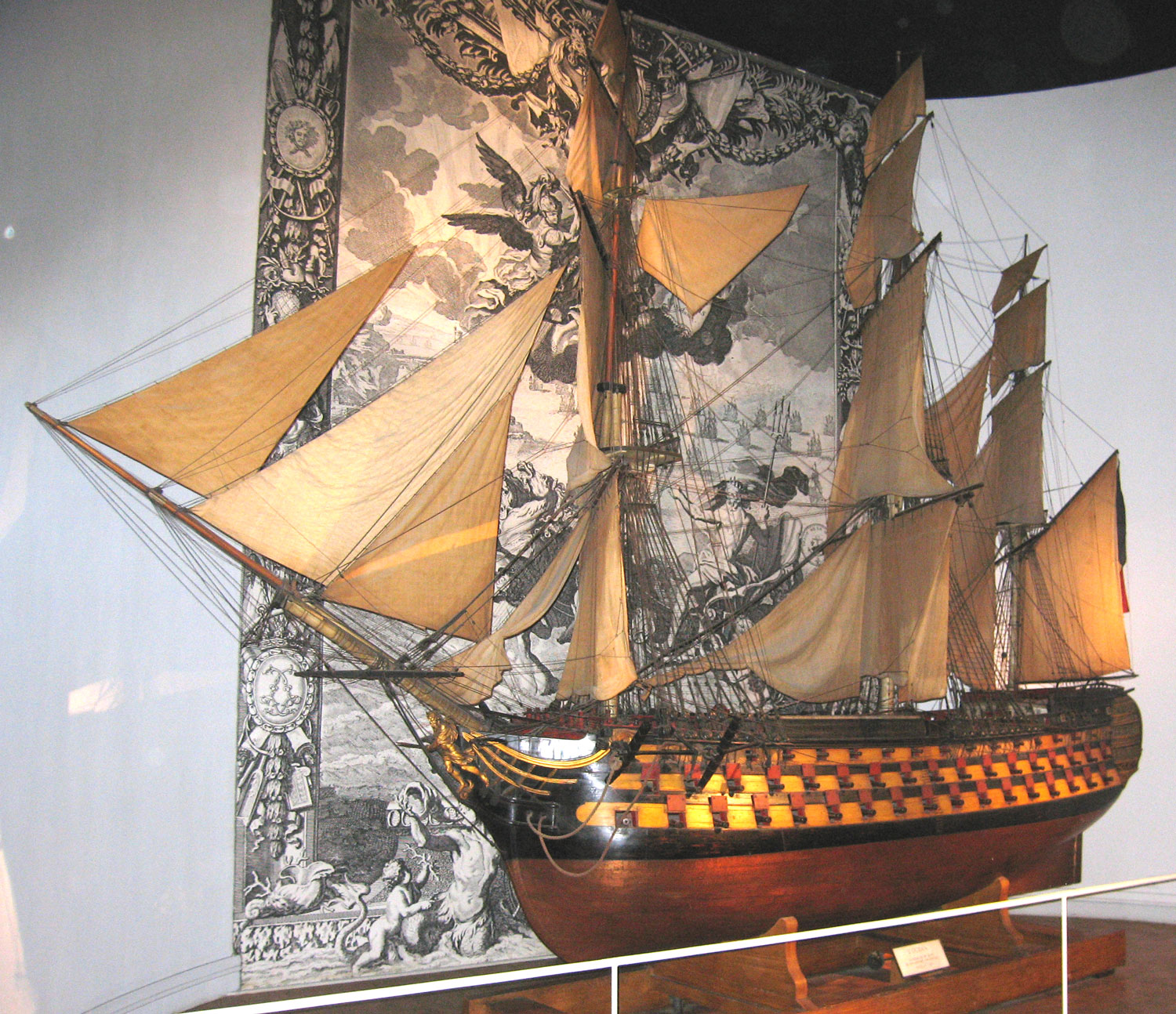
L’Océan modèle du temps.
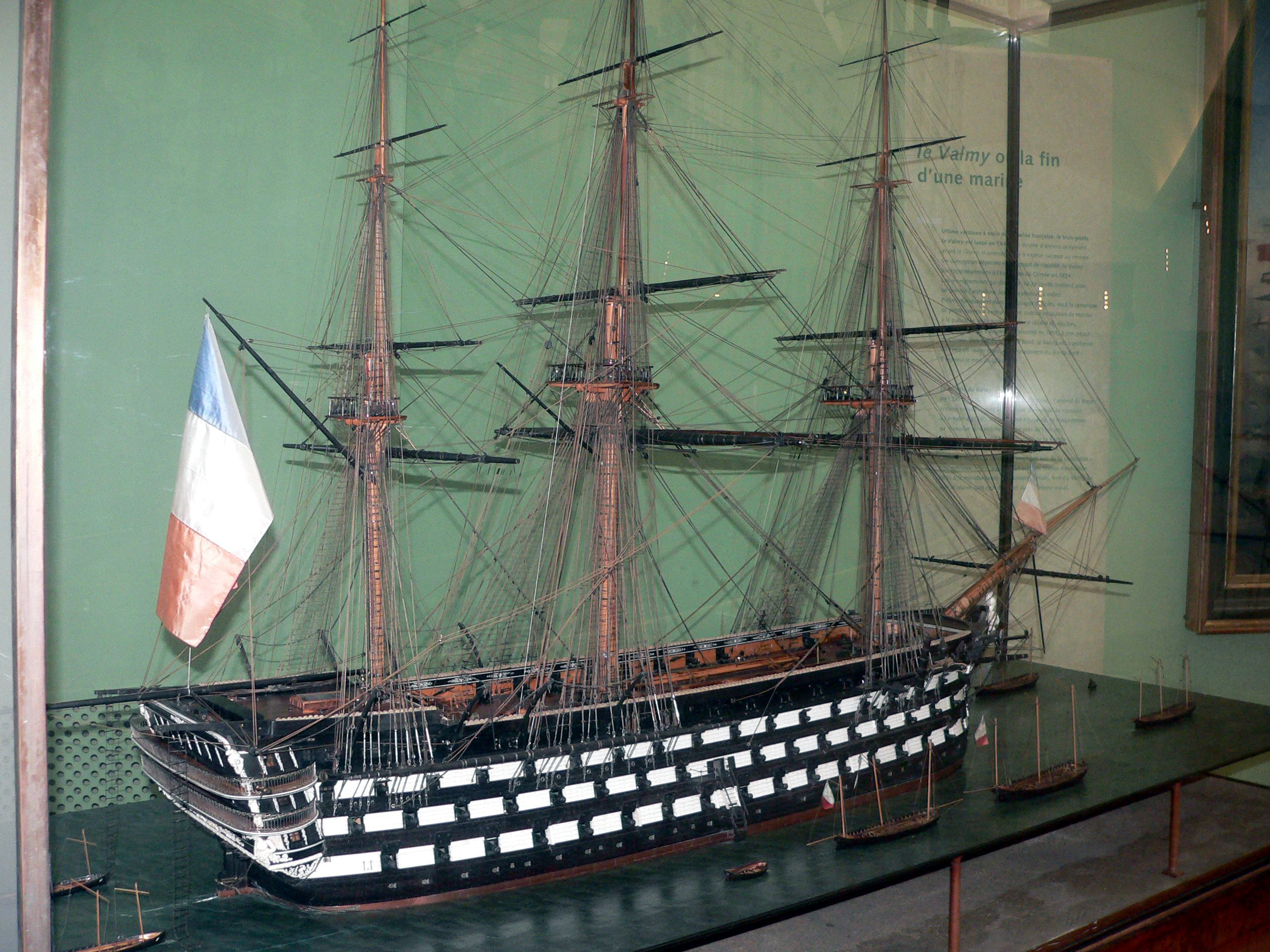
Le Valmy, modèle fait à Brest.
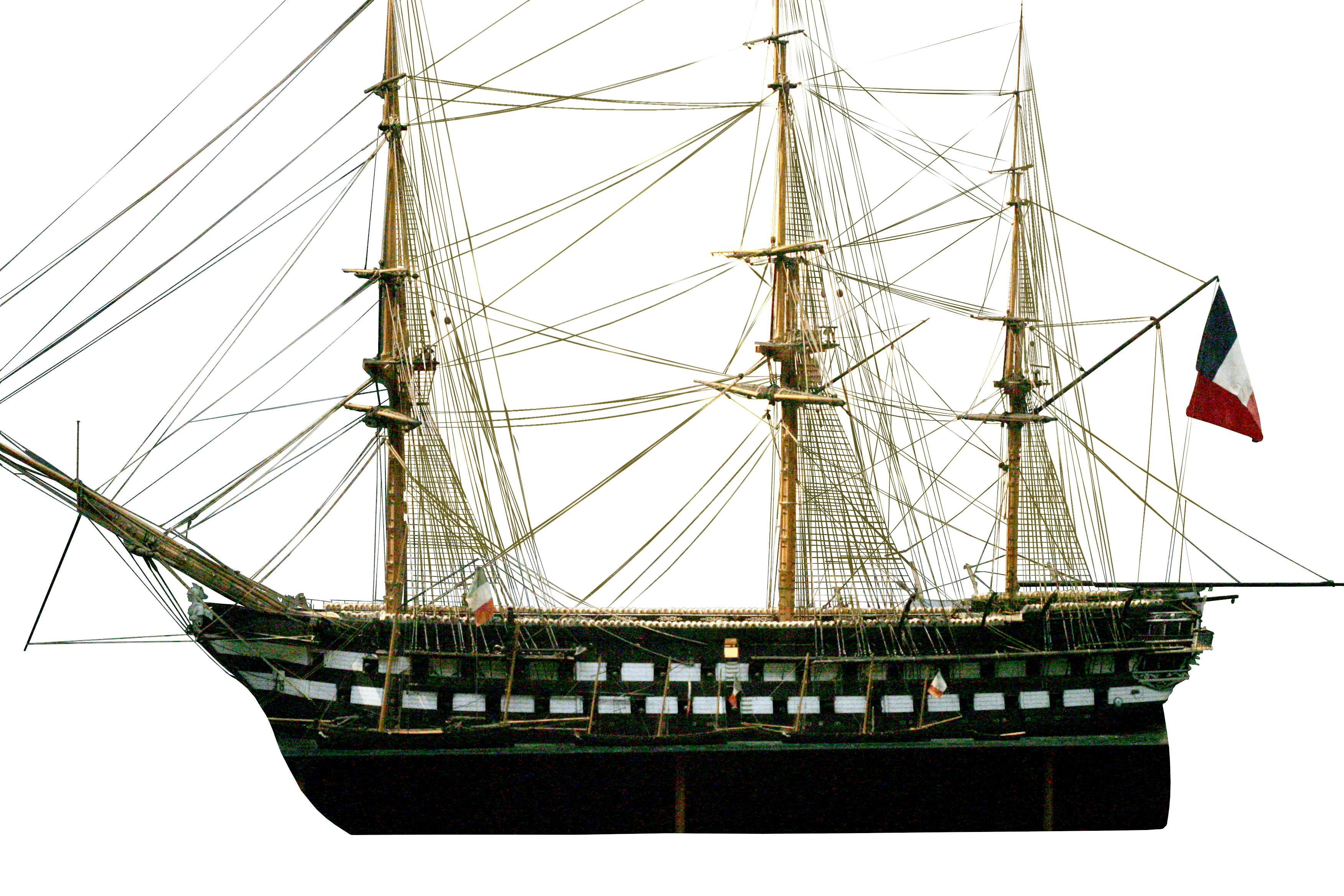
Le Tage, modèle fait à Brest.

Devant l'accroissement des pièces ethnographiques du musée auquel ont été ajoutés les objets chinois, son conservateur adjoint, Antoine Léon Morel-Fatio, crée une annexe au Louvre, le musée ethnographique séparé du musée naval. Il devient, en 1852, conservateur du musée de la Marine et d’ethnographie du Louvre.
L'amiral Pâris, directeur du musée entre 1871 et 1893 a fait déposer au musée des modèles réduits de sanbugs, trabacolos, sampans, praos et autres bâtiments inhabituels à partir des plans rapportés des voyages.
Quand en 1901, Destrem est nommé directeur du musée de la Marine, le directeur des Beaux-Arts Roujon lui dit sans ménagement : « On vous a nommé pour que vous nous débarrassiez du musée de la Marine ».
Dans les décennies qui suivent, les conservateurs refusent qu'on mette en caisse la collection tant qu'un nouveau lieu d'accueil n'a pas été trouvé. Le 28 avril 1919, un décret rattache le musée de Marine du Louvre au ministère de la Marine.
Pour l'Exposition Internationale « Arts et Techniques dans la Vie moderne » de 1937, il est prévu d'installer le musée de la Marine dans une aile du palais de Chaillot. En septembre 1939, le musée commence à occuper l'aile Passy. En 1943 la collection est installée sous la direction du commandant Jacques Vichot.

##### Galerie Campana
Le roi Charles X achète en 1828 la collection d'objets d'art du peintre Pierre Révoil qui s'ajoute aux vases antiques des collections Tochon et Durand. Le roi a fait aménager les neuf salles en enfilade formant une galerie parallèle au musée Charles X, côté Seine, par son architecte Pierre Fontaine à partir de 1819. Comme pour le musée Charles-X, pour présenter les tableaux français et la collection Revoil, il fait réaliser des peintures sur le thème de l'Histoire de France et des Arts pour décorer les plafonds. Elles sont inaugurées au cours du Salon de 1833.
- salle 651 : Expédition d'Égypte sous les ordres de Bonaparte, par Léon Cogniet, 1835
- salle 652 : Louis XII proclamé " Père du Peuple " aux États généraux tenus à Tours en 1506, par Michel Martin Drolling, 1833
- salle 653 : Charlemagne, entouré de ses principaux officiers, reçoit Alcuin qui lui présente des manuscrits, ouvrage de ses moines, par Victor Schnetz, 1833
- salle 654 : François Ier armé chevalier par Bayard, par Alexandre-Évariste Fragonard, 1820
- salle 655 : La Renaissance des Arts en France, par François-Joseph Heim, 1828

Dans les voussures, des peintures historiques de Charles VIII à Henri II :
- Entrée triomphale de Charles VIII à Naples (1495)
- Le Pérugin faisant le portrait du roi Charles VIII (vers 1496)
- La Clémence de Louis XII (vers 1510)
- Léonard de Vinci sur son lit de mort auprès de François Ier (1519)
- L'entretien du Camp du Drap d'Or entre Henri VIII d'Angleterre et François Ier (1520)
- Mort du chevalier Bayard (1524)
- François Ier visitant l'atelier parisien de Benvenuto Cellini (vers 1542)
- Henri II mortellement blessé par Gabriel Ier de Montgommery en tournoi (1559)

- salle 656 : François Ier accompagné de sa sœur la reine de Navarre reçoit les tableaux et les statues rapportés d'Italie par le Primatice, par Alexandre-Évariste Fragonard, 1827
- salle 45 (ancienne numérotation) : Puget présentant sa statue de Milon de Crotone à Louis XIV, dans les jardins de Versailles, par Eugène Devéria, 1832

Dans les voussures, quatre tableaux de Deviéra représentent des réalisations dans le domaine des arts et des sciences sous le règne de Louis XIV (Leibnitz soumet au roi son projet sur l'Égypte, 1699, Première séance de l'Académie des Sciences, 1666, Le Brun présente des tableaux au roi, 1648, Pose de la première pierre des Invalides, 1671. Huit médaillons rappellent les principales édifications de l'époque du roi : La Porte Saint-Denis, La Porte Saint-Martin, La Sorbonne, Le Palais Mazarin, L'Académie de France à Rome, L'Observatoire, L'hôtel des Invalides, le Val-de-Grâce.
- salle 46 (ancienne numérotation): La Clémence d'Henri IV après la bataille d'Ivry (1590), par le baron Charles de Steuben, 1833
- salle 47 (ancienne numérotation) : Poussin, arrivant de Rome, est présenté à Louis XIII par le cardinal de Richelieu (1640), par Jean Alaux, 1832

La galerie prend le nom de Campana quand les vases de la collection de Giampietro Campana di Cavelli y sont installés en 1863.

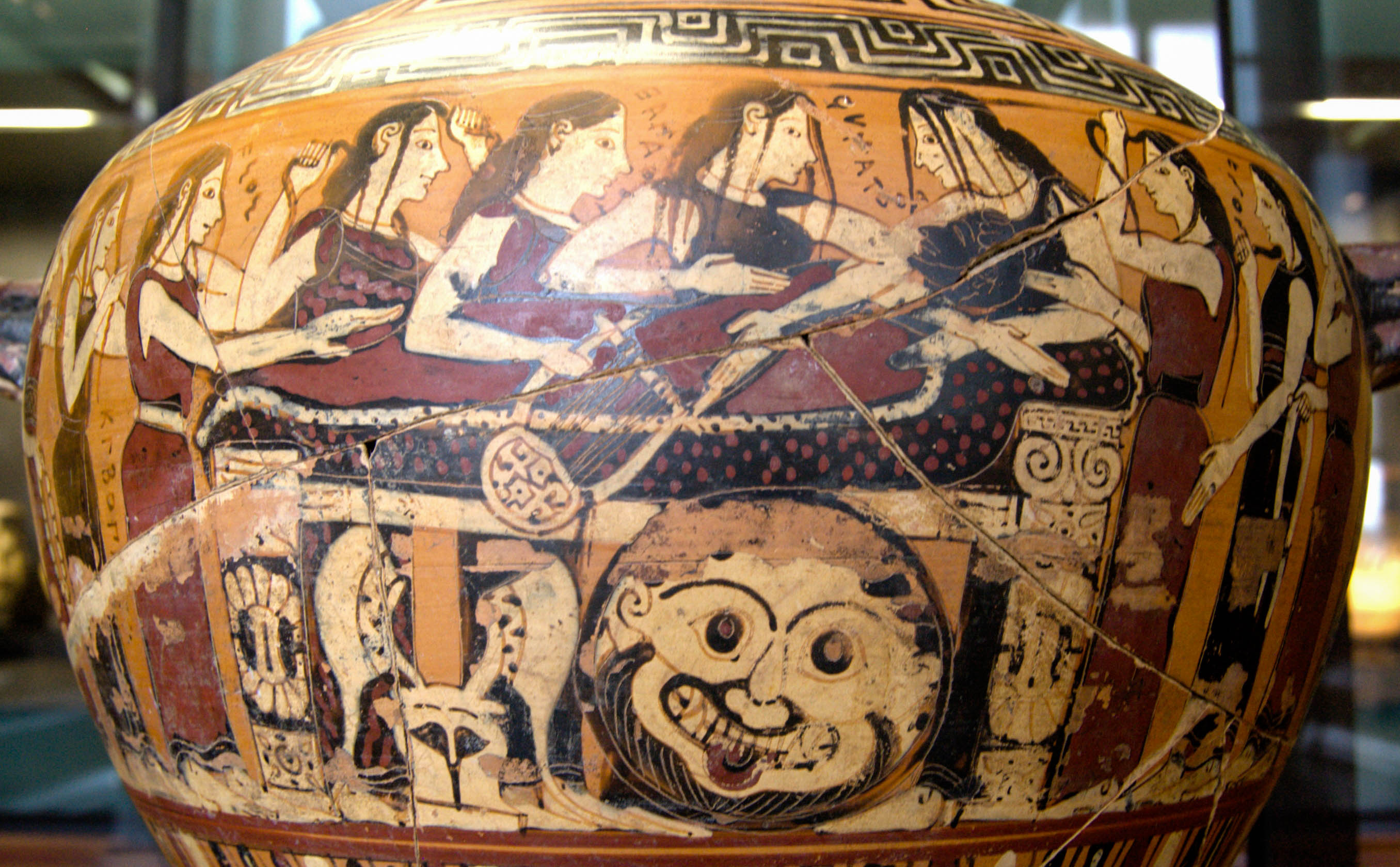
Déploration d'Achille par Thétis et les Néréïdes, peintre de Damon Collection Campana
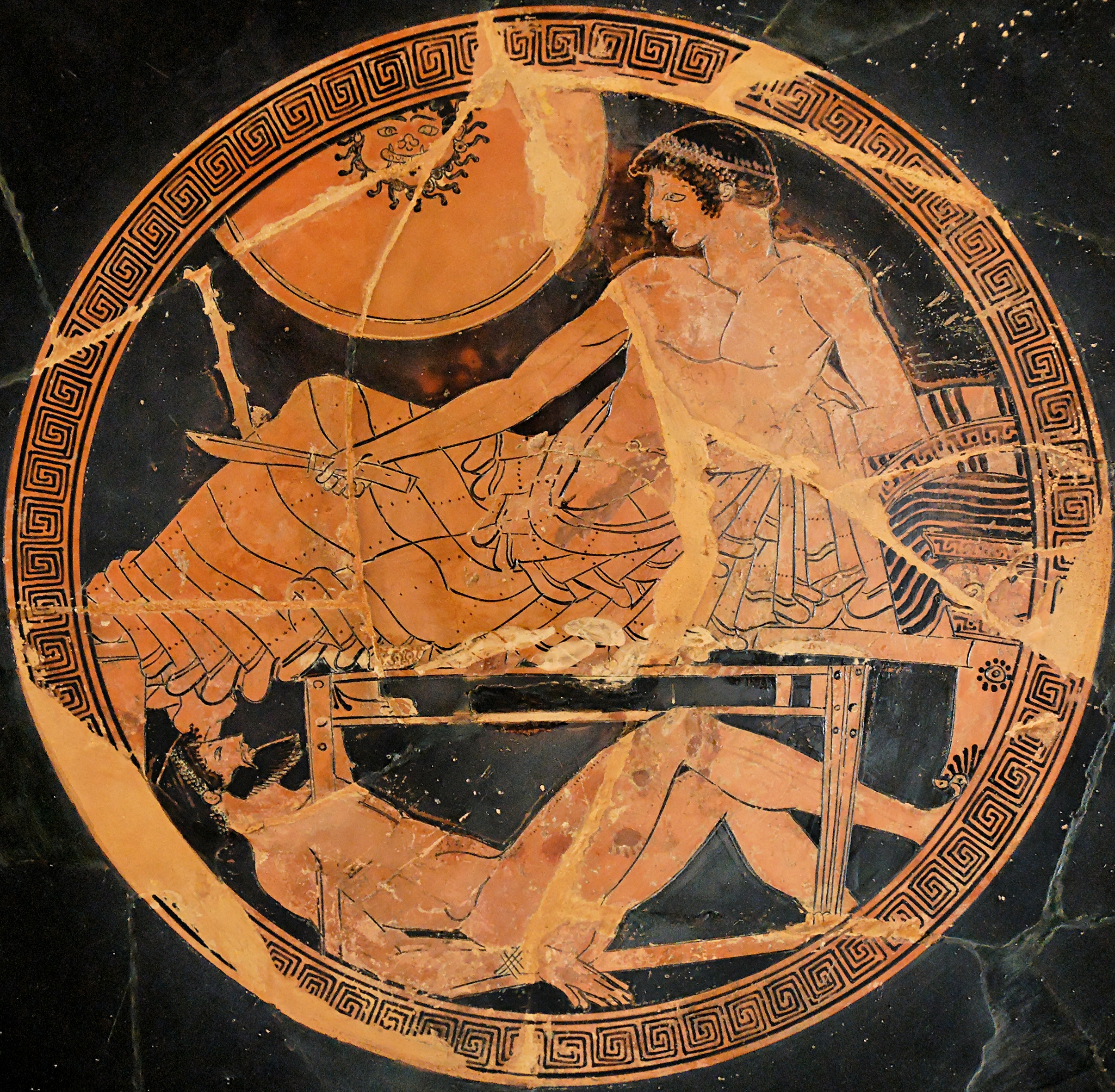
Achille et le corps d'Hector, signée par Hiéron, potier. Collection Campana
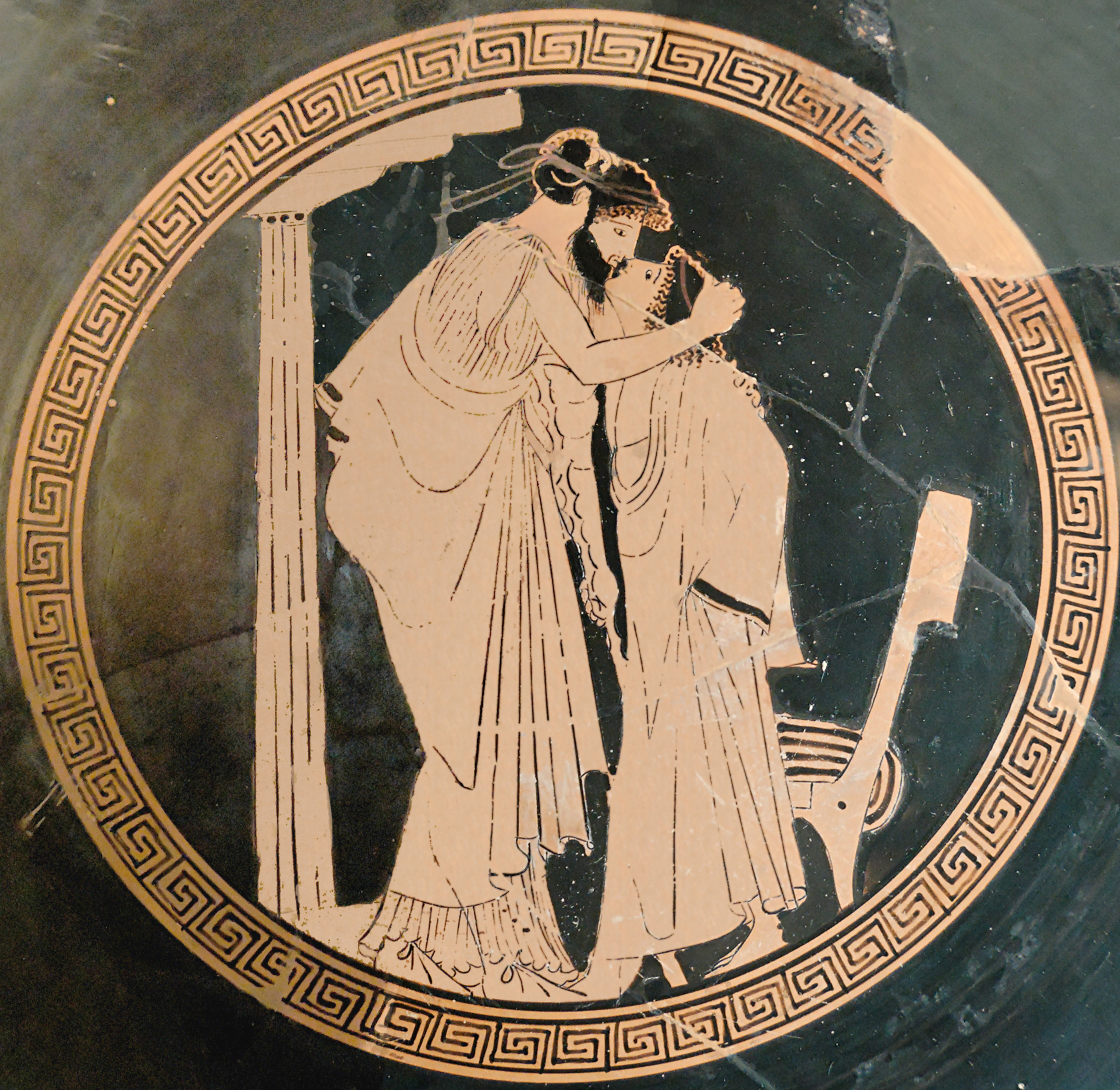
Homme et jeune garçon (1848), peintre de Briséïs. Collection Canino
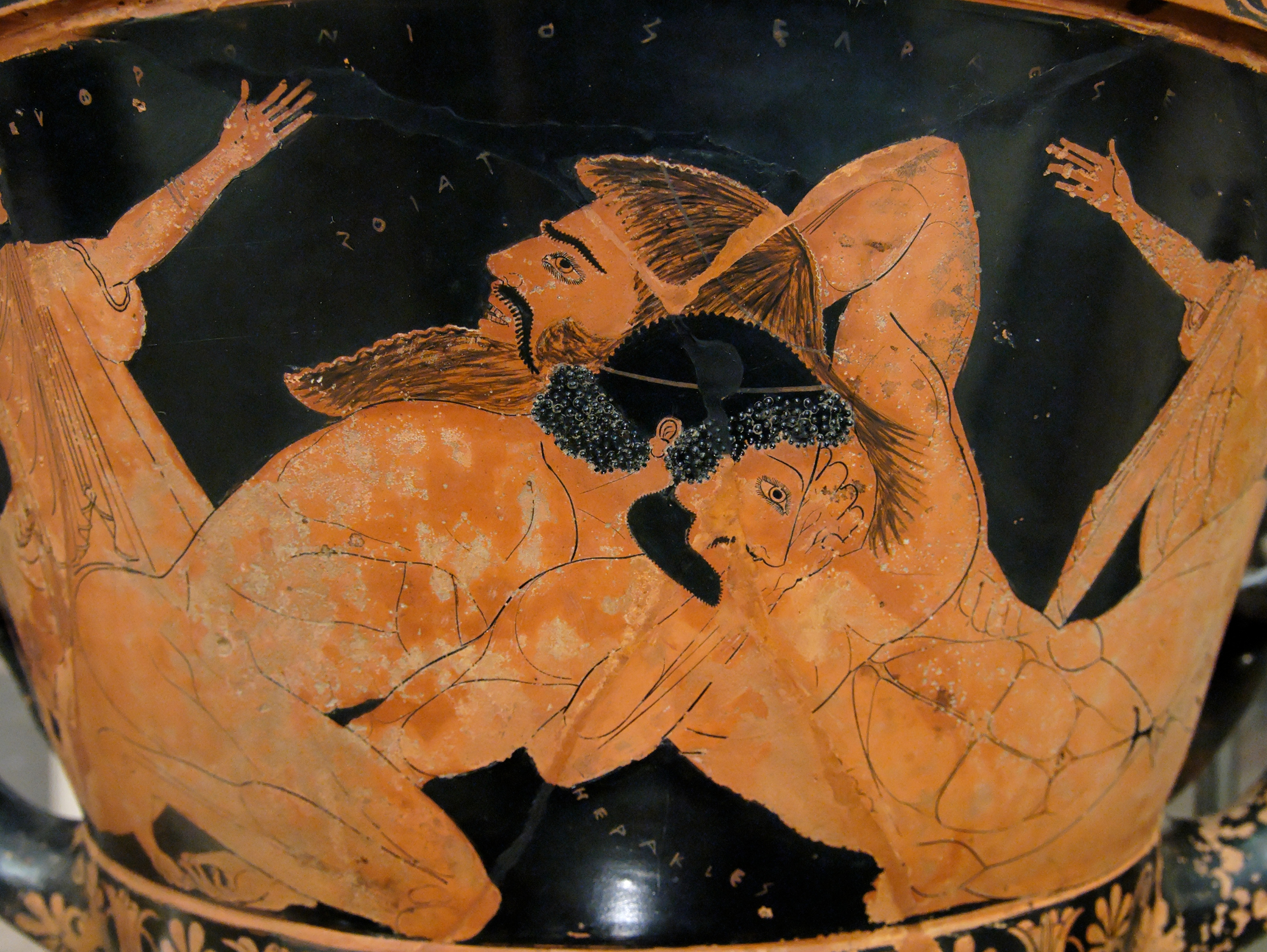
Lutte d'Héraclès et d'Antée, Euphronios, peintre Euxithéos, potier. Collection Campana
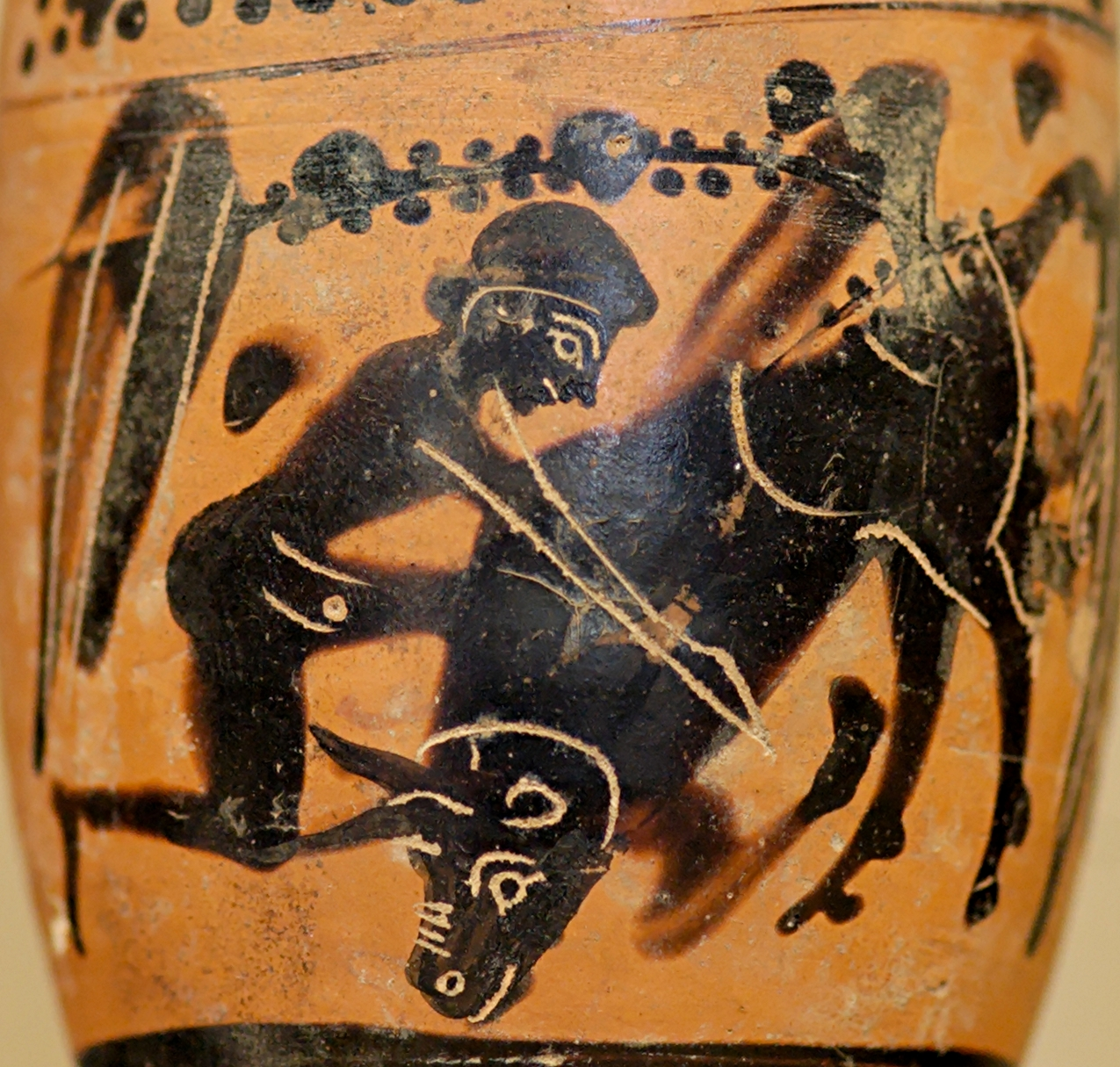
Héraclès et le taureau de Crète, Groupe de Haimon. Collection Durand
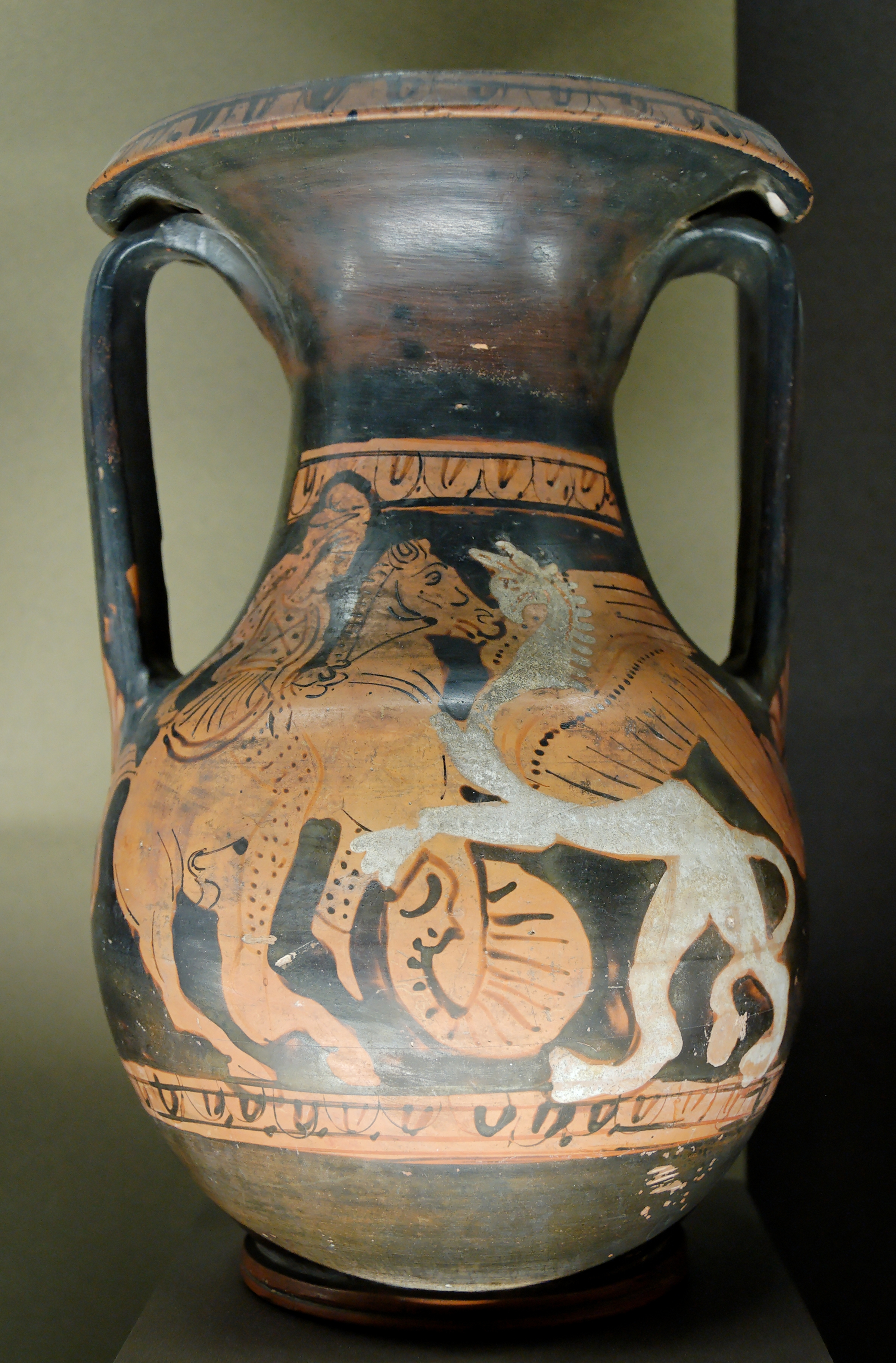
Combat entre une Arimaspe et un griffon, "style de Kertch". Collection Tochon

##### Marbres d'Olympie

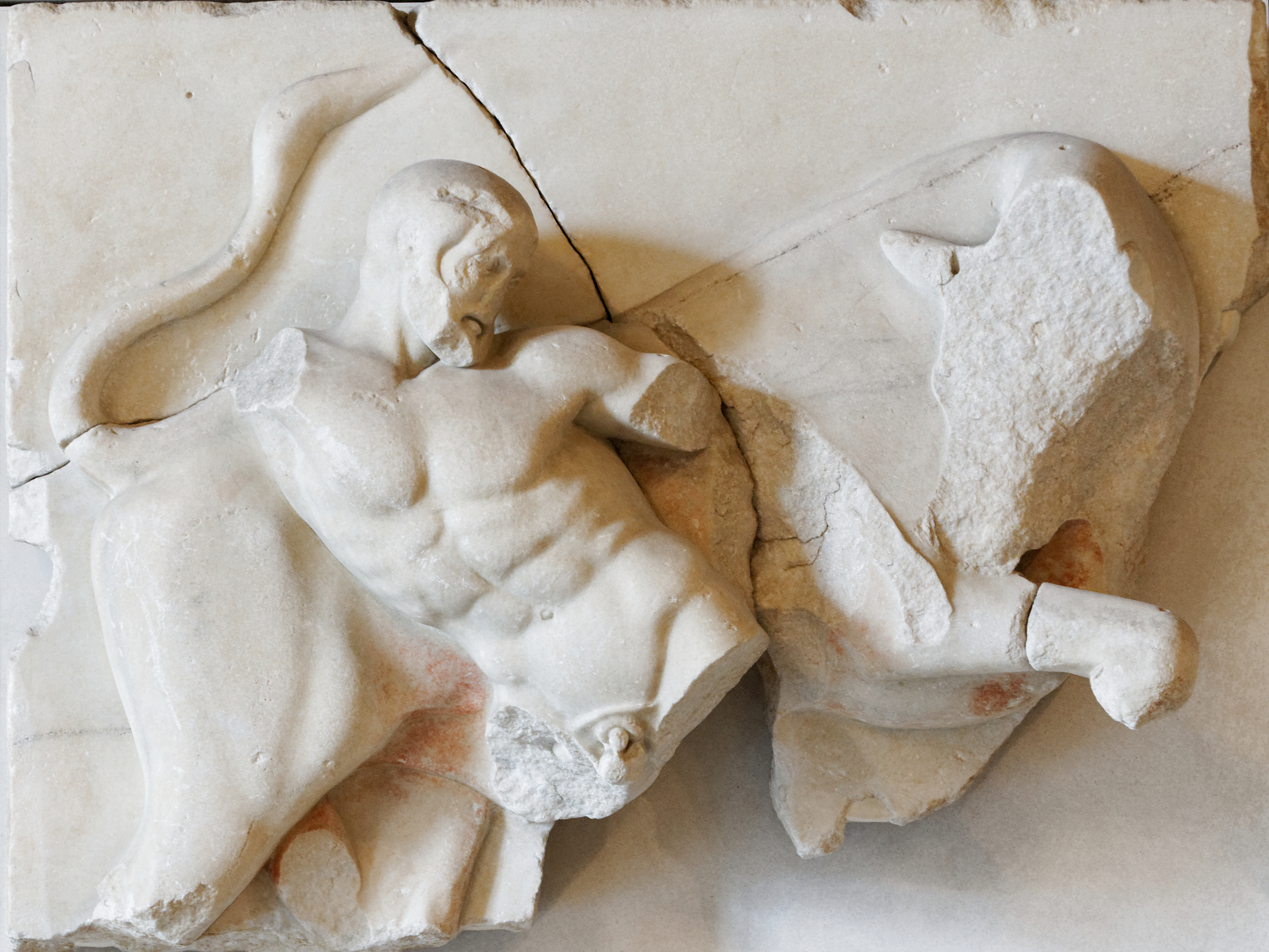
Partie de la métope Héraclès et le taureau de Crète du
temple de Zeus à Olympie.

Pour aider les indépendantistes grecs, le gouvernement français envoie l'expédition de Morée en 1828. S'inspirant de l'expédition scientifique de la campagne d'Égypte de 1798, il décide d'adjoindre à l'envoi de troupes une expédition scientifique en Morée
Le Sénat grec réuni à Argos a fait don à la France des éléments de six métopes du temple de Zeus à Olympie, en 1829.

#### Musée du Louvre sous Louis-PhilippeIer
L'enrichissement des différents départements des antiquités du musée du Louvre va se faire par des achats, des donations, mais aussi par l'envoi de missions de fouilles sur des sites archéologiques et le partage des découvertes qui y sont faites.
En Grèce, cette politique de fouilles de sites est organisée à partir de l'École française d'Athènes, fondée en 1846, à Delphes et Délos.

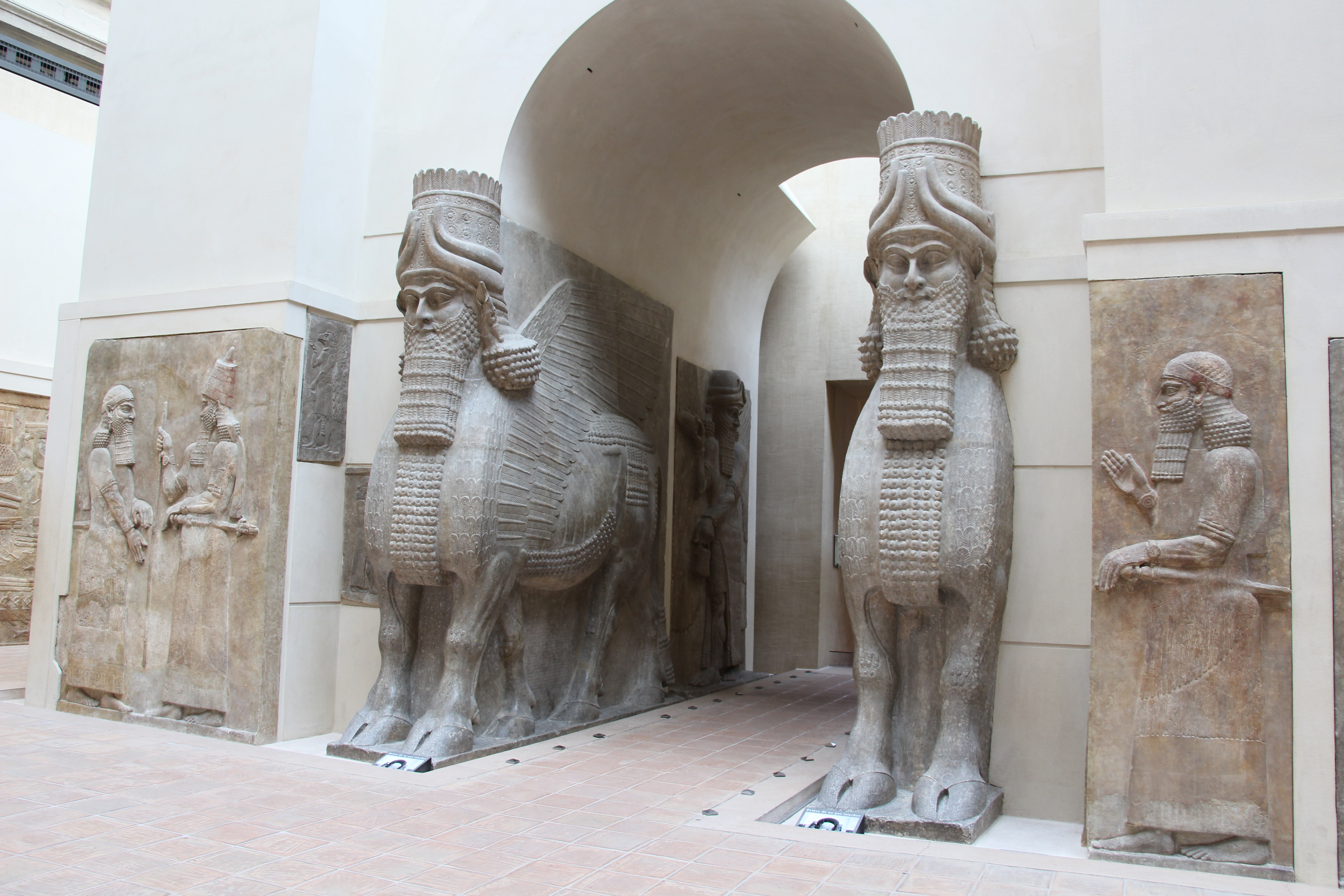
Cour Khorsabad au musée

Des missions de fouilles vont se mettre en place et se développer au Moyen-Orient, avec la découverte de Khorsabad par Paul-Émile Botta qu'il a d'abord prise pour la ville de Ninive,, (ancienne Dûr-Sharrukîn, « forteresse de Sargon », capitale fondée par Sargon II en 717 av. J.-C., ), en Égypte, en Algérie, en Turquie. .
À partir de l'École française d'Athènes ont été créés l'École française de Rome et l'Institut français d'archéologie orientale du Caire, puis la délégation archéologique en Perse, en 1883, pour fouiller le site de Suse, et la délégation archéologique française en Afghanistan, en 1922.
L'essentiel des crédits accordés pendant le règne de Louis-Philippe Ier a été employé pour les travaux réalisés au château de Versailles consacré à la gloire des grands hommes de tous les temps. Quelques tableaux ont cependant été achetés, comme en 1834 Le portement de Croix de Simone Martini, en 1839 le Portrait de Chardin par lui-même, les Portraits d'artistes attribués à Paolo Uccello et en 1844 le Diptyque de Jean Carondelet de Jan Mabuse et Salomon au trésor du Temple de Frans II Francken.

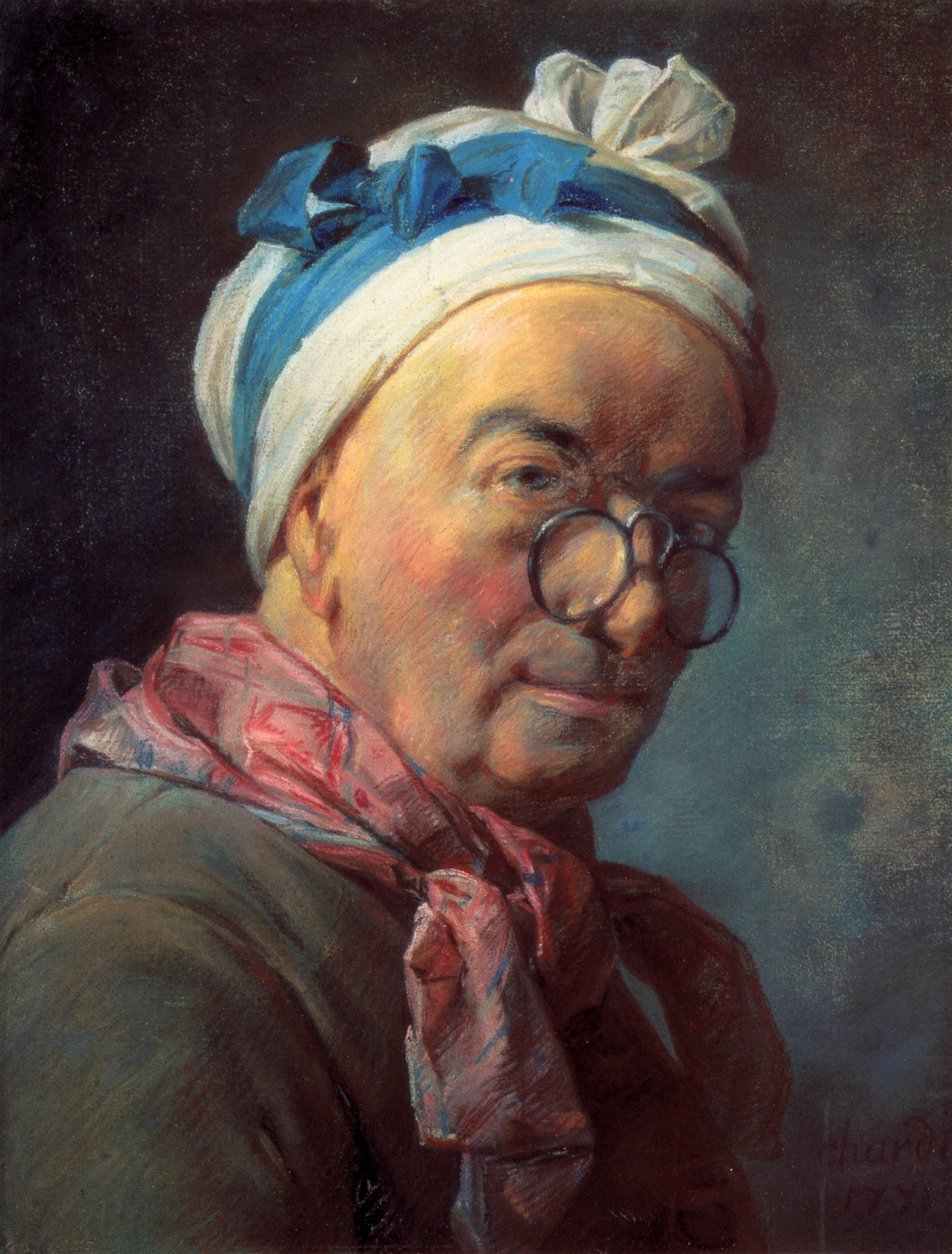
Autoportrait (pastel), Jean Siméon Chardin
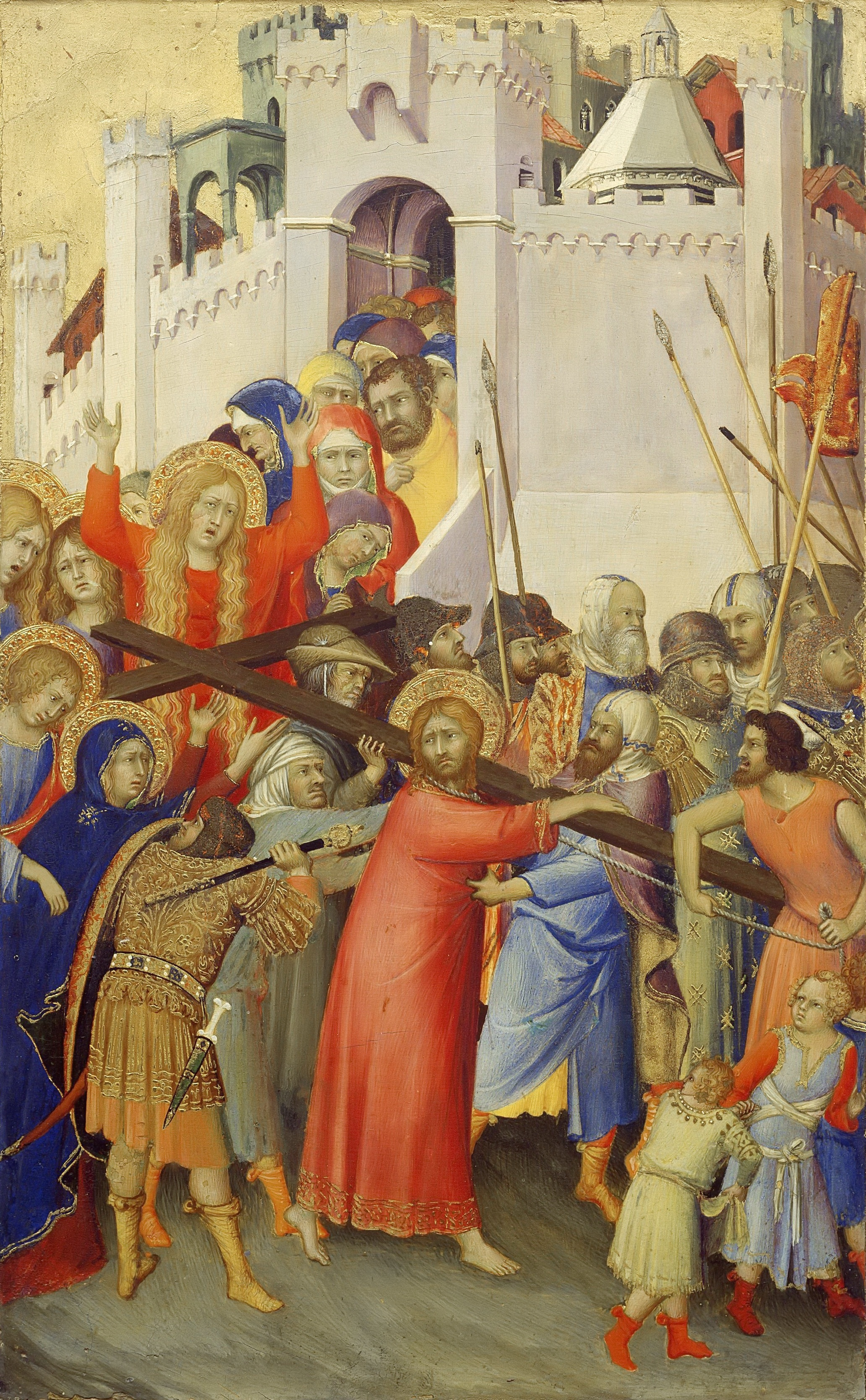
Portement de Croix, Simone Martini
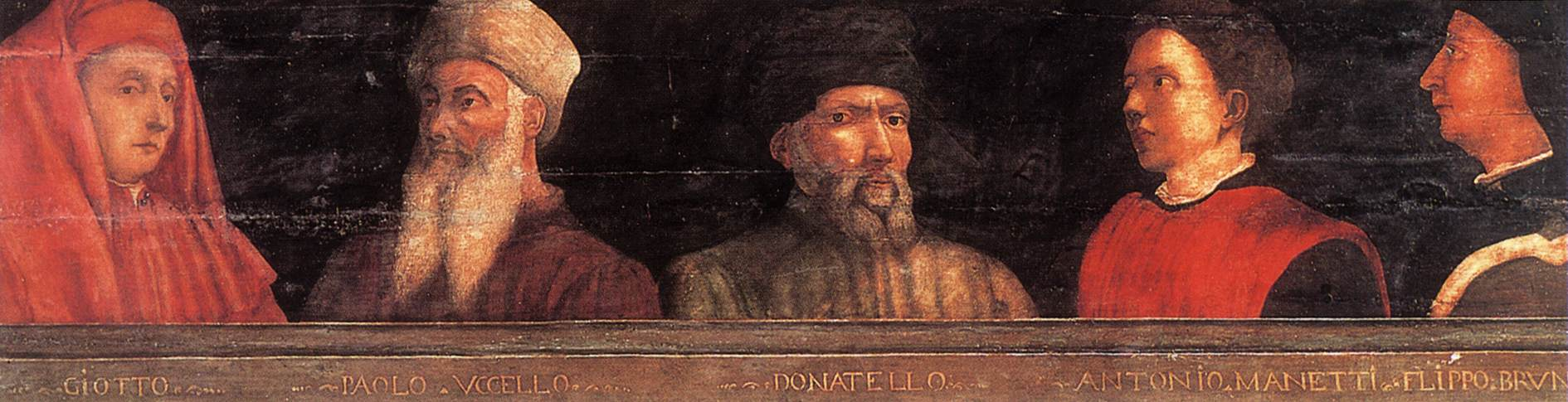
Cinq Maîtres de la Renaissance florentine, Paolo Uccello
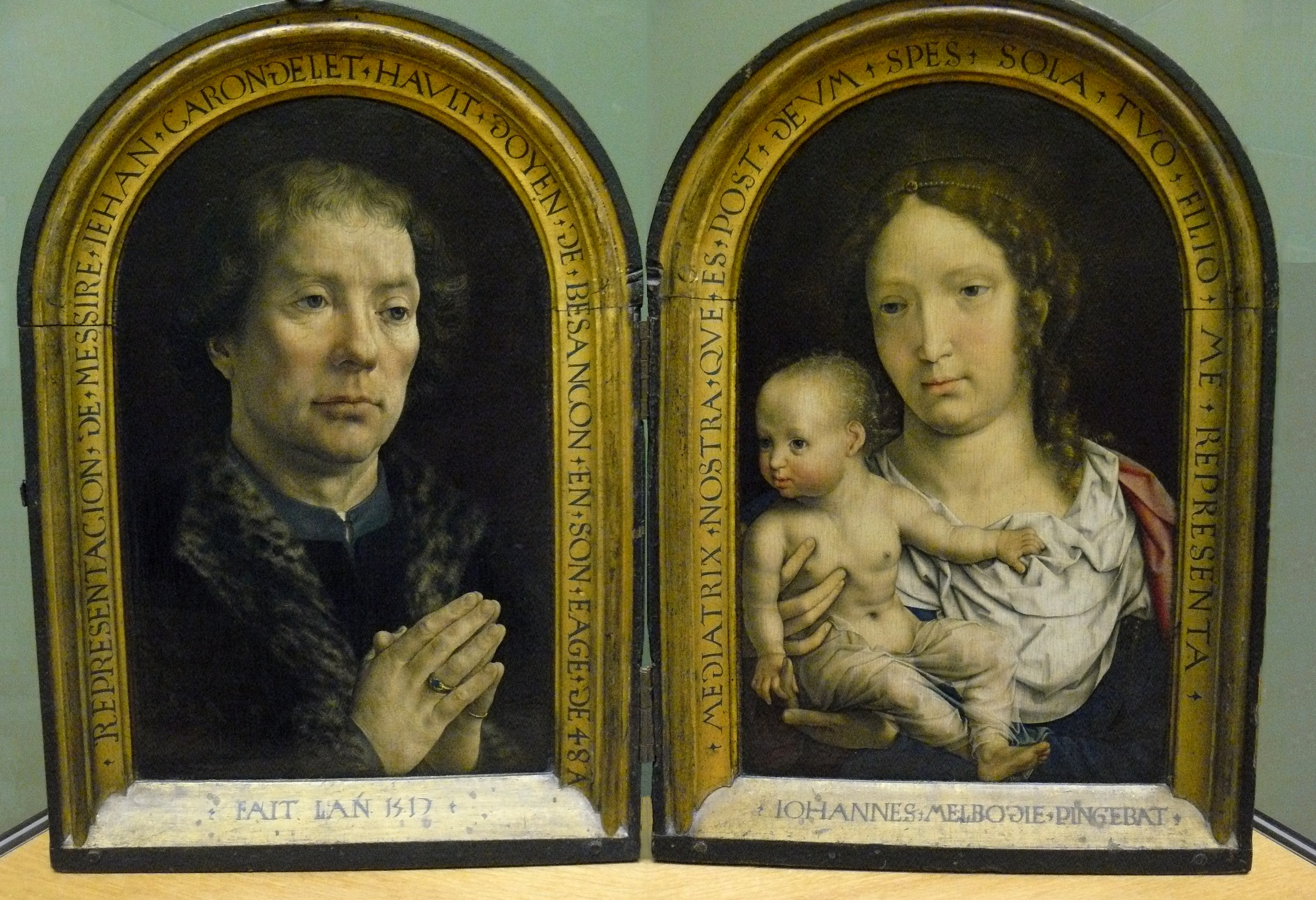
Diptyque de Jean Carondelet, Jan Mabuse

En août 1830, Louis-Philippe Ier dissout l'ordre du Saint-Esprit fondé par Henri III le 31 décembre 1578. Le trésor de l'ordre, qui a traversé la Révolution, est déposé au Louvre.

##### Galerie espagnole

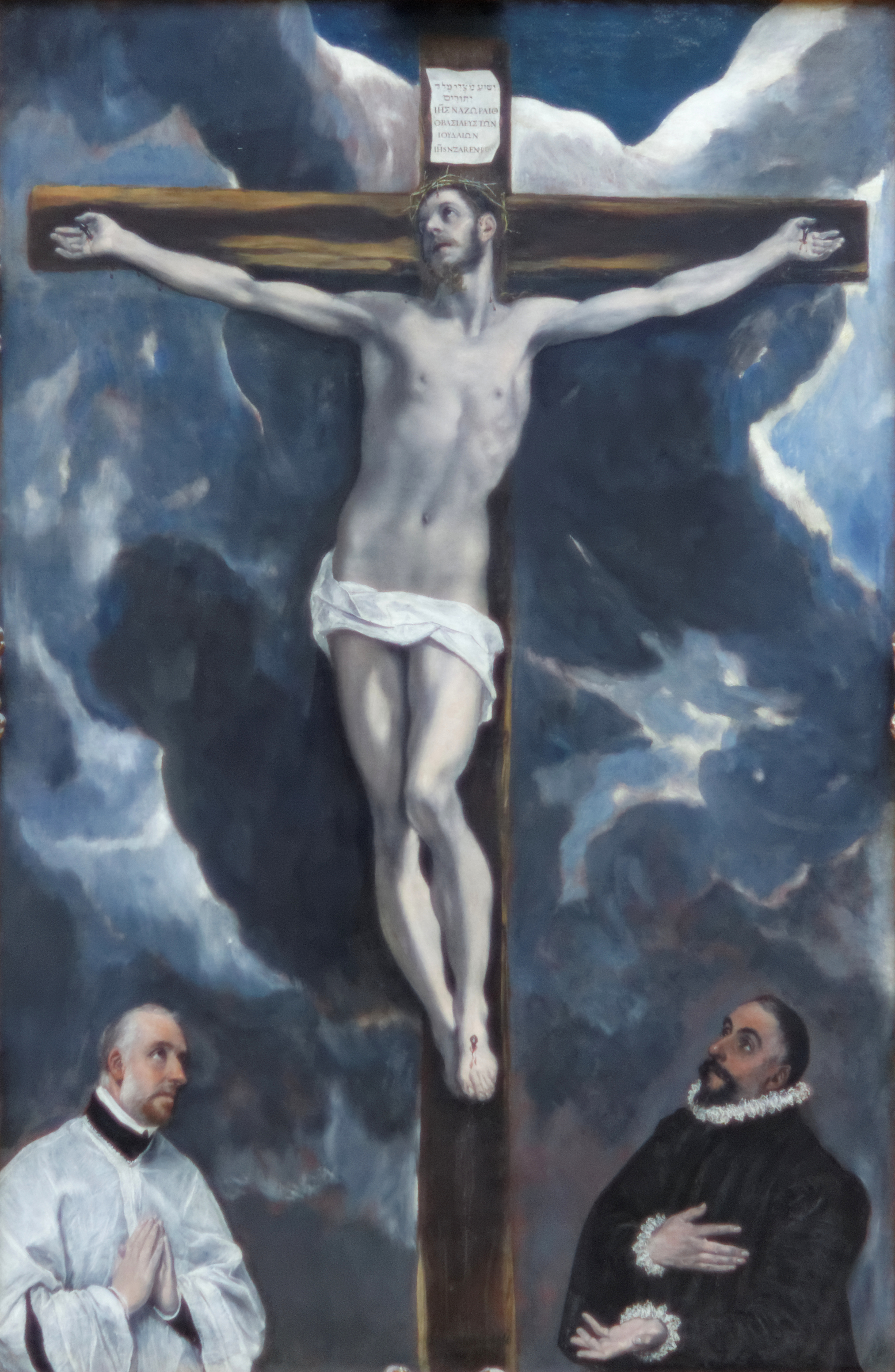
Le Christ en croix adoré par deux donateurs,
El Greco
Galerie espagnole

Louis-Philippe Ier demanda en 1833 au baron Taylor d'acheter des tableaux espagnols sur sa cassette personnelle. En trois voyages (1833, 1835-1836, 1838), Taylor profita de la guerre carliste, de l'anarchie dans les provinces et de la suppression de la Compagnie de Jésus et des ordres religieux entre 1835 et 1836, pour rassembler pour une somme de 1 327 000 francs une collection de 412 tableaux de l'école espagnole représentant un panorama complet de cette école, ainsi que 15 toiles des écoles du Nord et 26 de maîtres italiens. Les tableaux prêtés au Louvre y sont présentés au public pour la première fois le 7 janvier 1838. Deux ans plus tard, cette collection est complétée par les 244 tableaux de celle que Frank Hall Standish (1799-1840) offre au roi.
Après la révolution de 1848 et la mort du roi en exil, la famille d'Orléans demande la restitution de l'ensemble des tableaux de la galerie espagnole. La Deuxième république n'ayant pas voulu négocier une indemnité, les tableaux ont été restitués entre 1850 et 1851. Les tableaux ont été vendus à Londres en mai 1853 pour la somme de 940 000 francs. Le musée du Louvre n'a pas participé à la vente qui a enrichi les collections de nombreux musées européens.
La découverte de la peinture espagnole grâce à cette galerie a eu une influence sur de nombreux peintres, parmi lesquels Courbet, Millet, Manet…
Quelques toiles sont revenues en France. Le Louvre a acquis auprès de la ville de Prades pour 25 000 fr en 1908 Le Christ en croix adoré par deux donateurs du Greco,.
Pour enrichir sa collection de tableaux espagnols, le musée a participé aux différentes ventes de la collection du maréchal Soult, duc de Dalmatie, en 1852, 1858 et 1867.

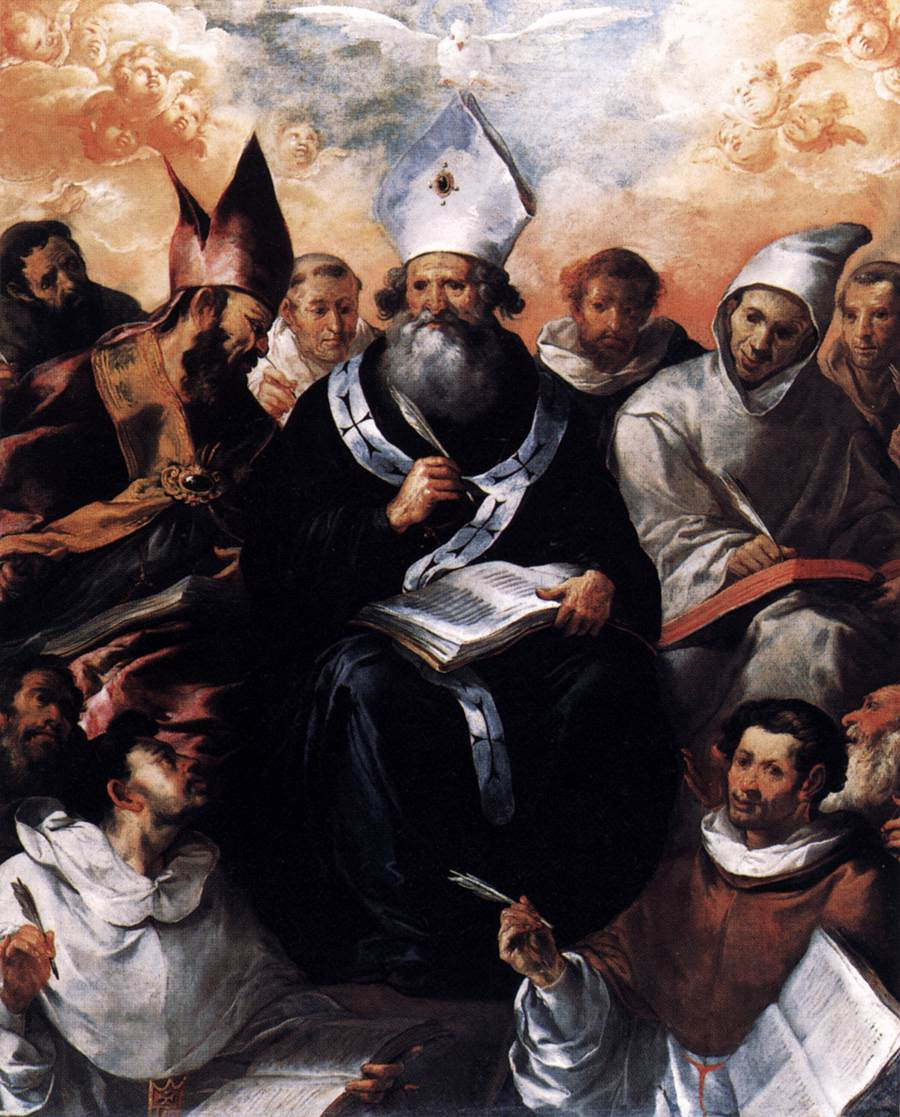
Saint Basile dictant sa doctrine, Francisco de Herrera
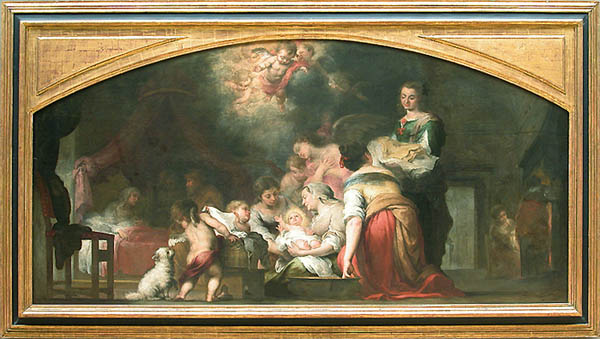
Naissance de la Vierge, Bartolomé Esteban Murillo
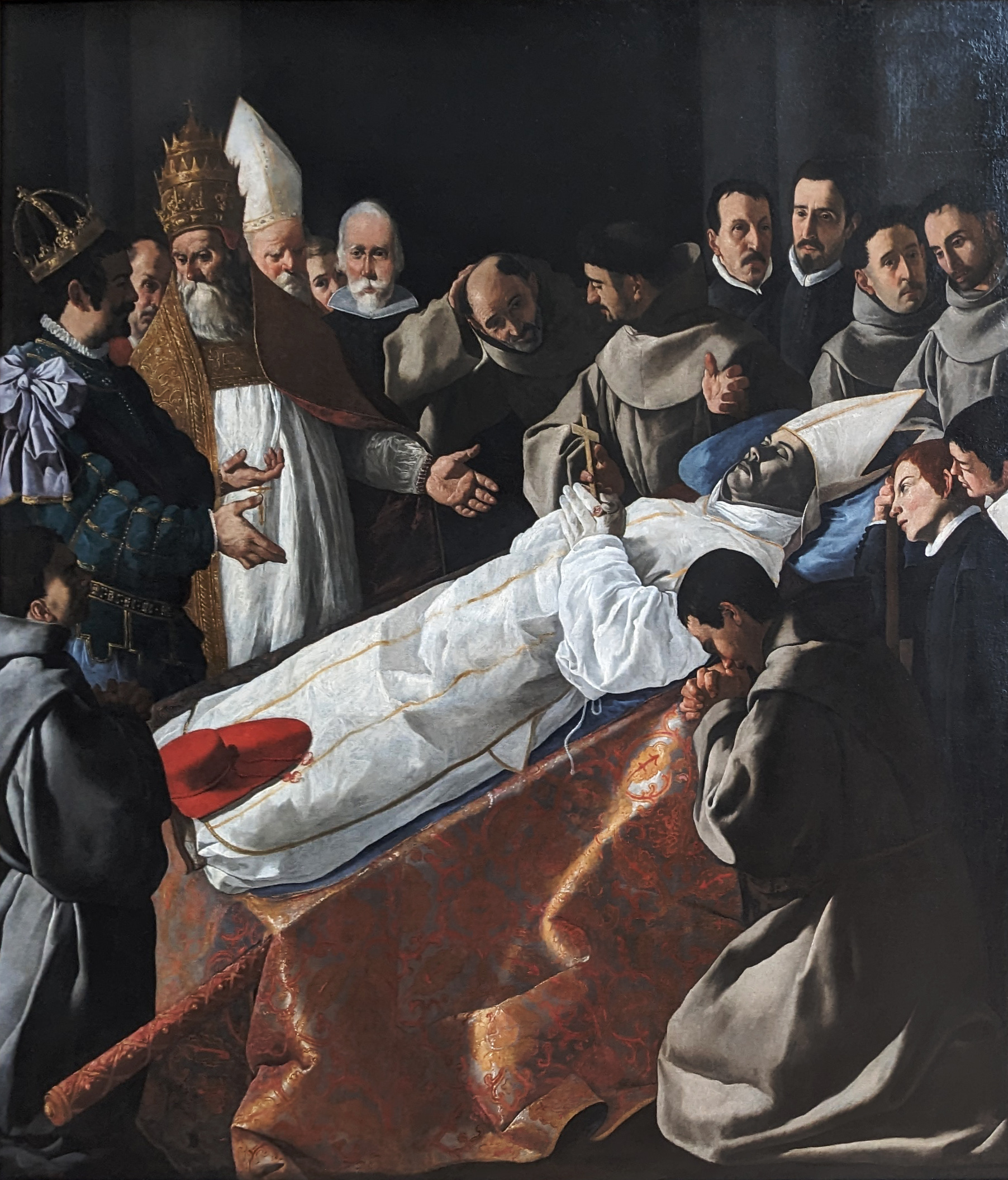
L'Exposition du corps de saint Bonaventure, Francisco de Zurbarán

##### Musée algérien du Louvre
S'inspirant des précédents de l'expédition d'Égypte et de l'expédition de Morée, est menée en parallèle des opérations militaires en Algérie une mission d'exploration scientifique du pays. Dans un rapport rédigé par des membres de l'Académie des inscriptions et belles-lettres, ceux-ci proposent de rassembler dans un musée algérien à Paris les collections d'art et de sciences réunies par la Commission scientifique de l'Algérie. Les antiquités trouvées par cette commission sont placées au musée du Louvre.
Un Musée algérien, ou galerie d'Alger, est inauguré par le roi Louis-Philippe, en 1845, sous la Colonnade pour présenter les antiquités ramenées par le commandant Delamare, capitaine d'artillerie. La galerie est choisie pour être dans la suite de la galerie consacrée aux antiquités égyptiennes. Le musée est fermé sous le Second Empire pour être intégré dans le Musée africain du Louvre qui n'a jamais fonctionné, car il n'a jamais été ouvert au public. En 1880, il abrite aussi des vestiges qui proviennent des fouilles faites en Tunisie et au Maroc. Un inventaire des pièces qui ont été ramenées d'Afrique du Nord rédigé par Antoine Héron de Villefosse est publié en 1920.

##### Musée assyrien

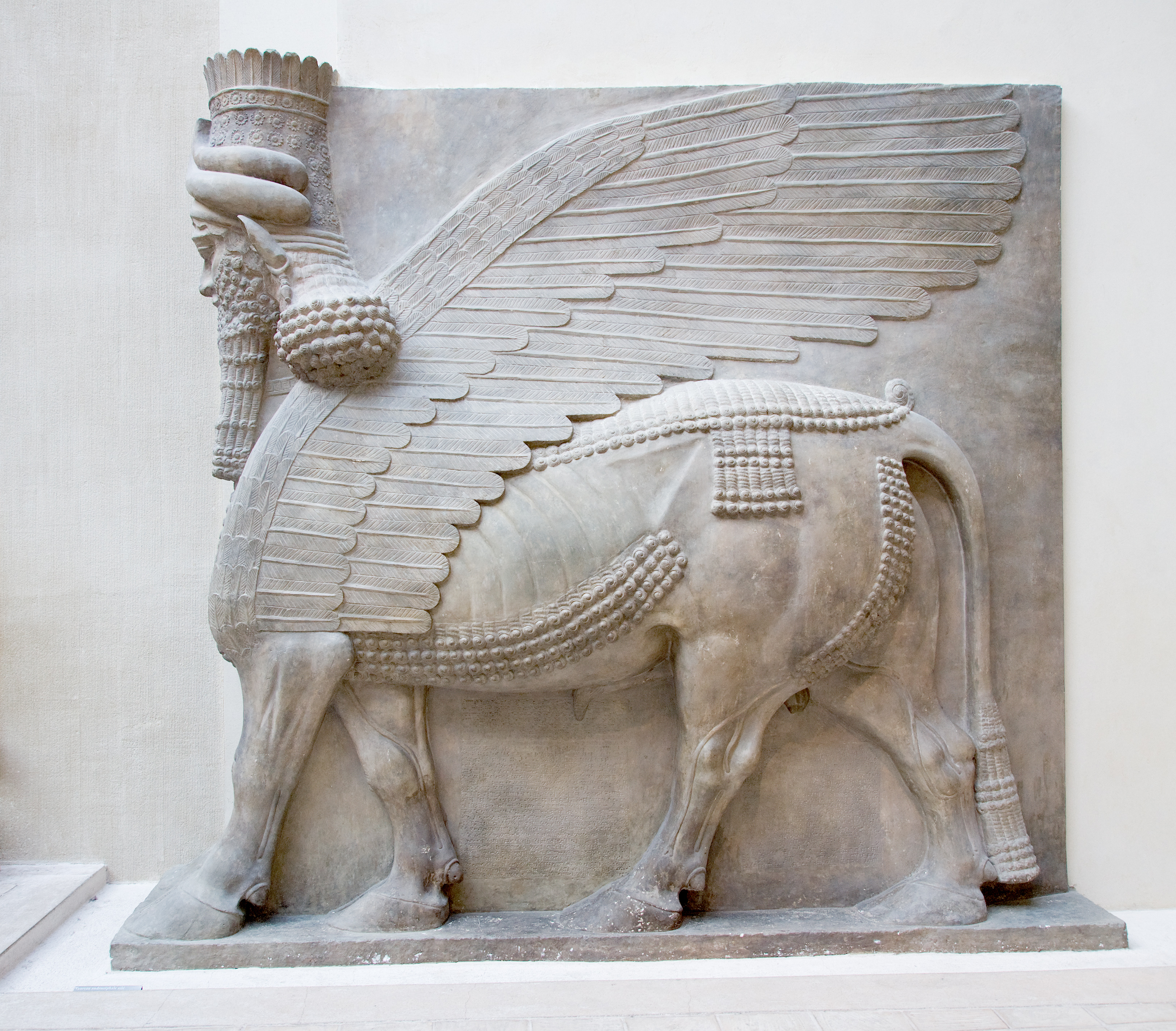
Lammasu du palais de Sargon II à Khorsabad.

L'arrivée en France des premiers vestiges de Khorsabad, en février 1847, a entraîné la création du musée assyrien, premier musée assyrien d'Europe, inauguré par Louis-Philippe Ier le 1er mai 1847. La direction de ce musée est confiée à Adrien de Longpérier (1816-1882). Ce dernier en a rédigé la première version de la notice des antiquités assyriennes en 1848. On peut y voir les grands génies ailés ramenés des fouilles du palais de Sargon II à Khorsabad entreprises par Paul-Émile Botta consul de France à Mossoul.
Le plus ancien document épigraphique en écriture cunéiforme ramené en Europe en 1786 est le caillou Michaux qui se trouve au département des monnaies, médailles et antiques de la Bibliothèque nationale de France.
Après la nomination de Botta comme consul à Jérusalem, en 1848, les fouilles de Khorsabad n'ont été reprises qu'en 1852 par le nouveau consul de France, Victor Place (1818-1875), en compagnie de Rawlinson. Il s'est fait aider par l'épigraphiste Jules Oppert et l'orientaliste Fulgence Fresnel. Les fouilles ont été photographiées par l'ingénieur Gabriel Tranchand pour illustrer le rapport envoyé à l'Académie des inscriptions et belles-lettres. L'architecte Félix Thomas a fait les relevés du palais de Sargon qui illustrent le livre de Victor Place, Ninive et l'Assyrie publié en 1867.
Mais la plus grande partie des œuvres que Victor Place voulait ramener en France ont coulé dans le Chatt-el-Arab pendant une attaque par un parti d'Arabes, en 1855. Seul un taureau ailé de 30 tonnes a échappé au naufrage.

### Musée sous la Deuxième République

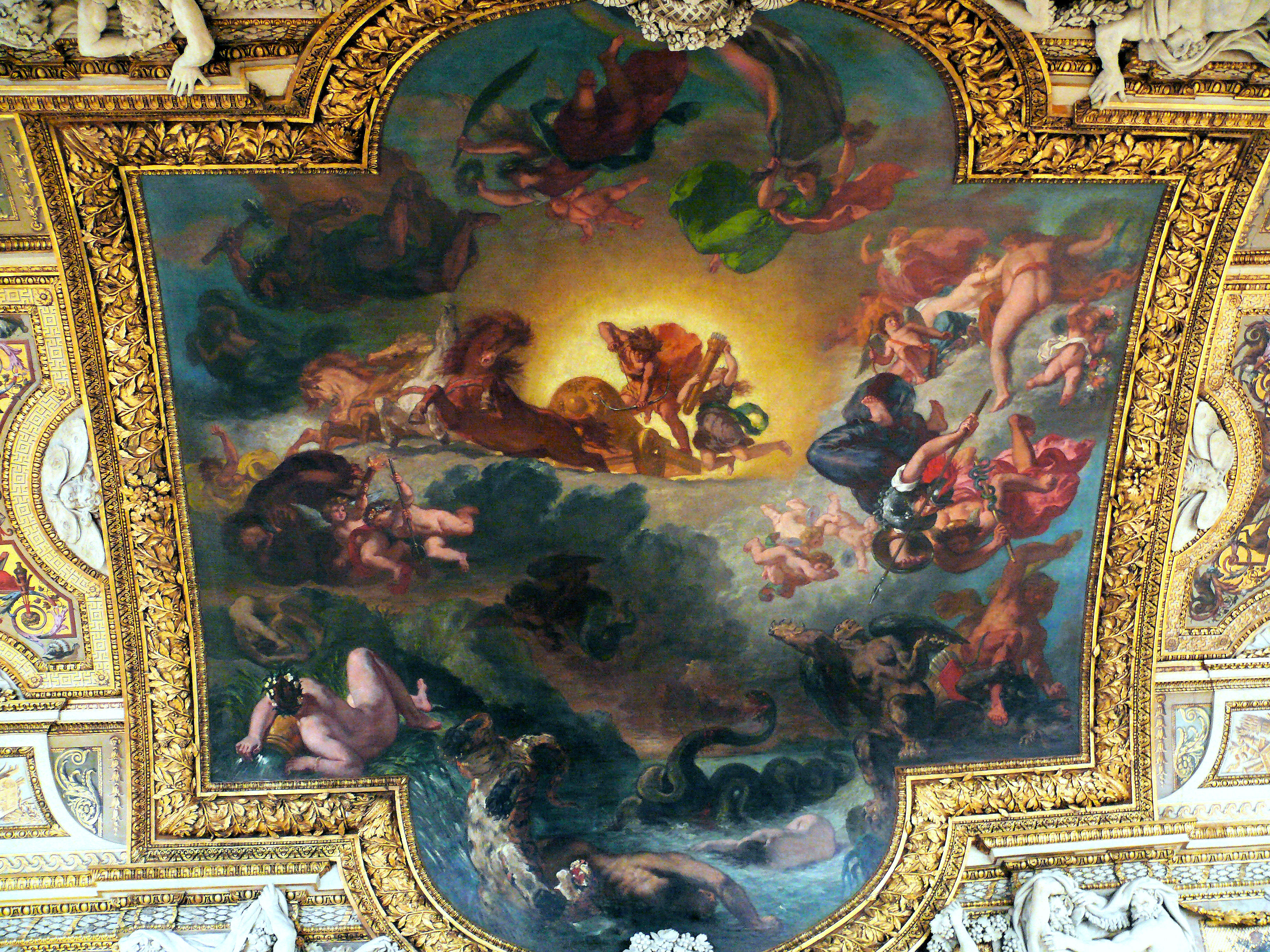
Apollon terrassant le serpent Python,
Eugène Delacroix
galerie d'Apollon

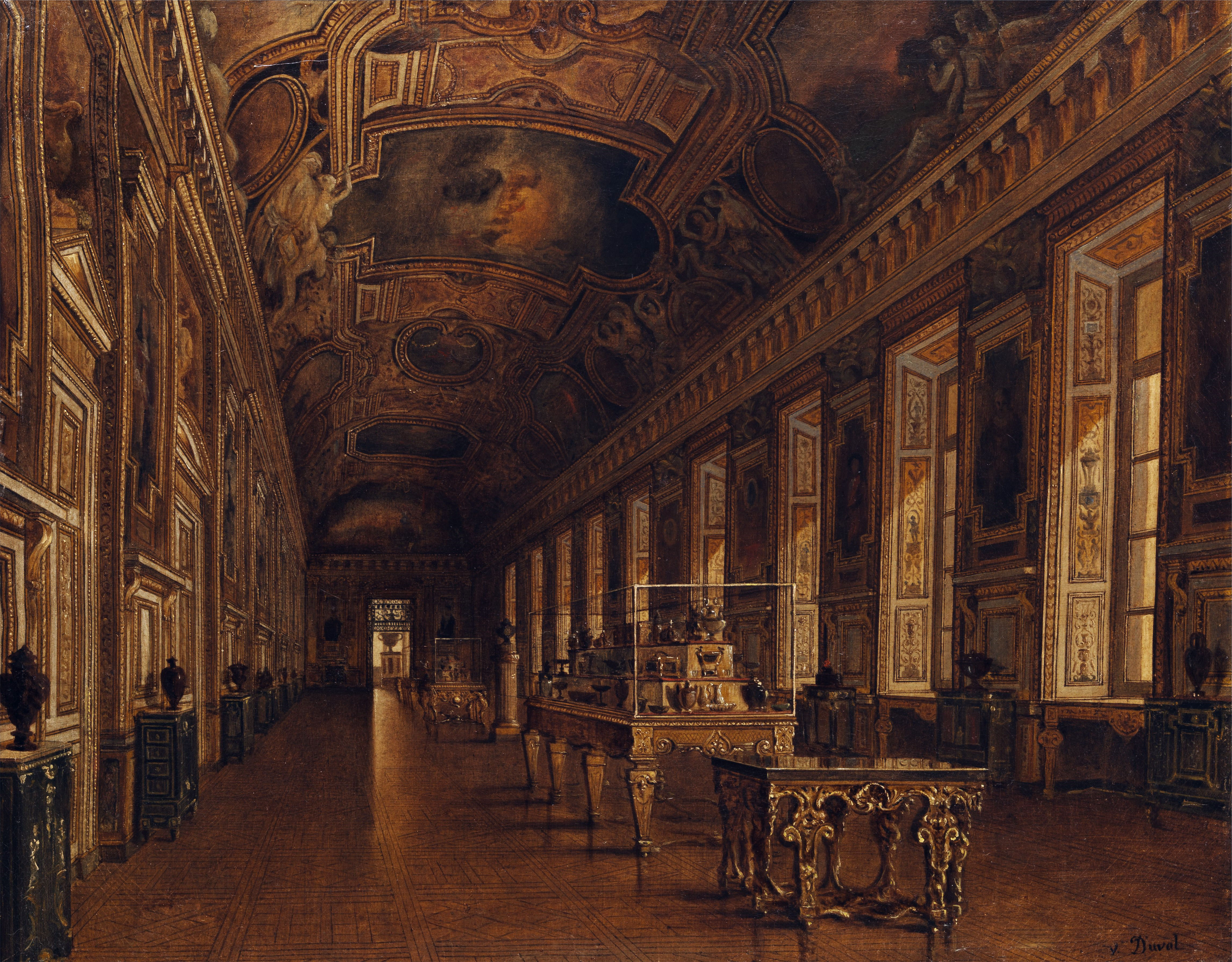
La galerie d'Apollon (après sa restauration),
Victor Duval (1874)

La Deuxième République va amorcer un mouvement d'accroissement du palais du Louvre avec la reprise du grand dessein et le réaménagement du musée en reprenant le projet exposé en 1765 par Diderot qui faisait du palais le « palais du peuple » consacré aux arts et aux sciences. Elle souhaitait y installer un musée élargi, la bibliothèque nationale et des salles pour des expositions industrielles.
Pour mener à bien ce projet, elle nomme Félix Duban architecte du Louvre. Faute de moyens financiers, il va se limiter à la restauration des façades extérieures de la galerie d'Apollon, de la Grande galerie et de quelques salles du musée. Il remet des plafonds chargés d'ornements au Salon carré et à la salle des Sept-Cheminées décorés par Alexandre Denuelle. La galerie d'Apollon est pourvue d'un plafond peint par Delacroix représentant Apollon terrassant le serpent Python.
Philippe-Auguste Jeanron, peintre et républicain, est nommé directeur des musées de la République. Pendant sa courte administration (28 février 1848 - 25 décembre 1849) il va entreprendre une œuvre de restauration, de présentation des œuvres par écoles et en suivant la chronologie qui a eu une influence profonde sur le musée. Il fait acheter sept tableaux, dont quatre de Géricault, pour la somme de 11 820 francs.
La galerie des sculptures modernes ouverte en 1824 dépend du département des Antiquités. Il y a eu peu d'acquisitions jusqu'à la chute de la monarchie de Juillet. En 1849, on fait alors venir de Versailles des morceaux de réception d'académiciens, des statues des XVIe et XVIIe siècles, dont le Milon de Crotone de Pierre Puget et l'Hercule gaulois du palais du Luxembourg. De nouvelles salles sont ouvertes dans l'aile sud de la Cour carrée pour les sculptures du XVIe siècle.
Jeanron doit quitter, à la fin de 1849, son poste qui a été promis par le prince-président Louis-Napoléon Bonaparte à Nieuwerkerke.

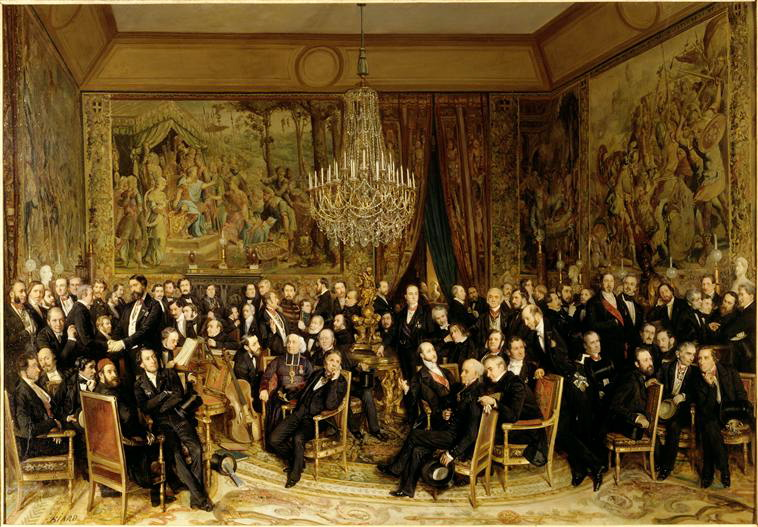
Une soirée au Louvre chez le comte de Nieuwerkerke,
François-Auguste Biard

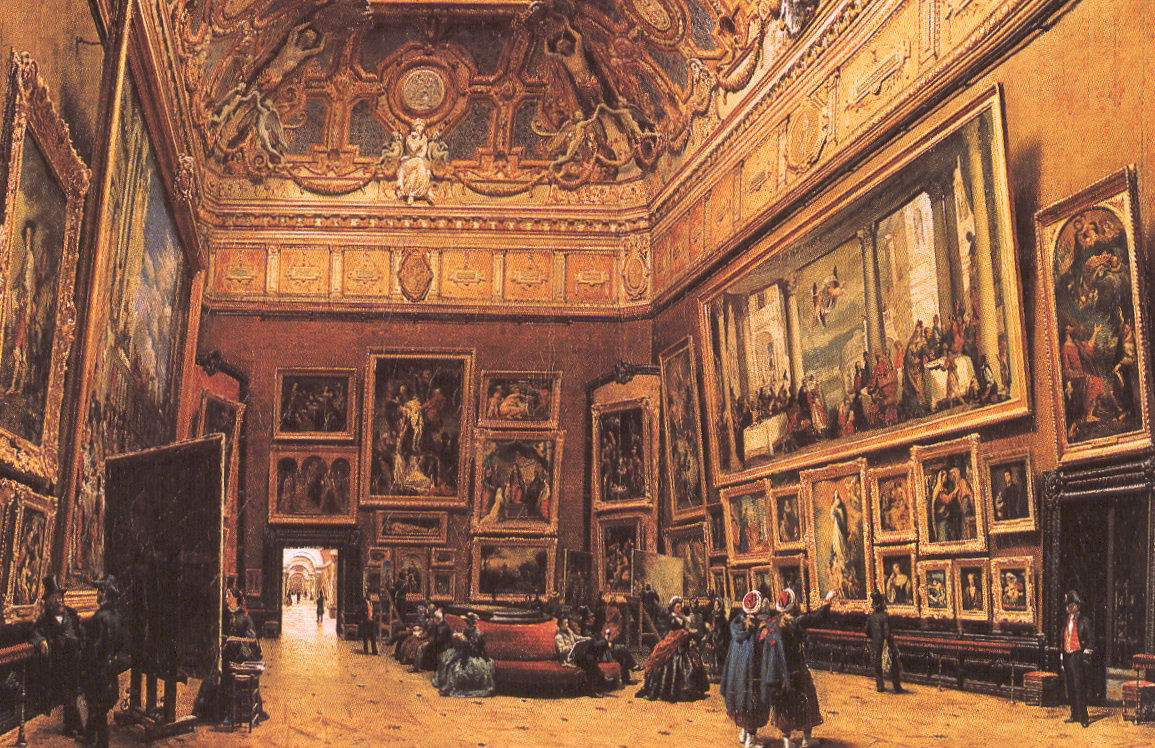
Le Salon Carré au musée du Louvre (1861),
Giuseppe Castiglione

En 1848, Frédéric Villot, peintre amateur et ami de Delacroix, succède à François Marius Granet au poste de conservateur de la peinture du musée du Louvre. Il a entrepris de faire un catalogue des peintures, où elles sont accompagnées de notices, comprenant une table chronologique et une autre, alphabétique de tous les artistes cités. Il redistribue les tableaux. Dans la Grande galerie, les peintures des écoles anciennes sont classées par pays, par écoles et par dates. Dans la salle des Sept-Cheminées sont présentés les tableaux de l'école impériale. À la manière de la Tribuna du musée des Offices de Florence, il place dans le Salon carré les chefs-d'œuvre de toutes les écoles du musée. Cette nouvelle disposition du musée est inaugurée par le prince-président accompagné de Nieuwerkerke, le 5 juin 1851.
Nieuwerkerke a été soutenu par le prince-président ce qui lui a permis d'acquérir pour le musée dix tableaux importants au cours de la vente de la collection du roi des Pays-Bas Guillaume II qui eut lieu du 12 au 20 août 1850 dont un Rubens (Portrait du baron Henri de Vicq, Seigneur de Meuleveldt), un Memling, un Pérugin, un Hobbema, trois Géricault, pour la somme de 135 460 francs.
À la vente de la collection de Louis-Philippe Ier, le 29 avril 1851, grâce à une dotation spéciale votée par les Chambres, le musée achète deux toiles de Théodore Géricault : Le Cuirassier blessé quittant le feu et Officier de chasseurs à cheval de la garde impériale chargeant.
Le musée acquiert sa première sculpture gothique en 1850, La Vierge et l'Enfant provenant de l’abbaye de chanoines prémontrés de Blanchelande. En 1851, des sculptures qui avaient été déposées au musée des Monuments français sont remises au Louvre par l'École des beaux-arts, en particulier le Childebert de l'abbaye de Saint-Germain-des-Prés.

#### Musées mexicain et ethnographique
L’engouement pour les mondes lointains va amener l'ouverture de plusieurs musées ethnographiques au musée du Louvre.
En 1850, à l'initiative d'Adrien Prévost de Longpérier, est ouvert le musée Mexicain, au rez-de-chaussée de la Cour carrée, proche du guichet de l'Oratoire. Il s'agit de la première exposition scientifique de collections pré-colombiennes en Europe, formée par l'achat de plusieurs collections et cabinets de curiosités de voyageurs. L'acquisition d'objets péruviens fait changer dès l'année suivante le nom de musée Mexicain en celui de musée Américain. La collection connut un certain engouement à son ouverture.
La même année, sous la direction d'Antoine Léon Morel-Fatio, un Musée ethnographique est aussi ouvert au second étage du pavillon de Beauvais à partir des objets ethnographiques et chinois qui se trouvaient jusqu'alors déposés dans le musée de la Marine, ancien musée Dauphin, créé au Louvre en 1827.
Ces différents musées ethnographiques vont être regroupés dans le Musée d'ethnographie du Trocadéro ouvert dans l'ancien palais du Trocadéro, en 1878.

### Musée sous NapoléonIII

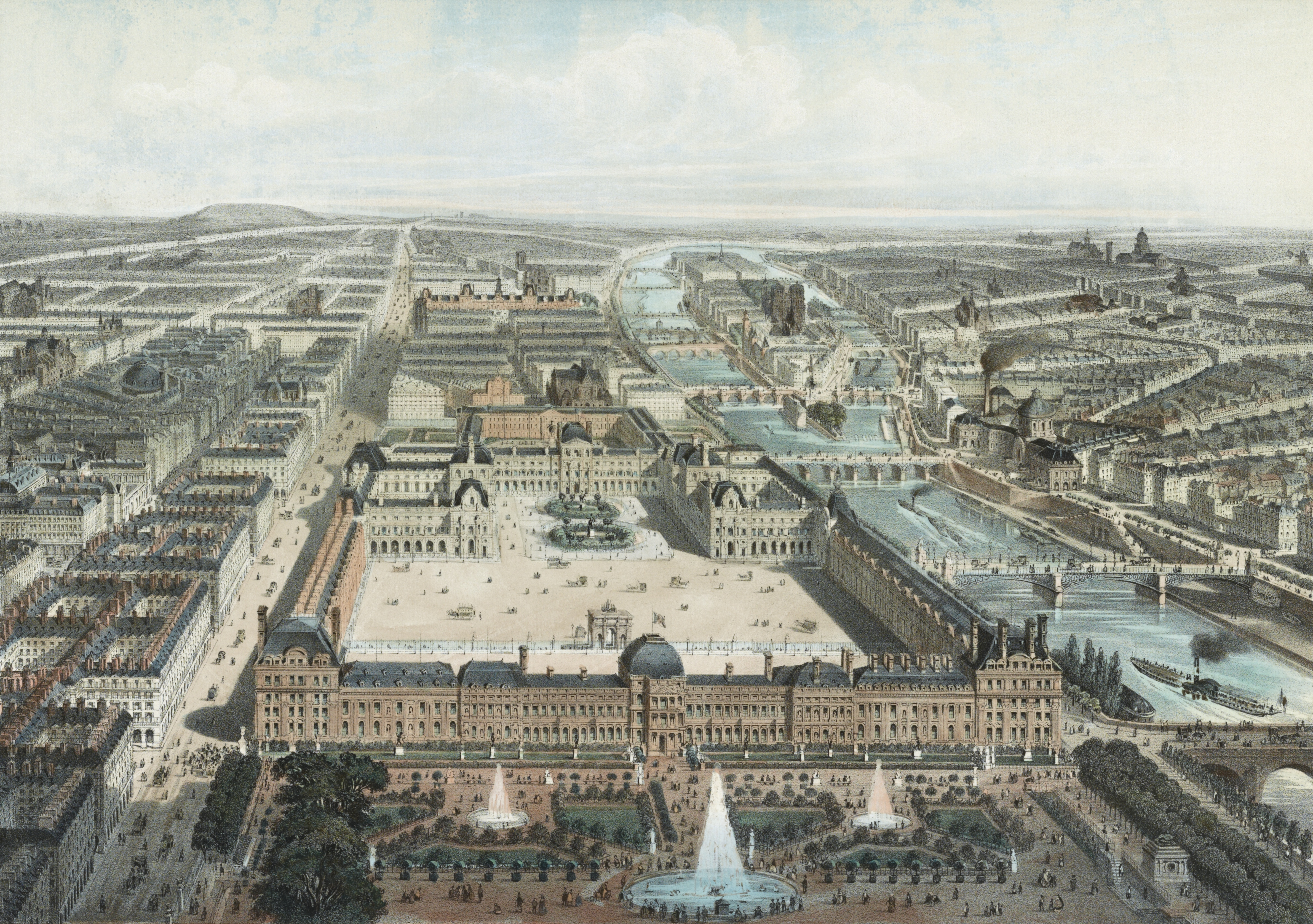
Le palais des Tuileries et le Louvre de Napoléon III,
Charles Fichot

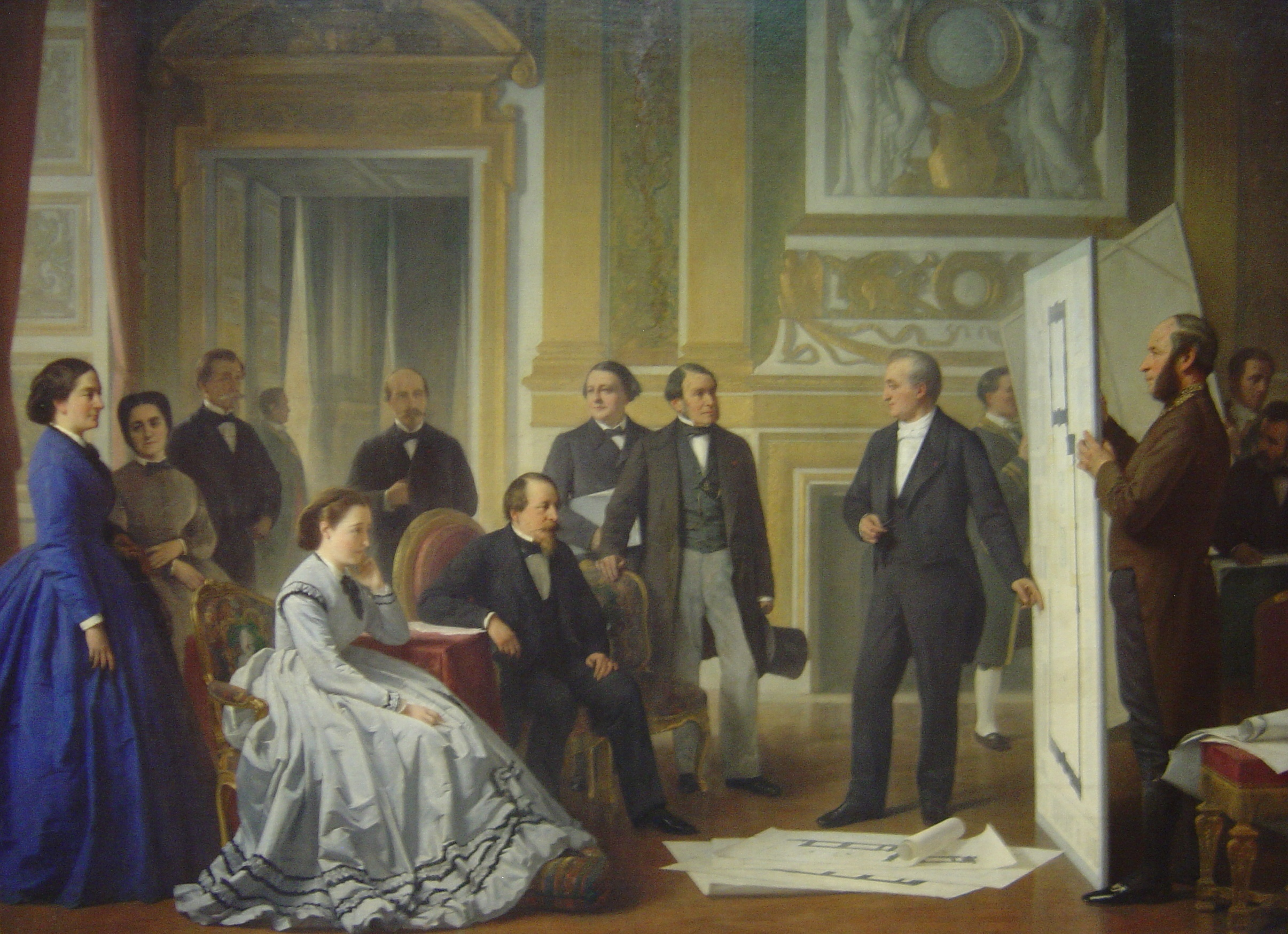
L'achèvement du Louvre. L'empereur approuvant les plans présentés par M. Visconti, Jean-Baptiste-Ange Tissier, 1865,, musée de Versailles (en dépôt au musée du Louvre)

Les transformations se poursuivent sous Napoléon III avec notamment la réalisation du grand dessein : La galerie nord reliant le Louvre aux Tuileries est achevée par l'adjonction de bâtiments construits par Hector-Martin Lefuel (sur les plans de Louis Visconti). D'autres également sont ajoutés au sud pour assurer une symétrie à ce désormais gigantesque ensemble architectural. Le musée va gagner de cette transformation son entrée par le pavillon Denon.
Le sénatus-consulte du 2 décembre 1852 fixe la liste civile de Napoléon III. Elle comprenait des palais à Paris et en province, trois musées - le musée du Louvre, le musée du Luxembourg et le musée de Versailles - le Garde-Meuble et les manufactures de l'État - manufactures de Sèvres, des Gobelins et de Beauvais. Le montant de la dotation de la liste civile est fixé à 25 millions de francs.
La dotation pour l'acquisition d'œuvres d'art par le musée du Louvre a été assez faible, entre 36 000 francs et 100 000 francs, en dehors de l'achat exceptionnel de la collection Campana. Une autre opération exceptionnelle a été la création du musée des Souverains dans le musée du Louvre. En dépit de la faiblesse des crédits, le musée a pu acquérir des tableaux de Poussin, Vermeer, Murillo…
Malgré l'affirmation du peu d'intérêt de Napoléon III pour les arts, son règne a vu un accroissement des collections, essentiellement par l'achat d'œuvres d'art fait aux Salons : 1 300 tableaux et sculptures modernes. Ces achats payés par la liste civile étaient faits par le comte de Nieuwerkerke qui n'avait pas une grande attirance pour l'art contemporain. Cela explique que des artistes importants comme Corot ou Courbet en soient absents.
Dans la description qui en est faite, en 1854, le musée impérial du Louvre est présenté comme un ensemble de 14 musées :
- musée des tableaux des écoles française, italienne, allemande, hollandaise et flamande, dans la Grande galerie et le salon carré,
- musée de l'école française avec le salon des Sept-Cheminées. Le guide signale que les tableaux de l'école française sont un peu dispersés dans le Louvre,
- musée ou galerie des dessins qui est suivi des salles de la Chalcographie,
- musée des émaux, bijoux et objets divers, exposés dans deux salles, la salle des Bijoux et une salle attenante au salon carré,
- musée des antiquités grecques et égyptiennes dans l'ancien musée Charles-X,
- musée des Souverains, sous la Colonnade,
- musée naval, comportant 10 ou 11 salles,
- musée ethnographique à l'extrémité du musée naval,
- musée des Antiques, comportant 800 statues et bas-reliefs grecs et romains,
- musée de la sculpture égyptienne,
- musée de la sculpture du Moyen Âge,
- musée de la sculpture moderne,
- musée de Ninive, dans l'aile nord,
- musée mexicain.

En 1863, le musée Napoléon-III qui a inclus la collection Campana et les résultats des fouilles en Grèce, Turquie et Moyen-Orient entreprises à la demande de Napoléon III après la guerre de Crimée, est venu s'ajouter à cette liste.

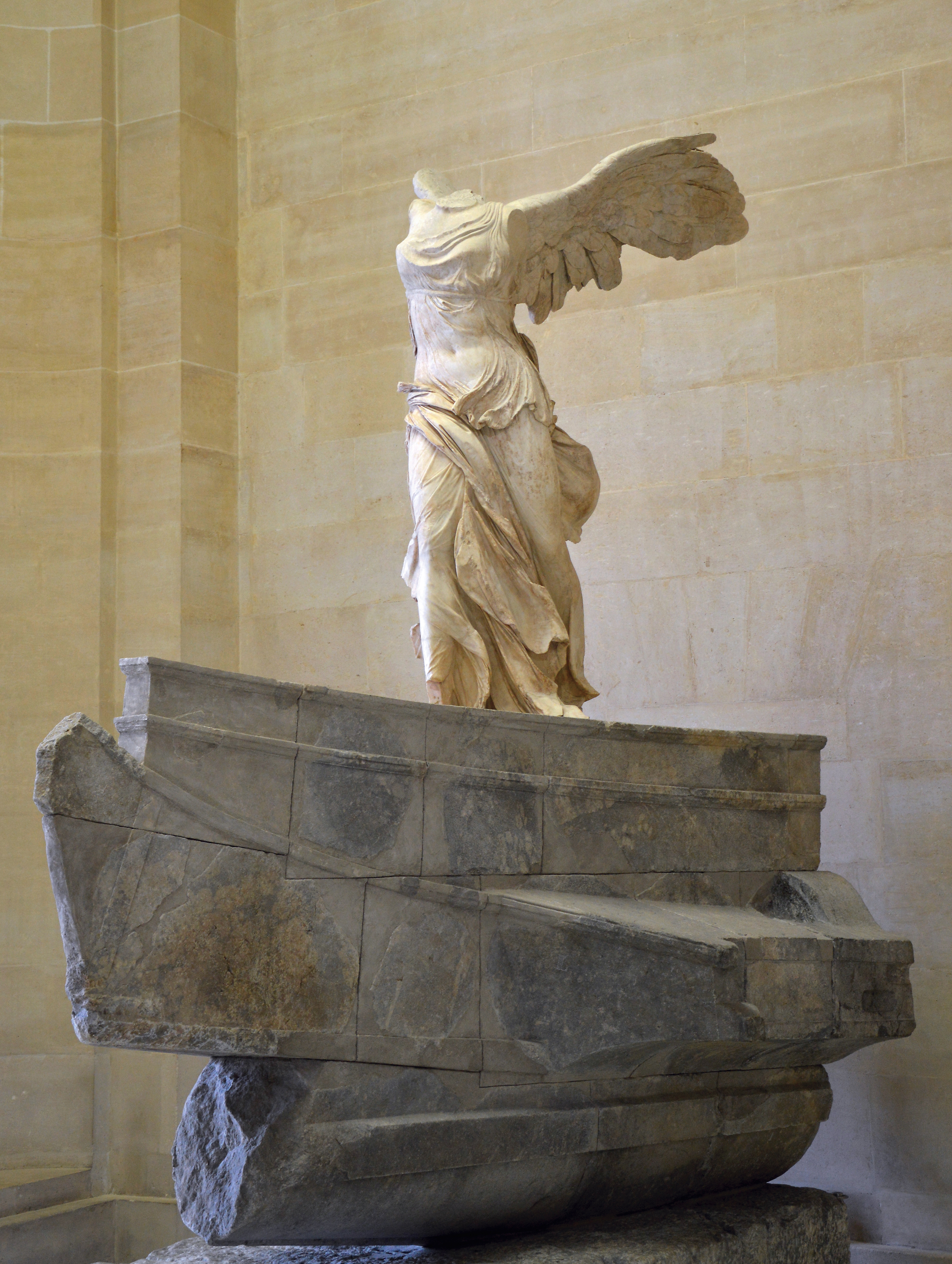
La Victoire de Samothrace

Pour les antiquités grecques, l'œuvre la plus importante ramenée de ces fouilles est la Victoire de Samothrace découverte par Charles Champoiseau en 1863. Il a fallu son arrivée à Paris et le remontage des 118 fragments pour convaincre les conservateurs du Louvre qu'ils sont en présence d'un chef-d'œuvre. Après le remontage des fragments, elle est exposée en 1866 dans la salle des Cariatides. La seconde mission Champoiseau, en 1879, a permis de ramener les 23 blocs de la base du monument dont l'équipe d'archéologues autrichiens menée par Conze et l'architecte autrichien Hauser ont montré qu'elle représentait l'avant d'une galère. Après remontage de tous les blocs, la statue est placée en haut de l'escalier Daru en 1883.
À partir de 1853, le département des antiquités égyptiennes acquiert son indépendance. Avec la collection de Clot Bey, médecin de Mehemet Ali, entrent au Louvre 2 500 objets. Suivent les stèles des collections Fould et Anastasi, la Statue guérisseuse et les bronzes du comte Michel Tyszkiewicz (1828-1897).
Entre 1852 et 1856, le partage des fouilles d'Auguste Mariette au Serapeum de Memphis fait entrer au Louvre 6 000 objets, dont le Scribe accroupi, les Bijoux du prince Khaemouaset et le Taureau Apis.
À partir de 1860, Ernest Renan s'est embarqué pour le Levant. Il ramène de ce voyage la Vie de Jésus publiée en 1863 et le sarcophage d'Echmounazor II, roi de Sidon, origine de la collection du Levant.
Entre 1865 et 1868, la salle dite des Empereurs reçoit son nom actuel. Louis Matout peint la voûte en représentant L'Assemblée des dieux. Les deux tympans situés aux extrémités de la salle, L'Empire romain, à l'ouest, L'empire français, à l'est, sont peints par Victor Biennourry et Duchoiselle sculpte les médaillons représentant Auguste, César, Charlemagne et Napoléon 1er.

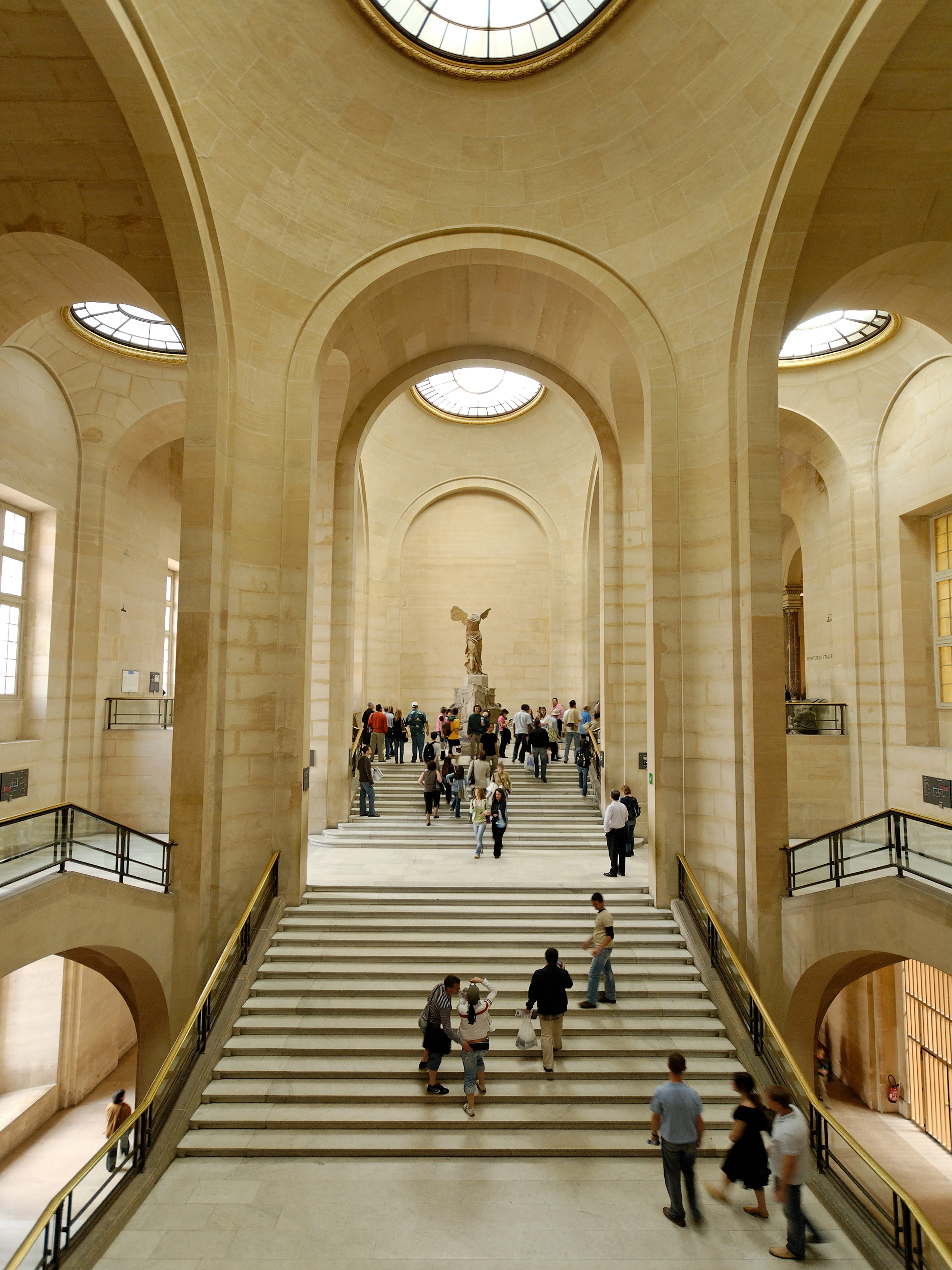
L'escalier Daru et la Victoire de Samothrace
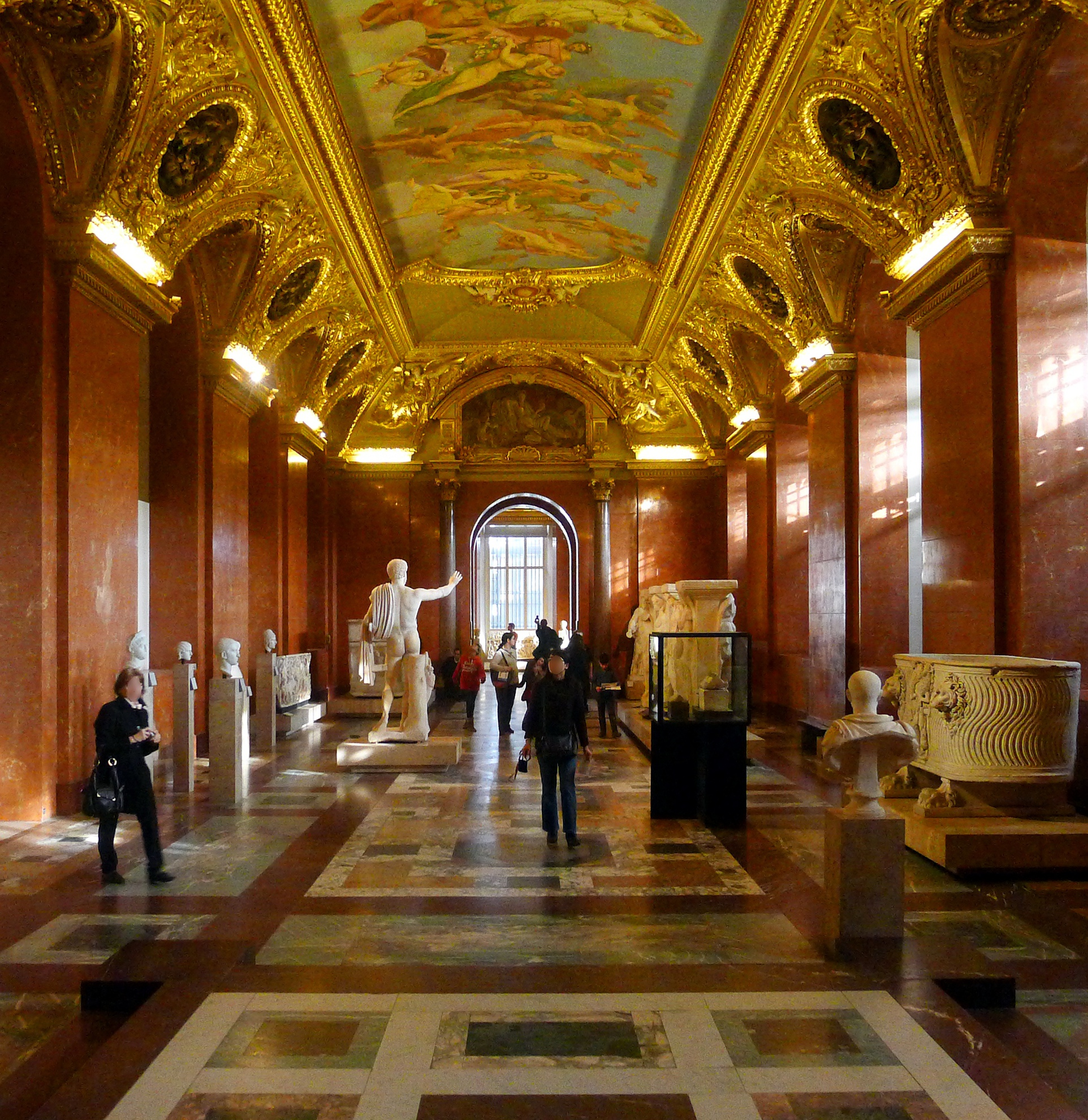
La salle des Empereurs et ses sculptures romaines
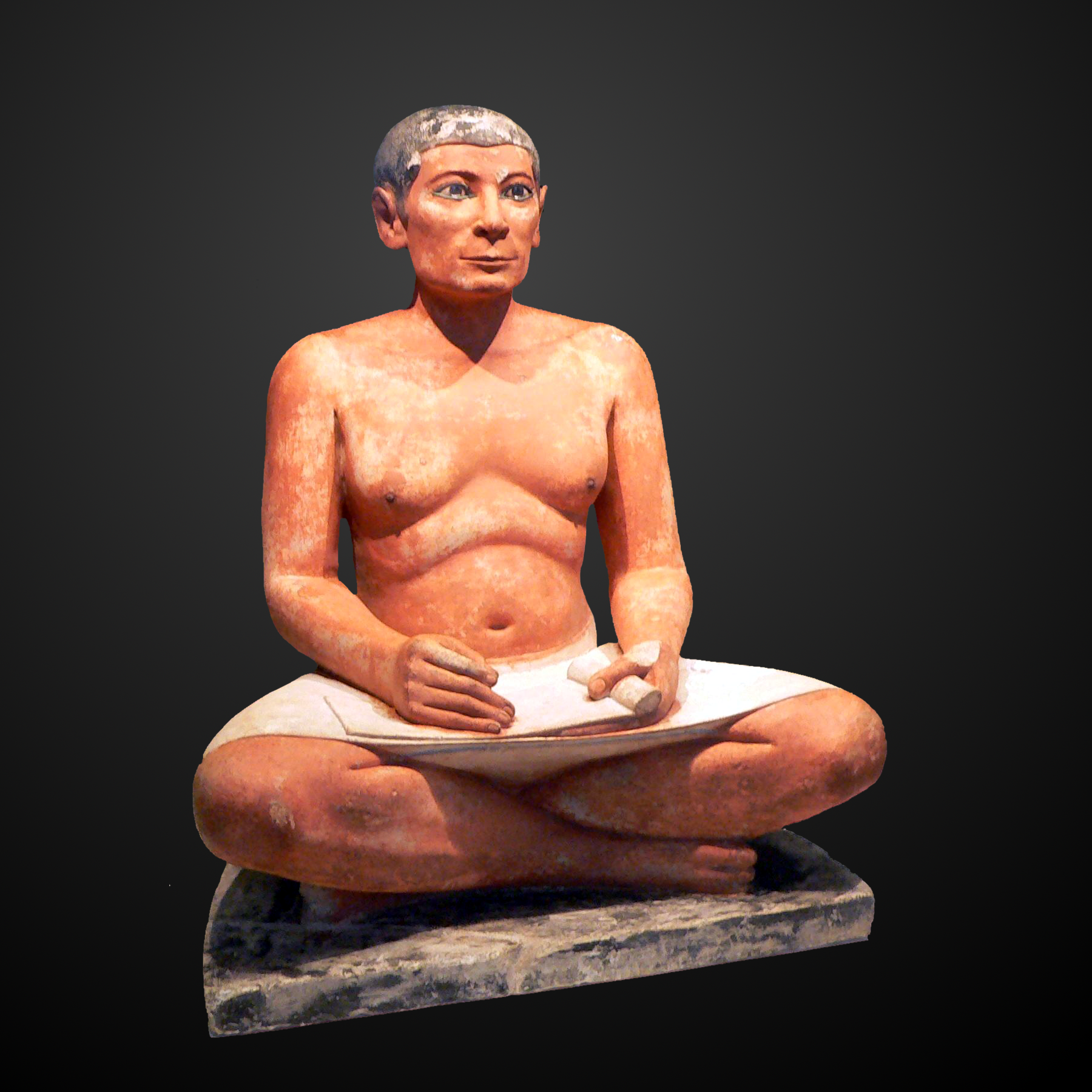
Le Scribe accroupi
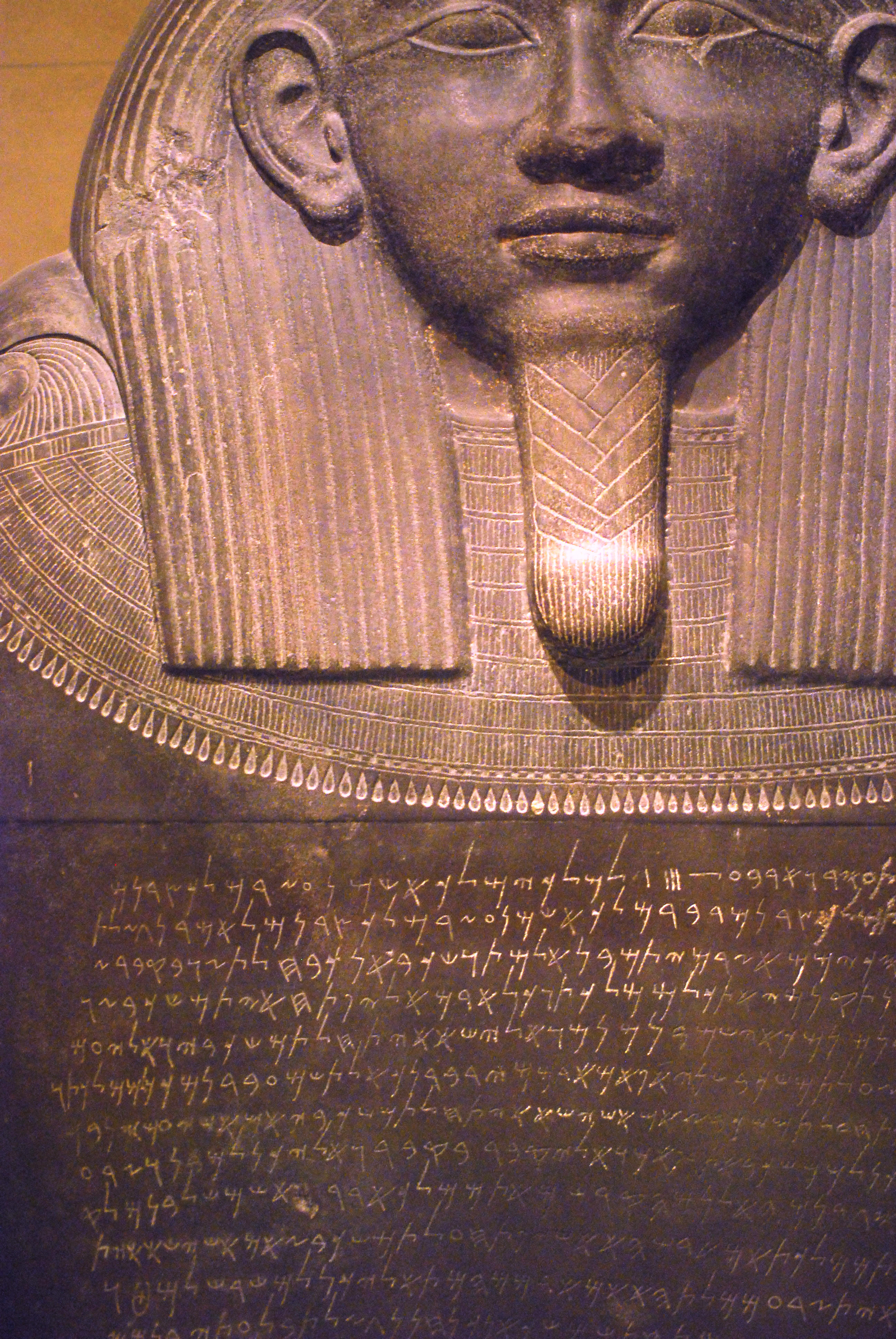
Sarcophage d'Echmounazor II

#### Collection Campana, entre le musée Napoléon-IIIet le musée du Louvre

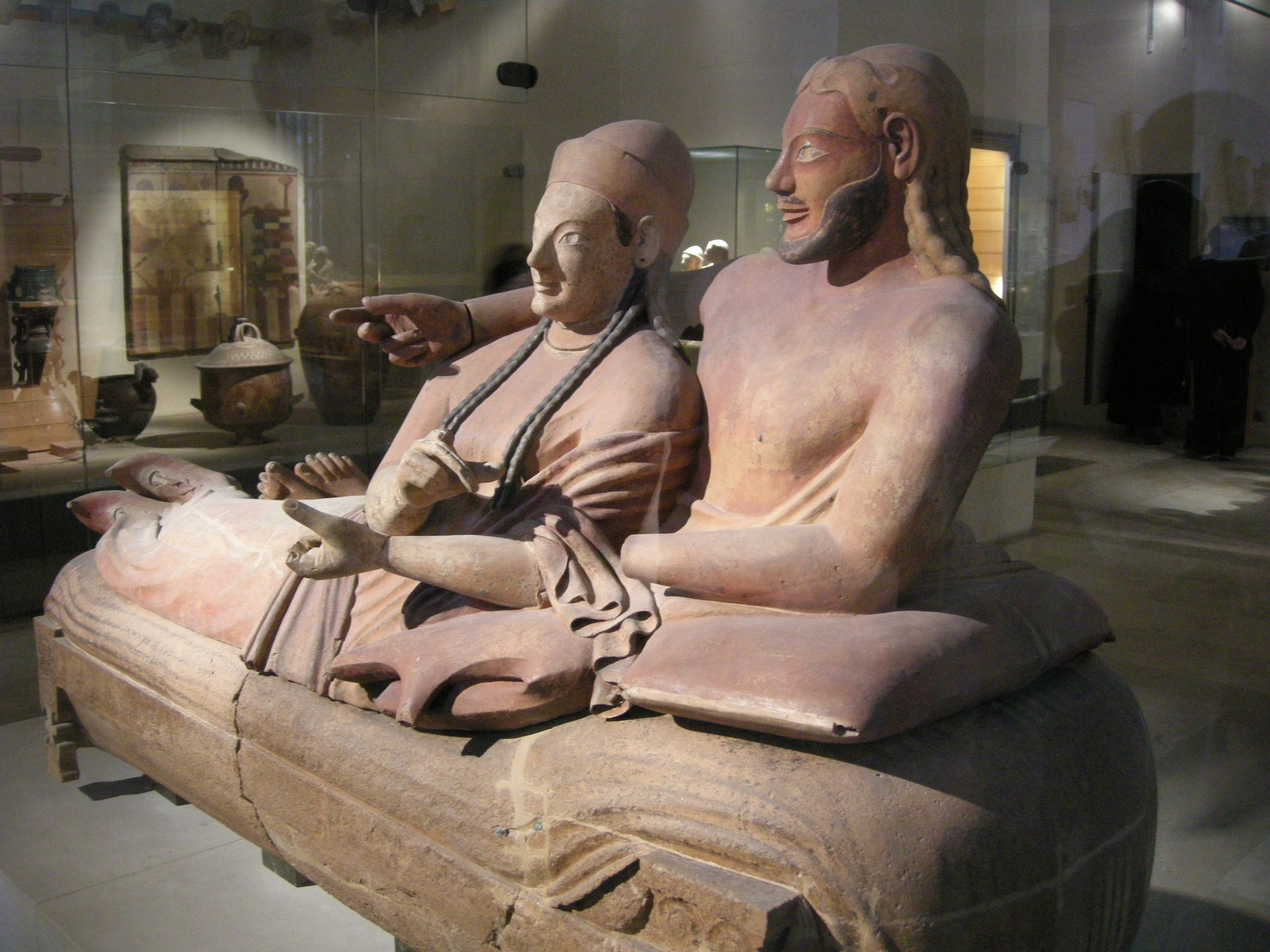
Sarcophage des Époux,
Art étrusque

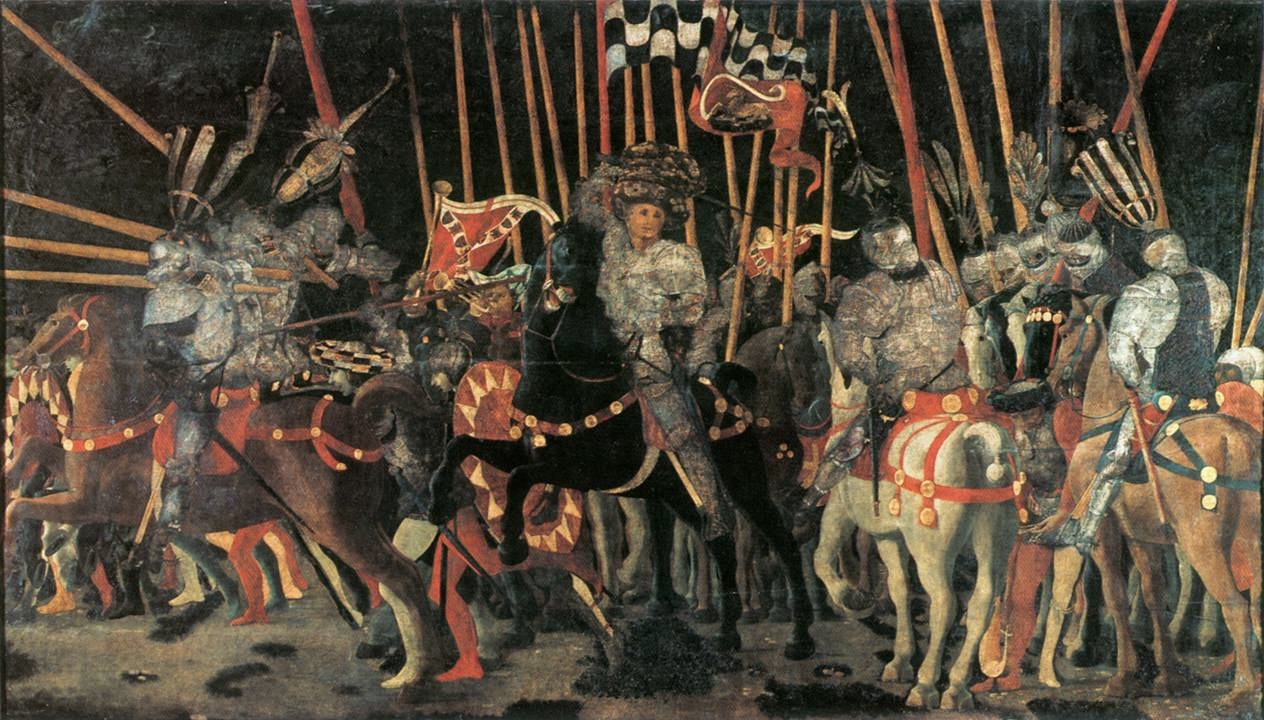
La Bataille de San Romano,
Paolo Uccello

La collection Campana a été rassemblée par le marquis Giampietro Campana Di Cavelli qui était directeur du mont-de-piété de Rome. Il se prit de passion pour les nombreuses découvertes archéologiques de son époque faites en Italie et finança des fouilles, notamment à Cerveteri sur le site de la ville étrusque de Caeré. À partir des années 1830, il se constitue une très importante collection d'objets d'art antique, particulièrement d'objets provenant de fouilles étrusques, romaines et grecques, mais également de nombreux tableaux et des objets d'orfèvrerie. Une partie des tableaux venait de l'ancienne collection du cardinal Fesch vendue en 1843 (une autre partie se trouve au musée Fesch) et des couvents d'Italie centrale. Cependant, pour financer ces achats importants il a puisé dans les fonds du mont-de-piété.
Après la découverte de ses détournements de fonds, Campana est arrêté et sa collection est saisie par les États pontificaux en 1857. La collection est mise en vente. Les longues négociations vont aboutir à une vente partielle du musée Campana au musée de South Kensington en décembre 1860 (84 majoliques et sculptures Renaissance italiennes, dont en réalité 69 de la collection Gigli), puis au tsar de Russie en février 1861 (777 antiques, dont 519 vases sur 565 terres cuites, 139 bronzes, 44 statues en marbre et des bustes). Informé de cette vente partielle, Napoléon III envoya le 22 mars à Rome Léon Renier et Sébastien Cornu pour acheter la part restante la plus importante de la collection, soit 10 295 antiques, dont le Sarcophage des Époux et la plus grande collection de vases grecs alors existante, soit près de 3150 des 3791 catalogués, 646 tableaux, dont La Bataille de San Romano de Paolo Uccello, des sculptures et des objets d'art, notamment de la Renaissance italienne, à l'exception de 77 vases de prix vendus en 1863 à la Belgique et de plusieurs caisses de fragments de vases vendus en 1871 à Florence. Le contrat de vente est signé le 20 mai 1861 pour un montant de 4 364 000 francs. Ce choix court-circuitait l'administration du Louvre et des musées impériaux et, en particulier, le comte de Nieuwerkerke, directeur général des Musées impériaux.
Durant l'été 1861, Hortense Cornu (1812-1875), épouse de Sébastien Cornu, fille de la nourrice du prince Louis-Napoléon et filleule de la reine Hortense, écrit à Napoléon III pour lui suggérer de réunir « dans le local assigné pour le moment au musée Napoléon-III », les collections Campana et les découvertes des missions archéologiques patronnées par l'empereur en Syrie, en Macédoine et en Asie Mineure, pour montrer « tout ce que l'Empereur a fait depuis un an pour la science et l'art ». L'Empereur donna son accord à cette idée. Le musée fut créé dans le palais de l'Industrie qui avait été construit sur les Champs-Élysées pour l'exposition universelle de 1855. Sébastion Cornu en est l'administrateur. Le nom de musée Napoléon-III n'apparaît dans aucun texte officiel. La loi du 16 avril 1862 nomme ce musée, Musée Campana. Le musée ouvrit ses portes deux semaines plus tard. Le Moniteur universel note que « le véritable intérêt de ce musée unique… réside dans l'ensemble qu'offrent les séries ; au point que, si l'on songeait à les diviser, la valeur toute spéciale de cette collection et même de chacun des objets qui la composent en serait certainement diminuée ».
Rapidement ce musée a été considéré comme provisoire. Un décret impérial pris le 11 juillet 1862 décide de fermer le musée le 1er octobre et de réunir aux collections de la Couronne les objets constituant le Musée Campana pour constituer un nouveau musée Napoléon-III et placer dans les musées départementaux les objets qui n'intéressent pas le musée du Louvre. Une commission est chargée de réserver au Musée impérial du Louvre « tous les objets (lui) faisant défaut dans les collections, tout ce qui pouvait y ajouter quelque particularité intéressante… ». Le 31 août 1862, le travail de la commission est terminé. Certains conservateurs du musée considéraient que seuls les chefs-d'œuvre avaient leur place au Louvre. Les séries d'objets étaient considérées comme sans intérêt. Le baron Frédéric Reiset, conservateur des peintures depuis 1861, ne retient que 97 tableaux sur les 646 de la collection.

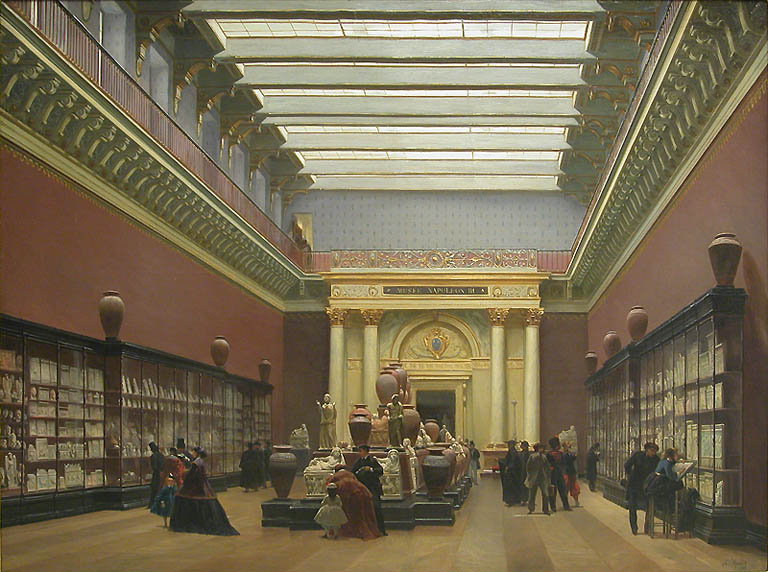
Salle des terres cuites, musée Napoléon-III (avant transformation),
Charles Giraud

Pour éviter les polémiques sur les choix de la commission, Napoléon III demande l'avis de l'Académie des inscriptions et belles-lettres et de l'Académie des beaux-arts sur son travail. Si l'Académie des inscriptions et belles-lettres ne change rien aux choix de la commission, l'Académie des beaux-arts a ajouté 39 sculptures antiques et 206 tableaux, portant alors le nombre de tableaux réservés au Louvre à 313, les autres étant dispersés dans 67 musées de province. Des protestations des milieux littéraires et artistiques s'expriment, dont celle de Delacroix et Ingres, contre la dispersion de la collection. Deux camps se sont affrontés, l'un qui, comme Reiset et Émile Galichon, veut un musée du Louvre réservé aux chefs-d'œuvre, l'autre souhaitant créer dans le Louvre un « musée Napoléon-III » autonome ayant une vocation de musée d'études pratiques ou d'encouragement à l'art industriel sur le modèle du Victoria and Albert Museum de Londres,.
Finalement les 313 peintures sont exposées dans des salles de l'aile de la Colonnade et les objets d'art antique dans ce qui est aujourd'hui la salle des bronzes antiques avant de quitter cette salle au profit de la donation La Caze, en 1869.
La commission ayant fait le choix des objets attribués au musée du Louvre, les objets restants sont répartis entre les musées départementaux.
Le baron Rieset n'a pas admis qu'on lui ait imposé une liste de tableaux plus importante que la sienne. N'aimant pas la collection Campana, après la chute de l'Empire, il fit envoyer dans les musées de province 141 toiles en 1872, puis 38 de plus dans les années suivantes pour n'en conserver que 134. La méthode qui a été utilisée pour la répartition des tableaux est discutable, car elle a aussi conduit à démembrer des polyptyques et parfois sans qu'il soit possible de retrouver la trace de certaines œuvres. La création en 1976 du musée du Petit Palais à Avignon, en réunissant 327 des peintures de primitifs italiens auparavant dispersées, a permis de rendre justice à la collection Campana.

#### Musée des Souverains au Musée du Louvre
Le musée des Souverains est créé par le prince-président Louis Napoléon Bonaparte, le 15 février 1852. Il est consacré aux souverains ayant régné sur la France. Le musée est installé un premier étage de l'aile de la Colonnade, dans cinq salles. Le choix des objets et leur mise en place sont confiés par le comte de Nieuwerkerke à Horace de Viel-Castel, nommé conservateur. L'architecte Félix Duban réalisa les aménagements nécessaires. Les trois premières salles sont décorées de boiseries anciennes, et les deux suivantes de peintures exécutées par Alexandre Denuelle.
Les objets exposés viennent du musée du Louvre, du Garde-Meuble, du musée de l'artillerie et de la Bibliothèque nationale. Cette dernière a protesté, ne voulant pas se dessaisir de pièces importantes de son patrimoine. Des donations d'objets ont été faites au musée.

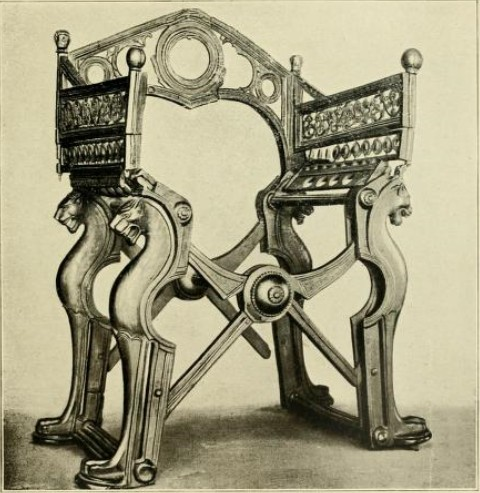
Trône de Dagobert (Bibliothèque nationale de France)
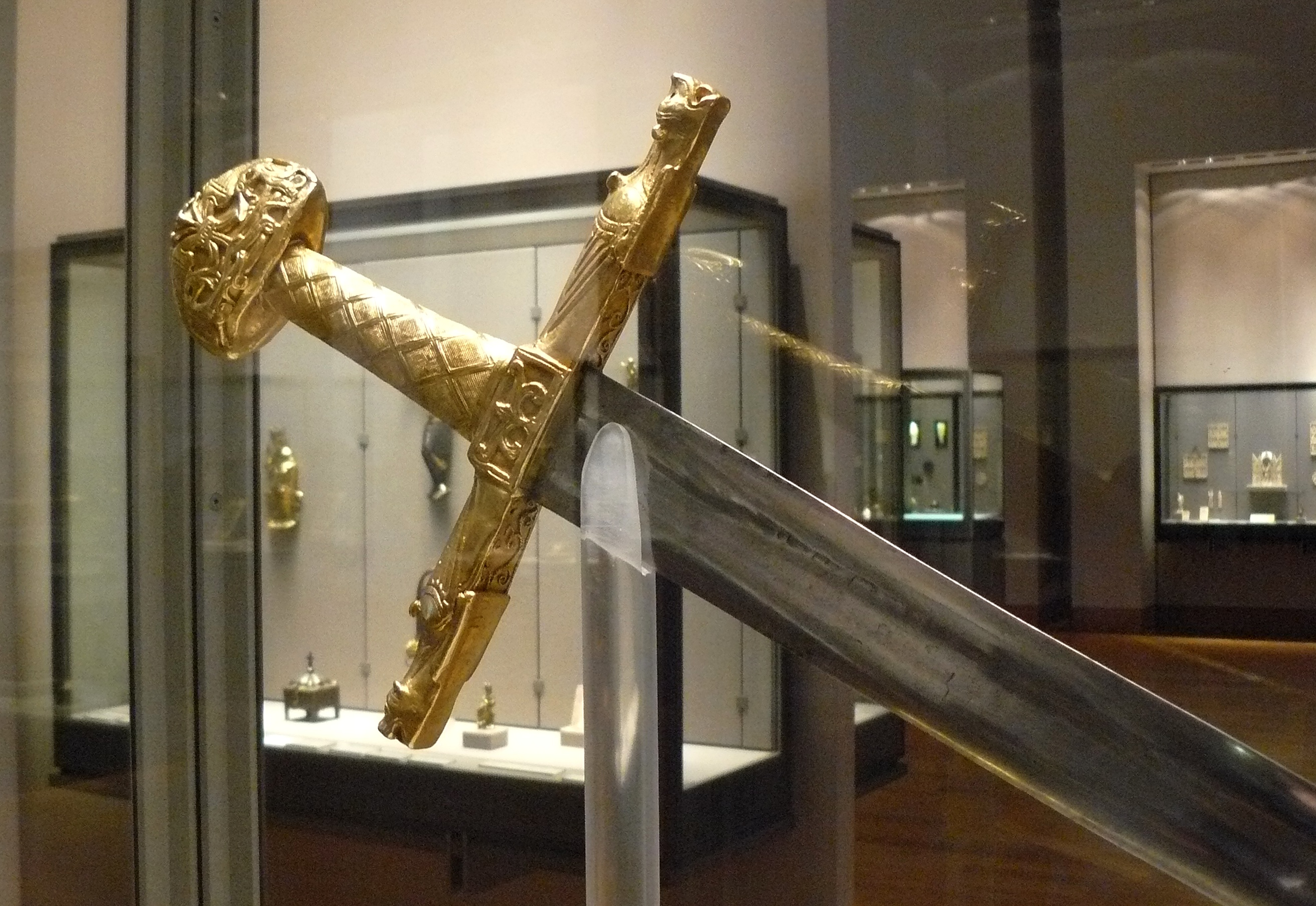
Épée de Charlemagne.
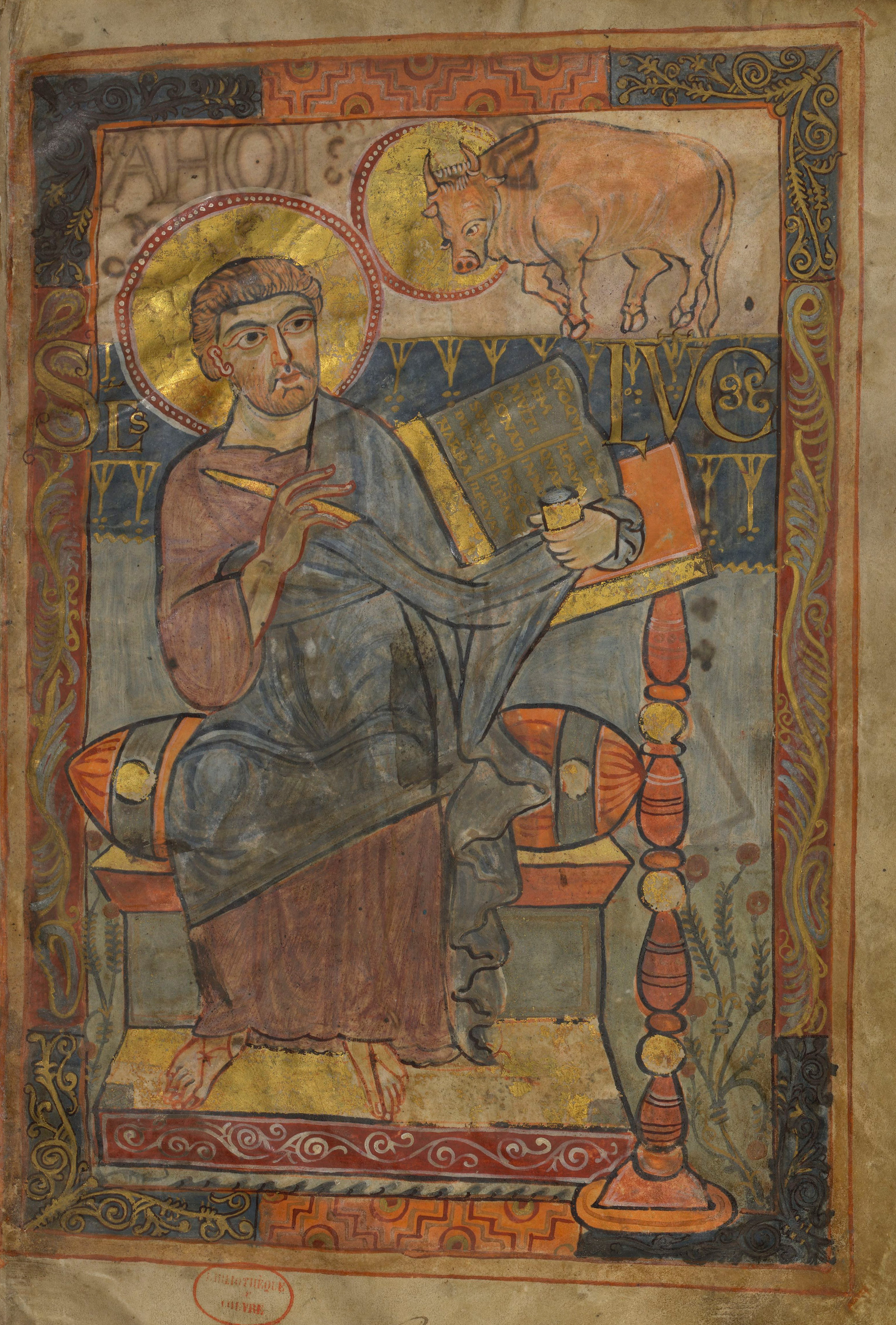
Évangéliaire de Godescalc (Bibliothèque nationale de France)
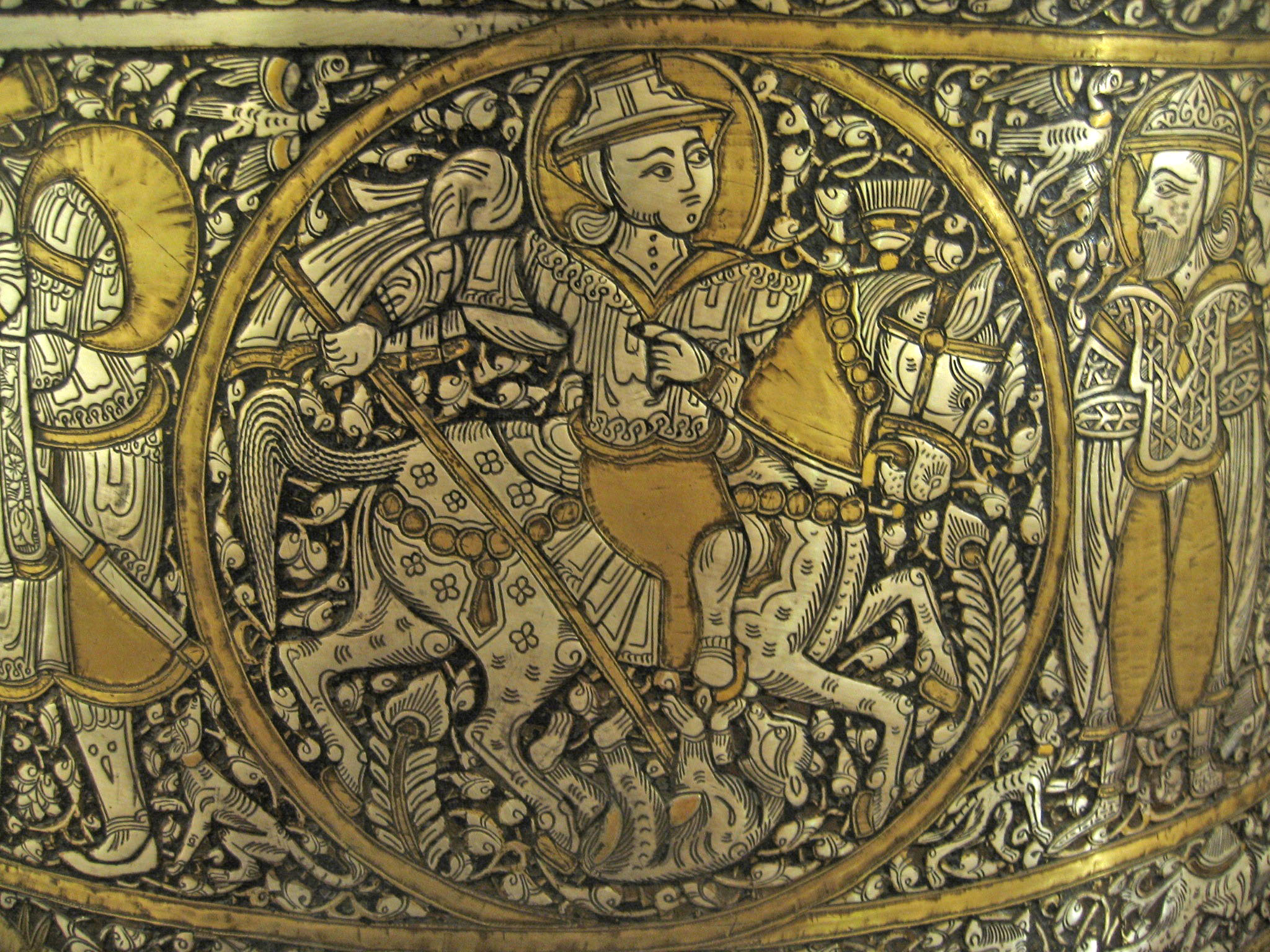
Baptistère de Saint Louis.
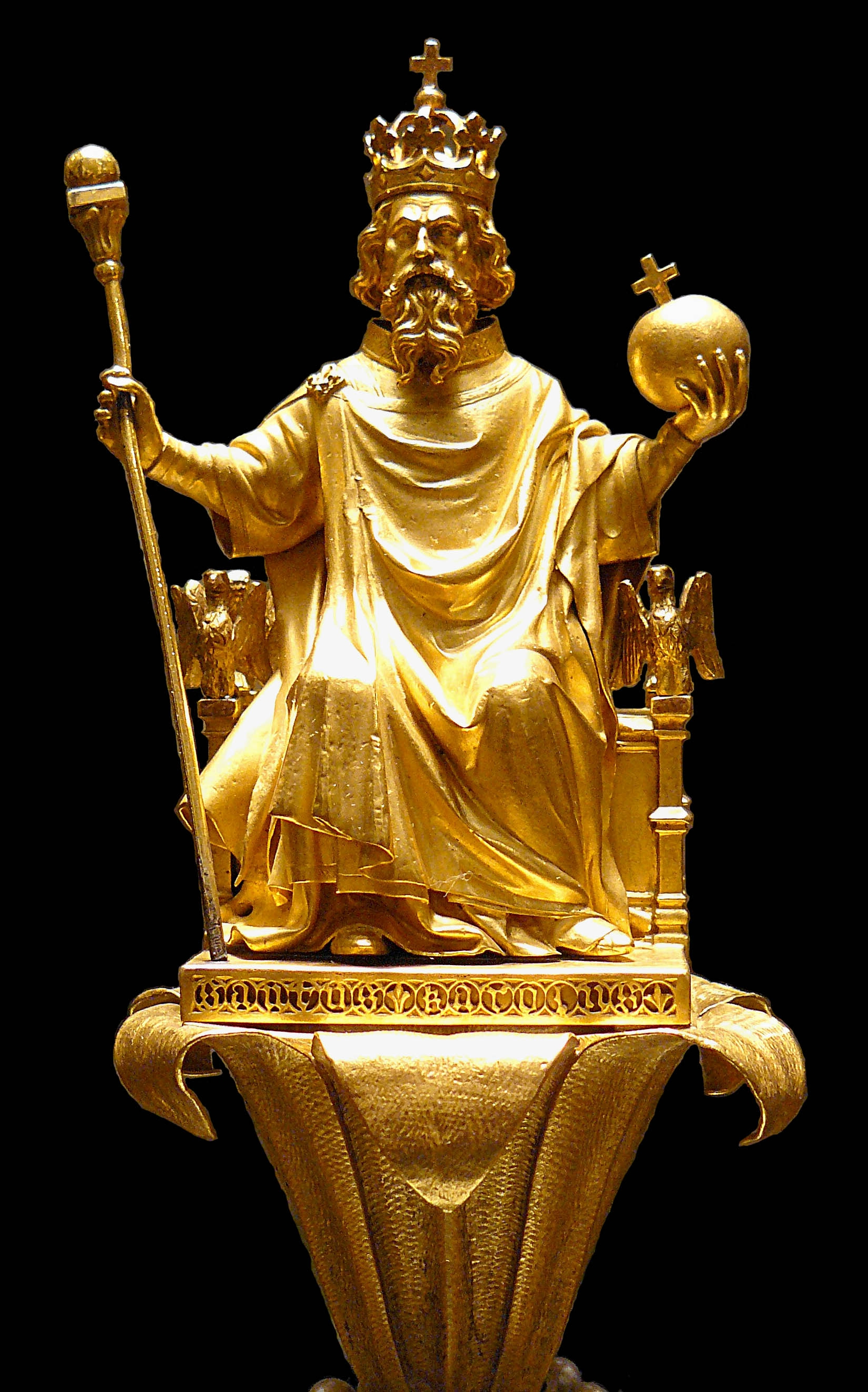
Sceptre de Charles V
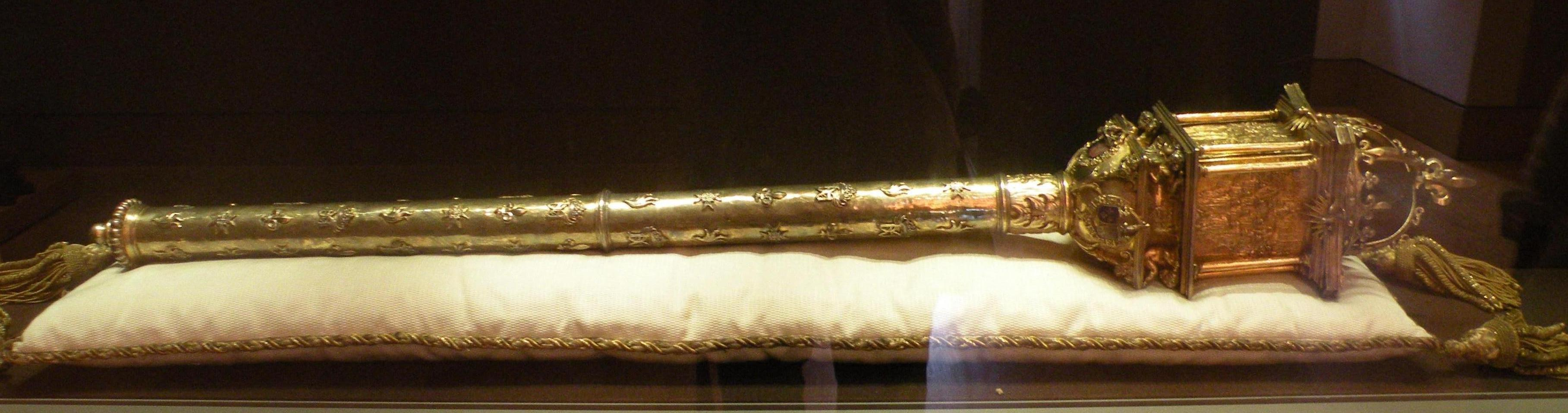
Masse de l'huissier de l'ordre du Saint-Esprit.

Tous les rois et les reines étaient représentés par deux ou trois objets. On pouvait voir dans les deux premières salles les armures des rois de France, dans la troisième était reconstitué la chapelle de l'ordre du Saint-Esprit, la quatrième présentait tous les rois de France, de Childéric à Louis-Philippe Ier, la dernière à Napoléon Ier et au roi de Rome. Le musée glorifiait l'empereur et voulait montrer la continuité des rois depuis les premiers mérovingiens jusqu'au premier Bonaparte. En 1863, le nouveau conservateur, Henry Barbet de Jouy, changea l'aménagement du musée pour opter pour une présentation chronologique.
Certains visiteurs firent des critiques du musée en s'étonnant de la présence du lit de camp de Napoléon Ier au musée du Louvre.
Après la chute de l'Empire, les biens sont mis sous séquestre. Le musée des Souverains est supprimé en 1872 et les objets qui y étaient exposés sont rendus à leurs propriétaires antérieurs.

#### Donation deCharles Sauvageot
En 1856, alors qu'il est gravement malade, Charles Sauvageot fait don au musée du Louvre de sa collection d'objets d'art pour éviter sa dispersion. Nommé conservateur honoraire des musées impériaux, il commence à en organiser la présentation dans une salle du musée en 1858. Il meurt le 29 mars 1860 avant la fin de cet aménagement. C'est grâce à cette donation que le Louvre a acquis sa première céramique ottomane avec un plat à décor de quatre fleurs. Sa collection comprenait de nombreux verres européens des XVIIe et XVIIIe siècles.
Napoléon III acheta le tableau de Arthur Henry Roberts et en fit don à Charles Sauvageot qui l'ajouta à sa donation au Louvre.

#### Donation de La Caze
À ces achats d'œuvres sur la liste civile de l'empereur sont venues s'ajouter des donations. La plus importante donation de tableaux jamais faite par un particulier au musée du Louvre fut la donation de Louis La Caze en 1869 avec 583 tableaux, 308 déposés dans les musées de province et 275 conservés au Louvre, dont de nombreux peintres du XVIIIe siècle alors mal représentés comme Watteau avec 8 tableaux dont Pierrot, Pater, Lancret, Fragonard avec 10 tableaux dont 4 de ses figures de fantaisie, Boucher, Lemoyne, Chardin avec 14 tableaux, Rigaud, Largillierre, Nattier, Greuze, Hubert Robert, mais aussi Philippe de Champaigne, Louis Le Nain, Luca Giordano avec 7 tableaux, Tintoret, Ribera, Velasquez (atelier), Peter Paul Rubens, Van Dyck, Rembrandt avec Bethsabée au bain, Gerard ter Borch, 19 tableaux de David Teniers le Jeune, 8 d'Adriaen Van Ostade, 4 de Frans Snyders, 2 de Frans Hals, etc,. Cette donation a d'abord été exposée dans l'actuelle salle des Bronzes antiques. Pour cela il a fallu déplacer la collection Campana qui s'y trouvait, pour partie dans la galerie Campana parallèle au musée Charles-X, et répartir le reste dans les différents départements du musée correspondant aux œuvres déposées.

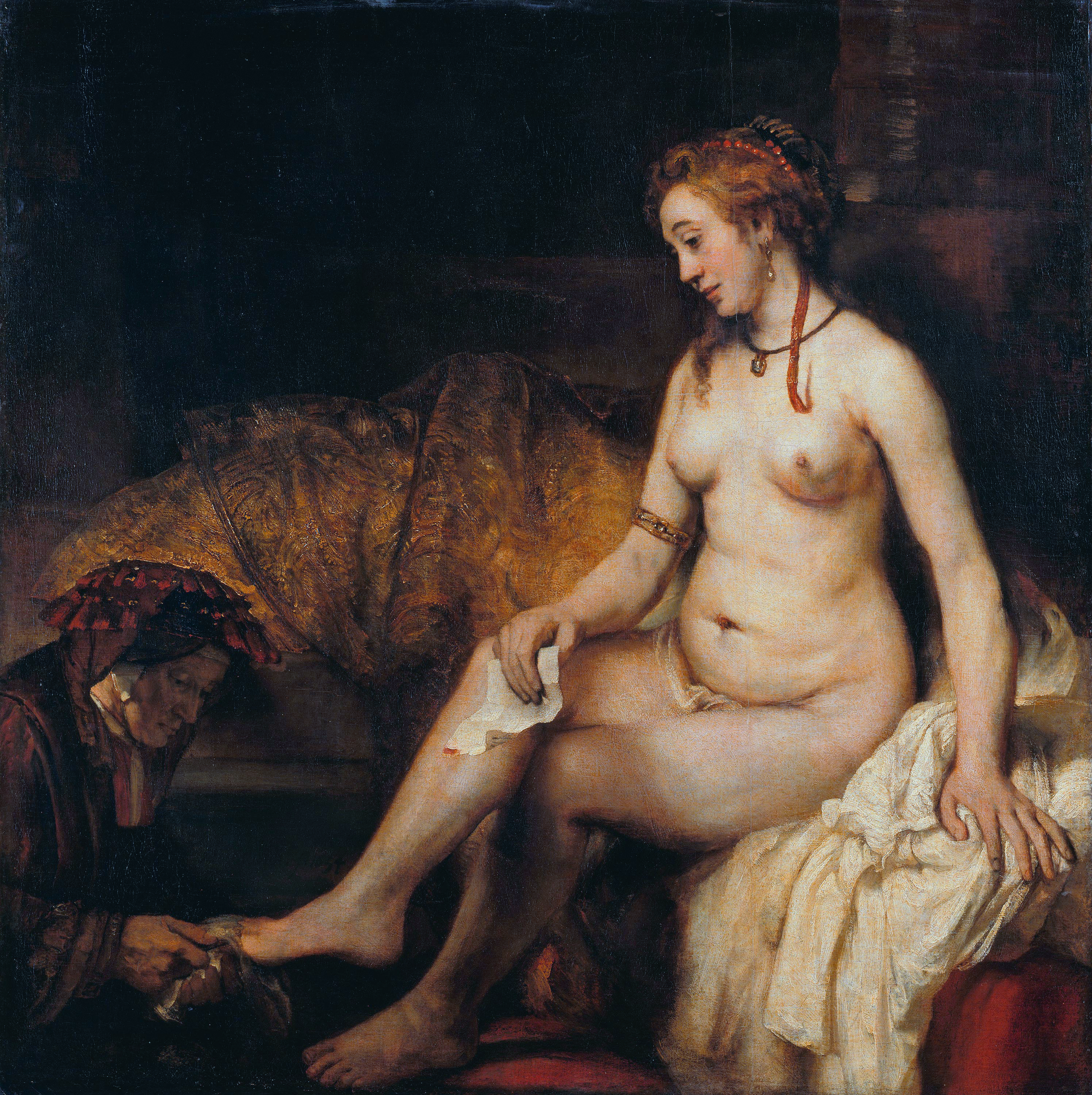
Bethsabée au bain tenant la lettre du roi David, Rembrandt
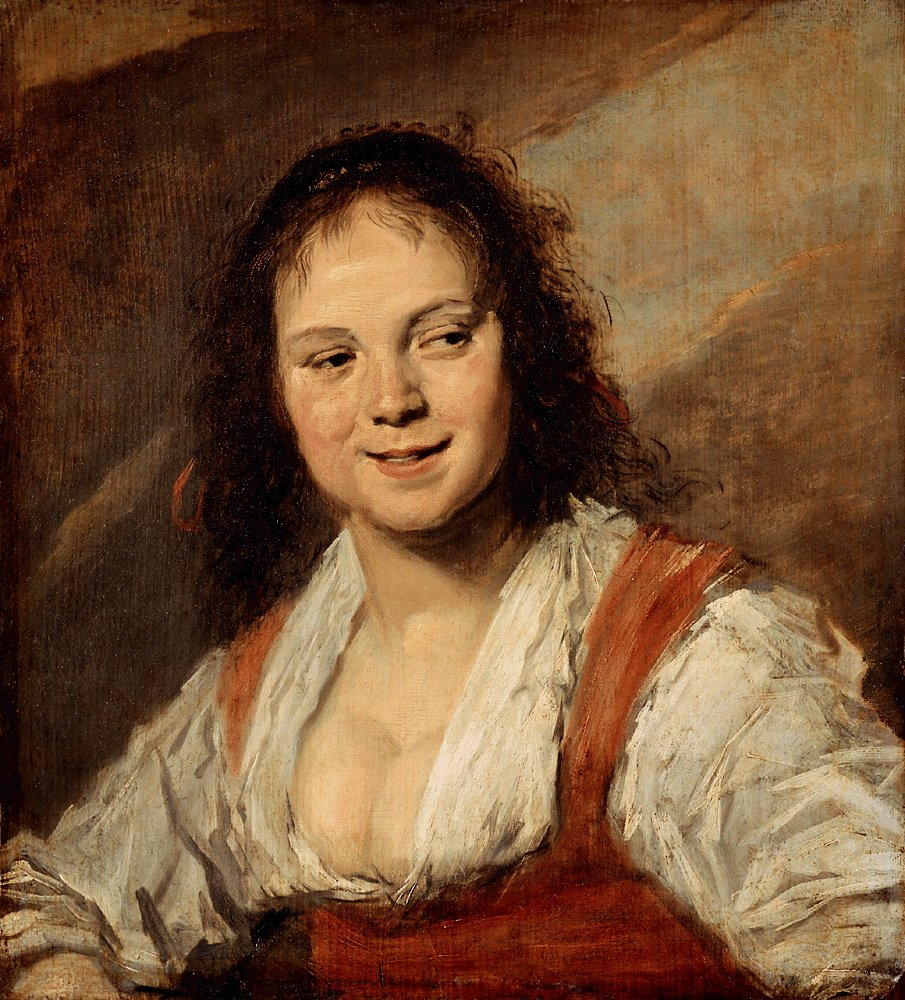
La Bohémienne, Frans Hals
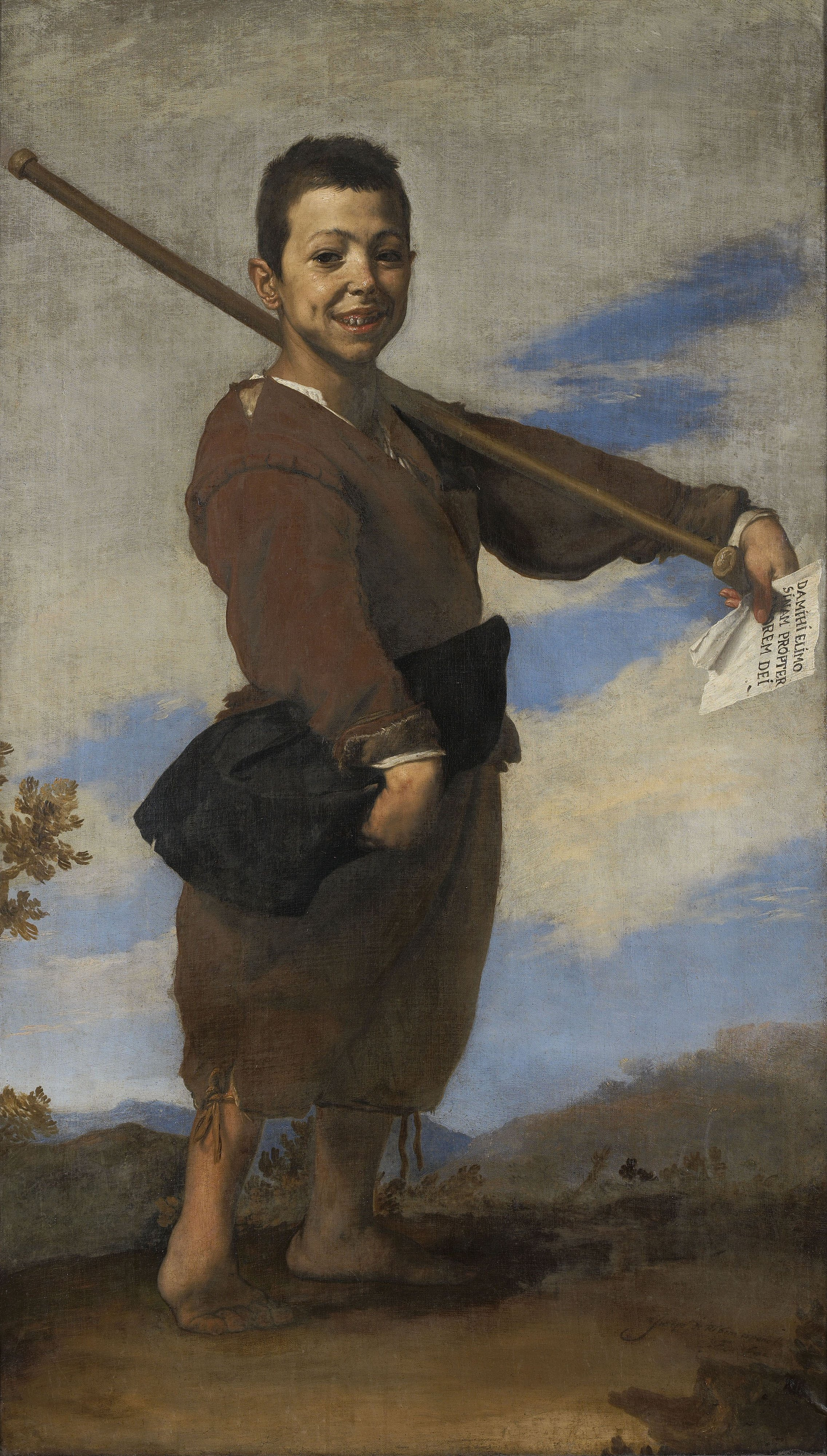
Le Pied-bot, Ribera
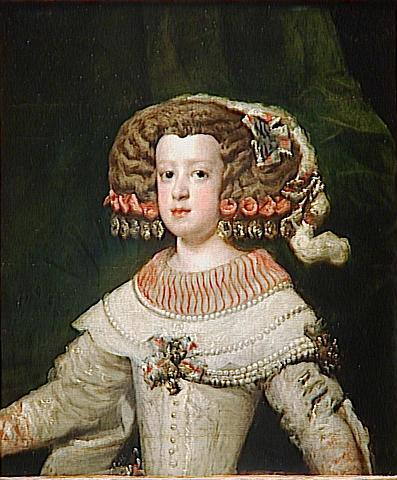
Marie-Thérèse d'Autriche, Velasquez (atelier)
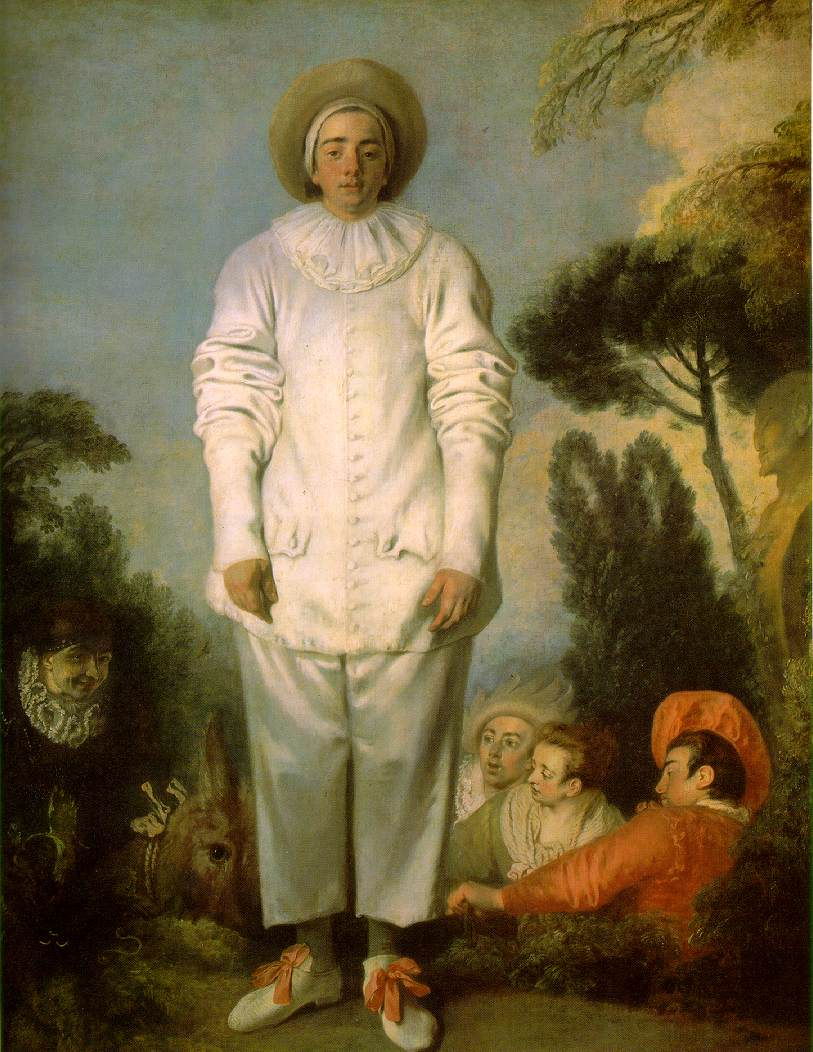
Pierrot dit Gilles, Watteau
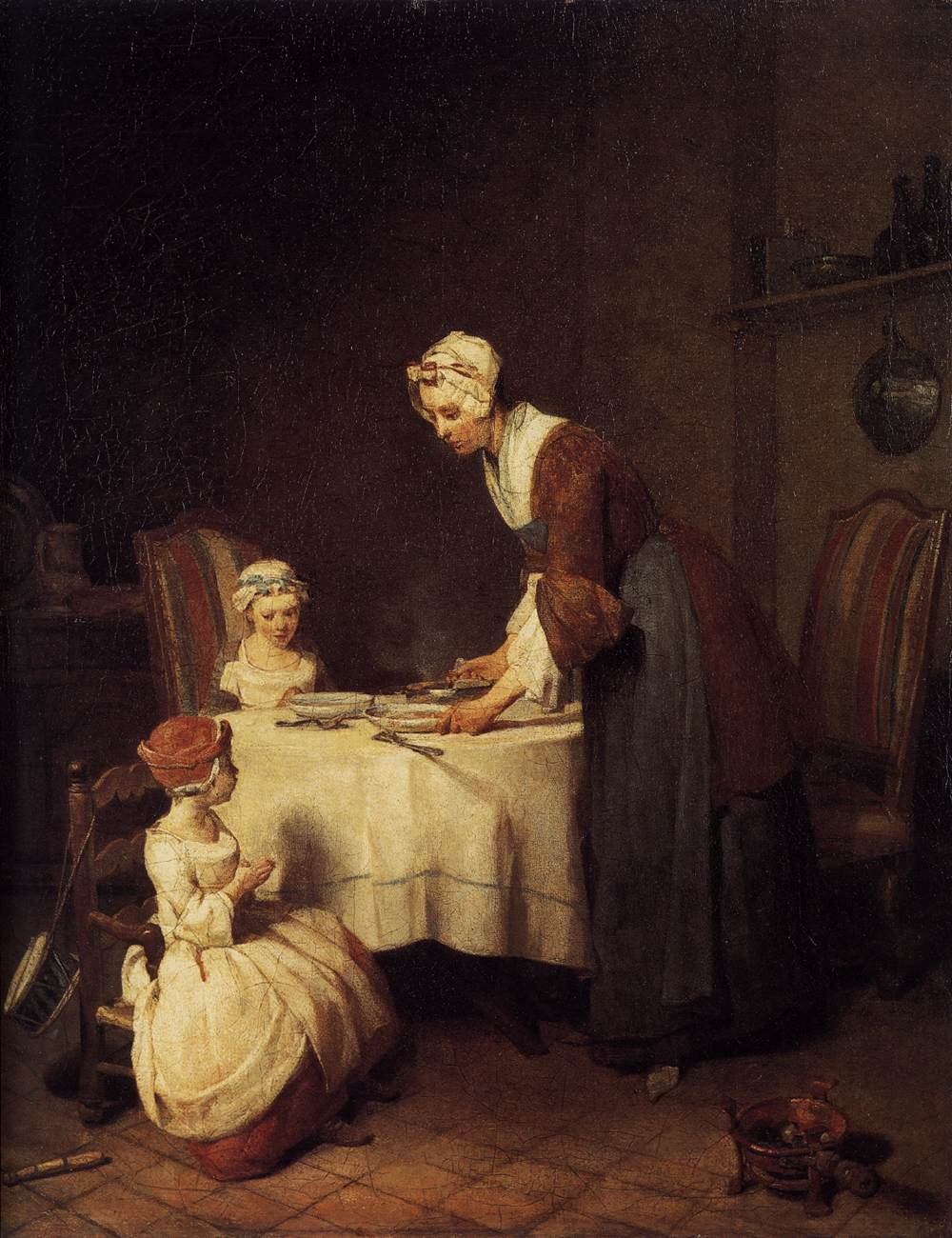
Le Bénédicité, Chardin
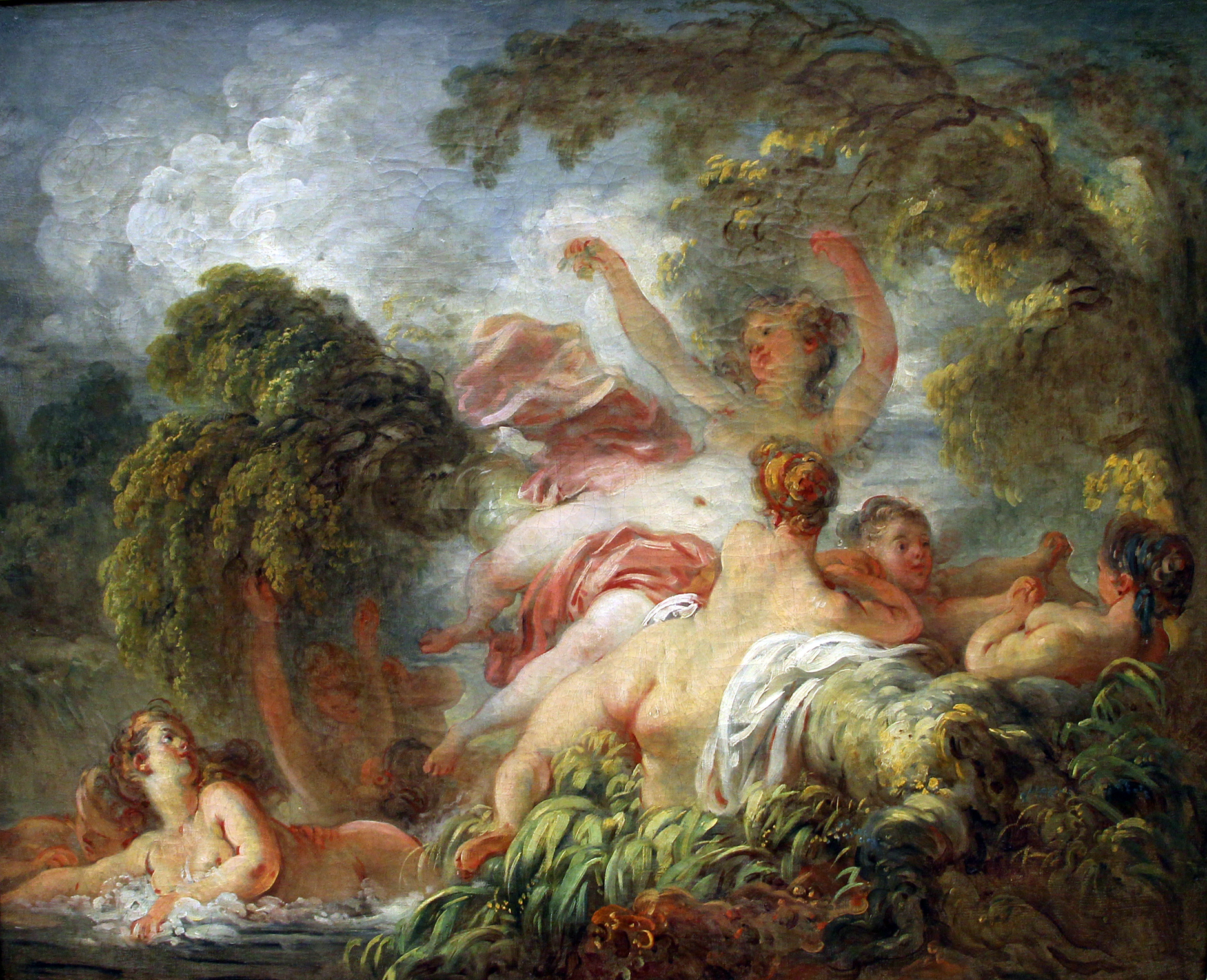
Les Baigneuses, Fragonard
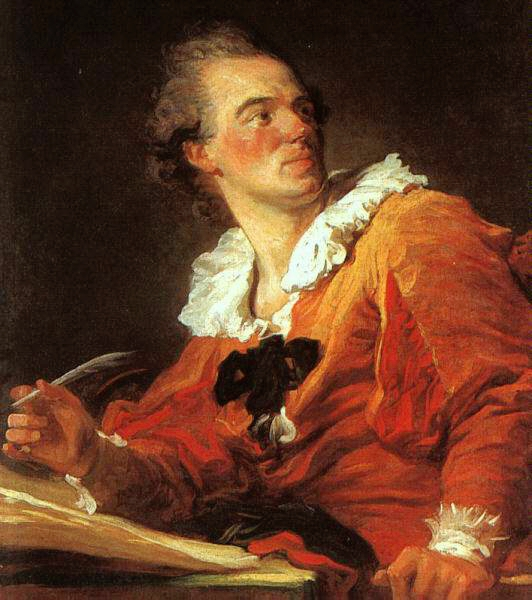
L'Inspiration (autoportrait), Fragonard

### Musée sous la Troisième République

#### Musée du Louvre et la Commune de Paris

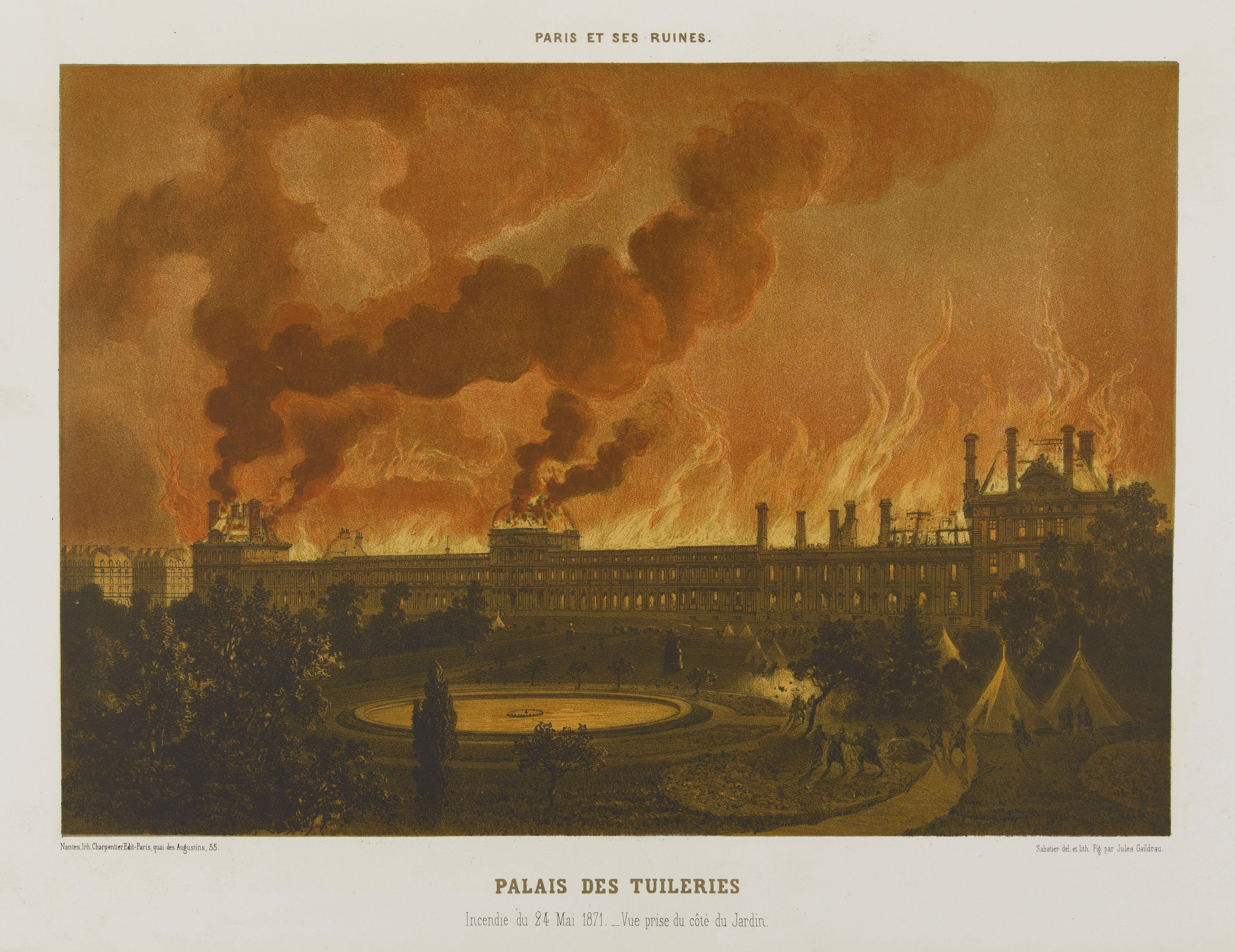
Incendie du palais des Tuileries, des pavillons de Flore et de Marsan, 24 mai 1871 - Lithographie

Dès la chute de l'Empire, le comte de Nieuwerkerke donne sa démission. Un conservatoire d'artistes, dans lequel se trouvent Courbet, Daumier, Bracquemond, va participer à l'administration du musée. Une partie des tableaux a été évacuée sur Brest. Les statues antiques ont été protégées.
Lors des bombardements prussiens sur Paris qui durent du 27 décembre 1870 à la fin janvier, peu d'obus touchent le centre de Paris. Le Louvre ne subit aucun dommage.
En avril 1871, l'administration du musée dément la rumeur d'après laquelle les tableaux du Louvre seraient vendus à Londres. Elle affirme que les collections sont intactes et qu'elles ont été protégées des dangers de la guerre.
Le 16 mai 1871, la Commune décide de licencier tous les fonctionnaires du musée, sauf Paul Pierret et Antoine Héron de Villefosse qui avaient été oubliés sur la liste des fonctionnaires soumise à la Commune. Le lendemain, la Commune nomme comme administrateurs Achille Oudinot, architecte et peintre, Jules Héreau, peintre, et Jules Dalou, statuaire. Le 22 mai, les troupes versaillaises sont arrivées au Trocadéro.
Pendant la Commune, les communards avaient placé des explosifs dans les caves et aspergé de pétrole les murs des bâtiments du Nouveau Louvre jusqu'au pavillon de Marsan et le palais des Tuileries. Le 24 mai, à minuit, les explosifs ont été mis à feu pour les détruire. La bibliothèque du Louvre prend feu à 2 heures du matin et le palais des Tuileries à 3 heures. Henry Barbet de Jouy est alors au musée du Louvre et décide d'enfermer les administrateurs nommés par la Commune et d'organiser les 50 gardiens du Louvre pour sauver les collections. Barbet de Jouy a fait mettre des chaînes aux entrées du musée par les gardiens pour bloquer les entrées. Heureusement pour le musée, le vent souffle alors depuis l'Est. À 9 heures du matin, les troupes versaillaises arrivent au musée après avoir pris les barricades qui se trouvent à proximité.

Plan du Louvre, cliquer pour agrandir.

Le musée du Louvre n'a pas trop souffert des explosions et des incendies mis aux bâtiments situés à proximité. Pendant les combats, la galerie d'Apollon a été atteinte par des obus, la façade de la Colonnade a été touchée, comme une statue de Jean Goujon sur la façade de l'aile Lescot. Ces dégâts ont été rapidement réparés. L'incendie de la bibliothèque impériale du Louvre, située dans la partie nord du Nouveau Louvre entre le pavillon Richelieu et le pavillon de la Bibliothèque faisant face au Palais-Royal, dans la nuit du 23 au 24 mai, a réduit en cendres ses 80 000 volumes. L'intervention du 26e bataillon de chasseurs à pied, placée sous la direction du commandant Martian de Bernardy de Sigoyer, et d'une compagnie du génie a permis d'éviter sa propagation.
L'architecte Lefuel doit reconstruire le pavillon de Marsan avec l'aile du Nouveau Louvre le long de la rue de Rivoli dont il double la largeur, entre 1873 et 1875,
La façade nord du pavillon de Flore est reconstruite.
Le Ministère des finances dont le bâtiment de l'autre côté de la rue entre la rue de Castiglione et la rue Cambon avait également été incendié s'installe en 1871 dans l'aile Richelieu (aile nord construite sous le Second-Empire) épargnée de la destruction et y reste jusqu'à son déplacement à Bercy en 1989.
Les Tuileries ne seront jamais reconstruites, et après plusieurs années de délibération, les ruines seront finalement rasées en 1882.

#### Moyens d'enrichissement des collections
Le budget de l'État alloué à l'achat d'œuvres d'art ne prévoit qu'un crédit de 162 000 francs qui ne permet pas l'achat d'un tableau de grande qualité. L'enrichissement des collections du musée du Louvre s'est fait par plusieurs voies :
- création par l'État de la Réunion des musées nationaux ;
- dons par la société des Amis du Louvre ;
- dons par des mécènes ;
- transfert de la collection de tableaux du musée du Luxembourg ;
- dépôts des découvertes faites pendant des fouilles archéologiques ;
- transfert du fonds égyptien de la Bibliothèque nationale ;
- dépôts du Mobilier national.

##### Création de la Réunion des musées nationaux
Pour donner des moyens financiers aux musées nationaux, une loi de 1895 crée la Réunion des musées nationaux, qui est un organisme ayant une personnalité civile et morale, possédant une caisse autonome, la Caisse des musées nationaux, géré par un conseil d'administration. La Caisse des musées nationaux reçoit une allocation de l'État et possède des ressources propres, droits d'entrée, legs, ventes d'objets.
Quand, en 1910, est mis en vente le retable de l’Adoration des Mages de Hugo van der Goes découvert à Monforte de Lemos, en Espagne, se retrouvent les représentants des musées de Berlin, Bruxelles, Dublin et Paris. C'est le musée de Berlin qui emporte le tableau pour le prix de 1 180 000 francs or, somme considérable.
L'utilisation des fonds par la Caisse des musées nationaux va être critiquée à la suite de l'achat de la tiare d'Olbia qui serait un objet d'art offert par les habitants de la colonie grecque d'Olbia au roi des Scythes Saïtapharnès, vers 200 av. J.-C.. Ayant été refusée par le musée de Vienne, elle est proposée au Louvre en mars 1896 qui l'achète. En mai 1896, le professeur Wesselowsky de l'université de Saint-Pétersbourg affirme que cette tiare est un faux. En 1903, un artiste de Montmartre affirme qu'il est l'auteur de la tiare. La presse s'empare du sujet obligeant les conservateurs du Louvre à demander une expertise à Charles Simon Clermont-Ganneau. Il conclut à la fausseté de l'objet après en avoir rencontré le véritable auteur, Israël Roukhomovsky. La tiare doit être retirée du Louvre. Cela va conduire au discrédit du personnel du Louvre. Antoine Héron de Villefosse est mis à l'index, le directeur des Musées nationaux, Albert Kaempfen, est éloigné et remplacé par Théophile Homolle. Le journal La Liberté note en 1904 que « les achats du Louvre se faisaient sans le contrôle des savants sérieux ; on s'en remettait à de simples amateurs ». Cette affaire va entraîner un climat de suspicion sur les achats faits par la Réunion des musées nationaux.
En 1910, le musée achète à la ville d'Aigueperse le tableau Martyre de saint Sébastien d'Andrea Mantegna qui est probablement le premier tableau de la Renaissance italienne arrivé en France, commandé par la famille Gonzague à l'occasion du mariage de Chiara Gonzague avec Gilbert de Bourbon, comte de Montpensier, en 1481.

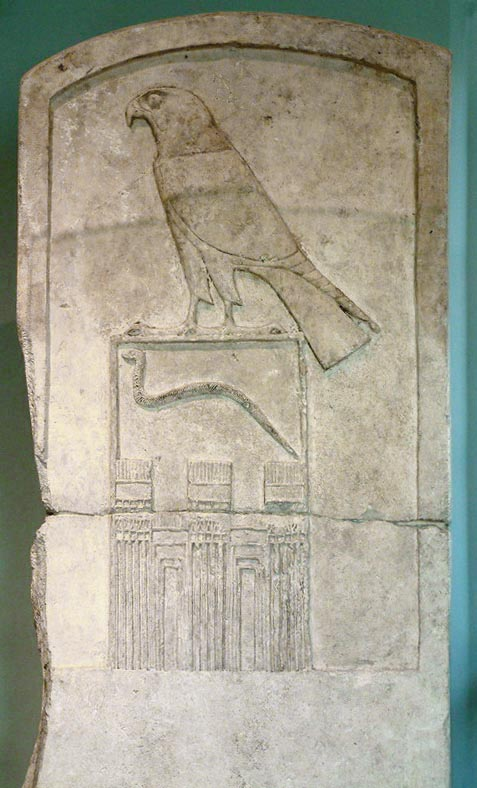
Stèle du Roi-serpent, Collection Amelineau Achat, 1904.
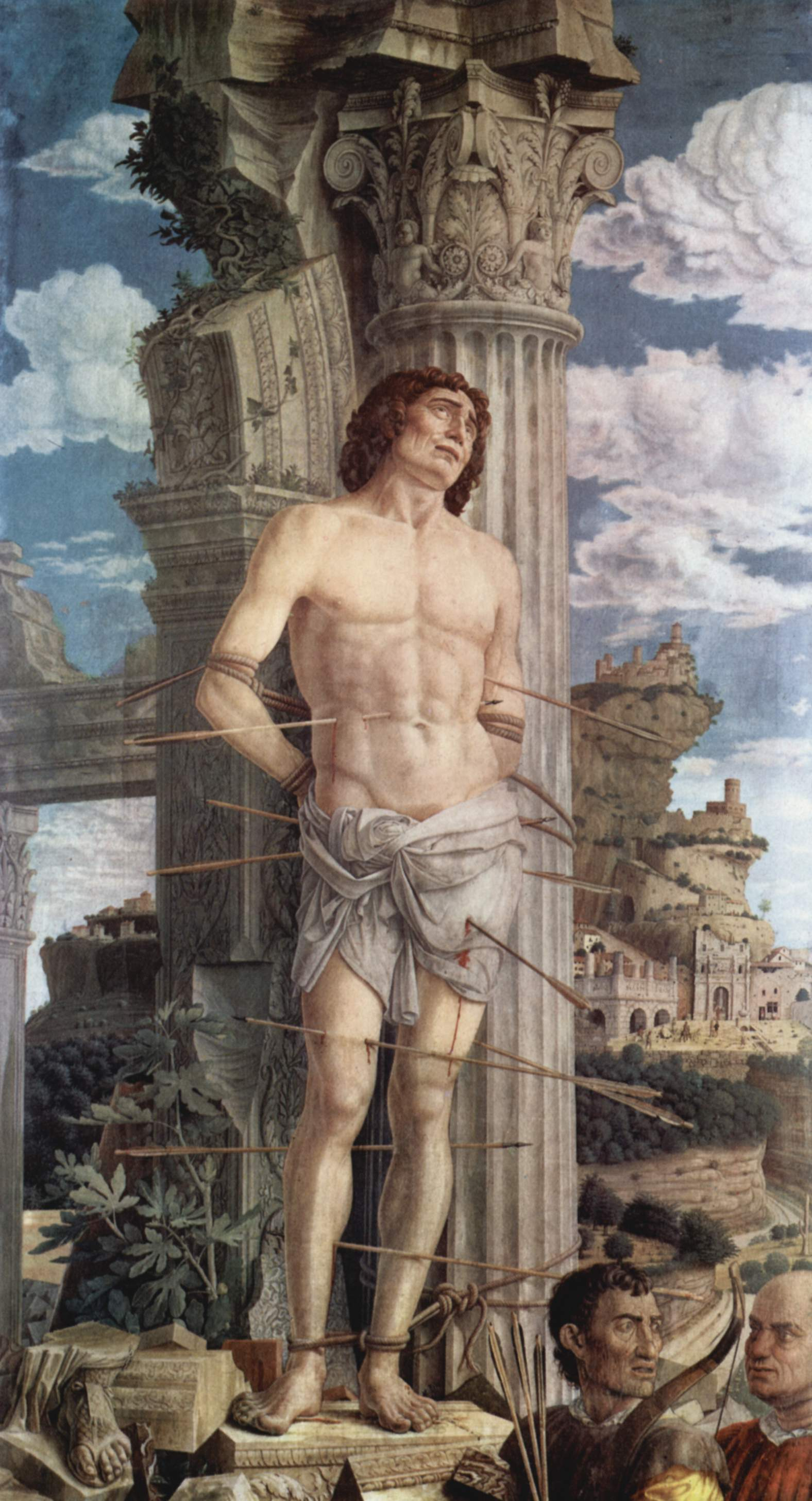
Martyre de saint Sébastien, Andrea Mantegna Achat, 1910.
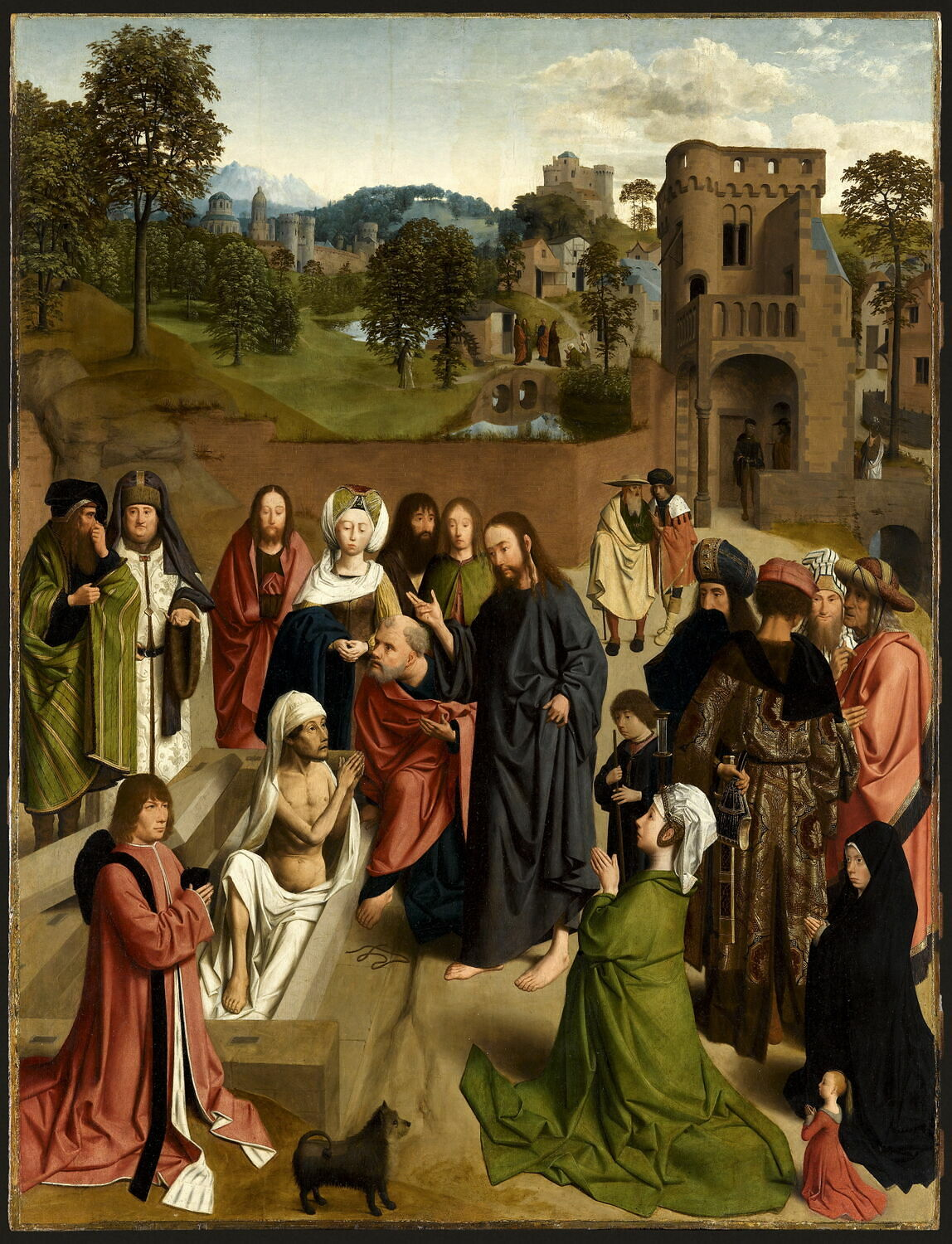
Résurrection de Lazare, Gérard de Saint-Jean Achat 1913
Triptyque Braque, Rogier van der Weyden Achat, 1913.
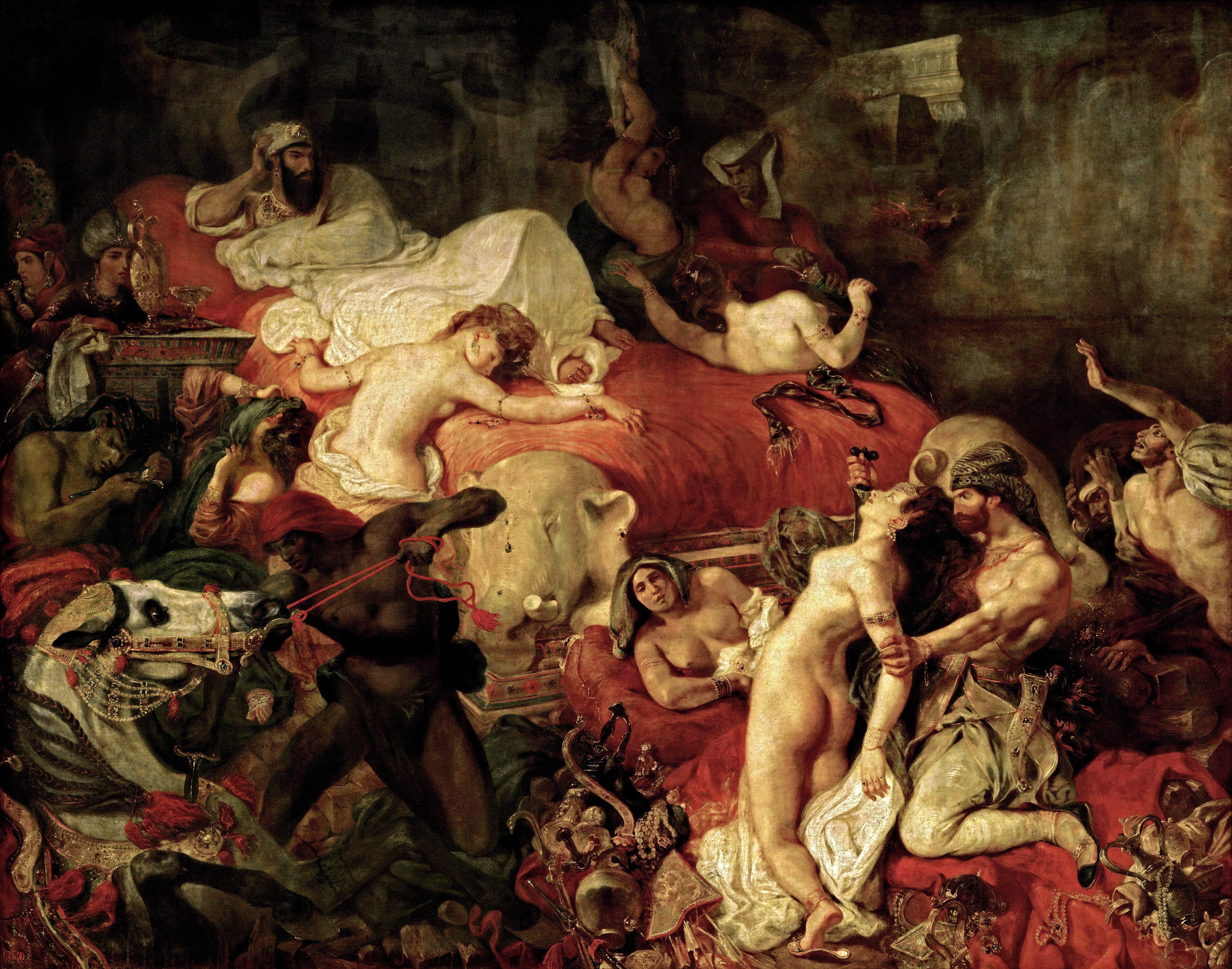
La Mort de Sardanapale, Eugène Delacroix Achat, 1921.
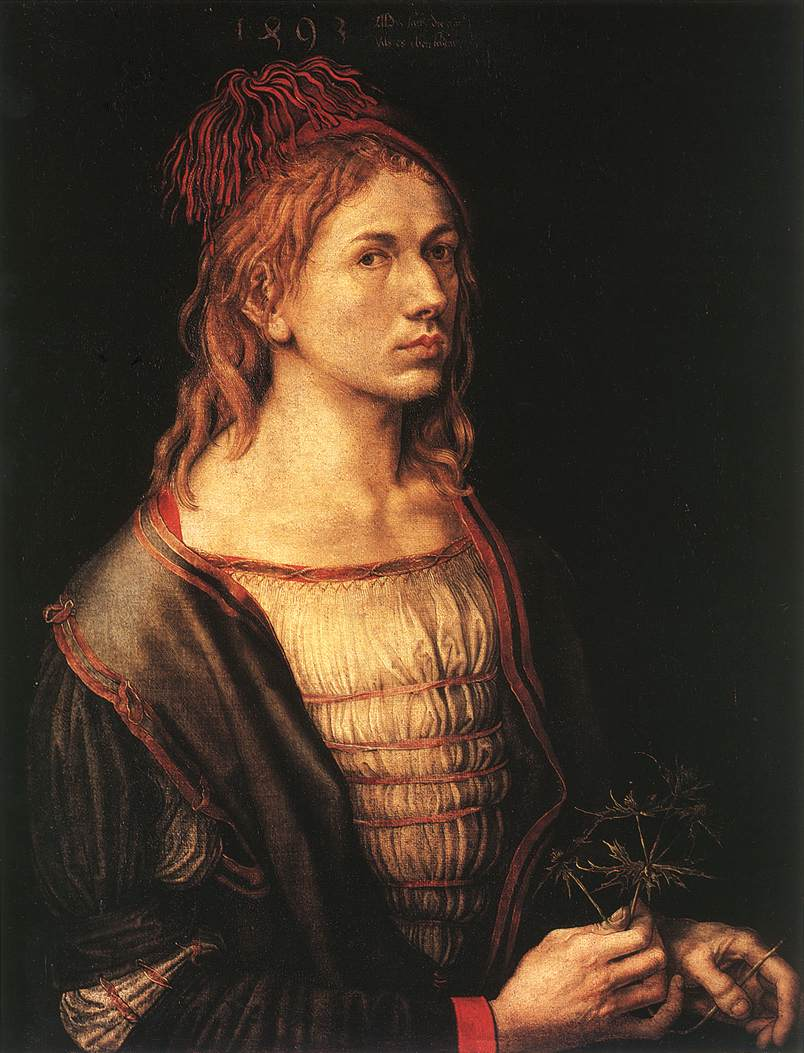
Autoportrait, Albrecht Dürer Achat, 1922.

##### Société des amis du Louvre
Pour pallier ce manque de fonds et pour permettre l'achat d'œuvres d'art par le musée du Louvre, la Société des Amis du Louvre est créée en 1897.

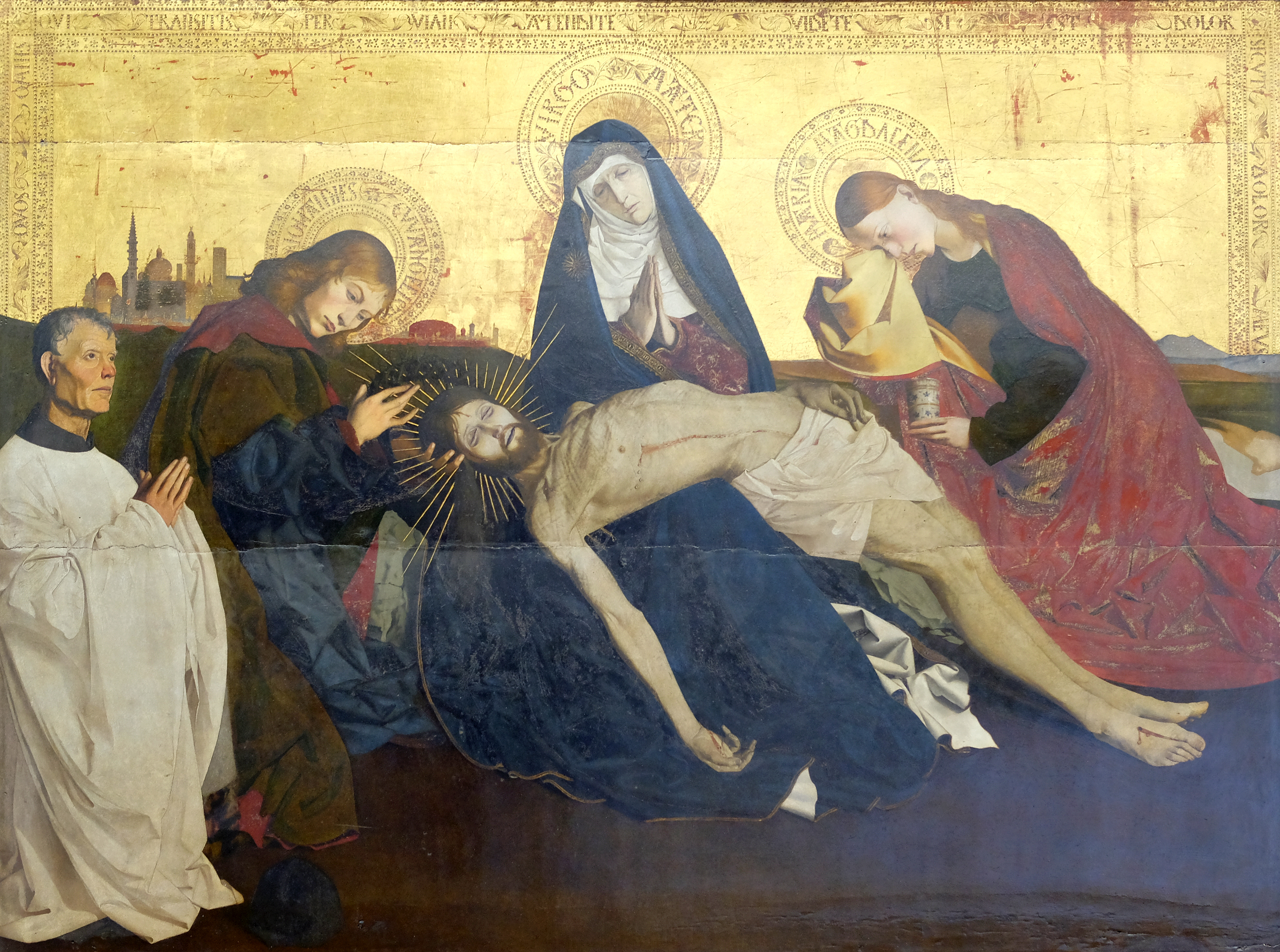
La Pietà de Villeneuve-lès-Avignon Enguerrand Quarton Don, 1905
Le Bain turc Ingres Don, 1911
L'Atelier du peintre Gustave Courbet Achat du Louvre avec Les Amis du Louvre, 1919

##### Mécénat, legs et donations
Le mécénat, et les donations vont permettre d'enrichir le musée :
- donation Thiers[152], faite par Élise Thiers, en 1881,
- donation Jean Charles Davillier[153], en 1883,
- donation du trésor de Boscoreale par le baron Edmond de Rothschild, en 1895,
- donations Adolphe de Rothschild, en 1900 et 1901,
- donation Tomy-Thierry (1823-1902), en 1903[154],
- donation Moreau-Nélaton, en 1906,
- donation Alfred Chauchard, en 1910,
- legs Isaac de Camondo, en 1911[155],
- donation de la marquise Arconati-Visconti, en 1914[156],
- legs du baron Basile de Schlichting, en 1914[157],
- donation de la baronne Salomon de Rothschild, en 1922,
- donation Corroyer faite par la veuve d'Édouard Corroyer, en 1923,
- donation Ernest May, en 1926,
- donation Caillebotte, en 1929,
- donation de la princesse Louis de Croÿ, née Eugénie de l'Espine de près de 3800 dessins et peintures, en 1930,
- donation Edmond de Rothschild au département des Arts graphiques de 3 000 dessins du XVIIIe siècle et 43 000 estampes anciennes, en 1935,
- donation Carlos de Beistegui de 21 tableaux, en 1942 sous réserve d'usufruit, entrée au musée en 1953[158],[159],
- legs de la princesse Edmond de Polignac, née Winnaretta Singer, en 1944,
- donation David David-Weill, en 1946,
- donation Stavros S. Niarchos, en 1955,
- donation Hélène et Victor Lyon de 65 peintures et trois pastels, en 1961 sous réserve d'usufruit, entrée au musée, en 1977,
- donation de René Grog (1896-1981) et de son épouse Carmen de Tommaso, dite Madame Carven (1909-2015) d'une centaine d’objets d'art français du XVIIIe siècle, en 1973 et en partie sous réserve d'usufruit, entrée au musée en 2015,
- donation Othon Kaufmann et François Schlageter de 47 tableaux et deux dessins, en 1983 sous réserve d'usufruit, entrée au Louvre en 1997[160],
- donation Fabrizio et Fiammetta Lemme de vingt tableaux et une sculpture, en 1997[161],
- legs Fernando Montes de Oca (es) de plus de 300 verreries de l'Empire et de la Restauration, en 2016[162],
- legs Robert Autrand d'une centaine de verres antiques produits en Méditerranée orientale, en 2016,
- legs de la collection Pierre Cattiau (1928-2022), en 2023, de plus de 1 400 miniatures et 200 boîtes précieuses[163].

À ces donations importantes il convient ajouter les dons moins importants de nombreux donateurs qui ont permis de combler des manques dans les collections. En 1883, la sœur de Courbet, Juliette Courbet, donne l'Enterrement à Ornans, puis des amateurs offrent la Remise des chevreuils qu'ils ont achetée à la vente Secrétan, en 1889, et Madame Pommery de Reims donne les Glaneuses de Millet acquis à la même vente.
Parmi les donateurs étrangers, le marchand anglais, sir Joseph Duveen, offre en 1923 le tableau de Joachim Patinier, Saint Jérôme dans le désert. Le colonel Friedsam, président du Metropolitan Museum of Art de New York offre en 1927 au musée un paysage attribué à Adriaen Brouwer, sir Percy Moore Turner lui donne, en 1948, le tableau de Georges de La Tour Saint Joseph charpentier qu'il complète, en 1952, par le tableau de John Constable, Salisbury vue des champs.

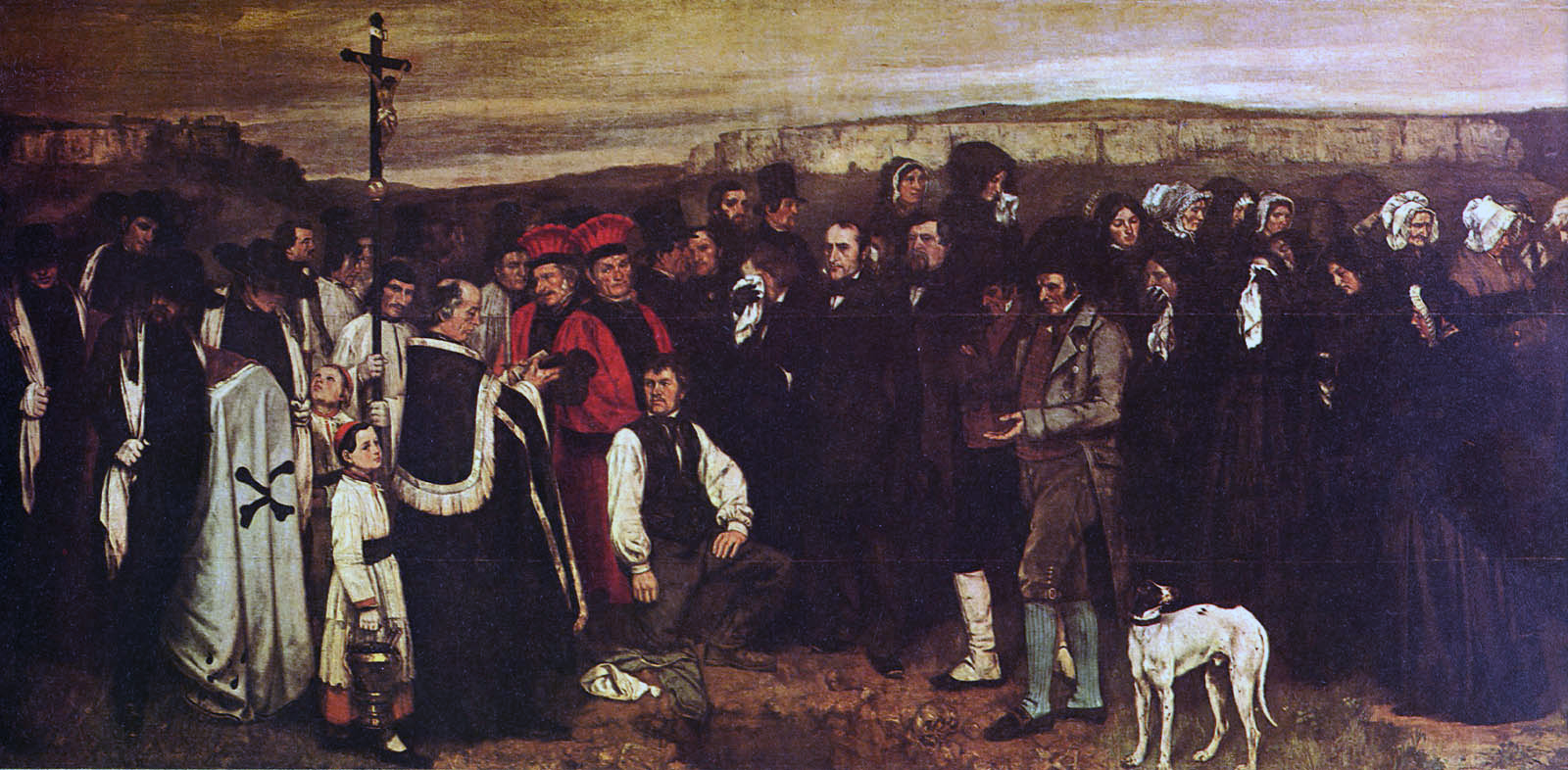
Un enterrement à Ornans, Gustave Courbet Don Juliette Courbet
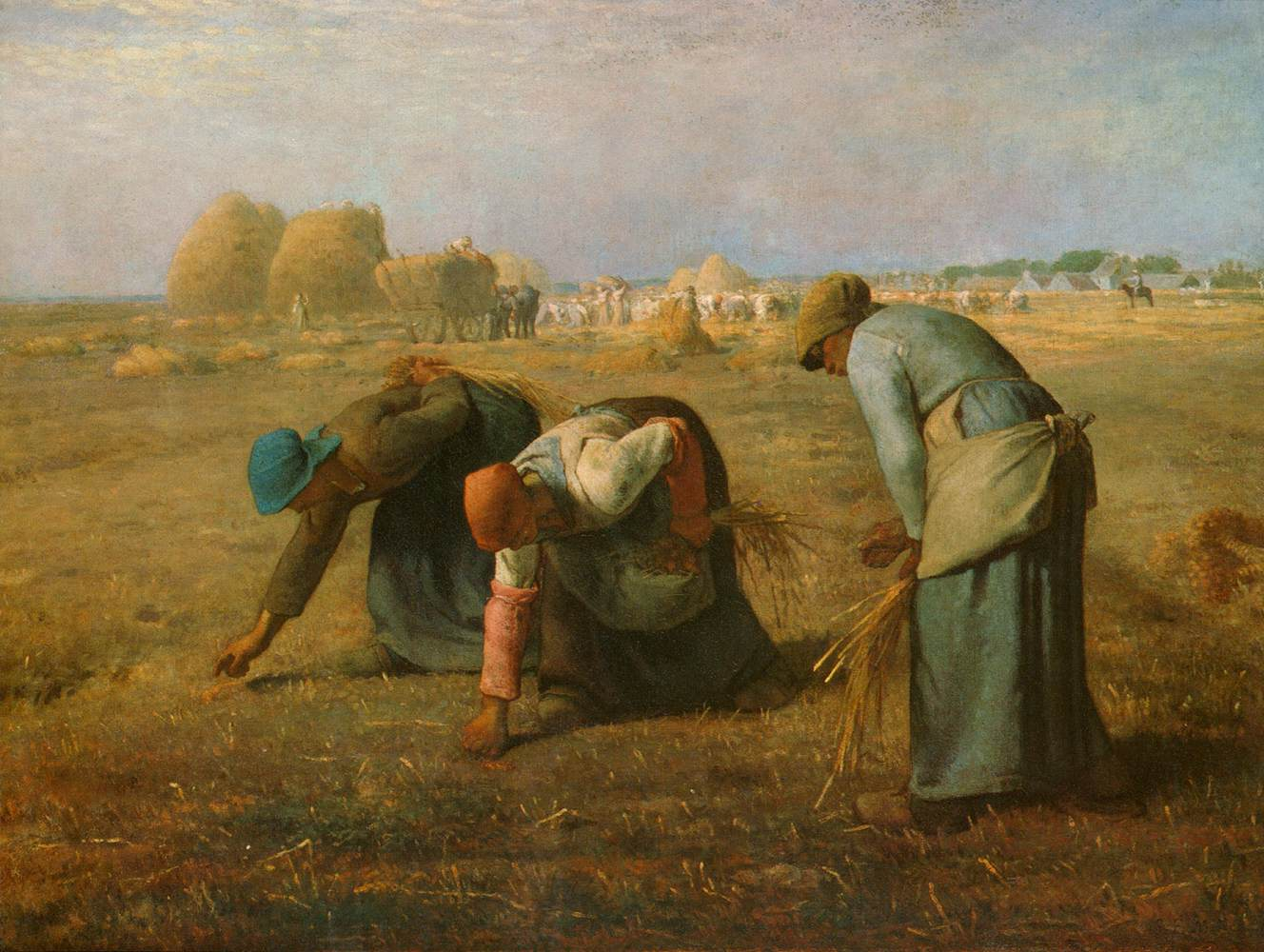
Des glaneuses, Jean-François Millet Don Madame Pommery
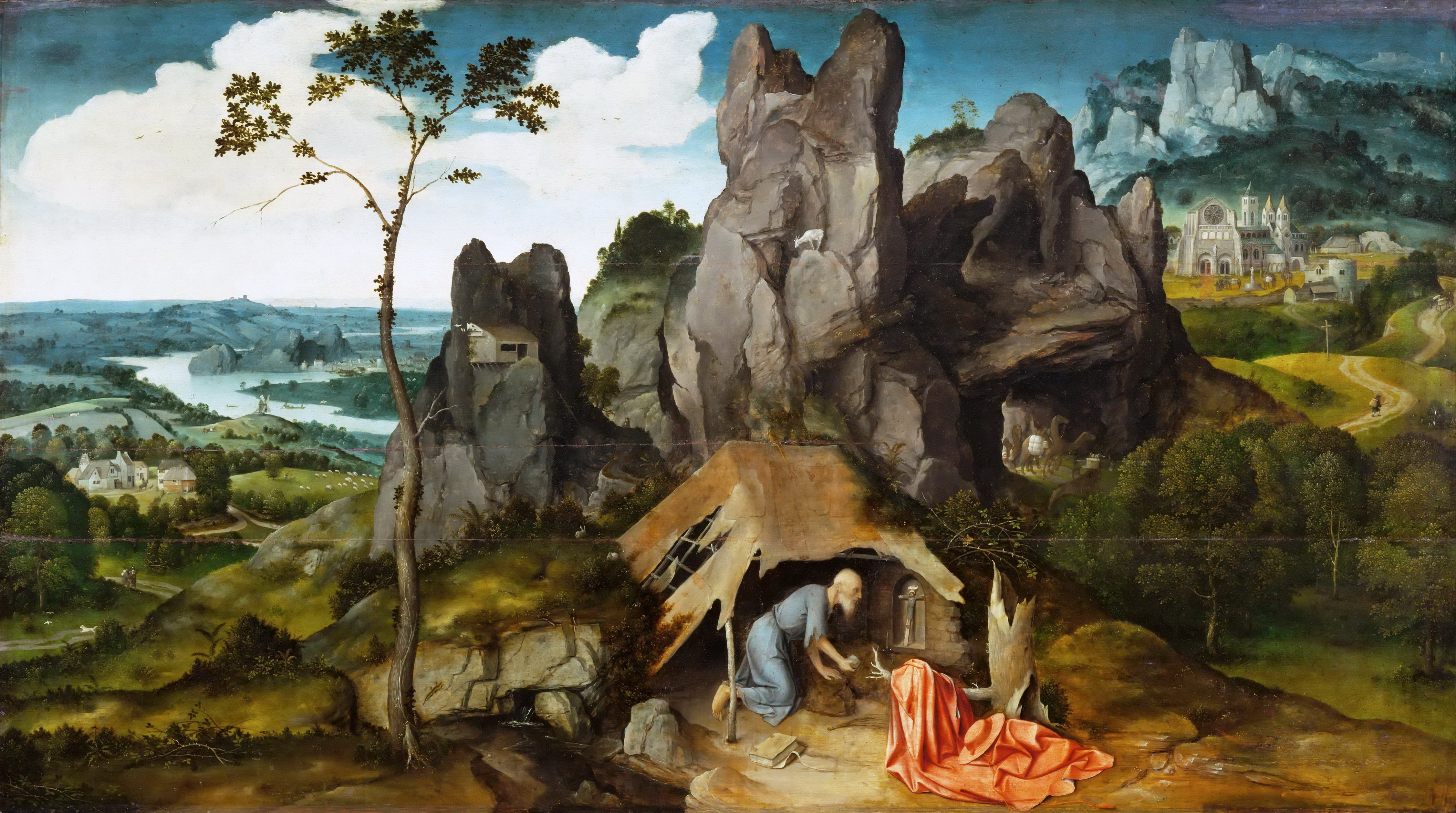
Saint Jérôme dans le désert Joachim Patinier Don sir Joseph Duveen
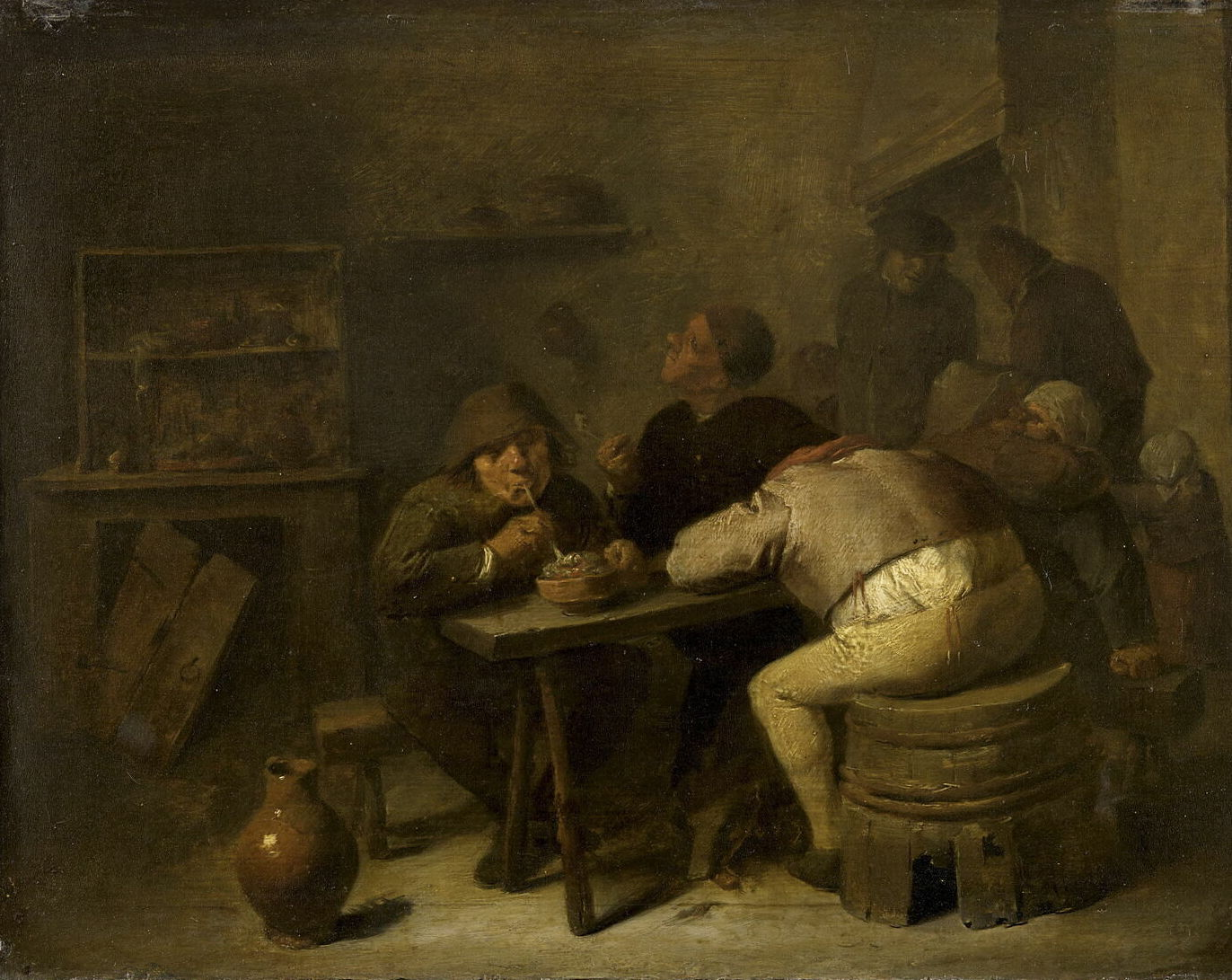
Intérieur de tabagie, Adriaen Brouwer
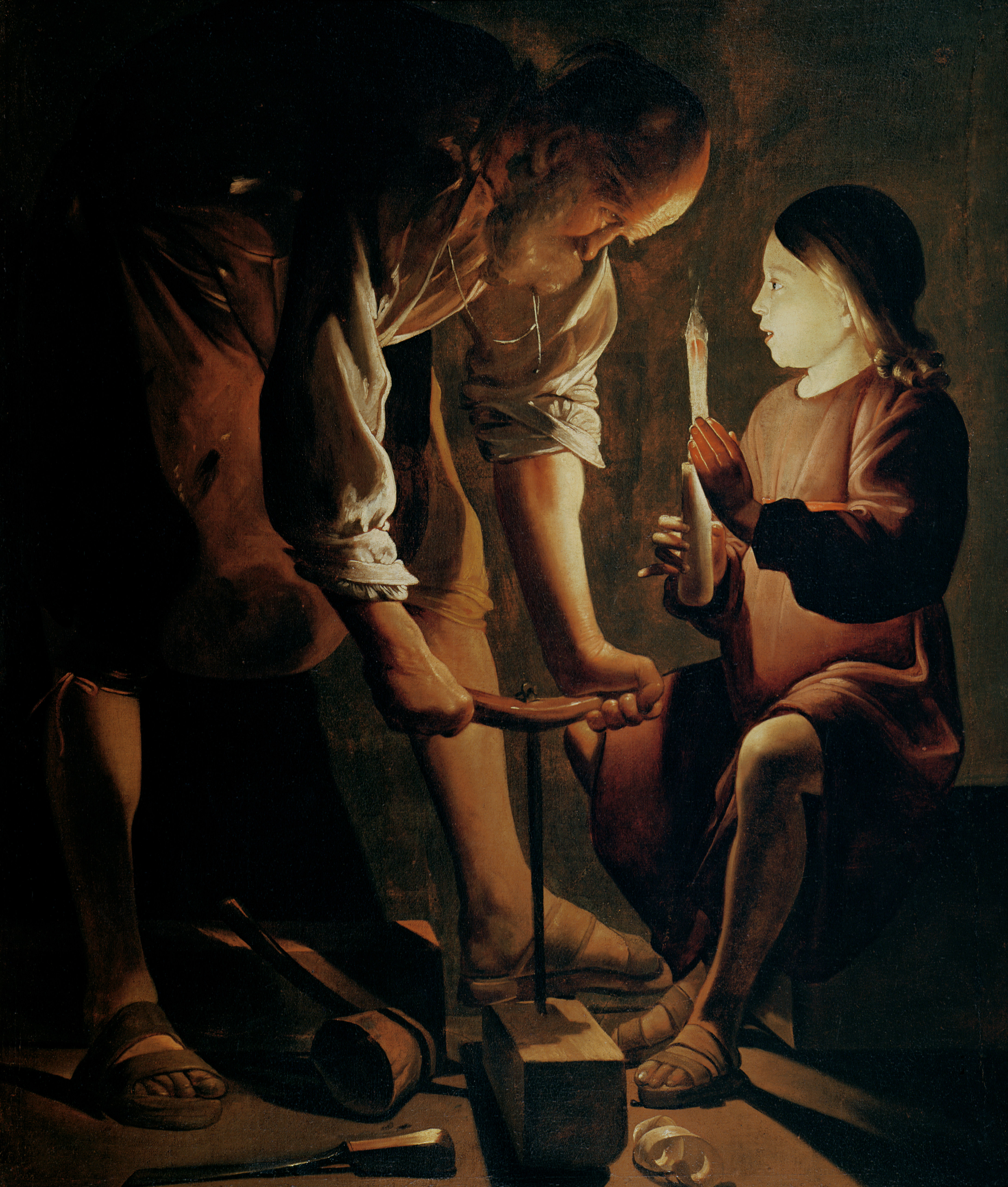
Saint Joseph charpentier, Georges de La Tour Don Percy Moore Turner
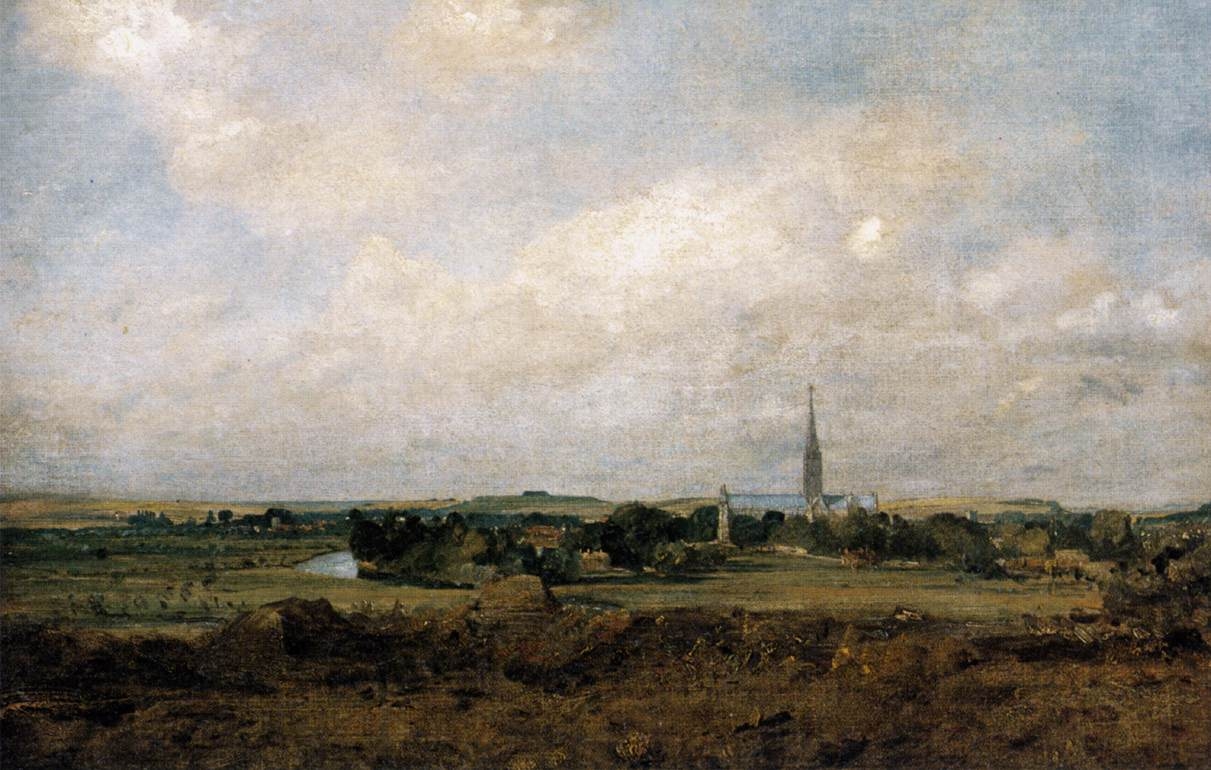
Salisbury vue des champs John Constable Don Percy Moore Turner

Les Salons ayant été fermés aux petits romantiques, comme les peintres de l'école de Barbizon, les choix des académiciens des Beaux-Arts fermés à de nouvelles tendances de l'art avaient empêché l'État d'acheter leurs tableaux pour le musée du Luxembourg. Les donateurs ont permis de compenser les manques qui en avaient résulté. Mais la plupart de ces tableaux sont allés rejoindre les cimaises du Musée d'Orsay.

##### Transfert au musée du Louvre des œuvres du musée du Luxembourg
Une part importante de l'enrichissement de la collection de tableaux de l'école française moderne vient du transfert au musée du Louvre des tableaux se trouvant au musée du Luxembourg. Ce transfert devait se faire un certain temps après la mort des artistes. Les œuvres d'Ingres et de Delacroix qui se trouvaient au musée du Luxembourg ont été installées au Louvre au début de la Troisième République, dans la première salle des États construite par Napoléon III. La salle a alors été décorée en plaquant un décor en stuc sur le plafond. La salle a été inaugurée le 27 octobre 1886. André François-Poncet, sous-secrétaire d'État aux Beaux-Arts décide, en 1928, de transférer au musée du Louvre une centaine de toiles se trouvant au musée du Luxembourg et le réaménagement de ce dernier musée. À la suite de ce transfert d'œuvres, le directeur du musée, Henri Verne, et le conservateur du département des peintures, Jean Guiffrey, reprennent toute la disposition des tableaux du XIXe siècle qui se trouvaient sur la Cour carrée en permettant de suivre l'évolution de la peinture du XIXe siècle jusqu'à l'impressionnisme et en rétablissant l'ordre chronologique.

##### Découvertes pendant les fouilles archéologiques
Le musée a continué d'accroître ses collections d'antiquités grâce aux découvertes faites au cours des fouilles et à leur partage avec le pays d'origine.
- Antiquités égyptiennes
Les fouilles menées par Émile Amélineau près d'Abydos ont permis de mettre au jour les vestiges de la période thinite, des premières dynasties pharaoniques. La plus grande partie des pièces de l'époque thinite découvertes a été acquise par le musée en 1904. Cette acquisition s'ajoute à la Palette au taureau donnée par Tigrane Pacha en 1886.
Le partage des fouilles d'Assiout fait entrer la statue du chancelier Nakhti, et le modèle de bateau de Nakhti, en 1903.
Le partage des fouilles d'Abou Roach, en 1907, avec la Tête du roi Didoufri.
Le partage des fouilles de Médamoud, en 1927, fait entrer la statue fragmentaire de Sésostris III âgé et la statue de Sésostris III sous l'aspect d'un jeune homme.
Le partage des fouilles de Tôd, où a été trouvé le Trésor de Tôd, en 1936.
- Antiquités grecques
Les fouilles menées par l'École française d'Athènes continuent, en particulier à Tanagra, où sont trouvées des statuettes en terre cuite, dans la nécropole de Myrina.
- Antiquités orientales
  - Sumer
En 1877, Ernest de Sarzec, vice-consul de France à Bassorah, reçoit un message de Guillotti, directeur des postes et télégraphes à Bagdad, qui en revenant d'une inspection des lignes a vu des statues qui jonchaient les bords du Chatt-el-Hai, près de Tello. Sarzec se lance dans des fouilles qui vont faire découvrir un peuple oublié, les Sumériens. les statues sont celles de Goudéa, prince sumérien de l'État de Lagash, vers 2130 av. J.-C. Les pièces trouvées par Sarzec sont complétées par des dons du gouvernement ottoman, en 1888, et du sultan Abdul Hamid en 1896. Les collections sont complétées par les découvertes des fouilles dirigées en 1929-1931 par Henri de Genouillac.
Les fouilles de Mari, en Syrie, sont dirigées à partir de 1934 par André Parrot.
  - Élam, Iran et Perse
En 1884, l'ingénieur Marcel Dieulafoy et son épouse Jane se rendent sur le site de Suse. Ils fouillent les niveaux supérieurs où ils mettent au jour les vestiges des constructions des Perses achéménides. Dieulafoy y a découvert en 1883 la Frise des archers du palais de Darius Ier et a rapporté le chapiteau de l'Apadana, en 1886.
  - Agadé
Ce sont les fouilles menées par l'ingénieur Jacques de Morgan et la délégation archéologique en Perse, à Suse, dans les niveaux plus anciens, après celles de Marcel Dieulafoy, qui ont permis de trouver les pièces les plus importantes des souverains d'Agadé se trouvant au Louvre. Elles y avaient été apportées en butin par un souverain d'Élam. Il s'agit de la Stèle de victoire de Naram Sin, du code de lois de Hammourabi et d'une Tête royale, peut-être celle d'Hammourabi.
  - Haute Mésopotamie
La mission dirigée par François Thureau-Dangin en deux campagnes faites à Arslan Tash, en Haute Mésopotamie, et à Tell Ahmar, sur les bords de l'Euphrate, avec la participation du Père Augustin-Georges Barrois, du professeur Georges Dossin, de Maurice Dunand et de Joseph Darrous[166], a permis de ramener au musée du Louvre un lot important de pièces, en 1928[167].
  - Levant, Palestine, Carthage
Les fouilles à Ougarit, sur le littoral syrien par Claude Schaeffer-Forrer et René Dussaud, à partir 1929, ont enrichi les collections du Louvre. André Parrot commence en 1933 les fouilles de Mari.
Des fouilles sont entreprises à Carthage, ancienne colonie phénicienne de Tyr, en particulier par des Pères blancs comme le père Delattre, fondateur du futur musée du Bardo à Tunis, dont les découvertes sont déposées au musée national de Carthage. Les découvertes faites à Carthage par la mission Pricot de Sainte-Marie se trouvent à bord du Magenta, navire amiral de la flotte, quand il explose en rade de Toulon, le 31 octobre 1875. Le bateau coule avec sa cargaison de 2 080 stèles puniques provenant du tophet de Salammbô et une statue de l'impératrice Sabine. Sa cargaison est en partie récupérée, mais il a fallu attendre les recherches sous-marines faites entre 1995 et 1998 pour retrouver le navire et remonter de nombreux éléments avec la tête manquante de l'impératrice.
En 1850, Félix de Saulcy visite la Palestine. Il revient en Palestine peu après pour faire des fouilles. C'est pendant sa campagne de 1863-1864 qu'il découvre ce qu'il croit être le Tombeau des Rois. Il y trouve le sarcophage inviolé de la reine Saddan qu'il donne au musée. Le monument est acquis par les frères Pereire qui en font don à la France. Pendant ses campagnes, Saulcy est accompagné par le photographe Auguste Salzmann qui rapporte le premier témoignage photographique de la Terre sainte.

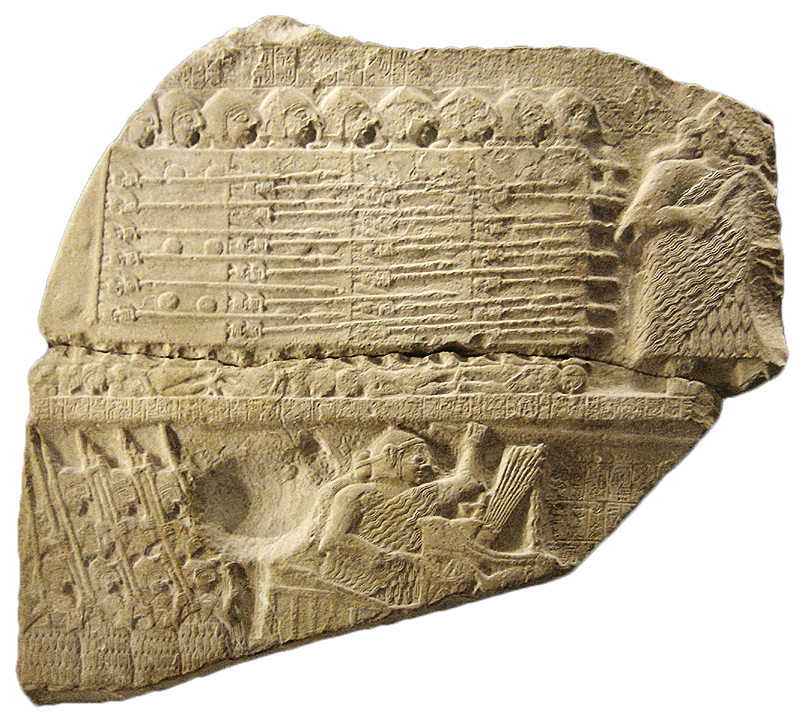
Stèle des Vautours, Lagash
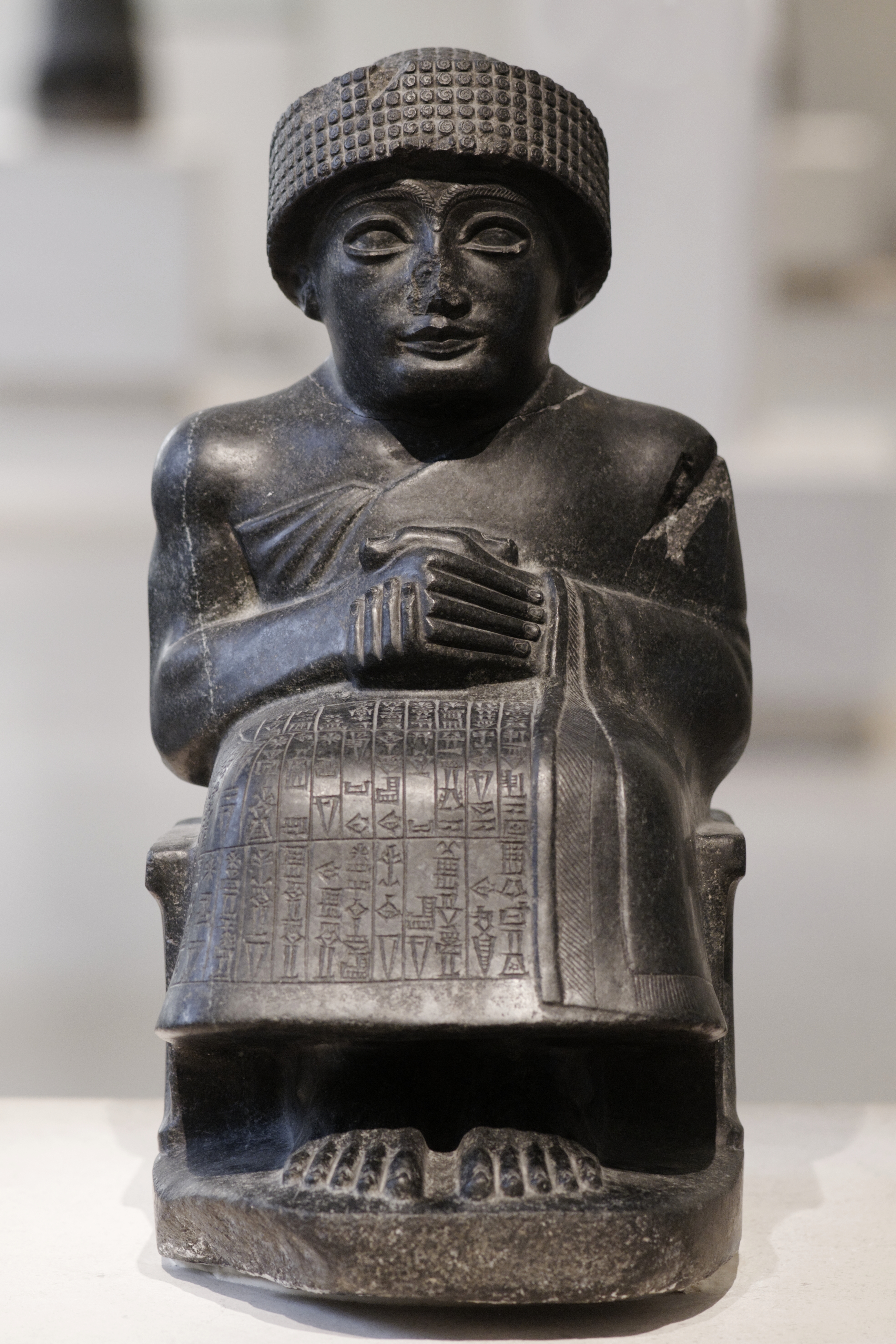
Goudéa, Lagash
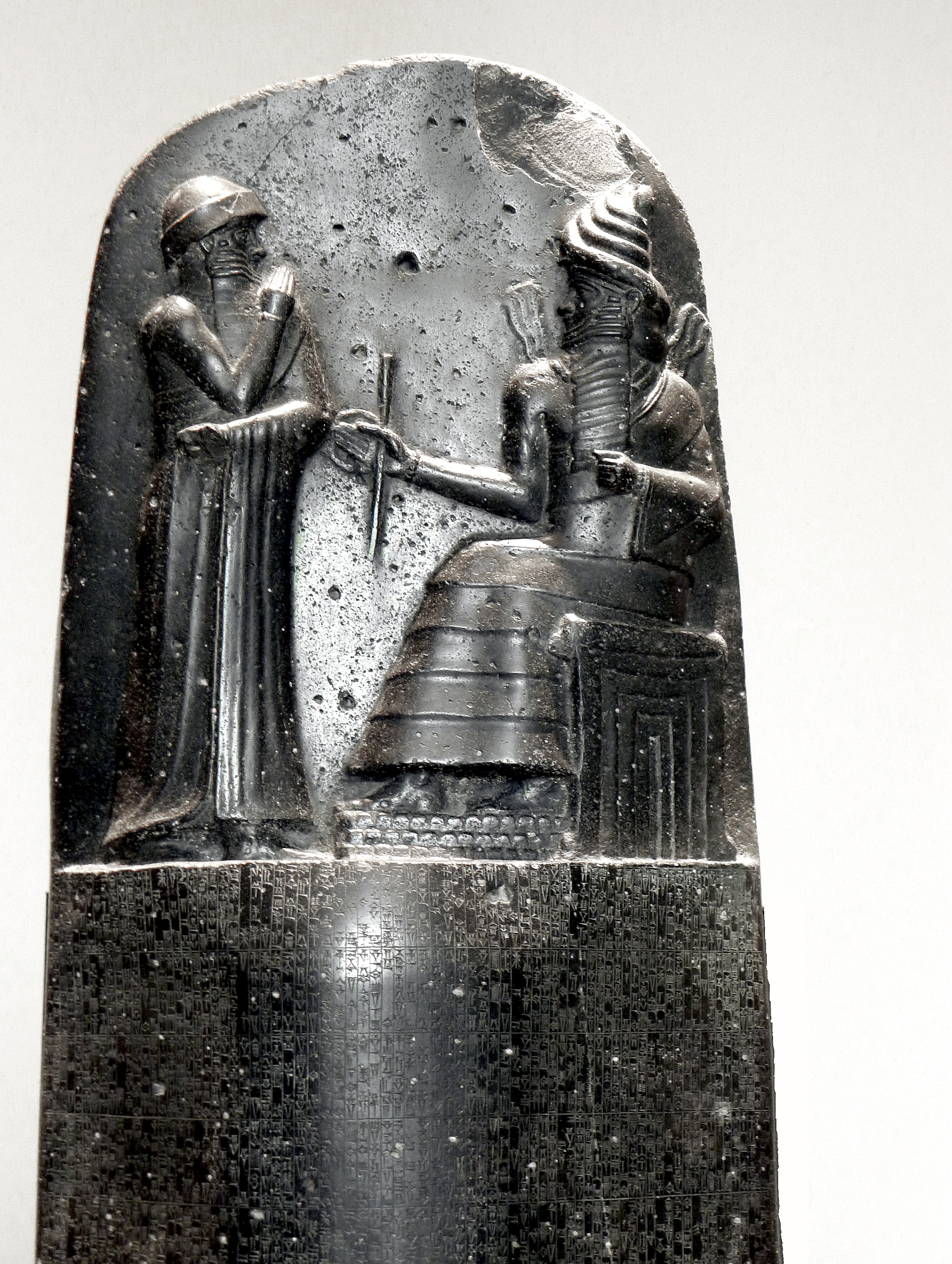
Code de Hammourabi, Agadé
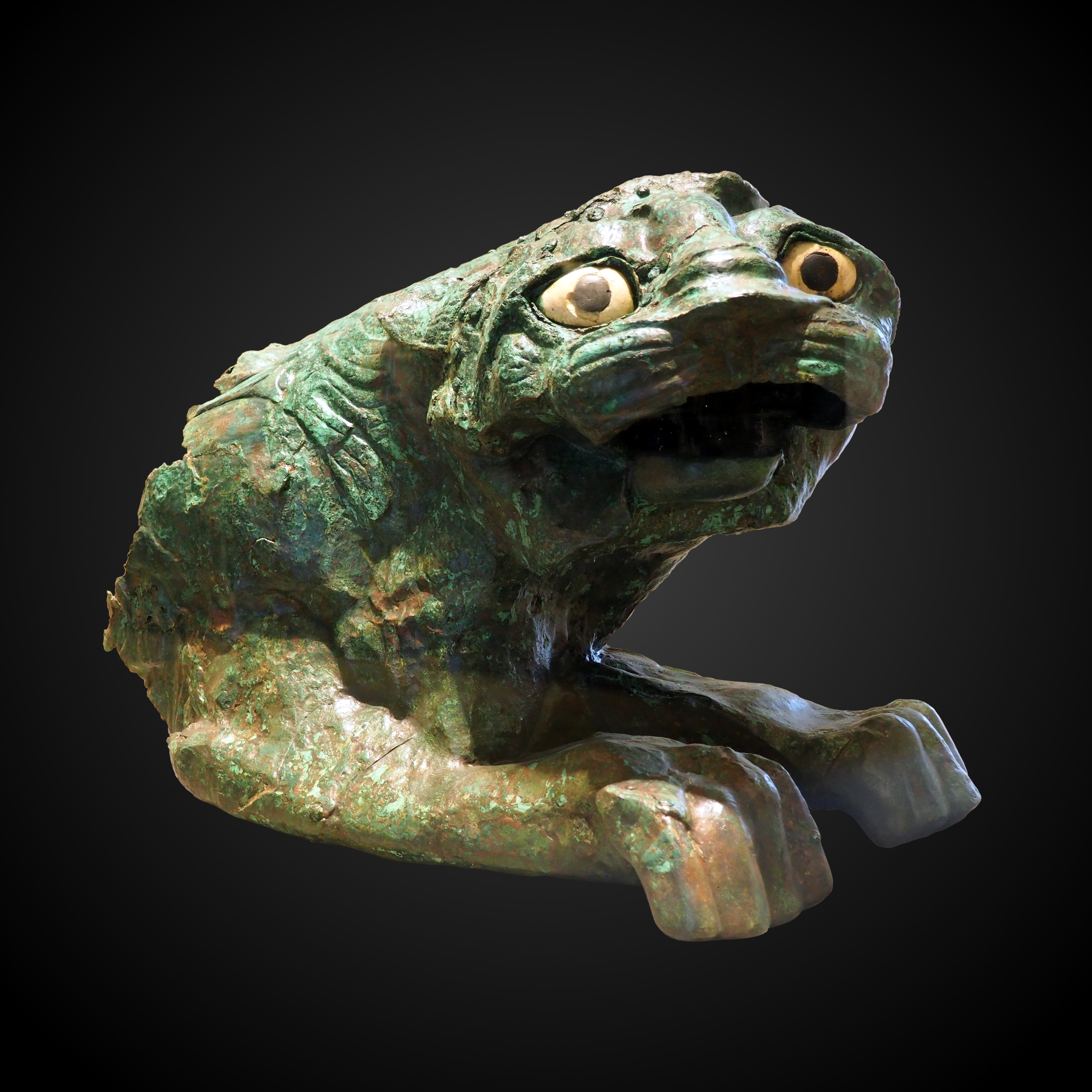
Lion, Mari
Lion marchant, Babylone
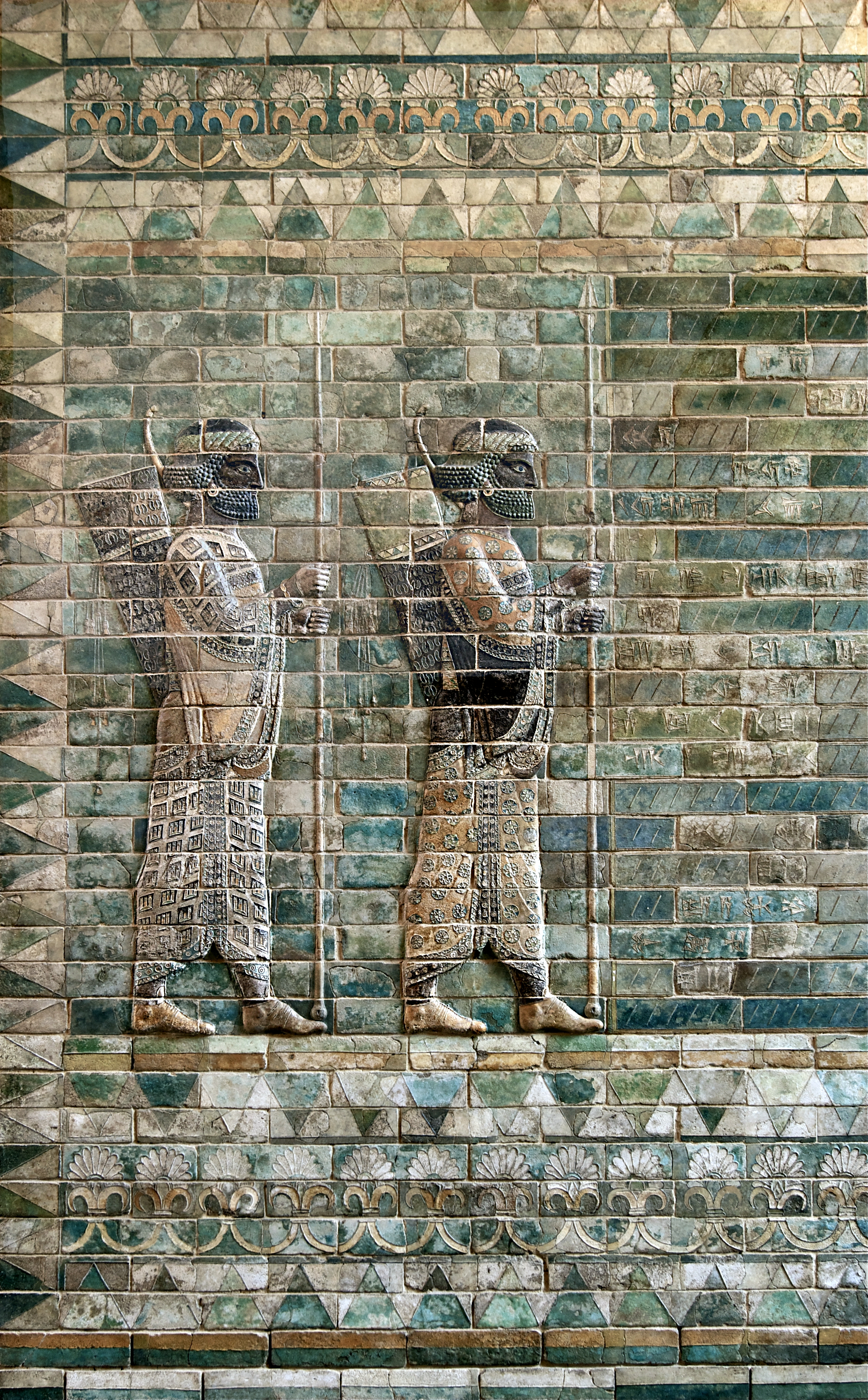
Frise des archers, Suse

##### Transfert du fonds égyptien de la Bibliothèque nationale
À l'occasion de la réception de la collection Armand-Valton au Cabinet des Médailles, son directeur, Ernest Babelon, propose de transférer au Louvre le fonds égyptien, sauf les pièces des collections ne pouvant être démembrées, comme celle du duc de Luynes, et quelques autres envoyées au Muséum national d'histoire naturelle (membres humains et animaux momifiés). L’arrêté de dépôt pris le 11 novembre 1907 concerne 737 objets augmentés des fragments et ensembles d’objets non dénombrés, dont 14 sarcophages, 11 dessus et couvercles de sarcophages, un panneau d'Isis aux ailes déployées, deux planchettes (fonds de sarcophage) avec représentations de taureaux et une grande tête de sarcophage.
En 1922, les œuvres monumentales sont à leur tour transférées au musée du Louvre, qui reçoit le Zodiaque de Denderah et la Chambre des Ancêtres de Karnak ramenée en France par Émile Prisse d'Avesnes.
Un dernier sarcophage, coté BMO-17, demeurait dans les collections de la Bibliothèque nationale et depuis 1881 à la Bibliothèque-musée de l’Opéra. Donné par Edmond Dolfuss, il avait en effet été conservé par le peintre Henry de Montaut, pour lui servir à dessiner les costumes de l'opéra Aïda, alors que ce dernier avait offert au Louvre le cercueil extérieur du même ensemble en juin 1862. Le sarcophage intérieur restauré de la princesse Iroubastetoudjaentchaou (lu aussi Irbastetoudjaennéfou), fille du roi Takélot III de la 23e dynastie, a rejoint au Louvre son cercueil extérieur dans la galerie des sarcophages, grâce à un dernier dépôt effectué fin mai 2017.

##### Dépôt du Mobilier national
Le Mobilier national est l'héritier du Garde-Meuble de la Couronne. Le Louvre possède alors peu d'objets d'art mobiliers postérieurs à la Renaissance. C'est après 1871 que les meubles les plus précieux du palais des Tuileries et du château de Saint-Cloud, qui avaient été évacués avant leurs incendies, sont mis en dépôt au musée du Louvre. En 1901, le mobilier national fait un second versement au Louvre de pièces d'ébénisterie des XVIIe et XVIIIe siècles, provenant des ateliers de Boulle, Riesener et Carlin. En 1872, le département des Sculptures et des Objets d'art est devenu indépendant de celui des Antiques. En 1893, c'est le département des Sculptures qui a été détaché de celui des Objets d'art.

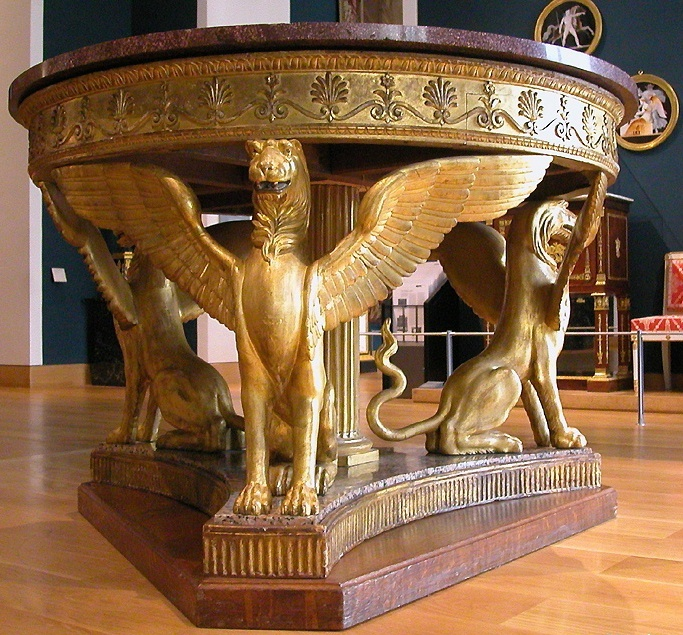
Table Empire
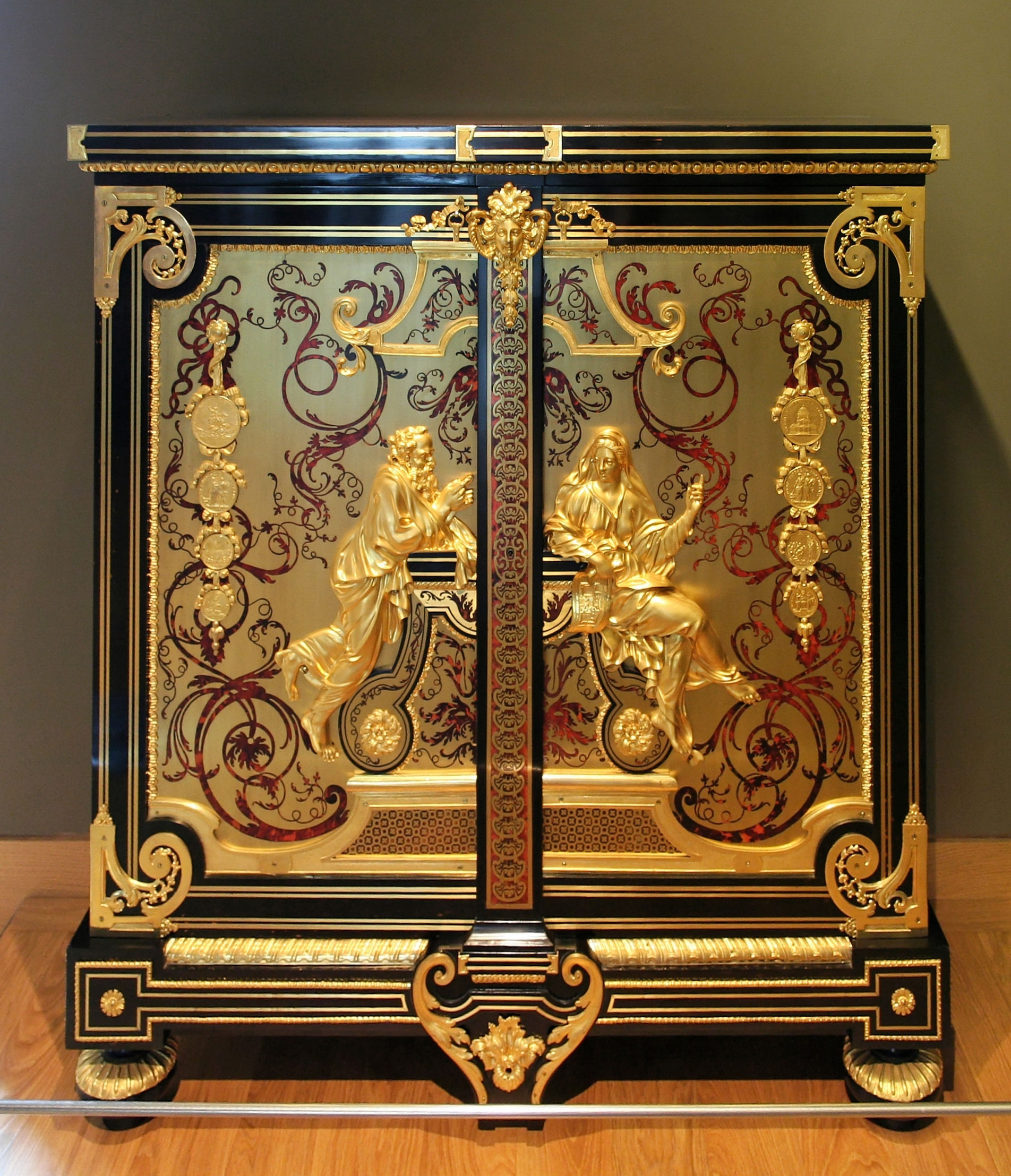
Armoire, Jacob-Desmalter Palais des Tuileries

### Réaménagement du musée avant 1914
Napoléon III avait fait reconstruire par l'architecte Lefuel une partie de la Grande galerie qui tombait en ruine, depuis les guichets du Louvre jusqu'au pavillon de Flore, avec l'aile de Flore, entre 1861 et 1866. Pour rapprocher la salle des États de sa résidence au palais des Tuileries, l'empereur avait demandé de construire une nouvelle salle des États, au premier étage du pavillon des Sessions. Cette dernière salle des États n'a jamais servi. En 1900, cette salle est réaménagée pour recevoir les tableaux de la galerie Médicis de Rubens.
En 1910, la crue de la Seine n'a pas eu de conséquences pour les collections.

### Pendant la Première Guerre mondiale
Dès le 1er août 1914, le gouvernement décide de fermer le musée du Louvre. L'incendie de la bibliothèque de Louvain par l'armée allemande le 26 août 1914, le bombardement de la cathédrale de Reims le 19 septembre, puis celui du musée de Lille en octobre, montrent que les lieux patrimoniaux sont devenus des enjeux militaires. À partir du 30 août 1914, une partie des collections du musée du Louvre est ainsi évacuée de Paris, par voie ferroviaire, vers le couvent des Jacobins à Toulouse. Au total, 770 tableaux, sculptures et objets d'art quittent le musée du Louvre pour Toulouse entre le 30 août et le 1er septembre. Paul Leprieur étant dans l’impossibilité de convoyer et de surveiller les collections, Paul Jamot est chargé de le remplacer. Toutefois, ce dernier ne mène pas cette mission seul. Le dépôt étant placé sous la responsabilité de l’administrateur du Mobilier national, Paul Jamot partage ainsi la charge de la garde des œuvres avec Pol Louis Neveux, inspecteur général des bibliothèques et suppléant de l’administrateur du Mobilier national. À l’exception de quelques brèves interruptions, tous deux assurent la sécurité des lieux jusqu’au retour des œuvres au musée du Louvre, en 1919.
Le conflit initialement pensé bref finit en effet par se prolonger. En 1915, Paul Jamot et Paul Leprieur — venu pour l’occasion — procèdent ainsi au contrôle des wagons abritant les œuvres d’art et à la réfection des emballages qui avaient été effectués dans l’urgence en 1914. Ces opérations aussitôt terminées, une polémique émerge autour des collections du musée du Louvre. Alors que des édiles toulousains sollicitent de l’administration centrale l’organisation d’une exposition d’une vingtaine de chefs-d’œuvre du musée, Paul Jamot est de ceux qui s’opposent fermement à ce projet. Un tel programme impliquerait en effet de défaire le travail minutieux de classement et de conservation récemment achevé, tout en mettant les collections en danger. La position défendue par Paul Jamot obtient finalement gain de cause après une année de débats dans la presse. Le public toulousain peut bénéficier d’une présentation de tapisseries et de meubles appartenant au Mobilier national, mais les collections du musée du Louvre sont maintenues à l’abri dans le dépôt toulousain.
Si le musée du Louvre s'est vidé de ses propres œuvres d'art, il est lui-même devenu un dépôt pour les collections des musées situées dans des régions menacées par les armées allemandes, des musées de Reims et de Nancy en particulier. Entre 1916 et 1918, certaines de ces œuvres finissent par rejoindre celles du musée du Louvre à Toulouse. Les collections des musées d'Amiens et de Reims font partie de ces rares œuvres « dignes de voisiner avec le Louvre dans la chapelle des Jacobins », selon les termes de Paul Jamot.
Certaines œuvres du musée du Louvre, comme les Noces de Cana de Paul Véronèse ou la Victoire de Samothrace, ne peuvent être évacuées et sont protégées par des coffrages, afin de les préserver des retombées de bombardements. En mars 1915 et janvier 1916, la capitale est en effet victime de deux bombardements nocturnes par des Zeppelins.
Après la signature du traité de Brest-Litovsk le 3 mars 1918, le haut commandement allemand décide d'une offensive en France avant l'arrivée des troupes américaines. Le 27 mai 1918, une offensive allemande sur le Chemin des Dames enfonce les lignes françaises. Les troupes allemandes arrivent jusqu'à Château-Thierry où elles sont arrêtées le 1er juin 1918 au cours de la 3e bataille de l'Aisne. Entre la fin du mois de mars et le début du mois d'avril 1918, Paris est menacé par l'avancée allemande et les bombardements. De nouvelles œuvres d'art sont donc évacuées du musée du Louvre vers Toulouse, tandis que les monuments de la capitale font l'objet de mesures de protection.
Au mois de mai 1918, après la mort accidentelle de Paul Leprieur, Paul Jamot est rappelé à Paris, où il prend l’intérim du département des Peintures du musée du Louvre et opère une nouvelle évacuation d’œuvres d’art en direction de Toulouse et de Blois. Néanmoins, en raison de la pénurie des matières premières, un bois trop vert est utilisé pour confectionner les caisses, tandis que la fibre de bois et la ouate sont remplacées par de la paille et du foin, ce qui entraîna la décomposition d’un certain nombre d’emballages. Découvrant la situation à l’odeur, Paul Jamot et Pol Louis Neveux procèdent en urgence à la vérification générale du dépôt toulousain. Les dégâts constatés sont finalement minimes.
Un mois après la signature de l'armistice à Rethondes, les œuvres reviennent au musée. Leur réinstallation sur les cimaises est progressive. L'accrochage des tableaux est repensé par les conservateurs Jean Guiffrey et Paul Jamot qui instaurent un accrochage unilinéaire inspiré de la muséologie allemande moderne. Les chefs-d'œuvre sont sortis du Salon Carré et répartis au sein des collections. Ils abandonnent le principe qui était alors de mise, aussi appelé "accrochage à touche-touche". Ils choisissent d’exposer la Joconde dans la Grande Galerie, où elle jouit néanmoins d’un dispositif particulier appelé la Tribune.
Une première réouverture du musée a lieu le 12 janvier 1919 pour les sculptures anciennes et les tombeaux égyptiens et assyriens. Le 14 avril 1919, une salle est aménagée pour montrer les chefs-d'œuvre italiens. Le 16 janvier 1920, la réouverture du Louvre concerne la galerie d'Apollon, le Salon carré, une partie de la Grande Galerie, la salle Duchâtel, la galerie des Sept Mètres, la salle des primitifs français et la collection Isaac de Camondo. La salle des États présentant les peintures françaises du dix-neuvième siècle est rouverte le 10 mai 1921. La Première Guerre mondiale n'a finalement pas provoqué de dégâts au musée.

### Réaménagement du musée après 1921
À partir de 1927, le directeur des Musées nationaux et du musée du Louvre, Henri Verne (1880-1949), décide de redistribuer les collections suivant un plan rationnel. Depuis l'origine du musée celui-ci avait vu son aménagement changer au fur et à mesure des acquisitions, souvent au hasard des possibilités d'occupation des salles du palais. Au Département des Peintures, ces réformes se traduisent par une extension de salles d’exposition et un réaménagement des combles afin d’y intégrer un atelier de restauration et d’entretien des œuvres. Le conservateur Paul Jamot est alors appelé pour opérer au remaniement des œuvres italiennes du début de la Renaissance. Il dispose ainsi les primitifs dans les trois salles qui prolongent l’architecture de l’escalier Daru, soit la Galerie des Sept Mètres, la salle Percier et la salle Duchâtel.
À la suite de la déclaration de guerre de la France à l'Allemagne en septembre 1939, un abri antiaérien est construit sous le jardin de l'Infante du Louvre, pouvant recevoir le personnel du musée.

### Création du Laboratoire du musée du Louvre
En 1927, Henri Verne demande la collaboration du laboratoire d'essais du Conservatoire national des arts et métiers pour faire des recherches permettant d'authentifier les tableaux. De ces essais faits dans deux salles du sous-sol du pavillon de Flore va naître, en 1932, le laboratoire du musée du Louvre, qui est devenu le Centre de recherche et de restauration des musées de France. Ce laboratoire a été créé dans l'aile de Flore grâce à deux mécènes argentins, Fernando Perez (1863-1935) et Carlos Mainini (1879-1943), d'abord connu sous le nom de "Fondation Mainini", institut pour l'étude scientifique de la peinture et laboratoire d'analyse. Jusqu'en 1939 ce laboratoire n'a servi qu'à l'étude des tableaux. À partir de sa réouverture, en 1946, son domaine d'emploi a été élargi à l'étude et la conservation des objets archéologiques. Un bulletin rapportant les dernières recherches et études scientifiques est publié périodiquement depuis 1956 comme supplément à la Revue du Louvre.
L'actuel laboratoire des musées de France, installé sous le jardin du Carrousel, héberge le Nouvel accélérateur Grand Louvre d'analyse élémentaire (New AGLAÉ). Lancé en 1983 et réalisé sous la conduite de Georges Amsel, directeur du système d'analyse par faisceaux d'ions du Groupe de Physique des Solides de l'Université de Paris VII et du CNRS au campus de Jussieu et de Michel Menu, l'accélérateur de particules initial AGLAE fut installé au Louvre en 1987 et inauguré en 1989. Le laboratoire a été agrandi en 1995 et le 23 novembre 2017, le Nouvel AGLAE transformé et amélioré a été mis en service. Le succès d'AGLAE a dépassé les frontières hexagonales et l'Union européenne a accepté de financer la venue à Paris, une fois par mois, de chercheurs européens pour qu'ils analysent leurs œuvres. Des archéologues peuvent également effectuer cette demande, tandis que des tribunaux et des musées font appel à AGLAE pour authentifier certaines pièces.

### Pendant la Seconde Guerre mondiale

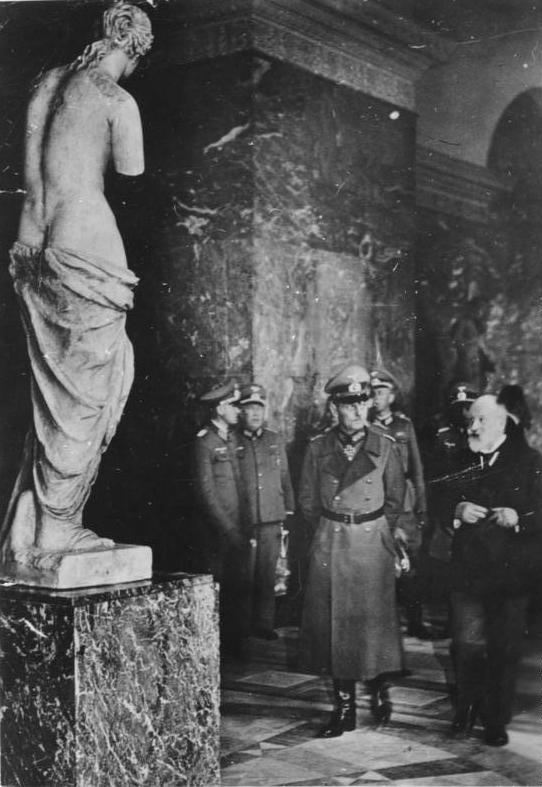
Le Generalfeldmarschall Gerd von Rundstedt devant une reproduction en plâtre de la Vénus de Milo, alors qu'il visite le Louvre avec le conservateur Alfred Merlin le 7 octobre 1940.

Pendant la Seconde Guerre mondiale, les chefs-d'œuvre du musée sont évacués selon un plan conçu dès 1938 par le directeur des musées nationaux de l'époque, Jacques Jaujard, qui s'appuie sur une liste dressée depuis 1936 recensant les œuvres présentes dans les différents musées de France et divers lieux de stockage éventuels.
En effet, dès le 4 octobre 1932, Henri Verne, le directeur des musées nationaux, demande à Paul Vitry une liste des œuvres à évacuer en cas de conflit.
Ayant lui-même aidé au transfert par la France vers la Suisse des œuvres maîtresses du musée du Prado pendant la guerre civile espagnole débutée en 1936, il a en effet conçu un plan au cas où Paris serait bombardé. Pourtant, comme le note l'auteur Hector Feliciano, il compte aussi le fait qu'« Hitler espérait la signature d'un traité de paix officiel avec la France pour obtenir, au titre de réparation de guerre, les meilleures œuvres du musée du Louvre ».
Dès le 27 septembre 1938, deux convois d’œuvres d'art quittent le musée du Louvre en direction du château de Chambord, avec cinquante œuvres. 3691 peintures sont décrochées, Jacques Jaujard s'appuyant sur les conservateurs Germain Bazin, André Chamson et René Huyghe. Les lieux de destination, gardés secrets, sont les châteaux de Chambord (Loir-et-Cher), de Valençay, de Louvigny (Sarthe), Pau, etc. La situation excentrée de ces cachettes se fait généralement avec l'aide des directeurs locaux et même de châtelains : 200 voyages ont lieu, 5 446 caisses sont déplacées. La statue de la Victoire de Samothrace rejoint le château de Valençay alors que La Joconde, « enfermée sous un capitonnage en velours rouge, puis dans un écrin, lequel est placé[e] dans une caisse avec double paroi en bois de peuplier [… et] porte le matricule NLP no 0, ainsi que trois points rouges – signes distinctifs de sa très grande valeur ». D'autres transferts se déroulent alors que l'avancée de la guerre conduit à plus de prudence (occupation de la zone libre, débarquements, etc.). 3 200 tableaux vont être finalement cachés dans trois châteaux du Lot. Bien que les Allemands finissent par apprendre la localisation exacte des lieux de stockage, sur lesquels ferme les yeux le responsable de la commission allemande de protection des œuvres d'art (la Kunstschutz), le comte Franz von Wolff-Metternich, qui déclare simplement qu'il faut « transmettre [les chefs-d'œuvre] aux générations qui suivent ».
Les autorités allemandes font rouvrir le musée le 29 septembre 1940, l'entrée est gratuite pour les nazis, qui sont déçus car les principaux chefs-d'œuvre ont été évacués (les murs du premier étage sont ainsi vides), les sculptures descendues au sous-sol. Malgré les injonctions allemandes, aucun chef-d'œuvre n'est ramené.
Pendant l'Occupation, les Allemands, sous l'administration du « Personnel spécial pour l'art pictural » (Sonderstab Bildende Kunst) de l'Institut du Reichsleiter Rosenberg pour les territoires occupés (Einsatzstab Reichsleiter Rosenberg für die Besetzen Gebiete ou ERR), commencent à travers la France un pillage systématique des œuvres des musées et des collections privées, principalement celles appartenant à des Juifs déportés ou ayant fui. Le 30 juin 1940, Hitler avait ordonné à l'ambassadeur du Reich à Paris, Otto Abetz, de « mettre en sûreté » les collections des musées de France. Six salles du département des antiquités orientales du Louvre sont alors en partie vidées, les œuvres acheminées vers un dépôt où transitent les œuvres volées aux Juifs aisés et où le Reichsmarschall Hermann Göring lui-même vient à l'instar du 3 mai 1941 choisir des pièces qui orneront ses résidences ; certaines œuvres partent pour Linz en vue du projet du Führermuseum. Le 27 juin 1944, Himmler ordonne de transférer la tapisserie de Bayeux du château de Sourches au Louvre. La galerie nationale du Jeu de Paume devient une annexe pour le stockage. Entreposés dans des caisses marquées des initiales de leurs anciens propriétaires, les objets d'art dérobés par les services de l'Einsatzstab Reichsleiters Rosenberg (ERR) (et qui se trouvaient alors entreposés à l'ambassade d'Allemagne) sont répertoriés en cachette par Rose Valland (la conservatrice du musée du Jeu de Paume), ce qui permettra après la guerre de rendre à qui de droit leurs antiquités. Le musée du Louvre retrouve lui, après un voyage inverse, la quasi-totalité de ses chefs-d'œuvre grâce à la Commission de récupération artistique (CRA), qui comprend en outre Rose Valland, Jacques Jaujard et René Huyghe.

### Réorganisation des collections nationales
Après le transfert des collections du Musée ethnographique du musée du Louvre, en 1878, puis du musée de la Marine, en 1943, la réorganisation des collections nationales se poursuit à la sortie de la Seconde Guerre mondiale.

#### Musée Guimet et musée du Louvre
En 1879, Émile Guimet crée un Musée des Religions à Lyon. En 1889, il cède sa collection à l'État au moment de l'inauguration du Musée des Religions à Paris, place d'Iéna. En 1920, deux ans après la mort de son créateur, le musée est réorienté vers l'art asiatique plutôt que vers les religions. Le musée devient musée national en 1927.
En 1945, il est décidé de redistribuer les collections nationales. Les œuvres classiques et égyptiennes sont attribuées au musée du Louvre qui transfère au musée Guimet ses pièces d'Extrême-Orient pour en faire l'un des plus importants musées des arts asiatiques d'Europe.

#### Impressionnistes, entre le musée du Jeu de Paume et le musée d'Orsay
En 1947, les collections du Musée des Écoles étrangères contemporaines sont regroupées avec celles du musée du Luxembourg pour former celles du Musée national d'art moderne au palais de Tokyo. L'accroissement de la collection des tableaux impressionnistes du musée du Louvre va nécessiter de lui trouver un lieu d'exposition plus important. Elle est transférée dans le musée du Jeu de Paume qui devient l'annexe du musée du Louvre, le musée du Jeu de Paume, école Impressionniste. Cette partie du musée du Louvre est aussi appelée "musée des donateurs" car la plus grande partie de ses œuvres vient de donations.
La collection reste au Jeu de Paume jusqu'en 1986, date à laquelle elle va rejoindre les bâtiments de la gare d'Orsay transformés en musée d'Orsay avec d'autres œuvres du musée du Louvre pour couvrir l'art occidental entre 1848 et 1914.

#### Un cubiste au Louvre
En 1952, le directeur du musée Georges Salles crée la surprise en commandant à Georges Braque une décoration pour le plafond de la salle Henri II du pavillon Sully (salle 662) où se trouvent les antiquités étrusques. Sa démarche, qui consiste à mélanger un cubiste avec les antiquités, crée les plus vives inquiétudes. Mais le sujet choisi par le peintre, Les Oiseaux, convient parfaitement à la salle et même ceux qui étaient réticents sur la question du mélange art moderne et art ancien sont finalement séduits.

#### Primitifs italiens au musée du Petit Palais d'Avignon
En 1976 est inauguré le musée du Petit Palais, à Avignon, consacré aux peintres primitifs italiens. Les 327 œuvres viennent de la réserve de tableaux du musée du Louvre et d'autres musées de province, où ils avaient été déposés par le Louvre. La plupart des tableaux avaient été acquis avec la collection Campana en 1861.

### Projet de Grand Louvre

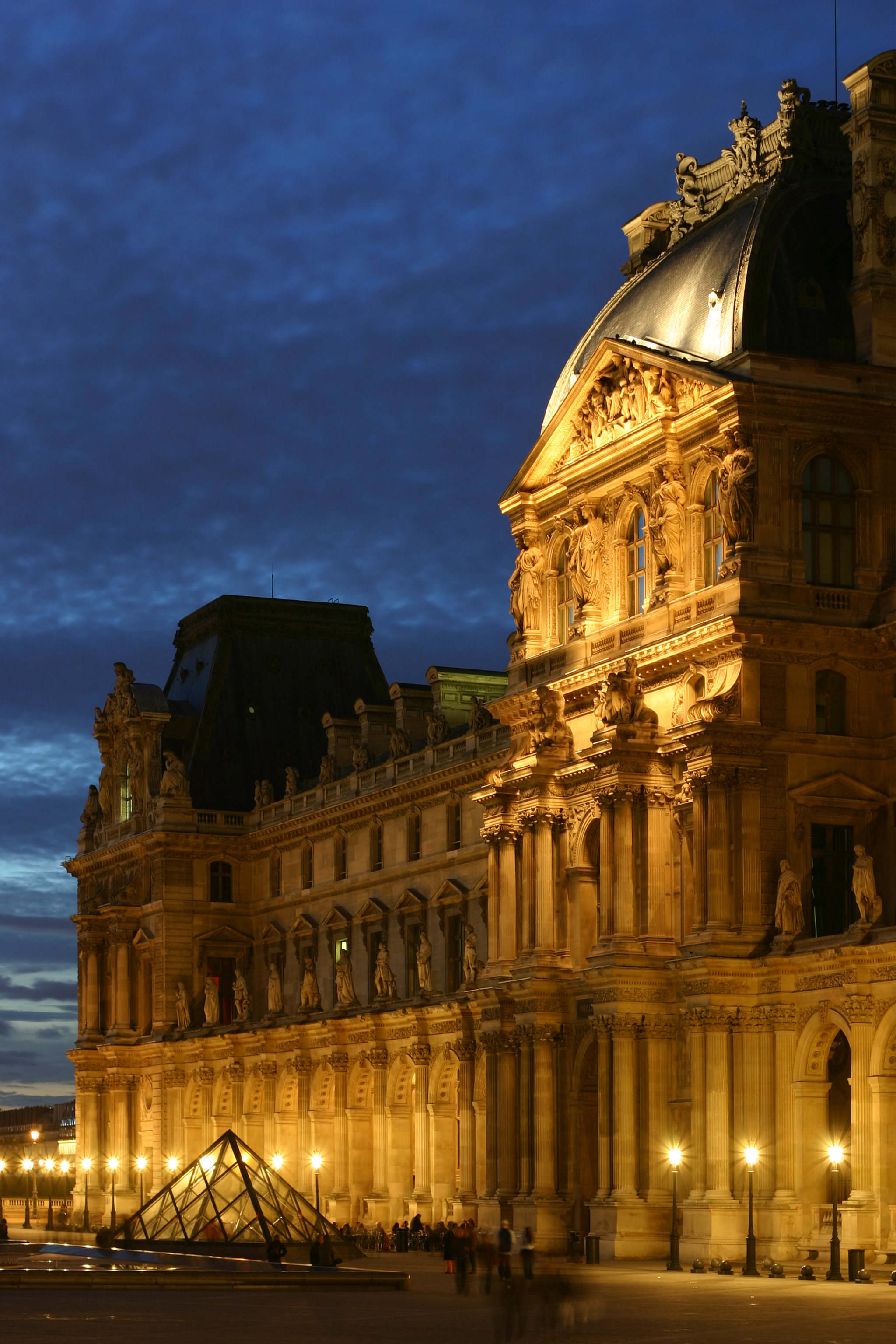
Aile Richelieu du Louvre de nuit.

Les vices de l'organisation du musée du Louvre étaient bien connus mais semblaient immuables, et comme le dit Proust, « l'habitude finit par cacher à peu près tout l'univers ».
Le projet du Grand Louvre a eu pour but de traiter en une vingtaine d'années les vices dont souffrait le musée en lui donnant l'espace nécessaire au déploiement de ses collections et en mettant fin à la dualité de l'occupation du palais du Louvre par le musée du Louvre et le ministère des Finances. Comme le montre l'histoire du musée, cet objectif est ancien et le développement du musée dans l'espace du palais s'est fait progressivement depuis son origine.
En décidant du départ de la totalité des services du ministère des Finances qui occupaient le palais, le projet du Grand Louvre a été radical et a permis de mettre en œuvre le réaménagement cohérent de la présentation des collections et de la circulation des visiteurs dans le musée. Un autre objectif a été de donner au musée les espaces nécessaires pour les services du musée et l'accueil du public en assurant le confort des collections, du personnel du musée et du public.

#### Années 1980
De nombreux évènements rythment la vie du musée durant cette période, dont :
- 24 septembre 1981 : François Mitterrand annonce la réalisation du Grand Louvre.
- 8 mars 1982 : annonce du déplacement du ministère des Finances dans un nouveau bâtiment à Bercy, afin d'affecter l'aile Richelieu au musée.
- 27 juillet 1983 : désignation des architectes Ieoh Ming Pei, d'origine sino-américaine, assisté ensuite de Michel Macary et Jean-Michel Wilmotte.
- 1er novembre 1983 : début des sondages archéologiques.
- 3 novembre 1983 : création de l'É.P.G.L. constructeur du Grand Louvre, dirigé par Émile Biasini.
- 28-30 janvier 1984 : séminaire d'Arcachon sur la redistribution des départements du musée avec les conservateurs du Louvre.
- 13 février 1984 : accord sur le projet de Ieoh Ming Pei.
- 15 mars 1984 – mars 1985 : fouilles archéologiques de la cour carrée et, jusqu'en mars 1986, de la cour Napoléon.
- 24 février 1986 : réouverture de la cour carrée restaurée et inauguration de la crypte Philippe Auguste.
- Novembre 1987 : mise en service du souterrain Lemonnier.
- 14 octobre 1988 : réouverture de la cour Napoléon avec le passage Richelieu.
- Mars 1989 – novembre 1990 : fouilles archéologiques de la cour du Carrousel.
- 29 mars 1989 : inauguration de l'accueil sous la pyramide et ouverture des 12 premières salles de peintures françaises au 2e étage de la cour carrée.
- Juillet 1989 : fin du déménagement du ministère des Finances de l’aile nord du palais et démarrage du chantier de l’aile Richelieu.

#### Années 1990
- 21 novembre 1990 : désignation des architectes paysagistes Pascal Cribier, Louis Benech et François Roubaud pour réaménager les jardins des Tuileries et du Carrousel.
- 1990-1992 : fouilles archéologiques de la cour du Carrousel.
- 1991 : début des travaux de rénovation du jardin des Tuileries.
- 18 décembre 1992 : ouverture de 39 nouvelles salles présentant la peinture française des XVIIIe et XIXe siècles au 2e étage de l’aile Sully.
- 1er janvier 1993 : création de l'Établissement public du musée du Louvre.
- 15 octobre 1993 : ouverture de la galerie commerciale Le Carrousel du Louvre, du hall Charles V, des parcs de stationnement et de la gare des cars de tourisme. Fin des restaurations des toitures et façades autour de la cour Napoléon.
- 18 novembre 1993 : inauguration de l’aile Richelieu, à l’occasion du bicentenaire de la création du musée par la convention en 1793.
- 28 octobre 1994 : inauguration des salles de Sculptures étrangères.
- 1995 : agrandissement du laboratoire des musées de France sous le jardin du Carrousel.
- 10 juin 1997 : installation des Primitifs italiens dans la salle des Sept Mètres.
- 9 octobre 1997 : achèvement du circuit des antiquités orientales au RDC de l'aile nord de la cour carrée (Perse, Levant, Arabie).
- 19 décembre 1997 : réaménagement des salles des antiquités égyptiennes pharaoniques, coptes, grecques, étrusques et romaines.
- 1996-1998 : achèvement de la restauration du palais côté quai et autour des jardins du Carrousel et du réaménagement des jardins des Tuileries et du Carrousel.
- 16 septembre 1998 : réaménagement de l’École du Louvre et des ateliers de restauration des musées de France dans l'aile de Flore.
- 28 octobre 1998 : aménagement de la galerie Campana de céramiques grecques.
- 16 décembre 1998 : réaménagement des salles Percier-Fontaine et Duchâtel de fresques italiennes Renaissance.
- 21 mai 1999 : réaménagement du 1er étage du pavillon des Sessions (ex-salles Rubens et Van Dyck) et des Petits cabinets pour les peintures italiennes du XVIIIe siècle et espagnoles et création de l'entrée de la porte des Lions par Yves Lion.
- 15 décembre 1999 : reconstruction de la passerelle Solférino.

#### Années 2000
- 13 avril 2000 : ouverture de l’antenne du musée du Quai Branly au rez-de-chaussée du pavillon des Sessions.
- 4 juillet 2001 : inauguration des salles des Objets d’art du XIXe siècle au 1er étage, des salles de Peintures des écoles nordiques des XVIIIe et XIXe siècles au 2e étage et des bureaux de la conservation des Objets d’art dans l'aile Rohan et déménagement des conservations des Peintures et des Arts graphiques dans le pavillon de Flore.

#### Travaux réalisés depuis l'achèvement du Grand Louvre
- Juin 2002 : réalisation de la salle d’actualité du département des Arts graphiques au 1re étage de l’aile Denon.
- 5 novembre 2003 : amélioration de la présentation du Code de Hammurabi dans la salle 3 de l’aile Richelieu.
- 25 juin 2004 : inauguration des collections modernes de sculptures antiques dans la salle du Manège.
- 27 novembre 2004 : restauration de la galerie d'Apollon.
- 5 avril 2005 : réaménagement de la salle des États consacrée à la peinture vénitienne et à La Joconde et des bureaux Visconti.
- 7 juin 2005 : refonte du site internet du Louvre créé en 1995.
- 2005 : rattachement du jardin des Tuileries au musée et réaménagement de la Galerie tactile des sculptures.
- 15 septembre 2006 : réouverture du musée des Arts décoratifs.
- 2007-2010 : réalisation de trois décors contemporains pérennes par Anselm Kiefer en 2007, puis par François Morellet et Cy Twombly en 2010.

#### Années 2010
- 7 juillet 2010 : nouvelle présentation de la Vénus de Milo et des sculptures grecques.
- 2011-2012 : élaboration du schéma directeur des projets « Pyramide » et « Sully » et du centre de conservation du Louvre à Liévin[193],[194].
- 18 septembre 2012 : inauguration des nouvelles salles des Arts de l’Islam dans la cour Visconti et de l’Orient méditerranéen dans l’Empire romain autour de cette cour.
- 4 décembre 2012 : ouverture du Louvre-Lens.
- 2 octobre 2013 : annonce du projet de centre de conservation de Liévin.
- 6 juin 2014 : réouverture des salles du Mobilier du XVIIIe siècle, fermées en 2005.
- 12 juillet 2014 : restauration de la Victoire de Samothrace et de l'escalier Daru.
- Décembre 2014 : réouverture des antiquités grecques et romaines de la cour de la Reine dite du Sphinx, fermée en 2002.
- 17 octobre 2015 : ouverture de la Petite Galerie.
- 7 avril 2016 : transfert provisoire de la collection Beistegui du pavillon de Sully vers la salle des Sept-Cheminées et transformation des salles d'histoire du Louvre de la rotonde Sully (mezzanine du hall Napoléon) en salles d'expositions temporaires, puis cabinet des dessins et des estampes à partir du 20 février 2017, en remplacement des salles du passage Mollien.
- 6 juillet 2016 : inauguration des nouveaux espaces d'accueil du projet « Pyramide » entièrement achevé le 17 mai 2018[195],[196], avec mise en place du ticket horodaté coupe file et de l'application mobile gratuite « Louvre : ma visite », du centre d'interprétation du projet « Sully » dans le pavillon de l'Horloge[197],[198], avec transfert des salles d'histoire du Louvre dans la crypte médiévale et réfection de son sol, et du Centre de recherche Dominique-Vivant Denon dans la bibliothèque de l'aile Sud de la cour carrée[199],[200],[201].
- Juillet 2015 – décembre 2017 : rafraîchissement et raccrochage des salles de peintures françaises[202], germaniques, des Pays-Bas, flamandes et hollandaises, de salles d'objets d'arts et de sculptures françaises avec la réouverture, le 9 novembre 2016, des salles de peintures françaises du XVIIe siècle, fermées en 2011[203].
- 8 et 11 novembre 2017 : inauguration et ouverture du Louvre Abou Dabi.
- 8 décembre 2017 : pose de la première pierre du centre de conservation de Liévin.
- 21 mai 2018 : nouvelle numérotation des 445 salles[204] par étages et par aile de 100 à 952 avec nouveau plan du musée en sept langues[205].
- 18 octobre 2018 : aménagement d'une salle des techniques d'arts graphiques dans le cabinet des dessins et des estampes.
- 2019 : transfert de la collection Beistegui le 15 mai et des peintures anglaises et américaines le 4 décembre dans les salles du passage Mollien de l'aile Denon, réouverture de la cour de la Reine dite du Sphinx le 11 décembre, fermée depuis la crue du 2 juin 2016, rafraîchissement de la salle des États dite de la Joconde le 7 octobre et de la galerie d'Apollon recevant les diamants et les gemmes de la Couronne le 18 décembre, installation d'œuvres contemporaines : six peintures intitulées La Rose du Louvre de Jean-Michel Othoniel dans la cour Puget en octobre, données par l'artiste en 2020, et la sculpture cinétique L'Onde du Midi du Vénézuélien Elias Crespin dans l'escalier Sud de la colonnade de Perrault en janvier 2020[206].
- 8 octobre 2019 : ouverture du centre de conservation de Liévin avec déménagement des réserves inondables jusqu'en 2023.

#### Années 2020
- 2020 : extension des réserves d'arts graphiques en septembre, réaménagement du jardin des Tuileries avec la replantation du bosquet Nord-Est en avril et de l'allée centrale de 92 ormes le 8 février 2021[206].
- 2021 : refonte du site internet du Louvre avec mise en ligne de 482 943 œuvres de sa collection le 24 mars[207], rénovation du Salon Carré et du mastaba d’Akhethétep le 23 juin, aménagement du « Studio », centre de formation et ateliers pédagogiques de 1 150 m2, au sous-sol de l'aile Richelieu le 22 septembre[208] et restauration de la cour Lefuel en novembre.
- 2023 : réaménagement de la salle de la chapelle du pavillon Sully le 7 juin et des 4 salles d'études de la galerie Campana de céramiques grecques le 7 août, après celui des 5 salles chronologiques le 8 décembre 2022, aménagement des antiquités étrusques et italiques au 1er étage dans l'aile Lescot en juin et la salle des Sept-Cheminées en octobre et suppression des préfabriqués dans les fossés de la colonnade de Perrault le 7 novembre.
- 2024 : restauration de l'Arc du Carrousel le 14 juin, des appartements Napoléon III le 18 juin et des appartements d'Anne d'Autriche occupés par les antiquités romaines le 26 juin.
- 2025-2030 : rafraîchissement des salles de peintures espagnoles, extension des salles des objets d'art du XIXe siècle dans l'aile Rohan avec accès au musée des Arts décoratifs (2025), réaménagement des antiquités égyptiennes (2027)[209] et création du Département des Arts de Byzance et des Chrétientés en Orient (2027)[210]. Réouverture des salles anatoliennes de l'aile Richelieu fermées depuis fin 2003.

#### Années 2030
- 2031 : réalisation d'une nouvelle entrée côté colonnade de Perrault, création de nouveaux espaces et d'une salle dédiée à la Joconde sous la cour carrée, restauration des infrastructures et des jardins du Carrousel et des Tuileries[211].

### Gypsothèque du musée du Louvre
Après un travail de récolement commencé en 1999 et réalisé par le département des Antiquités grecques, étrusques et romaines, le musée du Louvre s'est vu confier l'ensemble de la collection de moulages d'après les monuments antiques. Cette collection a été déposée entre 1970 et 1973 dans les galeries de la Petite écurie du château de Versailles. Elle rassemble des moulages provenant de l'école des Beaux-Arts, de l'université de la Sorbonne et du musée du Louvre. Après dix ans de travaux de restauration, cette collection peut être vue dans le cadre de visites guidées ou d'événements particuliers comme les Journées du patrimoine,,,,,.

### Musée Eugène-Delacroix
Le musée Delacroix avait été fondé pour permettre le sauvetage de l'atelier du peintre menacé de démolition pour construire un garage. Une société d'amis présidée par Maurice Denis avait été créée pour permettre le rachat du bâtiment de la rue Furstenberg à la fin des années 1920.
Depuis 2004, le musée national Eugène-Delacroix est rattaché au musée du Louvre,.

### Nouvelles salles de l'Orient méditerranéen dans l'Empire romain

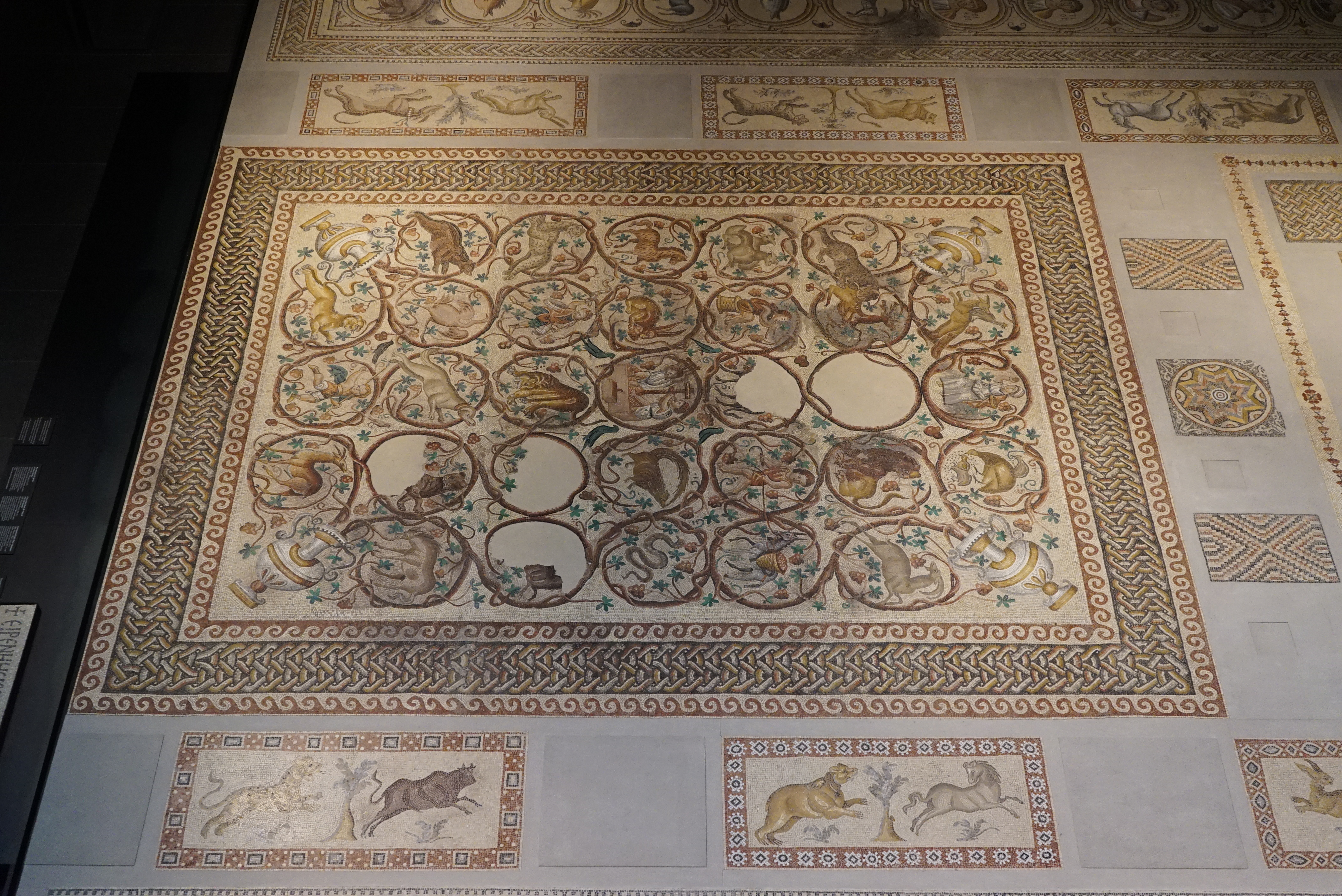
Mosaïque de Qabr Hiram.

Les neuf salles en bordure de la cour Visconti ont été ouvertes le 18 septembre 2012 sur une surface de 2 000 m². Elles permettent de présenter les collections d'œuvres d'art dans un espace commun, alors qu'elles étaient dispersées entre trois départements : les « Antiquités égyptiennes », les « Antiquités orientales » et les « Antiquités grecques, étrusques et romaines ». Elles permettent de montrer un art à la confluence des héritages égyptiens, grecs et romains.
Ce projet est le résultat d'une recherche de quinze ans pour trouver de nouvelles salles et définir un programme de présentation avec les restaurations nécessaires des œuvres. Plus de 400 œuvres sont présentées. Beaucoup d'entre elles se trouvaient en réserve par manque de place.
Le parcours muséographique a été conçu par Marie-Hélène Rutschowscaya. Deux architectes ont réalisé la muséographie : François Pin et Renaud Piérard.
La première salle est consacrée à l'art funéraire de l'Égypte romaine avec les ensembles d'Antinoé, d'Hermopolis ouest, de Térénouthis et de Thèbes ouest. La salle suivante montre des monuments funéraires du Proche-Orient avec une assimilation différente des traditions grecques et romaines. Puis les objets du culte judaïque, la statue de Jupiter Héliopolitain, l'ensemble statuaire du Mithraeum de Sidon qui montrent la diversité des cultes orientaux à l'époque romaine. Une autre salle montre l'interprétation grecque des dieux orientaux et égyptiens à l'époque hellénistique et qui s'intègrent dans le panthéon romain. La visite peut se poursuivre avec les mosaïques romaines d'Antioche et l'exceptionnelle mosaïque byzantique de l'église Saint-Christophe de Qabr Hiram découverte en 1861 près de Tyr par l'expédition dirigée par Ernest Renan. Une autre salle présente les monuments de la vie publique avec la coupe de Césarée de Palestine illustrant la fondation mythique de la ville. Une salle adjacente est consacrée à l'artisanat et au mode de vie des élites. La salle adjacente présente les objets de parure et les vêtements. Les dernières salles présentent l'art copte, les peintures de la cathédrale de Faras, et des objets nubiens.

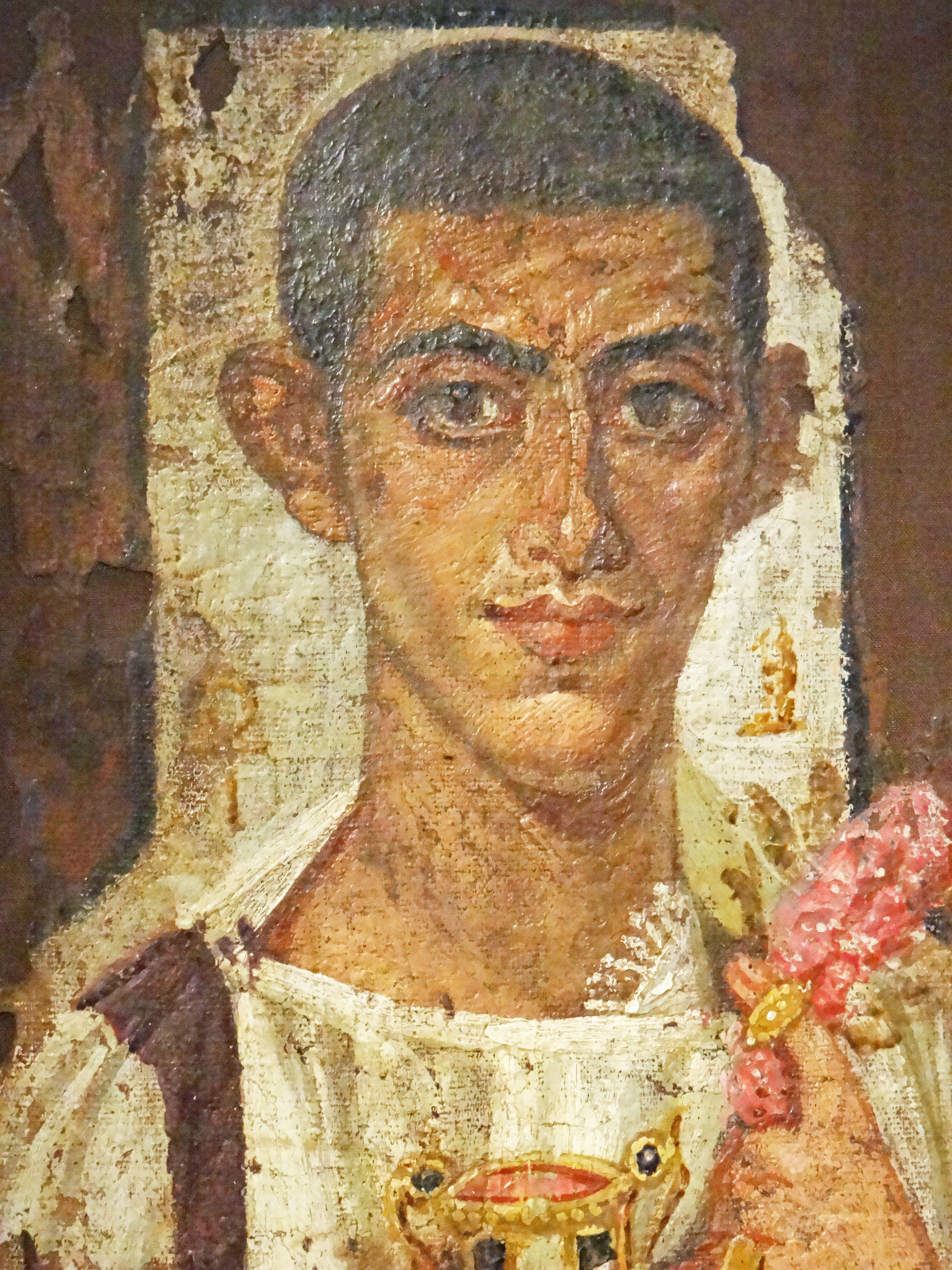
Égypte : Portrait funéraire
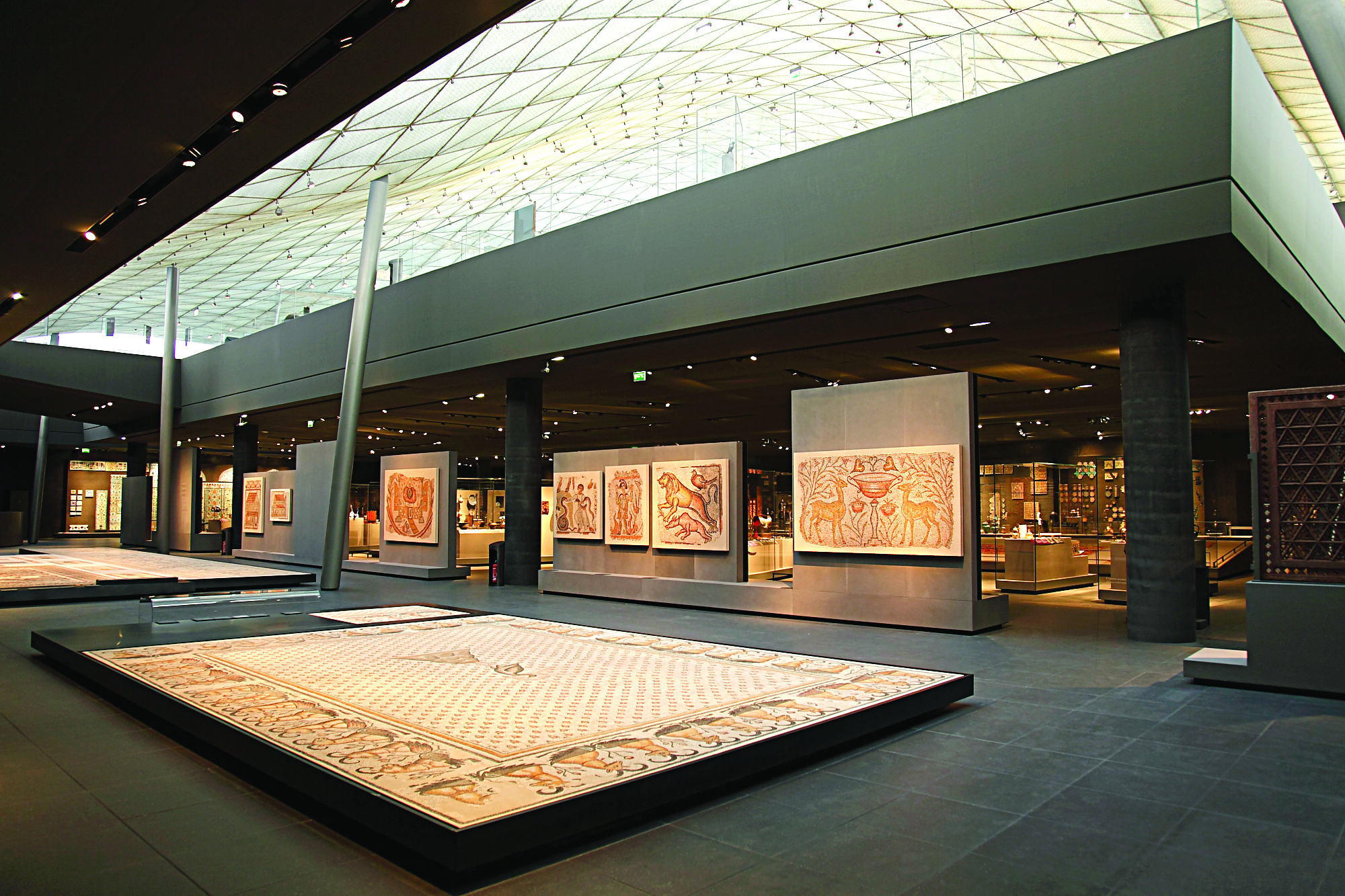
Salle des mosaïques byzantines
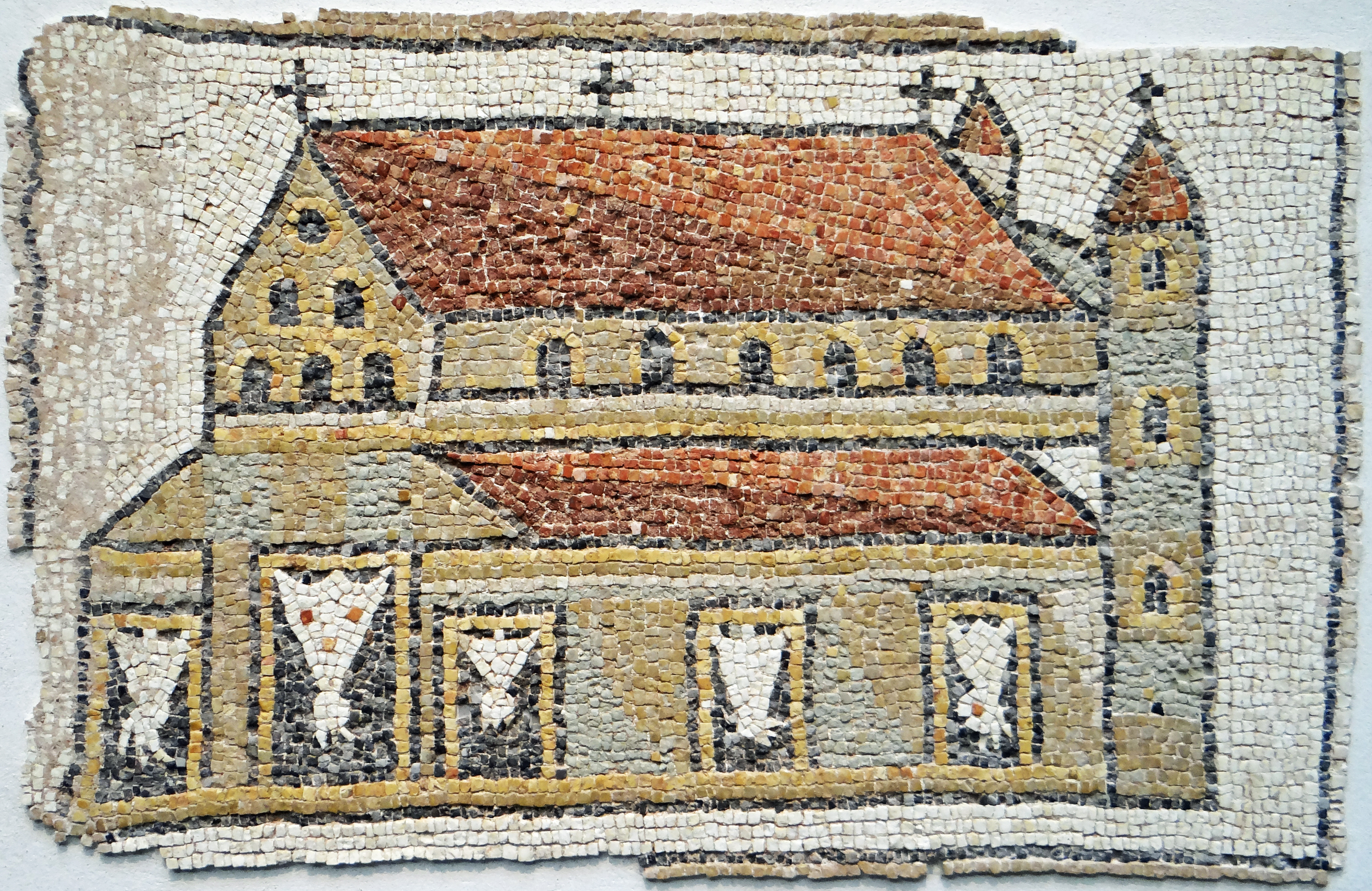
Mosaïque byzantine : basilique avec tours (Ve siècle)
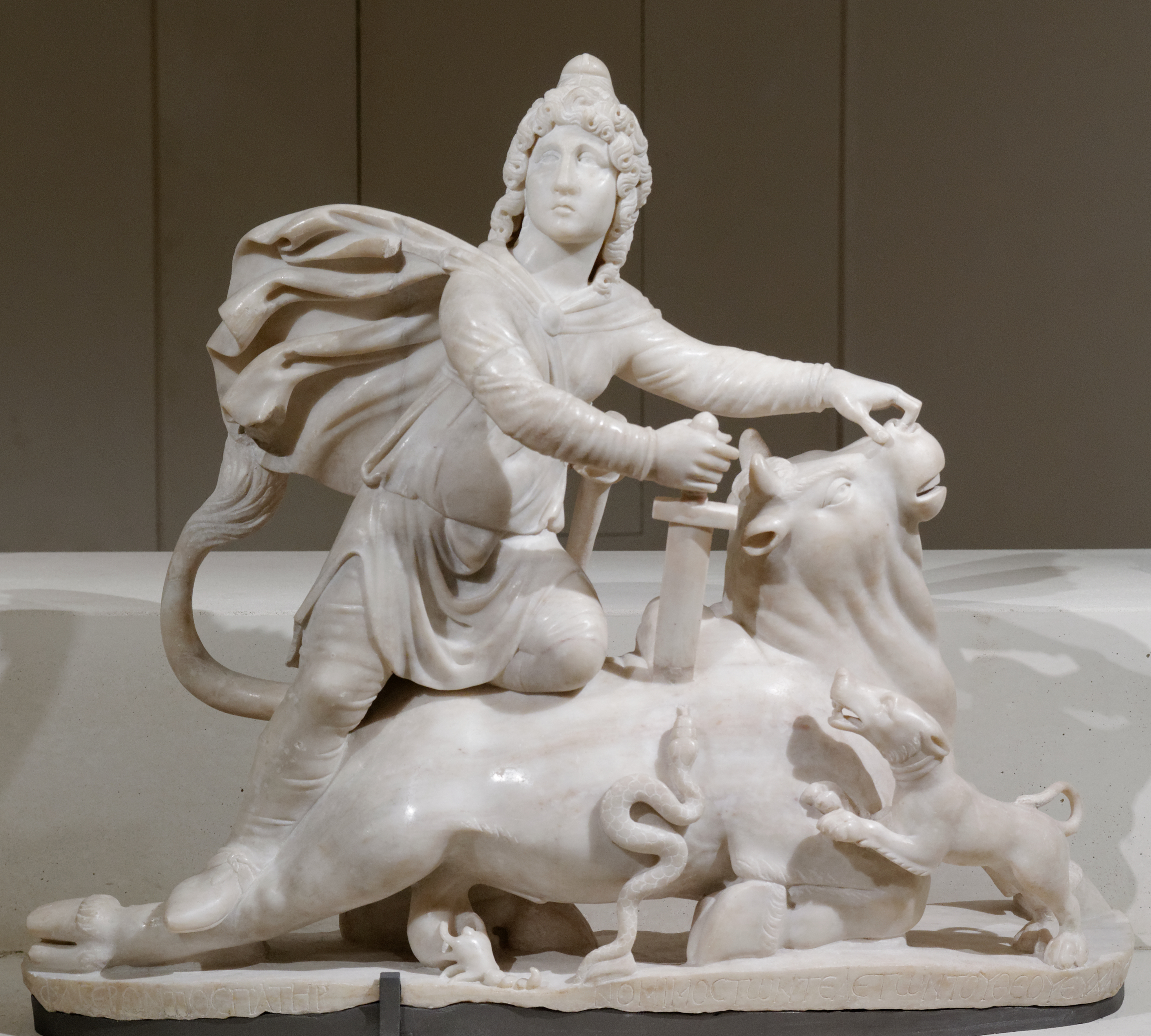
Sacrifice du taureau, sculpture du mithraeum de Sidon (tauroctonie)
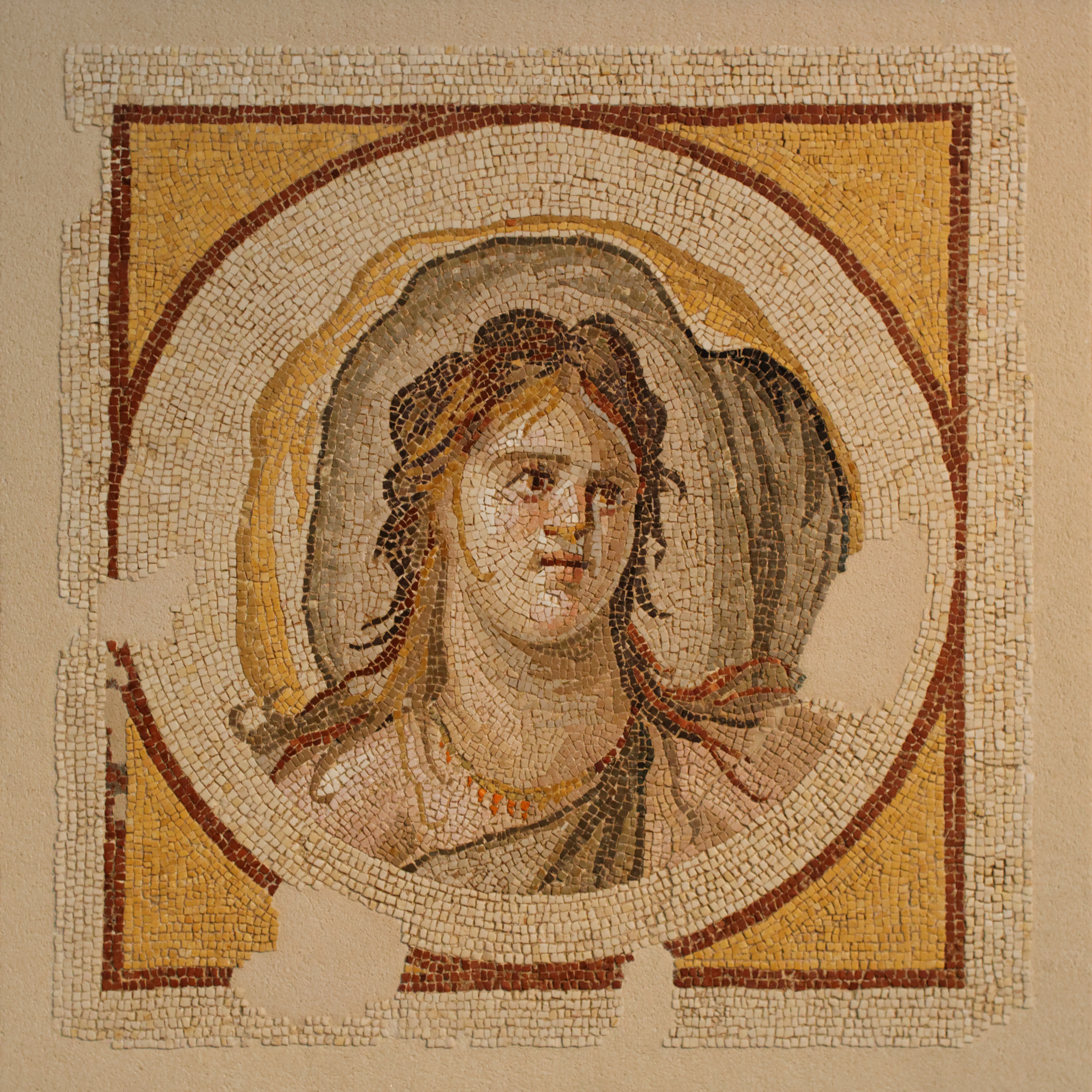
Mosaïque de la « Maison du bateau des Psychés » (IIIe siècle)
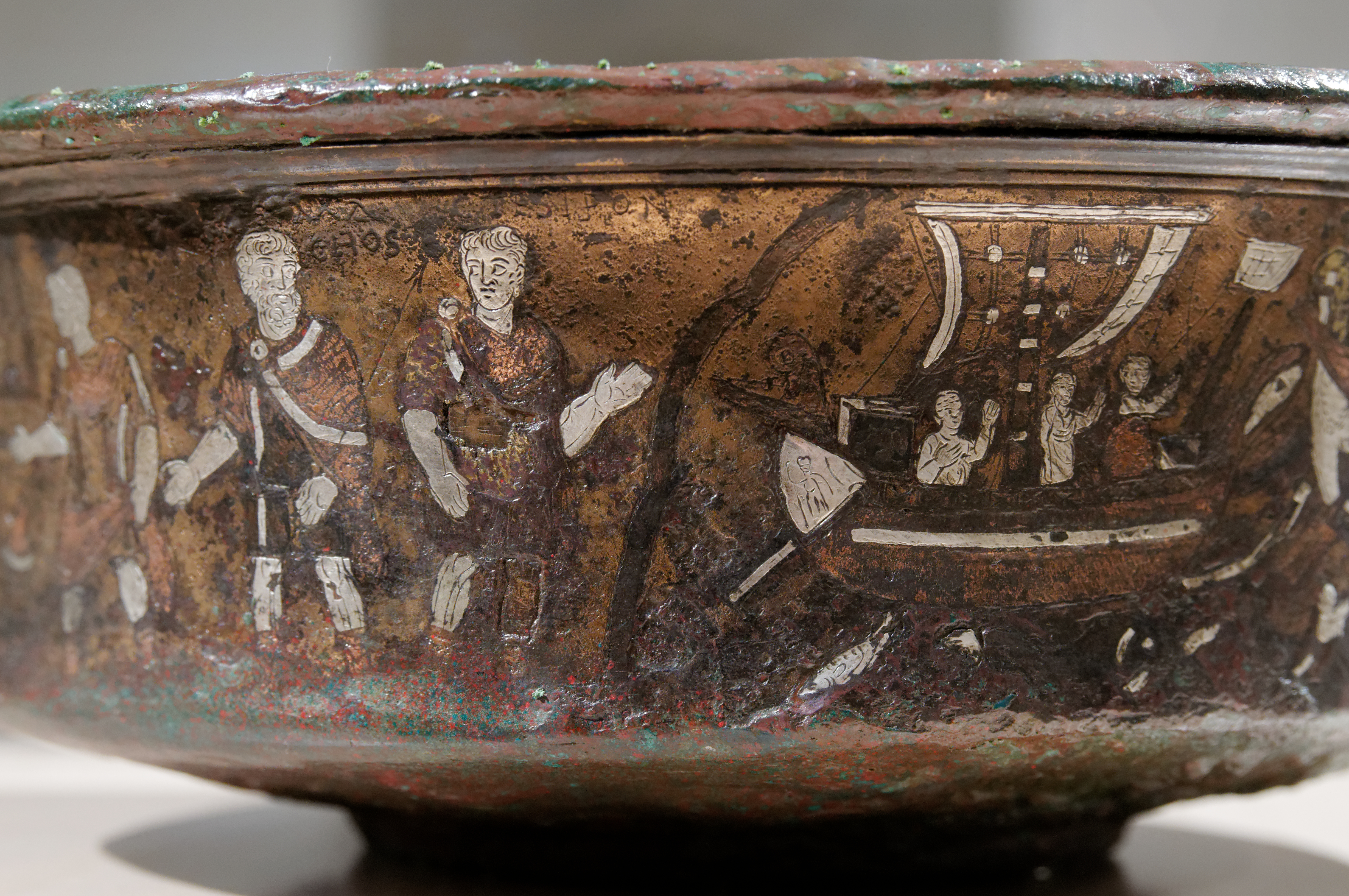
Coupe de Césarée de Palestine (IVe siècle)

### Nouvelles salles des arts de l'islam
Les arts de l'islam sont présents dans les collections françaises depuis des siècles. La création en 1890 ou 1893 d'une « section islamique » rattachée au département des Objets d'Art aboutit en 1905 à l'ouverture de la première « salle d'art musulman ». En 1932, les arts islamiques font partie du département des arts asiatiques du musée du Louvre. Quand ce département a été transféré au musée Guimet, les « arts musulmans » restés au Louvre sont rattachés aux Antiquités orientales en 1945. En 1970 cette collection a été mise en réserve, puis présentée dans l'aile Richelieu de 1993 à 2010. En 2002, le président Jacques Chirac demande la création d'un département indépendant des Arts de l'Islam au musée du Louvre. Ce département est créé par le décret du 1er août 2003. Un concours pour la création des espaces nécessaires est lancé en 2003. Les lauréats du concours sont annoncés le 23 septembre 2005 : Mario Bellini et Rudy Ricciotti, associés à Renaud Piérard. La première pierre des nouvelles salles est posée par Nicolas Sarkozy et le prince Al-Walid ben Talal ben Abdelaziz Al Saoud, Thierry Desmarest, président de Total, et Bruno Lafont, président de Lafarge, le 16 juillet 2008. L'enveloppe architecturale est terminée en décembre 2011. Les nouvelles salles ont été ouvertes le 18 septembre 2012.

La salle sous la couverture.
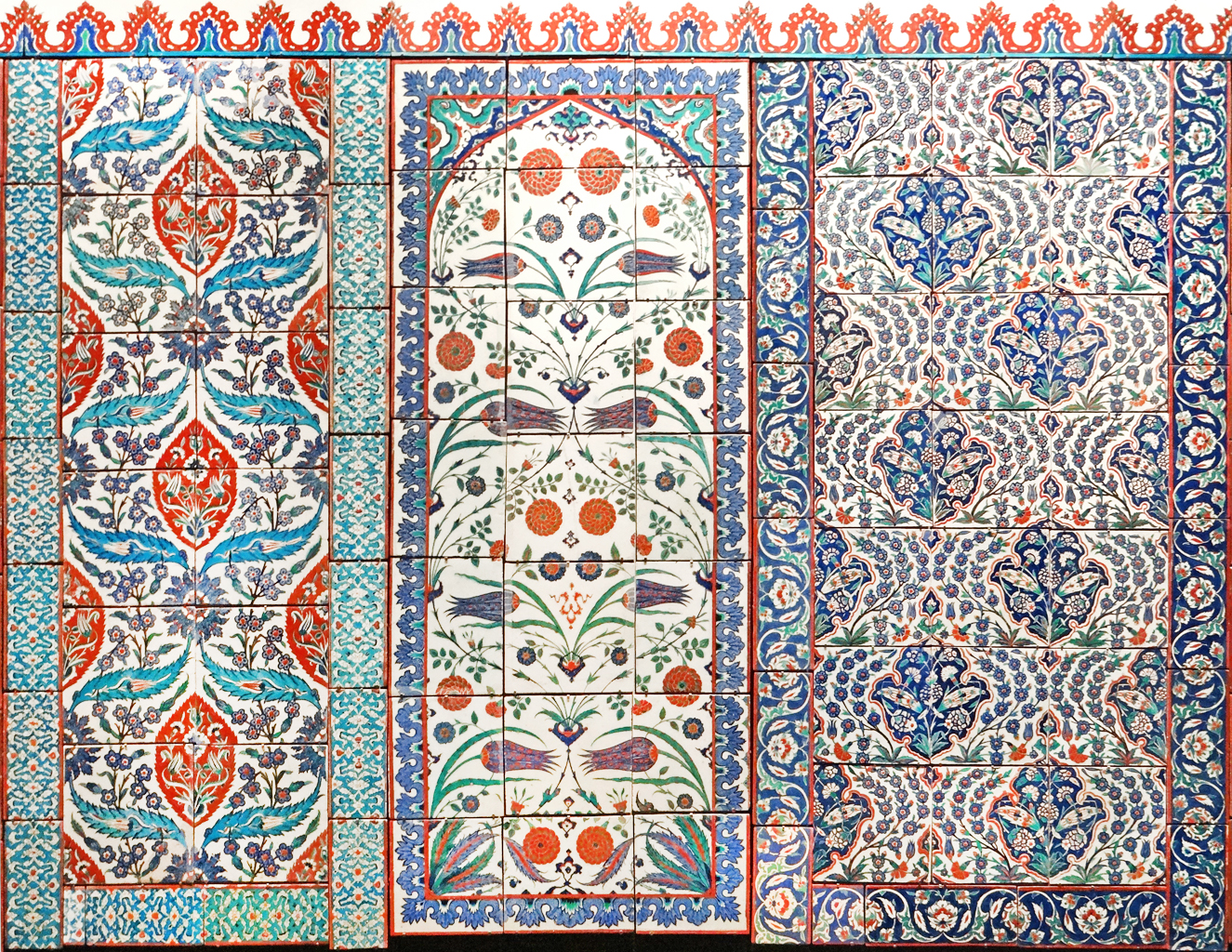
Panneaux du mur de céramique ottomane.
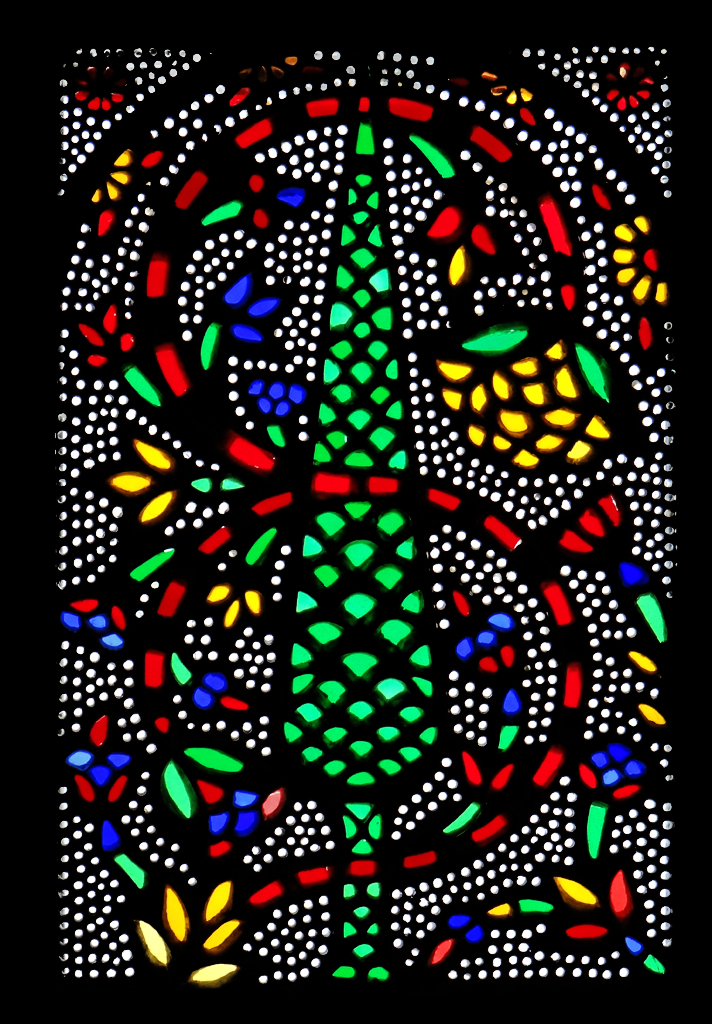
Égypte : Vitrail d'une demeure (XVIIIe-XIXe siècle).
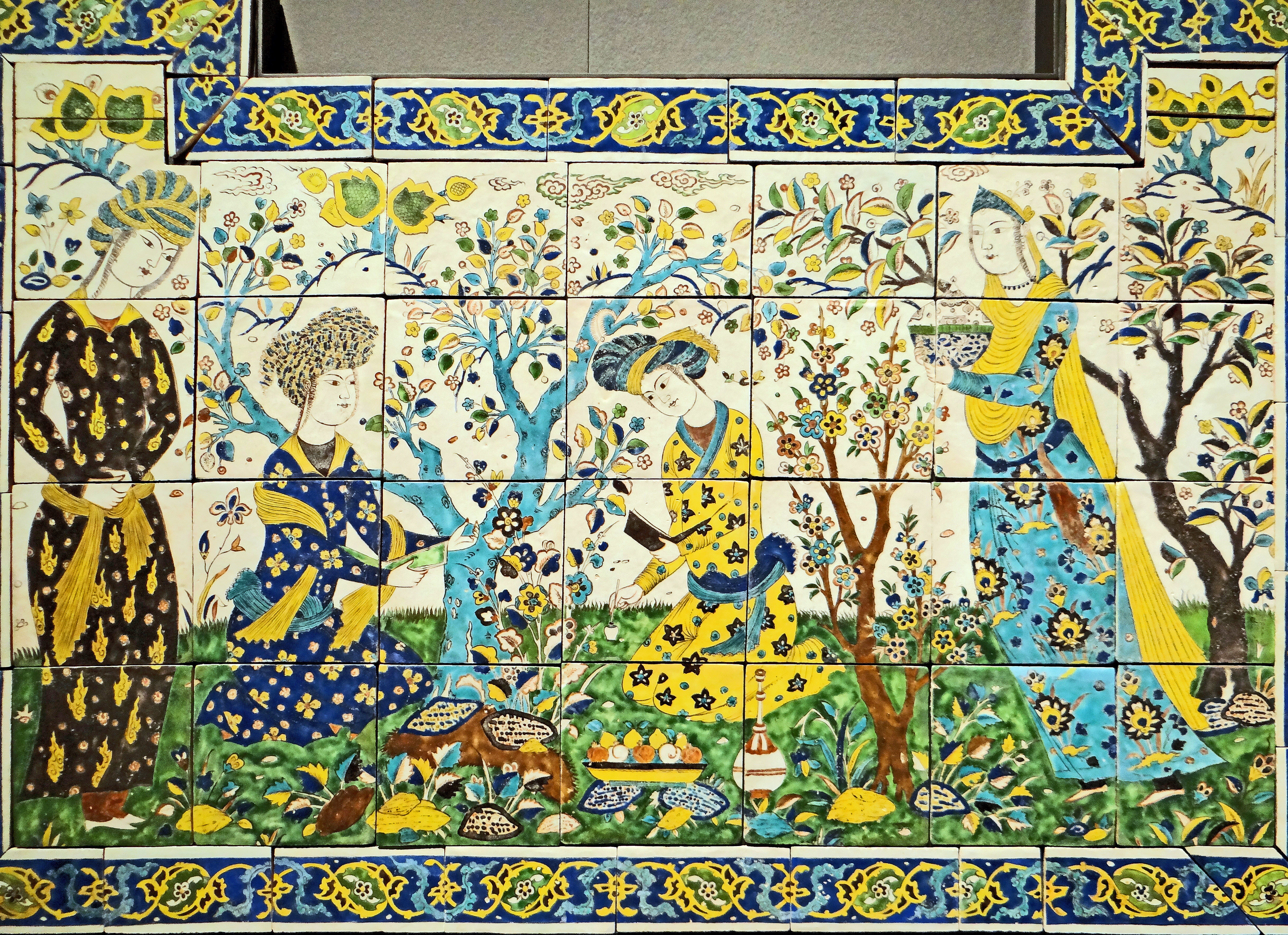
Iran, Ispahan : Panneau de céramique à la joute poétique (XVIIe siècle).

### Nouvelles salles du département des Objets d’art
Le 6 juin 2014 sont inaugurées les nouvelles salles du département des Objets d'art. Ces salles ont été conçues comme des Period rooms présentant le mobilier français du règne de Louis XIV à celui de Louis XVI. L'aménagement muséologique a été conçu par Jacques Garcia avec les directeurs du département qui se sont succédé. Les décors des salles avaient été offerts par de grands donateurs comme Isaac de Camondo ou Basile de Schlichting. D'autres mécènes comme le Cercle Cressent ou la Société des Amis du Louvre ont participé à cette restauration. Cette nouvelle présentation des collections est l'occasion de montrer les boiseries de plusieurs salons d'hôtels particuliers, de remonter la coupole des Petits-Appartements de l'hôtel du prince de Condé réalisée par Antoine-François Callet en 1774 et de présenter des meubles de André-Charles Boulle, Martin Carlin, Mathieu Criaerd ou Alexandre-Jean Oppenord.
La présentation dans les salles a été divisée en trois grandes séquences chronologiques et stylistiques :
- 1660-1725 : le règne personnel de Louis XIV et la Régence (salles 601 à 606) ;
- 1725-1755 : l'épanouissement du style rocaille (salles 605, 607 à 615) ;
- 1755-1790 : le retour au classicisme et le règne de Louis XVI (salles 616 à 632).

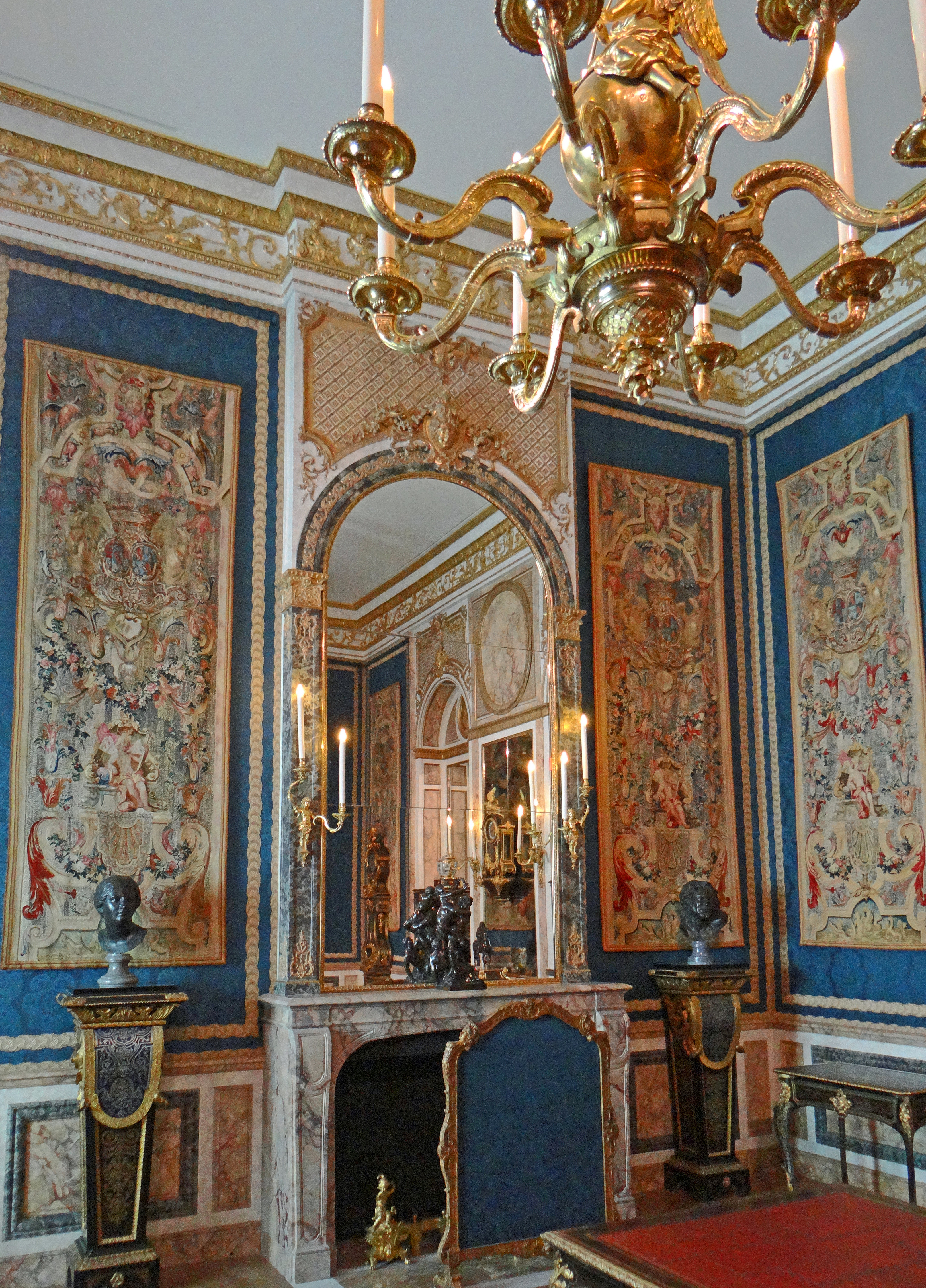
Hôtel Lebas de Montargis, lambris et la tenture des Attributs de la Marine (salle 606).
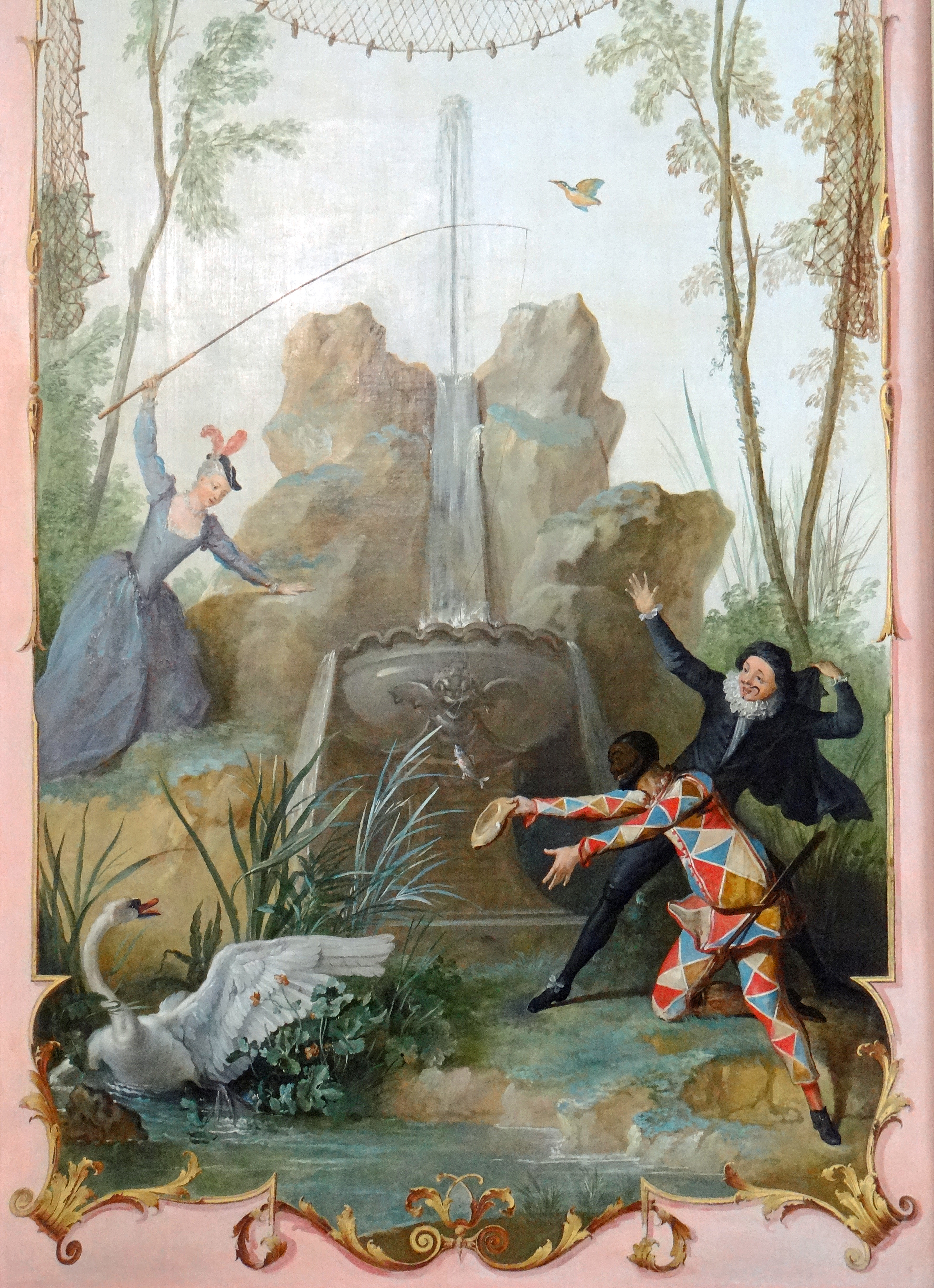
Château de Viré, décoration d'Oudry (salle 607).
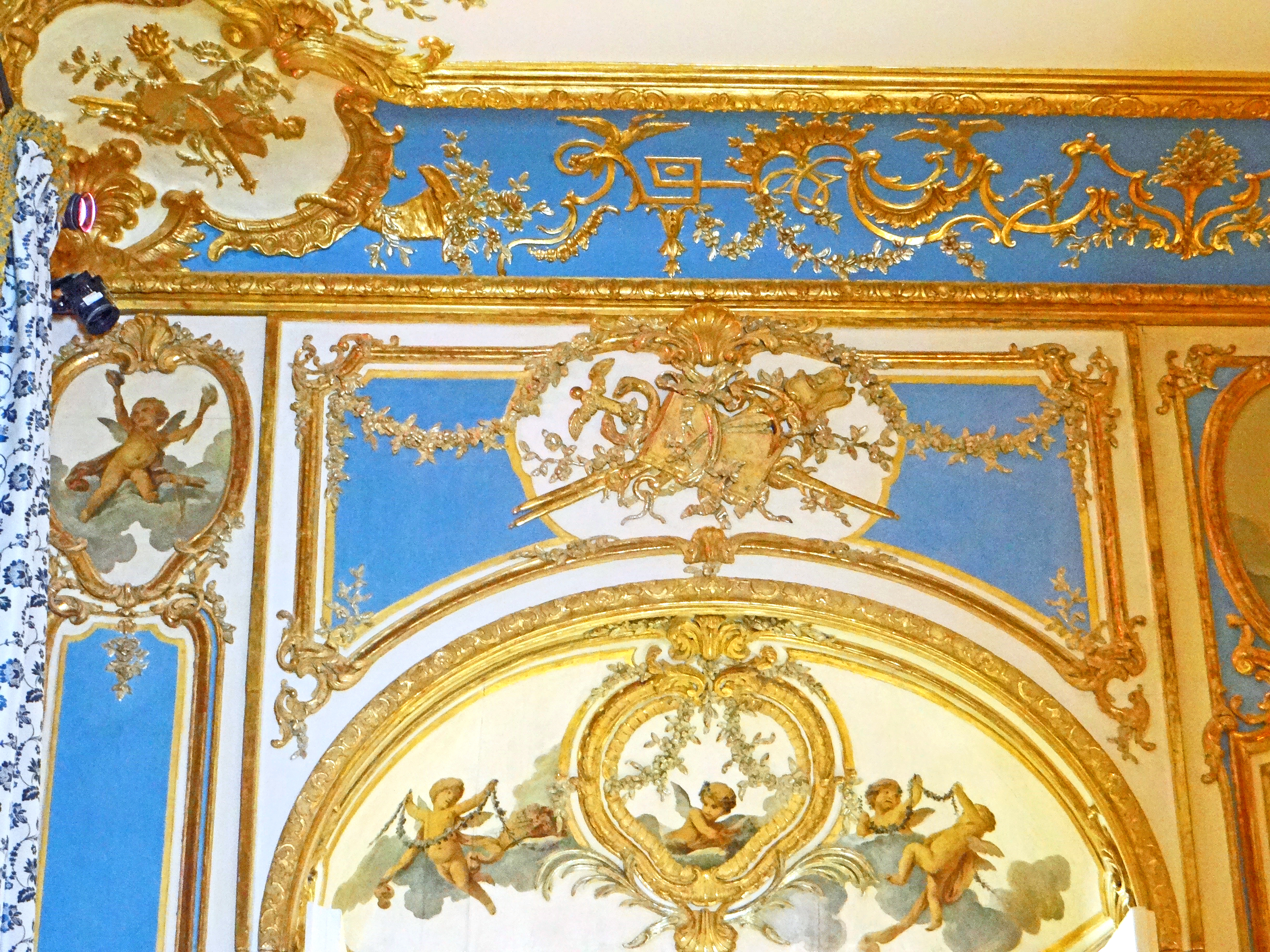
Hôtel de Villemaré-Dangé, détail des lambris du cabinet (salle 608).
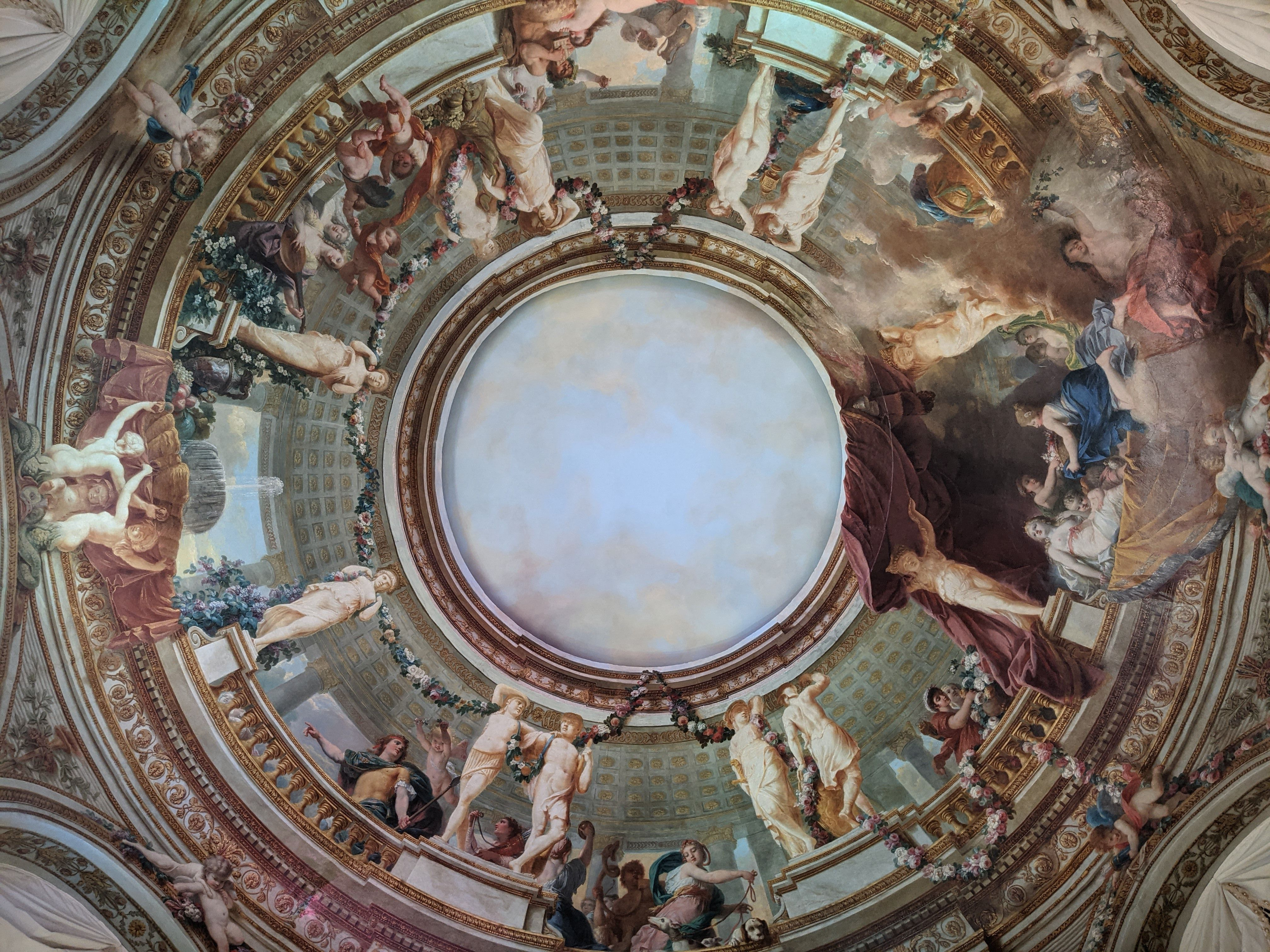
Hôtel du prince de Condé, coupole des Petits-Appartements par Callet (salle 618).

### Centre d'interprétation du pavillon de l'Horloge
Le 6 juillet 2016, le pavillon de l'Horloge, réaménagé avec l'aide du mécénat du cheikh Khalifa ben Zayed Al Nahyane émir d'Abou Dabi, est ouvert pour accueillir le centre d'interprétation du musée du nom du cheikh Zayed ben Sultan Al Nahyane, père de l'actuel émir. Quatre salles sur trois niveaux et les fossés médiévaux permettent de découvrir le musée en présentant son architecture, son histoire, la richesse de ses collections et son actualité à l'aide de maquettes et d'écrans interactifs,,.

### Fonds de dotation du Louvre
Le Fonds de dotation du Louvre a été créé en 2009 pour financer les missions fondamentales du musée du Louvre. Il s'inspire de systèmes existant aux États-Unis pour financer les musées, comme le Getty Center, The Frick Collection, le Museum of Modern Art ou le Metropolitan Museum of Art. Par exemple, l'ensemble des fonds dont dispose ce dernier s'élève à 3,2 milliards de dollars, générant un revenu pour le musée de 150 millions de dollars par an. Ce fonds est placé sous le contrôle du musée du Louvre. Les capitaux qui sont entrés dans le fonds ne peuvent pas en sortir. Seuls les revenus des capitaux peuvent être utilisés pour soutenir les projets du musée du Louvre. Le fonds a un capital de 250 millions d'euros en 2019. 170 millions d'euros sont venus à la suite des accords passés pour la création du Louvre Abou Dabi, le reste de dons et de legs. Ce fonds est placé à 44% en actions. Il a apporté entre 6 et 8 millions d'euros au musée du Louvre chaque année. Il permet de compenser en partie la baisse de 11 millions d'euros de l'État prévue en 2020. Les recettes du budget global du musée du Louvre étaient de 247 millions d'euros en 2018 financés par une subvention de l'État de 100 millions d'euros et 147 millions d'euros de recettes propres, dont 87 millions d'euros venant de la billetterie.
Son action se développe suivant trois axes :
- développer les collections du musée en faisant des acquisitions d'œuvres, en les restaurant, en aidant à la recherche scientifique, à leur présentation dans le musée ou en France ;
- encourager les actions pédagogiques ;
- entretien du palais du Louvre, du musée Eugène Delacroix et du jardin des Tuileries.

### Centre de conservation du Louvre
Le 8 octobre 2019 a été inauguré le Centre de conservation du Louvre à Liévin, à proximité du Louvre-Lens. Il a été réalisé en deux ans suivant les plans de l'agence britannique Roger Stirk Harbour + Partners. À la fois élevé et enfoui, il a été aménagé par l'agence de paysage parisienne Mutabilis. La surface totale du terrain est de 18 000 m2, dont 9 600 m2 destinés au stockage des œuvres et 1 300 m2 au traitement,,.
La création de ce centre a pour but de mettre à l'abri des crues de la Seine les œuvres situées dans les réserves du musée et dans 68 autres lieux. 250 000 œuvres, sur les 620 000 que compte le musée, doivent y être transférées dans les 5 prochaines années. Les 252 000 dessins du département des Arts graphiques resteront au premier étage du musée du Louvre. Il devrait aussi être un pôle d'étude et de recherche.

## Histoire des acquisitions
Le musée s'est d'abord constitué grâce aux collections royales, essentiellement des tableaux (environ 2 500 à la mort de Louis XVI). Ces collections avaient pour l'essentiel été rassemblées par François Ier (nombreux tableaux italiens) et par Louis XIV (commandes, achats divers, notamment les 200 tableaux du banquier Everhard Jabach). On ajoutera aux tableaux les joyaux de la Couronne, qui firent partie du musée dès sa création, et bon nombre de sculptures provenant du musée des Monuments français ou de saisies révolutionnaires.
Puis viennent les diverses saisies effectuées en Europe pendant les guerres napoléoniennes, et notamment en Italie et les nombreux objets provenant de fouilles effectuées en Grèce, en Égypte ou au Moyen-Orient. À quoi il faut ajouter les importants legs et donations faits au musée, par exemple les collections Louis La Caze et Edmond de Rothschild, et de nombreux achats tout au long des XIXe et XXe siècles.
Malgré la diversité des provenances et des époques, l'Antiquité et la Renaissance constituent les périodes privilégiées, ce qui est dû en particulier aux très nombreuses fouilles archéologiques qui ont lieu durant tout le XIXe siècle, surtout en Orient. S'agissant des tableaux les plus connus, la Joconde (Léonard de Vinci) ou la Belle Jardinière (Raphaël) faisaient partie de la collection de François Ier qui acquit la Joconde en 1519. Les Noces de Cana (Véronèse), d'abord saisies en 1798 dans un couvent de Venise, ont été échangées contre un tableau de Le Brun en 1815. Le Jeune Mendiant (Murillo) a été acheté par Louis XVI en 1782. La Dentellière (Vermeer) ou le célèbre Autoportrait au chardon (Dürer) ont été achetés par le musée respectivement en 1870 et en 1922. Enfin, le Christ en croix adoré par deux donateurs du Greco est acheté pour 25 000 francs auprès de la ville de Prades (Pyrénées-Orientales) le 15 février 1908, où après avoir été exposé au palais de justice de 1863 à 1903, le tableau est décroché et remisé dans un débarras.
Les deux statues les plus célèbres du musée sont la Vénus de Milo, découverte en 1820 et acquise la même année par l'ambassadeur de France auprès du gouvernement turc, et la Victoire de Samothrace, qui fut découverte en morceaux en 1863 sur l'île de Samothrace par Charles Champoiseau, archéologue et vice-consul de France à Andrinople.

### Principales acquisitions et donations récentes

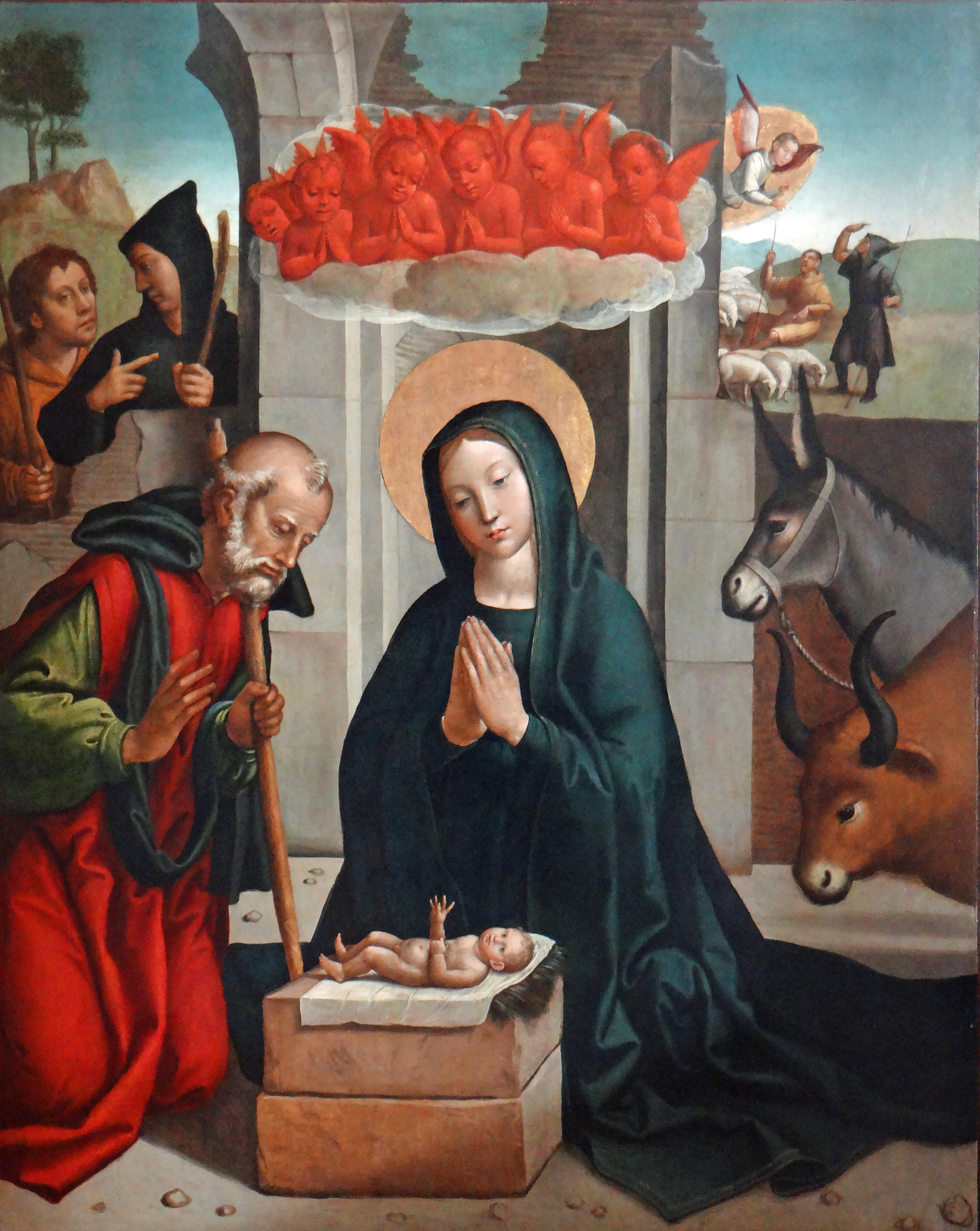
La Nativité,
Juan Correa de Vivar

Depuis 2018, le musée du Louvre publie le bilan annuel de ses acquisitions en annexe de son rapport d'activité, et en attendant la mise en ligne de son « Portail des Collections » en 2020, ses principales acquisitions figurent sur plusieurs pages complémentaires de son site internet :
- communiqués de presse des acquisitions majeures depuis fin 2015 ;
- Collection en ligne du musée du Louvre.

- Année 2020 : 138 œuvres acquises[235], dont :
  - Apollon citharède de Pompéi, bronze grec, 68 × 30,5 cm, 150-50 avant J.-C., acquis avec la participation de la Société des Amis du Louvre.
  - Junon au milieu des nuées, fresque transposée sur bois de Giambattista Tiepolo, 350 × 210 cm, vers 1735, acquis avec la participation de la Société des Amis du Louvre.
  - Vierge en buste dite véronique de la Vierge (recto) et Sainte Face (verso), huile sur bois, Espagne (école de Juan Rexach) ou Provence, 43 × 33,2 cm, vers 1450.
  - Hercule attachant Nérée, huile sur toile, esquisse d'Eugène Delacroix pour l'Hôtel de ville de Paris, 47 × 24 cm, 1842.
  - Lycurgue et Hèrôn, détrempe sur bois du Fayoum, Égypte, 39 × 31,5 cm, IIe siècle après J.-C.
  - Le Génie de la Sculpture, terre cuite d'Étienne Maurice Falconet, 34,5 × 16,8 cm, 1745.
  - Tireuse d'épine, bronze de Ponce Jacquio, 25 × 22,1 × 11,9 cm, vers 1527-1571.
  - Bol à aumône, marbre vert, grenat et or, Asie centrale, 6,7 × 15,5 cm, vers 1620, don de Guy Ladrière.
  - Deux pièces du service de Charlotte-Aglaé d’Orléans, duchesse de Modène, vermeil, 13,2 × 13,7 × 10 cm et 8 × 12,5 × 9 cm, dont une attribuée à Nicolas Besnier, 1696-1697 et vers 1719 (cf. 2019).
  - Service à dessert de Madame Geoffrin, 47 pièces de la manufacture de porcelaine de Vienne, entre 1760 et 1770 et pot-pourri à l’antique de Madame Geoffrin, bronze doré, ivoire et marbre de Pierre Gouthière, vers 1770.
  - Tableau des derniers Bourbons, cristal, strass, argent, argent doré, érable et amarante de Jean‐Baptiste‐Pierre‐Laurent Douault‐Wieland, 208,5 × 134,5 cm, 1825-1827.
  - L’Empereur Vitellius à cheval, assiette en émail sur cuivre attribuée à Jehan II Limosin, diamètre 20 cm, vers 1620.
  - Coupe Fossin et son couvercle, agate, vermeil et or émaillé de Jean-Valentin Morel et l'atelier de Jean-Baptiste et Jules Fossin, 26,2 × 15,5 cm, 1843.
  - Saint Luc, dessin du Dominiquin pour Sant'Andrea della Valle à Rome, 55,5 × 51 cm, vers 1622-1628.
  - Portrait du cardinal Jules Mazarin, dessin de Simon Vouet, 27,5 × 20 cm, vers 1642-1649, acquis avec la participation de la Société des Amis du Louvre.
  - Le Christ au jardin des oliviers et Le Christ au calvaire, deux feuillets enluminés sur vélin de Simon Bening, 13 × 9 cm, vers 1509-1530.
  - Portraits de l'Histoire de la Maison de Bourbon, 14 pastels attribués à Jean-Honoré Fragonard, de 20,5 × 16,3 cm à 29,2 × 23,2 cm, vers 1769-1782.
  - Études pour La mort de Timophane, deux dessins d'Antoine-Jean Gros, 23,5 × 17,8 cm et 22,8 × 15,8 cm, vers 1793-1800.

### Restitutions
En 2009, le Louvre a rendu à l'Égypte cinq fragments de peinture murale acquis en 2000 et 2003, provenant d'une tombe de la vallée des rois pillée avant sa redécouverte, en 2008 seulement, par les autorités égyptiennes. En raison de la durée des négociations avec les galeries vendeuses et de leur procédure de déclassement devant la commission scientifique nationale fixée seulement le 9 octobre 2009, les fouilles des archéologues français avaient été totalement suspendues le 7 octobre 2009, et leur reprise conditionnée à cette restitution,.

## Direction du musée

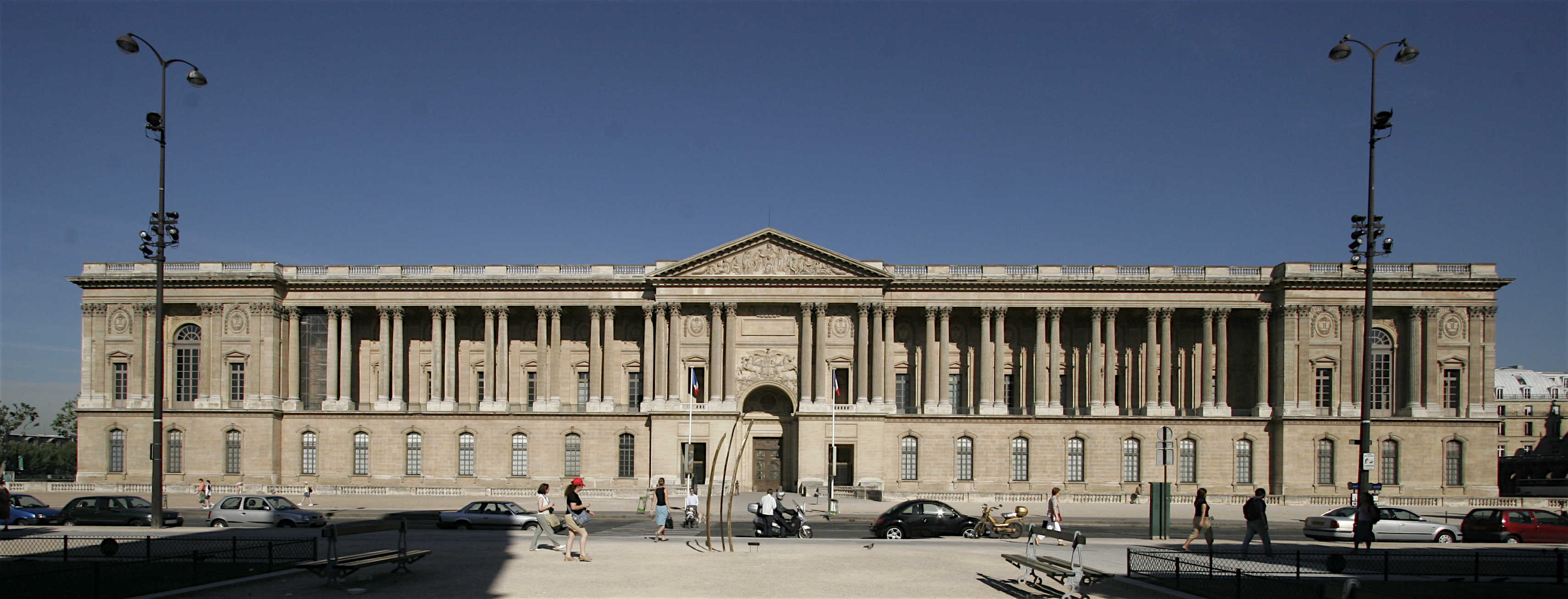
Le louvre vent est

Le musée du Louvre est dirigé, depuis septembre 2021, par Laurence des Cars, directrice générale de l'établissement public à caractère administratif du Louvre depuis le 26 mai 2021. Elle succède alors à Jean-Luc Martinez qui avait lui-même pris la succession d'Henri Loyrette (dont l'action avait été marquée par une commercialisation de la marque Louvre vers des pays prospères, États-Unis ou pays du Golfe (Louvre d'Abu Dhabi). Le musée continuait cependant à recevoir une grosse subvention du ministère de la Culture, le mécénat restant trop faible pour se substituer totalement à l'argent public).

## Répartition des collections entre les départements du musée
Le musée du Louvre comprend différentes collections très riches d'œuvres d'art provenant de civilisations, de cultures et d'époques variées. Il conserve environ 460 000 pièces, sans les dépôts dans d'autres musées qui demeurent cependant inscrits sur ses inventaires, et 554 498 en comptant les dépôts, dont environ 225 000 œuvres graphiques (237 559 fiches d'œuvres en raison des albums, au 1er janvier 2016) et 38 000 œuvres exposées. Pour des raisons de conservation, il est impossible de montrer les dessins plus de trois mois consécutifs. Le reste des collections est composé d'œuvres secondaires ou de séries archéologiques.
À la date du bilan du récolement décennal établi le 4 octobre 2014, le musée du Louvre comprenait un total de 554 498 œuvres, en incluant les dépôts :
- département des antiquités égyptiennes : 66 300 ;
- département des antiquités orientales : 137 628 ;
- départements des antiquités grecques, étrusques et romaines : 68 362 ;
- département des peintures : 12 660 ;
- département des sculptures du Moyen Âge, de la Renaissance et des Temps modernes : 6 115 ;
- département des objets d'art du Moyen Âge, de la Renaissance et des Temps modernes : 23 405 ;
- département des arts de l'Islam : 15 311 ;
- département des arts graphiques : 122 212 ;
  - collection Rothschild 86 858 ;
  - chalcographie 14 647.

### Antiquités orientales
Le département des antiquités orientales conserve des objets provenant d'une région située entre l'actuelle Inde et la mer Méditerranée (Turquie, Syrie, Irak, Liban, Israël, Jordanie, Arabie saoudite, Iran, Afghanistan…).
Le musée assyrien du Louvre, fondé en 1847 et alors rattaché au « département des Antiques », est le premier au monde consacré aux antiquités orientales. À sa création, il exposait 37 bas-reliefs rapportés de Khorsabad par le consul de France à Mossoul, Paul-Émile Botta. Le département des antiquités orientales à proprement parler fut créé en 1881. Tout au long du XIXe siècle et de la première moitié du XXe siècle, les collections s'enrichirent grâce aux fouilles menées par les archéologues français dans tout le Proche et le Moyen-Orient, notamment sur les sites de Khorsabad, Suse, Mari et Ugarit. Des acquisitions et des dons vinrent également compléter les séries archéologiques du département. Aujourd’hui, les collections s'agrandissent essentiellement par des conventions de partenariat signées avec les pays où se trouvent les sites fouillés et qui prennent la forme de dépôts.
Depuis le Néolithique, de nombreuses civilisations se sont succédé dans cette région, où l'on voit notamment apparaître une administration politique, militaire et religieuse. C'est également le berceau de l'écriture, qui fait son apparition vers -3300 à Uruk, en Mésopotamie.
Le musée du Louvre compte trois collections relevant de ce département, qui sont réparties selon des ensembles géographiques et culturels :
- la Mésopotamie (Sumer, Babylone, Assur, Anatolie…) ;
- l'Iran (Suse, Empire perse achéménide) ;
- les pays du Levant (côte syro-palestinienne, Chypre).

Parmi les principales œuvres exposées on peut citer la stèle des Vautours, la statue de l'intendant Ebih-Il, la statue du prince Gudea, la pendeloque en forme de chien provenant de Suse, meilleur exemple de la maîtrise des techniques de l'orfèvrerie à la fin du IVe millénaire av. J.-C., le code de Hammurabi, la stèle de Mesha du IXe siècle av. J.-C., les taureaux ailés (Lammasu) et les bas-reliefs monumentaux du palais de Sargon II à Khorsabad, le lion en cuivre provenant de Mari, la frise des archers et la frise des lions provenant du palais de Darius Ier à Suse.

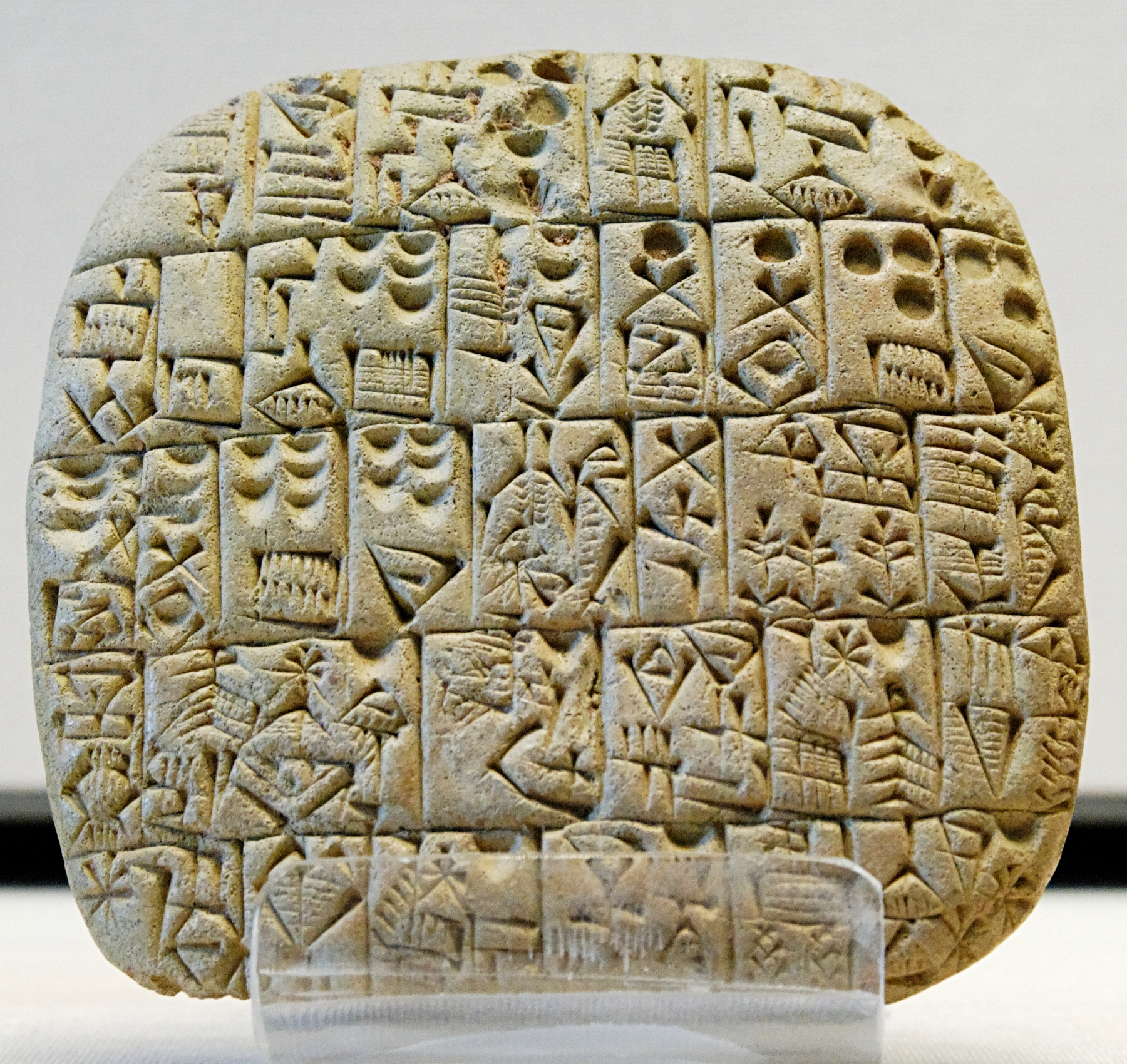
Contrat archaïque sumérien
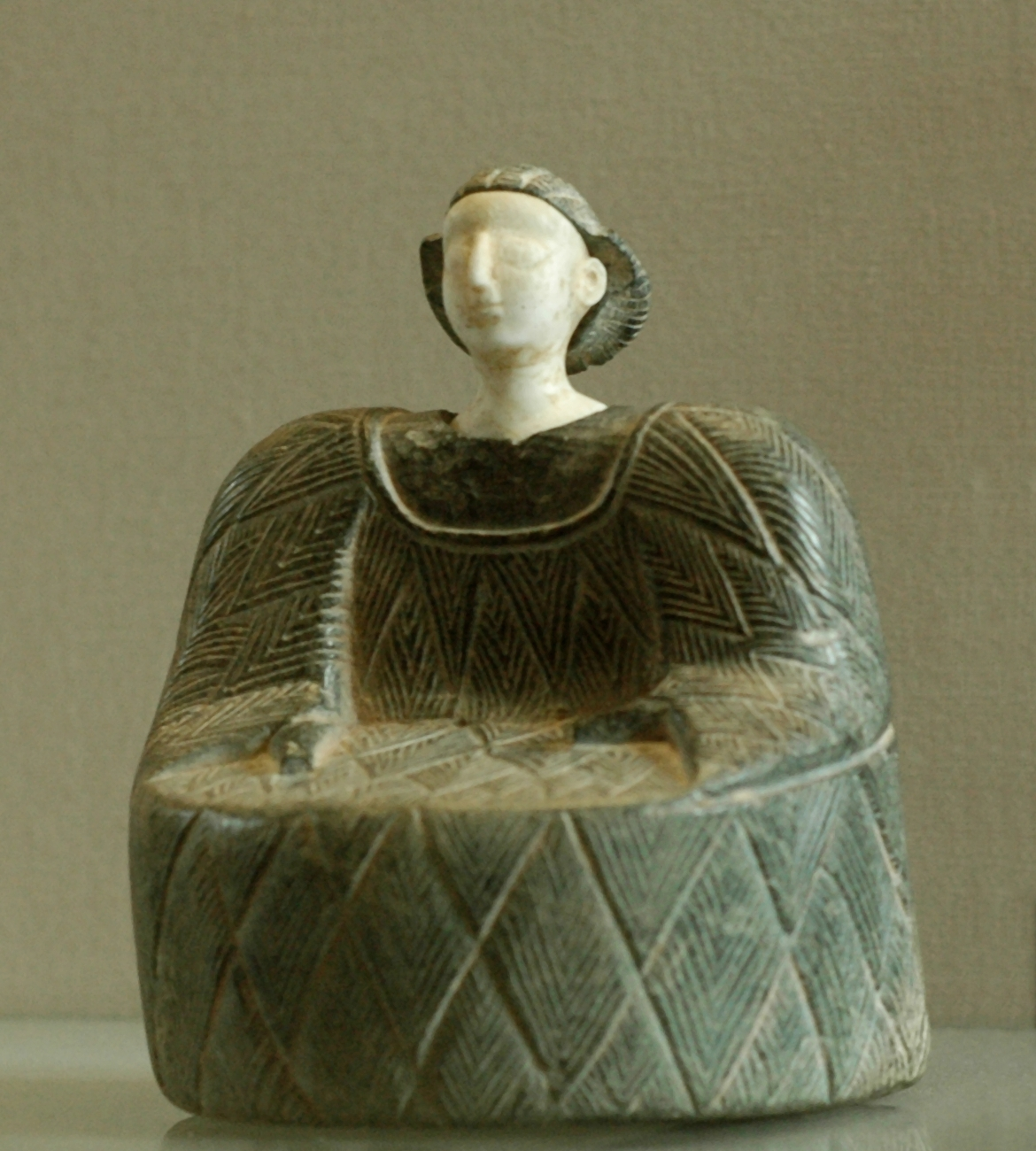
« Princesse de Bactriane »
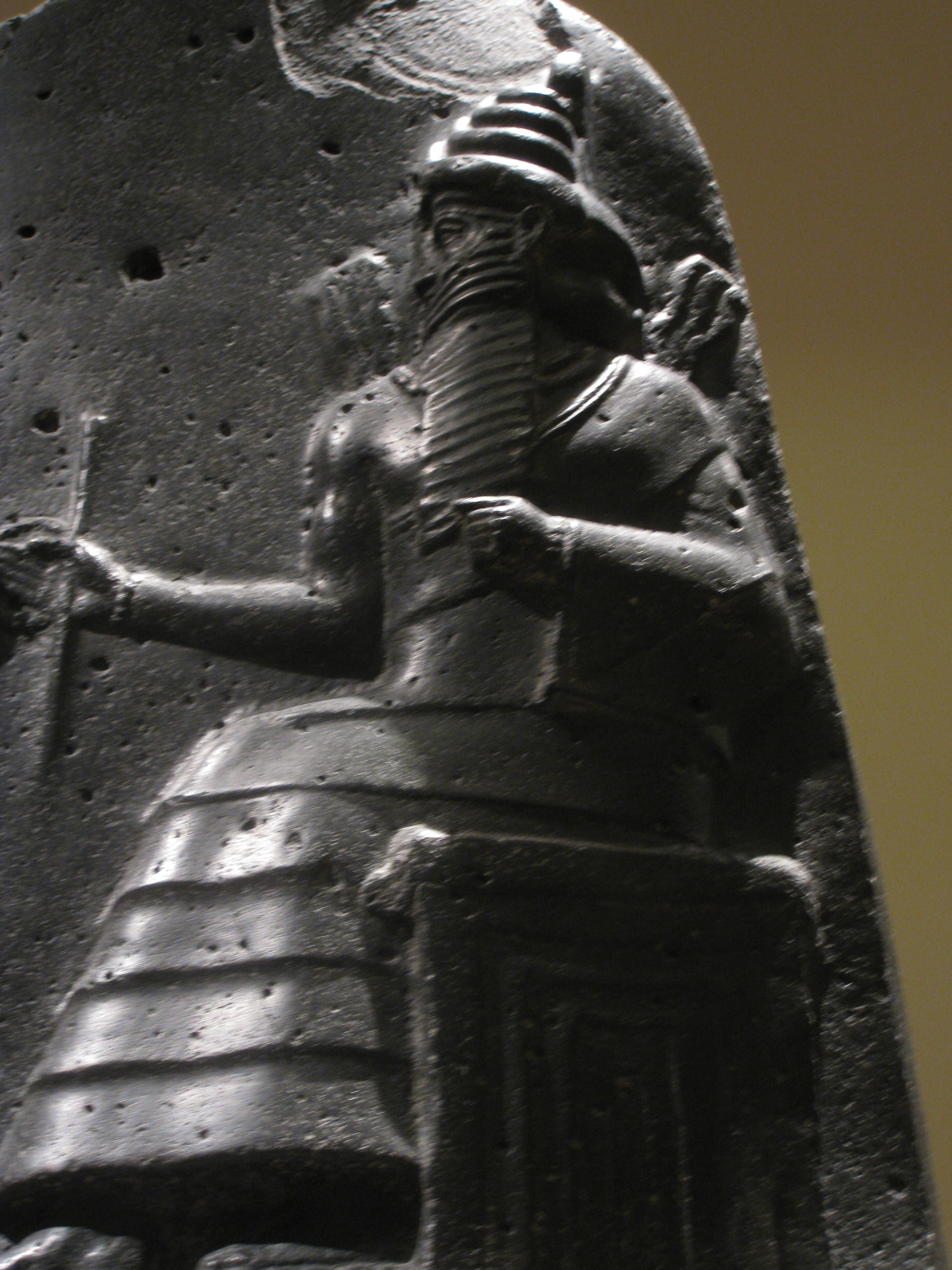
Shamash, dieu de la justice, détail du code de Hammurabi
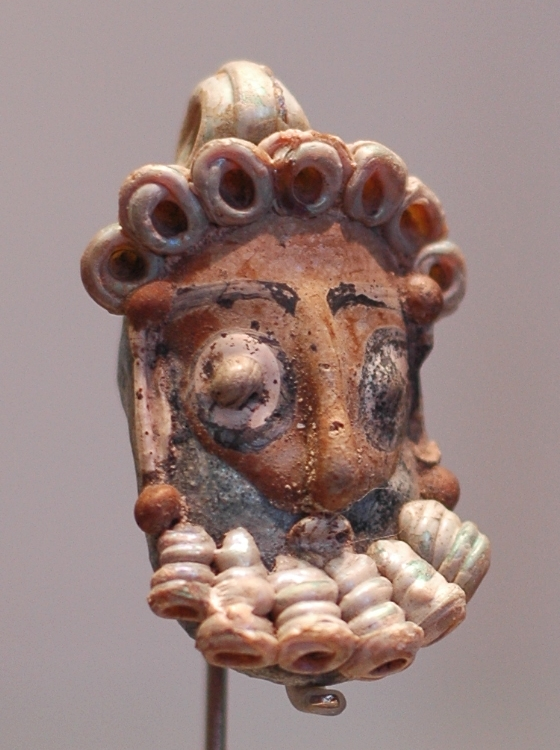
Tête d'homme en pâte de verre, Carthage
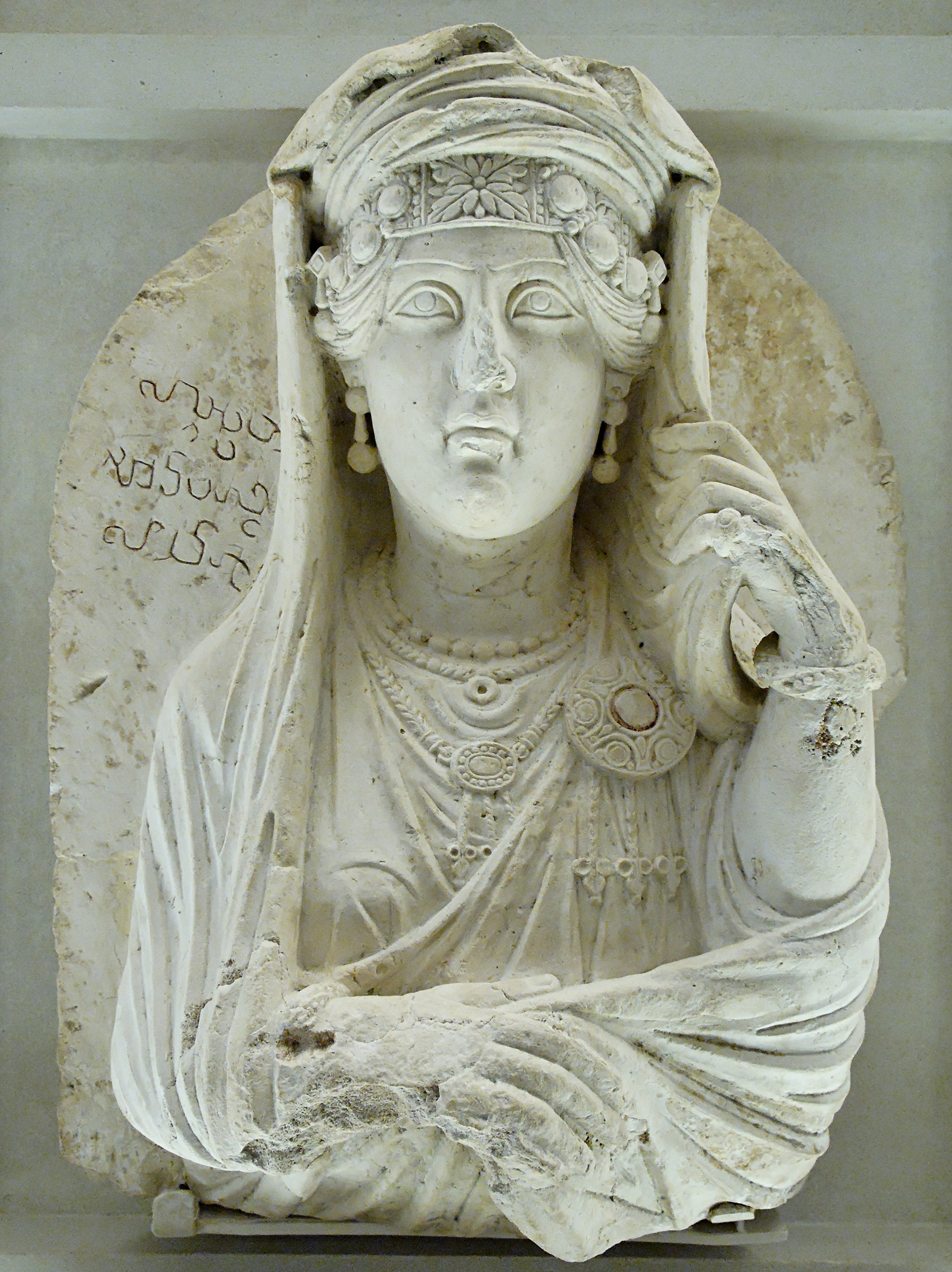
Relief funéraire, Palmyre
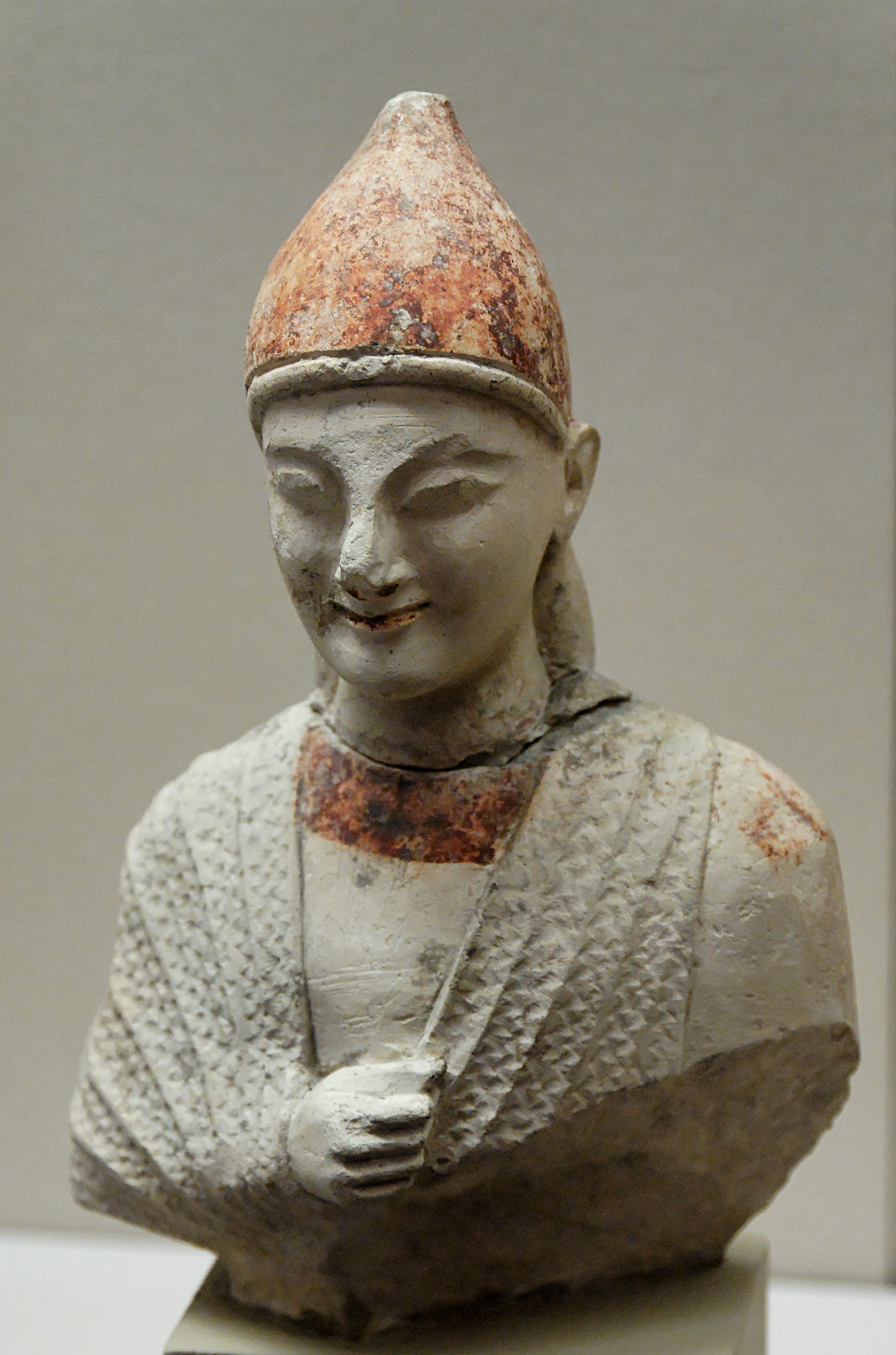
Figurine en terre cuite chypriote
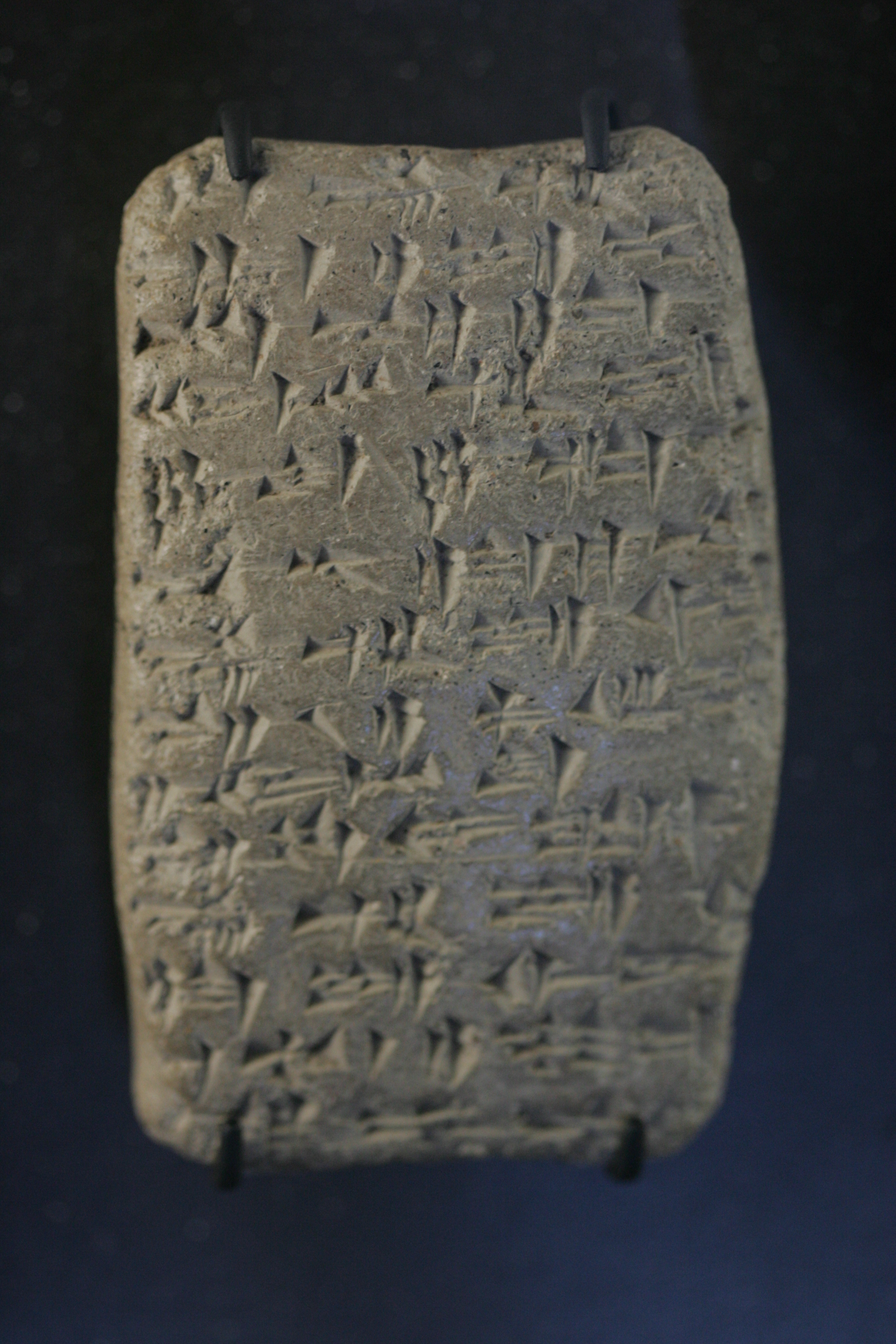
L'une des lettres d'Amarna

### Arts de l'Islam

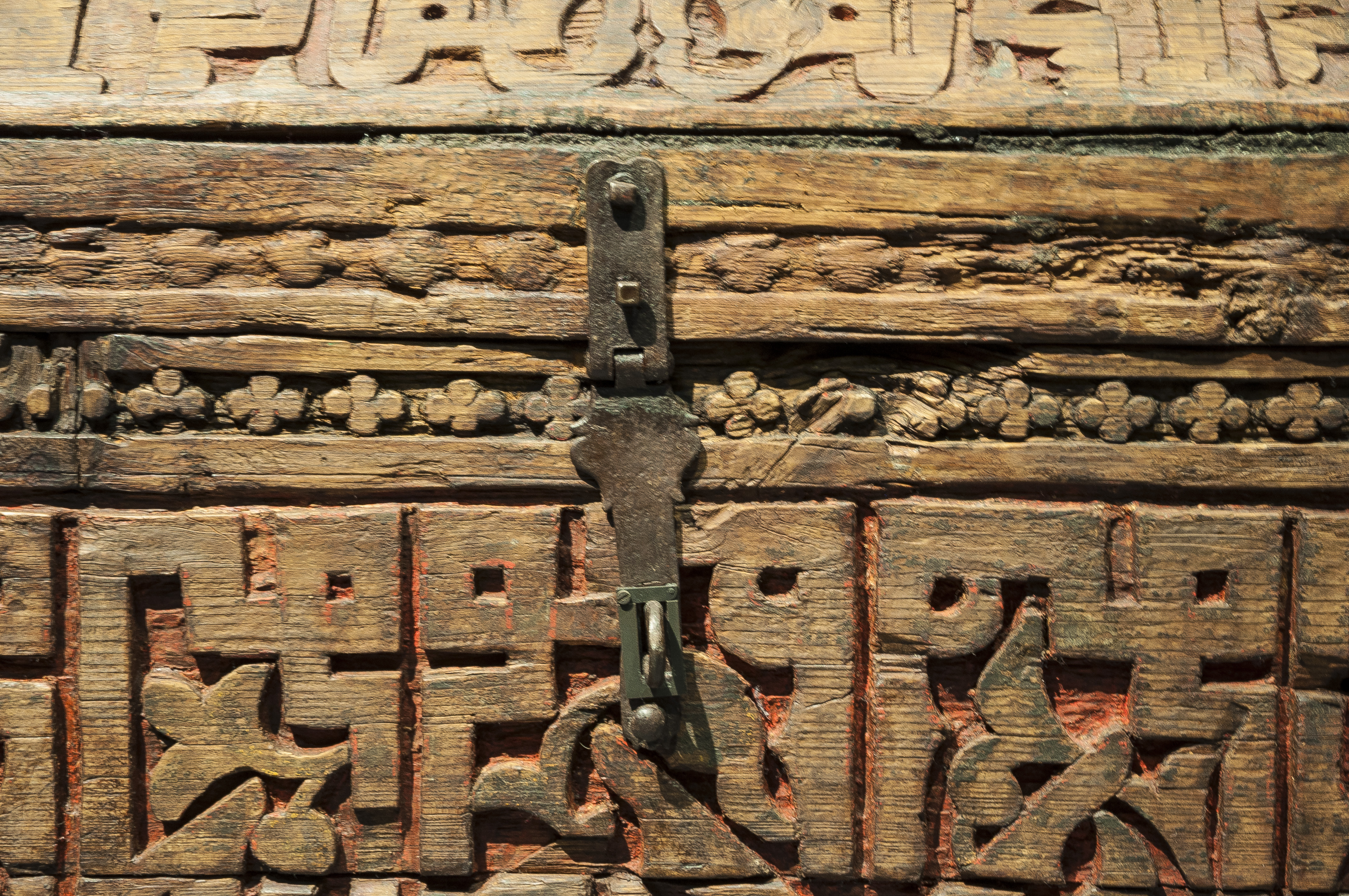
Coffre, Fès, XIVe siècle

Ce département, créé en août 2003, regroupe les collections provenant d'une aire située entre l'Espagne et l'Inde et datant des origines de la civilisation islamique (622) jusqu'au XIXe siècle.
Ce département regroupe plusieurs joyaux de l'art islamique : la pyxide d'al-Mughira, une boîte en ivoire espagnole datée de 968, le plat au paon, une importante céramique ottomane, et surtout le baptistère de Saint Louis, une des pièces les plus célèbres et les plus énigmatiques de tout l'art islamique, créée par Muhammad ibn al-Zayn au début du XIVe siècle. Il est aussi remarquable par l'important matériel provenant des fouilles de Suse (Iran), auxquelles le musée a participé.
Depuis décembre 2012, les collections sont présentées dans un nouvel espace de 3 000 m2 situé dans la cour Visconti, entièrement réaménagée à cette occasion. Il remplace l'ancien espace de l'aile Richelieu, ouvert en 1993 et trois fois plus petit. Cet espace permet l'exposition de 3 000 œuvres, issues de collections du Louvre, mais aussi du musée des arts décoratifs.

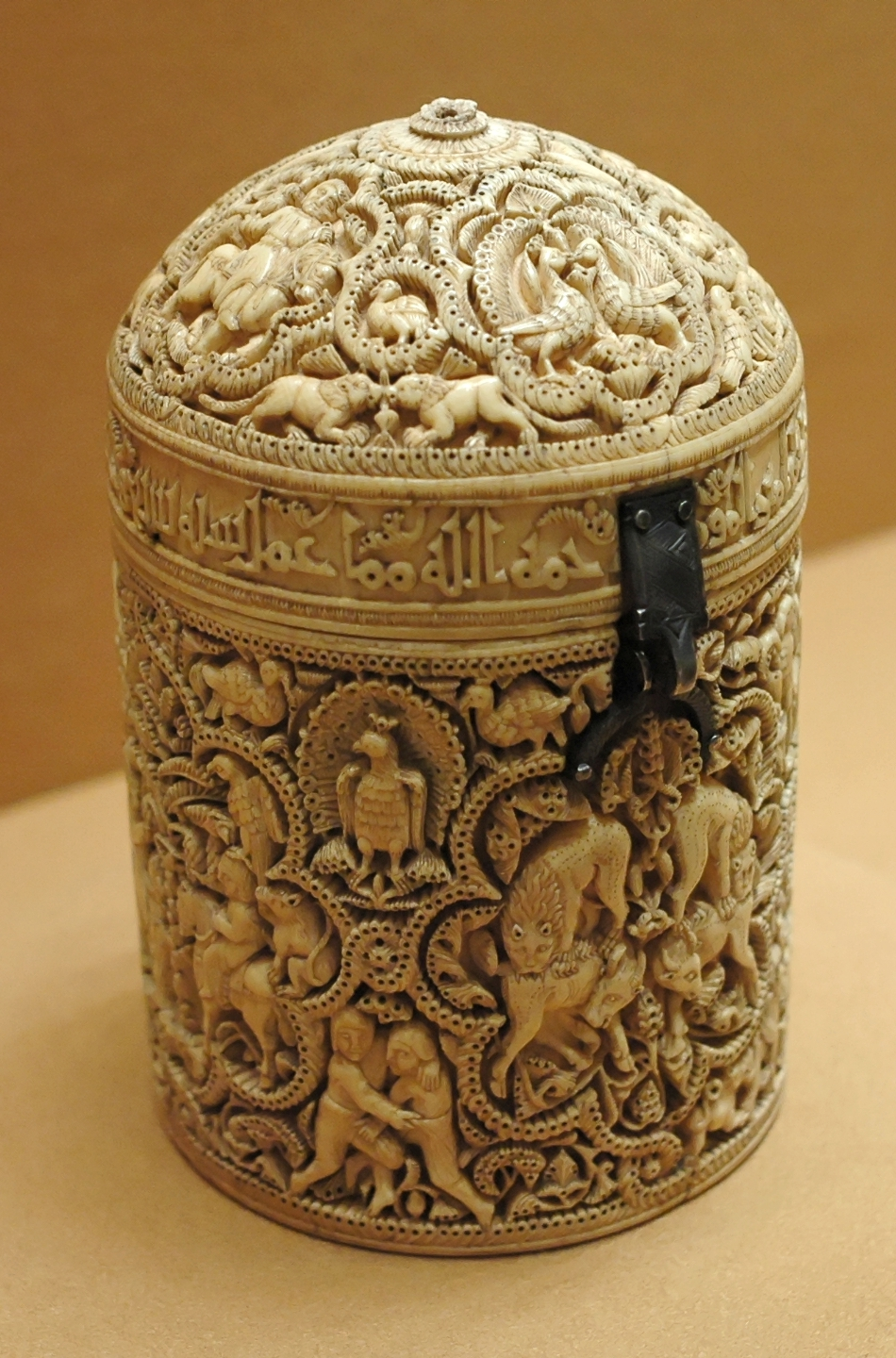
Pyxide d'al-Mughira, art omeyyade
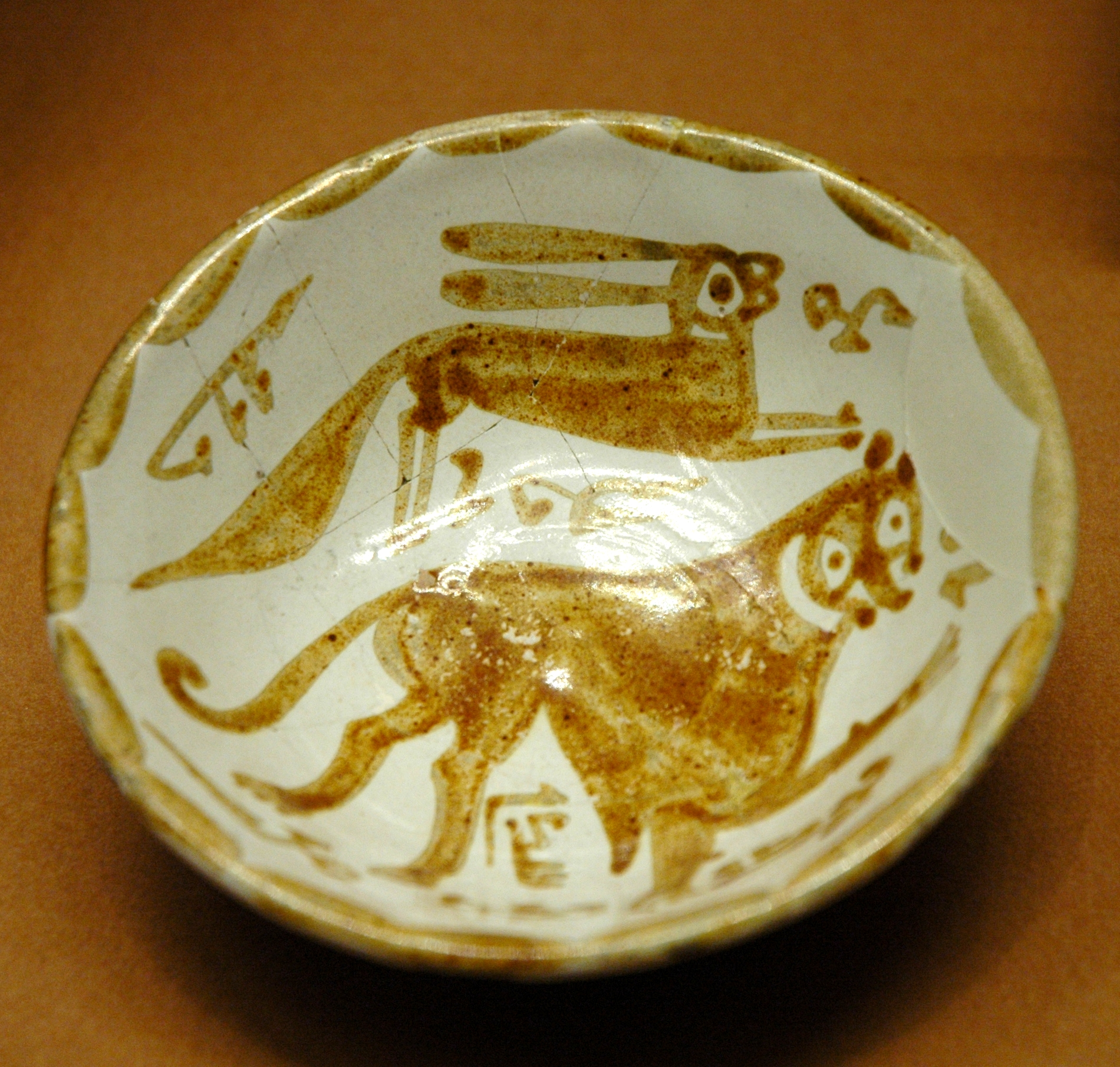
Coupe au lièvre, art abbasside
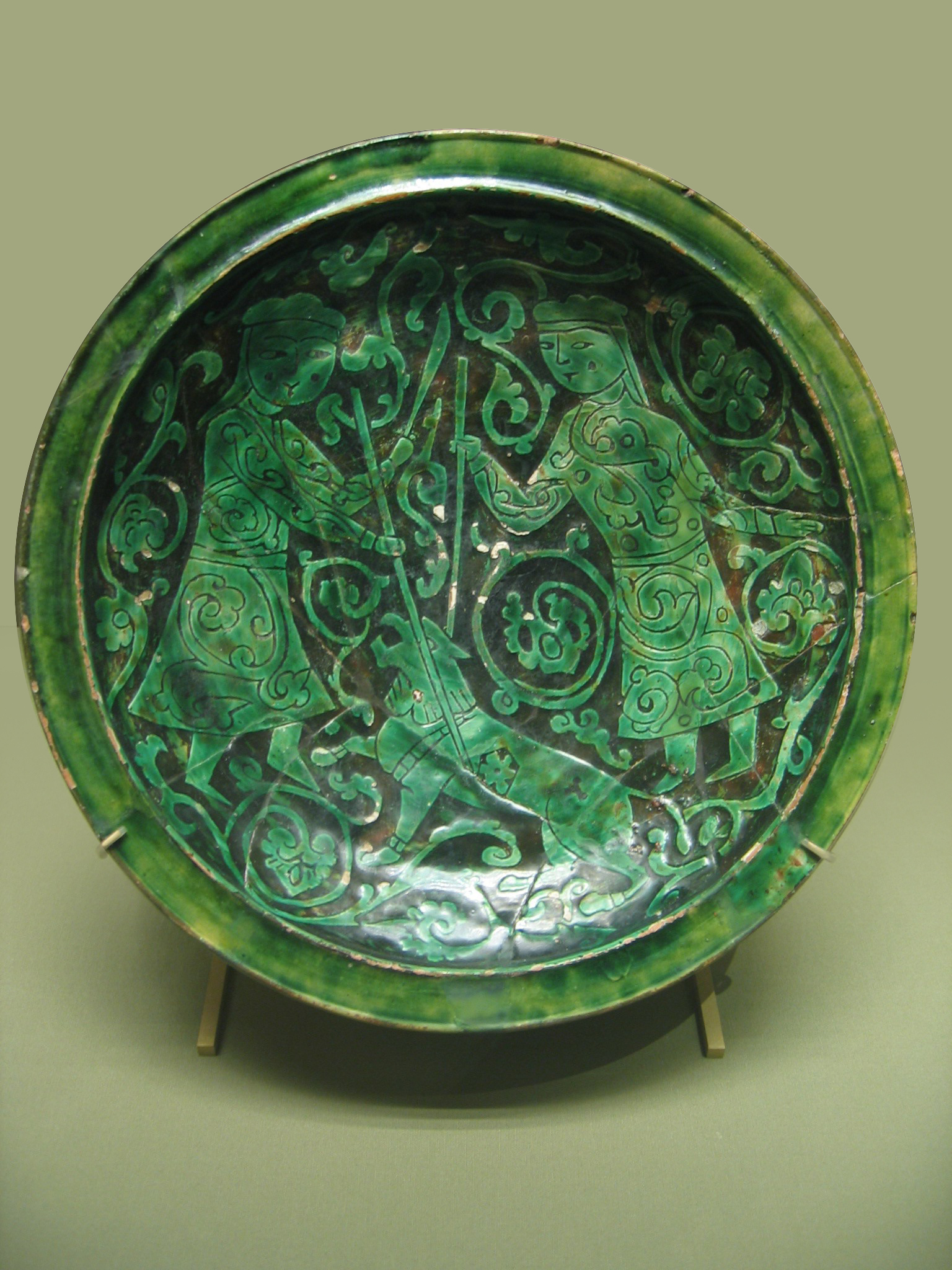
Coupe aux chasseurs, art des Saljukides d'Iran
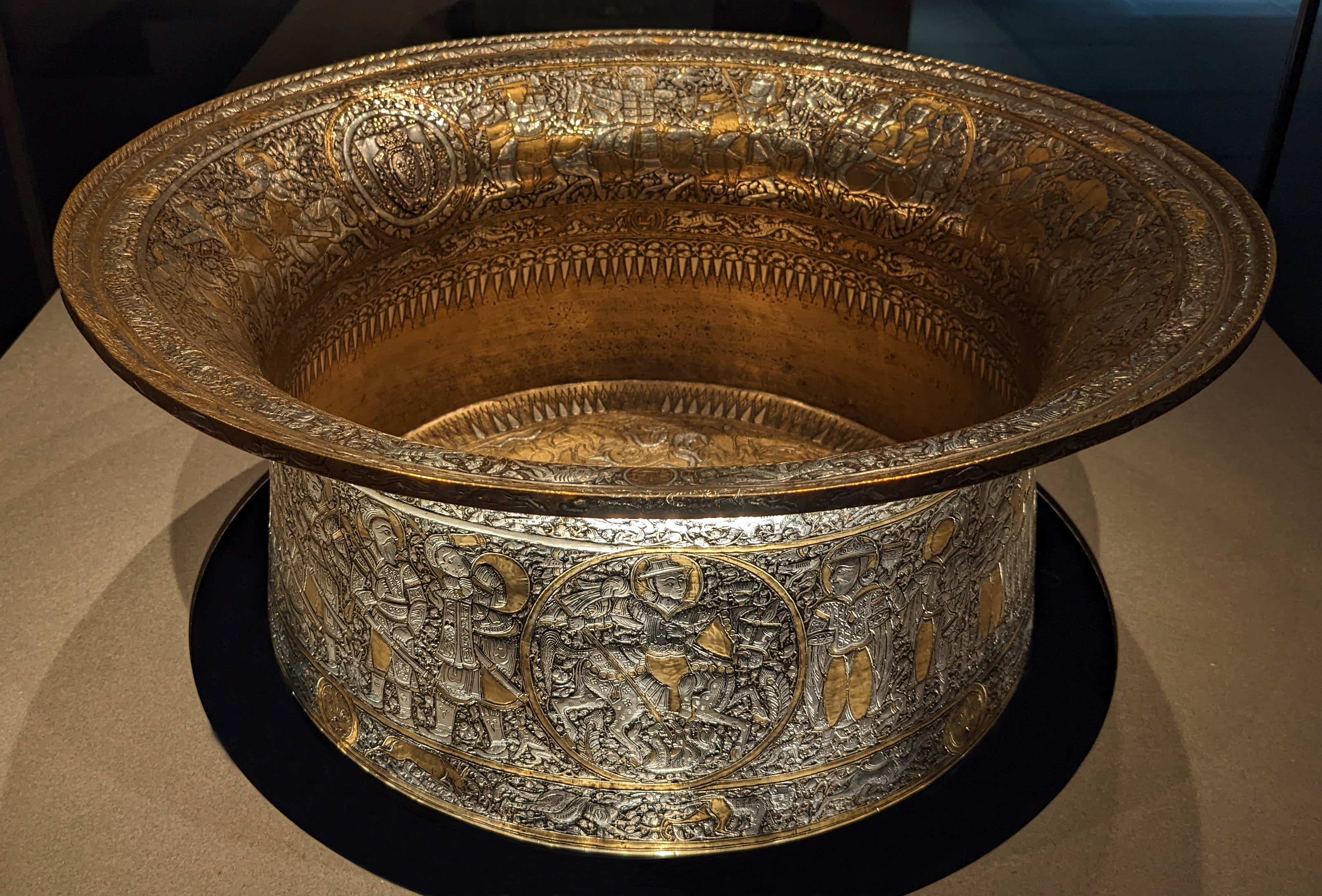
Baptistère de Saint Louis, art mamelouk

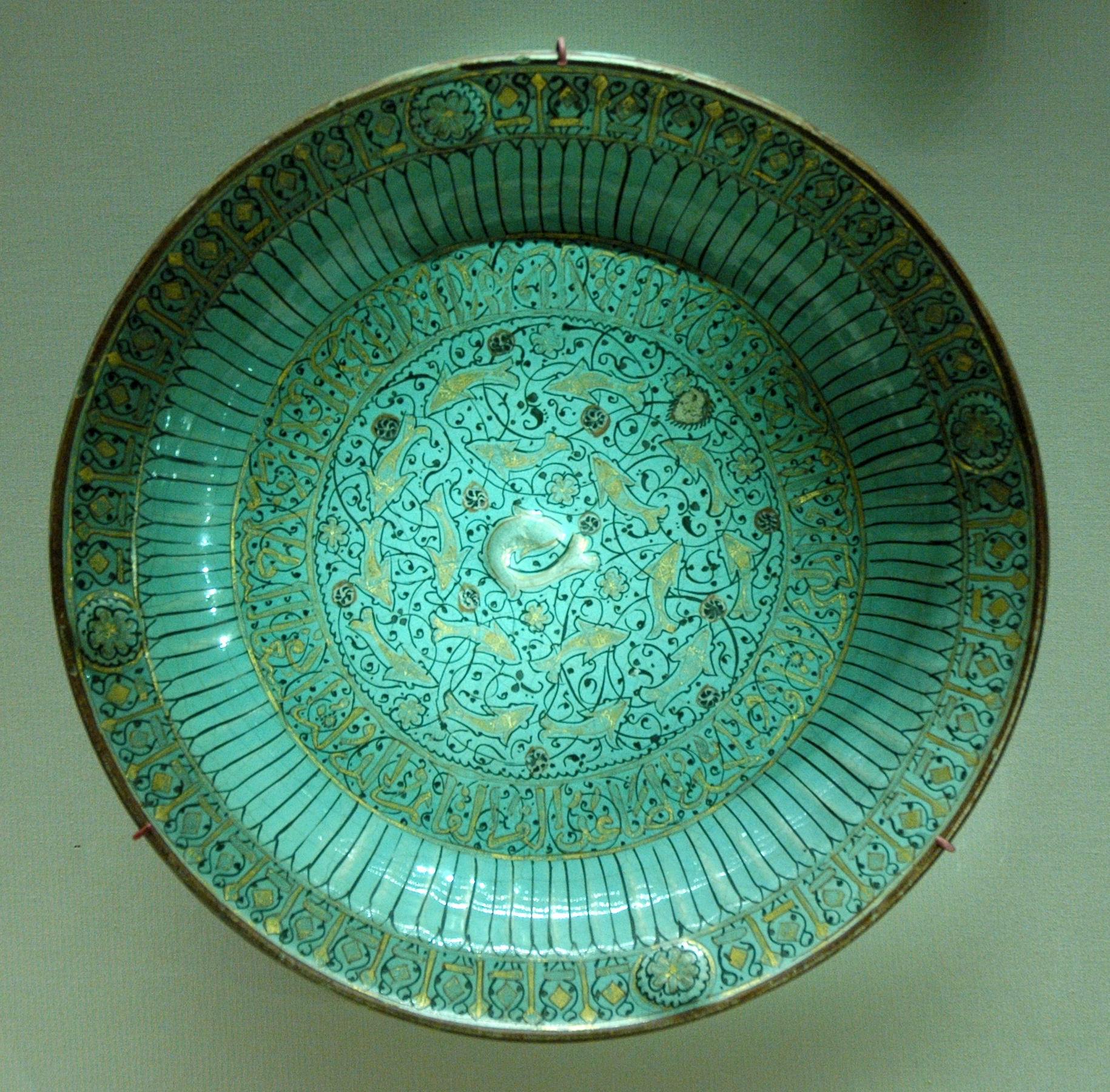
Plat à la ronde de poissons, art de l'Iran mongol
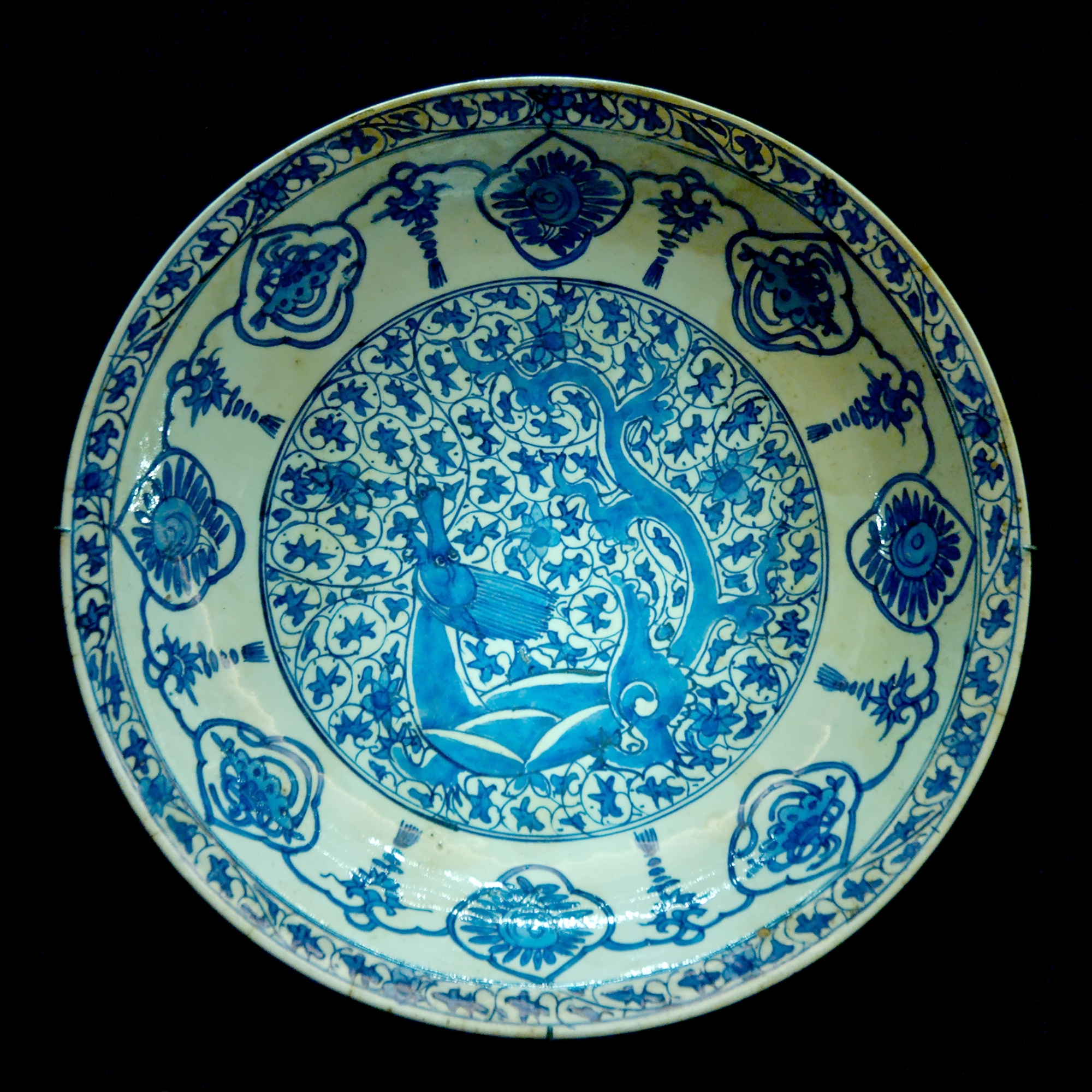
Plat au dragon, art safavide
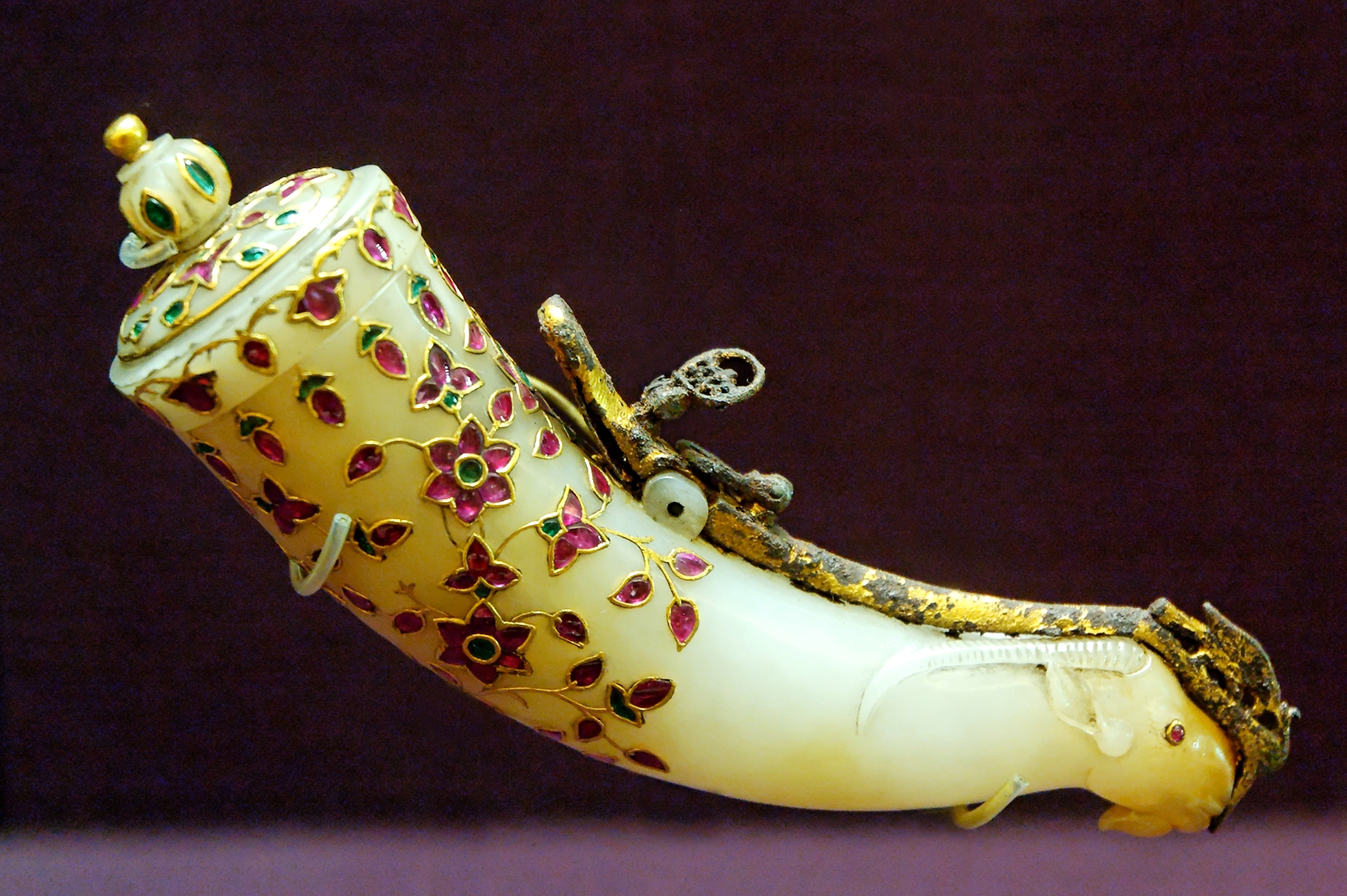
Cornet à poudre en jade, art moghol
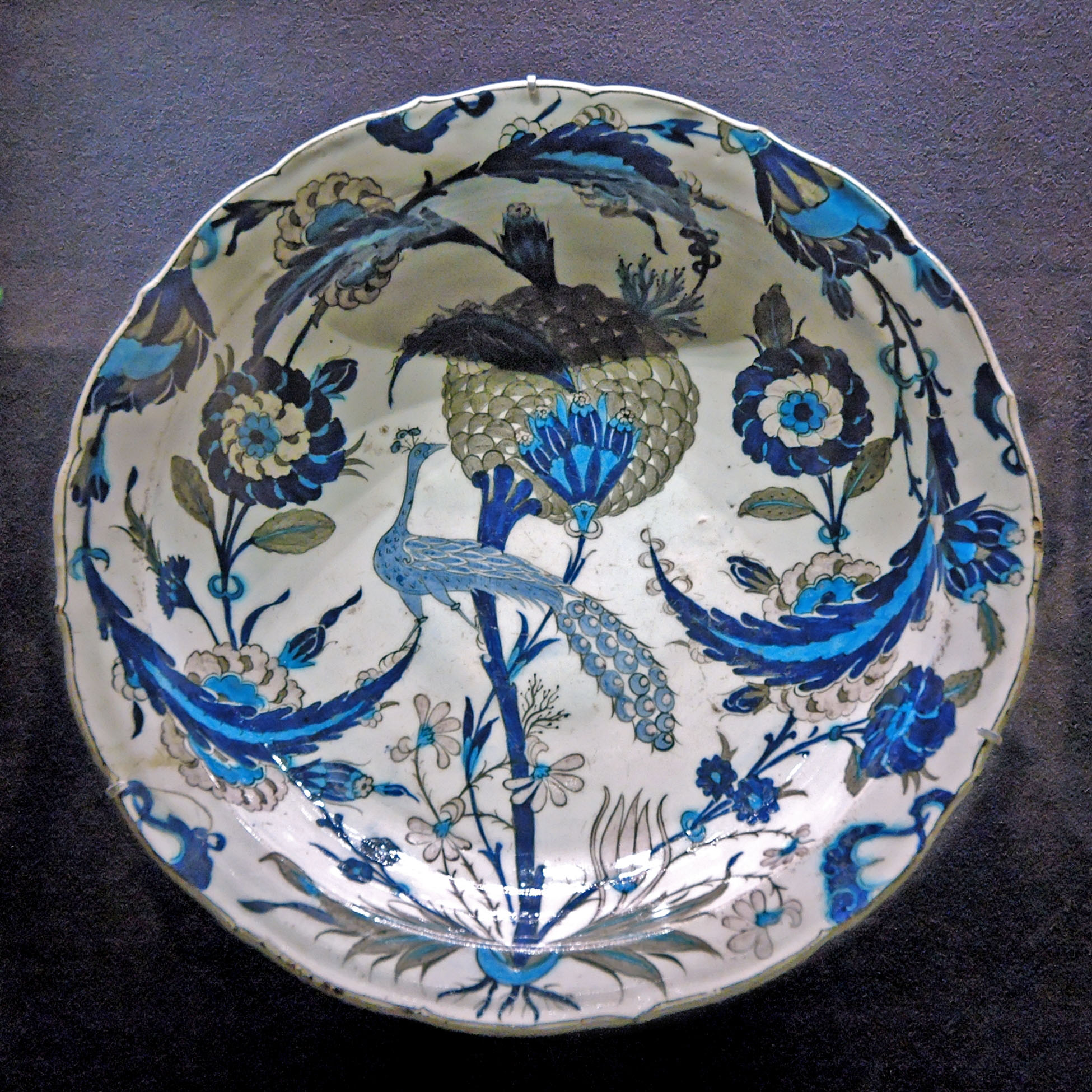
Plat au paon, art ottoman

### Antiquités égyptiennes

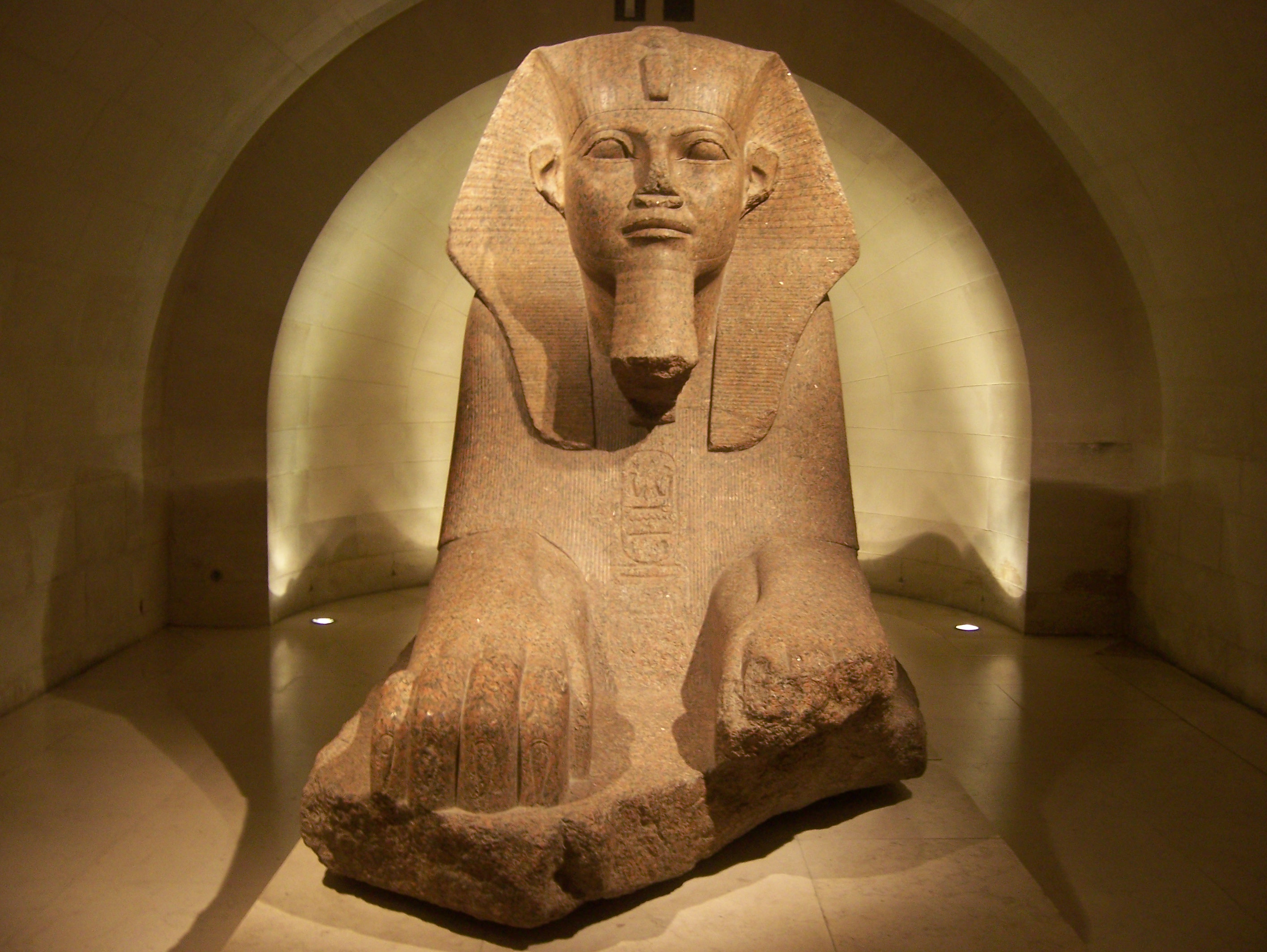
Grand sphinx de Tanis

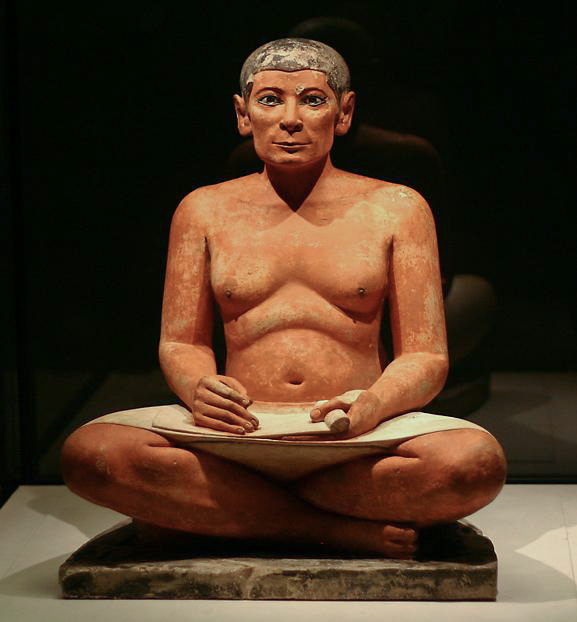
Le Scribe accroupi
ou

Le département des Antiquités égyptiennes fut créé le 15 mai 1826 par ordonnance royale de Charles X. Il fit de Jean-François Champollion, qui venait d'acquérir la collection du consul britannique Salt (4 000 pièces), le conservateur de ce qu'on appelait alors le musée égyptien. Celui-ci fut installé dans l'aile sud de la Cour carrée et aménagé avec l'aide de l'architecte Fontaine. Les peintures des plafonds sont dues à François Édouard Picot (L'Étude et le Génie des arts dévoilant l'Égypte à la Grèce) et Abel de Pujol (L'Égypte sauvée par Joseph).
La collection a été considérablement agrandie par Mariette, avec plus de 6 000 objets rapportés des fouilles du Sérapéum de Memphis. Les autres objets viennent de fouilles opérées par l'Institut français d'archéologie orientale, d'un fonds provenant du musée Guimet (1948) et de divers achats.
Actuellement, les Antiquités égyptiennes sont réparties sur trois étages : à l'entresol, l'Égypte romaine et l'Égypte copte ; au rez-de-chaussée et au premier étage, l'Égypte pharaonique.
Parmi les plus célèbres pièces exposées, on trouve pour l'époque de Nagada le couteau de Gebel el-Arak ainsi que la palette de la chasse. La pièce majeure illustrant l'art de l'époque thinite est la stèle du Roi Serpent. L'art de l'Ancien Empire compte des pièces maîtresses telles que les trois statues de Sépa et sa femme Nesa datant de la IIIe dynastie, Le Scribe accroupi, datant probablement de la IVe dynastie, tout comme la statuette en calcaire peint représentant Raherka et sa femme Merseankh. La chapelle du mastaba d'Akhethétep, démontée de son site originel à Saqqarah et remontée dans l'une des salles du rez-de-chaussée, est un exemple d'architecture funéraire datant de la Ve dynastie.
Pour le Moyen Empire, on trouve la grande statue en bois représentant le chancelier Nakhti ainsi que son sarcophage, une très belle porteuse d'offrandes en bois stuqué et peint, un grand linteau de porte en calcaire sculpté en relief dans le creux et provenant du temple de Montou à Médamoud, le sphinx d'Amenemhat II (œuvres datant toutes de la XIIe dynastie).
Pour le Nouvel Empire, on remarque le buste d'Akhenaton datant de la XVIIIe dynastie ainsi que la statuette polychrome le représentant avec sa femme Néfertiti, œuvres illustrant les particularités de l'art amarnien ; on trouve également plusieurs œuvres majeures des XIXe et XXe dynasties (qui sont celles des Ramessides) avec notamment le relief peint représentant Hathor accueillant Séthi Ier et provenant de la tombe du pharaon dans la vallée des Rois, la bague aux chevaux et la cuve du sarcophage de Ramsès III. De la Basse époque et de l'époque ptolémaïque, le musée expose notamment le pendentif au nom d'Osorkon II, chef-d'œuvre de l'orfèvrerie antique, la statuette de Taharqa et du dieu Hémen (bronze, grauwacke et or), la statuette en bronze avec incrustations représentant la divine adoratrice d'Amon Karomama, une statue en bronze d'Horus, le célèbre zodiaque de Dendérah ainsi que plusieurs portraits du Fayoum d'époque romaine.

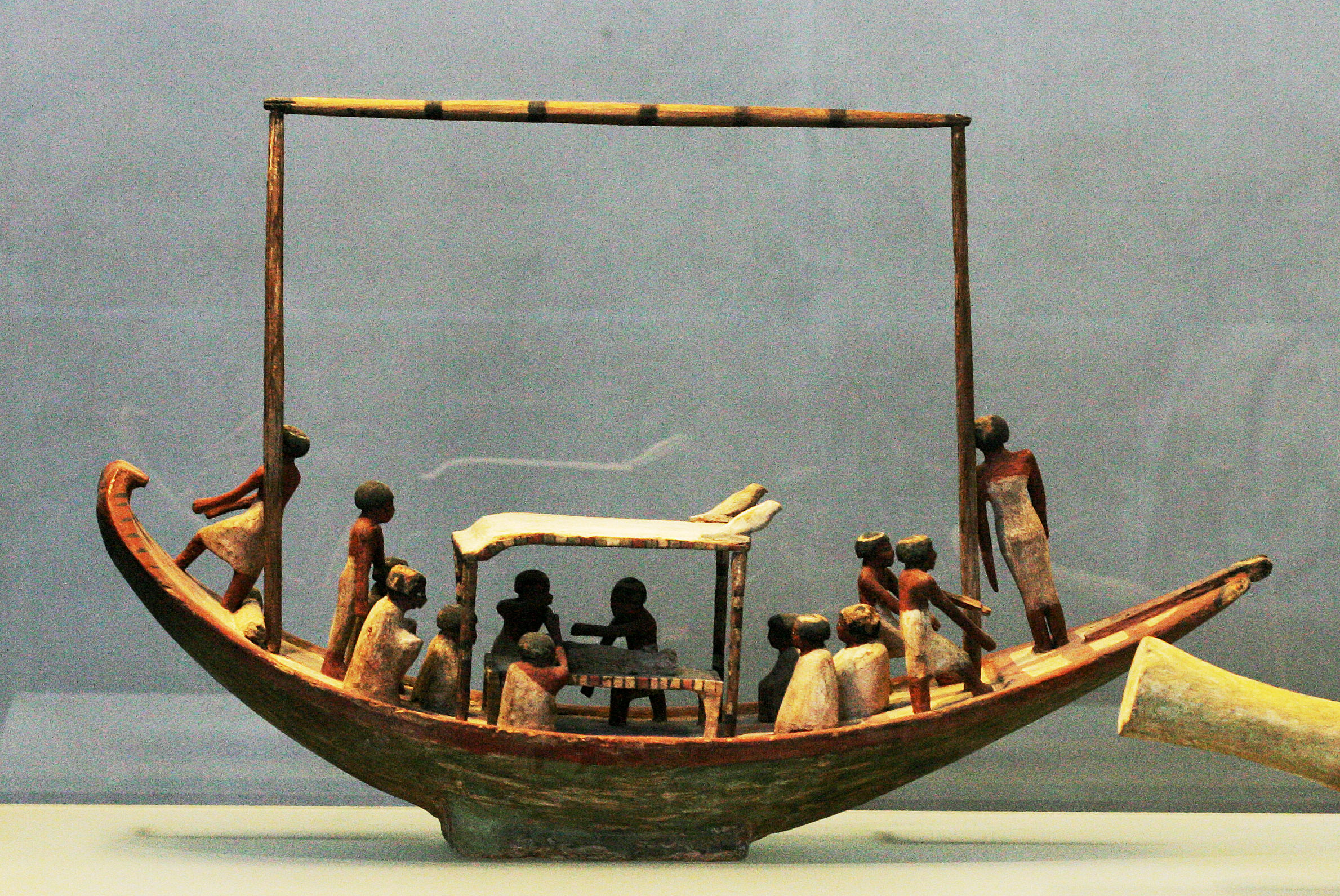
Modèle de bateau, Moyen Empire
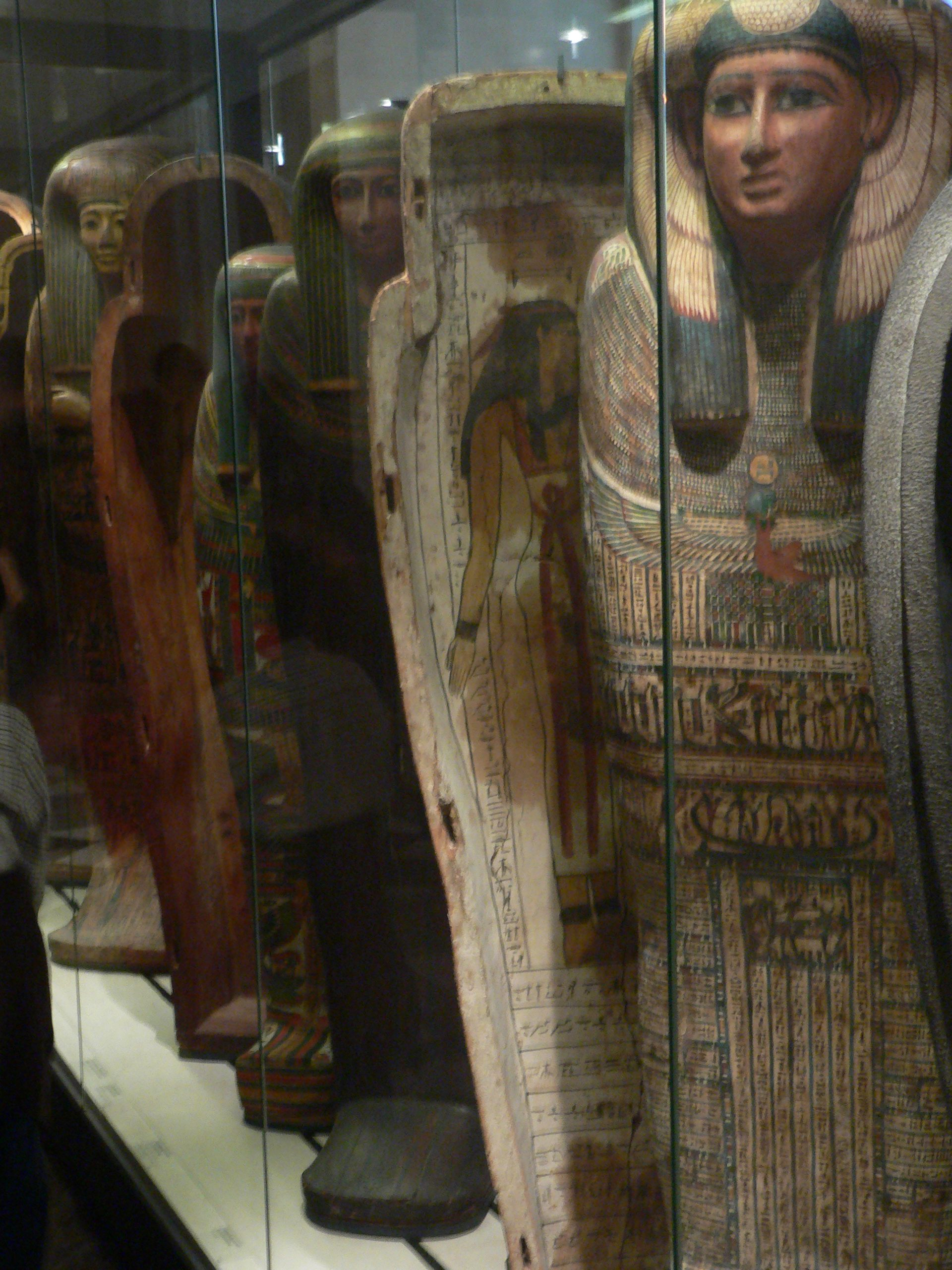
Sarcophages
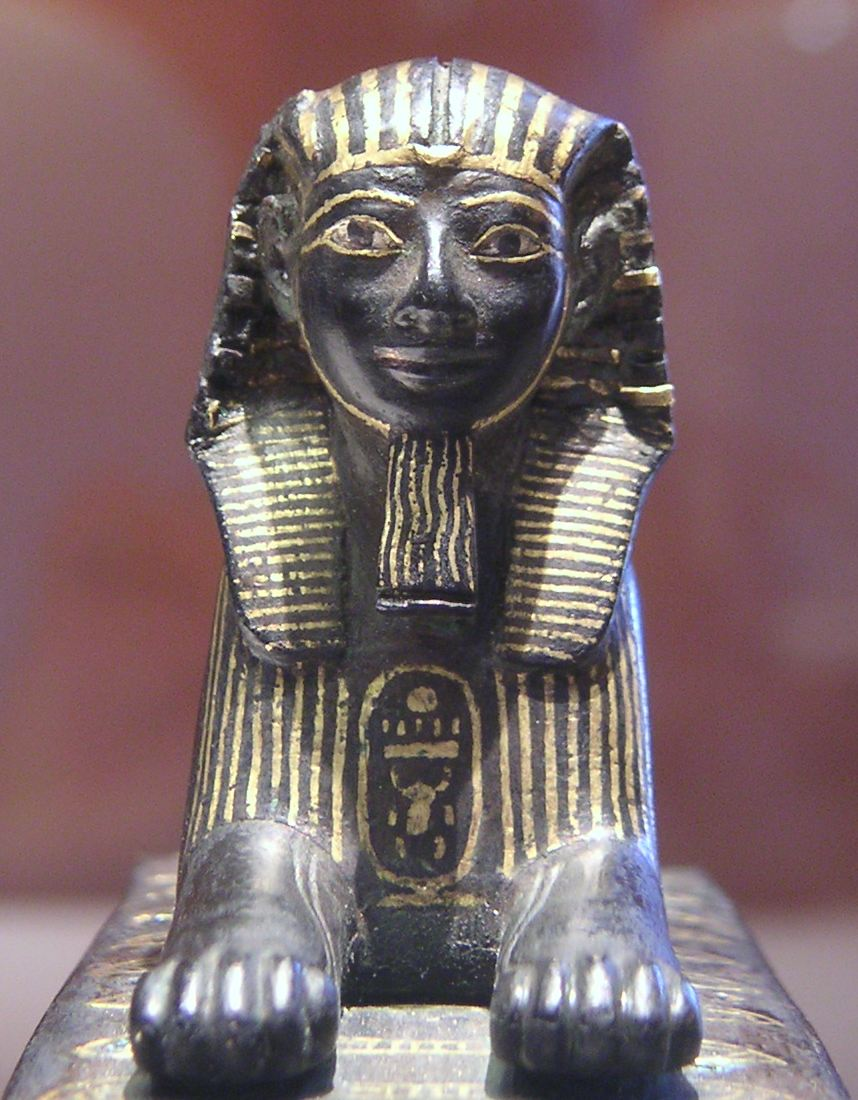
Figurine du pharaon Thoutmôsis III, XVIIIe dynastie
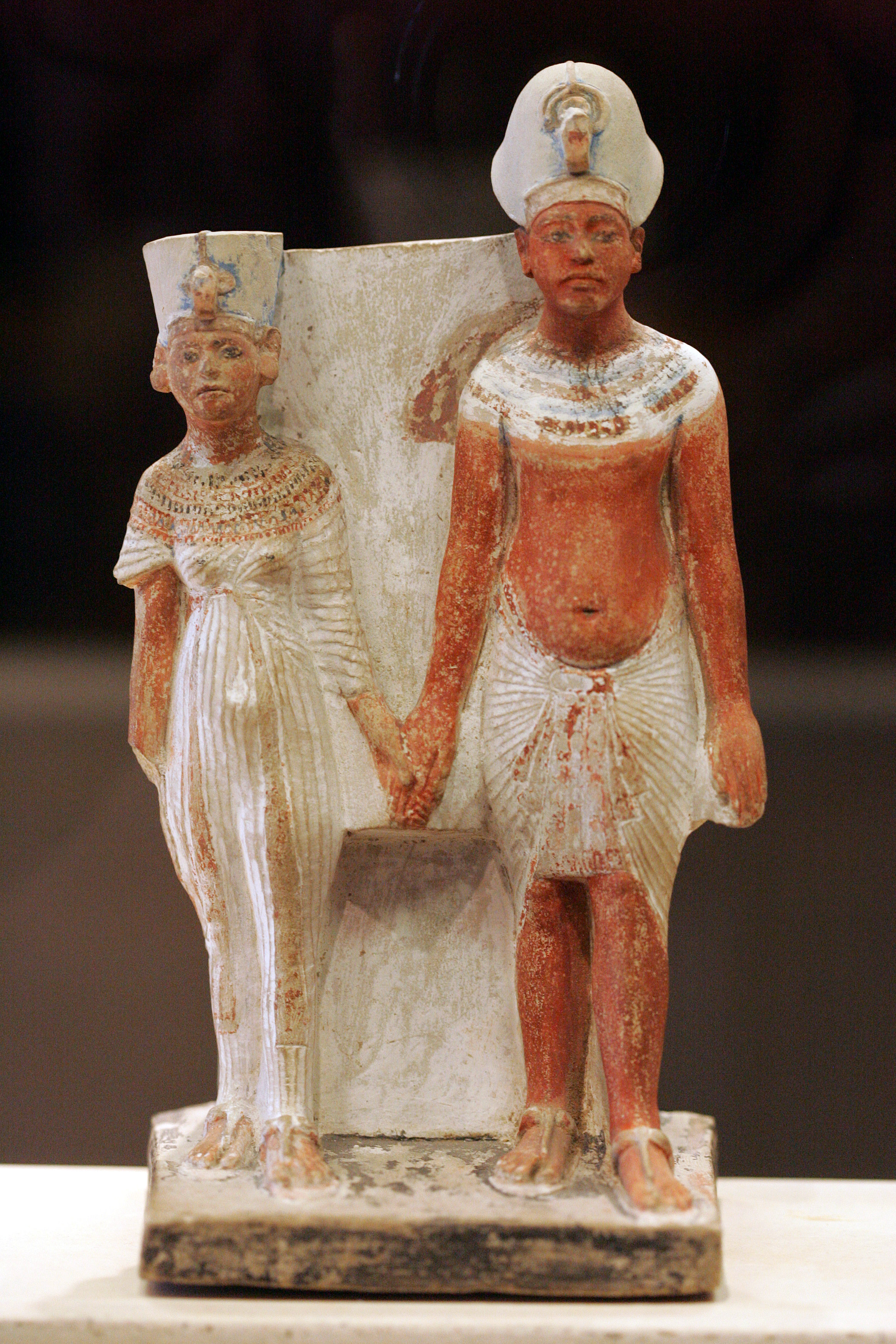
Figurine d'Akhenaton et Néfertiti
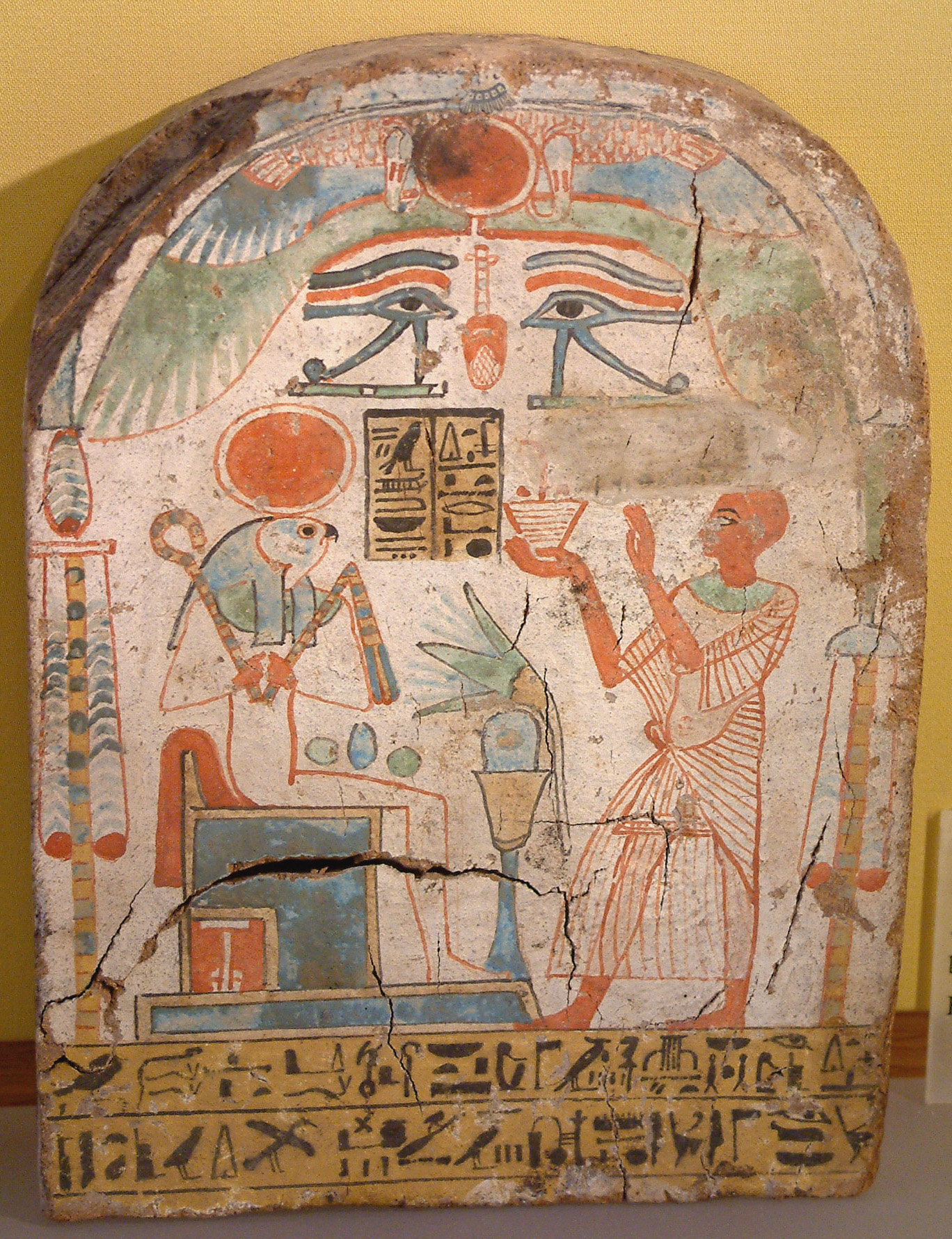
Stèle, offrande à Rê-Horakhty-Atoum, XXIIe dynastie
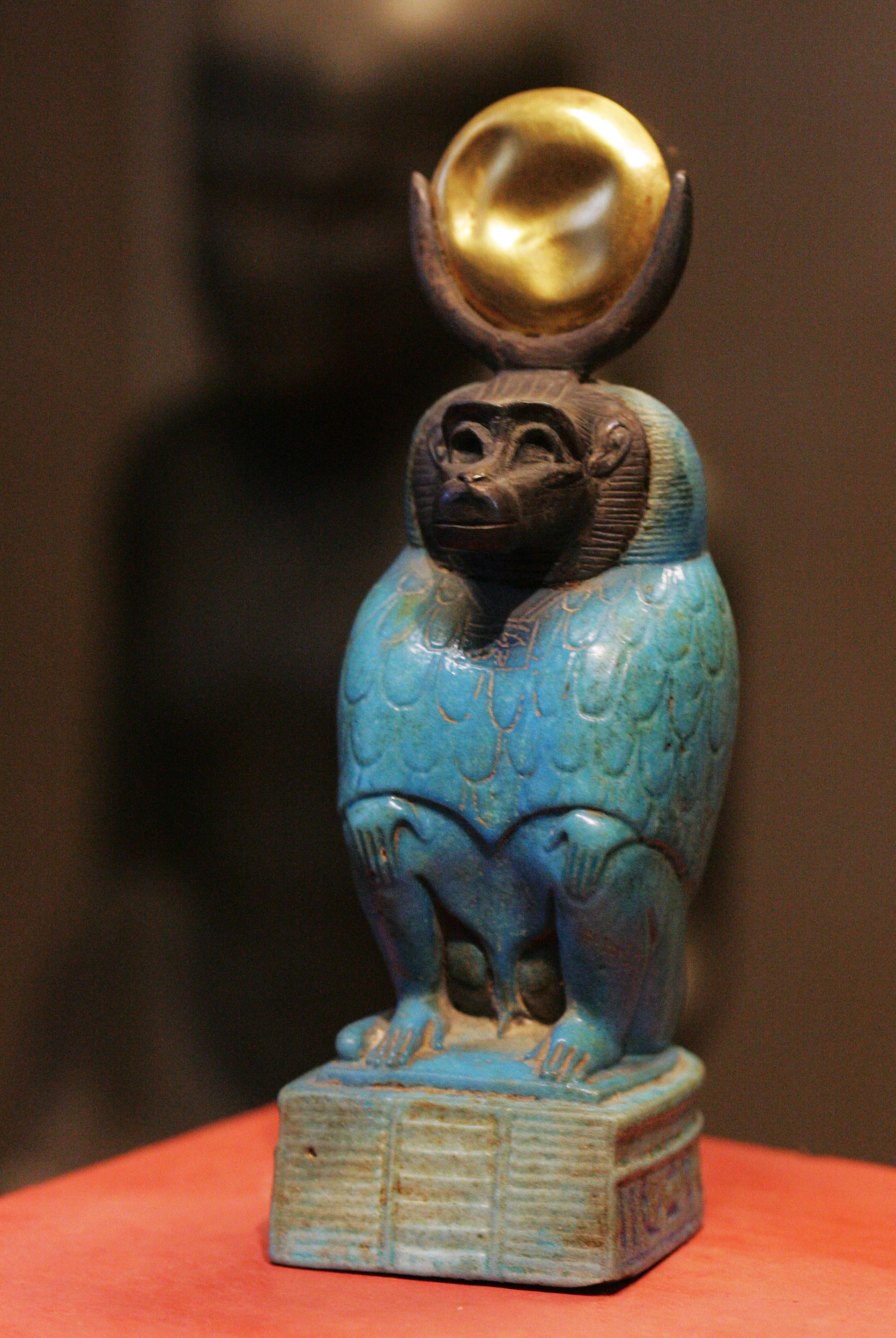
Thot sous forme de babouin, époque ptolémaïque
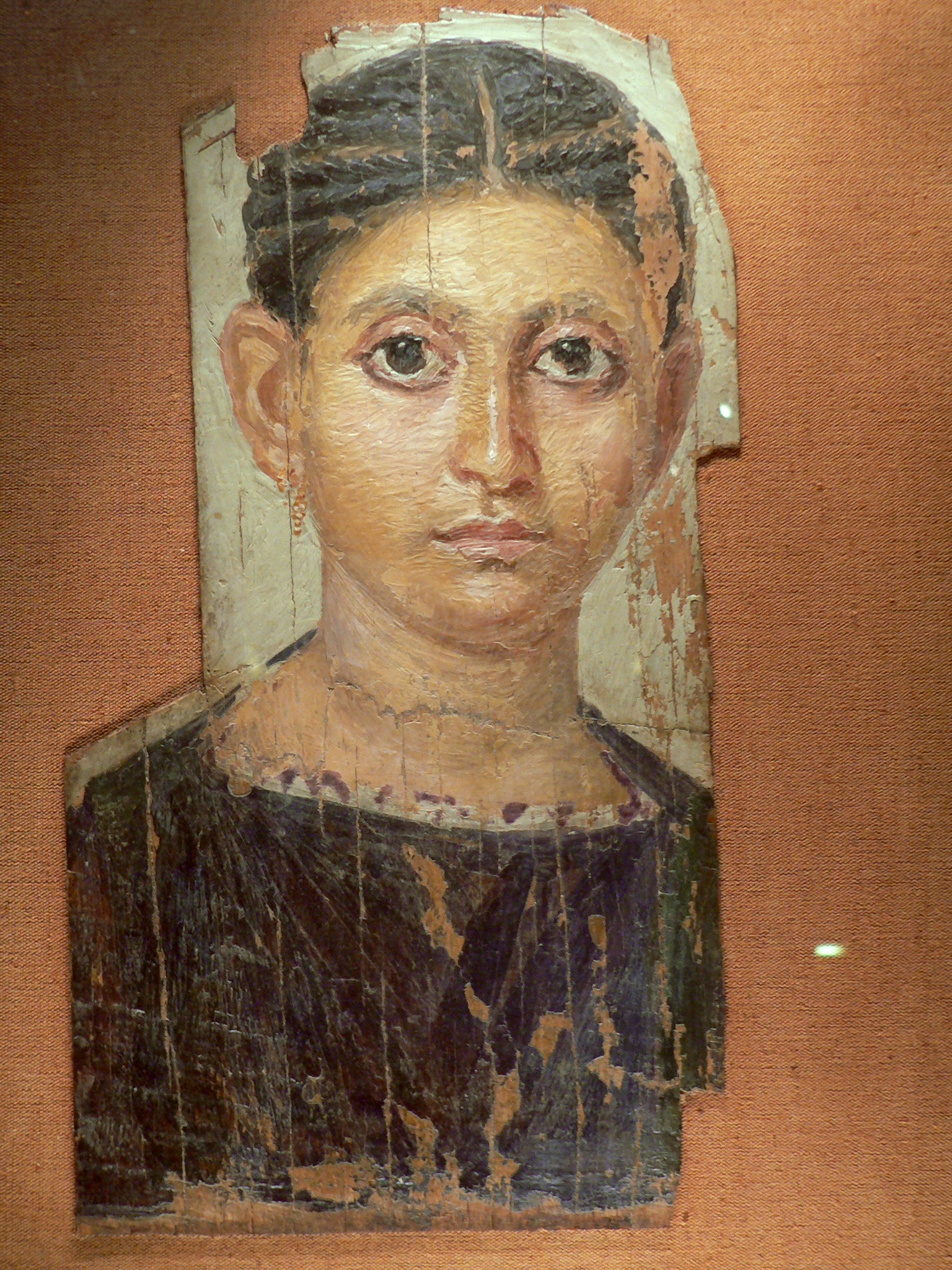
Portrait du Fayoum, Égypte romaine

Le Louvre peut également être à l'origine de prêts importants lors de partenariats avec d'autres musées, comme en 2018 lors de l'exposition Servir les dieux d'Égypte au Musée de Grenoble où deux cents pièces égyptiennes du Louvre portant sur la Troisième Période intermédiaire sont exposées sur un total de 273, durant les trois mois de cette exposition.

### Antiquités grecques, étrusques et romaines
Le département se répartit sur trois étages : à l'entresol la Grèce préclassique ; au rez-de-chaussée la Grèce classique et hellénistique, ainsi que les antiquités romaines ; au premier étage, auquel on peut accéder par l'escalier Daru où trône la Victoire de Samothrace, les collections étrusques (salles 660, 662, 663), les céramiques grecques exposées dans la Galerie Campana, les figurines en terres cuites, les bronzes et les objets précieux.
Le 7 juillet 2010, après d’importants travaux de réaménagement, le musée du Louvre ouvre au public les nouvelles salles consacrées à l’art grec classique et hellénistique (-450/-430). À la suite de ces travaux, la Vénus de Milo, l'une des œuvres les plus connues du musée, est au rez-de-chaussée de l’angle sud-ouest de la Cour carrée (aile Sully).
Parmi les œuvres les plus célèbres exposées dans le département on retrouve, pour la Grèce, la Dame d'Auxerre, le cavalier Rampin, le dinos du Peintre de la Gorgone, les métopes du temple de Zeus à Olympie, la Vénus de Milo, la Victoire de Samothrace, de nombreuses copies romaines d'après des originaux grecs perdus, comme l’Apollon sauroctone de Praxitèle, la Vénus d'Arles, l’Arès Borghèse, la Diane chasseresse dite Diane de Versailles ou encore le Gladiateur Borghèse. En céramique, on retrouve notamment d'importants vases signés par les peintres Exékias et Euphronios. Pour l'art étrusque, les pièces majeures sont la fibule en or et les canopes de Chiusi, le sarcophage des Époux de Cerveteri et les pinakès peints dits « plaques Campana ». Pour l'art romain, on retrouve la base du groupe statuaire de Domitius Ahenobarbus, l’Apollon de Piombino, le Vase Borghese, la statue funéraire de Marcellus en Hermès, le portrait d'Agrippa du type de Gabies, de nombreux portraits d'empereurs, notamment d'Auguste, Trajan, Hadrien et Septime Sévère, le sarcophage de Thessalonique ainsi que le trésor de Boscoreale.

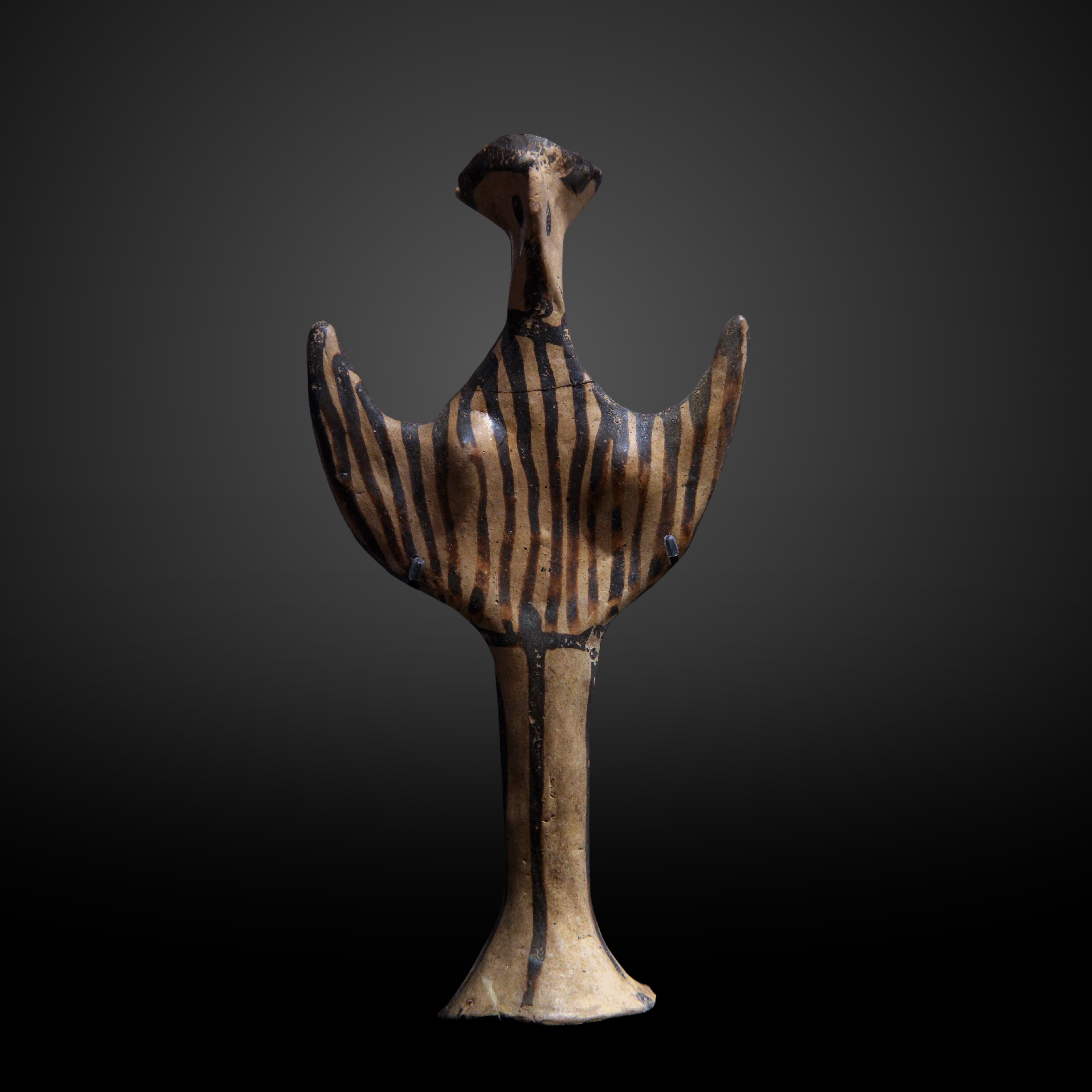
Figurine en psi, époque mycénienne
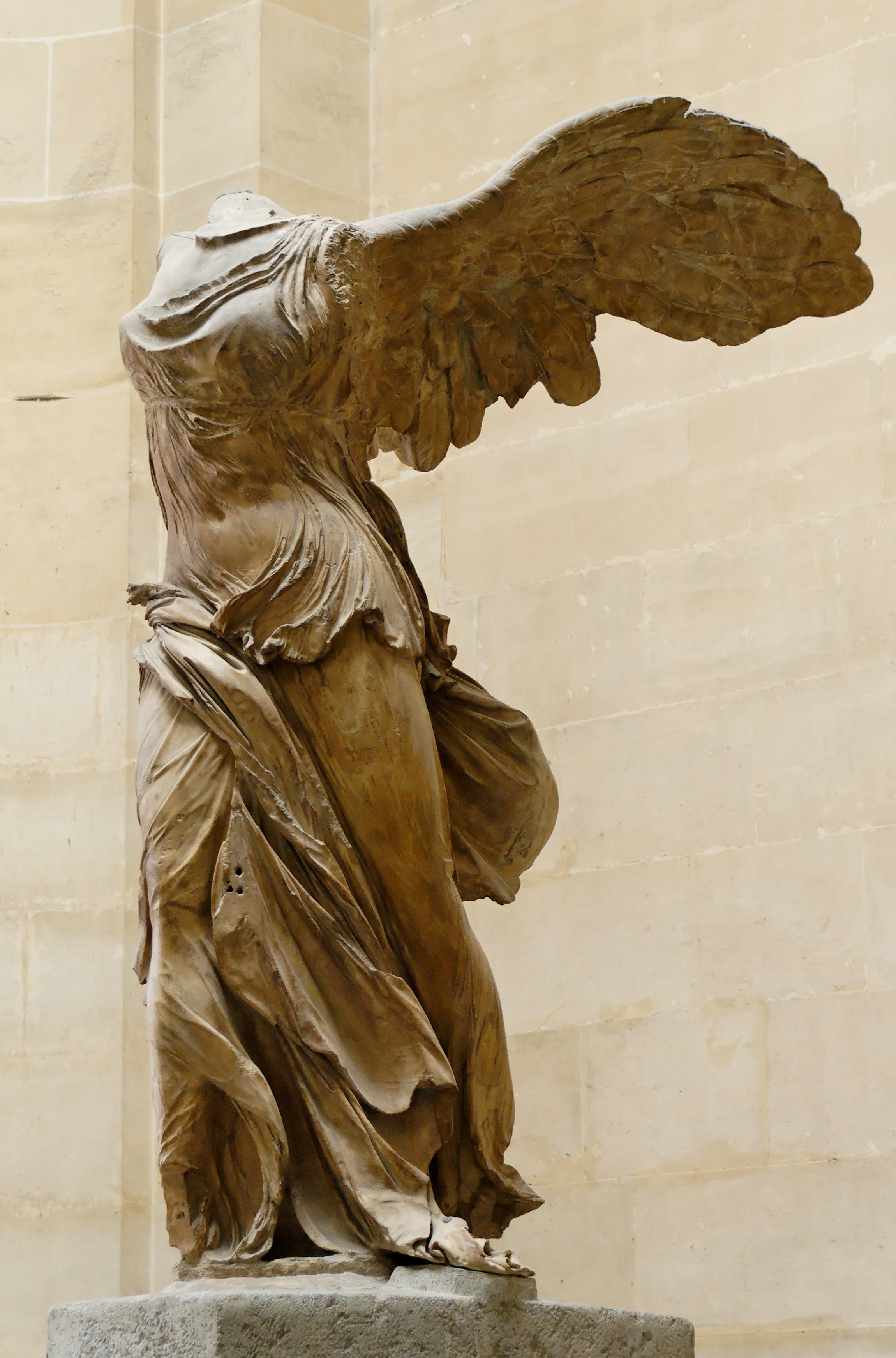
Victoire de Samothrace, époque hellénistique
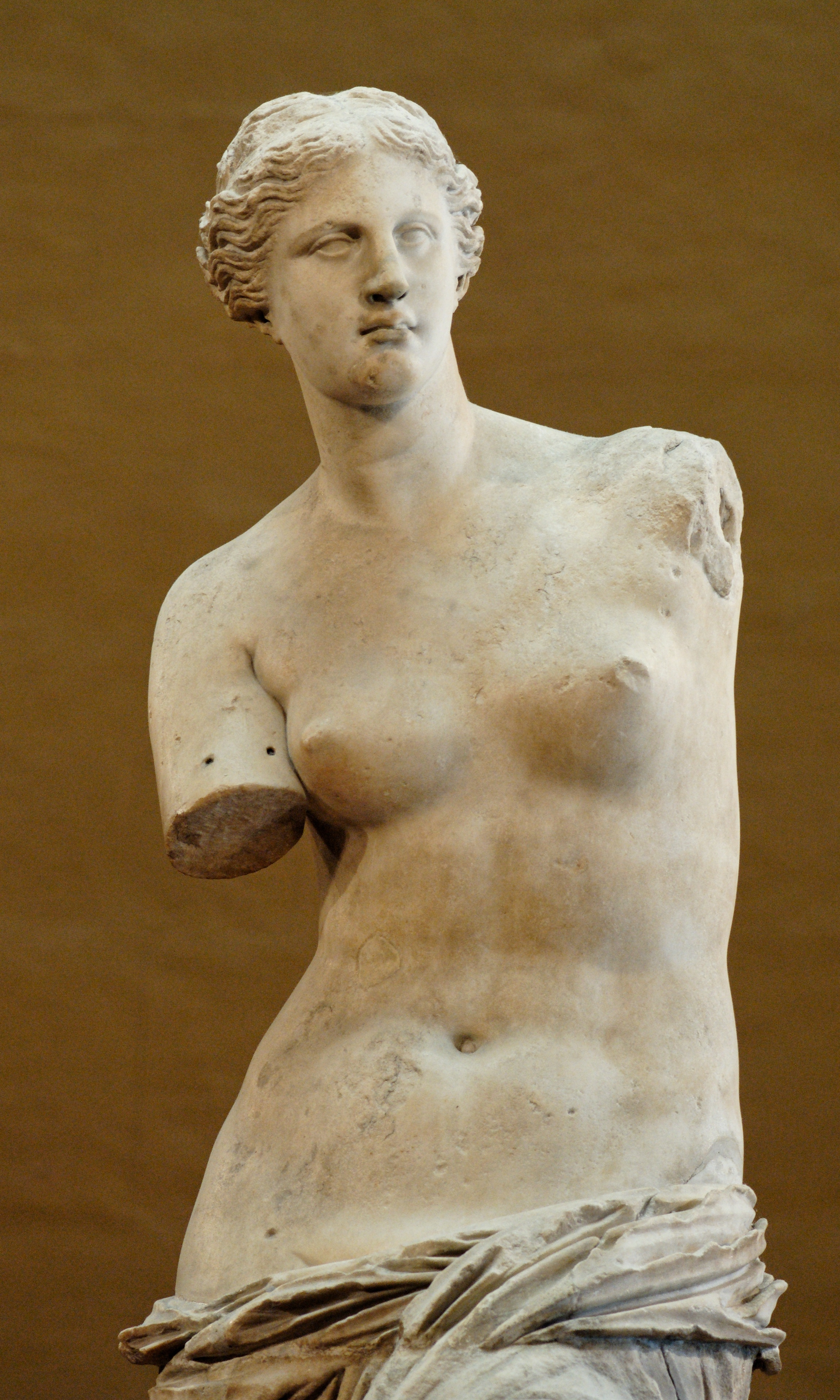
La Vénus de Milo
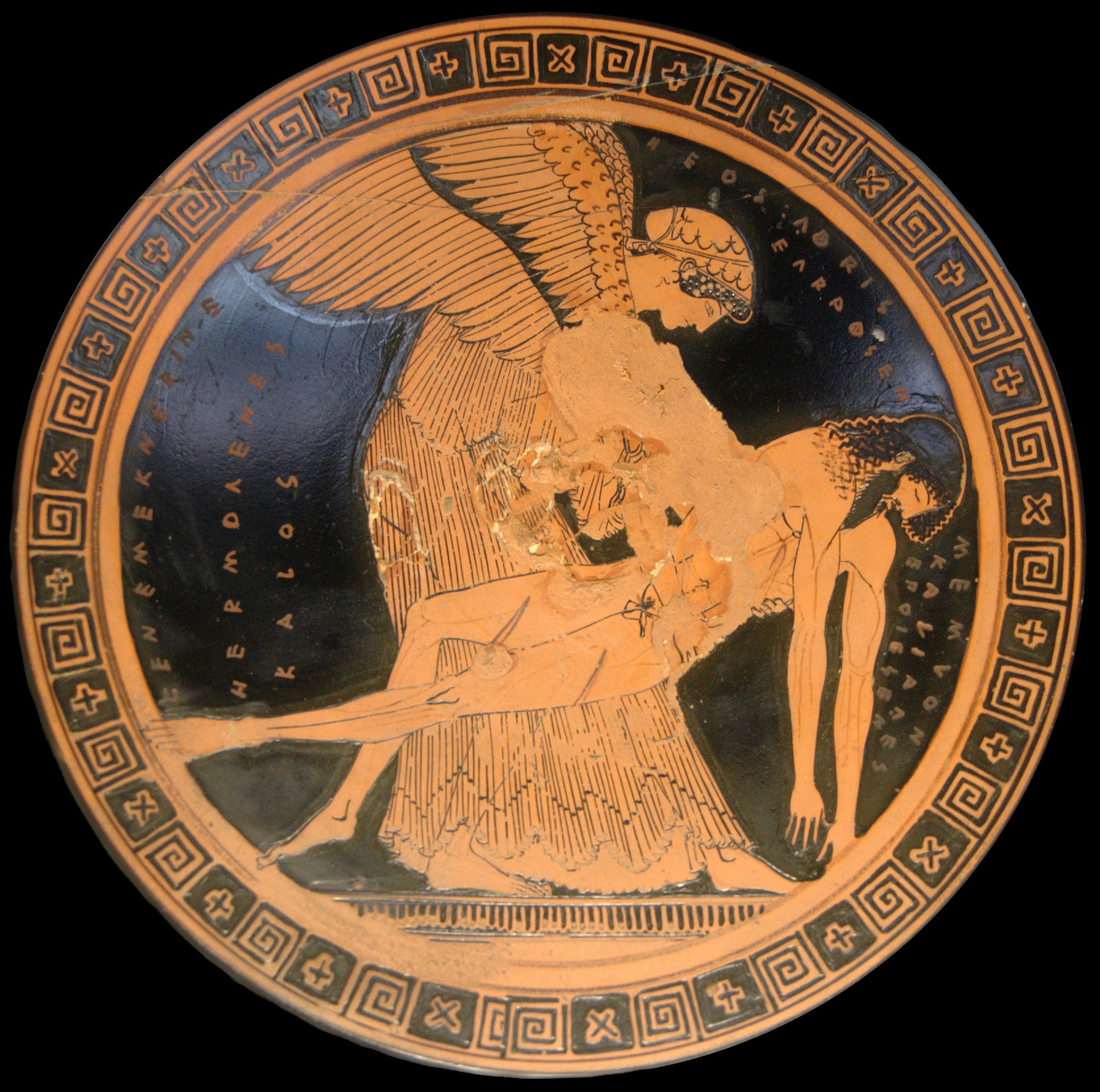
La « pièta » de Memnon Douris
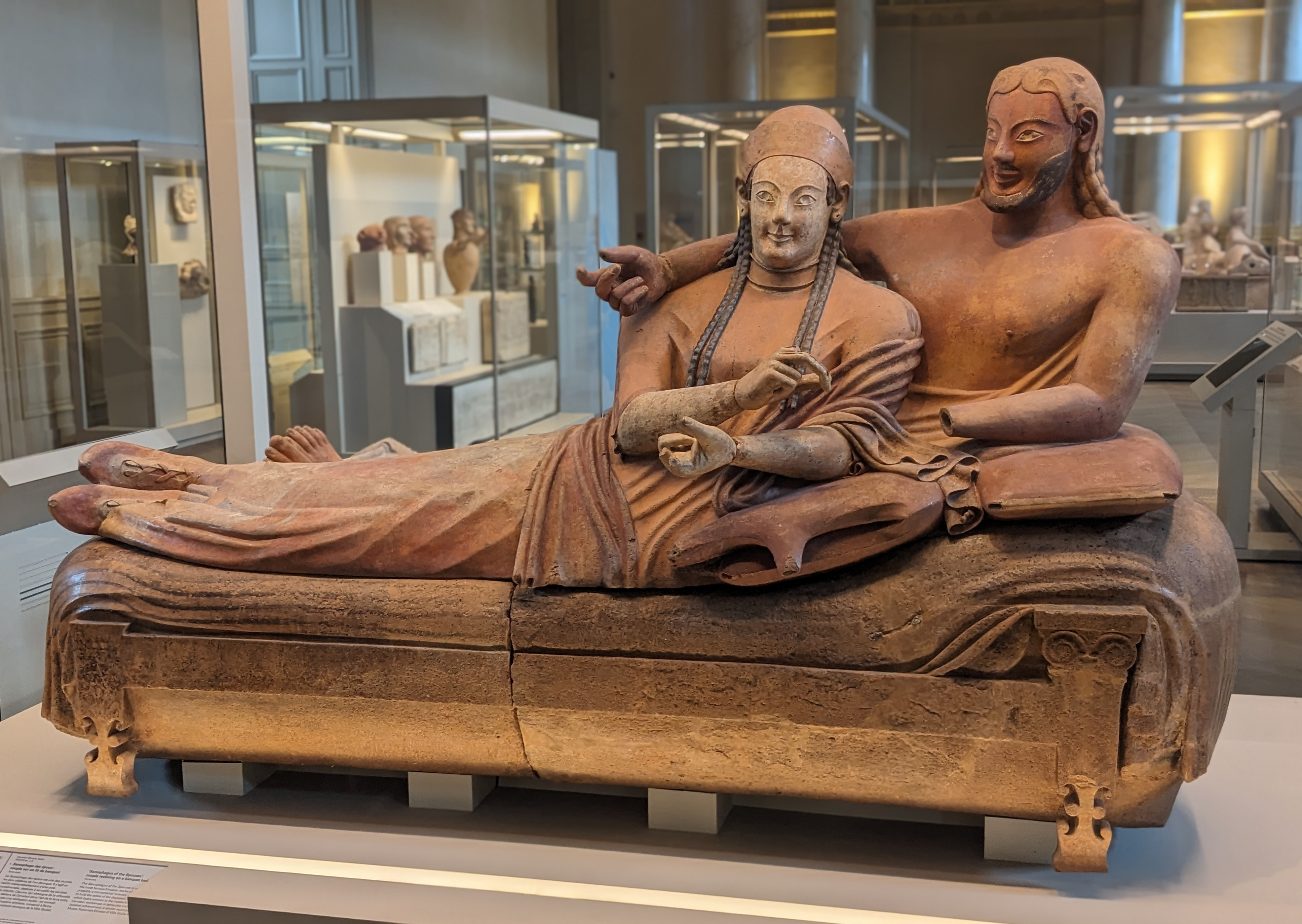
Le Sarcophage des Époux, urne funéraire étrusque
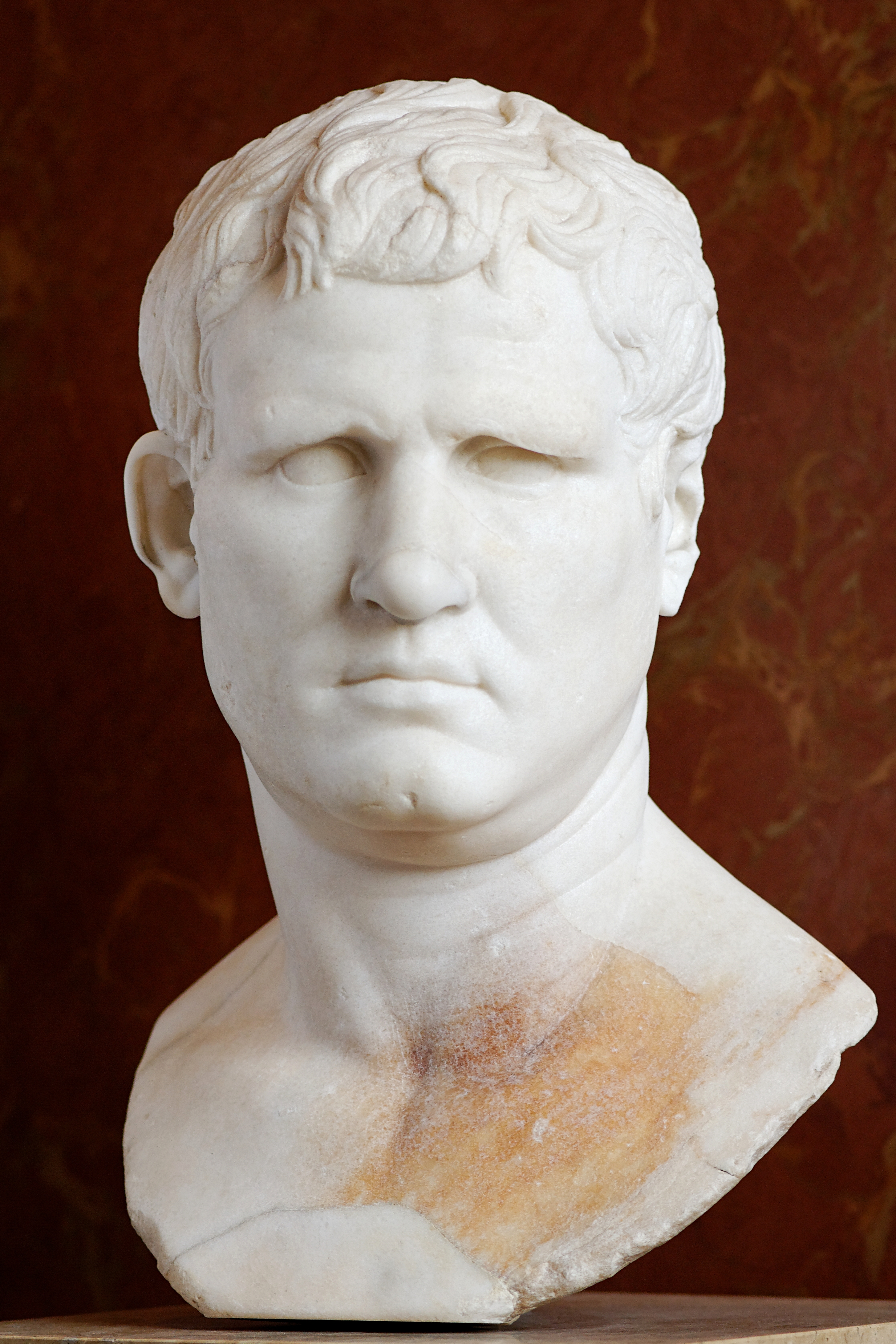
Portrait de M. Vipsanius Agrippa du type de Gabies
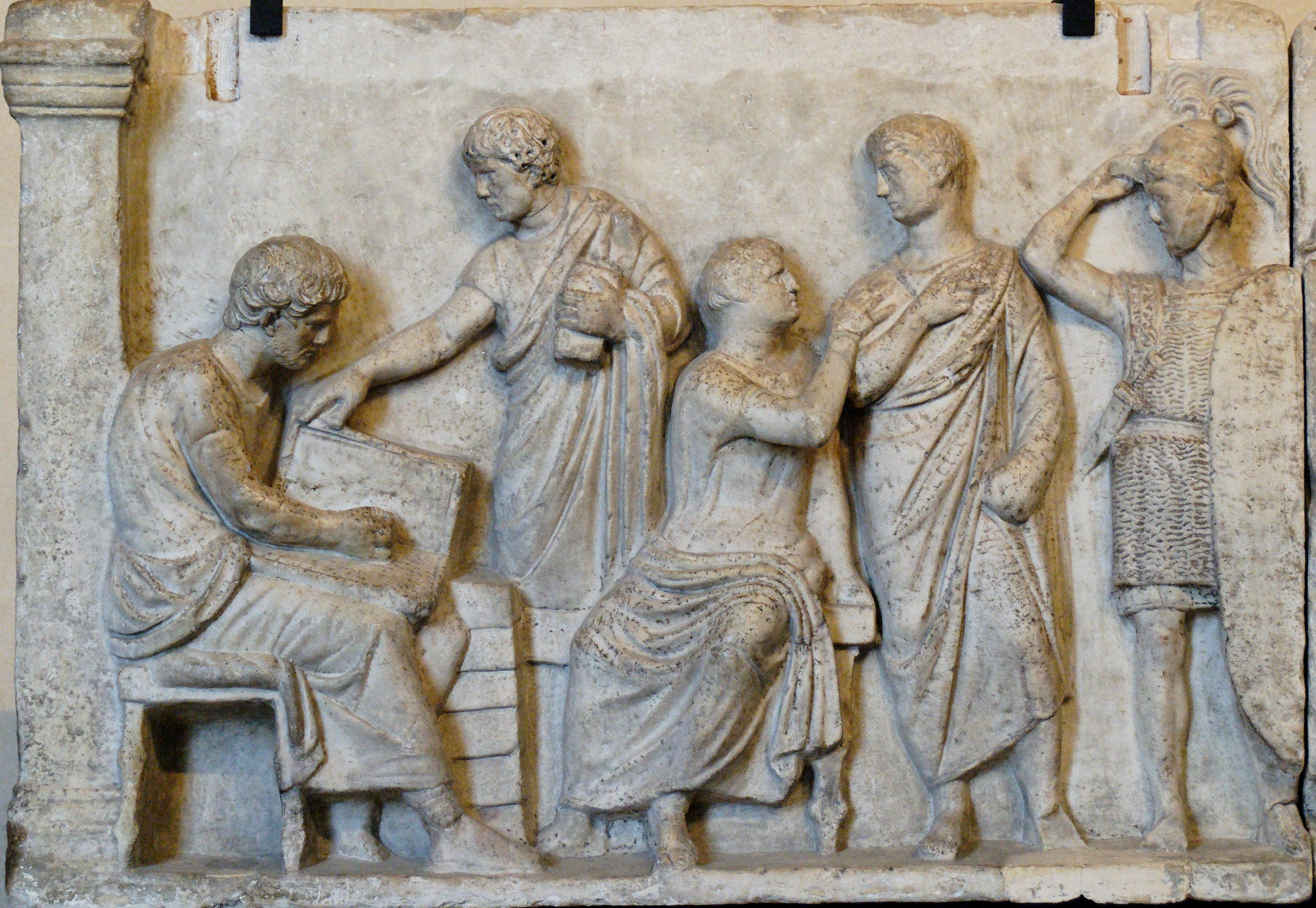
Scène du sarcophage de Domitius Ahenobarbus, IIe siècle av. J.-C.
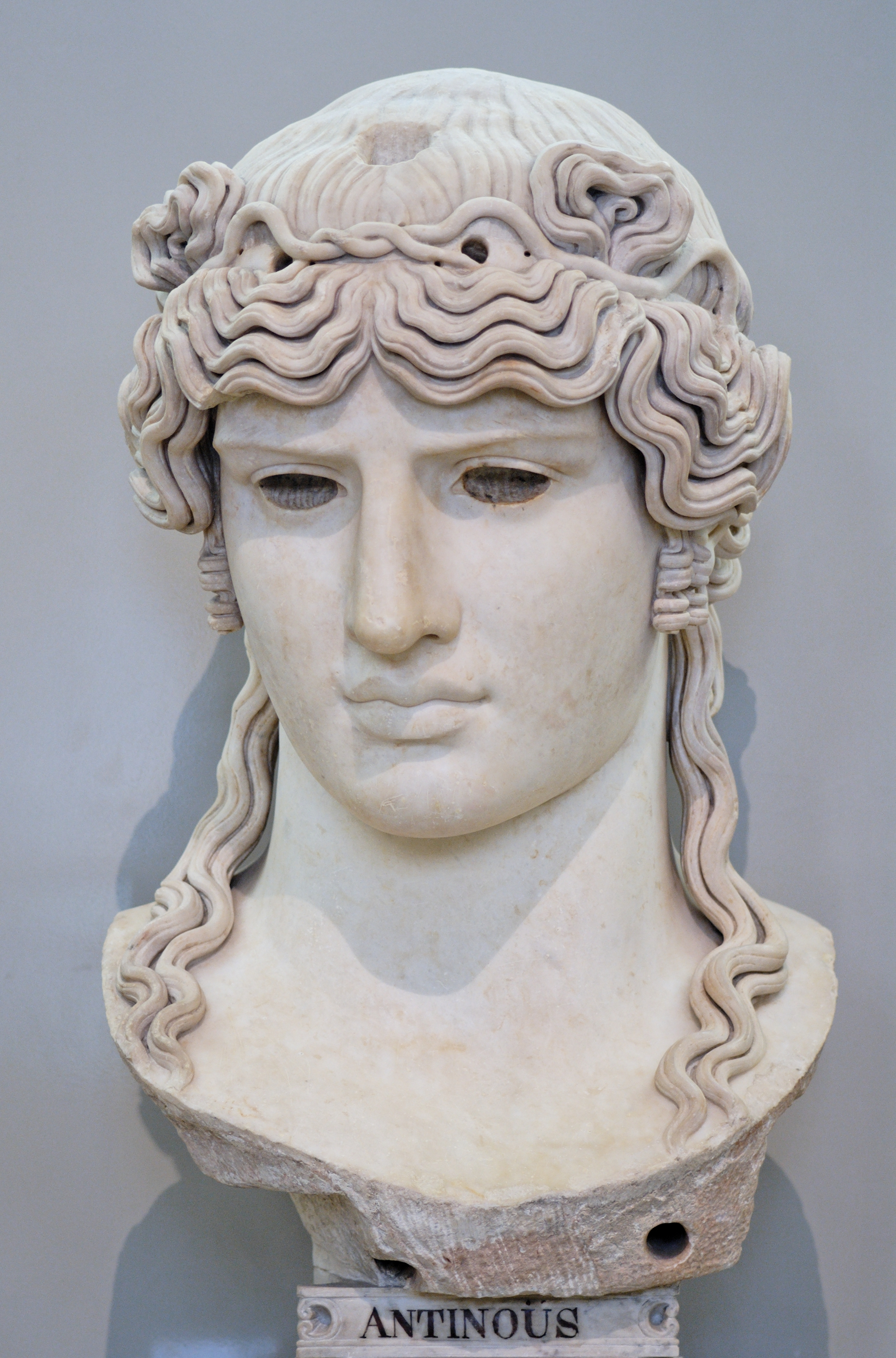
Antinoüs, Mondragone

### Sculptures
À ses débuts, le musée n'exposait que des sculptures antiques, les seules exceptions étant les deux statues d'esclaves de Michel-Ange. Il faut attendre 1824 pour que soit ouverte la galerie d'Angoulême, avec cinq salles consacrées aux œuvres allant de la Renaissance au XVIIIe siècle. À partir de 1850, on y ajoute la sculpture médiévale, mais ce n'est qu'en 1893 que le département des Sculptures devient autonome et cesse d'être rattaché à celui des Antiquités.
Parmi les modifications récentes, on notera le regroupement de toutes les statues créées pour le parc du château de Marly, en particulier les grandes statues équestres dues à Antoine Coysevox et à Guillaume Coustou.
La sculpture française, répartie sur de nombreuses salles autour de deux cours couvertes, est située dans l'aile Richelieu tandis que la sculpture italienne, espagnole ainsi que celle des écoles du nord est exposée dans l'aile Denon, au rez-de-chaussée. Parmi les artistes exposés, outre les très nombreux anonymes (notamment pour le Moyen Âge), on remarque, pour la sculpture française, des œuvres majeures de Jean Goujon, Germain Pilon, Pierre Bontemps, Pierre Puget, Antoine Coysevox, François Girardon, les frères Coustou, Jean-Baptiste Pigalle, Edmé Bouchardon, Étienne-Maurice Falconet, Augustin Pajou, Jean-Antoine Houdon, François Rude, David d'Angers, James Pradier, Antoine-Louis Barye, pour la sculpture italienne, également bien représentée, on remarque des œuvres de Donatello, Desiderio da Settignano, Francesco Laurana, Andrea della Robbia, Michel-Ange, Benvenuto Cellini, Giambologna, Le Bernin et Antonio Canova ainsi que de François Duquesnoy pour les Flandres.

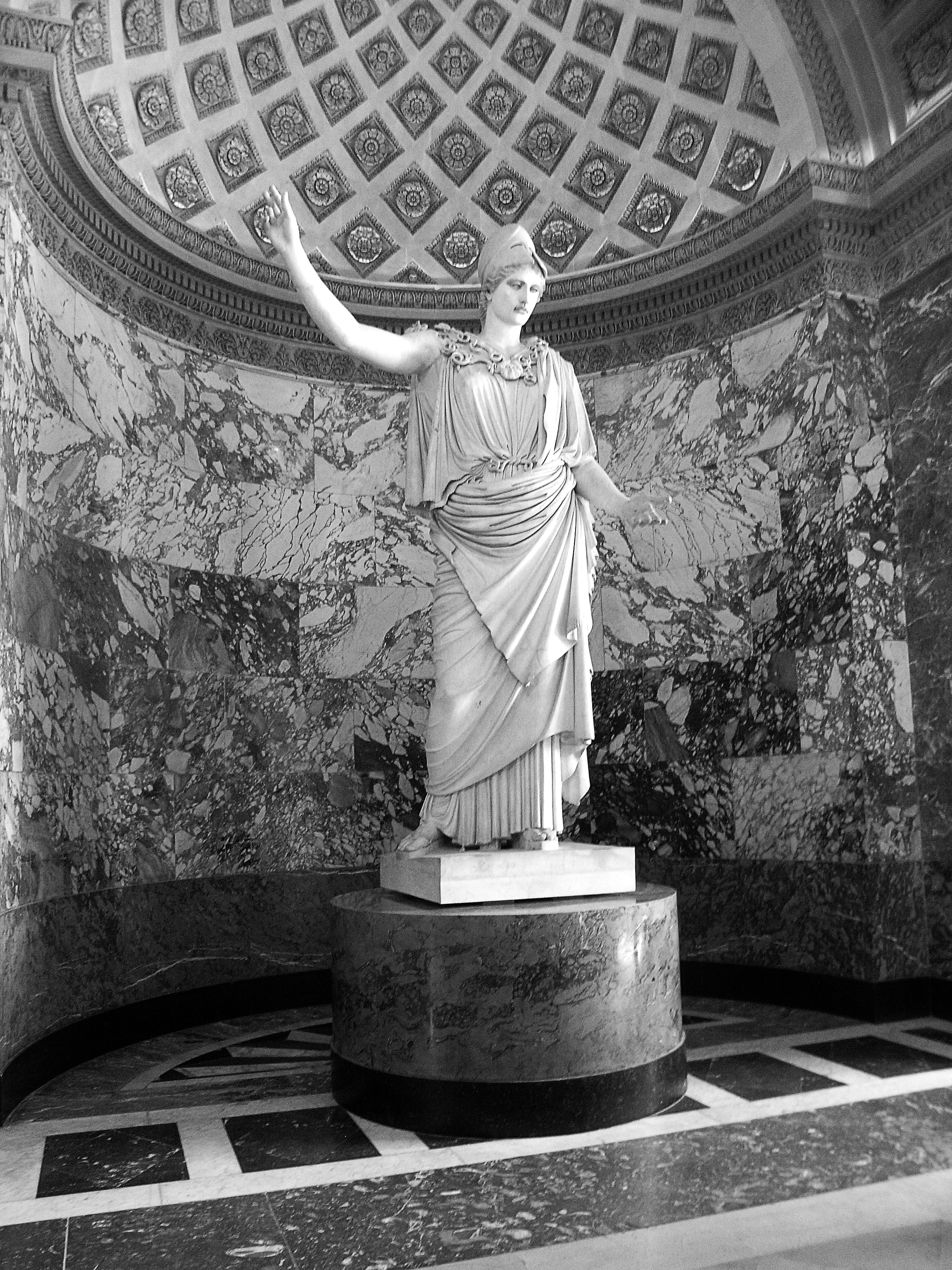
Athéna de Velletri
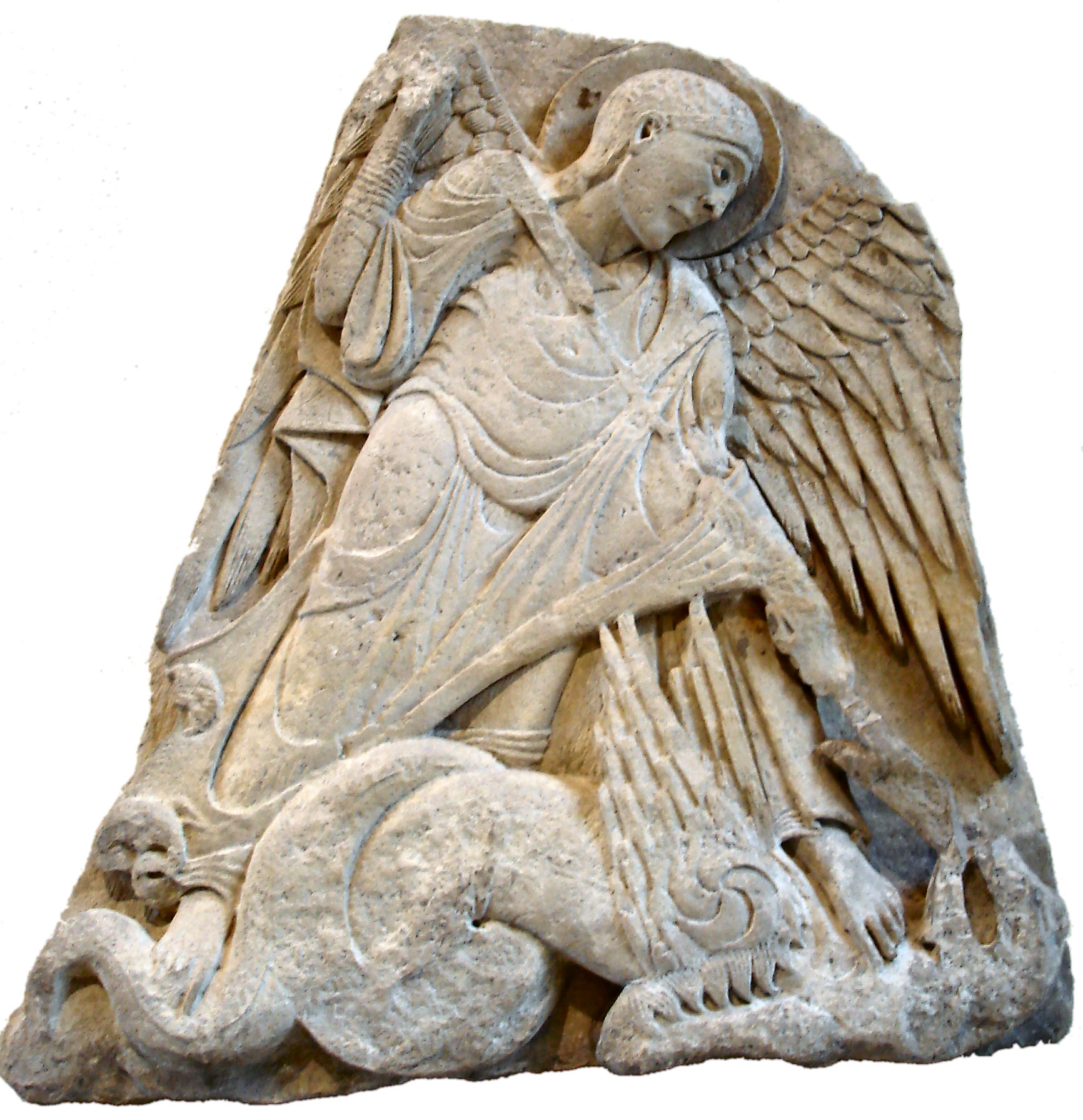
Saint Michel terrassant le dragon, abbaye N.-D., Nevers, Bourgogne, fin XIIe siècle
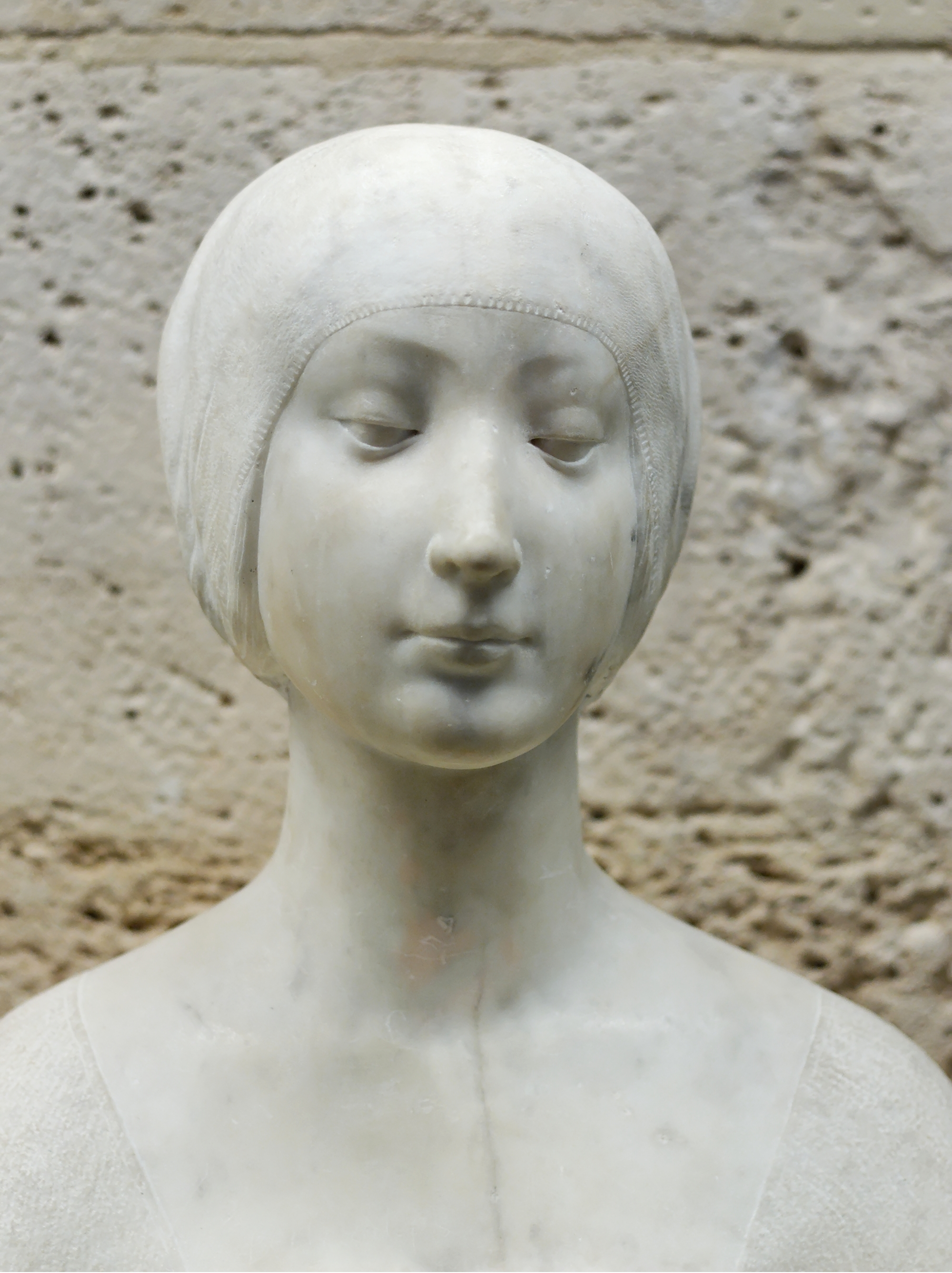
Buste d'une princesse Francesco Laurana, ~1471
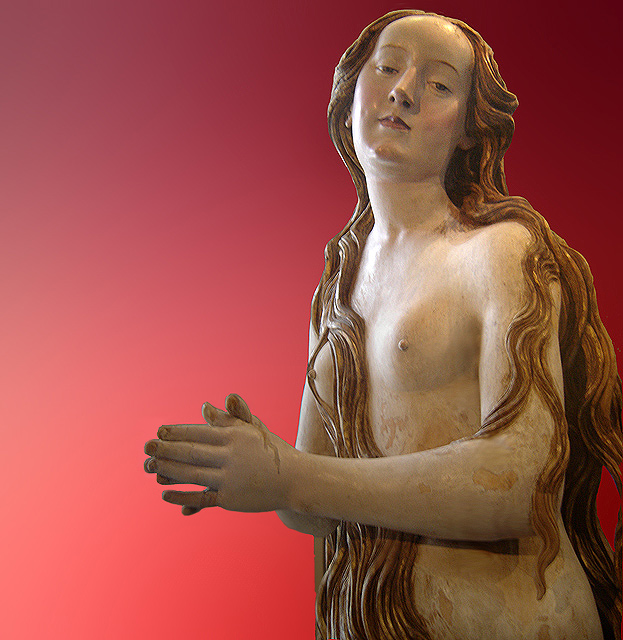
Marie-Madeleine Gregor Erhart, XVIe siècle
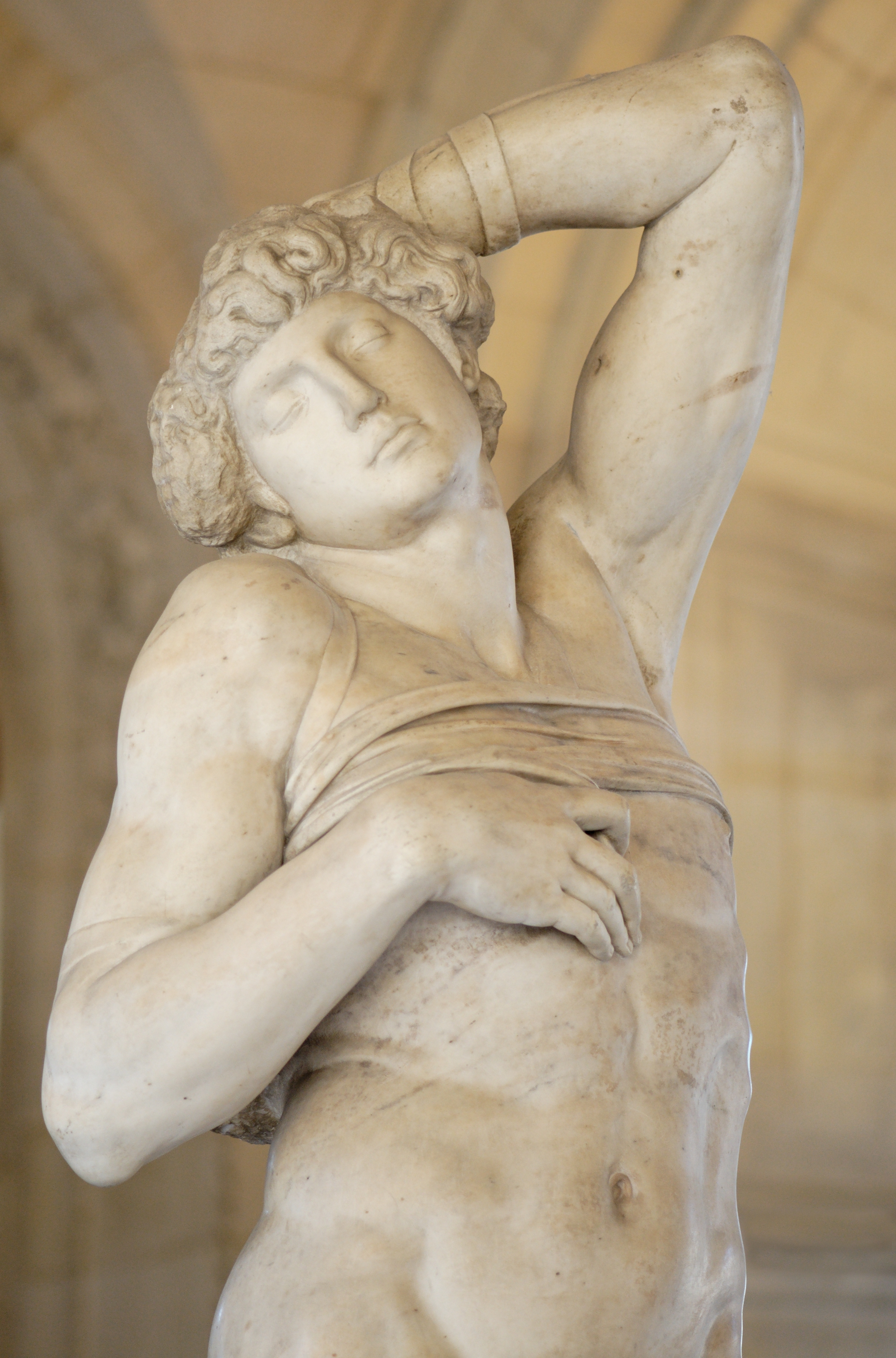
L'Esclave mourant Michel-Ange, 1513-1515
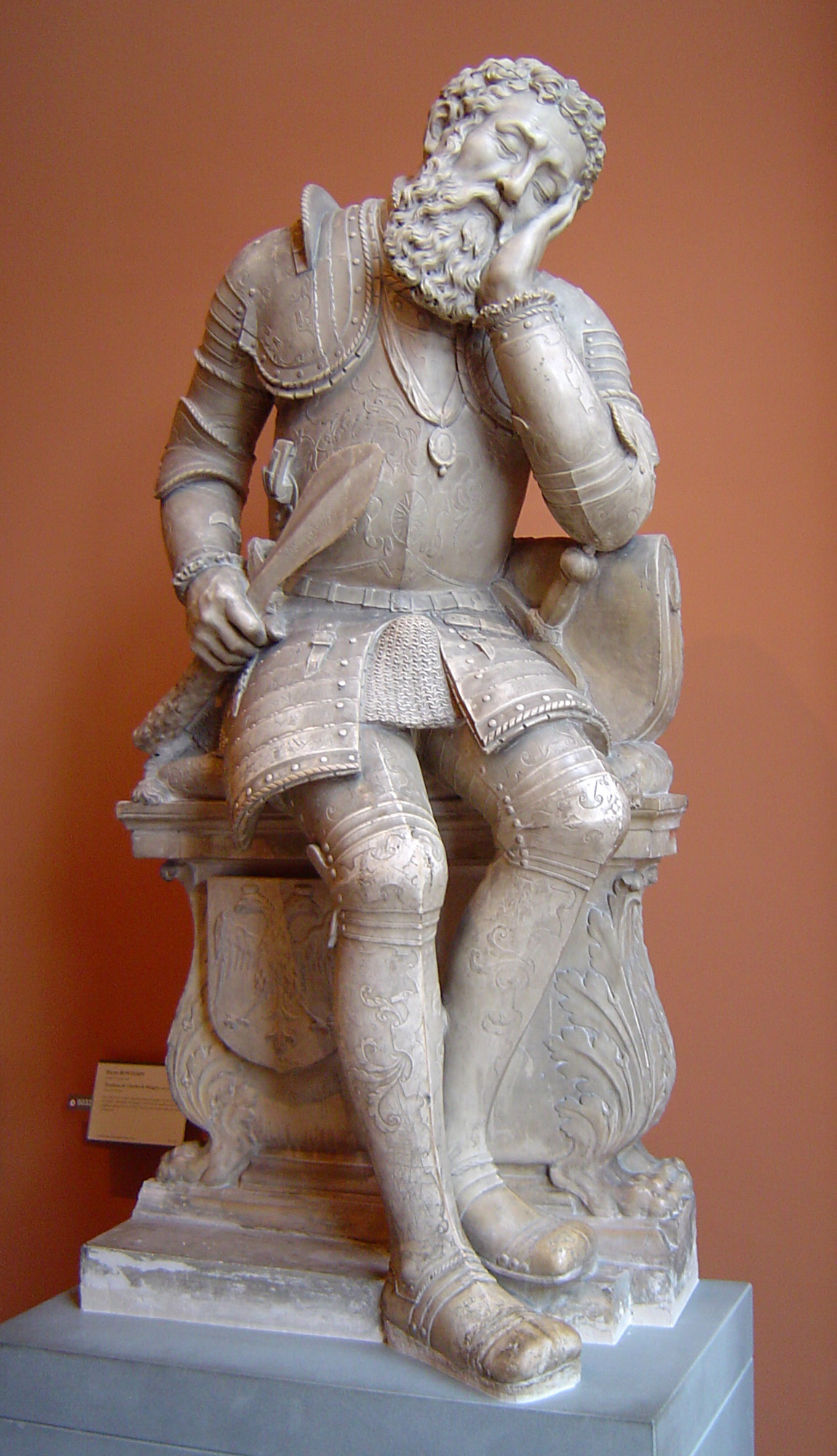
Tombeau de Pierre de Maigny Pierre Bontemps, ~1556
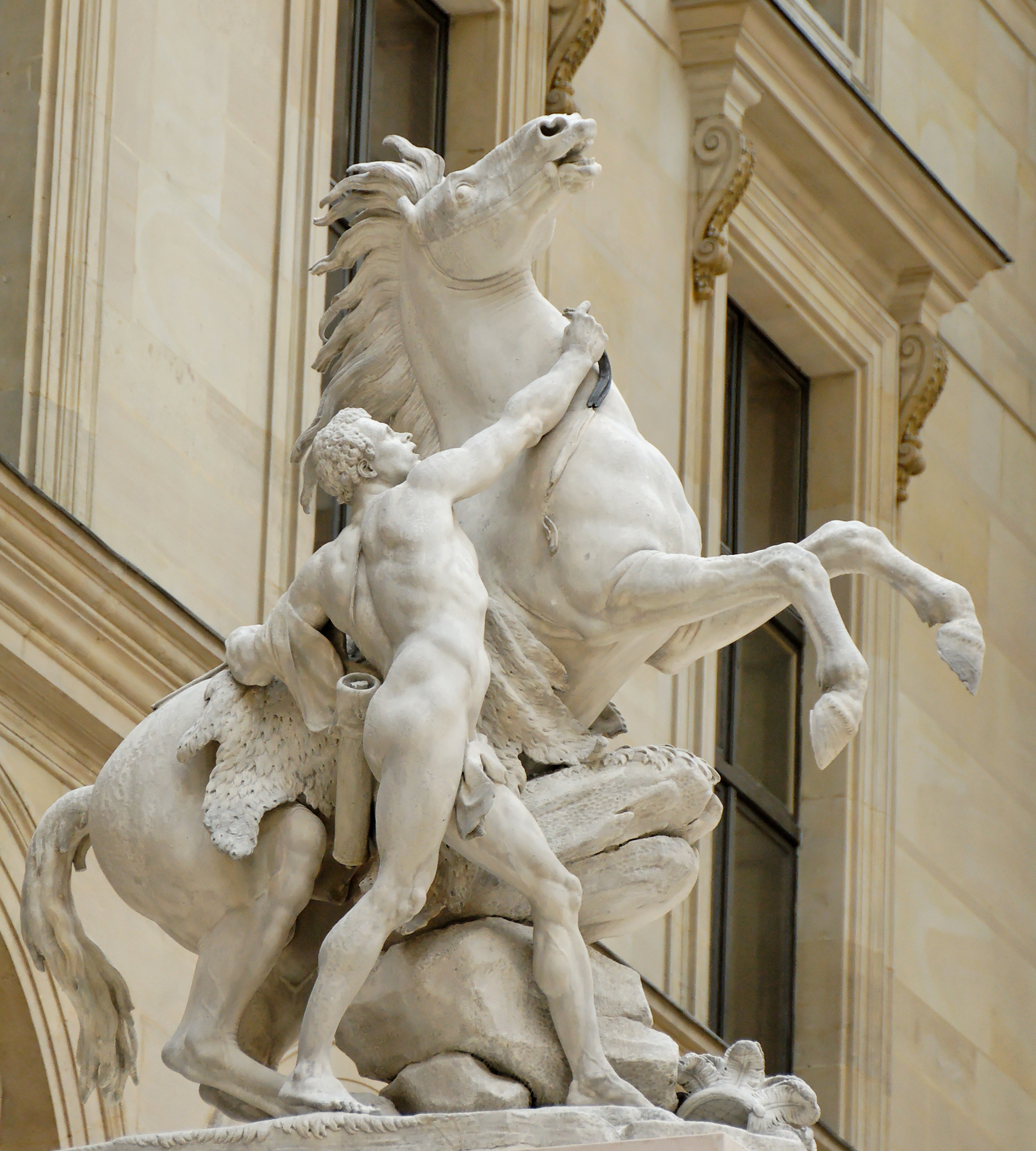
L'un des Chevaux de Marly Guillaume Coustou l'Aîné, 1739-1745
Psyché ranimée par le baiser de l'Amour Antonio Canova, 1793
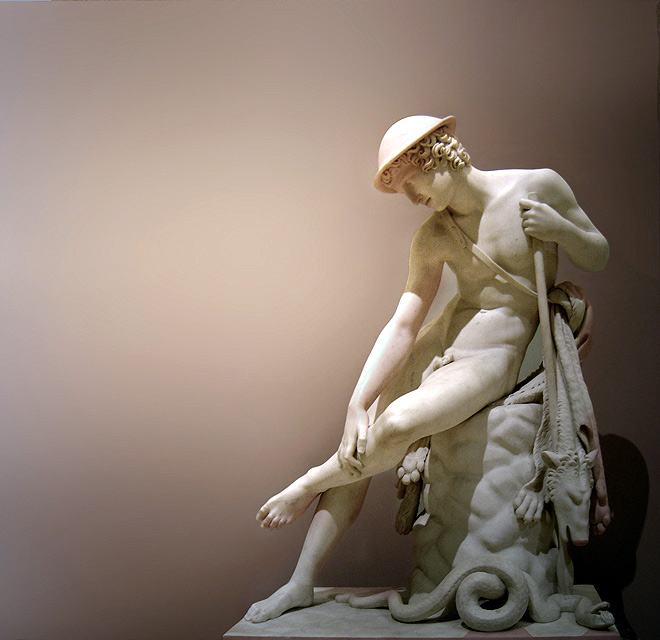
Jeune Chasseur blessé Louis Petitot, 1827

### Objets d'art
L'un des départements les plus riches du musée, constamment agrandi par des donations et des achats, présente des bijoux, des statuettes et des bibelots, mais aussi des meubles et des tapisseries. Les objets couvrent une période allant du haut Moyen Âge au milieu du XIXe siècle. Le 6 juin 2014 ont été ouvertes les nouvelles salles du Département.

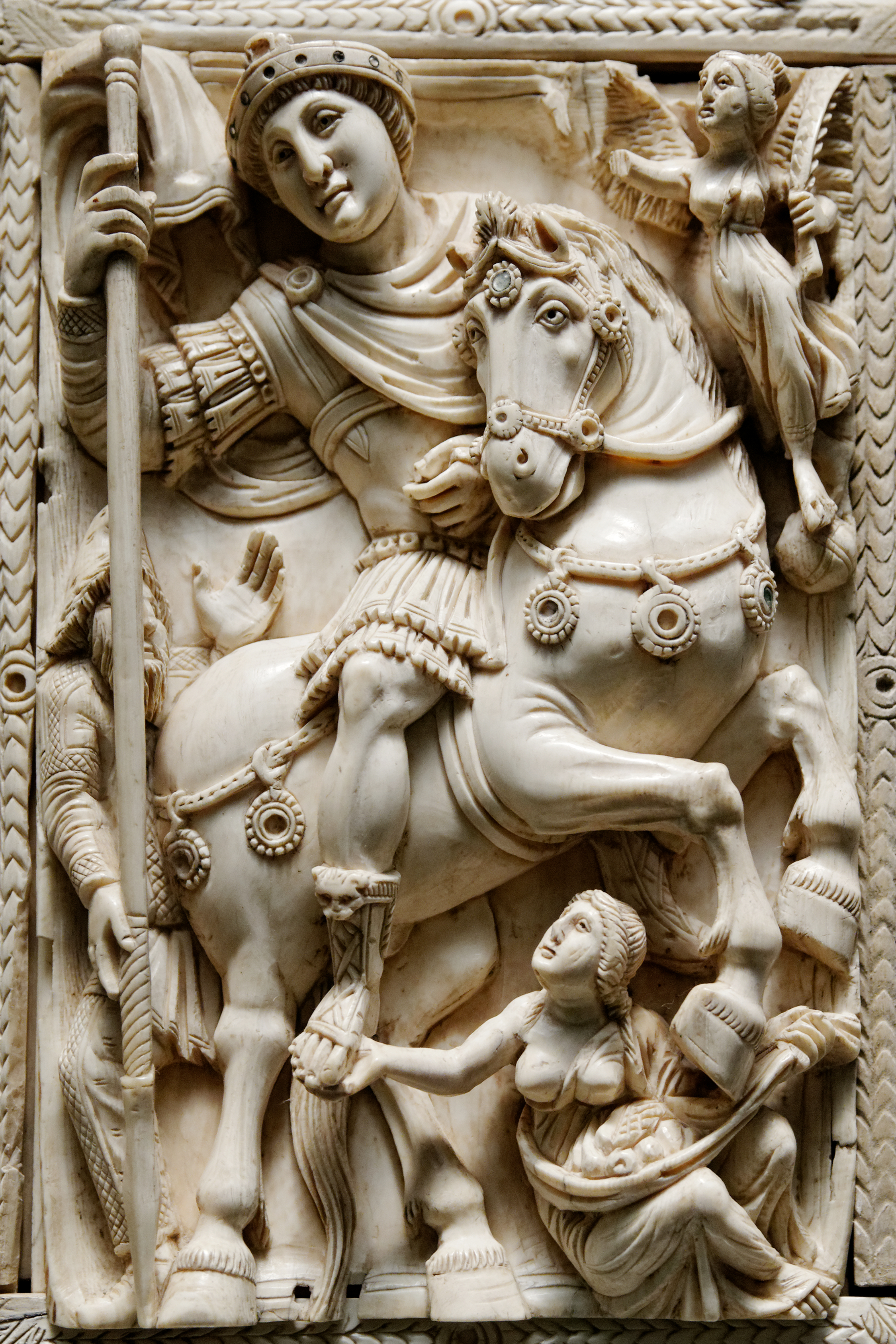
Panneau central de l'ivoire Barberini.
Plat de reliure en émail de Limoges.
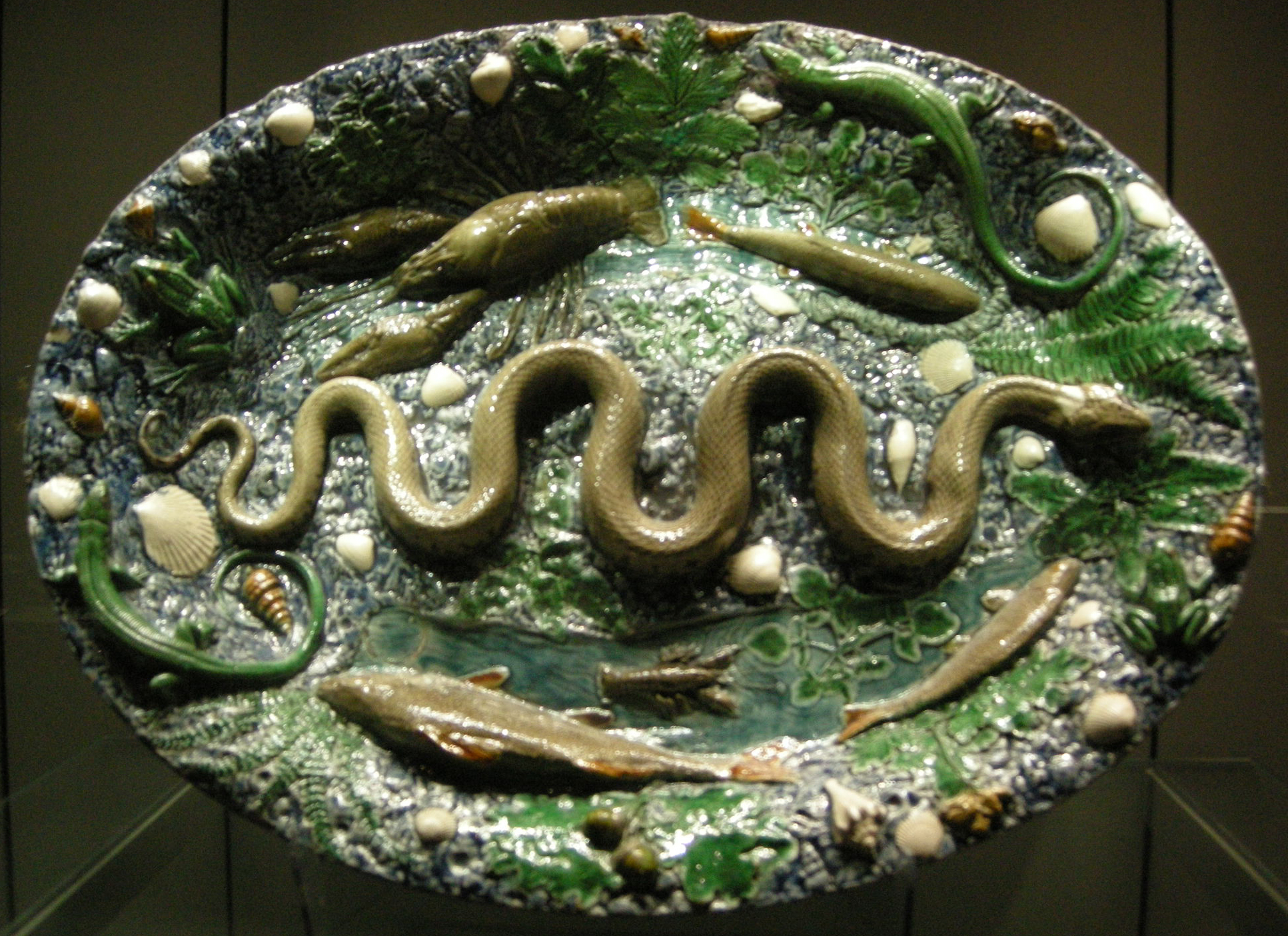
Bassin « rustique » attribué à Bernard Palissy.
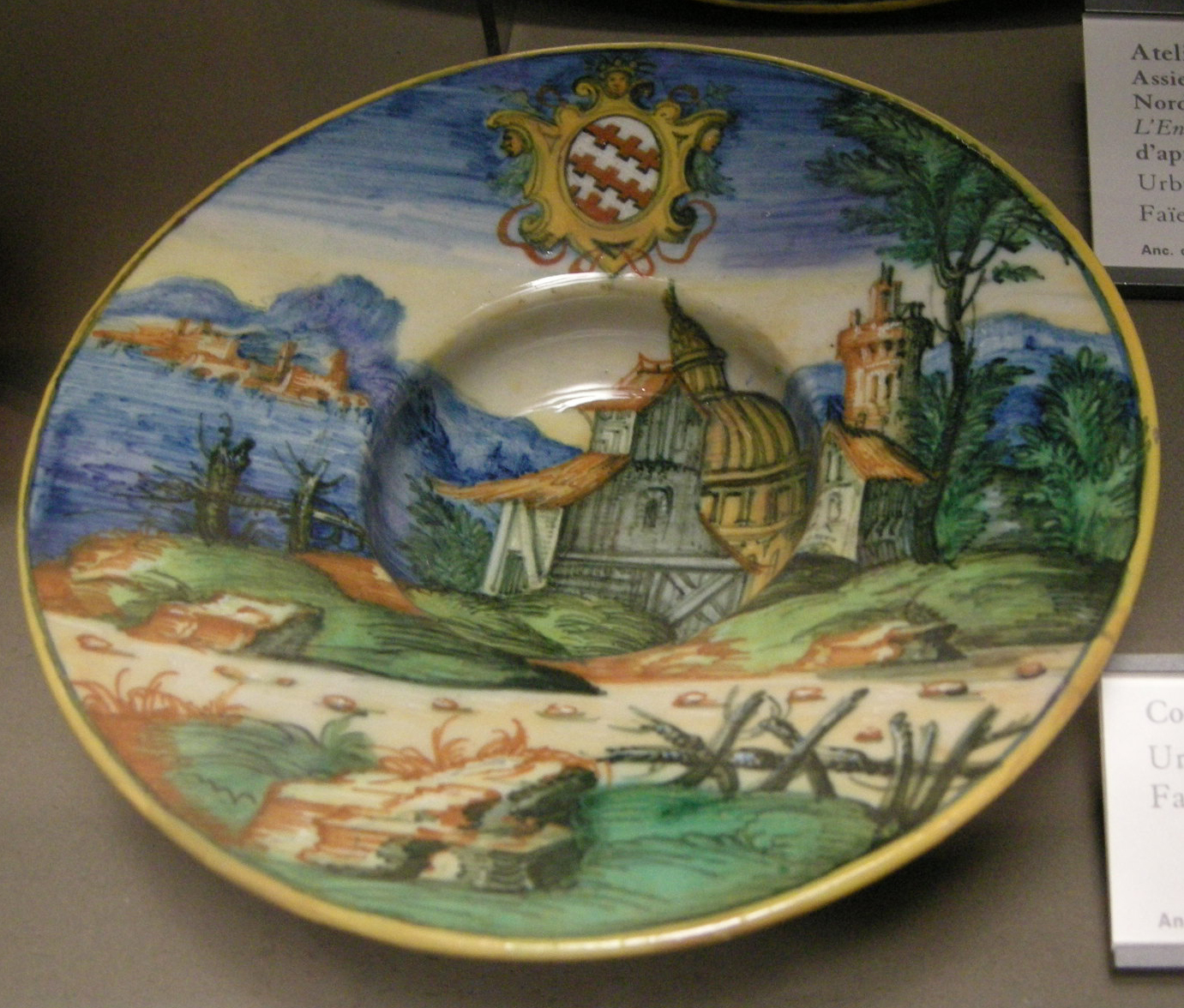
Coupe aux armes des Salviati, ~1550.
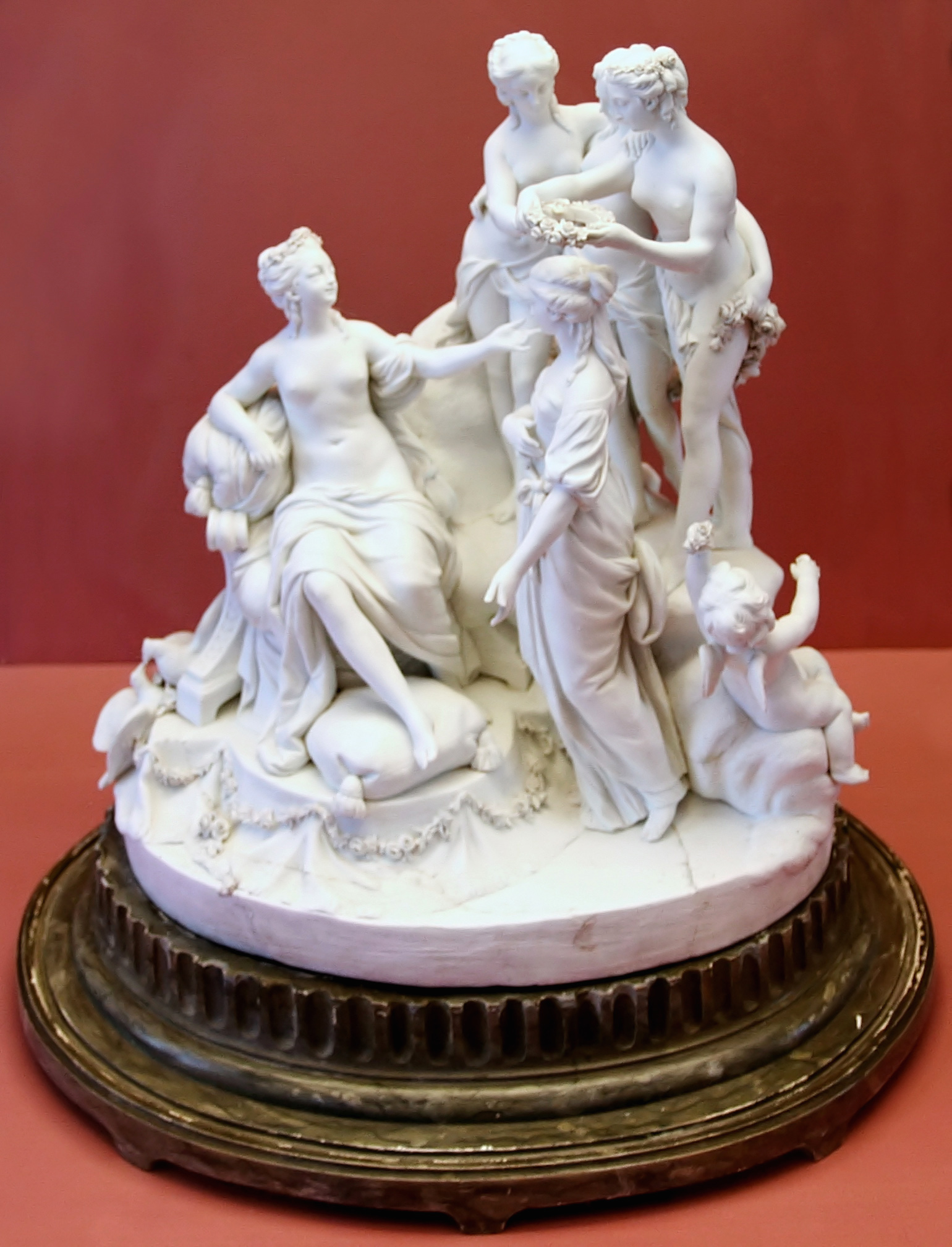
Vénus faisant couronner la beauté, porcelaine de Sèvres, fin XVIIIe siècle.
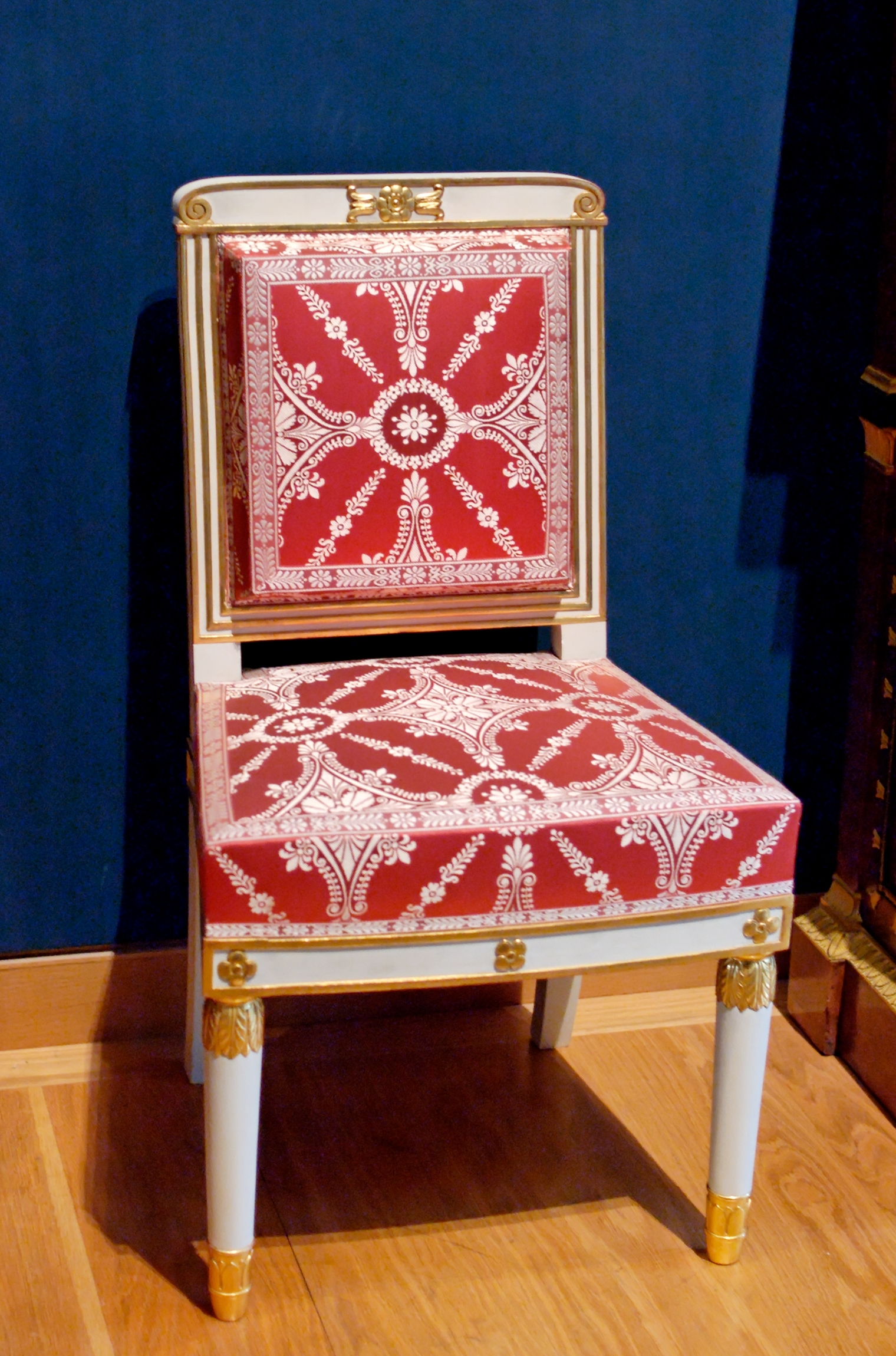
Chaise de style Empire.
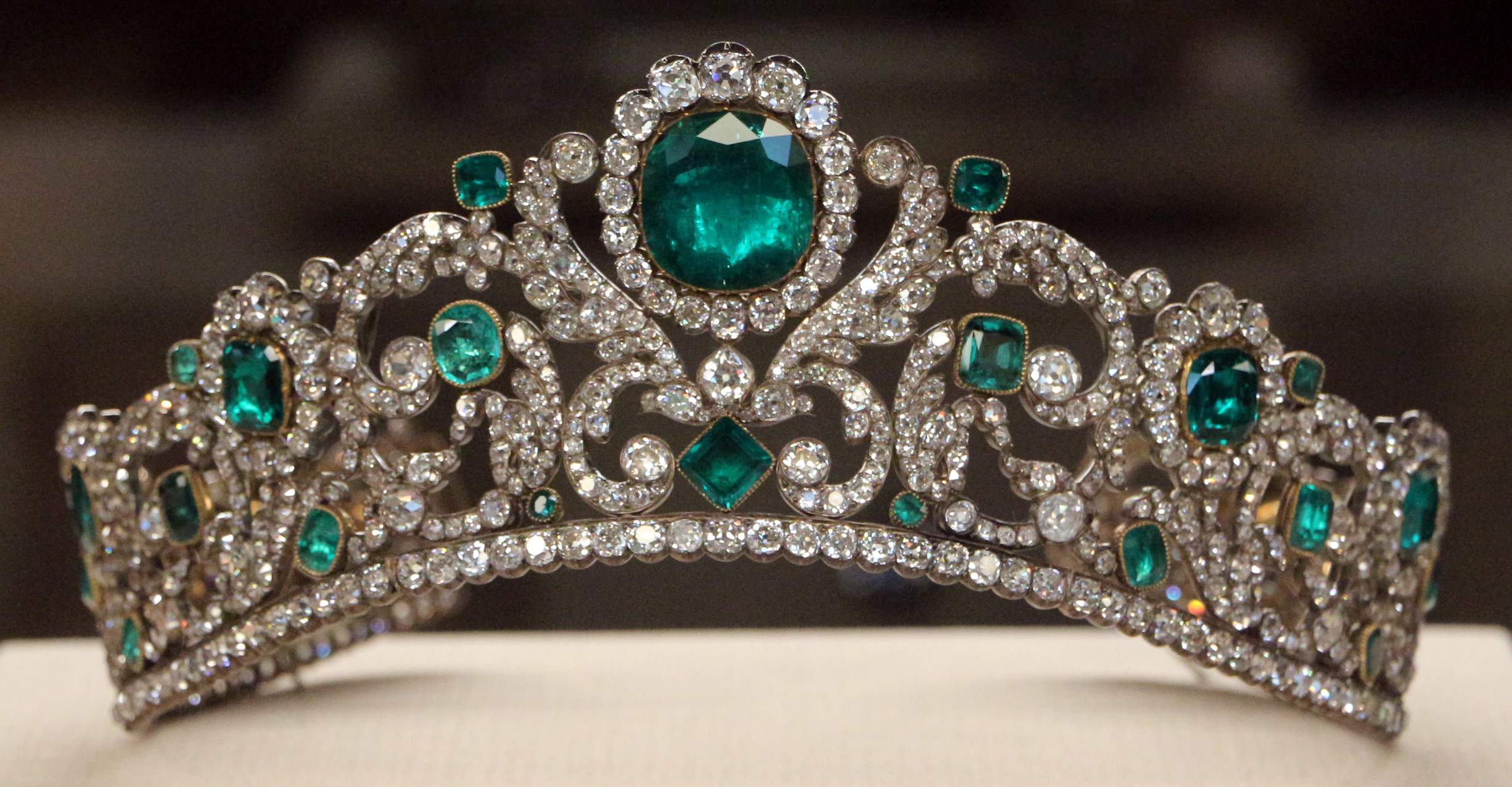
Diadème de la duchesse d'Angoulême, 1819-1820.
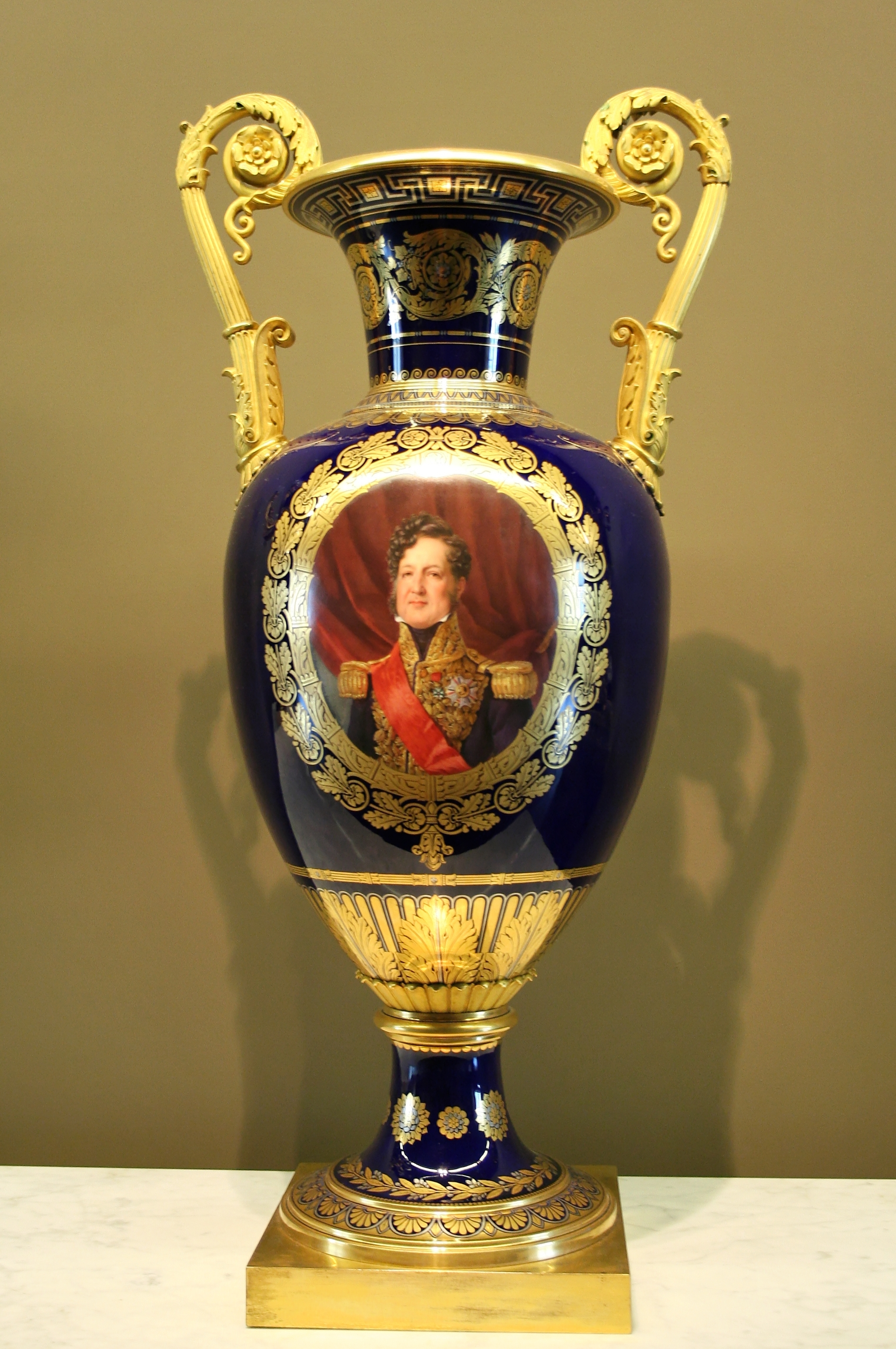
Vase œuf au portrait de Louis-Philippe.
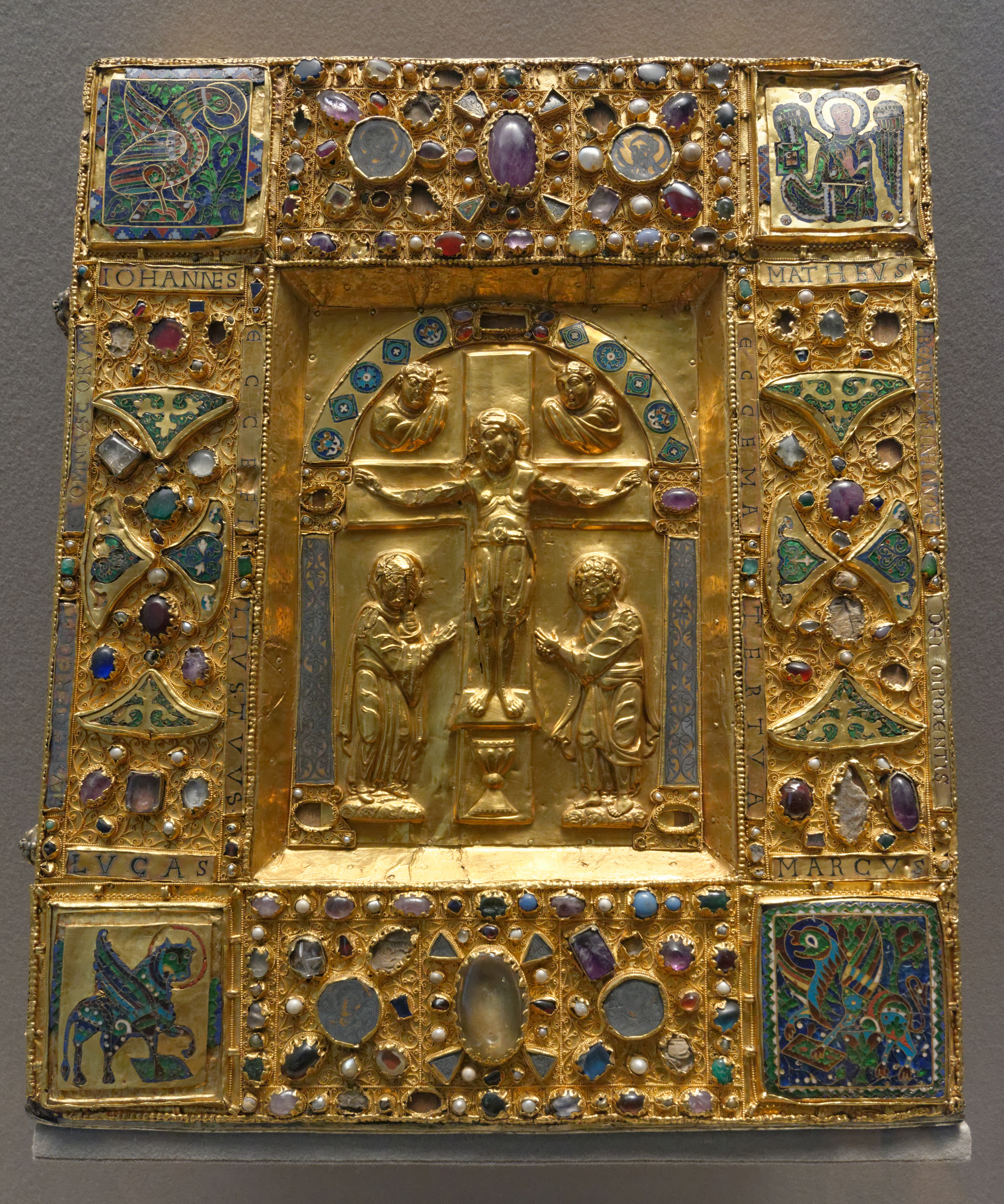
Boîte-reliure : la Crucifixion et les symboles des évangélistes, de la première moitié du XIe siècle.

### Peintures

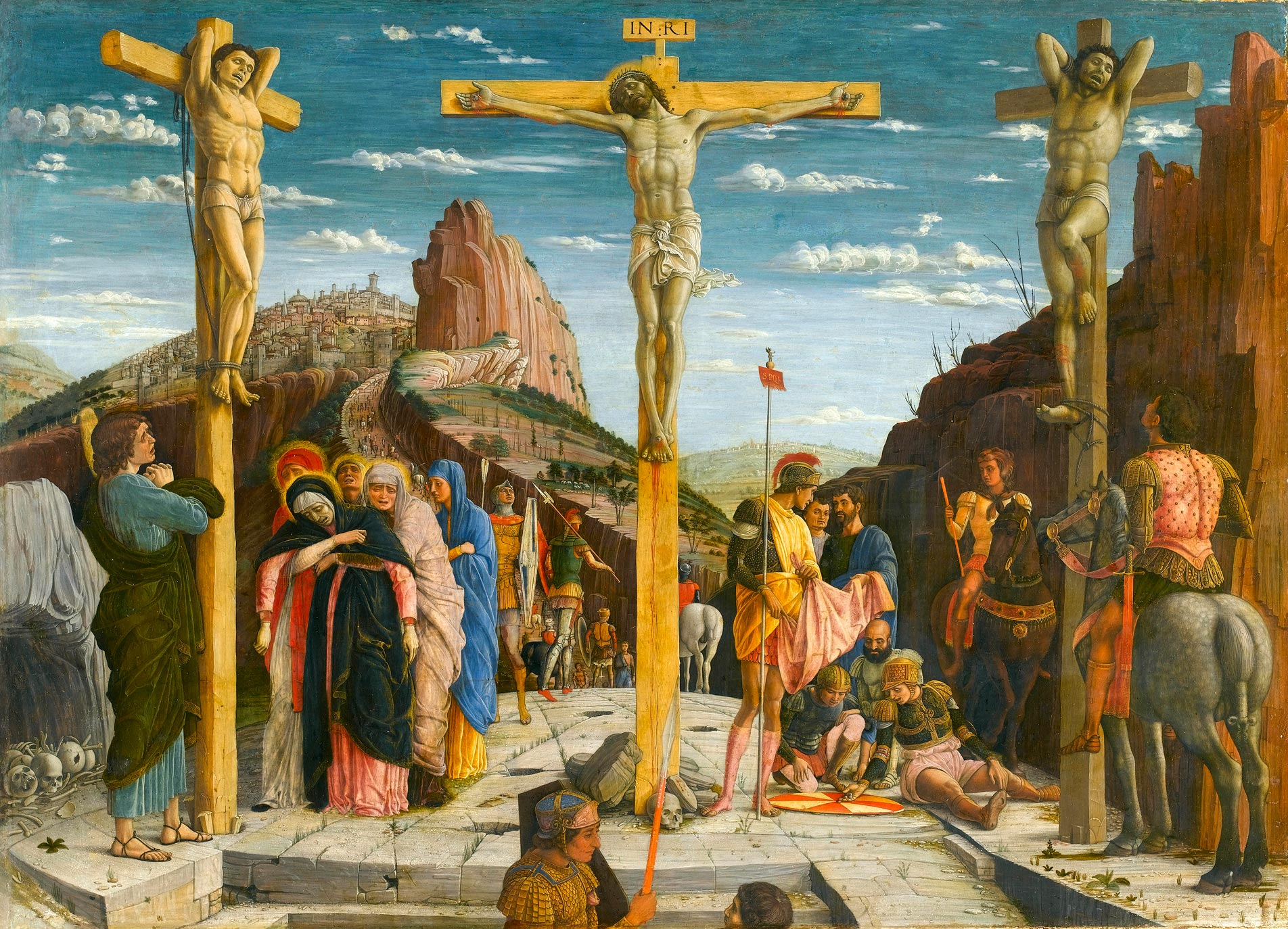
La Crucifixion (1457-1459),
Andrea Mantegna
tempera sur bois

Le département des Peintures compte à ce jour environ 7 500 tableaux (dont 3 400 sont exposés), couvrant une période qui va du Moyen Âge jusqu'à 1848 (date du début de la Deuxième République). En incluant les dépôts, la collection est, avec 12 660 œuvres, la plus importante collection de peintures anciennes au monde. À de rares exceptions près, les œuvres postérieures à 1848 ont été transférées au musée d'Orsay lors de sa création en 1986.
La collection est constituée dans un premier temps des œuvres appartenant à la collection royale et s'est par la suite étoffée grâce aux acquisitions (très importantes sous le Second Empire et la IIIe République), aux legs et aussi grâce aux prises de Napoléon Bonaparte (qui en son temps avait d'ailleurs rebaptisé le musée à son nom). Dès 1794, la collection a été répartie par écoles nationales, et cette organisation des collections a des détracteurs. Ainsi les primitifs italiens sont au premier étage, non loin des grands tableaux français de l'école romantique, tandis que les primitifs français sont au second étage, à côté de la peinture flamande du XVIIe siècle. Mais, quelles que soient les réserves qu'on puisse faire, c'est une succession de chefs-d'œuvre qui défilent devant les yeux des visiteurs.

#### École française

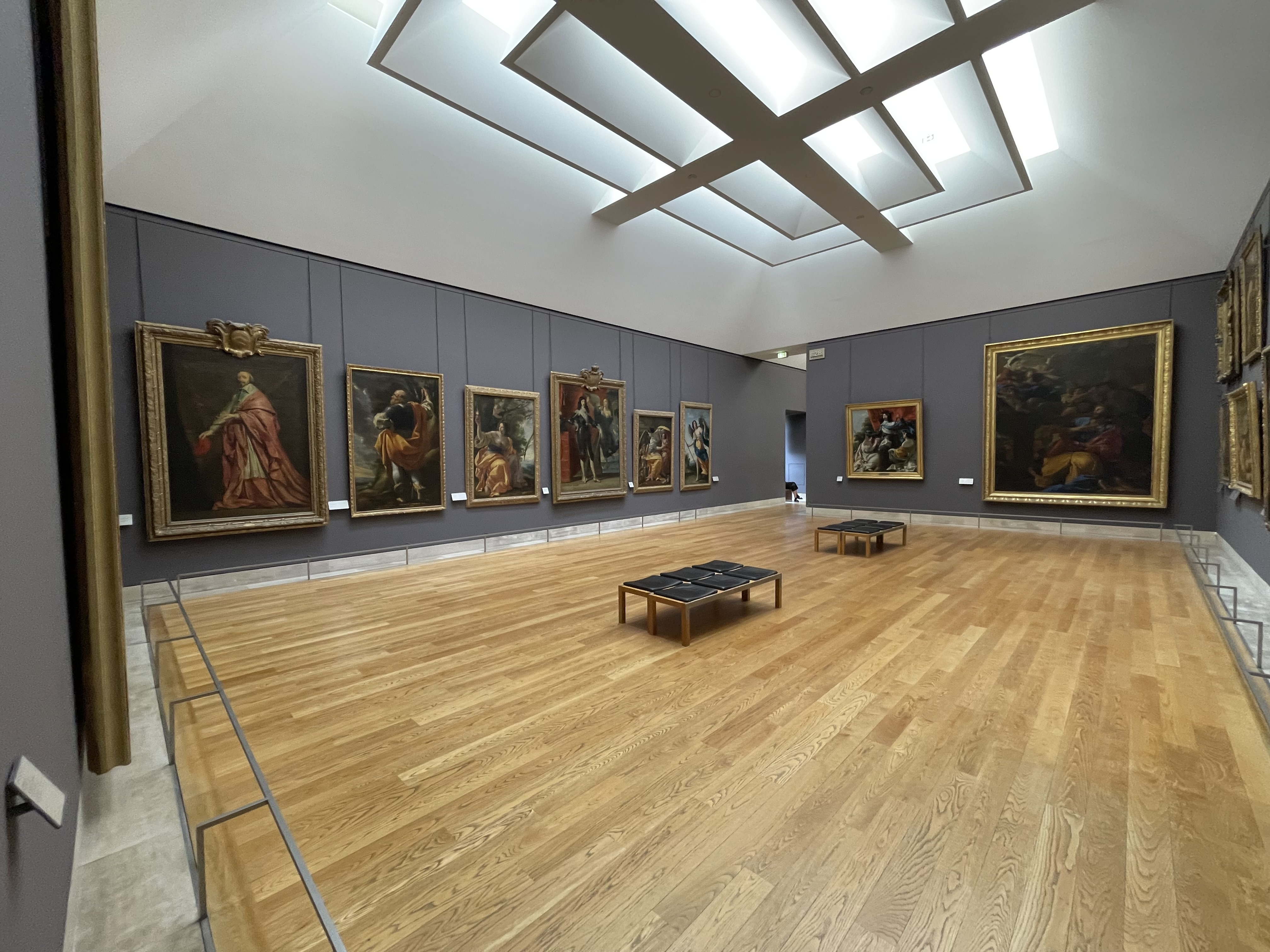
Musée du Louvre, salle 828, aile Richelieu, niveau 2, peintures françaises.

Une grande partie des peintures conservées au musée sont des œuvres de peintres français, ce qui fait du Louvre une sorte de temple de la peinture française jusqu'au XIXe siècle : chaque siècle est représenté par des œuvres majeures et bien souvent marquantes pour l'histoire des arts. Tel est le cas du Portrait de Jean II le Bon, du milieu du XIVe siècle, le plus ancien portrait indépendant conservé depuis l'Antiquité. Du XVe siècle, le musée conserve notamment la Pietà de Villeneuve-lès-Avignon d'Enguerrand Quarton et le Portrait de Charles VII par Jean Fouquet, premier portrait où le sujet est peint de face et non plus de profil. Pour le XVIe siècle, l'École de Fontainebleau, qui domine alors le paysage artistique, est très présente dans les collections, avec notamment une série de portraits et miniatures de Jean et François Clouet, dont le célèbre Portrait de François Ier.
Le XVIIe siècle ou Grand Siècle, période d'essor et d'émancipation de la peinture française, présente une immense collection ponctuée par plusieurs chefs-d'œuvre comme L'Enlèvement des Sabines et Et in Arcadia ego de Poussin, peintre dont quarante œuvres sont présentées, Le Tricheur à l'as de carreau de Georges de La Tour ou encore le Portrait de Louis XIV par Hyacinthe Rigaud. Outre ces peintres, Valentin de Boulogne, Simon Vouet, les frères Le Nain, Philippe de Champaigne, Claude Lorrain, Eustache Le Sueur, Laurent de La Hyre, Sébastien Bourdon et Charles Le Brun sont également particulièrement bien représentés.
Pour le XVIIIe siècle, le musée conserve pas moins de treize œuvres d'Antoine Watteau, dont le Pierrot et Le Pèlerinage à l'île de Cythère, vingt-cinq tableaux de Fragonard (dont Le Verrou), trente de Chardin (dont La Raie), vingt-deux de François Boucher ou encore vingt-six toiles de Hubert Robert. On compte aussi, pour cette période, de nombreuses œuvres de Nicolas de Largillierre, Nicolas Lancret, Jean-Baptiste Oudry, Jean-Marc Nattier, Claude Joseph Vernet, Jean-Baptiste Greuze, Élisabeth Vigée Le Brun et Pierre-Henri de Valenciennes.
Enfin, la période napoléonienne et la première moitié du XIXe siècle constituent l'ultime fleuron de la collection : on retrouve pour ces périodes des chefs-d'œuvre comme Le Sacre de Napoléon de David, Le Radeau de la Méduse de Géricault, La Liberté guidant le peuple de Delacroix ou encore La Grande Odalisque d'Ingres. Le musée expose également un grand nombre d'œuvres majeures de ces peintres : on peut citer pour David Le Serment des Horaces et L'enlèvement des Sabines, pour Ingres Le Bain turc et la Baigneuse Valpinçon, pour Delacroix La Mort de Sardanapale et Scène des massacres de Scio, et pour Géricault Officier de chasseurs à cheval de la garde impériale chargeant et Le Derby d'Epsom. Le musée conserve également des œuvres de Pierre-Paul Prud'hon, Girodet-Trioson, François Gérard, Antoine-Jean Gros, Louis-Léopold Boilly, Alexandre-Gabriel Decamps, Eugène Isabey, Théodore Chassériau, Hippolyte Flandrin, Théodore Rousseau, Jean-François Millet et la plus grande collection mondiale de peintures de Camille Corot avec quelque 81 tableaux.

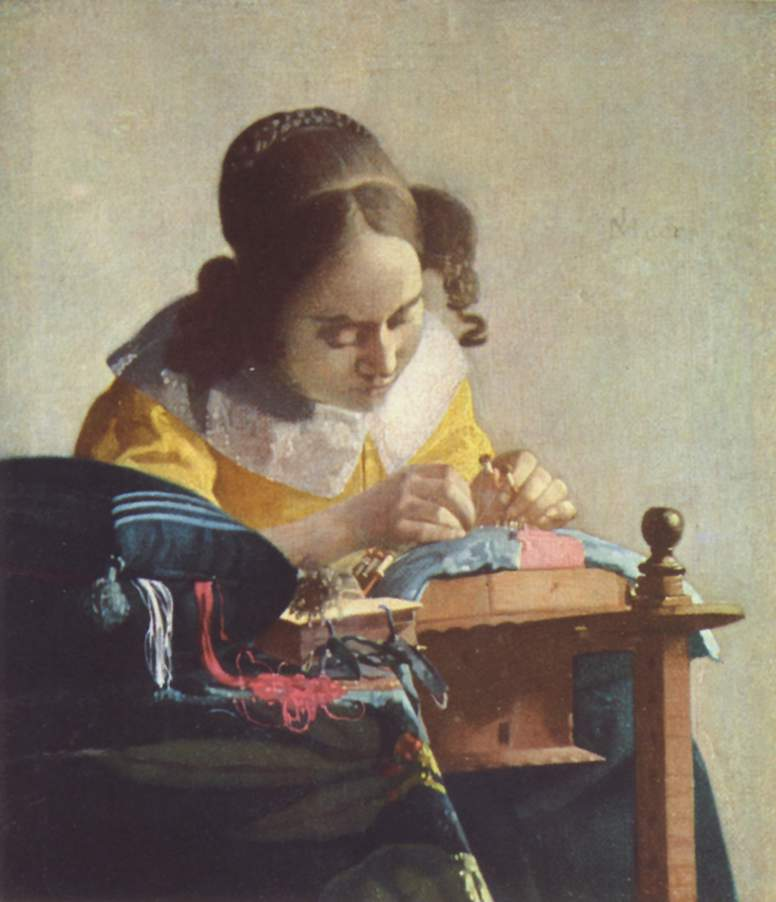
La dentellière,
Johannes Vermeer (~1669-1670),
huile sur toile marouflée sur panneau.

#### Écoles du Nord (Flandre, Pays-Bas, Allemagne)
Le musée du Louvre possède également l'une des plus vastes collections de peintures du nord de l'Europe avec 1130 tableaux (Flandre, Pays-Bas et Allemagne). Les écoles flamandes et hollandaises sont les mieux représentées. Pour les primitifs flamands, on remarque des œuvres de premier plan comme La Vierge du chancelier Rolin de Jan van Eyck, le Triptyque de la famille Braque de Rogier van der Weyden, la Nef des fous de Jérôme Bosch, Les Noces de Cana de Gérard David et Le Prêteur et sa femme de Quentin Metsys. Sont également conservées des œuvres de Dirk Bouts, plusieurs Hans Memling, des Joos van Cleve, Joachim Patinier, Bernard van Orley, Jan Gossaert dit Mabuse, Lucas de Leyde et Pieter Brueghel l'Ancien. Le siècle d'or hollandais et flamand (XVIIe siècle) s'illustre avec quinze tableaux de Rembrandt dont Bethsabée au bain tenant la lettre de David et Les Pèlerins d'Emmaüs, plusieurs Frans Hals (dont La Bohémienne, Catharina Both-van der Eem et Le Joueur de luth), dix-neuf de Van Dyck, cinquante-et-un de Rubens, dont les vingt-et-un tableaux du Cycle de Marie de Médicis, ainsi que deux toiles de la main de Vermeer, La Dentellière et L'Astronome. Les paysages fourmillants de personnages de Jan Brueghel l'Ancien, les scènes d'intérieur intimes de Pieter de Hooch et Gerard ter Borch, les peintures d'intérieurs d'églises de Pieter Saenredam, les scènes de genre de Jan Steen et David Teniers le Jeune ainsi que les paysages de Jacob van Ruisdael (dont Le Coup de soleil) sont également représentés. Pour la peinture allemande, on retrouve des œuvres du XVe siècle comme la Pietà de Saint-Germain-des-Prés, des tableaux d'Albrecht Dürer (Portrait de l'artiste tenant un chardon, le premier de ses autoportraits), de Lucas Cranach l'Ancien ou encore plusieurs portraits de Hans Holbein le Jeune (dont Portrait d'Érasme écrivant), ainsi que, pour le XIXe siècle, des peintures du romantique Caspar David Friedrich. Enfin, une salle expose des peintures baroques autrichiennes du XVIIIe siècle tandis qu'une autre expose des peintures scandinaves de la première moitié du XIXe siècle, notamment des paysages traités dans la veine romantique.

#### École italienne
Bien entendu, la peinture italienne est elle aussi abondamment représentée, avec environ 1 100 œuvres (1 898 au total, avec les dépôts en province) dont 600 exposées de manière permanente. Parmi celles-ci figurent de nombreux chefs-d'œuvre des plus grands peintres, dont celui qui est probablement le tableau le plus célèbre au monde, La Joconde de Léonard de Vinci. Le Louvre conserve également quatre autres œuvres de la main du grand maître de la Renaissance, notamment son Saint Jean Baptiste et La Vierge, l'Enfant Jésus et sainte Anne. Plus largement, la collection de Primitifs et de peinture de la Renaissance italienne comprend des œuvres de Cimabue (Maestà), Lorenzo Monaco (Le Christ au jardin des Oliviers), Giotto di Bondone, Fra Angelico, Paolo Uccello, Piero della Francesca, Pisanello, Filippo Lippi, Sandro Botticelli (notamment les fresques de la Villa Lemmi), Luca Signorelli, Antonello da Messina (notamment Le condottiere), Vittore Carpaccio, Giovanni Bellini, Domenico Ghirlandaio, Andrea Mantegna, sept tableaux du Pérugin, dix de Raphaël, dont le Portrait de Baldassare Castiglione, quatorze du Titien, dont Le Concert champêtre, quelque quinze peintures de Véronèse, dont les Noces de Cana, d'autres du Tintoret (dont son Autoportrait), de Sebastiano del Piombo, Andrea del Sarto, Lorenzo Lotto, Le Corrège, Pontormo, Agnolo Bronzino, Parmigianino, Arcimboldo ou encore Federico Barocci.
Pour le XVIIe siècle, on retrouve des œuvres de tous les peintres majeurs, à commencer par Le Caravage, dont trois tableaux sont conservés au musée (La Diseuse de bonne aventure, La Mort de la Vierge et le Portrait d'Alof de Wignacourt), plusieurs Annibale Carrache, ainsi que des Guido Reni, Guerchin, Dominiquin, Pierre de Cortone, Salvator Rosa et Luca Giordano.
Le XVIIIe siècle italien est lui aussi bien représenté dans sa diversité, avec une place importante accordée aux écoles vénitienne et romaine. La section comprend des œuvres de peintres tels que Giambattista Pittoni (Bacchus et Ariane, La Continence de Scipion, Le Christ donnant les clefs du Paradis à Saint Pierre, Mars et Vénus, Polyxène devant le tombeau d'Achille, Suzanne et les vieillards, Tombeau allégorique de l'archevêque John Tillotson), des vedute de Canaletto et Francesco Guardi, des peintures de Giambattista Tiepolo et de son fils Giandomenico, Sebastiano Ricci, Francesco Solimena, Giovanni Paolo Pannini.

#### Autres écoles
La collection espagnole (environ cent trente peintures dont une soixantaine exposée), plus réduite que les précédentes, présente néanmoins un choix d'œuvres intéressant avec certains noms rares. Mais l'on y trouve surtout tous les grands artistes du Siècle d'or comme El Greco, Velasquez, Murillo, Ribera ou Zurbarán. En outre, le Louvre possède plusieurs tableaux de Goya, dont le Portrait de la marquise de la Solana qui représente la dramaturge Rita de Barrenechea.
La collection de peintures britanniques et américaines (environ cent vingt tableaux), est composée d'œuvres significatives des maîtres des XVIIIe et XIXe siècles comme William Hogarth, Thomas Gainsborough, Joshua Reynolds, Thomas Lawrence, John Constable, Richard Parkes Bonington, J.M.W. Turner et Gilbert Stuart.
Des peintures des écoles scandinaves (environ 50 œuvres), russe (environ 35 œuvres), autrichienne, belge, suisse, grecque, polonaise et portugaise sont présentes malgré une collection réduite.

La Joconde, Léonard de Vinci huile sur panneau de bois, 1503-1506.
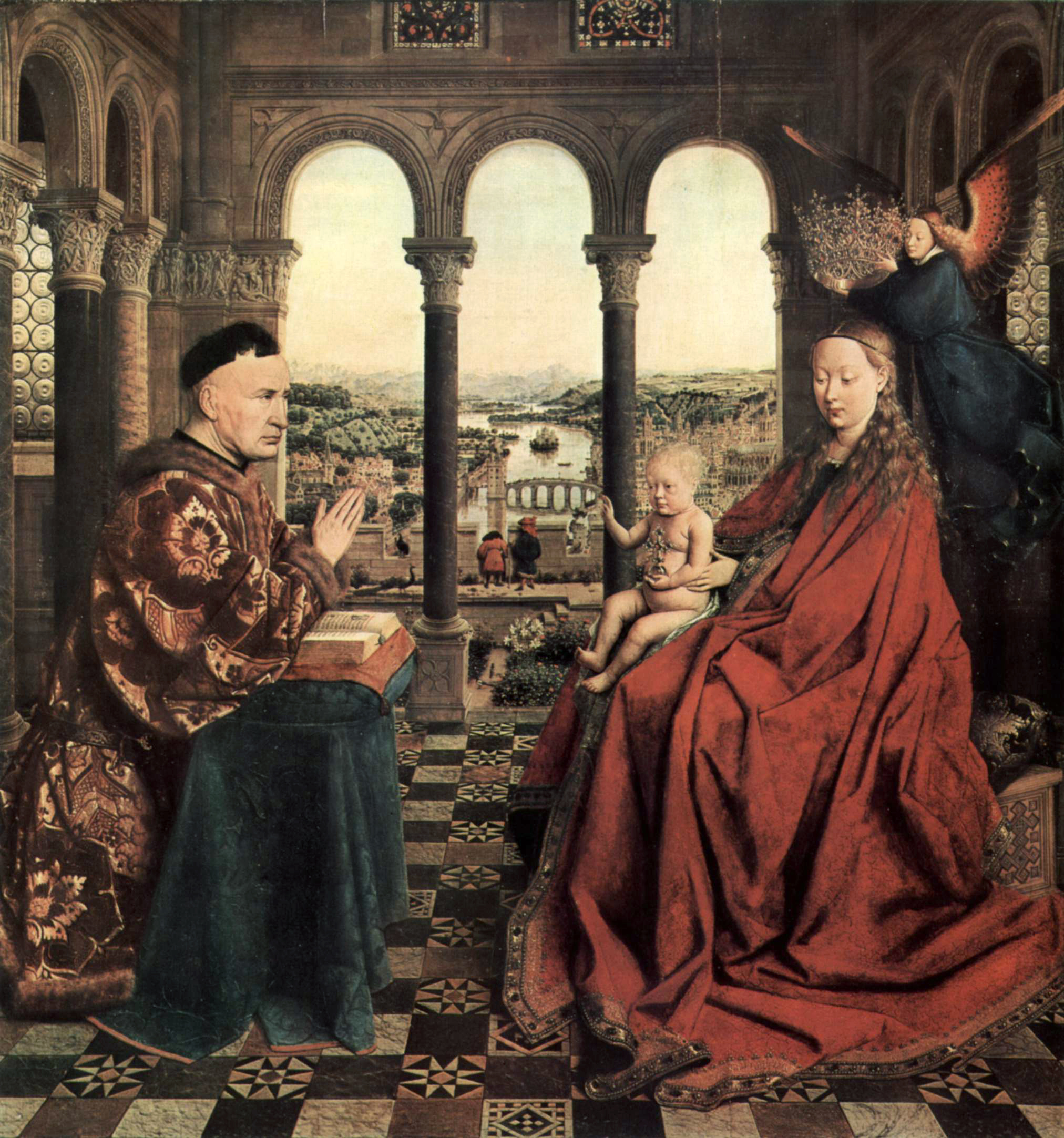
La Vierge du chancelier Rolin, Jan van Eyck, huile sur panneau, ~1435.
Portrait de Baldassare Castiglione, Raphaël huile sur toile, 1514-1515.
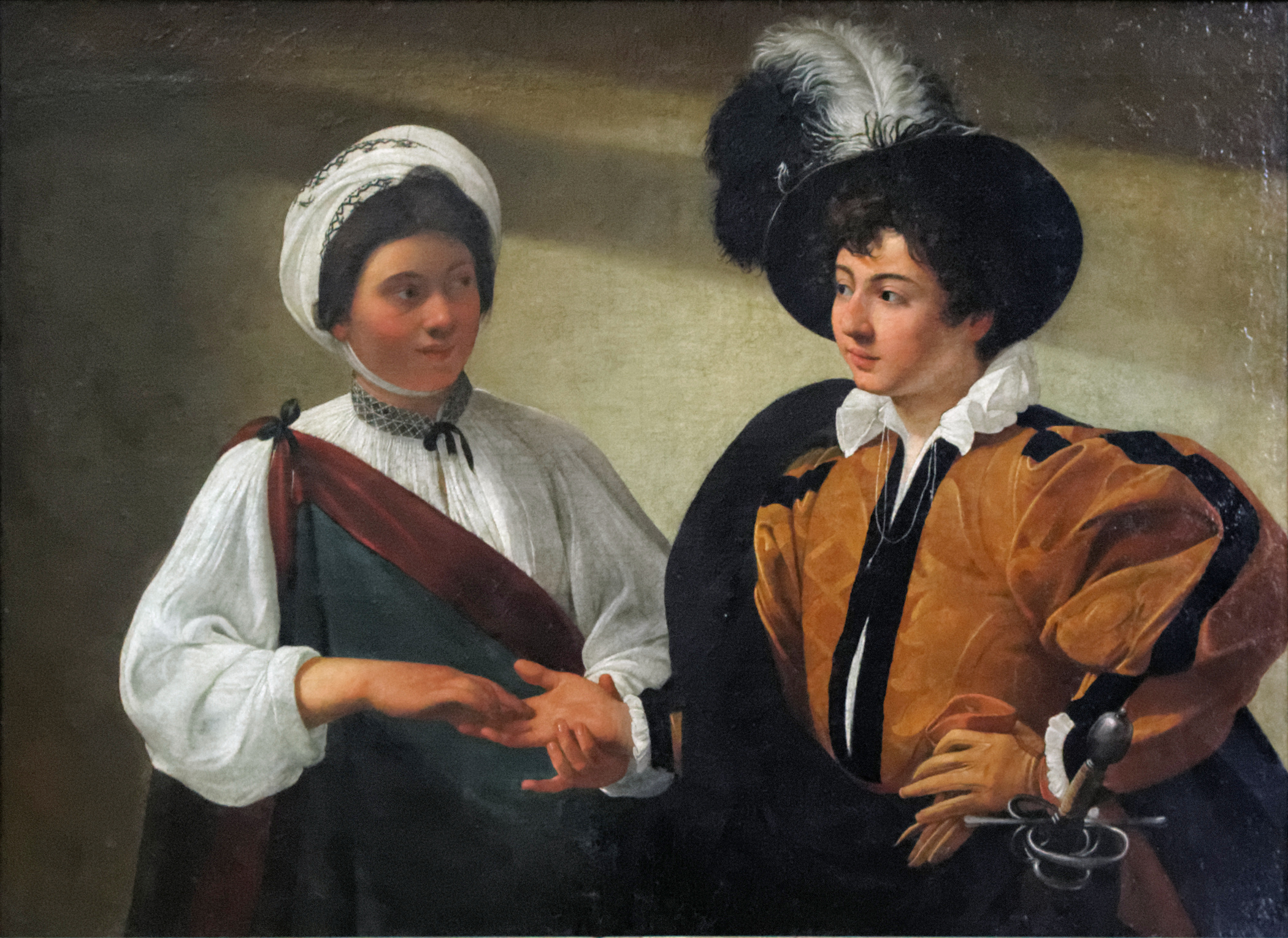
La Diseuse de bonne aventure, Caravage huile sur toile, 1596-1597.
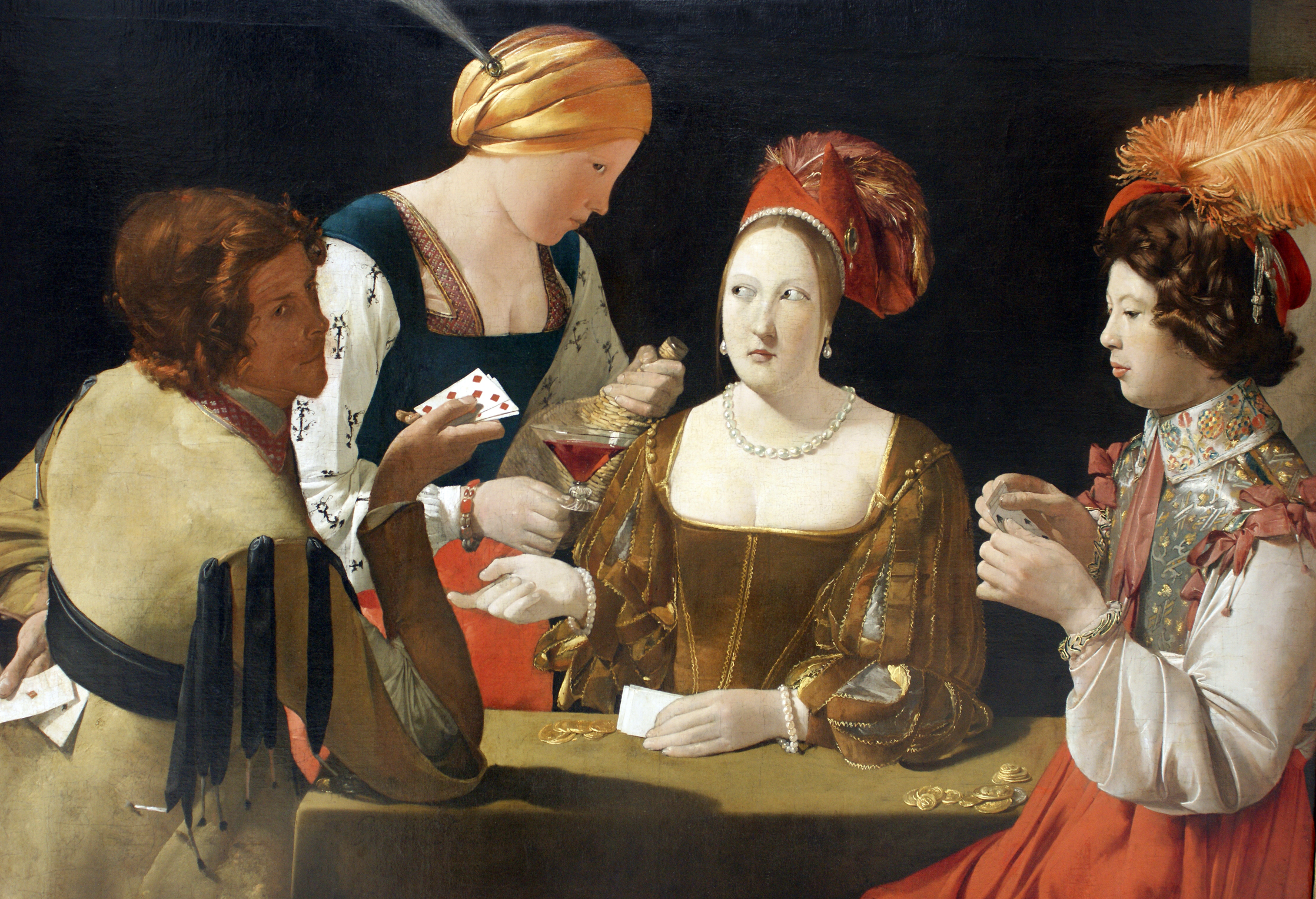
Le Tricheur à l'as de carreau, Georges de La Tour huile sur toile, 1633-1639.
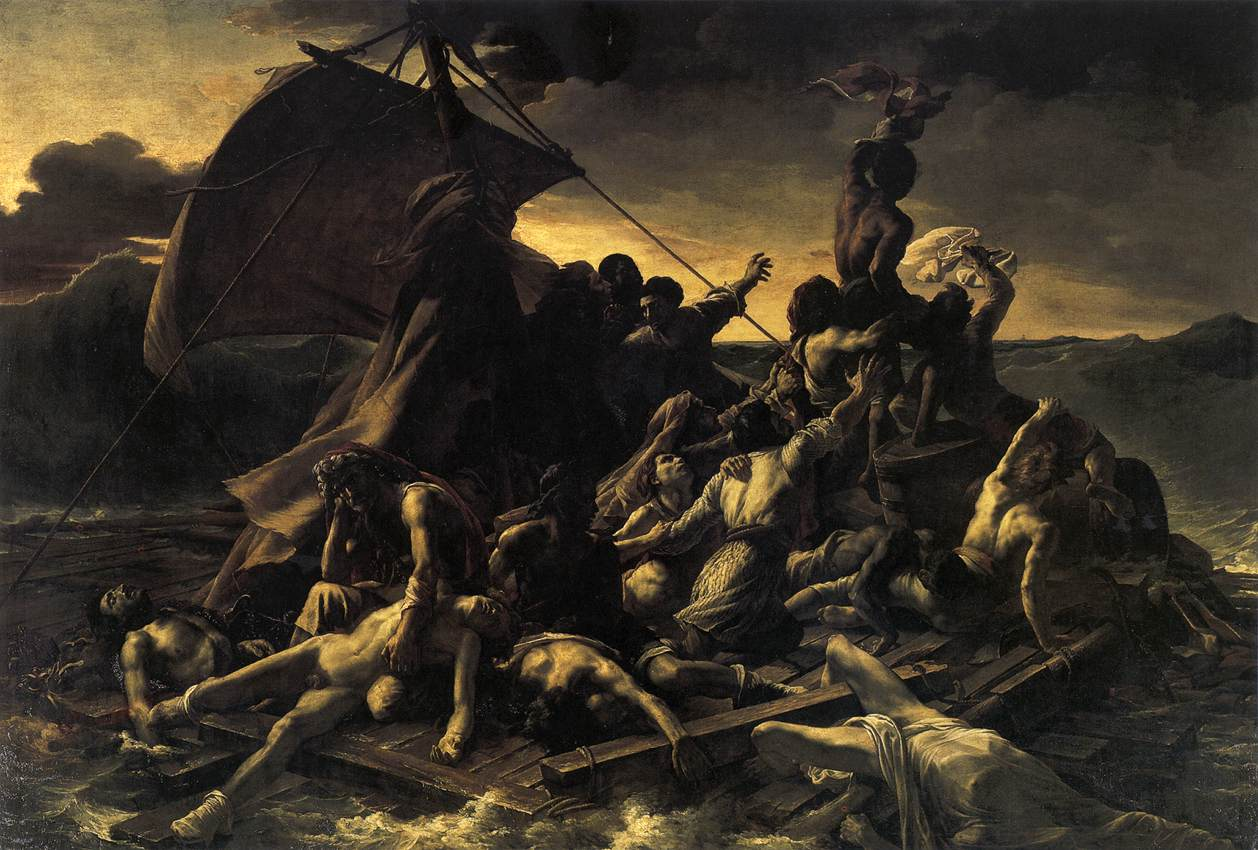
Le Radeau de la Méduse Théodore Géricault huile sur toile, 1819.
La Liberté guidant le peuple, Eugène Delacroix huile sur toile, 1830 (prêtée et exposée au musée du Louvre-Lens depuis décembre 2012).

### Arts graphiques

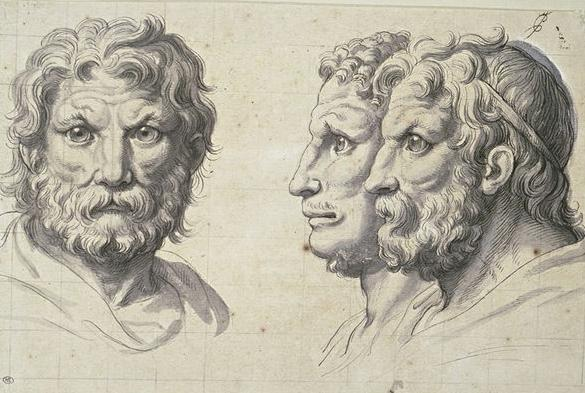
Trois têtes d'hommes en relation avec le lion,
Charles Le Brun (1671)
pierre noire, plume et encre noire.

Le département des Arts graphiques est aujourd'hui riche de plus de 225 000 pièces. Il conserve des dessins, des pastels, des miniatures, des estampes, des livres, des manuscrits, des autographes, ainsi que des bois, des cuivres et des pierres lithographiques. Il regroupe trois fonds différents :
- le Cabinet des dessins, constitué à l'origine par l'ancienne collection des rois de France, constamment agrandi par la suite grâce à des saisies et des donations ;
- la collection Edmond de Rothschild, offerte au Louvre en 1936, avec environ 40 000 estampes, 3 000 dessins et 500 livres illustrés ;
- la Chalcographie, qui conserve quelque 14 000 cuivres gravés avec en particulier les cuivres provenant du Cabinet des planches gravées du roi. Des tirages papier obtenus avec le cuivre original peuvent être commandés pour près de 600 planches.

Vu le nombre des pièces et la fragilité du papier à la lumière, il est impossible d'exposer de façon permanente l'ensemble des documents. Ceux-ci peuvent être vus soit dans des expositions temporaires (qui ne durent jamais plus de trois mois pour ne pas fragiliser les œuvres), soit dans la salle de consultation du département. Néanmoins, un choix de pastels et de cartons de tapisserie, moins fragiles, est exposé au sein du parcours du département des peintures. Ces dernières années, un grand effort de numérisation a été accompli et la base de données du département compte à ce jour plus de 140 000 fiches d'œuvres et 4 500 fiches d'artistes.

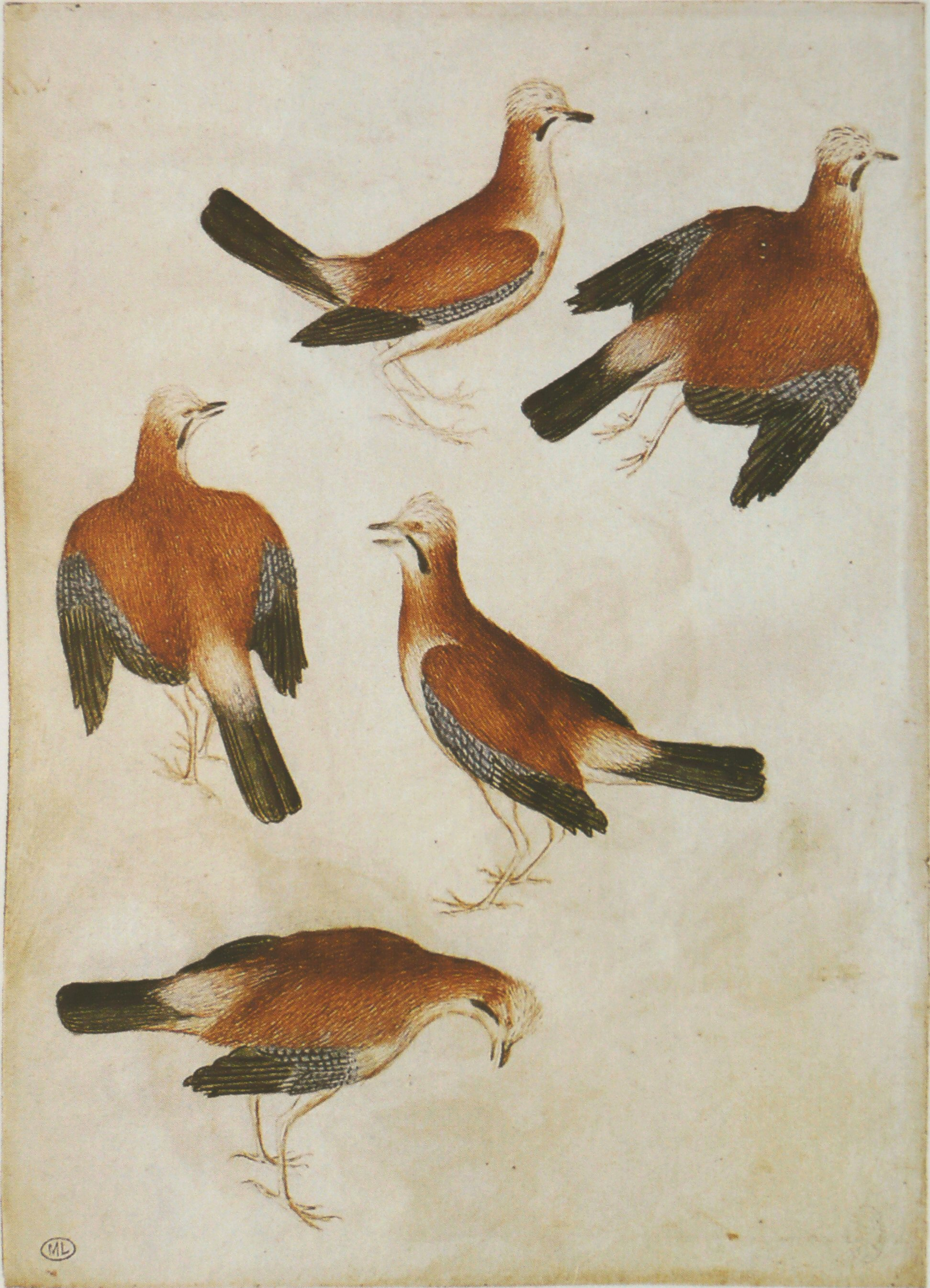
Cinq geais des chênes, Pisanello aquarelle, plume et encre brune, XVe siècle.
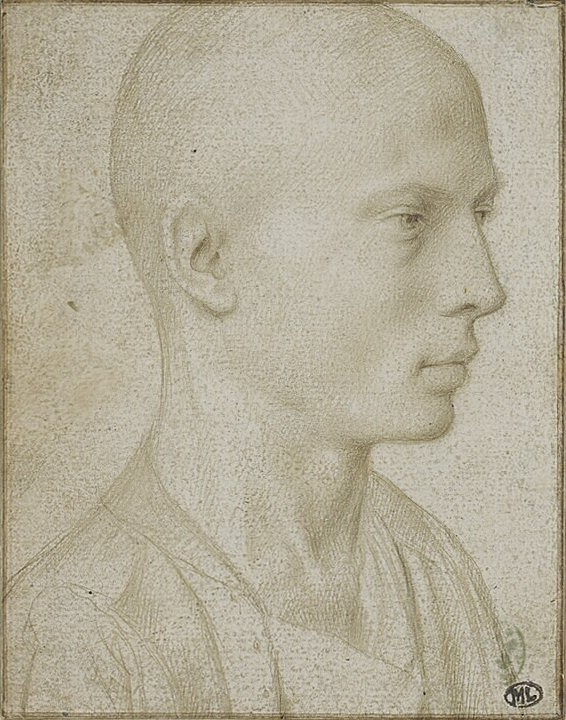
Étude d'un buste de jeune garçon à tête rasée, Gérard David mine d'argent, XVe siècle.
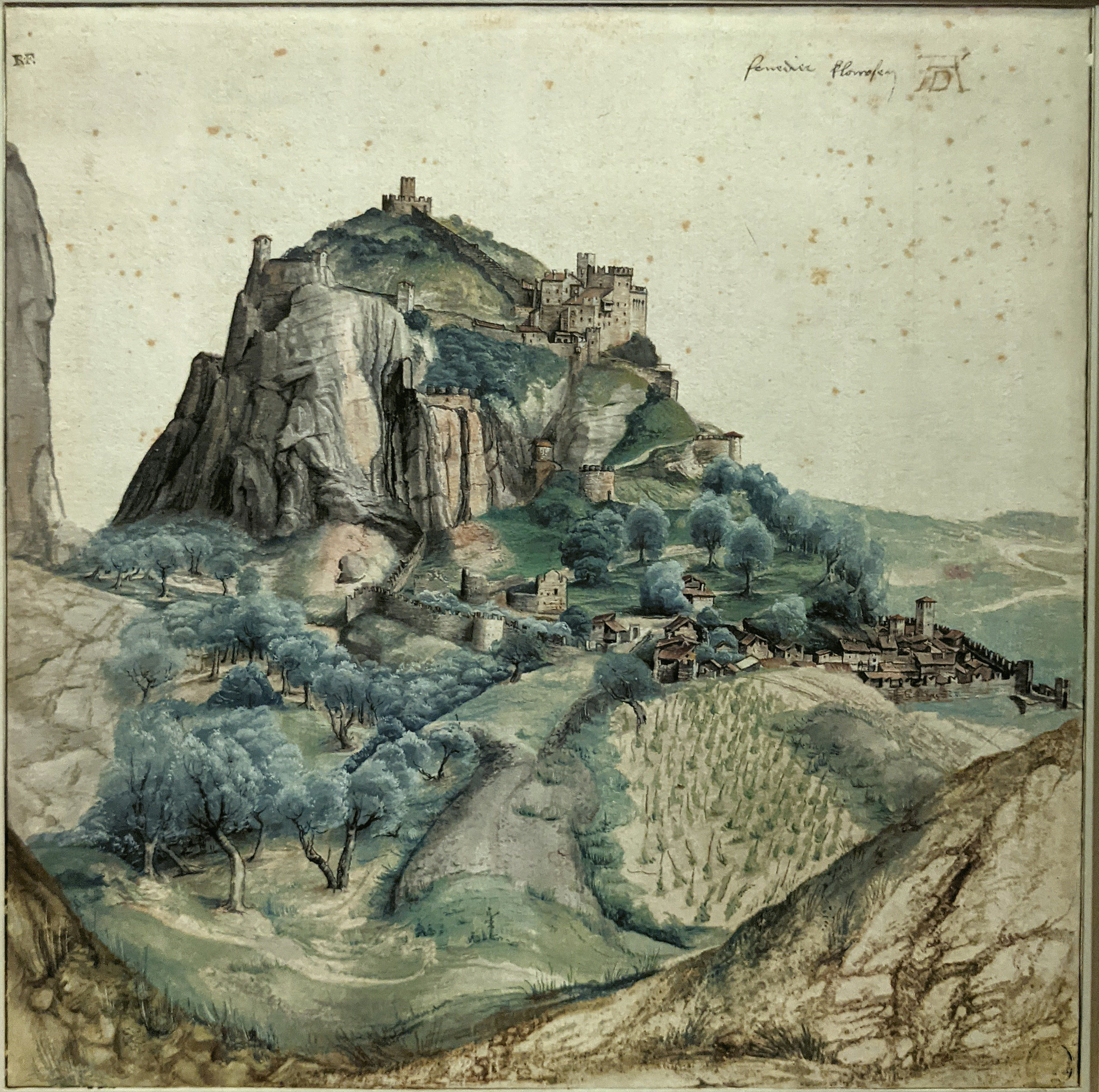
Vue d'Arco, Albrecht Dürer aquarelle sur papier, 1495.
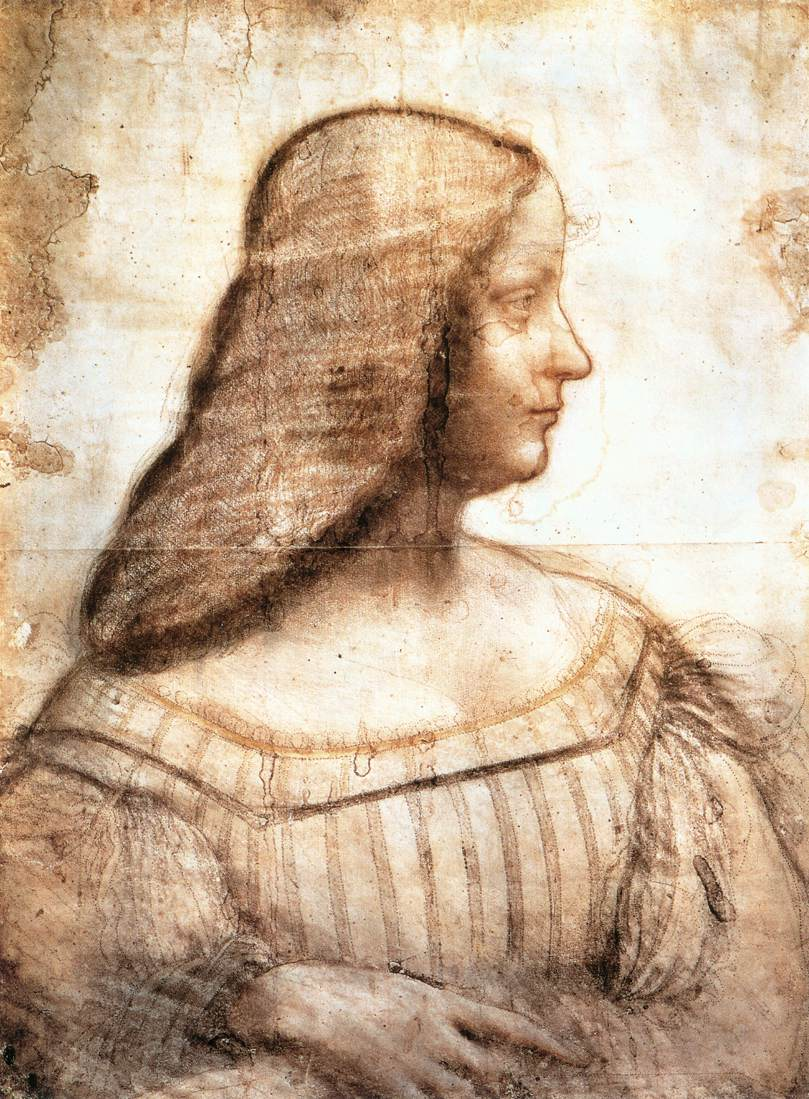
Isabelle d'Este, Léonard de Vinci pierre noire, sanguine et estompe, craie ocre, vers 1500.
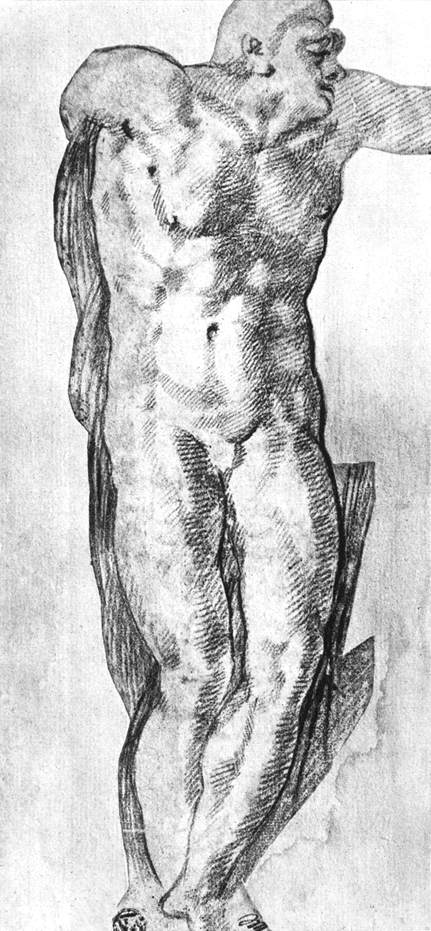
Étude d'homme nu, Michel-Ange craie, 1re moitié du XVIe siècle.
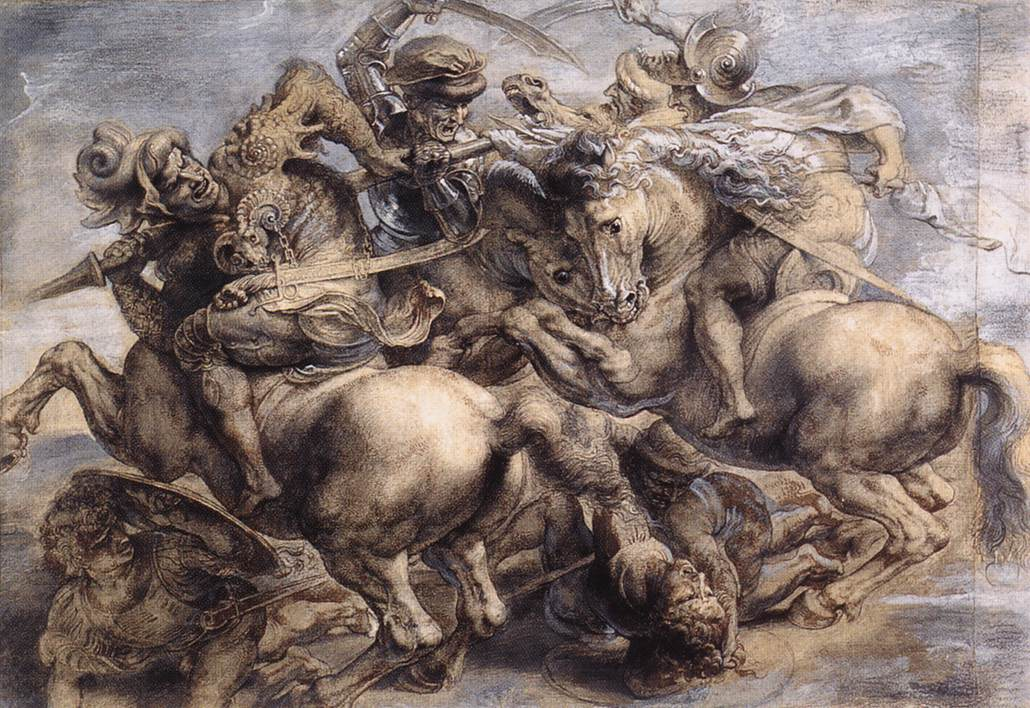
La lutte pour l'étendard de la bataille d'Anghiari, anonyme d'après Léonard de Vinci retouché et élargi par Pierre-Paul Rubens, techniques variées, avant 1550 (retouché en 1603).
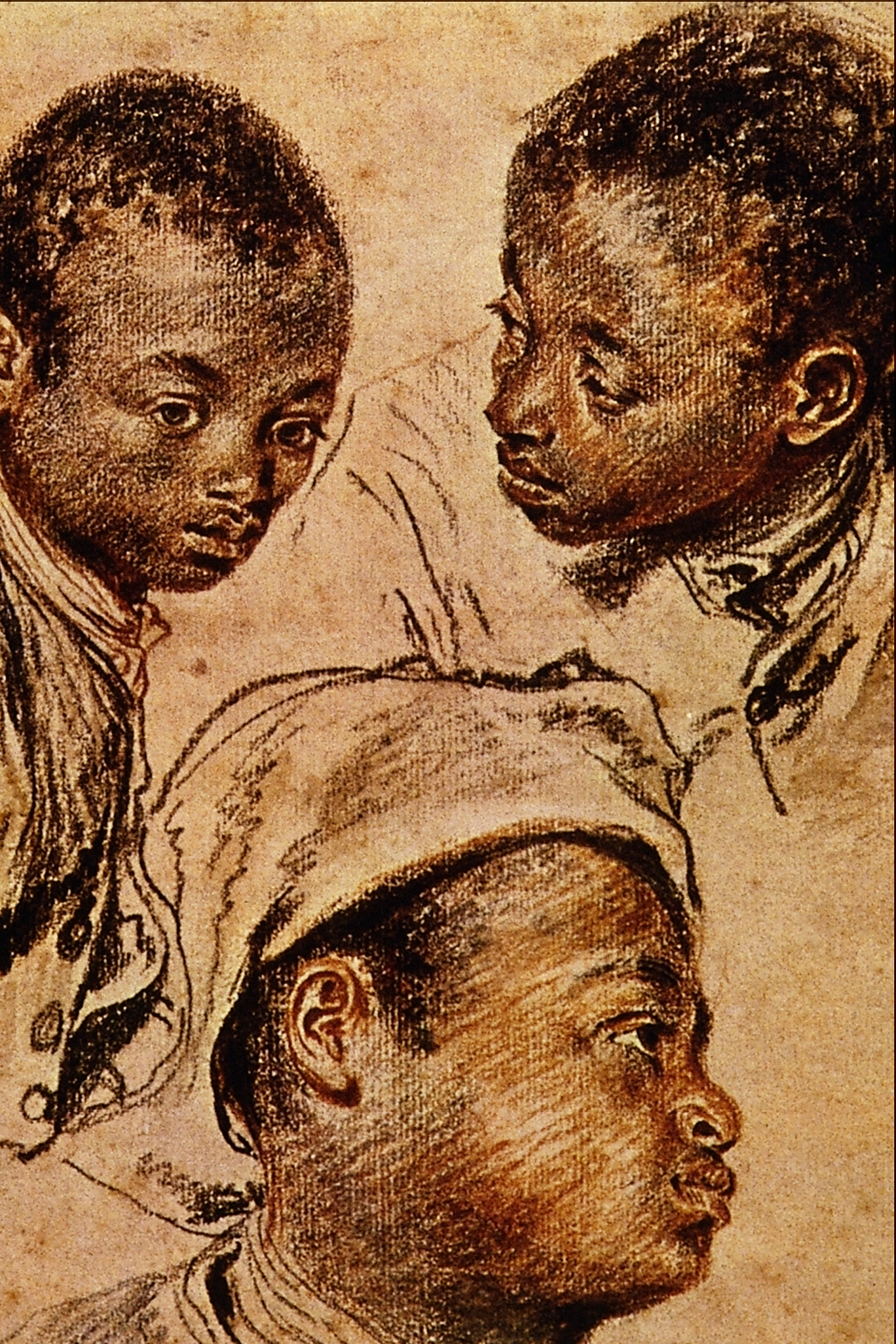
Trois études de jeune noir, Jean-Antoine Watteau pierre noire, sanguine, estompe et lavis gris, avant 1727.
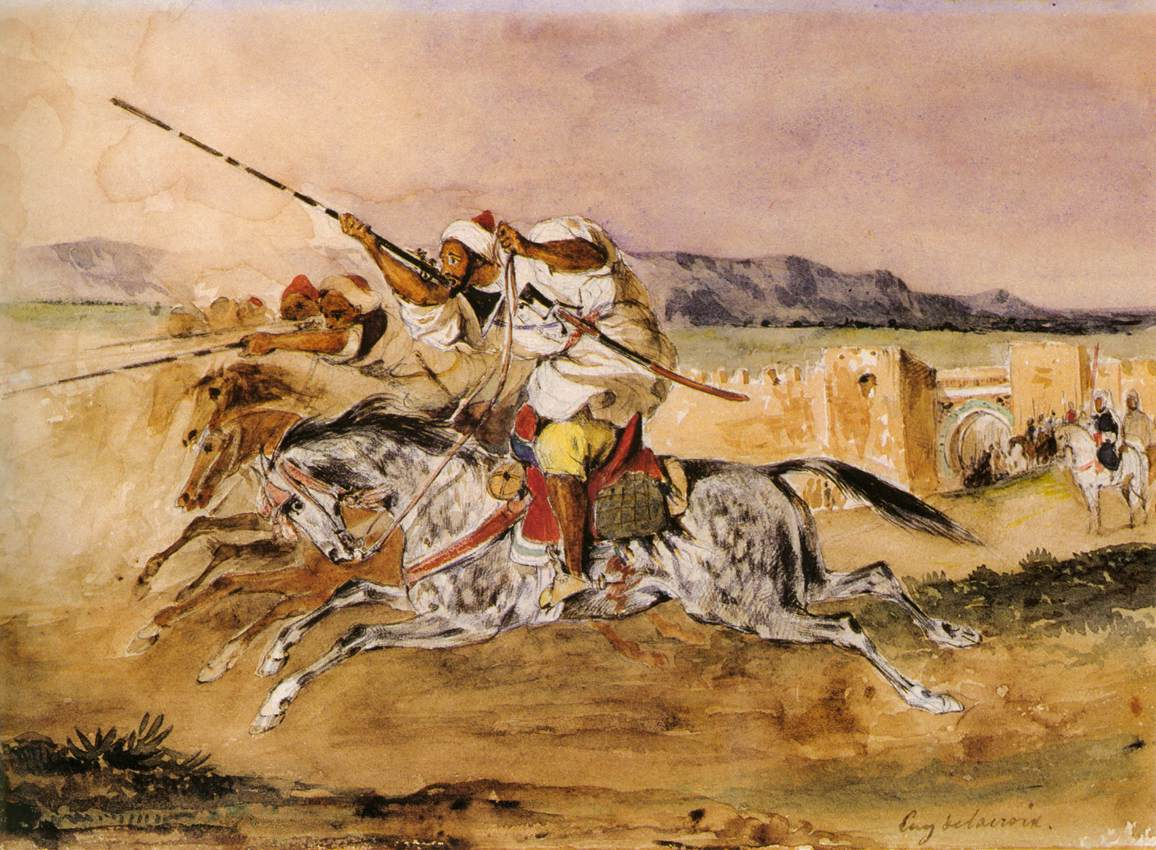
Fantaisie arabe, Eugène Delacroix aquarelle sur papier, 1832.

### Salles de l'histoire du Louvre et du Louvre médiéval

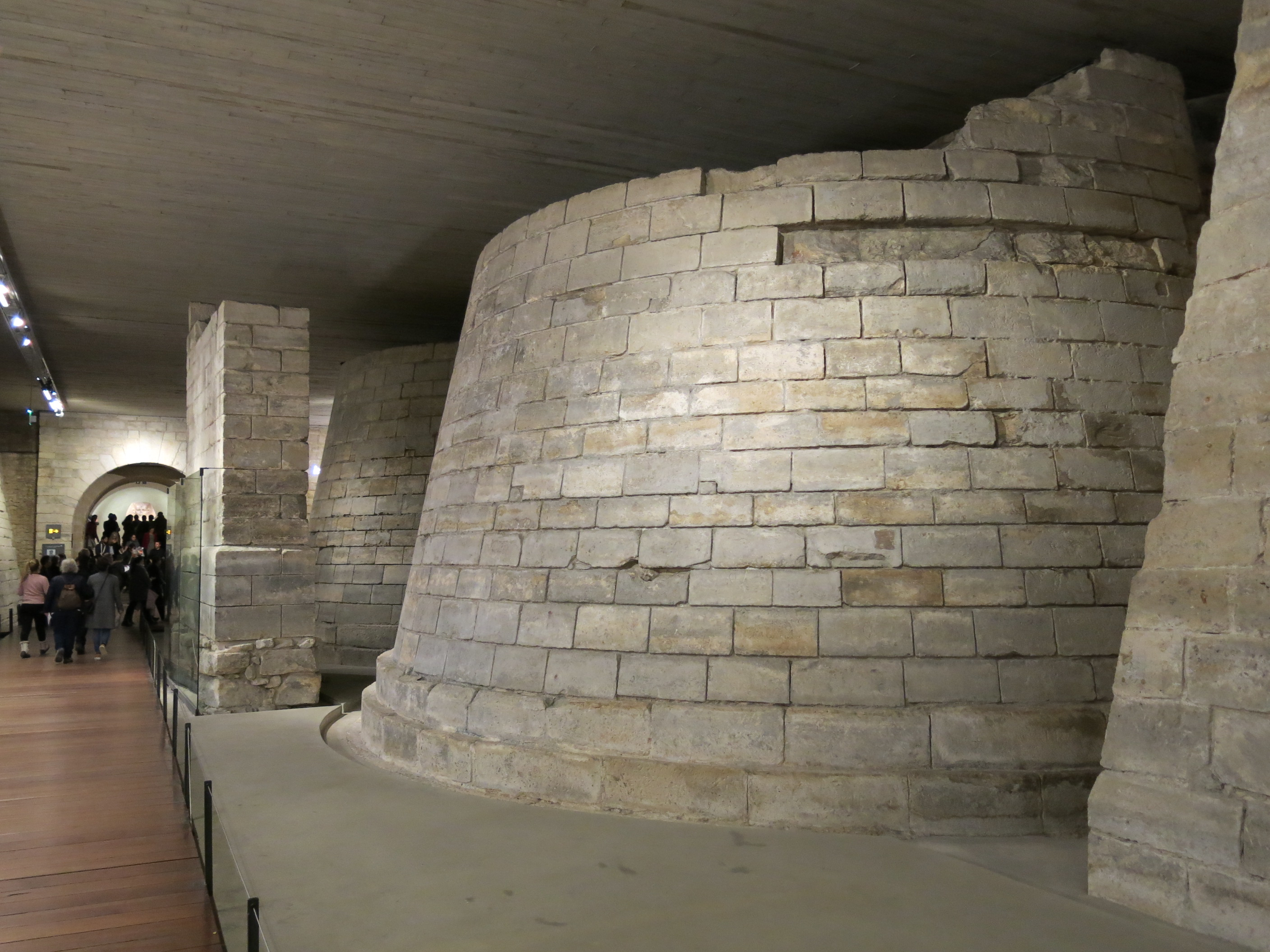
Un des murs du château, Louvre médiéval

Diverses salles sont consacrées à l'histoire du Louvre. Elles se trouvent à l'entresol (aile Sully).
Le Louvre médiéval est une des collections du Musée du Louvre créé dans les fossés du château du Louvre dont on a découvert lors des travaux du Grand Louvre qu'ils n'avaient pas été arasés lors de la destruction du château pour l'édification du palais du Louvre.
Outre la base du donjon et de deux des quatre murailles du château, il présente une collection d'objets de la vie quotidienne trouvés pendant les fouilles.

### Art et civilisations d'Afrique, d'Asie, d'Océanie et des Amériques
Présentée depuis l'an 2000, cette collection regroupe cent objets d'art, principalement des statues, sélectionnés par Jacques Kerchache. Exposée au pavillon des Sessions, elle a vocation à être une ambassade permanente au Louvre du musée du Quai Branly, inauguré en juin 2006.

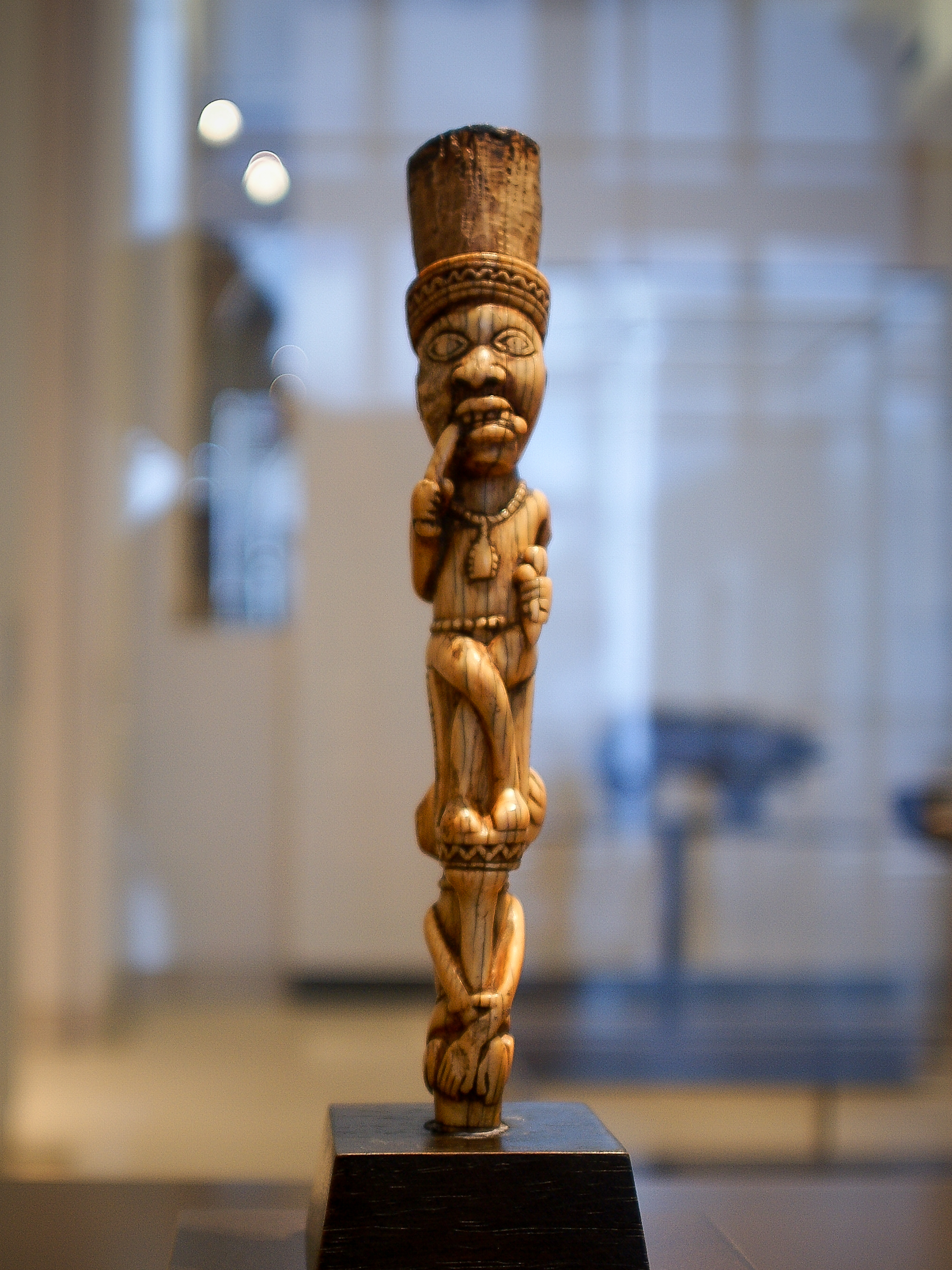
Sculpture yombé, sommet de sceptre, XIXe siècle
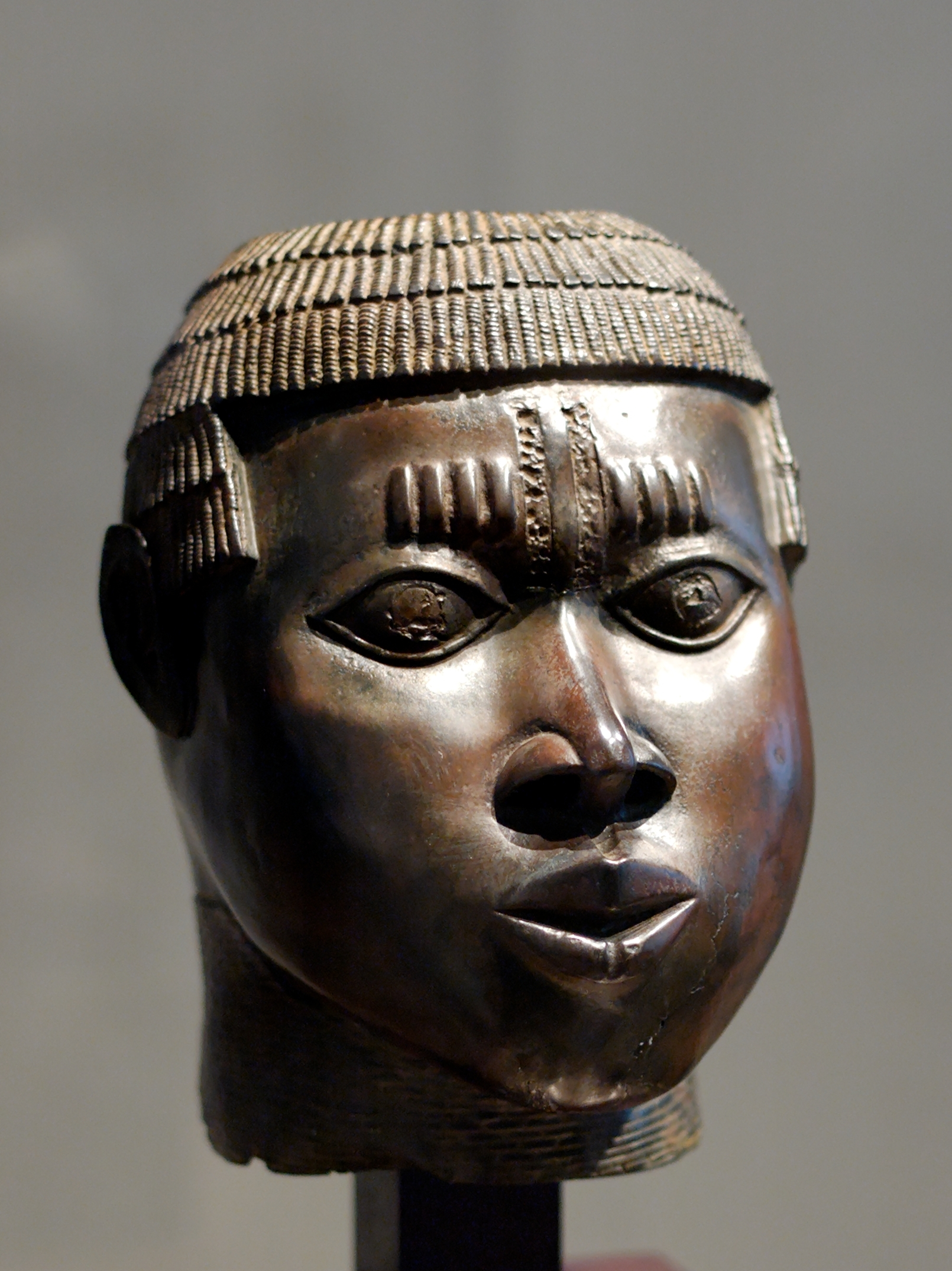
Sculpture, royaume du Bénin, fin XVe-milieu XVIe siècle
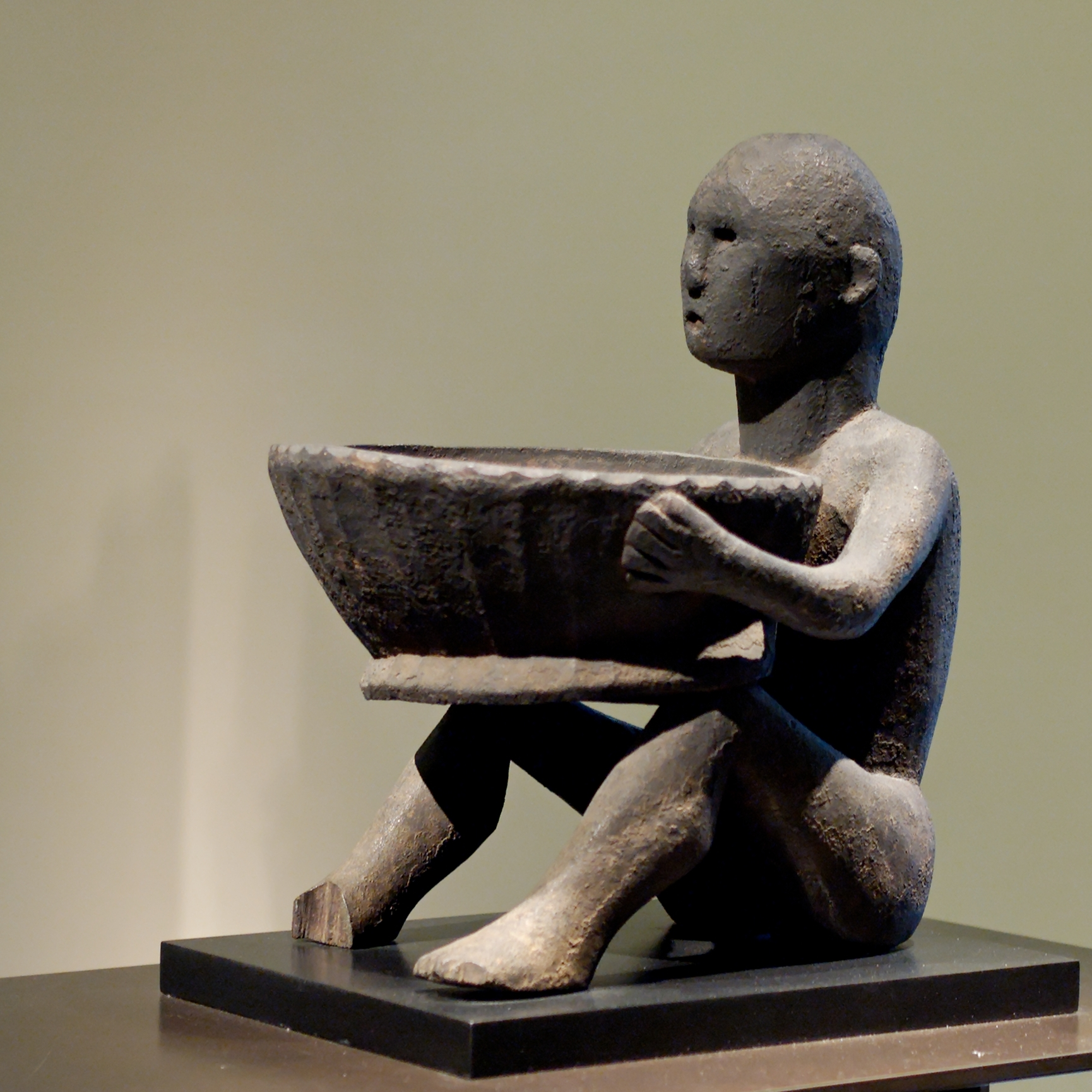
Statuette, peuple ifugao (Philippines), XVe siècle
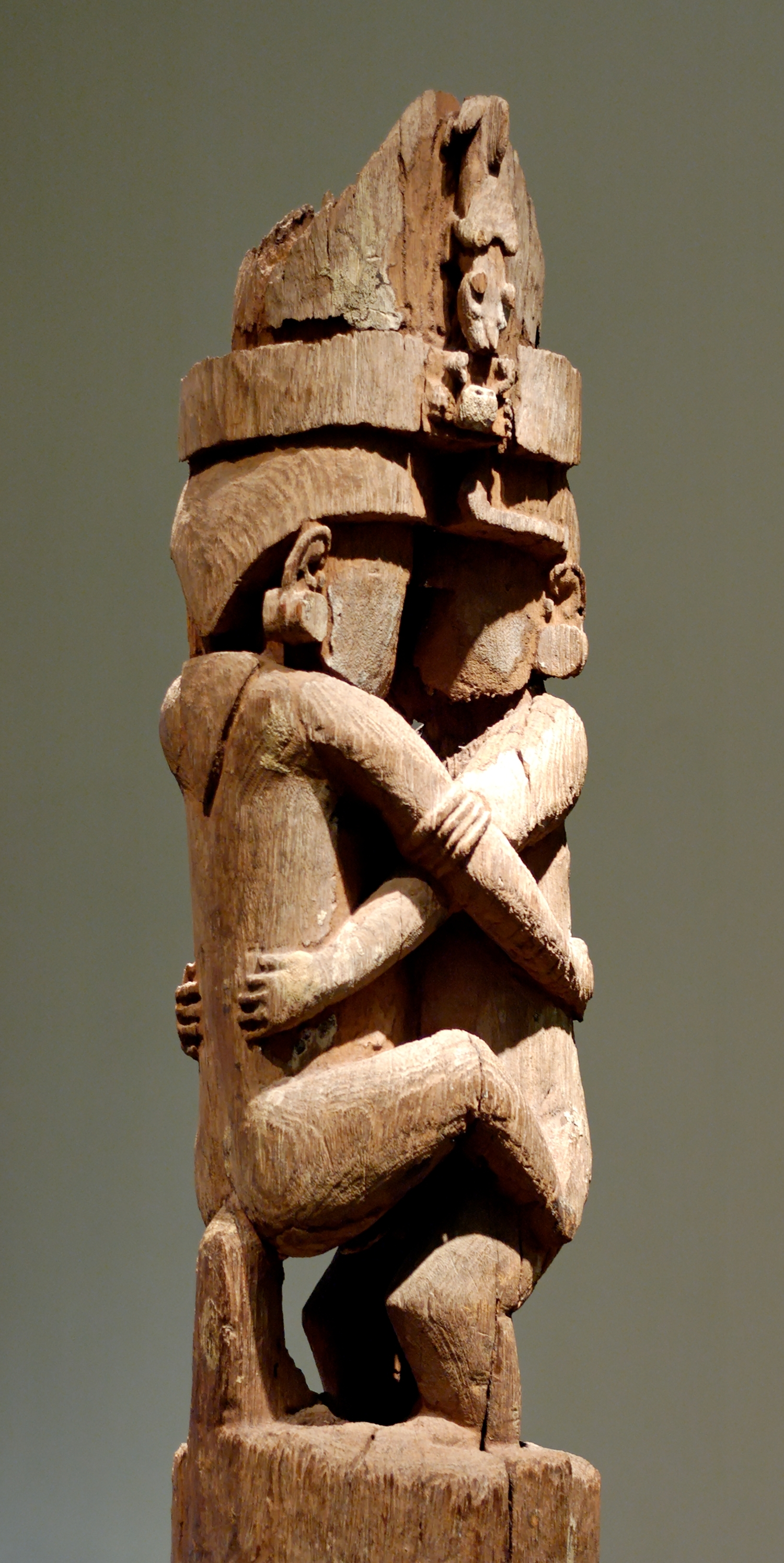
Pilier de maison cérémonielle, îles Salomon, XVIIe siècle
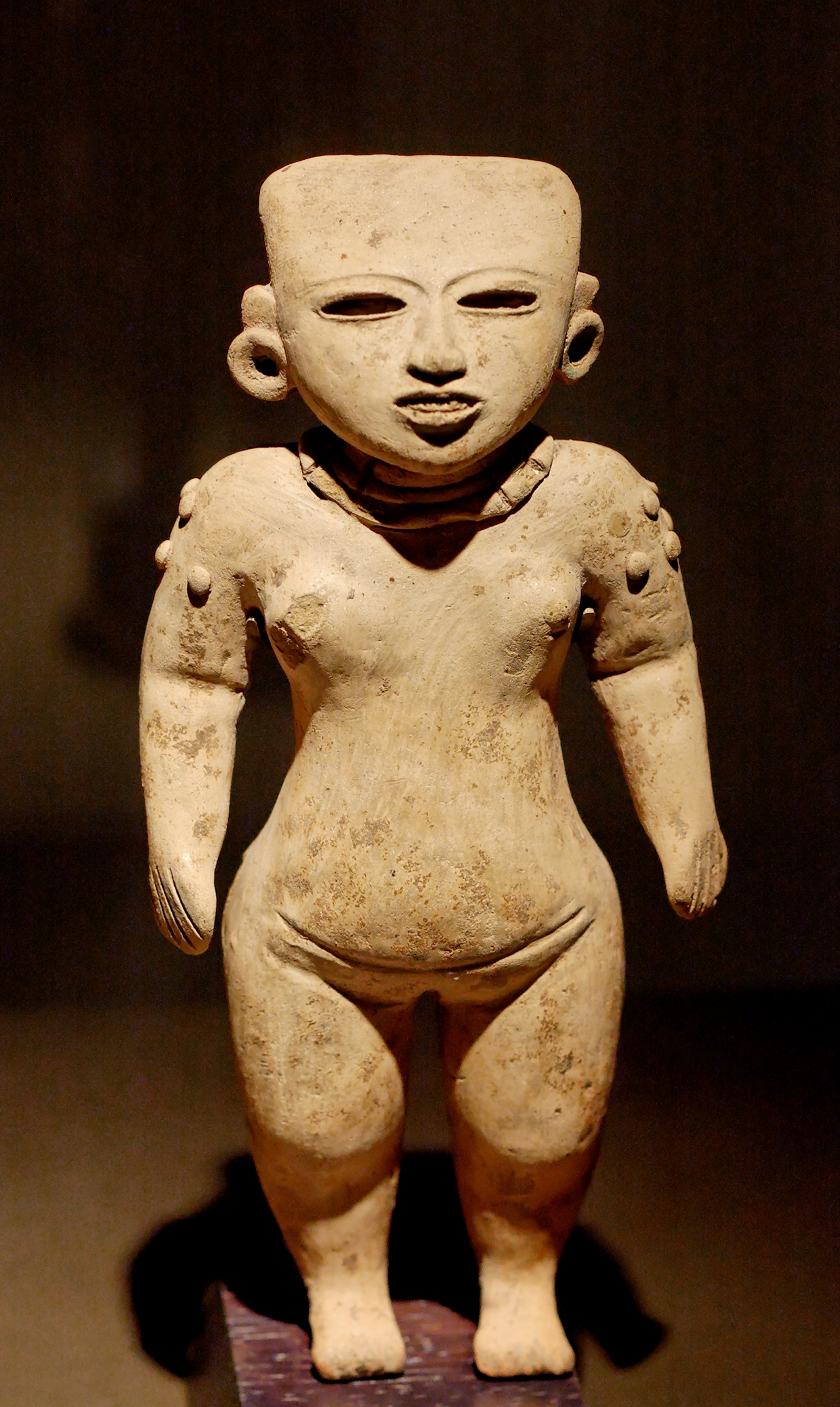
Figurine, Teotihuacán (Mexique), IIe – Ve siècle
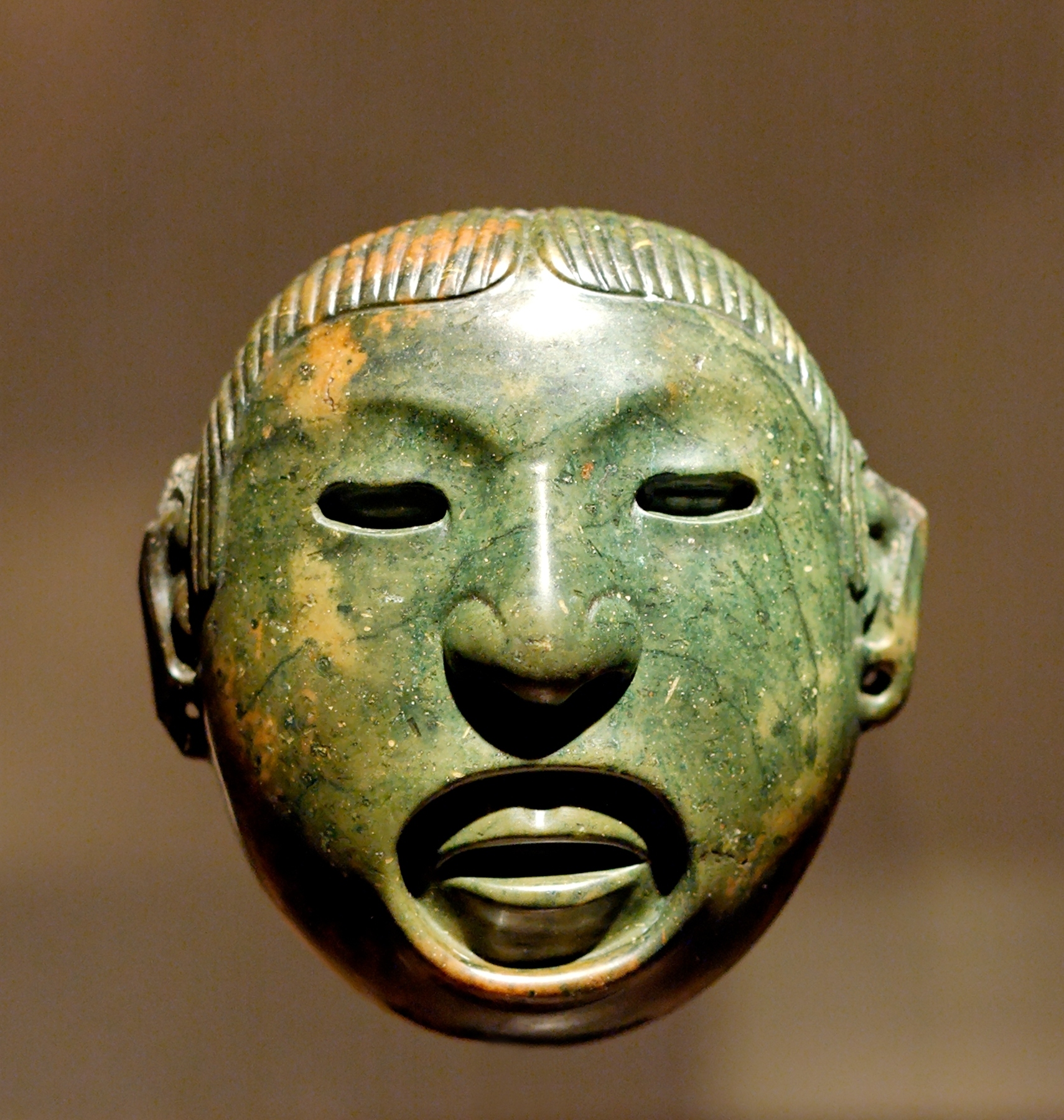
Masque de Xipe Totec de État d'Oaxaca (Mexique), un faux

### Art contemporain
Plusieurs artistes contemporains ont honoré des commandes du musée. Ainsi Anselm Kiefer peint Athanor en 2007 au niveau d'une arcade de l'aile Sully. François Morellet conçoit plusieurs vitraux en 2010, au niveau de l'escalier Lefuel. Cy Twombly réalise le plafond peint de la salle des Bronzes (salle 663) en 2010.

## Répartition des salles du musée et accès

### Organisation des salles
Le musée se répartit sur cinq niveaux dans les ailes Richelieu (au nord le long de la rue de Rivoli), Sully (à l'est autour de la Cour carrée) et Denon (au sud le long de la Seine). (Pour la répartition des collections dans les salles entre les différents départements, voir : « Plan du Louvre » [PDF], sur louvre.fr.)
L'entrée se fait sous la pyramide du Louvre au niveau -2, qui donne accès à une salle d'expositions temporaires, à un auditorium et à quelques salles situées au niveau -1 dans les ailes Richelieu et Denon, ainsi qu'au Louvre médiéval sous la Cour carrée. La plus grande partie des collections sont exposées au rez-de-chaussée et au premier étage des ailes Richelieu, Sully et Denon, ainsi qu'au second étage des ailes Richelieu et Sully. Le musée occupe ainsi une partie importante du palais du Louvre, dont les extrémités ouest sont toutefois consacrées au musée des Arts décoratifs dans le prolongement de l'aile Richelieu d'une part, à l'École du Louvre et à des réserves dans le prolongement de l'aile Denon d'autre part.
En 2017-2018, l'ensemble des salles du musée ont été renumérotées en supprimant les doublons, alors que la numérotation précédente dépendait des collections. Désormais chaque salle dispose d'un numéro unique qui permet d'identifier l'aile et l'étage.
|                  | Niveau          | Aile Richelieu   | Aile Sully       | Aile Denon       |
| ---------------- | --------------- | ---------------- | ---------------- | ---------------- |
| Salles 1 à 99    | Niveau -2       | Niveau -2        | Niveau -2        | Niveau -2        |
| Salles 100 à 199 | Niveau -1       | Salles 100 à 129 | Salles 130 à 159 | Salles 160 à 199 |
| Salles 200 à 499 | Rez-de-chaussée | Salles 200 à 299 | Salles 300 à 399 | Salles 400 à 499 |
| Salles 500 à 799 | 1er étage       | Salles 500 à 599 | Salles 600 à 699 | Salles 700 à 799 |
| Salles 800 à 999 | 2e étage        | Salles 800 à 899 | Salles 900 à 999 |                  |

### Personnels
Le musée compte pour sa gestion 2 091 employés (fonctionnaires, contractuels et vacataires), dont 1 232 agents de surveillance, un garde pour chacune des 403 salles d’exposition, que complètent les effectifs affectés aux 900 caméras du système de télésurveillance.

### Accès

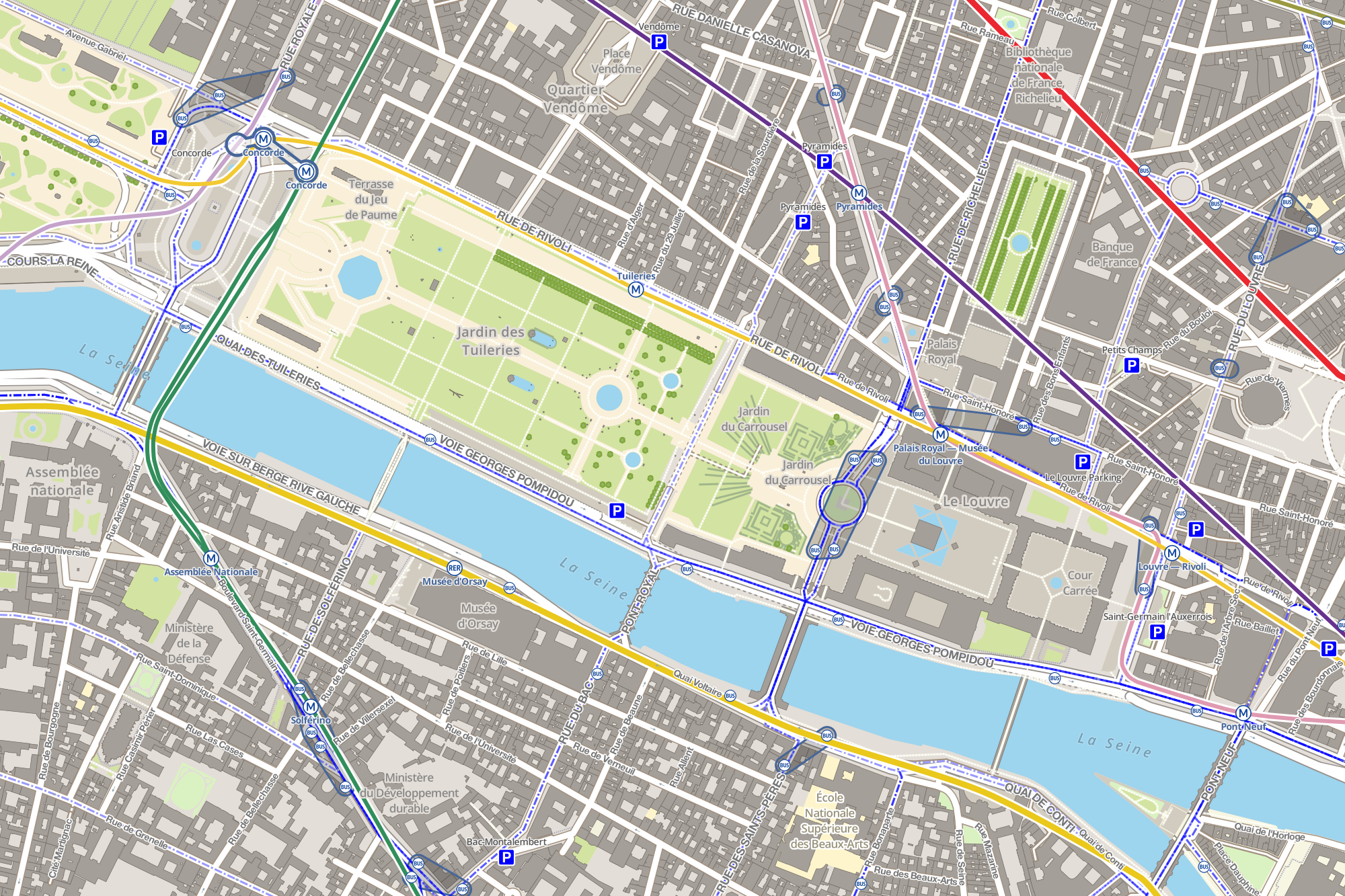
Carte d’accès au musée du Louvre. Cliquer pour agrandir.

L'entrée principale du musée est située au milieu de la cour Napoléon, sous la Pyramide. L'accès est également possible, sous conditions, depuis le passage Richelieu qui relie la cour Napoléon à la place du Palais-Royal, ainsi que, pour tous les visiteurs, depuis le centre commercial du Carrousel du Louvre, où se trouve également un parking souterrain pour autocars.
Pour répartir le public, le musée communique le temps d'attente en temps réel à ses différentes entrées sur son site internet.
La station de métro la plus proche de l'entrée du musée est la station Palais Royal - Musée du Louvre (lignes 1 et 7).
Il est possible d'accéder au musée du Louvre depuis la Seine.

## Activités du musée
Le Louvre propose de nombreuses expositions temporaires, dont beaucoup permettent de mettre en valeur les objets d'art ou les dessins qui ne sont pas en exposition permanente.
Les expositions temporaires sont en grande partie financées par des entreprises, par exemple :
- en 2004, l'exposition consacrée au maître de l'École de Fontainebleau Le Primatice a reçu le soutien financier de la société Morgan Stanley ;
- en 2004, le musée a également signé un accord avec le High Museum of Art d'Atlanta aux États-Unis qui a permis au musée américain d'exposer pendant trois ans 142 œuvres du Louvre. Cela a permis d'obtenir une somme de plus de 5 millions d'euros pour la rénovation des nouvelles salles du mobilier du XVIIIe siècle[268]. Des projets culturels et scientifiques sont également en cours entre les deux musées.

D'autre part, le site web du Louvre a été soutenu par des mécènes, Accenture, Blue Martini et le Crédit lyonnais.
Le musée propose aussi des visites-conférences et des ateliers pour les adultes et les enfants, et plus généralement un important programme d'actions éducatives. Le Louvre dispose pour cela d'outils performants dont un auditorium où se déroulent des conférences, des débats, des séances de lecture ou des concerts.
Pour 2010, le musée a reçu environ 8 500 000 visites (payantes, d'abonnés, gratuites).
2009 est pour le Louvre une année symbole : pour la première fois, la part des financements publics dans son budget passe sous la barre des 50 %. Le Louvre lance le premier fonds de dotation français destiné à recueillir du mécénat privé. Le budget 2009 s'élève à 230 millions d'euros et les ressources propres sont effectivement supérieures au financement public (52 % contre 48 %).
Depuis janvier 1996, et avec tous les autres musées nationaux en France, l'entrée au musée du Louvre est gratuite pour tous le premier dimanche de chaque mois, jusqu'à ce qu'en 2014 le Louvre n'accorde cet avantage qu'en basse saison (auparavant, jusqu'en 1990, l'entrée au Musée du Louvre était gratuite tous les dimanches). Cette mesure a ainsi permis de faire revenir au musée les visiteurs « nationaux » ; en effet, ce dimanche gratuit est pratiquement le seul jour du mois où les visiteurs étrangers sont minoritaires au Louvre[réf. nécessaire].
Le musée est gratuit pour les jeunes de 18 à 25 ans résidant dans l'un des pays de l'Espace économique européen, les demandeurs d'emploi, les bénéficiaires des minima sociaux (justificatif daté de moins d'un an) et les visiteurs handicapés et leur accompagnateur.
Entre le 1er septembre 2004 et le 3 avril 2009, l'entrée du Louvre est devenue payante pour les enseignants (sauf pour ceux qui amènent des élèves qui payent ou pour ceux qui payent un abonnement), les artistes français qui ne sont pas membres de la Maison des Artistes et les artistes étrangers. En revanche les employés de Total (financement de la restauration de la galerie d'Apollon), le Crédit lyonnais, Accenture ou Ernest & Young, entreprises mécènes du musée du Louvre, ont bénéficié d'un accès gratuit et illimité pendant 10 ans de 2005 à 2015.
Depuis fin 2004 ou début 2005, la carte Louvre-Professionnels, coûtant 30 €, donne droit à une année d'accès gratuit, illimité et sans attente aux collections permanentes et temporaires. Elle est réservée aux professionnels de l'enseignement en exercice. Également depuis mi-décembre 2004, la Maison des Artistes a passé un accord de partenariat avec le Louvre, ce dernier devenant dès lors gratuit pour tous les affiliés au régime de sécurité sociale des artistes plasticiens et pour les artistes étrangers. Depuis cette date le Pass Éducation, entré en vigueur le 4 avril 2009 pour les enseignants des écoles, collèges et lycées, donne le libre accès aux musées et aux monuments, dont le Louvre.
Après un record de 9,3 millions en 2014, le Louvre souffre d'une fréquentation moindre des visiteurs étrangers (−18 % pour les Américains, −61 % pour les Japonais, −31 % pour les Chinois, −47 % pour les Brésiliens…), qui représentent 70 % de son public après les attentats de janvier 2015, du 13 novembre 2015 et du 14 juillet 2016, ce qui fait baisser sa fréquentation à 7,3 millions pour 2016. Cependant, en 2017, à la suite du regain du tourisme à Paris et du succès de l'exposition « Vermeer et les maîtres de la peinture de genre » (du 22 février au 22 mai), le musée accueille 8,1 millions de visiteurs, soit une hausse de +10 % par rapport à l'année précédente. En 2018, l'année suivante, l'embellie continue et le musée bat son record de fréquentation avec 10,2 millions de visiteurs (+25 %) et une nette augmentation du nombre de visiteurs étrangers.
Lors de la pandémie de Covid-19, le musée du Louvre connaît comme de nombreux monuments parisiens une baisse de fréquentation. En juillet 2020, il accueille ainsi 200 000 visiteurs, soit quatre fois moins que d'habitude. Dans un premier bilan, le musée annonce début janvier 2021 l'accueil de 2,7 millions de visiteurs en 2020, soit une fréquentation en baisse de 72 % par rapport à l'année précédente.
Depuis la crise sanitaire du Covid-19, la fréquentation du musée a légèrement baissé. En 2024, le musée du Louvre a ainsi accueilli 8,7 millions de visiteurs, contre plus de 10 millions en 2018. Malgré tout, il reste le musée d'art le plus fréquenté au monde.

## Musée dépendant de l'établissement public administratif du Louvre
Le musée national Eugène-Delacroix est désormais rattaché au musée du Louvre, bien que situé de l'autre côté de la Seine dans le quartier Saint-Germain-des-Prés (6e arr.). Trop modeste pour être à lui seul un établissement public, la solution juridique la plus simple a été d'en confier la gestion au Louvre. Le conservateur en est Claire Bessède.

## Antennes du Louvre

### Louvre-Lens
Pour des raisons politiques liées à la décentralisation[réf. souhaitée], Jean-Pierre Raffarin et Jean-Jacques Aillagon, alors Premier ministre et ministre de la Culture, ont décidé de créer une antenne du Louvre ailleurs en France. Six villes étaient candidates à cette implantation : Amiens, Arras, Boulogne-sur-Mer, Calais, Lens et Valenciennes. Le 29 novembre 2004, lors d'une visite à Lens, le Premier ministre Jean-Pierre Raffarin a fait connaître le choix de cette ville[réf. souhaitée].
Le projet, dont la maîtrise d'œuvre a été confiée au cabinet japonais d'architecture SANAA de Kazuyo Sejima et Ryue Nishizawa, a vu le jour en décembre 2012. Ce nouvel établissement est capable de recevoir entre 500 et 600 pièces majeures, en alternance avec le musée parisien. Il devrait accueillir 500 000 visiteurs par an.
Le 2 octobre 2013, un projet de création d'un centre de réserves du Louvre à Lens est annoncé. Ce centre a été officialisé par un protocole tripartite comprenant l'État, le musée et la région du Nord-Pas-de-Calais. Le texte concluant la nature du projet a été signé par la ministre de la Culture Aurélie Filippetti, le président de l'exécutif régional Daniel Percheron et le président du Louvre Jean-Luc Martinez. L'objectif est de protéger les œuvres stockées au Louvre, qui se trouve en zone inondable.

### Louvre Abou Dabi
Dans le cadre de la création d’un district culturel sur l’île de Saadiyat, ou « île du bonheur » à Abou Dabi, le gouvernement des Émirats arabes unis s’est tourné vers la France pour la réalisation et le développement d’un musée universel. Le projet architectural a été confié à Jean Nouvel, concepteur du musée du Quai Branly. Les deux pays ont signé le 6 mars 2007 un accord à ce sujet, qui organise cette opération de coopération culturelle sur 30 ans et prévoit que le musée portera le nom de Louvre Abou Dabi, un nouvel accord établi en décembre 2021 prévoit l'extension de la licence de la marque "Louvre" jusqu'en 2047.
La France est chargée d’une mission de conseil dans les domaines de la conception et la réalisation du bâtiment et est chargée de l’élaboration du projet scientifique et culturel du musée. À partir de l’ouverture du musée et pour les dix années suivantes, le Louvre Abou Dabi recevra en prêt des œuvres issues des collections françaises (300 dans les premières années, puis 250 et 200). De même, pendant quinze ans, la France fournira annuellement au Louvre Abou Dabi quatre expositions. Enfin, elle aidera le musée à se constituer une collection propre destinée à remplacer les œuvres prêtées par les musées français.
Les Émirats arabes unis se sont engagés à verser des contreparties d’environ un milliard d’euros sur trente ans, qui bénéficieront au musée du Louvre et aux autres musées partenaires de l’opération. Pour mettre en œuvre cet accord de coopération culturelle, la France a créé une structure spécifique, l’agence France-Muséums dont sont actionnaires quelque douze des principaux établissements culturels français.
L'exposition Naissance d'un musée (2 mai - 28 juillet 2014) au musée du Louvre permettra au musée émirien de présenter au public français le meilleur de sa toute jeune collection constituée d’œuvres anciennes et contemporaines provenant de différents pays. Le Louvre Abou Dabi, qui ouvre ses portes le 11 novembre 2017, est le premier musée universel créé au Moyen-Orient.

## Publications du Musée du Louvre

### Bandes dessinées
Le musée coédite plusieurs bandes dessinées autour de ses œuvres ou de ses murs, avec les éditions Futuropolis :
- 2005 : Période glaciaire, Nicolas de Crécy
- 2006 : Les sous-sols du révolu, Marc-Antoine Mathieu
- 2008 : Aux heures impaires, Éric Liberge
- 2009 : Le ciel au-dessus du Louvre, Bernar Yslaire et Jean-Claude Carrière
- 2010 : Rohan au Louvre, Hirohiko Araki
- 2011 : Un enchantement, Christian Durieux
- 2012 : La traversée du Louvre, David Prudhomme Prix de la ville de Genève pour la bande dessinée, catégorie International - Prix Nouvelle République 2012
- 2012 : Les fantômes du Louvre, Enki Bilal  (ISBN 978-2-75480-819-4)
- 2013 : Le chien qui louche, Étienne Davodeau  (ISBN 978-2-75480-853-8)
- 2013 : L'art du chevalement, Loo Hui Phang (scénario), Philippe Dupuy (dessins)
- 2014 : Les gardiens du Louvre, Jirō Taniguchi  (ISBN 978-2-75481-015-9)
- 2015 : L'île Louvre, Florent Chavouet, reportage dessiné (évoquant un carnet de voyage) dans lequel l'auteur croque des scènes quotidiennes à l'intérieur du musée, souvent farfelues, avec une vision d'ethnologue. Il s'agit d'un travail de commande, pour lequel il a obtenu un pass, délivré par les autorités du musée. On remarque le parti pris original qu'il n'explique pas au lecteur, de faire du musée une île au milieu de la mer[279].
- 2016 : Les rêveurs du Louvre, collectif  (ISBN 978-2-7548-2124-7)
- 2017 : Les chats du Louvre, premier tome, Taiyo Matsumoto
- 2018 : Les chats du Louvre, second tome, Taiyo Matsumoto
- 2018 : Mujirishi, le signe des rêves, 1, Naoki Urasawa
- 2018 : Mujirishi, le signe des rêves, 2, Naoki Urasawa
- 2018 : Fluide Glacial au Louvre, collectif, en collaboration avec Fluide Glacial
- 2019 : Une marternité rouge, Christian Lax
- 2019 : Léonard2Vinci, Stéphane Levallois
- 2019 : Moon of the Moon, Chi-Tak Li
- 2021 : Les amants de Shamhat : la véritable histoire de Gilgamesh, Charles Berbérian

Le Louvre a également lancé une collection destinée à la jeunesse en collaboration avec les éditions Delcourt :
- 2016 : Le cheval qui ne voulait plus être une œuvre d'art, Olivier Supiot
- 2017 : Gaspard et la malédiction du prince fantôme, Isabelle Dethan
- 2018 : Les souris du Louvre : Milo et le monde caché, Joris Chamblain (scénario) et Sandrine Goalec (dessins)
- 2019 : Les souris du Louvre : Le damier de Babel, Joris Chamblain (scénario) et Sandrine Goalec (dessins)
- 2019 : Les tableaux de l'ombre, Jean Dytar,
- 2021 : Les souris du Louvre : Le serment oublié, Joris Chamblain (scénario) et Sandrine Goalec (dessins)

## Dans la culture

### Littérature
- L'Assommoir, roman d'Émile Zola (1876), dans le chapitre III[281], comporte une célèbre visite du Louvre, effectuée le jour du mariage de Gervaise et de Coupeau[61]. La noce déambule dans les couloirs et les escaliers et finit par se perdre, sous le regard amusé des gardiens et des autres visiteurs.
- Henri de Régnier, Le mariage de minuit (1903)
- Dans Da Vinci Code, roman de Dan Brown (2003), adapté au cinéma par Ron Howard, le Louvre est le cadre de la première partie de l'histoire, au cours de laquelle un homme est assassiné et le héros recherche des indices parmi les tableaux.
- STROM, série fantastique d'Emmanuelle et Benoît de Saint Chamas (2010-2019).

### Cinéma et télévision
- Drôle de frimousse (1957) de Stanley Donen avec Audrey Hepburn et Fred Astaire sur l'escalier Daru menant à la Victoire de Samothrace
- Bande à part (1964), film de Jean-Luc Godard, avec une traversée du Louvre en 9 minutes et 43 secondes inspirée par la performance d'un certain Jimmy Johnson, scène pastichée en 2017 dans Visages, villages d'Agnès Varda et JR ;
- Belphégor ou le Fantôme du Louvre, feuilleton en 4 épisodes, ORTF, mars 1965 ;
- Belphégor, le fantôme du Louvre, film de Jean-Paul Salomé (2000) ;
- La Ville Louvre, documentaire de Nicolas Philibert (1990) ;
- Les Amants du Pont-Neuf, film de Leos Carax, une visite clandestine du Louvre la nuit par deux sans-abri : un ancien gardien ayant toutes les clefs et une peintre qui devient aveugle ;
- Da Vinci Code, film de Ron Howard (2006)[282] ;
- Visage, film de Tsai Ming-liang (2009), sélectionné dans la compétition officielle du Festival de Cannes ;
- Les Aventures extraordinaires d'Adèle Blanc-Sec, film de Luc Besson (2009) ;
- Belphégor, série de 26 épisodes en dessin animé pour la télévision, créée par Gérald Dupeyrot, produite par la société Les Armateurs en 1998. Le dessinateur de bandes dessinées Frédéric Bézian, auteur graphique de la série, a créé des images du Louvre dans l'épisode no 6 (« La Folie aux Rideaux noirs »).
- Francofonia, 2015. Film imaginant des personnages historiques revenant au Louvre pendant l'Occupation nazie.
- Wonder Woman, 2017. La première et la dernière scène du film se déroulent au musée du Louvre.
- Le téléfilm Mystère au Louvre (2017) y est tourné.
- L'Art du crime (2017), série télévisée française créée par Angèle Herry-Leclerc et Pierre-Yves Mora[283].
- Les Looney Tunes passent à l'action, film sorti en 2003.
- Lupin, série diffusée sur Netflix en 2021, premier épisode.

### Clips vidéo
- Mona Lisa (2016) de will.i.am[282] ;
- Apeshit (2018) de Beyoncé et Jay-Z[282] ;
- Museum (2020) de Marin Troude [284],[285].

### Jeux vidéo
- Louvre : L'Ultime Malédiction, jeu vidéo développé par Index+, où une jeune femme du nom de Morgane doit retourner dans le passé du Louvre pour accomplir la mission que son père n'a pas pu réussir et dont il est mort.
- Tomb Raider : L'Ange des Ténèbres jeu vidéo développé par Eidos : Lara Croft doit explorer le Louvre à la demande de son ami défunt Werner Von Croy pour y trouver une des peintures d'Obscura. L'objet en question se trouve plus exactement sous le site archéologique des vestiges du château du Louvre.
- Adaptation du film Da Vinci Code : le visiteur évolue au sein de l'aile Denon (celle du sud), surtout au premier étage, avec la Grande galerie et la salle de la Joconde. Sont aussi reconstitués dans le jeu l'escalier Daru (où se trouve la Victoire de Samothrace) et la salle des Antiquités romaines au Niveau 0.
- Les Looney Tunes passent à l'action, jeu vidéo sorti en 2003, basé sur le film du même nom.

#### CD-Rom culturels
- Louvre — Collections et Palais, CD-ROM culturel (1992) développé par Montparnasse Multimédia
- Louvre — La Visite virtuelle, DVD-ROM culturel (1999) développé par Montparnasse Multimédia, produit par le musée du Louvre, RMN, Shogakukan et Montparnasse Multimédia

## Polémiques

### Politique commerciale
Dans Le Monde daté du 13 décembre 2006, un article signé par Françoise Cachin, ancienne directrice des musées de France, Jean Clair et Roland Recht, critique violemment la politique commerciale de certains musées français, particulièrement les prêts payants du Louvre à Atlanta et surtout la création du Louvre Abou Dabi. Leur position a rencontré un large écho chez les professionnels de l'art. Une pétition dans ce sens parue dans La Tribune de l'Art, a été signée par plus de 5 000 personnes. Elle a reçu pendant un temps une certaine couverture médiatique. En réponse à cette polémique, Jack Lang, dans un article paru dans Le Monde du 31 janvier 2007, a pris position en faveur du projet.

### Photographie des œuvres exposées
L'interdiction de photographier les œuvres anciennes appartenant pourtant au domaine public a également mené à polémique. La décision, datant de 2005, a été dénoncée par les visiteurs et par les commentateurs comme illégale et allant à l'encontre de la mission culturelle et publique des musées nationaux. Les arguments en faveur de l'interdiction de photographier étaient le danger des flashs pour les œuvres, et la gêne constituée par la présence d'un photographe dans une allée. Les commentateurs ont plutôt supposé une dérive intéressée, souhaitant inciter l'achat de photographies dans les boutiques du musée. L'interdiction a depuis été levée, et ne s'applique plus qu'aux flashes.

### Mécénat
Total est membre fondateur du Cercle Louvre Entreprises. Son rôle est critiqué en 2017 par l'ONG 350.org, puisque selon elle, « en acceptant de recevoir des dons d’entreprises du secteur des combustibles fossiles, telles que Total, le musée du Louvre contribue à renforcer l’idée que nous pouvons exploiter les combustibles fossiles sans dommage ». Thierry Desmarest, ancien PDG et président d’honneur de Total, a également siégé longtemps au conseil d’administration du musée. La charte éthique du musée du Louvre précise que « le mécénat [repose] clairement sur l’octroi d’exonérations fiscales », comme « sur le principe d’une association d’images institutionnelles entre deux partenaires ». Le 12 mars 2018, l'ONG 350.org organise un happening militant au Louvre contre le mécénat de Total.

## Galerie de photos

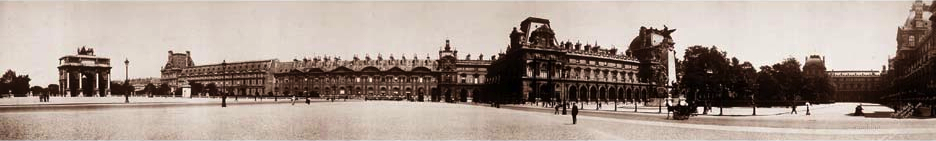
Le palais du Louvre en 1908.

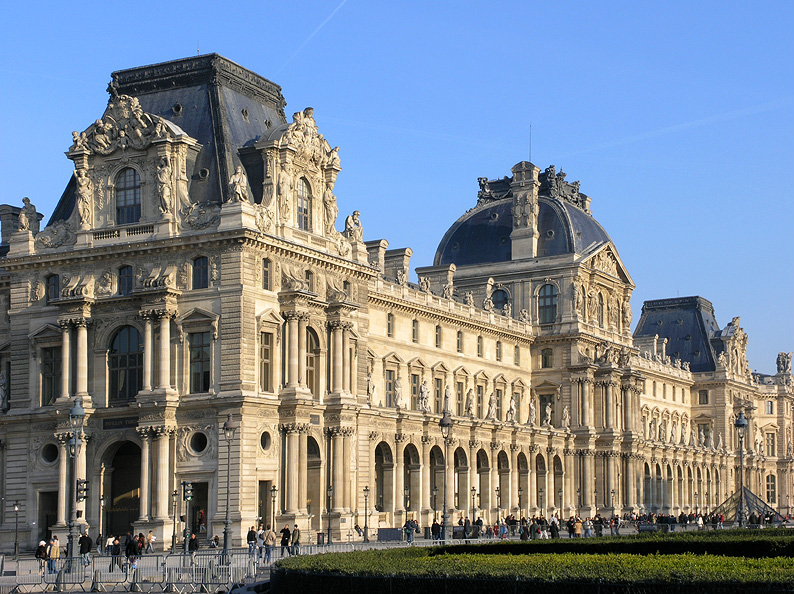
Aile Richelieu
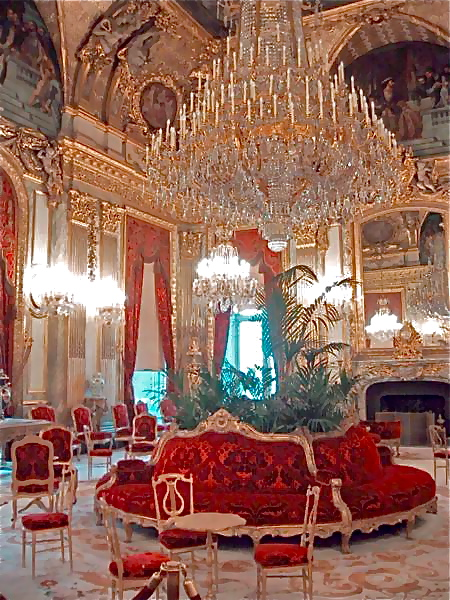
Appartements dits de Napoléon III
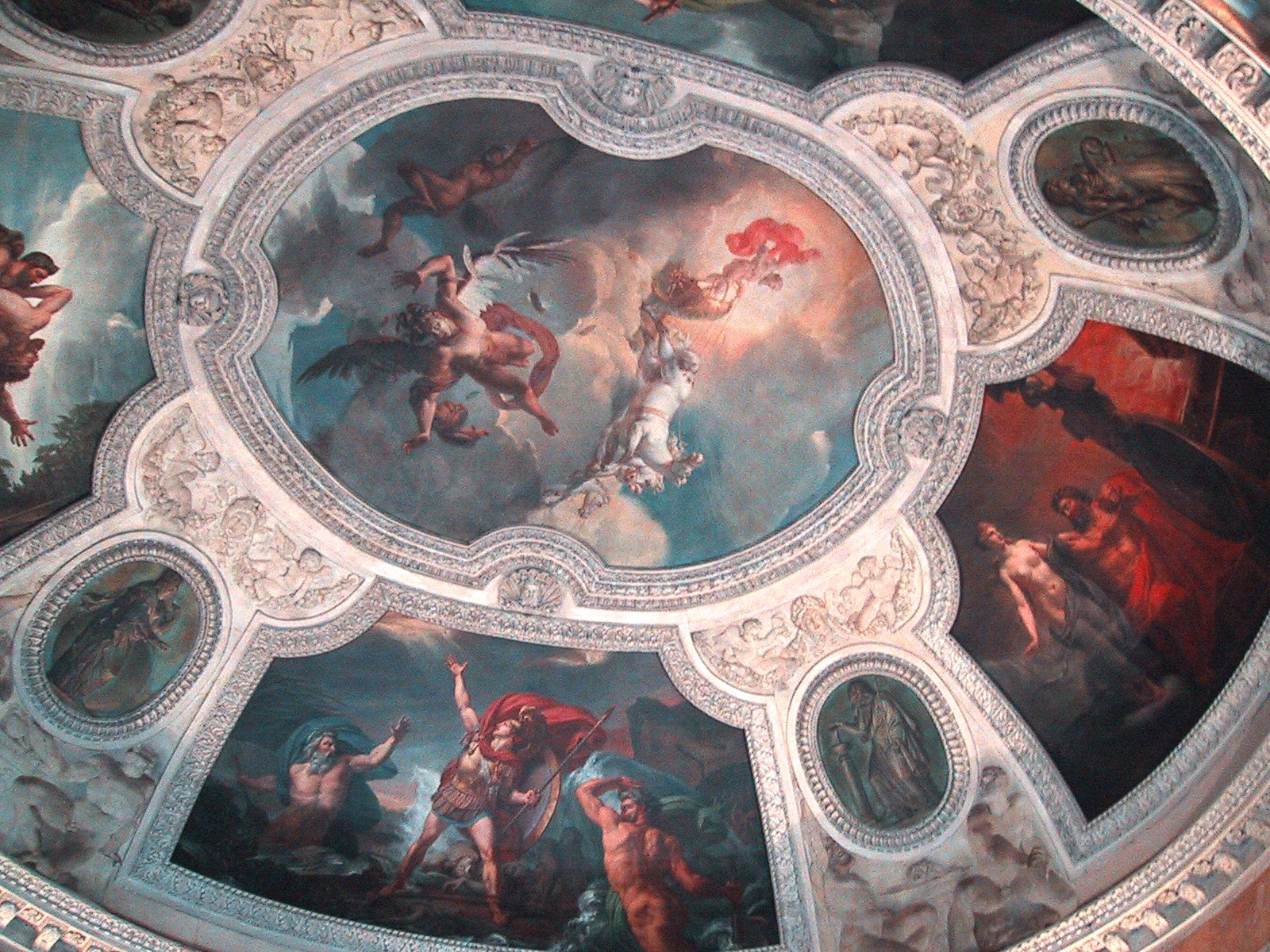
Rotonde d'Apollon, plafond
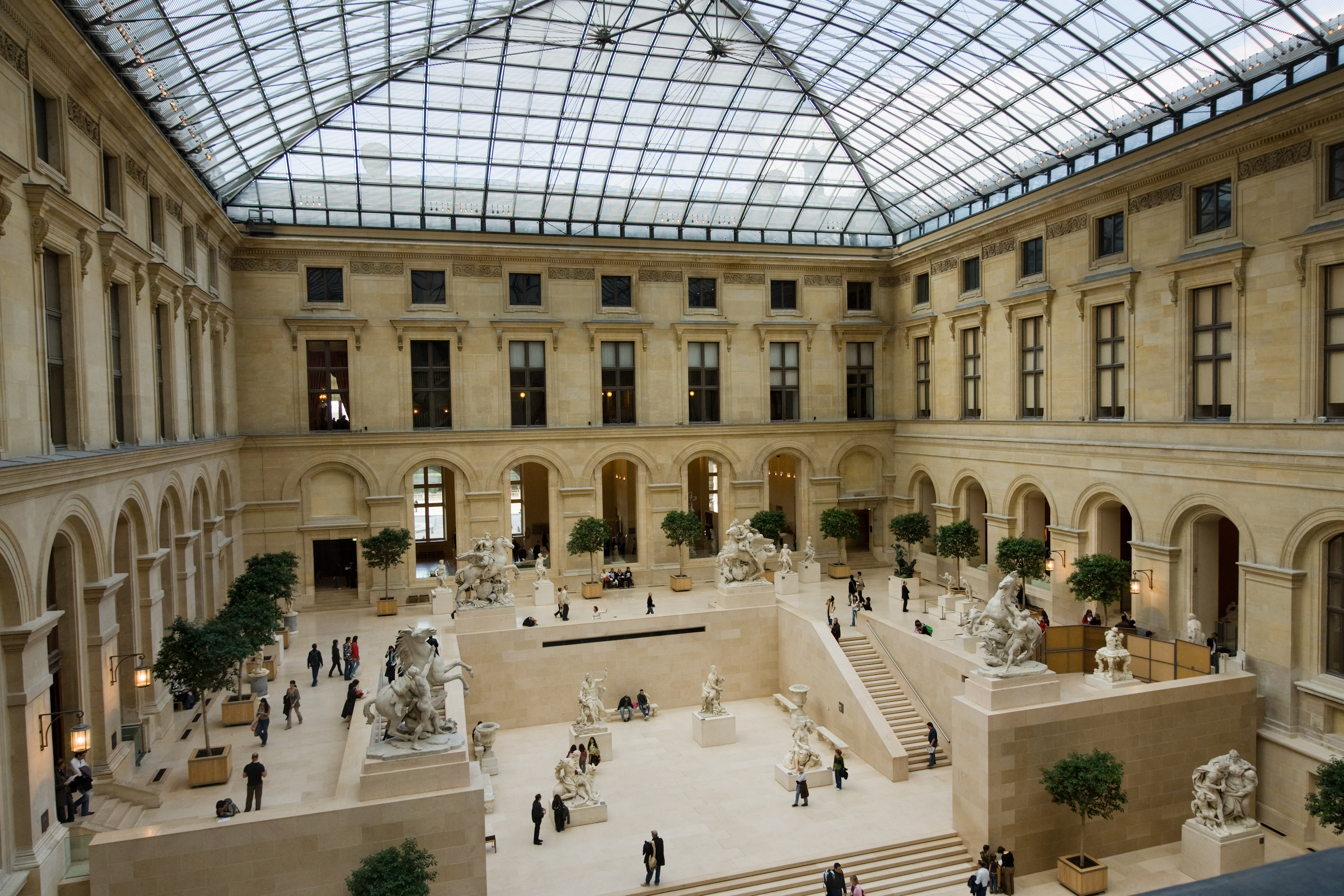
La cour Marly, aile Richelieu
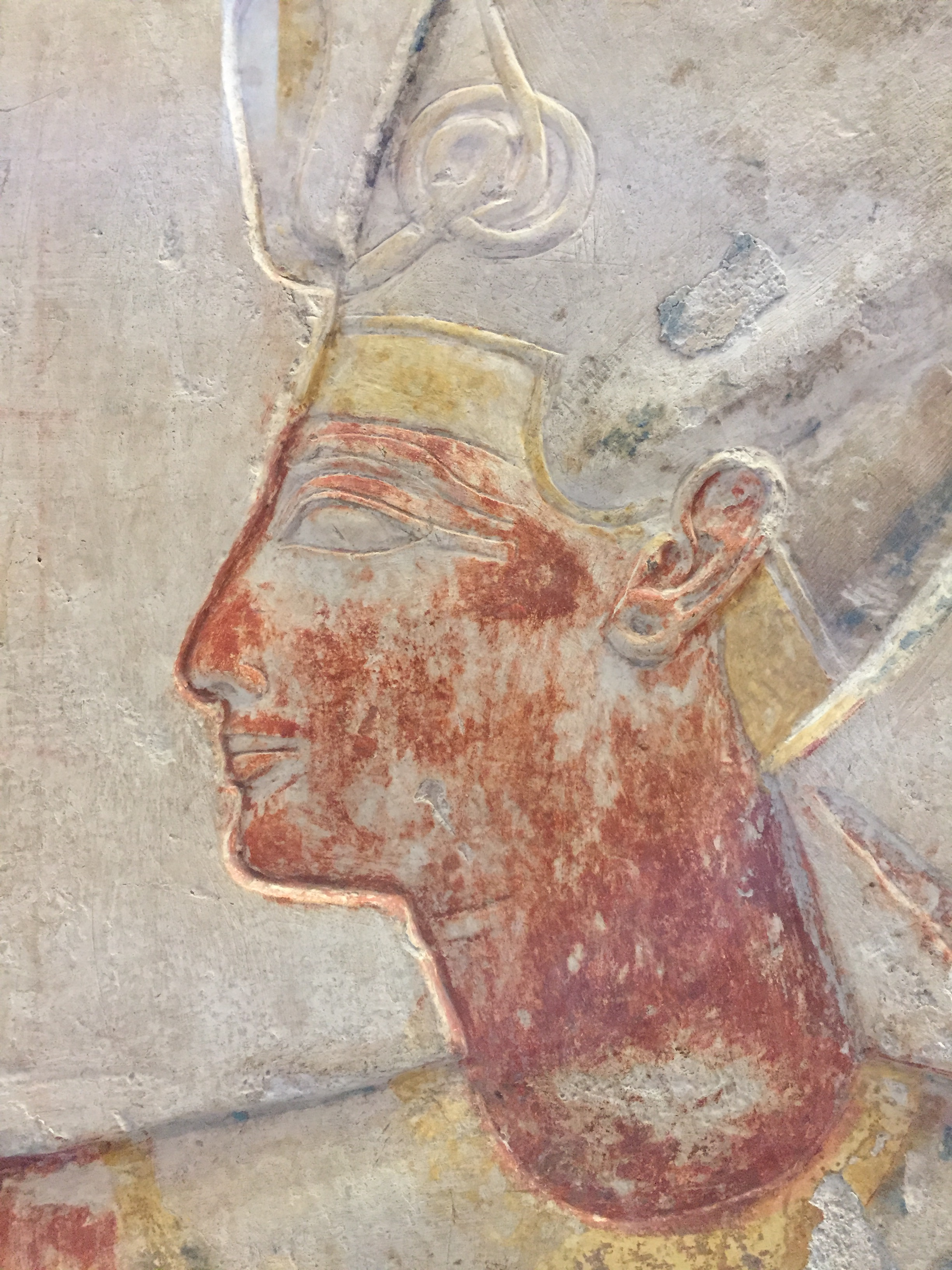

#### Catalogues du musée Napoléon
- Musée Napoléon, Notice des tableaux des écoles française et flamande, exposés dans la grande galerie, dont l'ouverture a eu lieu le 18 germinal an VII : et des tableaux des écoles de Lombardie et de Bologne, dont l'exposition a eu lieu le 25 messidor an IX, De l'imprimerie des sciences et des arts, Paris (lire en ligne)
- Notice des statues, bustes et bas-reliefs de la Galerie des antiques du Musée Napoléon : ouverte pour la première fois le 18 brumaire an 9, De l'imprimerie des sciences et arts, Paris, An XII (lire en ligne)
- Statues, bustes, bas-reliefs, bronzes, et autres antiquités, peintures, dessins, et objets curieux : conquis par la Grande Armée, dans les années 1806 et 1807 : dont l'exposition a eu lieu le 14 octobre 1807, premier anniversaire de la bataille d'Jéna, Dubray imprimeur du musée Napoléon, Paris, 1807 (lire en ligne)
- Joseph Lavallée, Galerie du Musée Napoléon, en 10 volumes publiés par Antoine-Michel Filhol ; t. 1 Texte ; t. 2 Texte ; t. 3 Texte ; t. 4 Texte ; t. 5 Texte ; t. 6 Texte ; t. 7 Texte ; t. 8 Texte ; t. 9 Texte ; t. 10 Texte, Paris, Imp. Gillé fils, 1804-1810.
- Notice des tableaux exposés dans la Galerie Napoléon, L.-P. Dubray imprimeur, Paris, 1811 (lire en ligne)
- Notice des dessins, des peintures, des bas-reliefs et des bronzes, exposés au Musée Napoléon, dans la Galerie d'Apollon : notice des tableaux anciens des trois écoles mis dans le Salon d'exposition de peinture moderne en juin e l'an 1811, Dubray imprimeur, Paris, 1811 (lire en ligne)
- Notice des tableaux des écoles primitives de l'Italie, de l'Allemagne, et de plusieurs autres tableaux de exposés dans le grand salon du Musée Royal ouvert le 25 juillet 1814, p. 2, imprimerie de L. P. Dubray, Paris, 1814 (lire en ligne)

#### Autres musées de Paris
- Musée de l'Orangerie : impressionnistes, avec les Nymphéas de Monet, et postimpressionnistes
- Centre d'art du Jeu de Paume
- Musée des arts décoratifs de Paris : œuvres du Moyen Âge à nos jours, faisant écho au département des objets d'art du Louvre.
- Musée Nissim-de-Camondo : mobiliers et objets d'art du XVIIIe siècle
- Musée Carnavalet, musée de l'histoire de Paris
- Musée Cognacq-Jay
- Musée Jacquemart-André
- Musée du Petit-Palais : musée des beaux-arts de la Ville de Paris
- Musée Guimet : les arts asiatiques
- Musée Cernuschi : musée des arts asiatiques
- Musée du Quai Branly - Jacques-Chirac : les arts d'Afrique, d'Amérique et d'Océanie ; le pavillon des Sessions du Louvre sert d'antenne au musée, en exposant une centaine de ses chefs-d'œuvre
- Musée de Cluny : œuvres allant de la Gaule romaine jusqu'au XVIe siècle
- Musée d'Orsay : les arts européens de 1849 à 1914
- Musée Marmottan Monet
- Centre Georges-Pompidou : les arts européens après 1914
- Musée d'art moderne de la ville de Paris au palais de Tokyo
- Musée d'archéologie nationale : œuvres des origines de la Préhistoire (paléolithique) à l'époque mérovingienne (VIIIe siècle), à Saint-Germain-en-Laye
- Musée national de la Renaissance : les arts européens au XVIe siècle, à Écouen
- Musée Gustave-Moreau
- Musée Rodin
- Musée Hébert
- Musée national Jean-Jacques Henner
- Musée Bourdelle
- Musée Maillol
- Musée Zadkine
- Musée Picasso
- Musée des monuments français
- Musée national de la Marine
- Musée de l'Assistance publique - Hôpitaux de Paris

#### Bases de données et dictionnaires
- Site officiel
- Ressources relatives aux beaux-arts :   - L'Agence Photo RMN Grand Palais
  - AGORHA
  - British Museum
  - Royal Academy of Arts
  - Union List of Artist Names
- Ressources relatives à l'audiovisuel :   - France 24
  - IMDb
  - Unifrance
- Ressources relatives à la musique :   - Discogs
  - Répertoire international des sources musicales
- Ressource relative aux organisations :   - data.gouv.fr
- Ressource relative à l'architecture :   - Structurae
- Ressource relative au tourisme :   - Muséofile
- Notices dans des dictionnaires ou encyclopédies généralistes :   - Britannica
  - Brockhaus
  - Den Store Danske Encyklopædi
  - Enciclopédia Itaú Cultural
  - Gran Enciclopèdia Catalana
  - Internetowa encyklopedia PWN
  - Larousse
  - Proleksis enciklopedija
  - Store norske leksikon
  - Treccani
  - Visuotinė lietuvių enciklopedija
- Notices d'autorité :   - VIAF
  - ISNI
  - BnF (données)
  - Archives nationales (France)
  - IdRef
  - LCCN
  - GND
  - Italie
  - Japon
  - CiNii
  - Espagne
  - Pologne
  - Israël
  - NUKAT
  - Catalogne
  - Suède
  - Vatican
  - Canada